# 臺灣建築
臺灣建築在每個時代的建築造型、風格、結構與功能，及其所展現出的社會、文化、宗教、政治、經濟、藝術等意義與內涵非常多元豐富。以台灣歷史上各種具體建築案例等層面來觀察分析，最早可追溯到史前時代的浮腳樓式（干欄式）建築。原住民建築是台灣南島語系建築。荷西時期基於殖民與傳教活動各在臺灣南北構築要塞、教堂；明鄭時期視臺灣為反清復明基地，閩南式建築就此引進。清治時期的建築主要走向為中西文化融合的特性，清末洋務運動對船堅砲利的嚮往，砲台建築更加興盛。19世紀末日本統治台灣，台灣的殖民地建築具備日本特殊的殖民統治經驗，日治時期以閩南、日本、西洋的文化為主要建築構想，且引進了鋼筋混凝土技術。戰後，隨著國民政府來台，台灣出現中國古典風格的流行，又經由美援引入了國際主流的現代主義風格。在現代，臺灣的建築走向多元化，各種風格的建築都可普遍的看見。

## 史前時期
史前時期的臺灣建築，需要由考古遺址來認識，這時期的建築最早有岩洞，接續干欄式建築、石造建築。主要為南島語族的建築。

### 穴居
史前人類常用天然岩洞作為起居據點；以臺灣最古老的長濱文化為例，最早發現居住的洞穴為台東縣長濱鄉的八仙洞。該遺址的距今約三萬年至五千五百年之間；為一海蝕岩窟；高約十多公尺，洞內可容納約十人。

### 干欄式建築
遍佈於廣大史前時代的太平洋地區與印度洋地區；其型式非常多種。而原住民多利用於長老會開會處所、乘涼處、祭祖活動場所中。干欄屋除了透氣涼爽外，也有避免瘴氣，潮濕，淹水，並防止蟲蛇進入的功能，另外，在架設上也較為簡易。

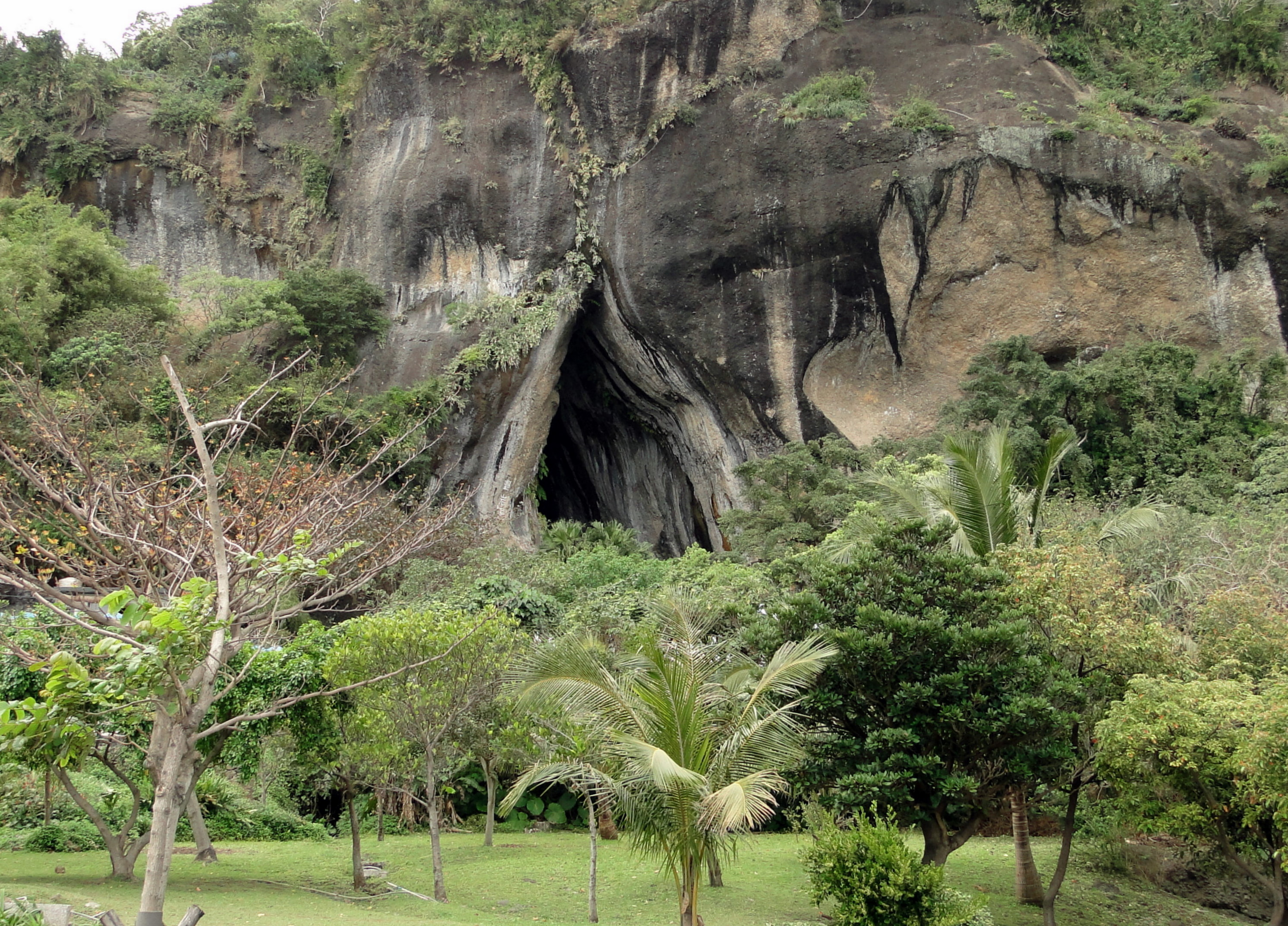
八仙洞遺址
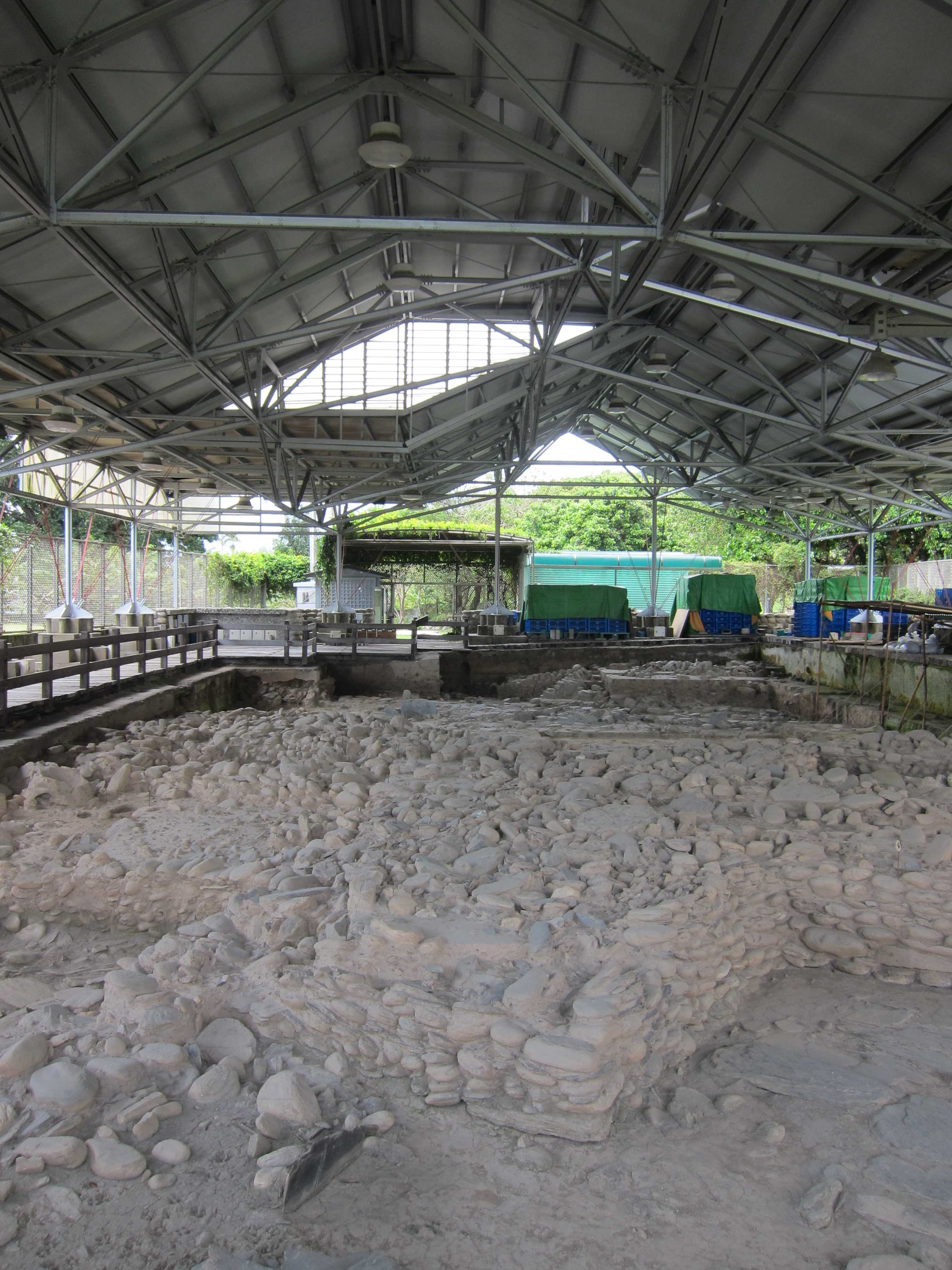
卑南遺址
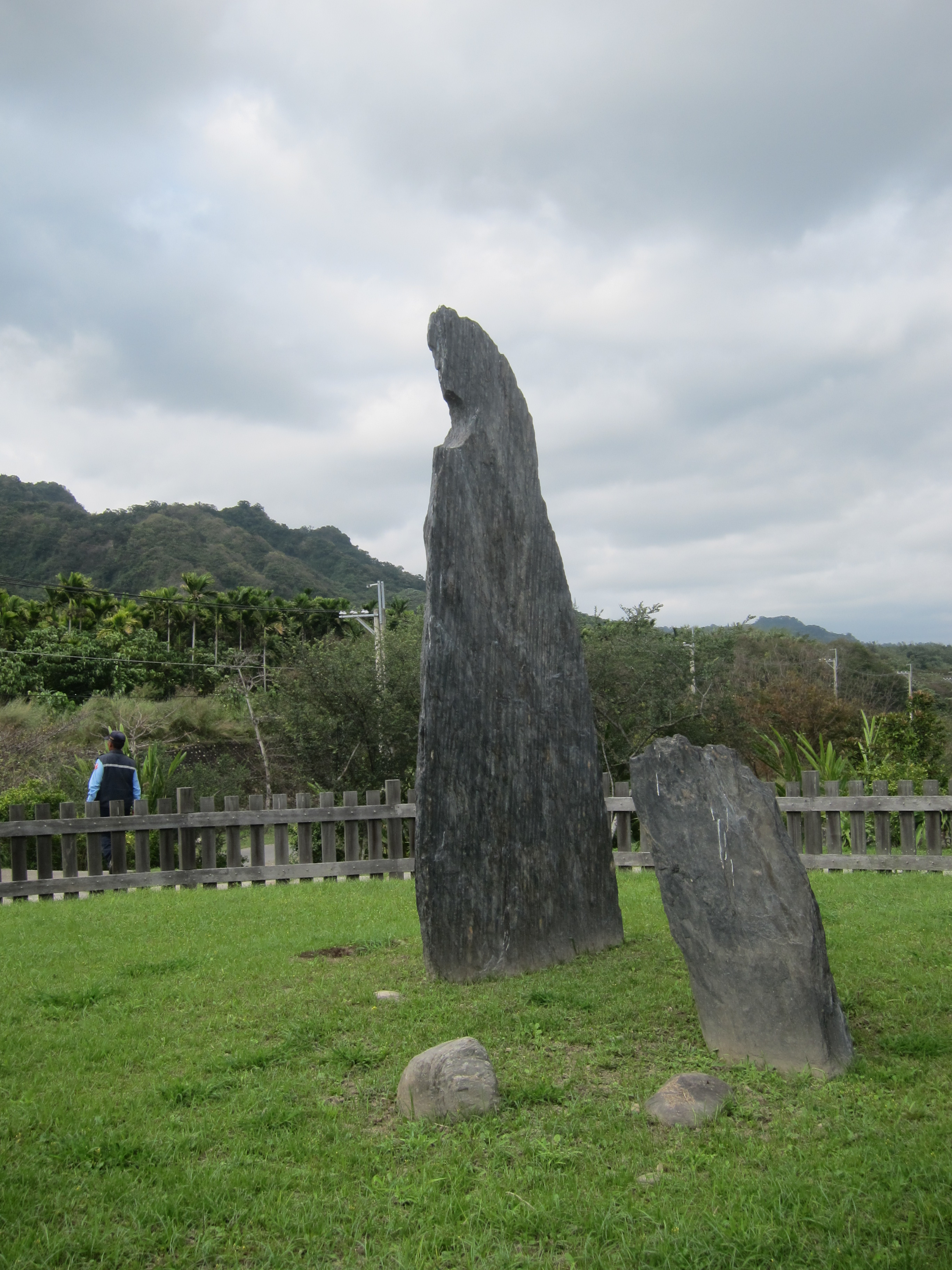
卑南遺址月形石柱
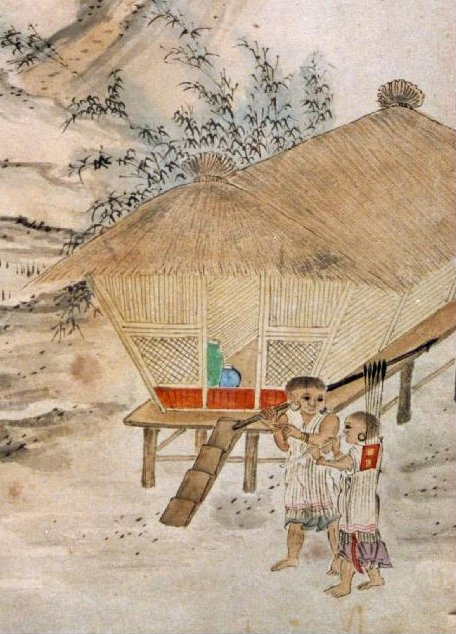
《六十七兩采風圖合卷》描繪的平埔族干欄屋
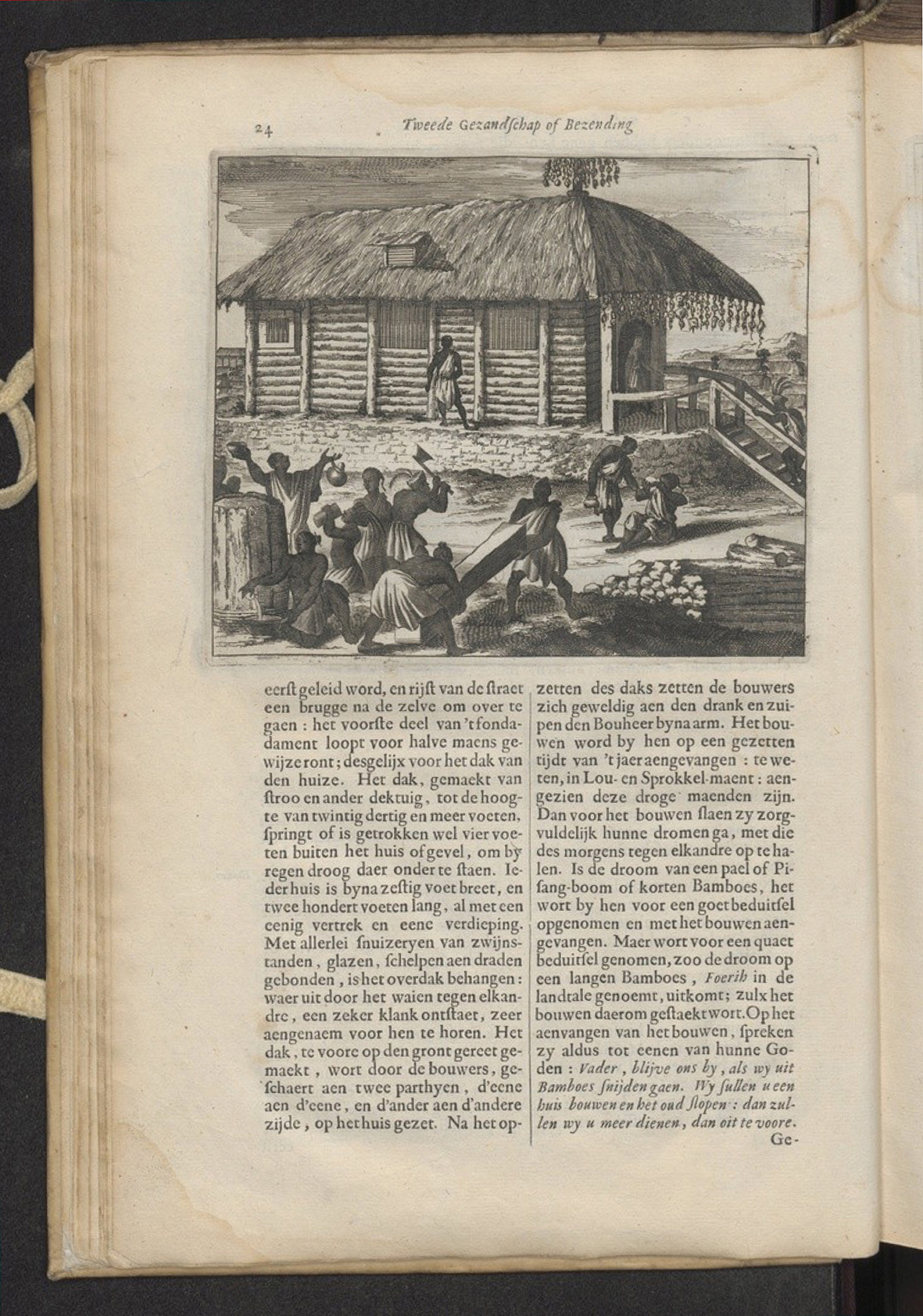
17世紀書籍中的原住民建築插圖
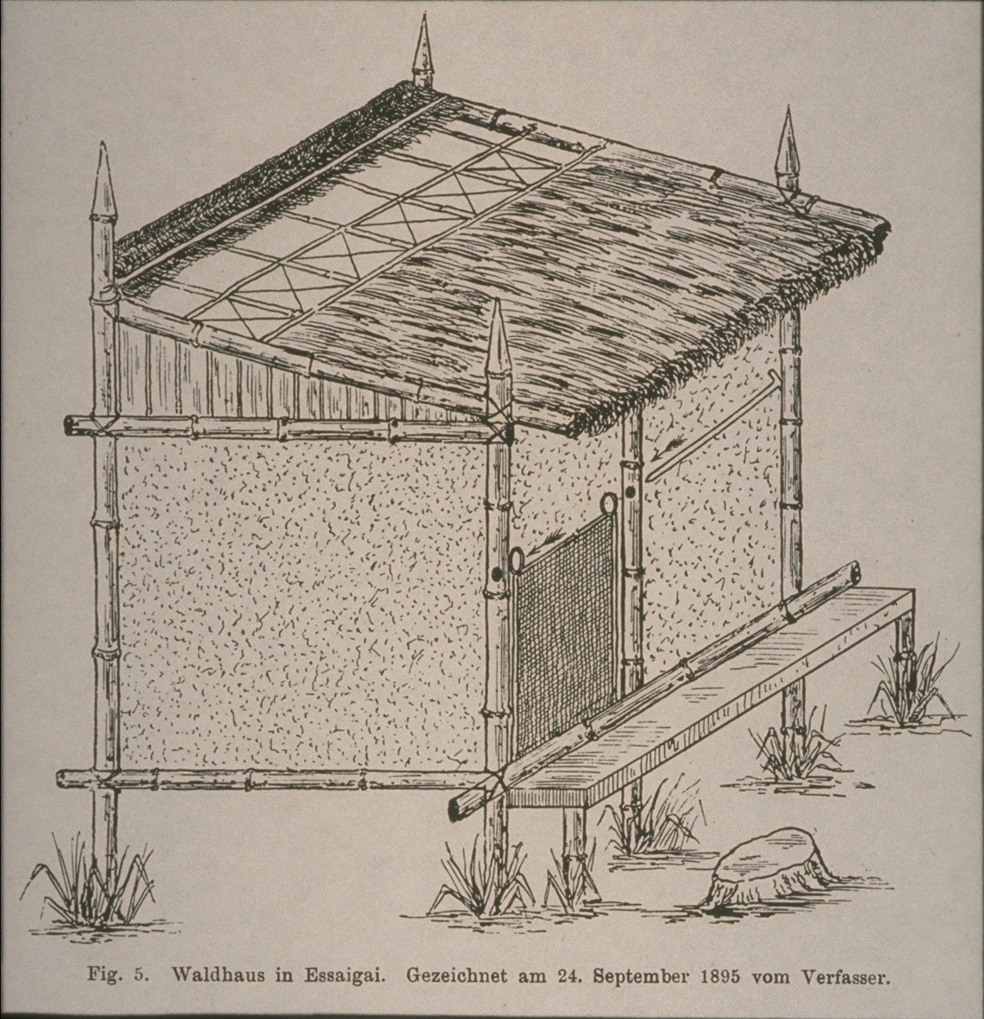
19世紀末的木屋
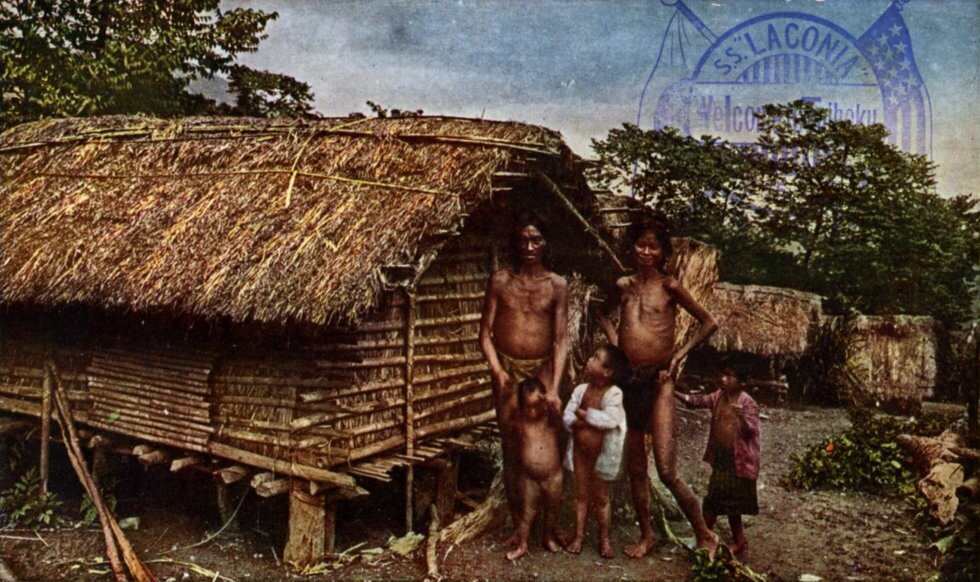
太魯閣族干欄屋
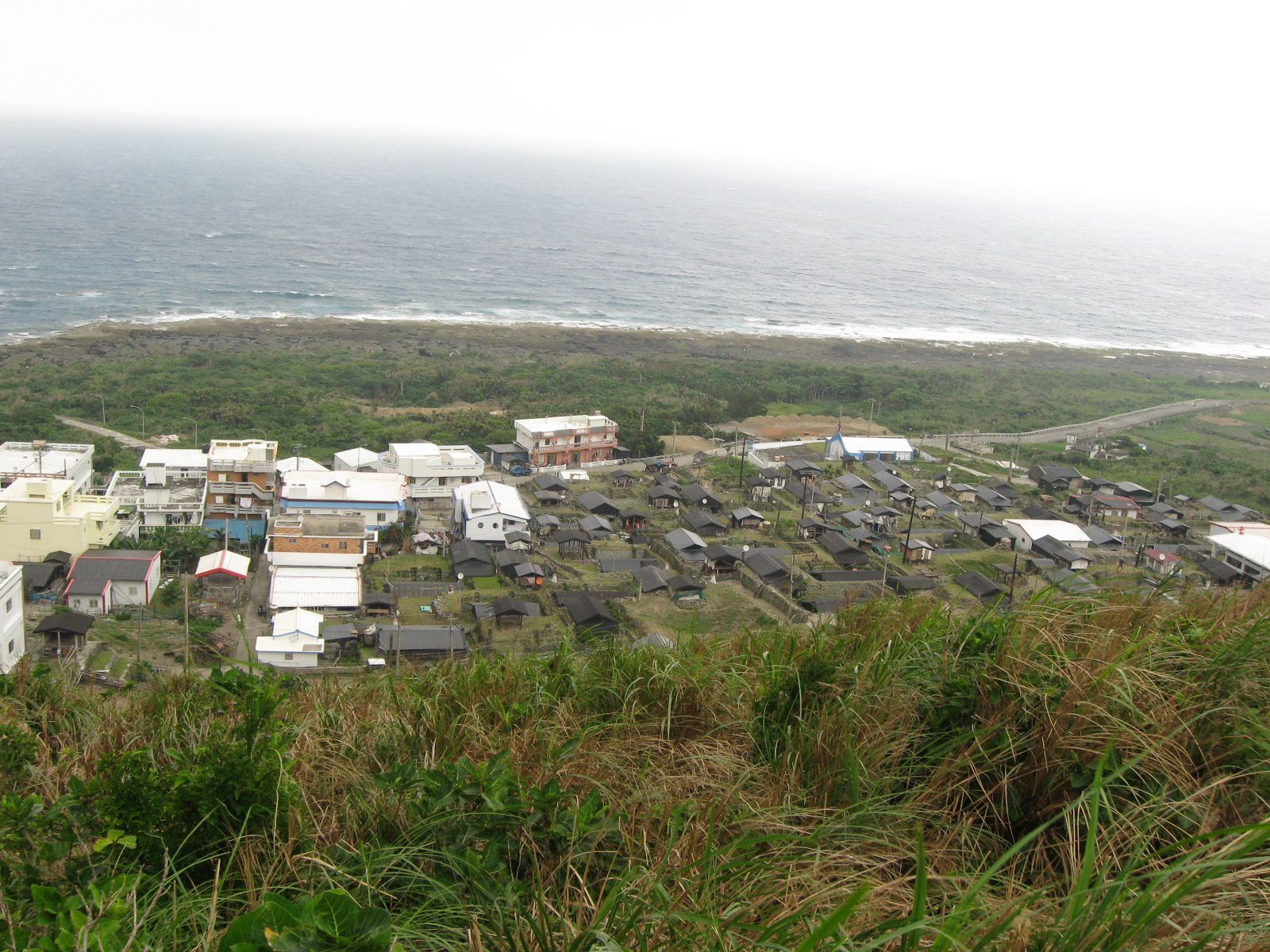
達悟族野銀部落今況，現代與傳統建築並存

## 原住民建築
原住民與漢住民在面對自然環境、氣候變化，多半師法自然：稻、木、竹、藤、茅、草、石、岩、土等材料為基本建材。其多元樣式與風格依照各地族群順應自然環境、氣候變化與文化影響而各有不同，是原住民族與自然環境經長時間相互影響所形成具有歷史、美學的一種體現，不僅表現在建築物的外觀，同時也表現在建築物的平面型態、立面結構、內部隔間、建築材料，附屬建築和住居配置。例阿美族因屬大型群居民族，發展出具規模的社區，中央設有公舍、廣場為統治中心，四周廣植竹林，並有守衛台與壯丁營以禦外侮。泰雅族與賽夏族則使用木材與竹子建屋；遠居海島的達悟族則面對強烈季風、颱風則發展出低於地平面的「豎穴居」。臺灣原住民的建築類型，可概略分為：地上浮腳樓、土臺屋、地面屋、地穴屋、地下屋及橫穴屋等。
1. 泰雅族分布在台灣中北部山區，建築形式依當地環境不同，主屋有平地式及深穴式兩種。材料以竹、木、茅、石階用，屋內空間以長方形為主，屋外有穀倉、豬舍、雞舍等附屬建物。部落入口處，有設置「望樓」（瞭望台）及骨頭棚（今已未見），這是泰雅族特有的建築類型。[10]
2. 賽夏族在台灣中北部苗栗、新竹一帶，建築形式為平地式，建材以木、竹為主。屋身的平面格局，隔成兩個以上的房間採正入的方式，正中央為起居間，左右為寢室或廚房，住屋內部為複式型隔間，有獨立的炊煮空間，顯然受漢人影響。[10]
3. 阿美族建築為平地式建材為竹木茅，主屋有兩種形式：單室正入式和複式側入式，室內空間有火爐寢室，設有矮矮的遮牆；廚房為獨立棟，這是頗為特別的地方。住屋外還蓋有畜舍、穀倉、工作房等。部落中常設置兩個以上的會所作為青少年宿舍部落會議及舉行祭儀的場所。[10]
4. 布農族居住在海拔最高的山區，受地理環境的限制甚大，高山腹地有限部落多為散村形式，建材多使用當地易取得的木板、樹皮、茅草、石板等。室內空間以單室型為主，因為是大家族制，住屋面積較大。[10]
5. 鄒族建築有高架式的會所，但一般的房屋為平地式。較獨特的是房子的平面格局是四方護甲式，長方形屋頂為半截式橢圓狀的茅草頂，此為其他原住民所未見，材料以竹木茅，且每個部落都有大集會所（kuba，庫巴）供族人開會使用，室內空間為單室型，未設火爐。穀倉設置有在屋內者，也有在屋外。[10]
6. 魯凱族嚴格的階級制度，建築形式因階級不同而有別，頭目的住屋及庭院寬敞，屋樑門柱飾以表身分的木雕，也有召喚集合族人講話的司令台。一般住屋較小，除了穀倉為高架式外，其餘多為平地或淺穴式，材料以石板木板為主。台東的魯凱族用木竹根茅草，室內空間為單室型，屋外有穀倉、工作房等附屬建物。[10]
7. 卑南族地處平地，建築形式受漢人影響很大，只有會所、女巫靈屋及祖靈屋具原來特色。會所為高架式，其他為平地式，材料以竹、茅為主。[10]
8. 排灣族有嚴格的地主貴族及佃農平民階級制度，因階級嚴明，住屋也會有差別，頭目的住屋和庭院較為寬敞，屋頂橫樑門扉柱子上都會有雕刻，塗上彩色的裝飾圖案，前庭立有標石及大榕樹以代表身分，還有高架穀倉及召喚族人的司令台。一般住屋規模較小主屋，成左右延伸的長方形屋舍，前方作為前庭，靠邊有穀倉雞舍豬欄，據說過去曾經有過骨頭架，現在已看不到了。[10]
9. 達悟族聚落位在離海邊不遠的坡地上，倚山面海為防海邊強風，住屋的建築形式為所謂的半穴屋（俗稱地下屋），半穴屋是達悟族的傳統建築，族人將房子建在地平面之下，建材以竹木茅石，排水良好不怕地震，冬暖夏涼，在主要建地上，在中央處有主屋（vahay），室內空間為複式型，側邊則有工作房（makarang）、產室，前方有涼台（tagakal）、穀倉等附屬建築物，還有獨特的船屋，林立在海邊，是停放獨木舟的地方。[10][11]
10. 太魯閣族半穴居式家屋，牆面以橫木堆成、屋頂上覆蓋石板是其特色。半穴居式家屋以木材為主要建築材料，施工時將地基挖深，然後用橫木堆成牆壁，再覆蓋石板在屋頂上。竹壁式家屋以竹材為主要建材，從地平面往上構築，使用茅草覆蓋在屋頂上。[11]
11. 邵族傳統家屋，一百年前的傳統家屋平面格局為矩形，生活以三腳灶的火煻為中心，兩坡式的屋頂上覆蓋蓁草，剖竹編造雙層外牆、穀倉設置於室內，生活起居與農作功能存在於同一居室。興建傳統家屋時，以部落族人集體協力、男女分工完成。日本殖民統治時期邵族人被集體遷村至現今伊達邵部落之後，生活受到漢族影響甚重，家屋型式也跟著改變。以往族人普遍使用土埆磚造及瓦片，至中華民國政府主政後，家屋幾乎皆以鋼筋水泥、鐵皮等建築而成。無論時代如何演變，自早期至現今，族人於新居落成時，都要隆重地邀請女祭司到家中祭拜祖靈籃，請該戶祖靈入屋。[11]
12. 撒奇萊雅族人的家屋基地，四周多種植檳榔樹或刺竹作為區隔，並留有前庭方便曬稻米、穀物。家屋主體以生活起居的主屋為主，再於主屋旁搭建副屋，作為烹飪、儲藏之用。主、副屋之間由屋簷下進出。主屋為生活起居功能，屋頂用茅草搭建，中間高起、前後低下以利排水。屋體約有三間開闊的寬度，開一門作為出入口，進入家屋後有大廳，大廳設有祖靈祭祀的臺座，是與祖靈分享酒與食物時所用，平時放有杯子。大廳兩側有臥房，臥房以籐、竹或管蓁作為床墊鋪設於高腳床上。撒奇萊雅族的屋舍，建築工作由男性執行，以竹木、茅草為主要材料，建築工作進行前，由可溝通神靈的mapalaway進行建屋的祈福儀式。目前屋舍建築材料以現代材料與形式漸多，但是內部隔間擺設與祭祀祖靈的臺座設置，仍具有民族特色。[11]
13. 噶瑪蘭族早期的住屋建築屬於半開放空間的高架建築，稱為干欄式建築，可隔絕蛇、鼠、瘴氣等影響生活的環境。干欄式的高架屋建築，廣泛出現在南島民族分布的建築中，具有東南亞古文化的建築特色；其主要出現在阿美族、鄒族、卑南族的公共會所與穀倉建築中，只有在噶瑪蘭族與凱達格蘭族（平埔族），住屋建築採用干欄式建築。噶瑪蘭族部落生活的環境屬於近河川的小型集村，外圍常種有竹林圍住部落，作為空間區別與防風、防禦之用，宜蘭的五結流流社、加禮宛社，今日還能看到這樣的部落風情。另外，於宜蘭舊部落所見的大葉山欖，近年移植至花東的新部落，作為紀念故鄉的象徵標誌。[11]
14. 拉阿魯哇族原本是聚落型部落，因為傳染病之流行，死了非常多的族人，為了避免再次發生同樣的情形，遂改為每一、兩戶散居各處，造就今日散居的部落型態，稱為pararana，建築型態主要有家屋及會所。會所建築樣式屋頂是曲線的半橢圓球形，建造材料大部分都是木頭。其大小約六公尺見方，干欄式房屋，床面距地約1.3 公尺，床則用直徑約六公分的麻竹編成。升降處樓梯，只有一架。中央有爐火，底用木板，置灰燃之。屋頂以茅草覆蓋，屋頂兩角插有vahlituru，屋內四柱橫掛竹竿，懸掛人頭骨或頭髮。傳統家屋形體多為長方形，單室不隔間，屋頂前後（棟的方向）兩端屋頂低，約2、3尺高，以茅草覆頂，其稜角頓而帶圓，立面看時，恰呈橢圓錐體狀。梁柱以黃櫨、櫸樹、樟樹、茄苳、楠木、烏心樟等堅硬木材構成。牆壁則以茅草的莖直立排列，再以細藤編制為兩層。入口部分，左為男性入口、右為女性入口，另設有通往穀倉之門。屋內設有爐火、床臺、墓穴等。[11]
15. 卡那卡那富族主要建材為木柱、竹牆、茅草屋頂。依照地形房屋地基有縱深與橫長型。室內有石灶、吊棚、床等。日治時期的文獻紀錄，室內還有埋葬先人的場所。家屋的大小主要依居住人口數而定。 橫長型房屋前面中央處置正門，兩側壁面各開側門。橫長型為兩坡斜面式，短垣高頂，屋橼低垂，橫長型房屋爐灶在側門內。爐灶以長石圍成四方形，內置三塊定石腳，以放置鍋釜。灶上有吊棚，為存放食具或烤乾肉類之處，並另掛一木鈎，加置一吊棚，以擋塵土。房屋之另三隅配置茅菅編成之床；床架以竹子編製。各床外繞以茅菅編壁，每一夫妻占一床間。未婚者之床即置於屋牆邊側，並無遮壁。室內後壁懸掛獸骨。[12]
16. 賽德克族建築按照功能形式可分為家屋、家屋附屬建築、公共建築（望樓）三種類型。賽德克族的傳統住屋有兩種形式，一種為半穴式的木造住屋，另一種為一般竹屋，前者屬於賽德克族傳統住屋的原始形式，以南投為多，後者是經過遷徙之後所發展的便利型住屋，以東部宜蘭、花蓮為多。傳統半穴式家屋，是在家屋基地向下挖掘，然後再開挖的坑地面上立上柱子。換句話說，這種家屋有一半的形體位於地面之下，又稱為半穴式家屋。家屋地基大都成方形或長方形，一般按照住屋大小來增減地基周邊柱子數量。家屋中的火爐區隔為兩個，一個位於家屋中央，一個位於牆壁邊緣。家屋中央為三腳式爐灶，為取暖用爐灶，另一個爐灶會在屋內側面牆邊，用於平日烹飪食物。[11]

### 石造建築
排灣族及魯凱族則多取板岩、石岩或以石板砌牆以茅草為屋頂的石板屋，貴族住屋更飾以精緻的木雕。石板屋其特色在於黑色的建材利於隱匿於環境保護中，而層疊的石板則仿生自蛇鱗的百步蛇神崇拜。 
- 排灣族佳平舊社金祿勒頭目家屋
- 排灣族老七佳部落石板屋聚落
- 排灣族望嘉舊社人面浮雕祭屋（Qaqqayaman祭屋）
- 斯卡羅人瑯嶠十八社的建築
- 魯凱族好茶舊社
- 魯凱族得樂的卡部落遺址（Teredeka）

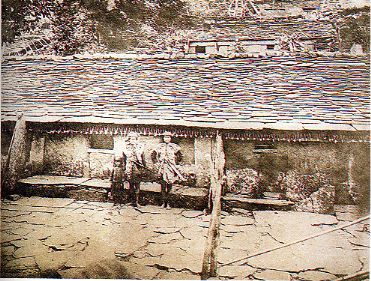
排灣族來義社石板屋
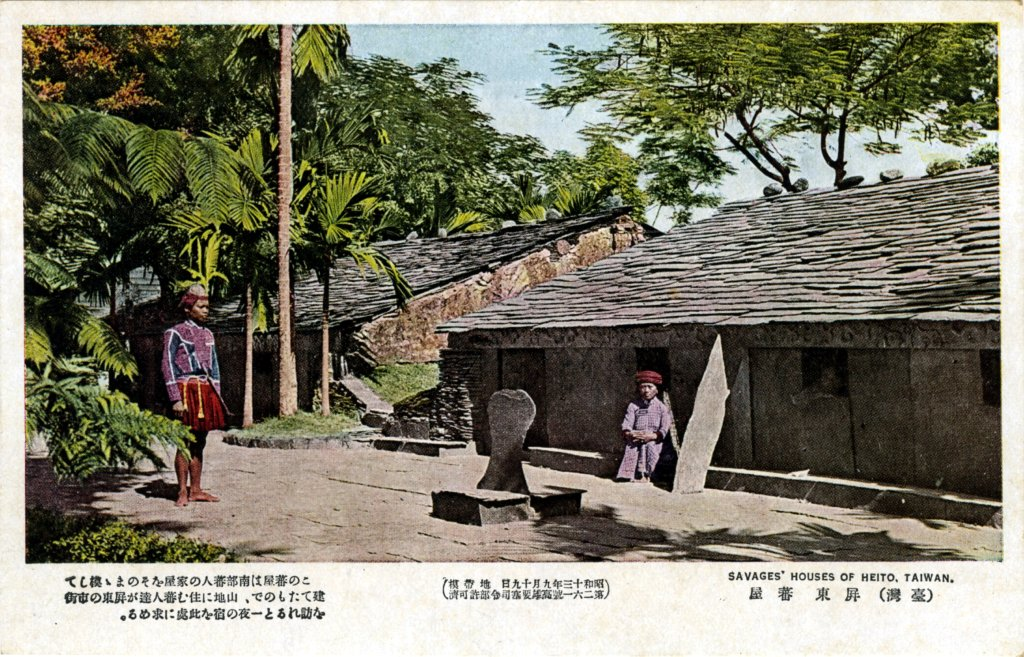
屏東公園的石板屋
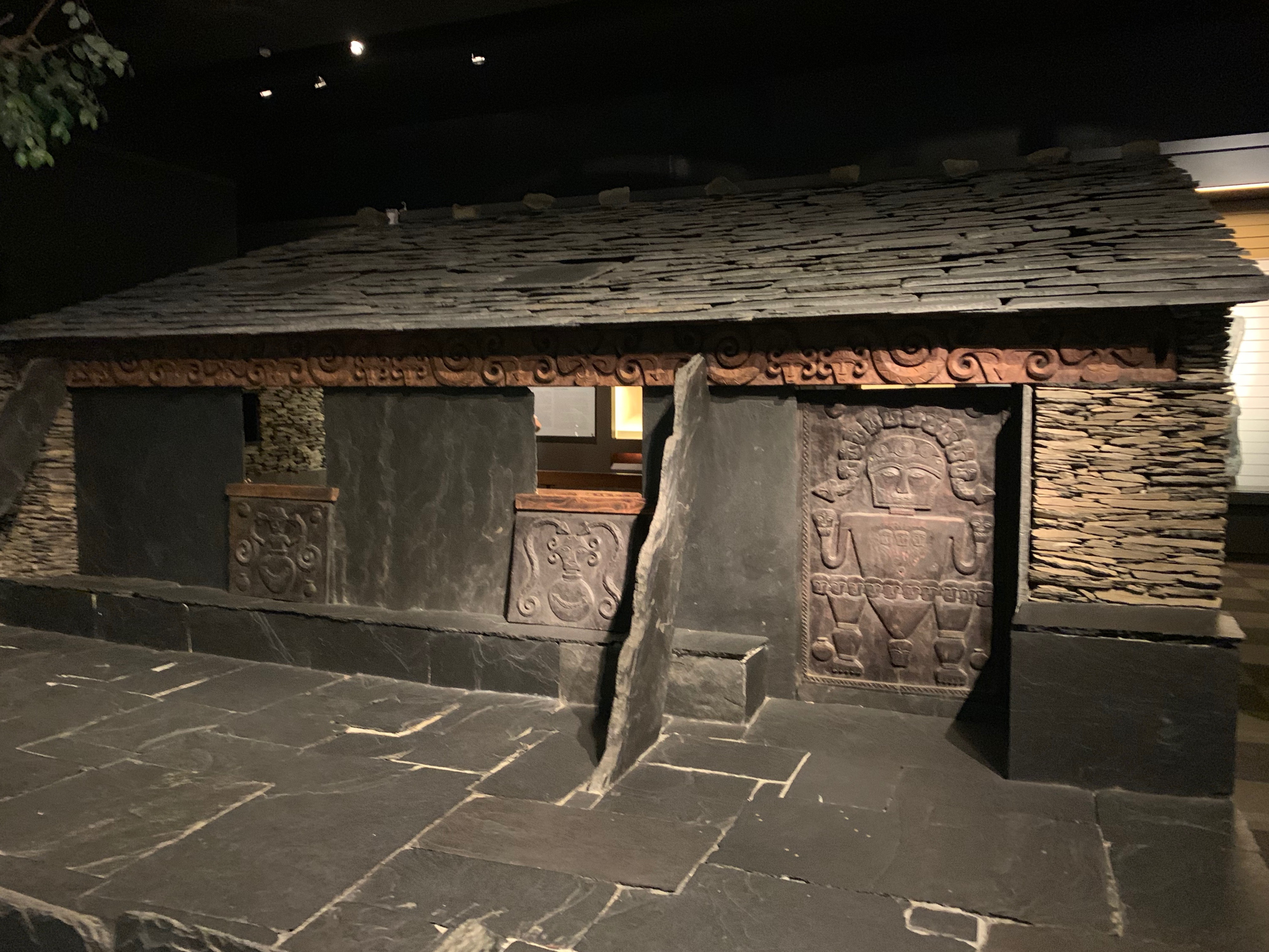
國立自然科學博物館展示的排灣族石板屋
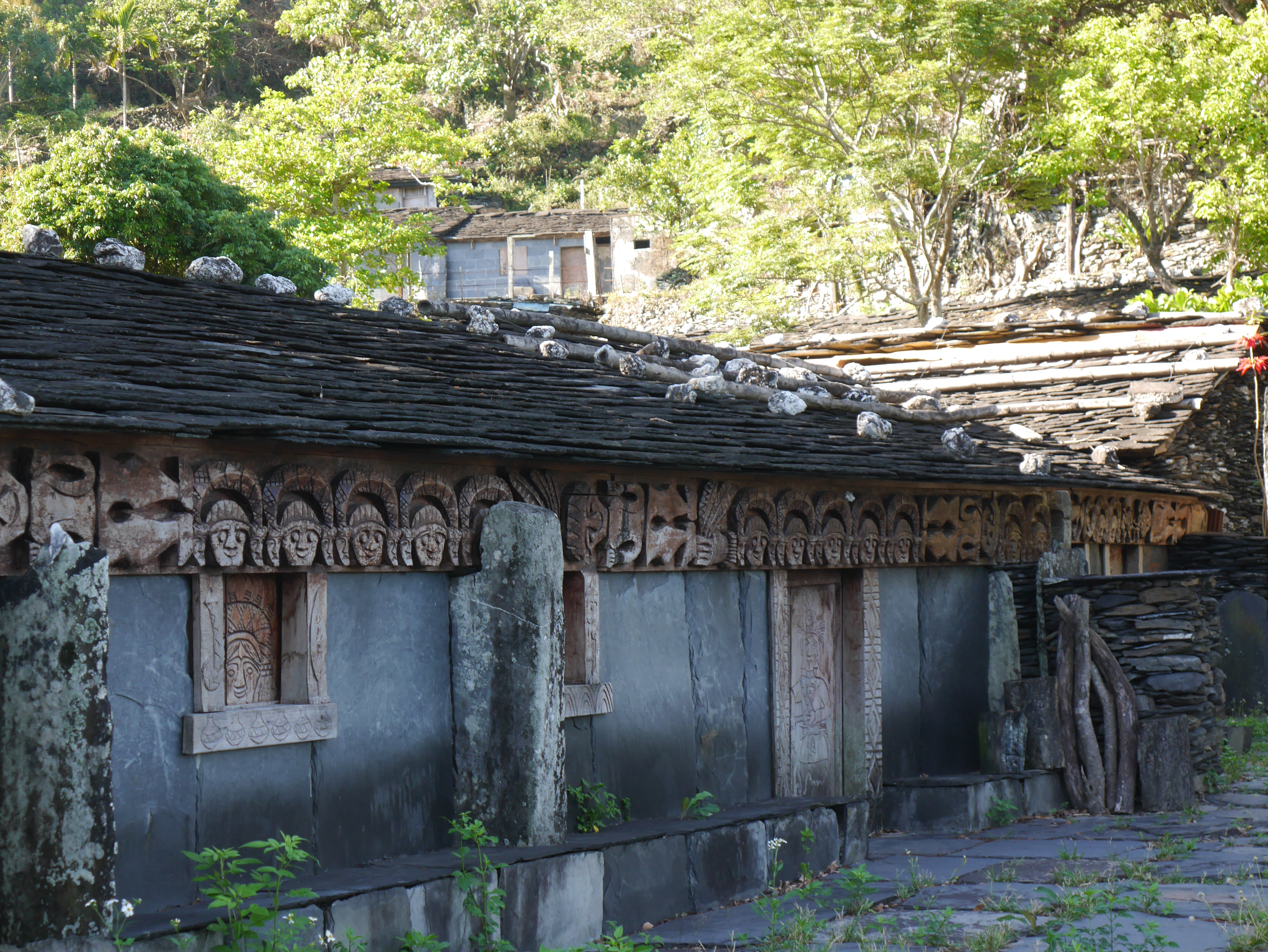
排灣族老七佳部落頭目家屋
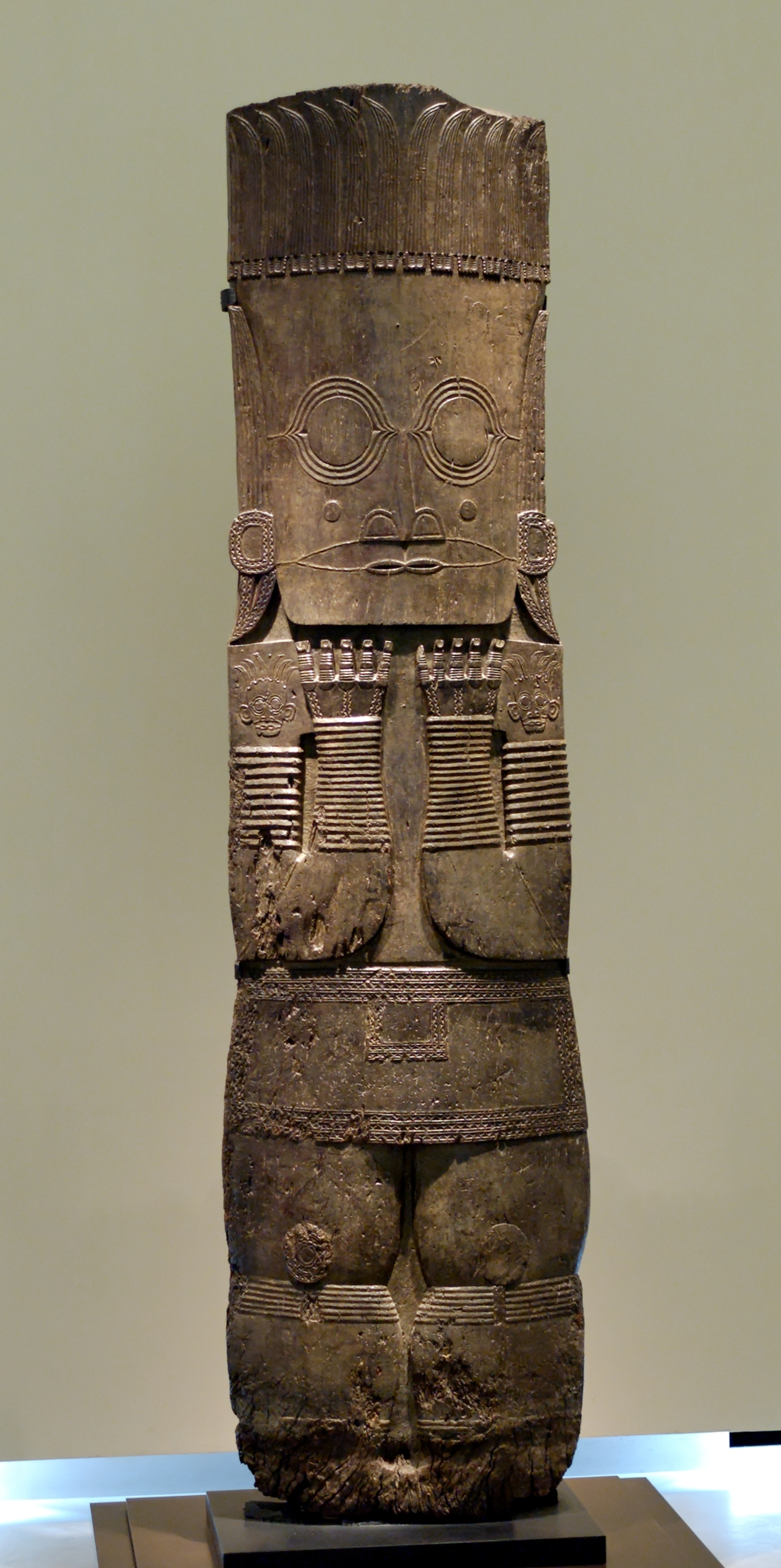
排灣族佳平金祿爾頭目舊家屋的Mulitan祖靈柱
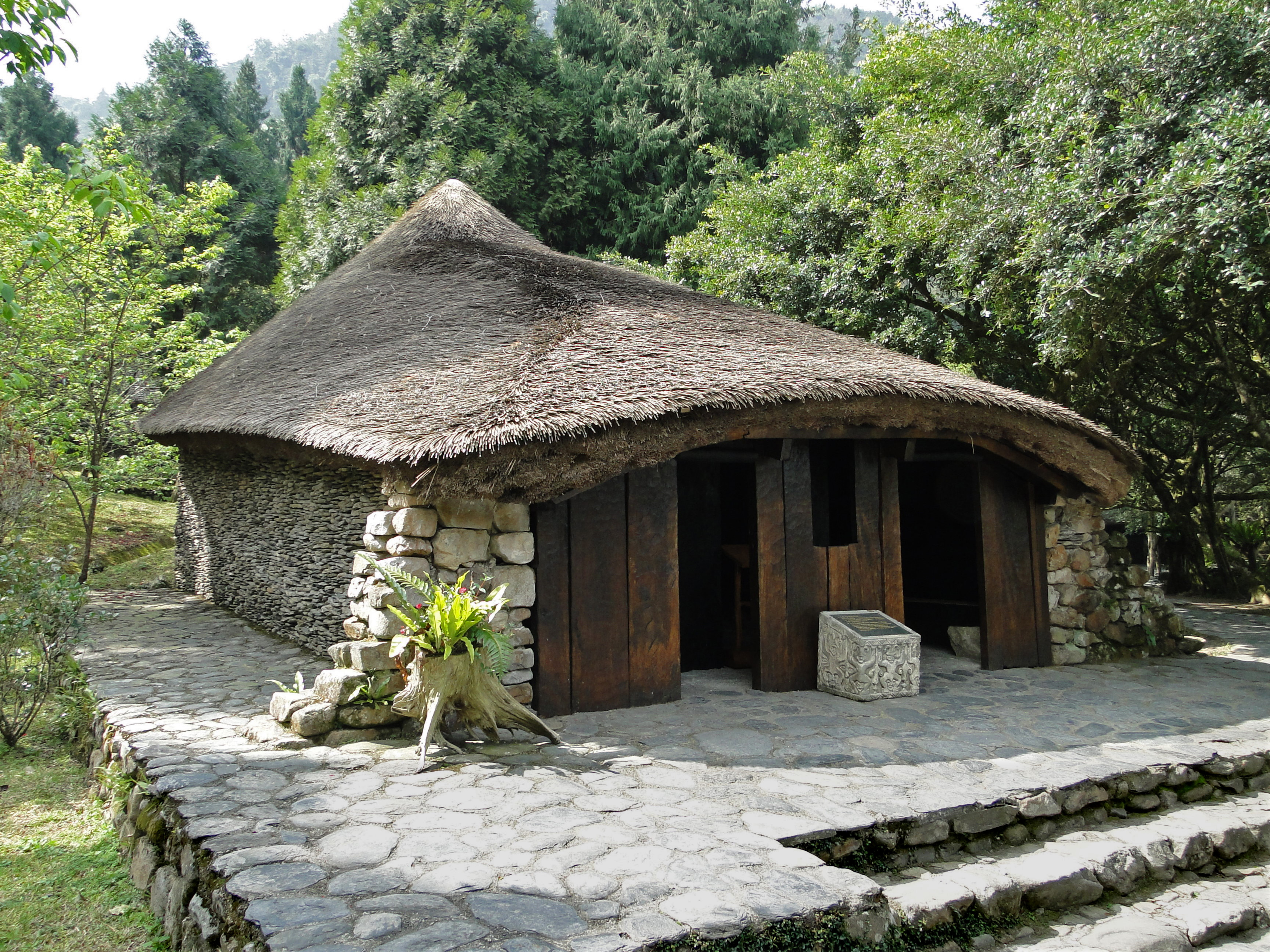
仿建的排灣族草埔社住屋
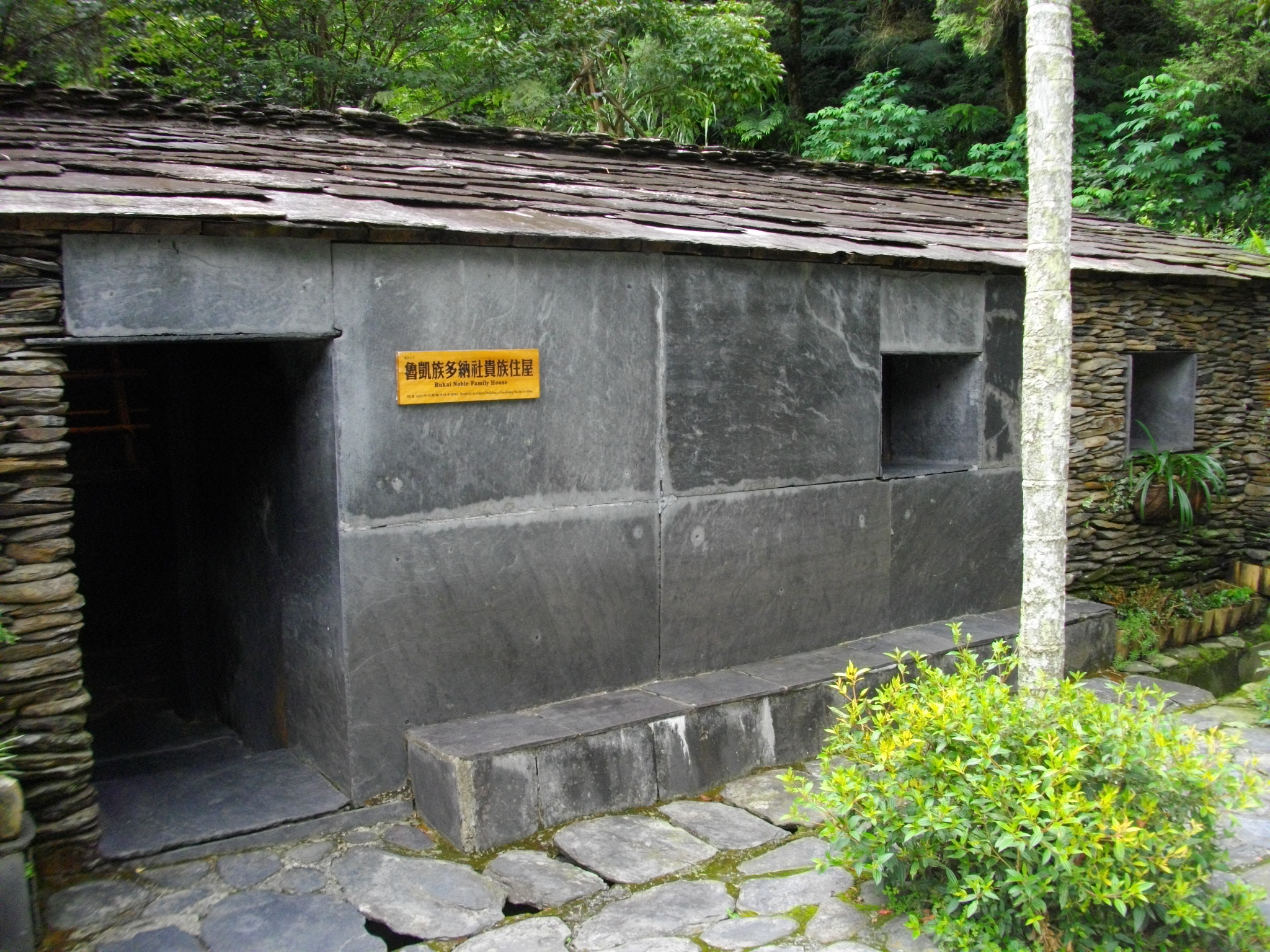
仿建的魯凱族多納社貴族住屋
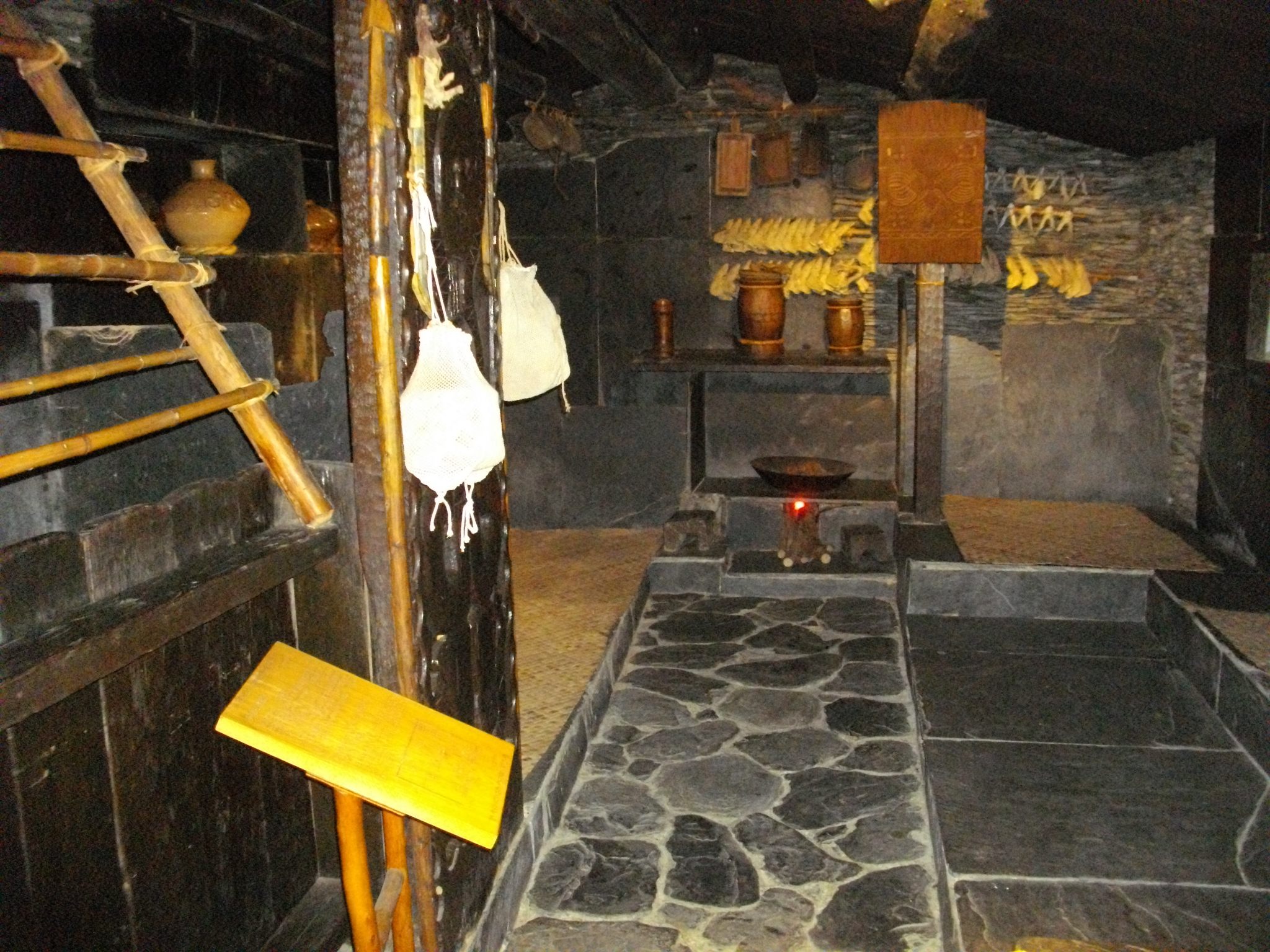
仿建的魯凱族多納社貴族住屋內部
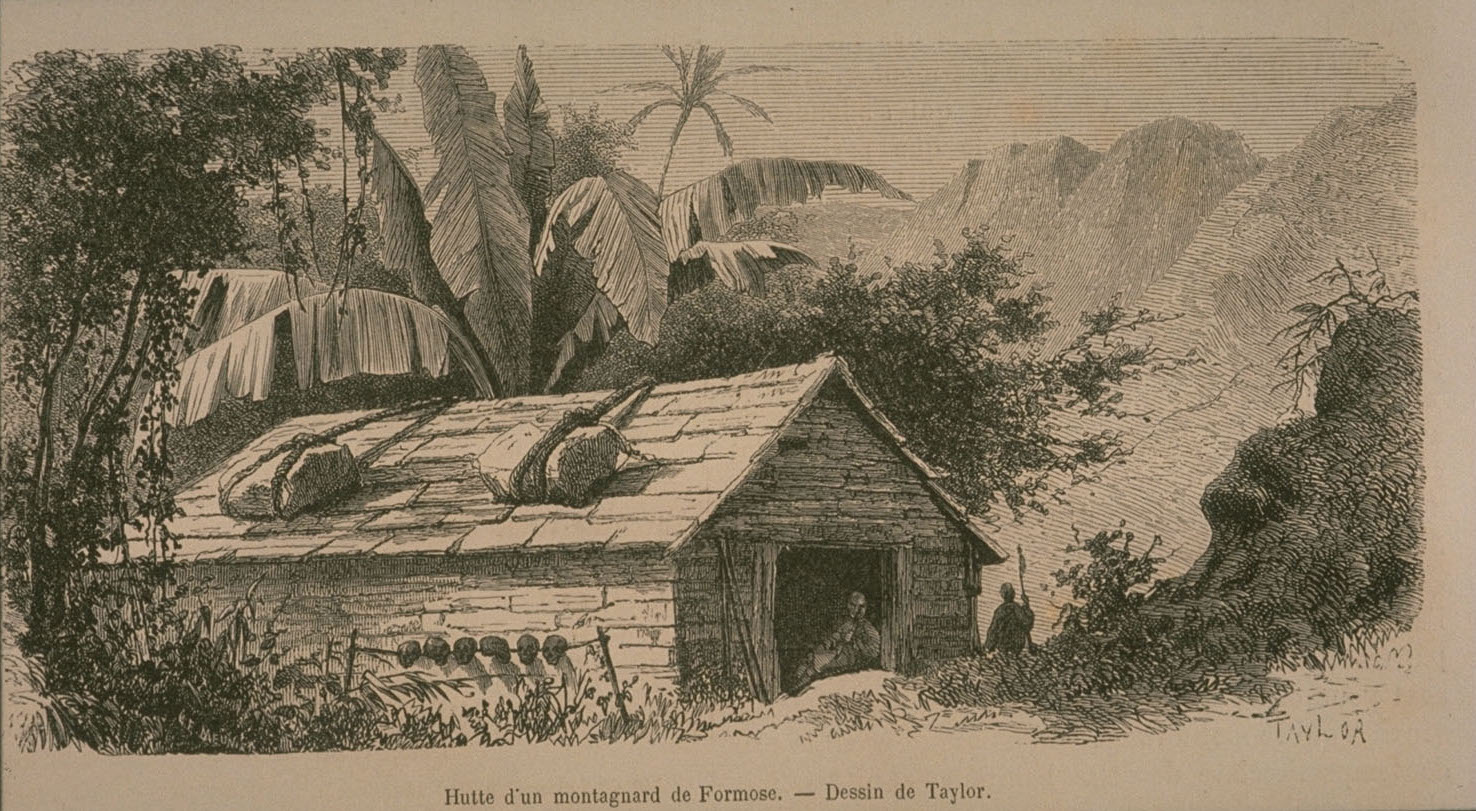
1875年繪製的獵人屋子

### 木竹造建築

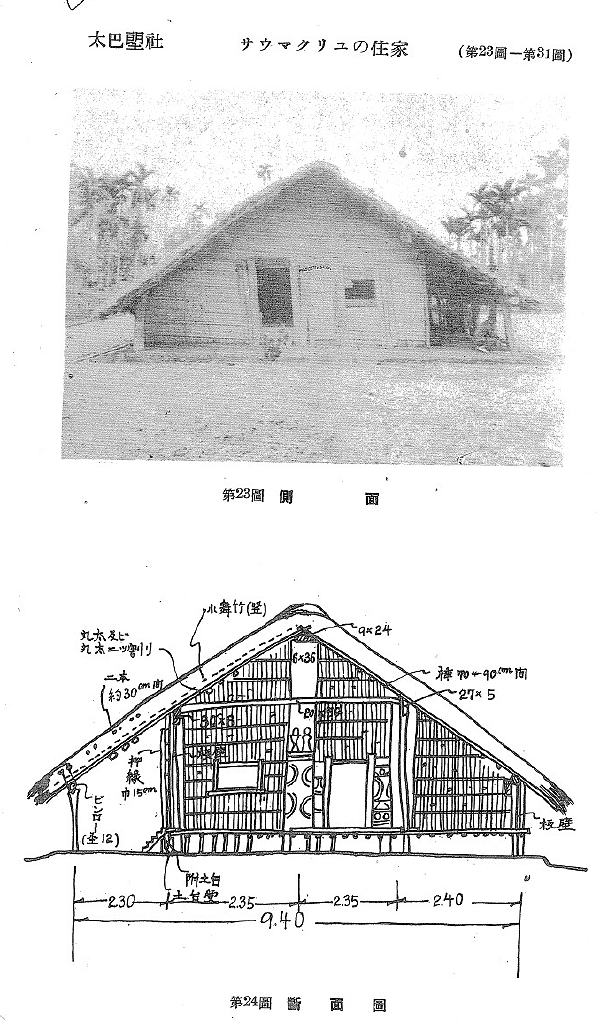
阿美族太巴塱kakita'an祖屋
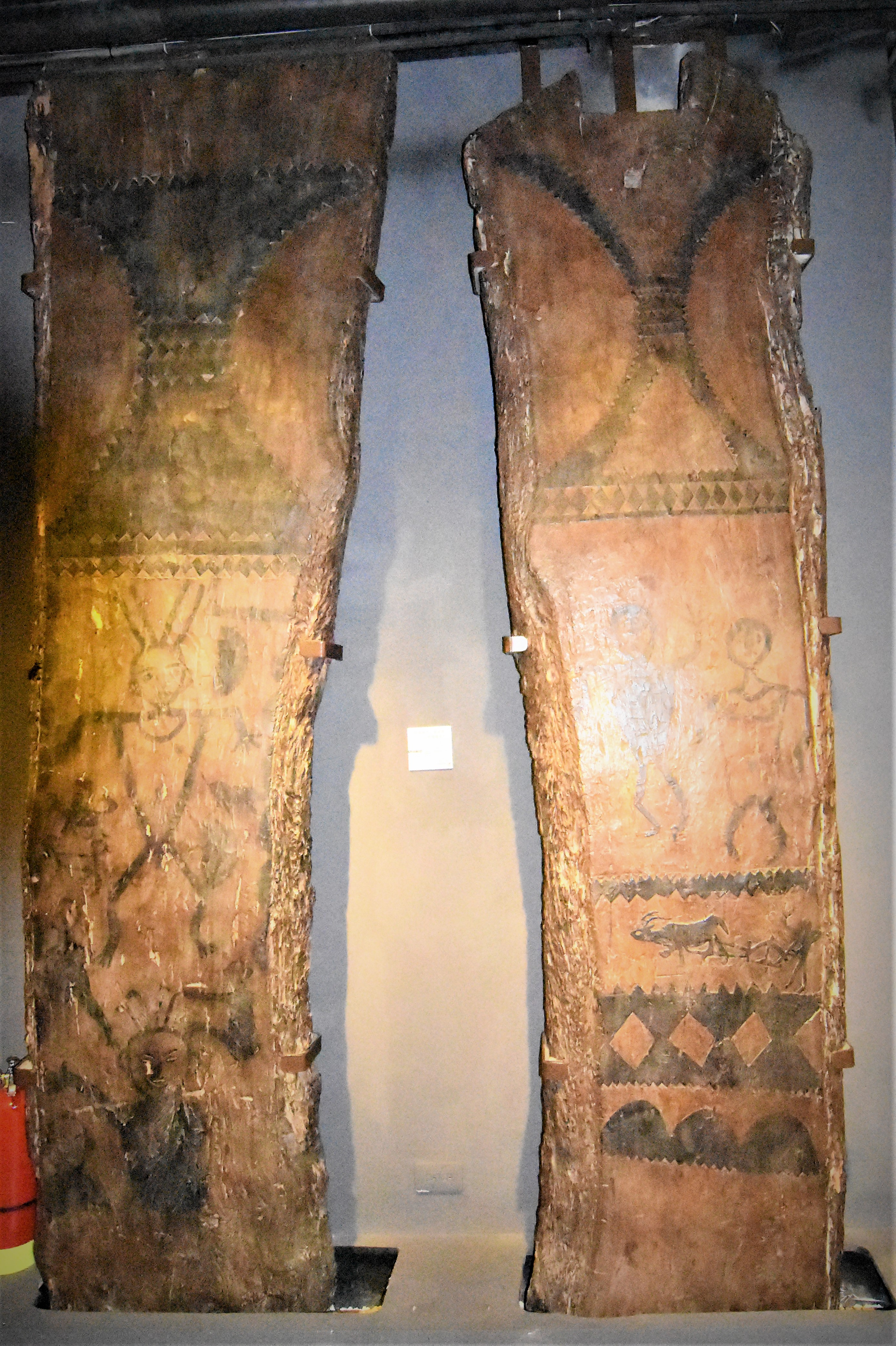
阿美族太巴塱kakita'an祖屋的雕刻柱
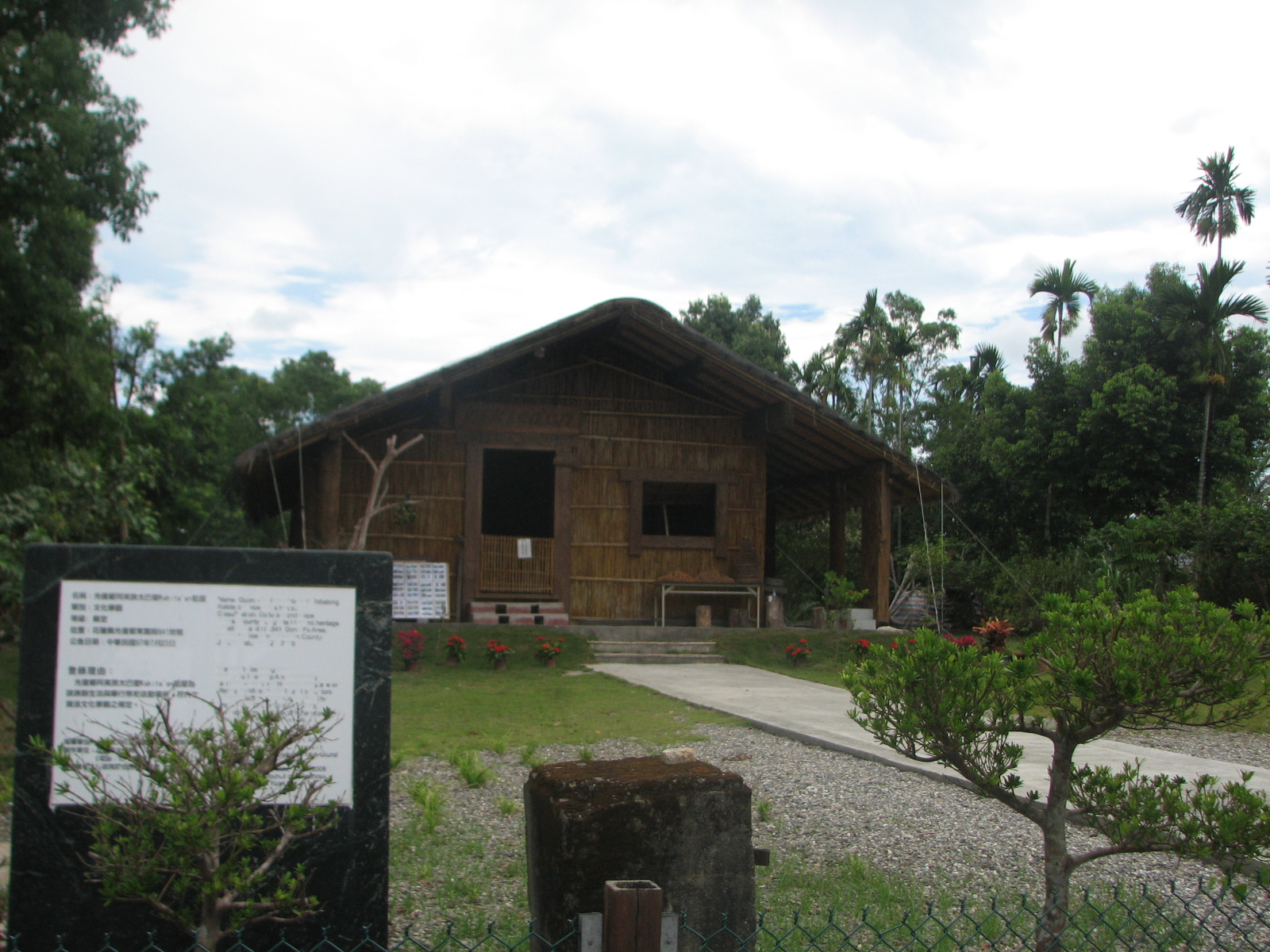
重建的阿美族太巴塱kakita'an祖屋
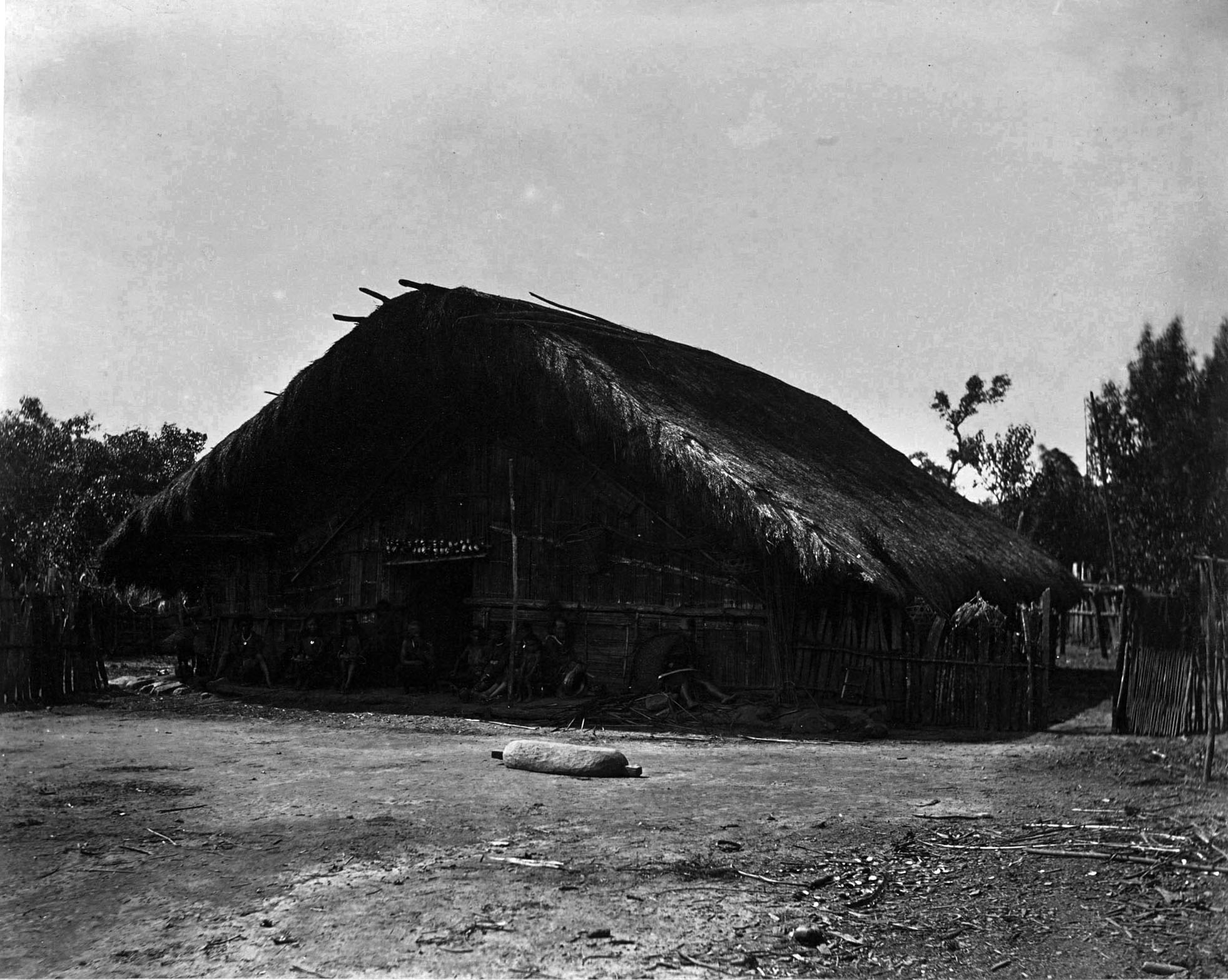
黎芳拍攝的邵族水社建築
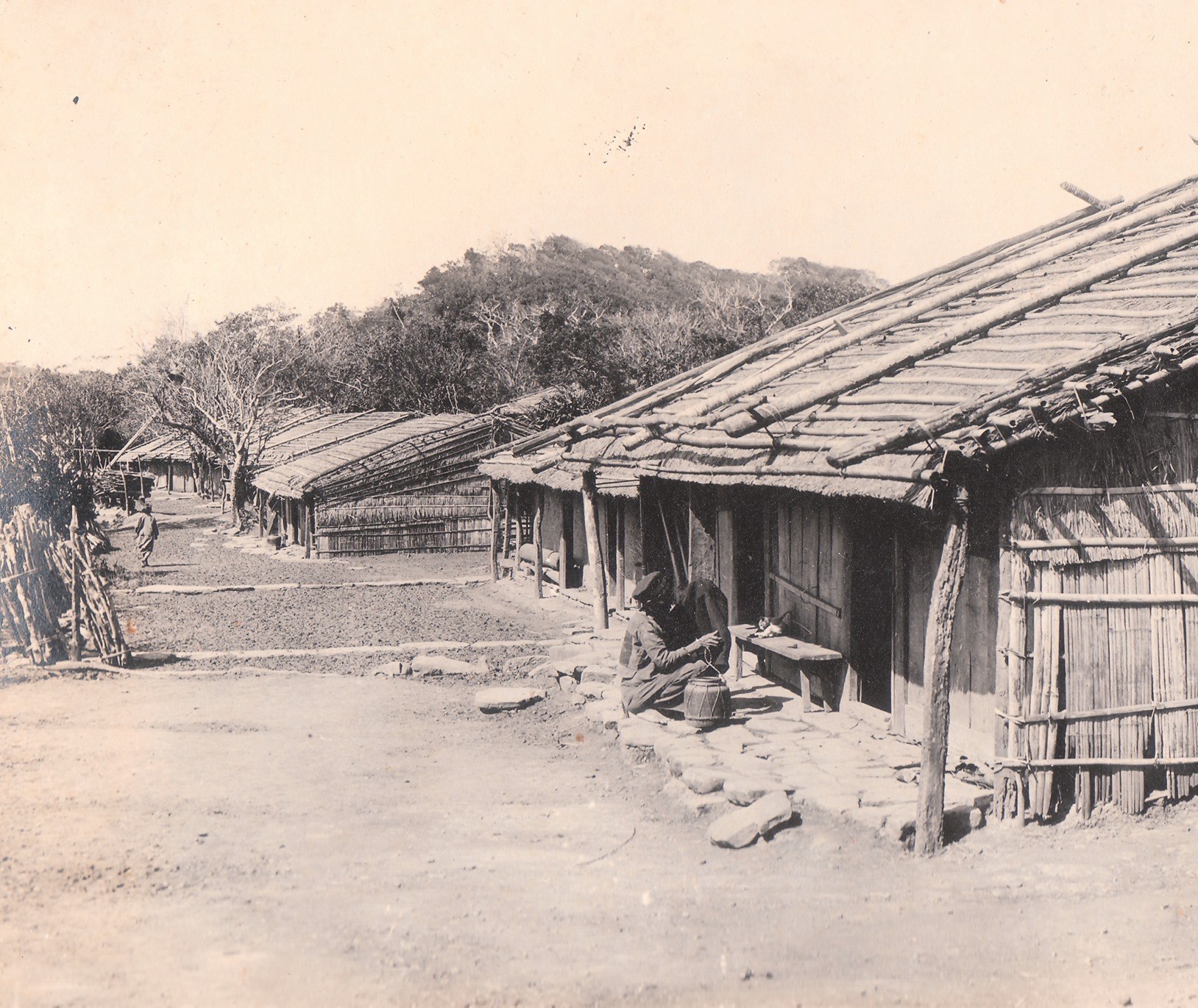
排灣族高士佛社
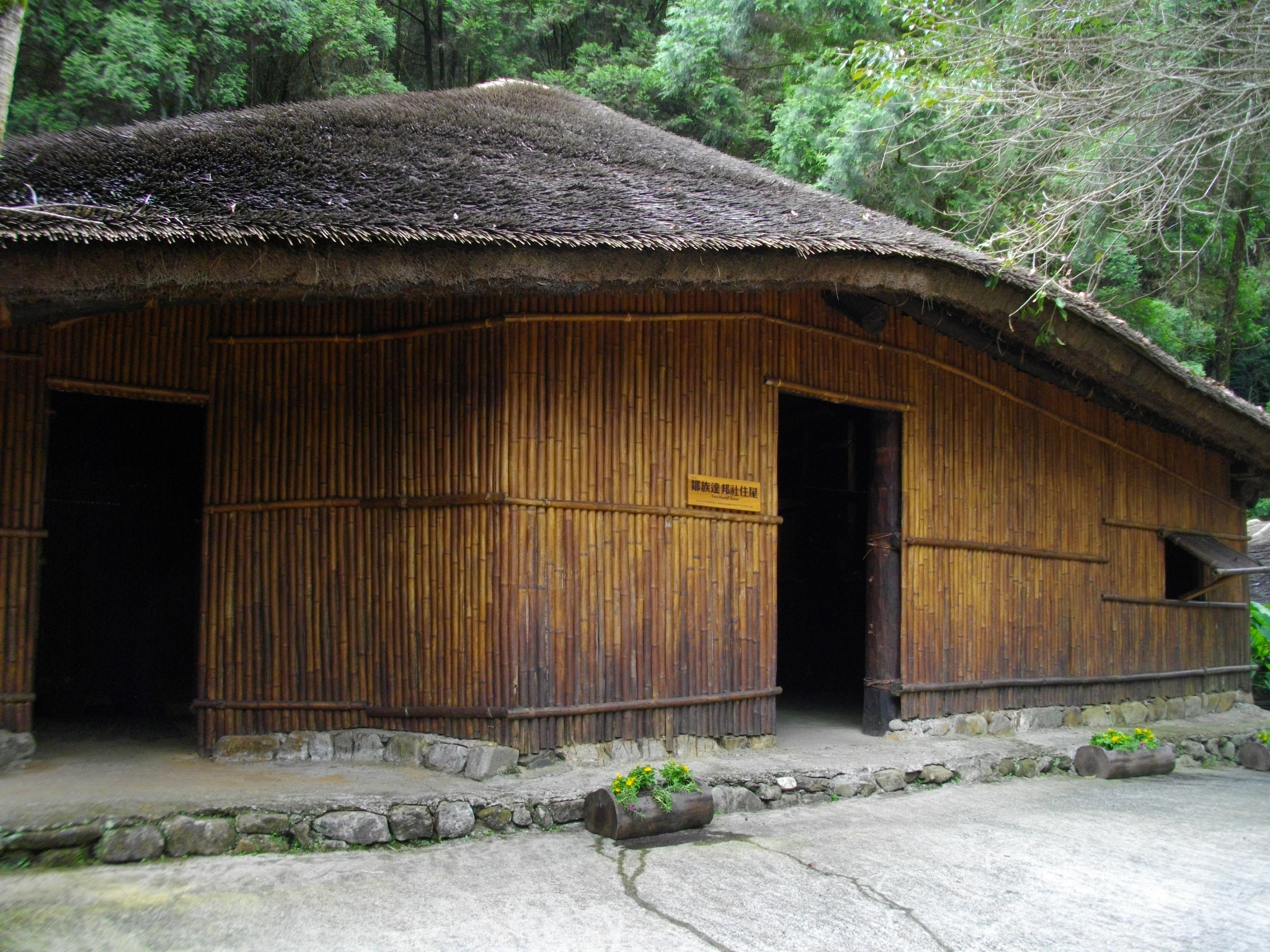
仿建的邵族家屋
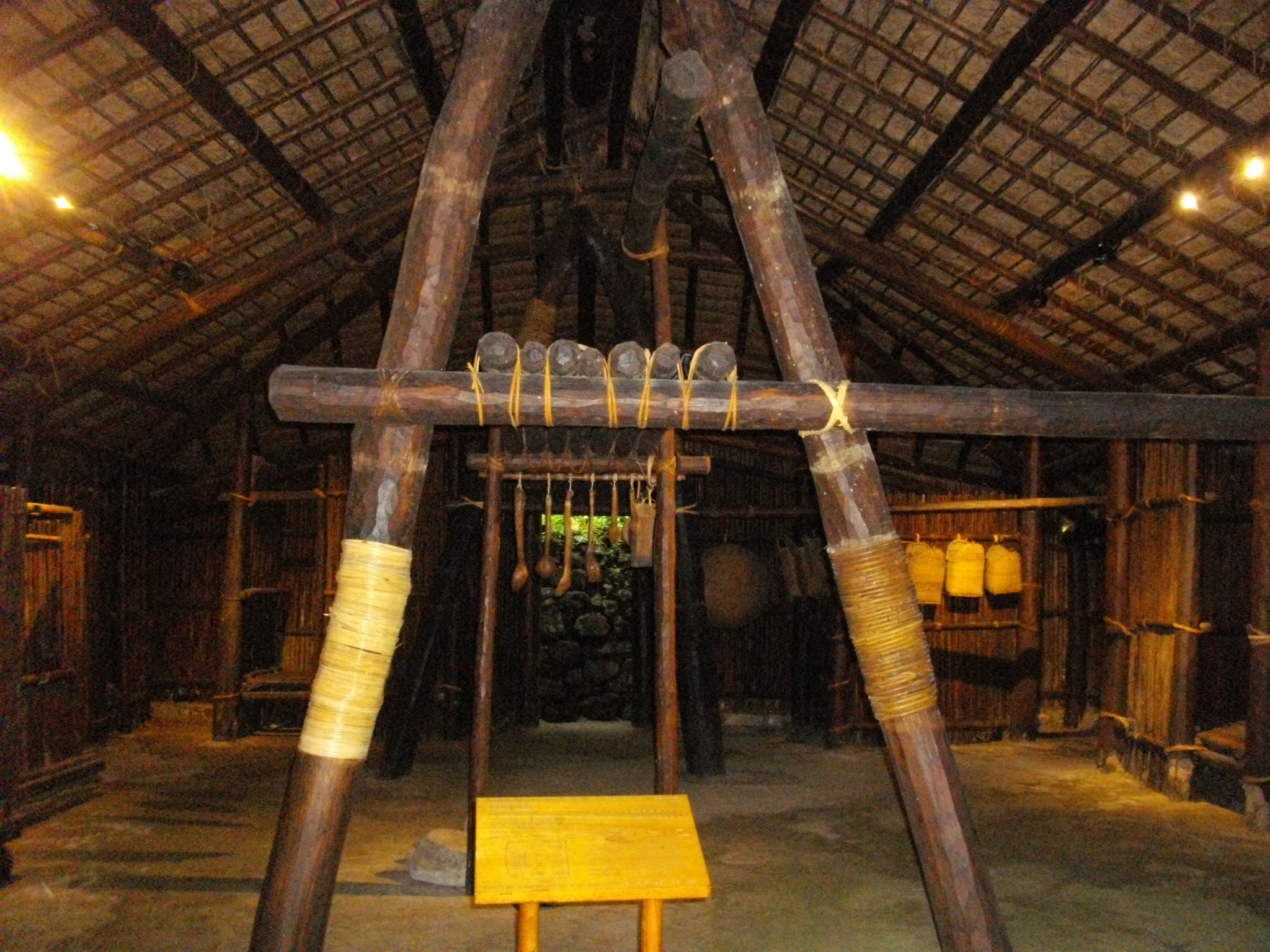
仿建的邵族家屋內部
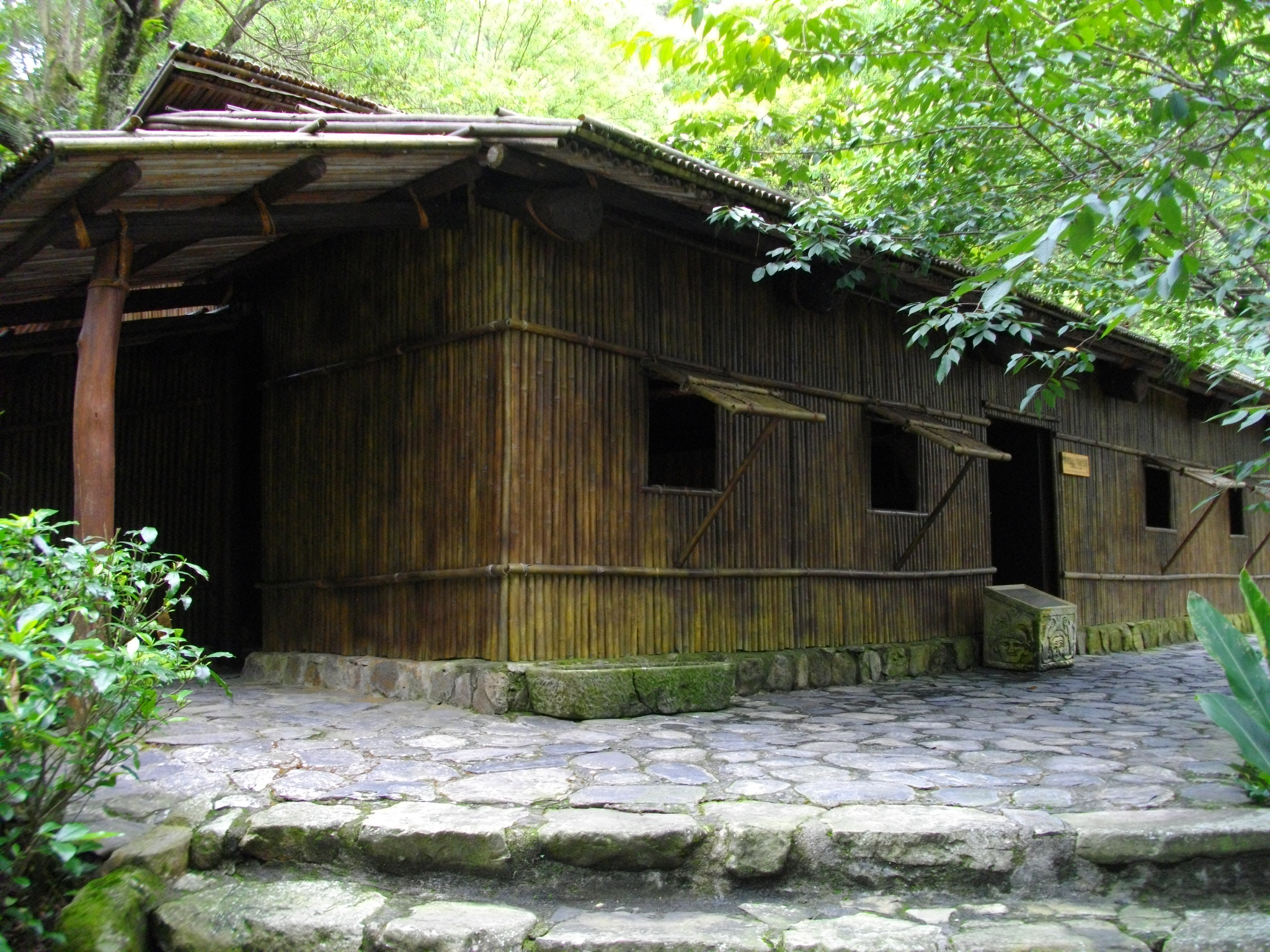
仿建的賽夏族家屋
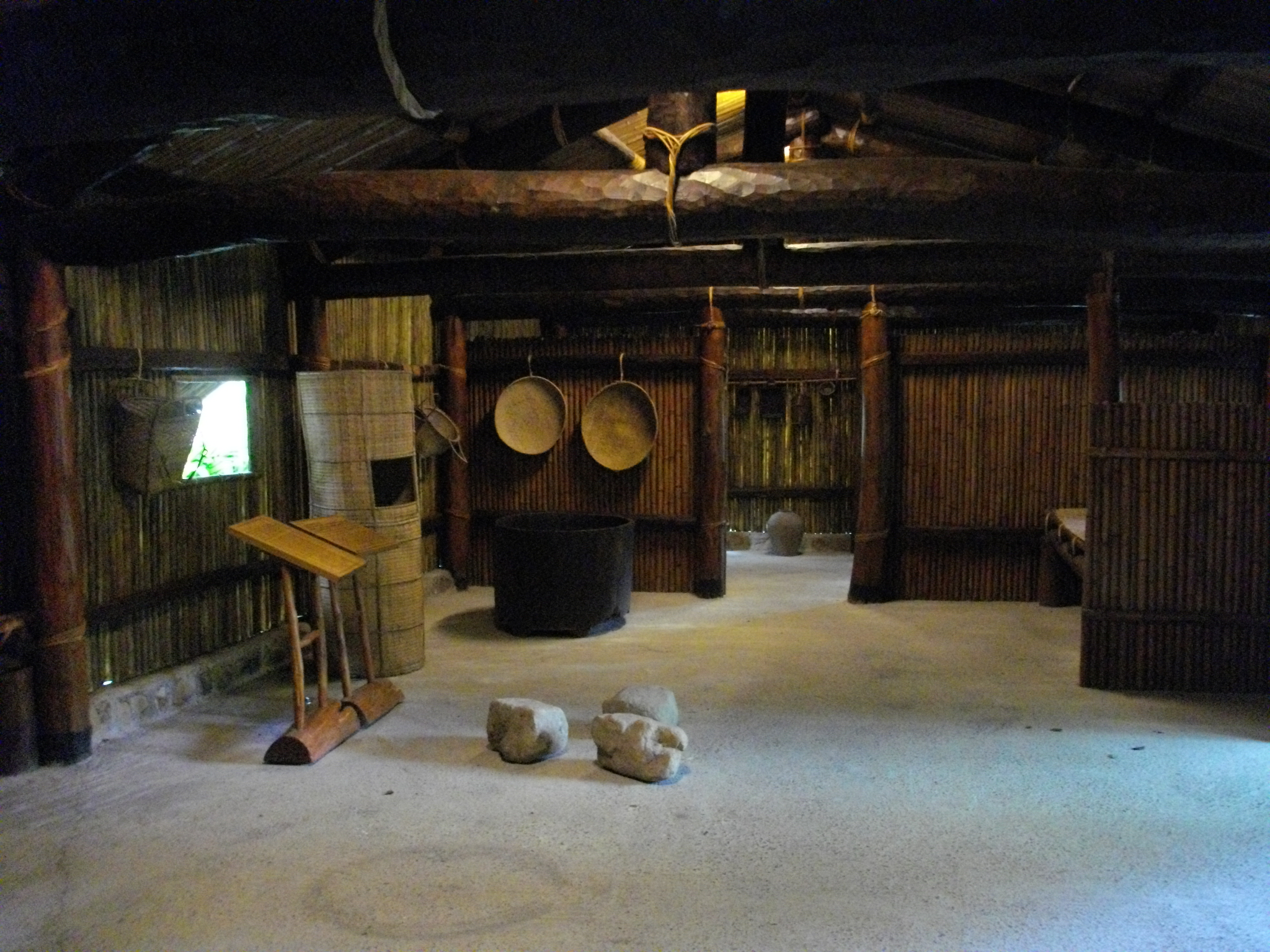
仿建的賽夏族家屋內部
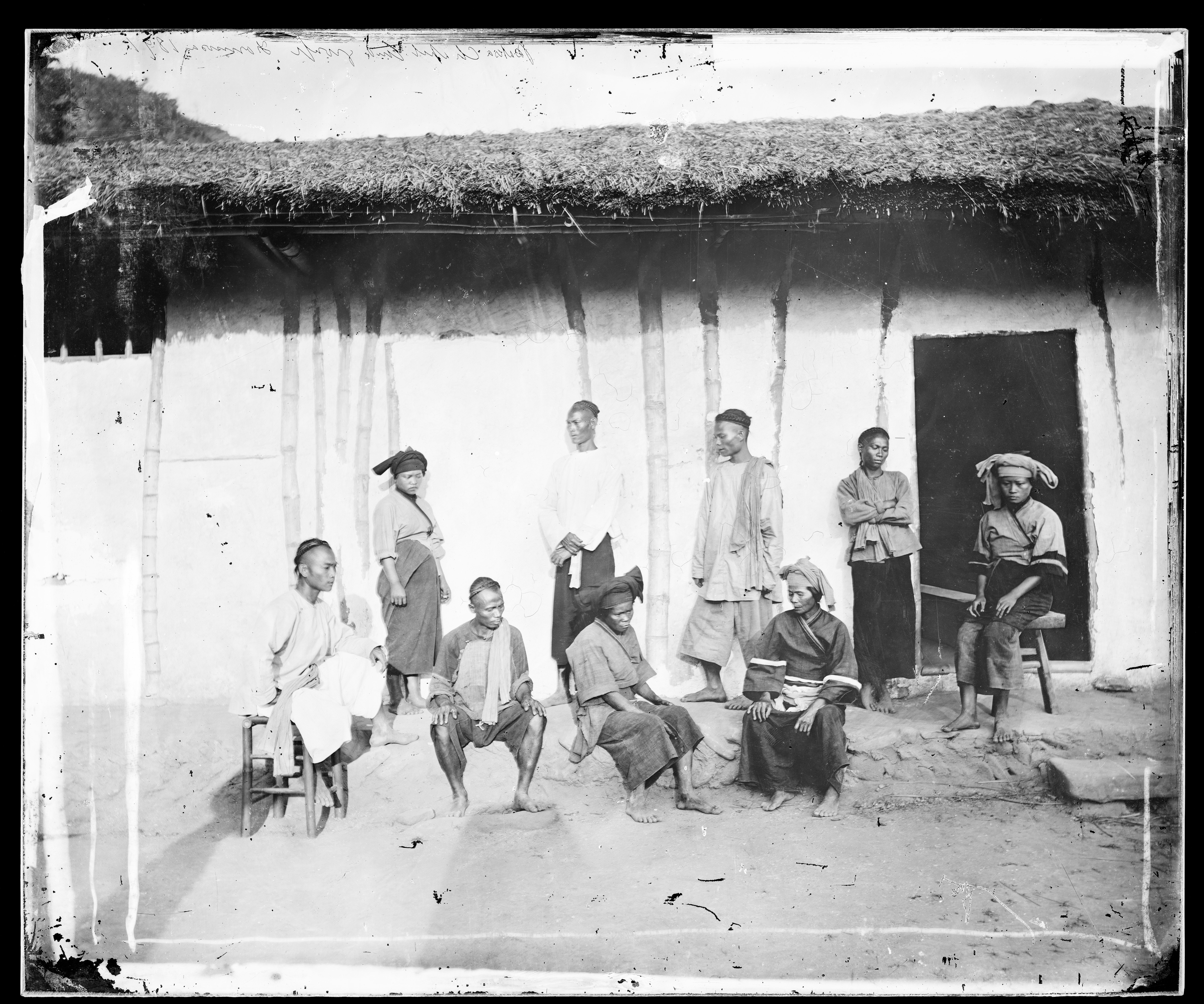
1871年南台灣的平埔族與建築
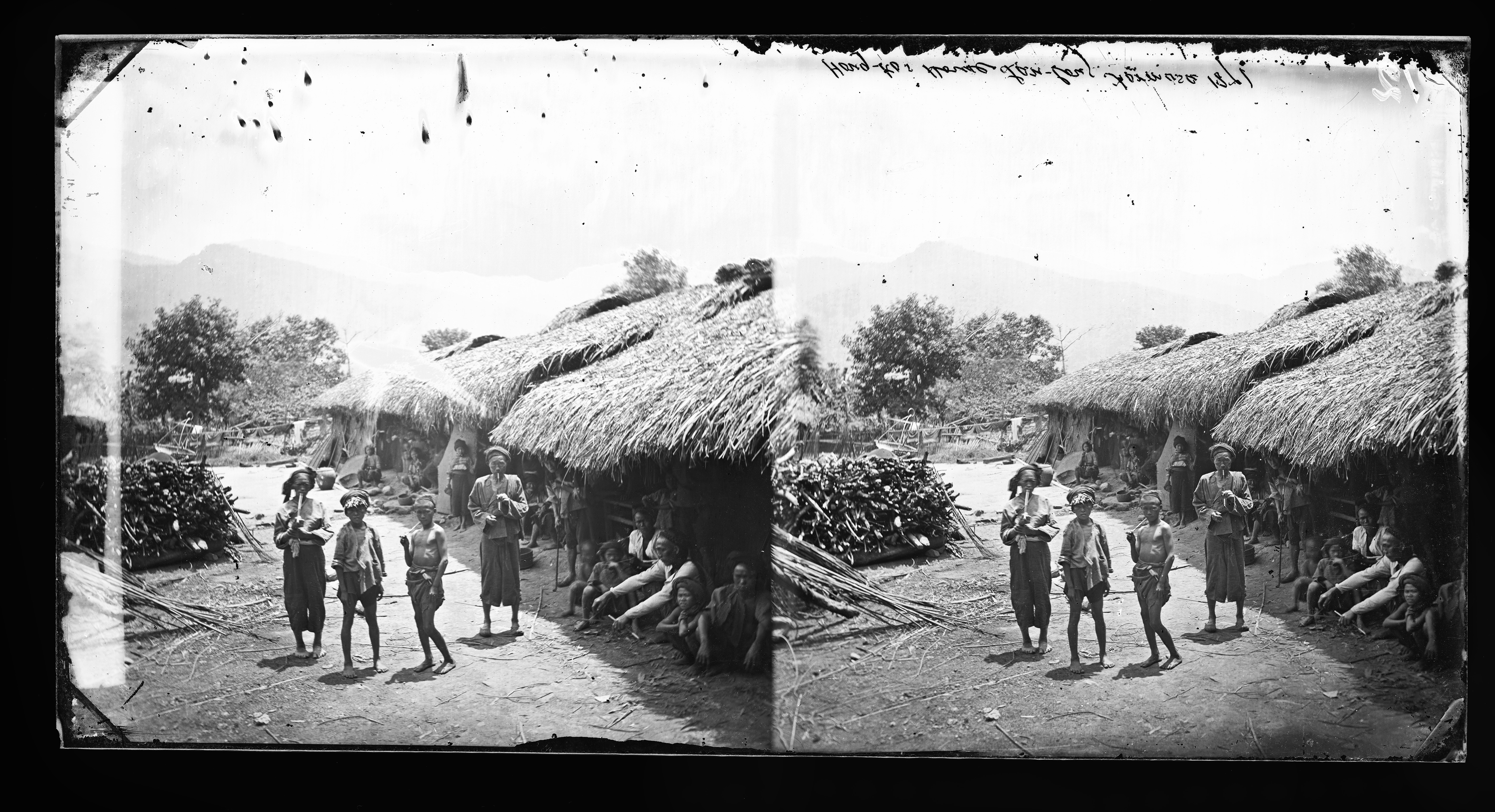
1871年荖濃的平埔族建築
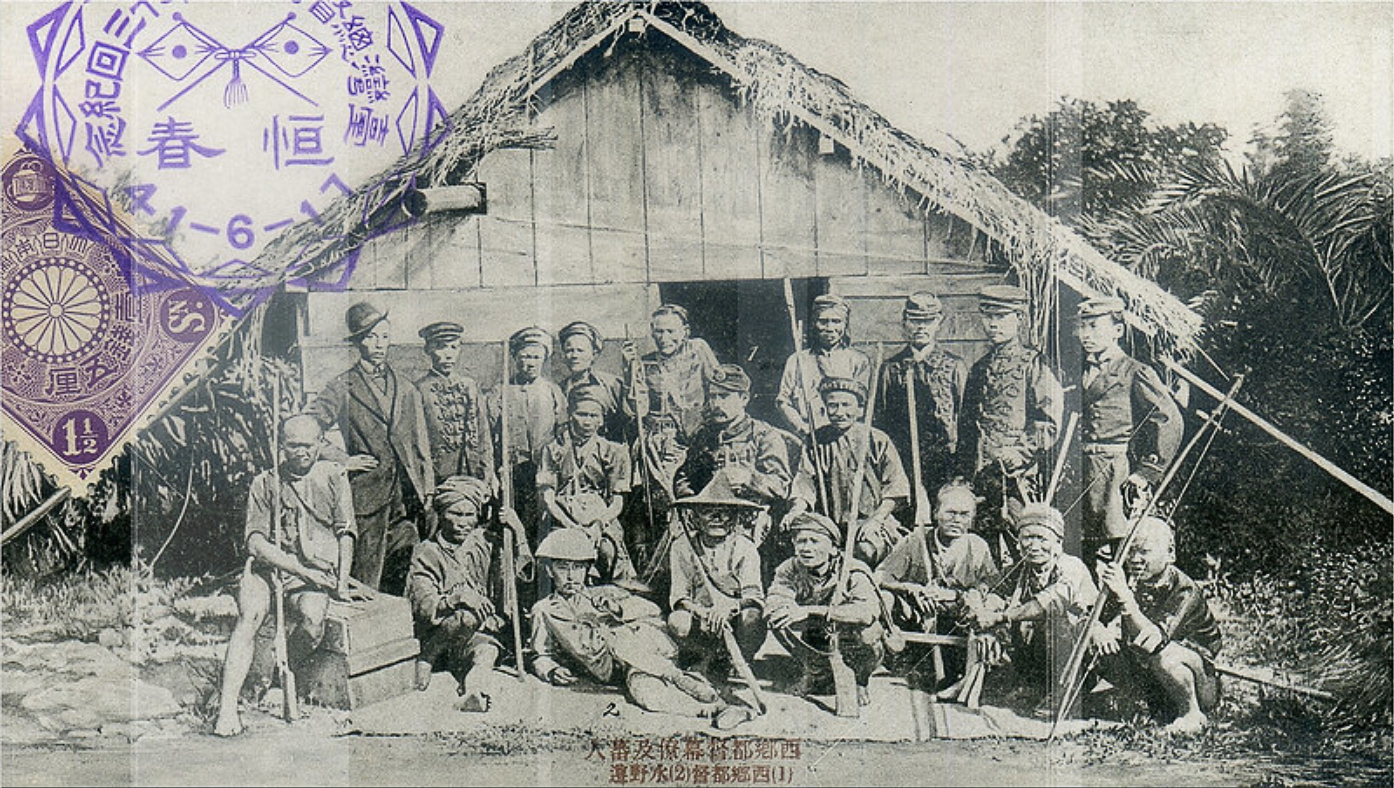
1874年斯卡羅人的傳統土角厝樣式

- 阿美族太巴塱kakita'an祖屋
- 阿美族太巴塱kakita'an祖屋的雕刻柱
- 重建的阿美族太巴塱kakita'an祖屋
- 黎芳拍攝的邵族水社建築
- 排灣族高士佛社
- 仿建的邵族家屋
- 仿建的邵族家屋內部
- 仿建的賽夏族家屋
- 仿建的賽夏族家屋內部
- 1871年南台灣的平埔族與建築
- 1871年荖濃的平埔族建築
- 1874年斯卡羅人的傳統土角厝樣式

### 半穴居

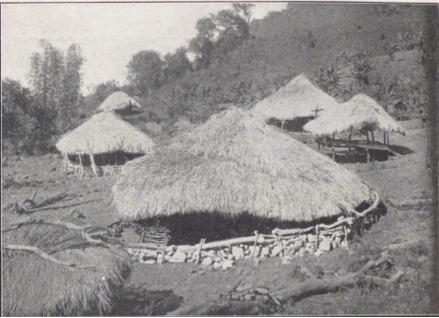
布農族的建築
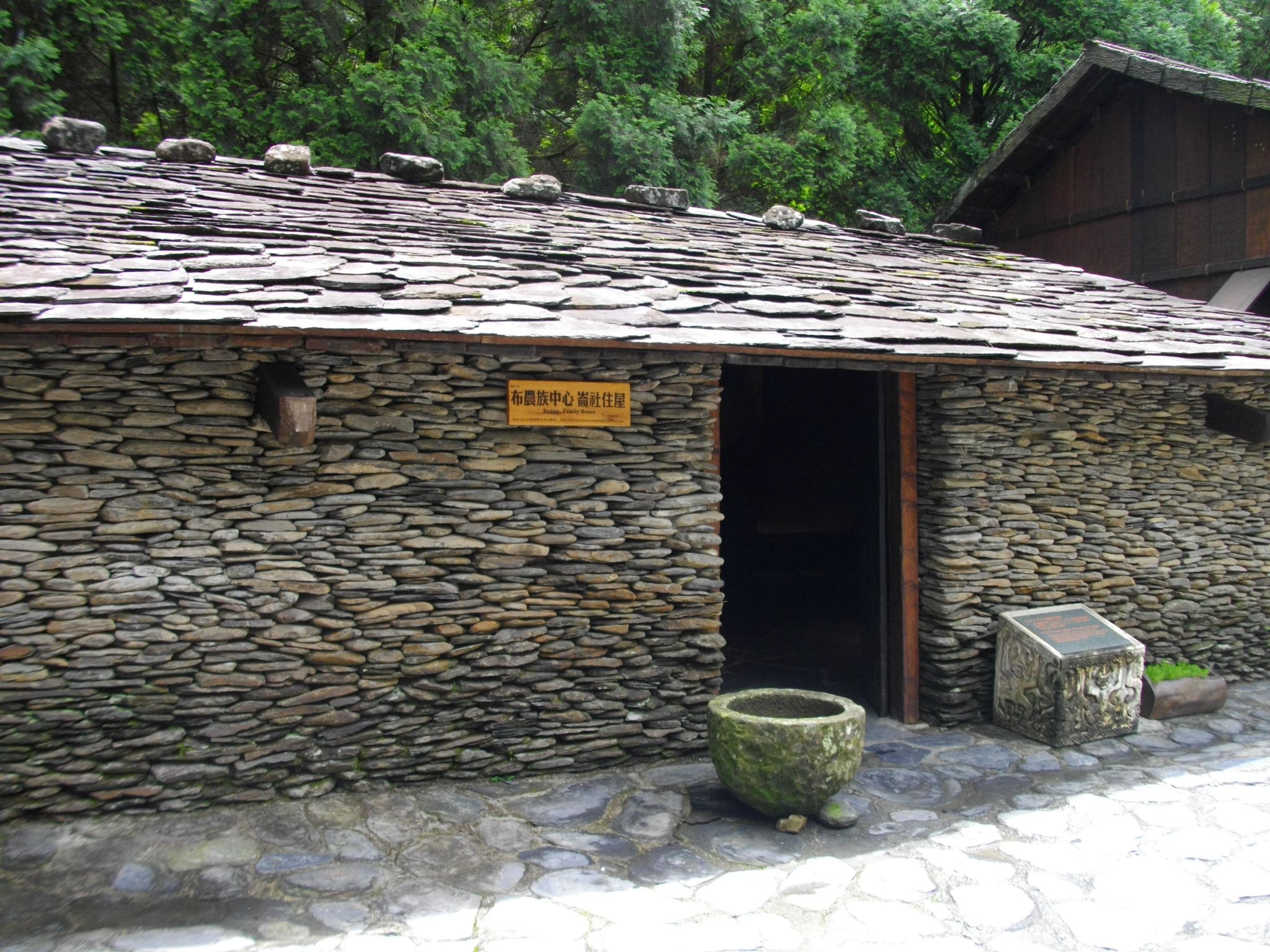
仿建的布農族中心崙社住屋
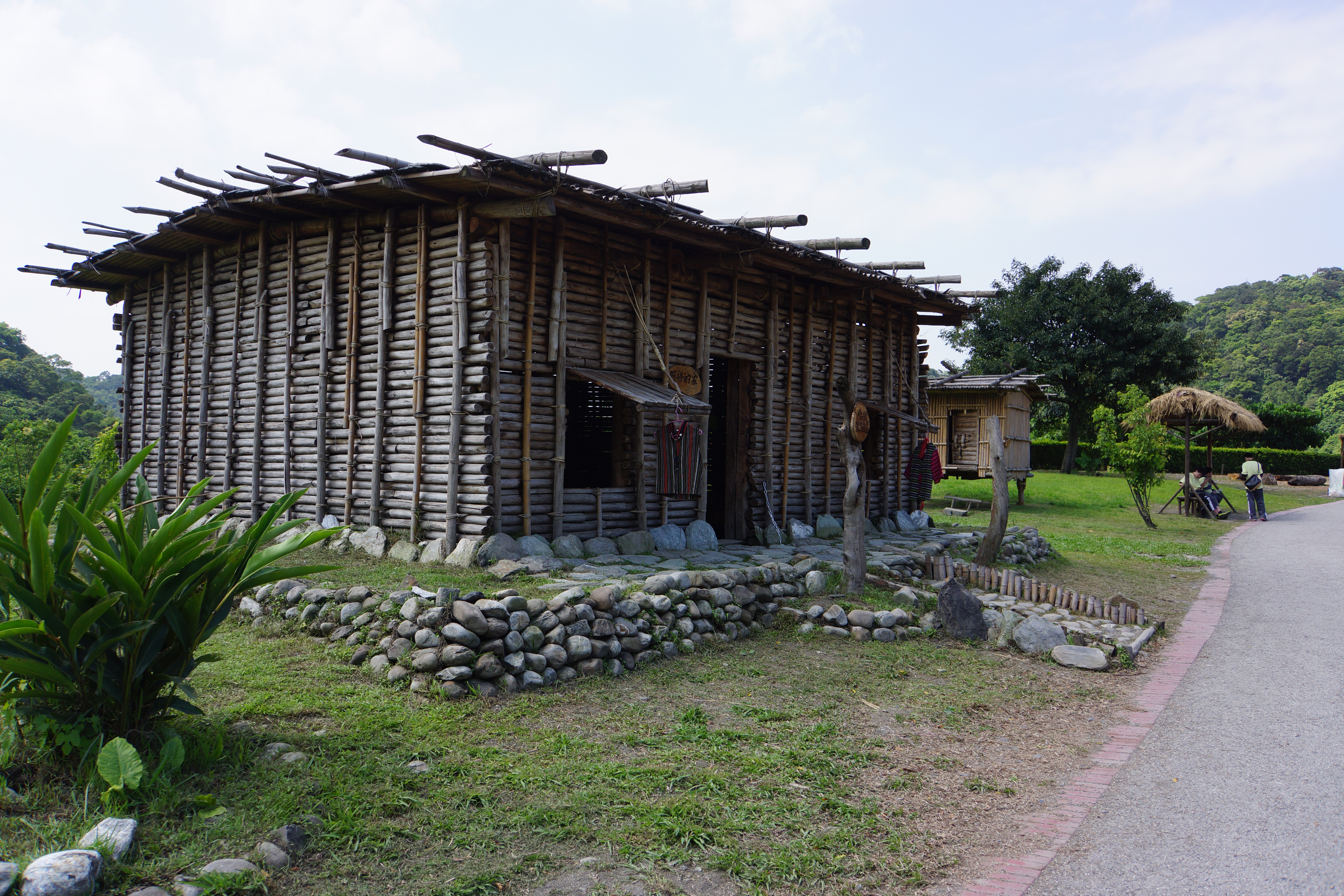
仿建的泰雅族家屋
仿建的泰雅族半穴居
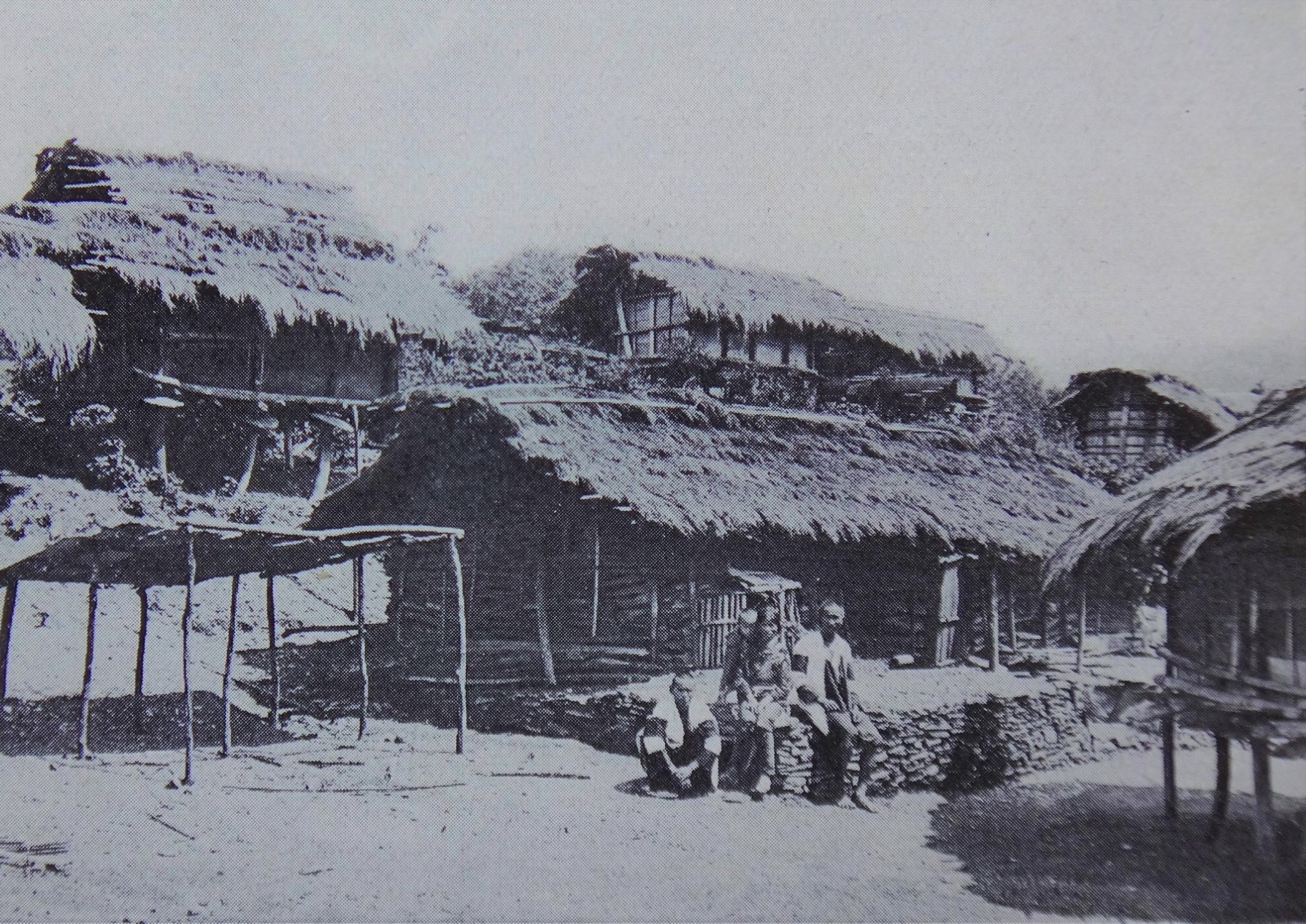
賽德克族巴蘭部落的建築

### 豎穴居
- 達悟族野銀部落

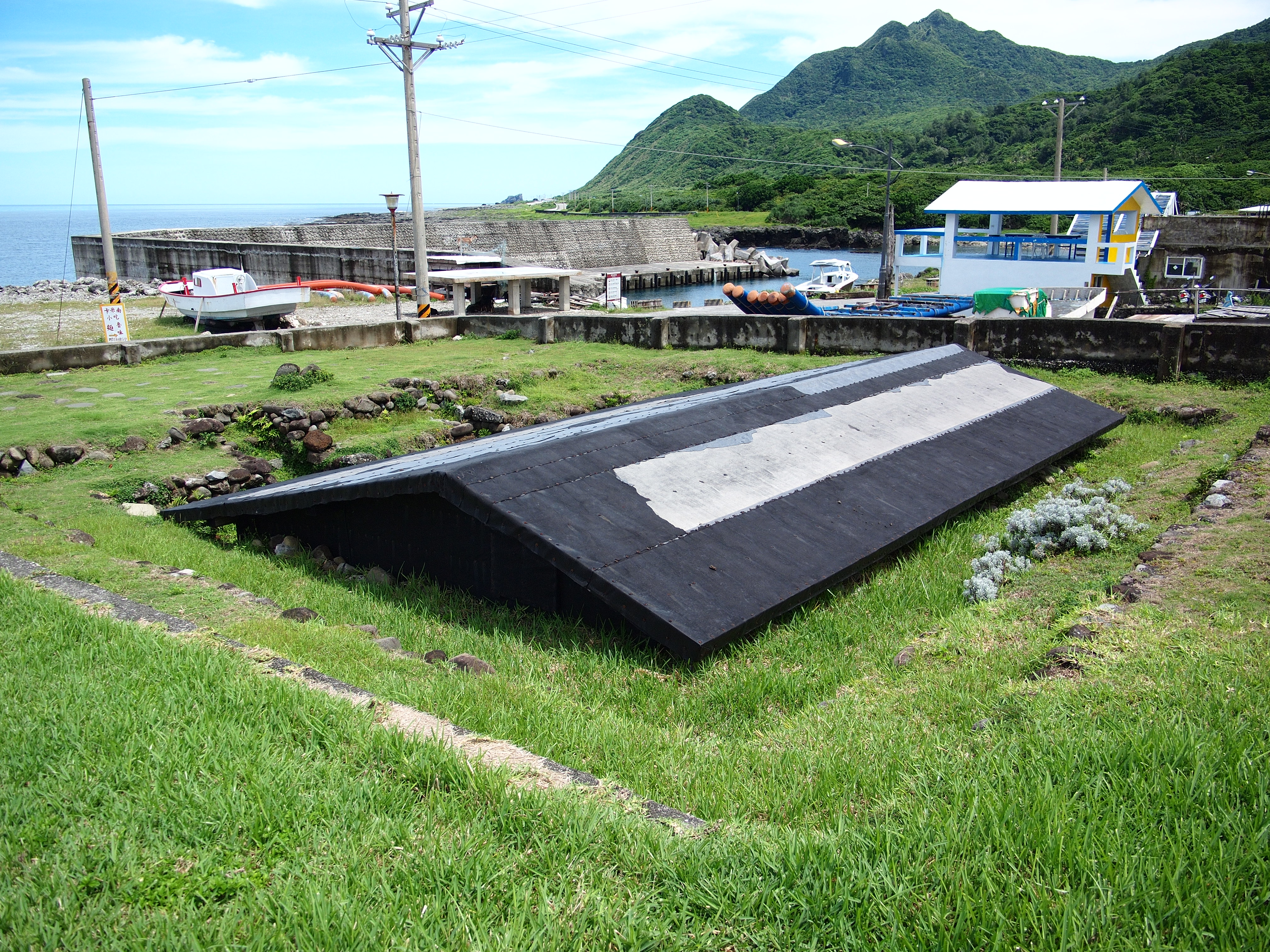
達悟族家屋外觀
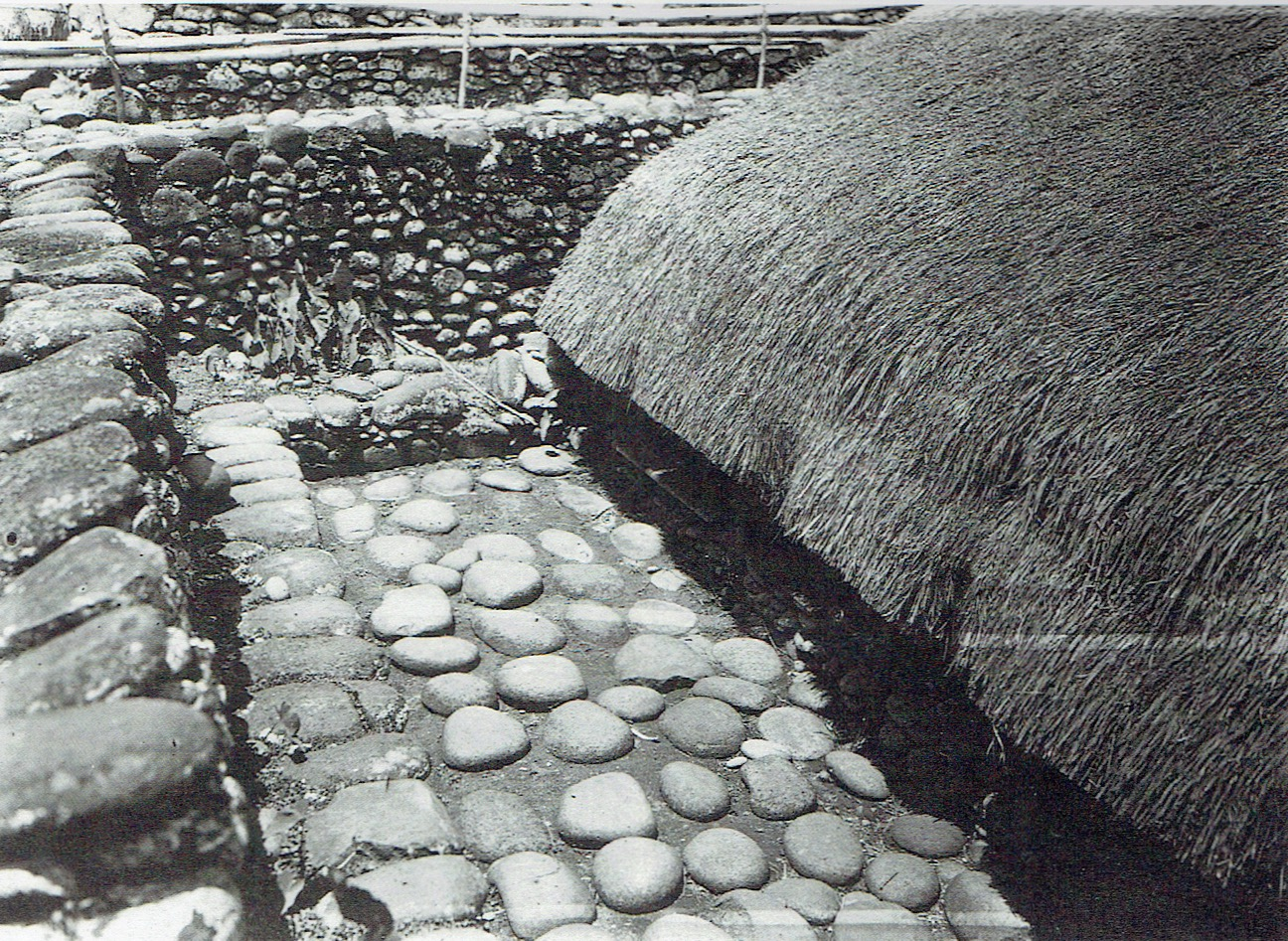
達悟族家屋與其周遭
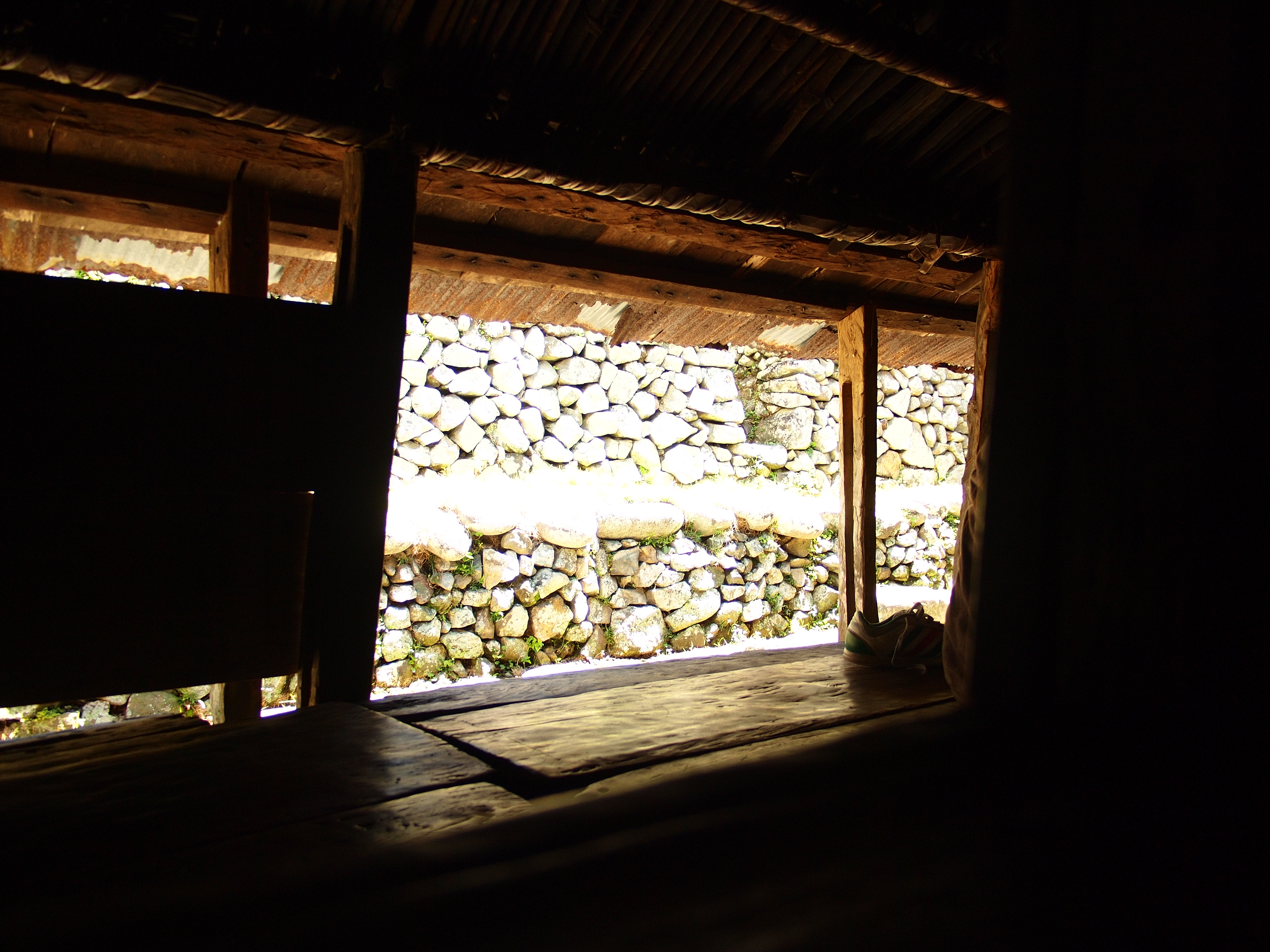
達悟族家屋內部
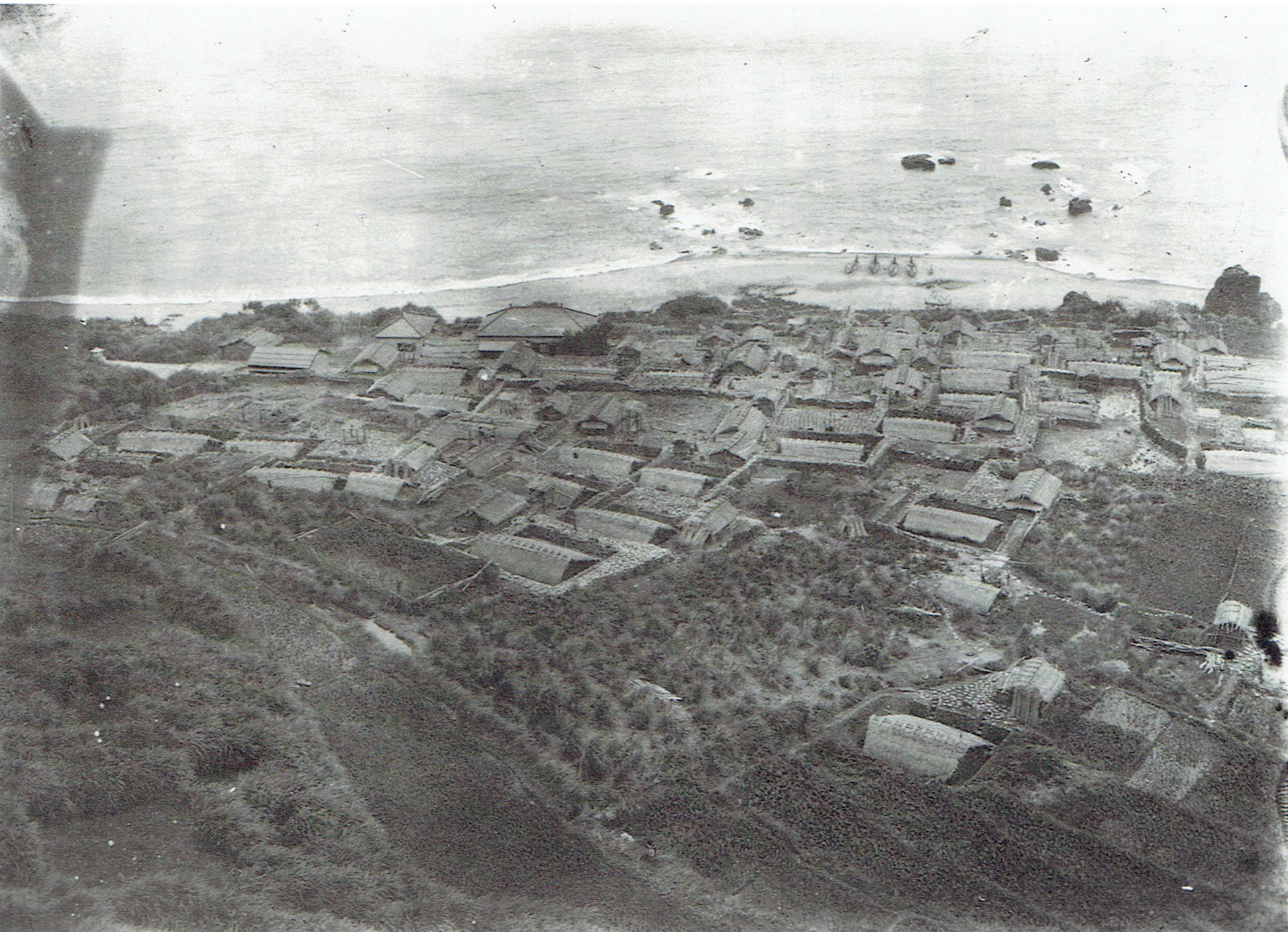
達悟族紅頭部落（Imaorod）

### 會所
- 鄒族達邦部落聖所（kuba，庫巴）[14]
- 撒奇萊雅族會所（dadek）
- 阿美族會所（talo'an、soraratan、adawang、sefi）
- 卑南族卡大地布部落少年會所（Dakuvan / Takuvan，達古範）[15][16]
- 卑南族卡大地布部落成人會所（Palakuan，巴拉冠）[15][16]
- 卑南族南王部落成人會所，於九族文化村內仿建
- 魯凱族達魯瑪克部落（Taromak、大南社）青年會所（alokuwa），於九族文化村內仿建[17]

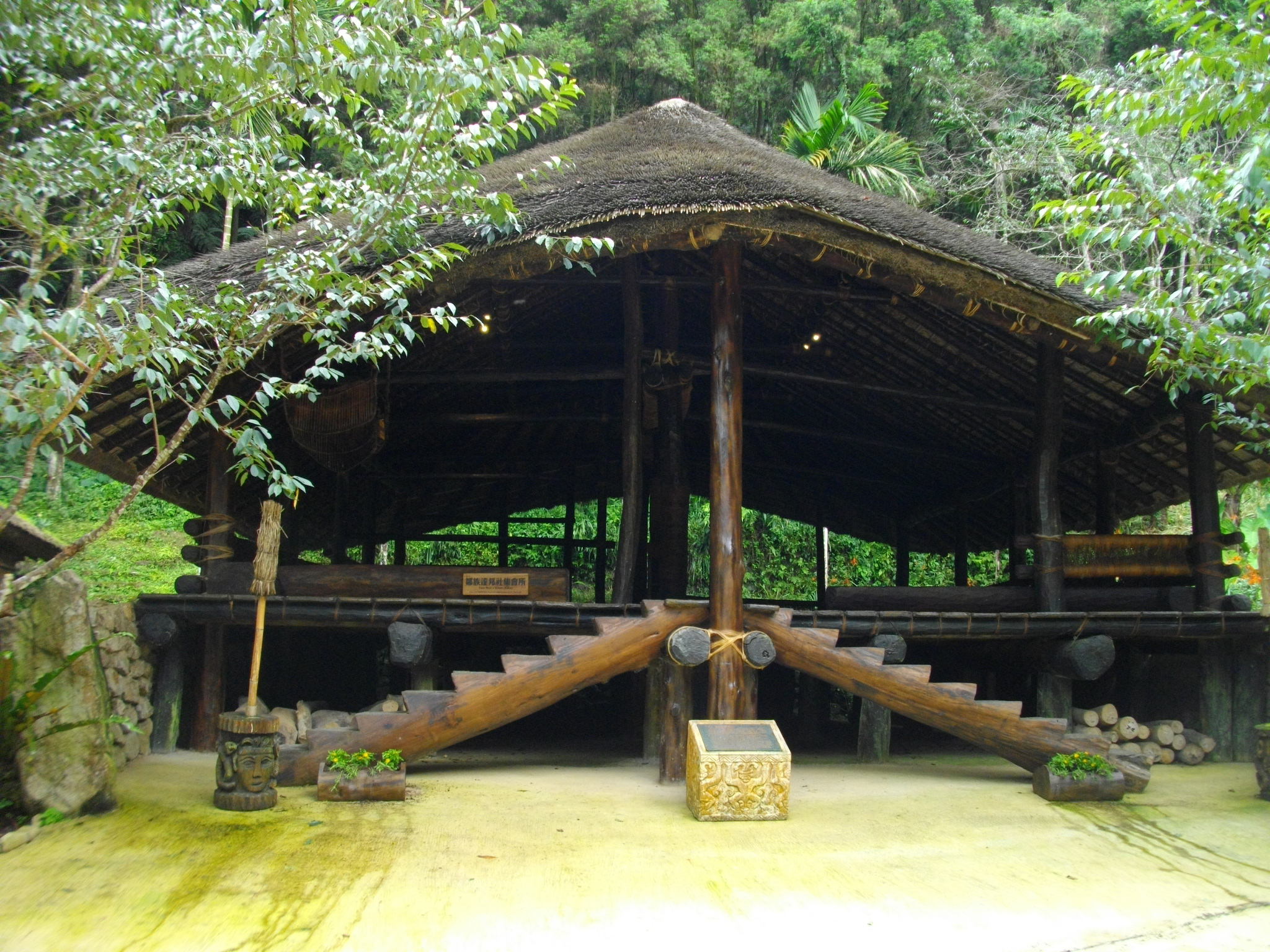
仿建的鄒族集會所
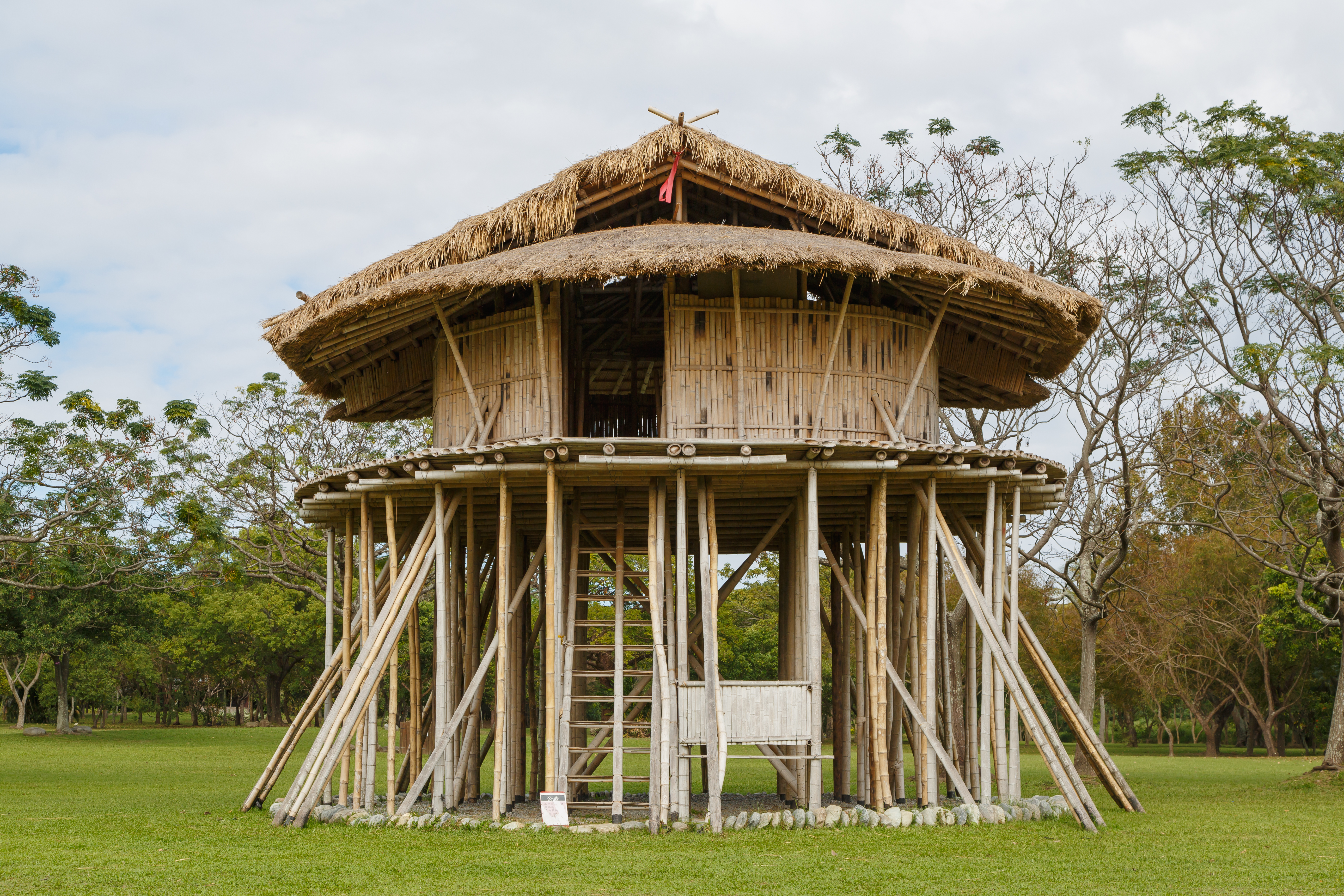
仿建的卑南族少年會所
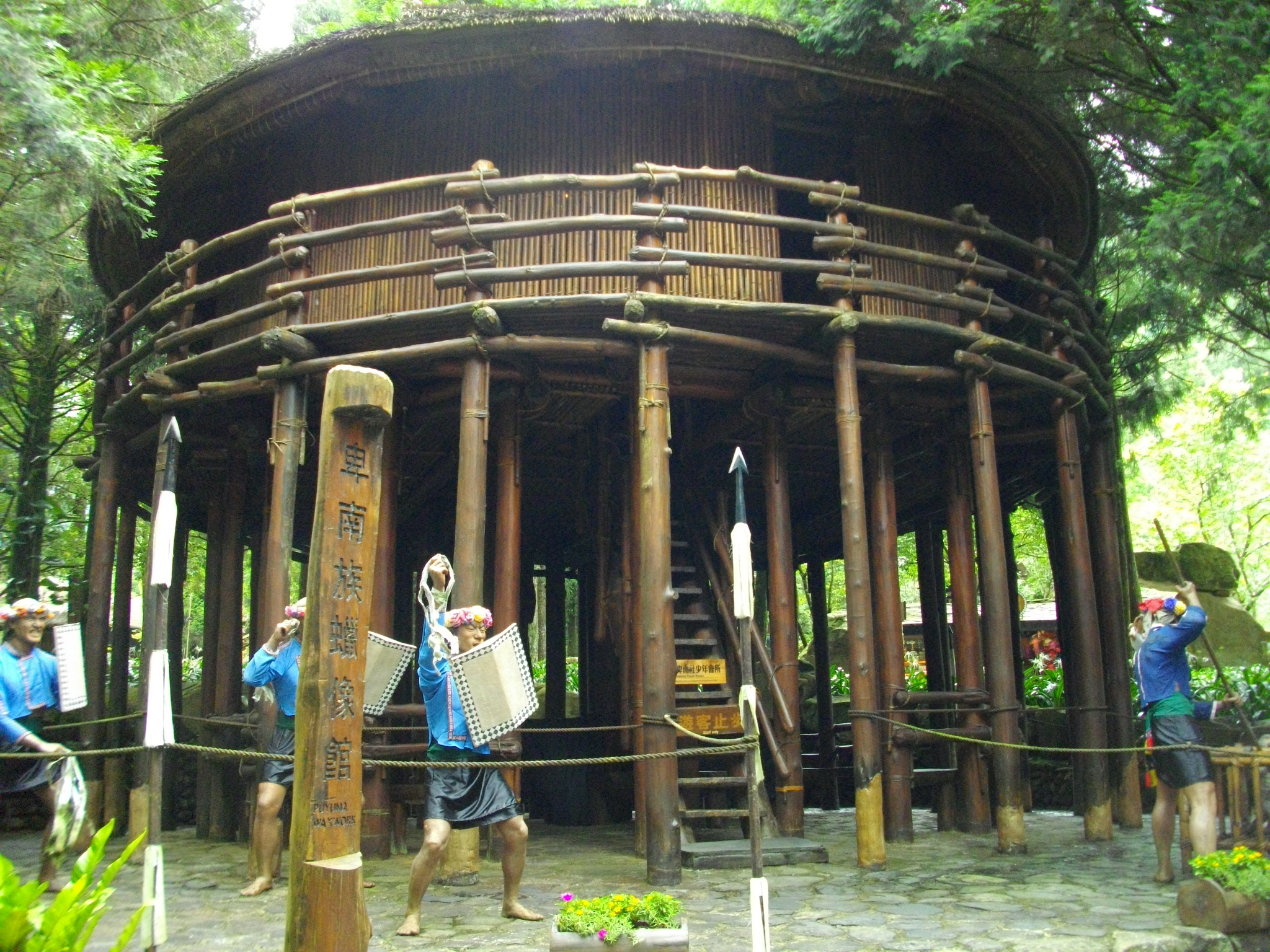
仿建的卑南族少年會所
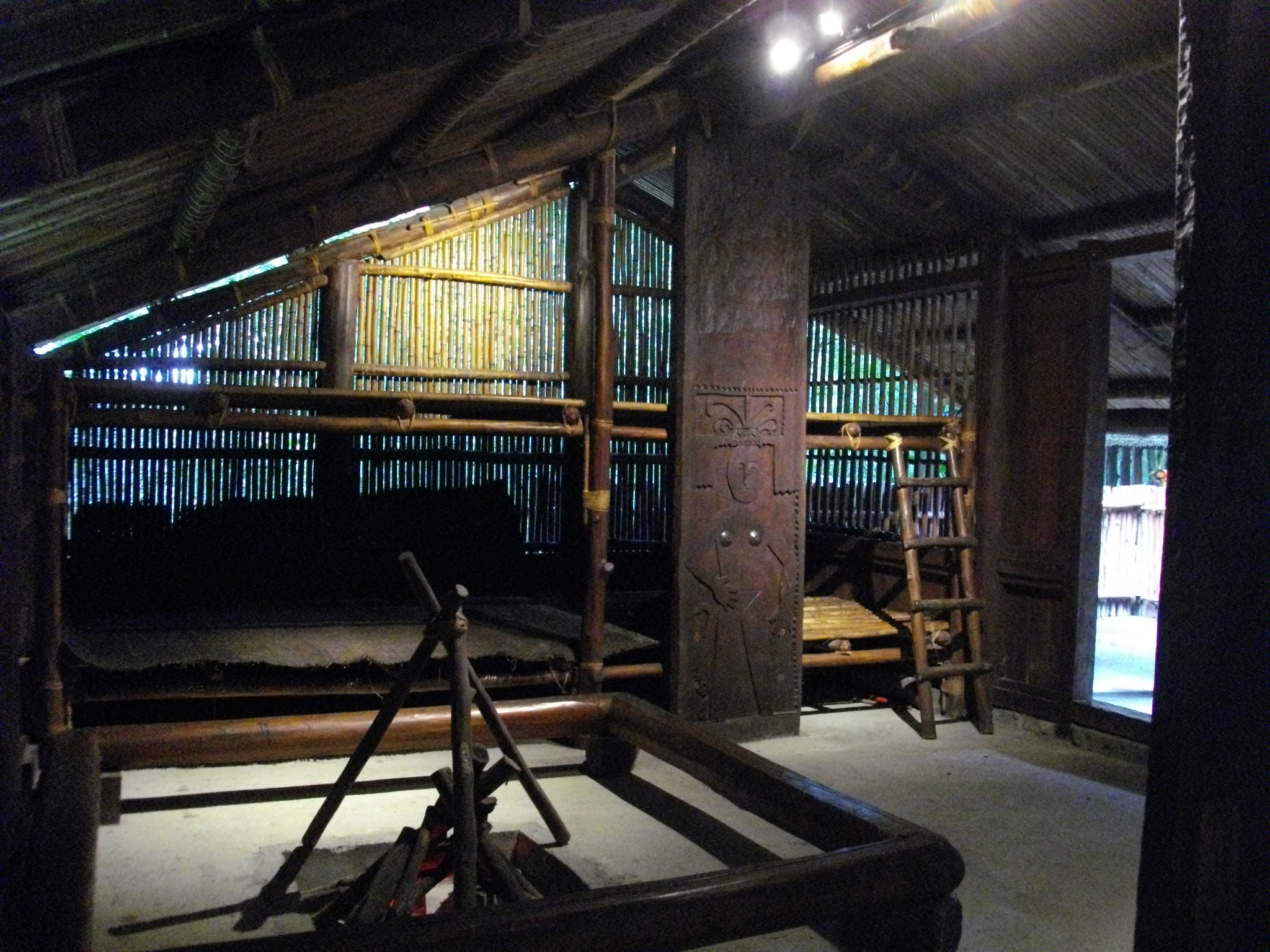
仿建的卑南族南王部落成人會所內部
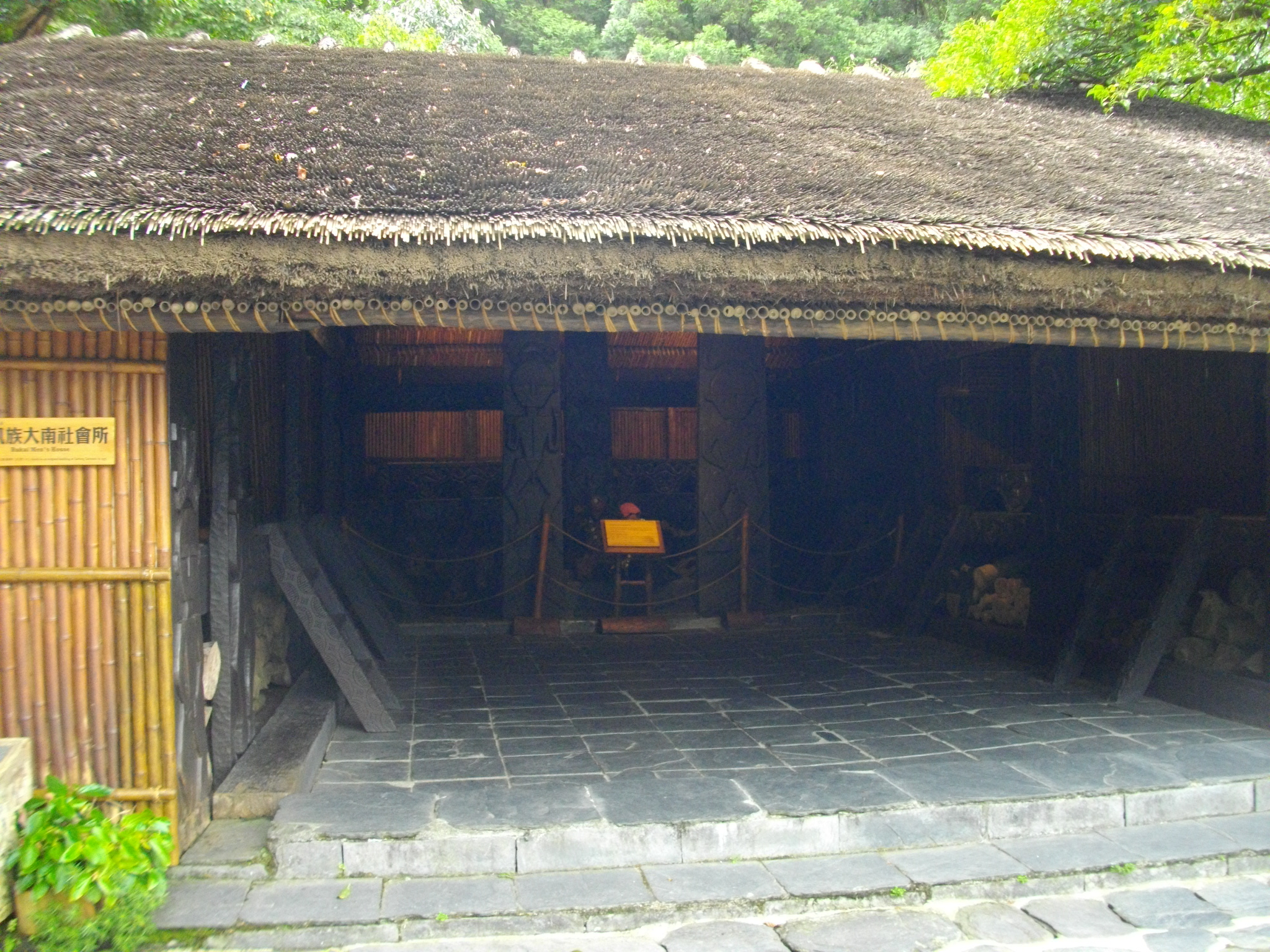
仿建的魯凱族達魯瑪克部落青年會所
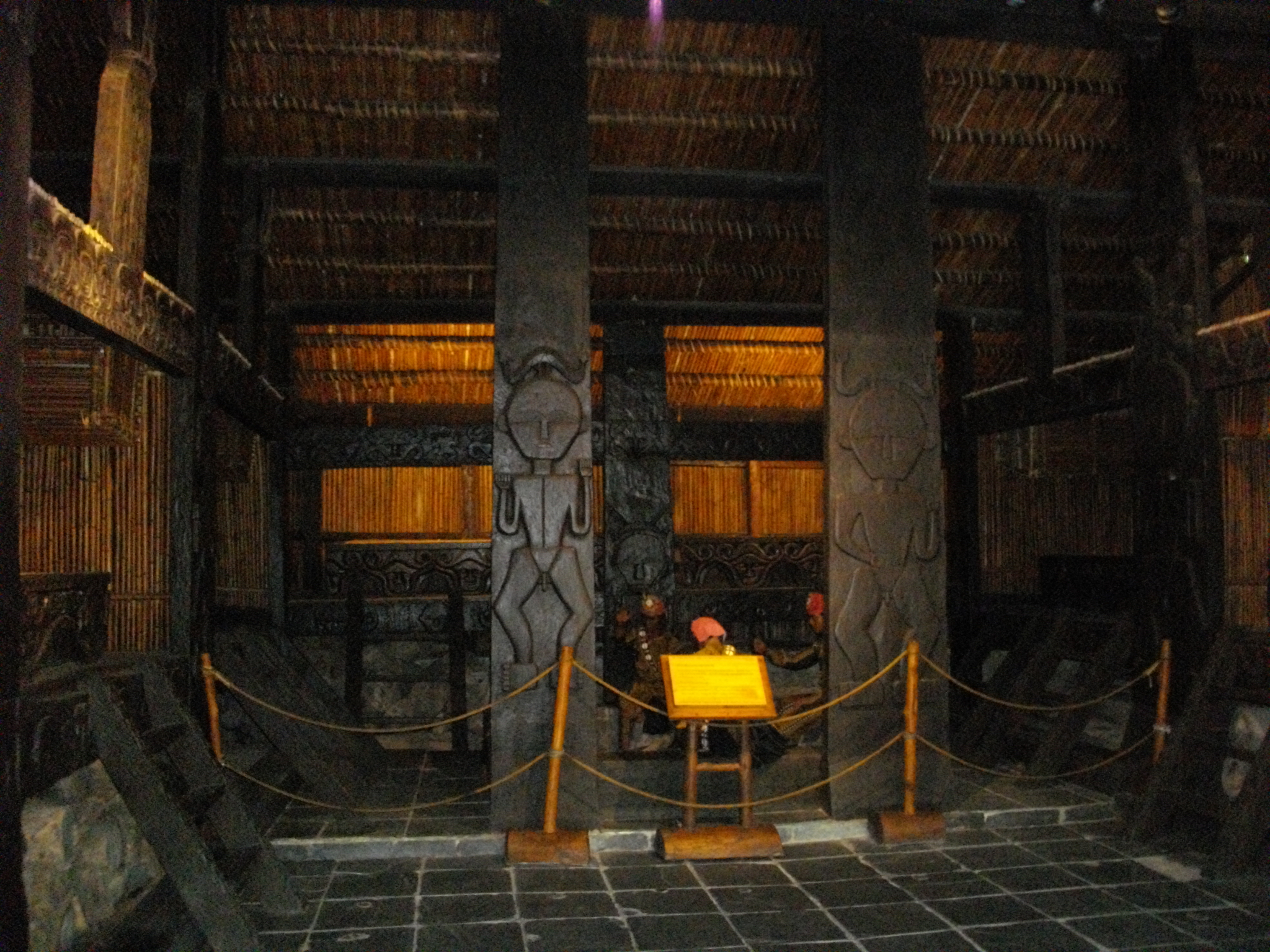
仿建的魯凱族達魯瑪克部落青年會所內部
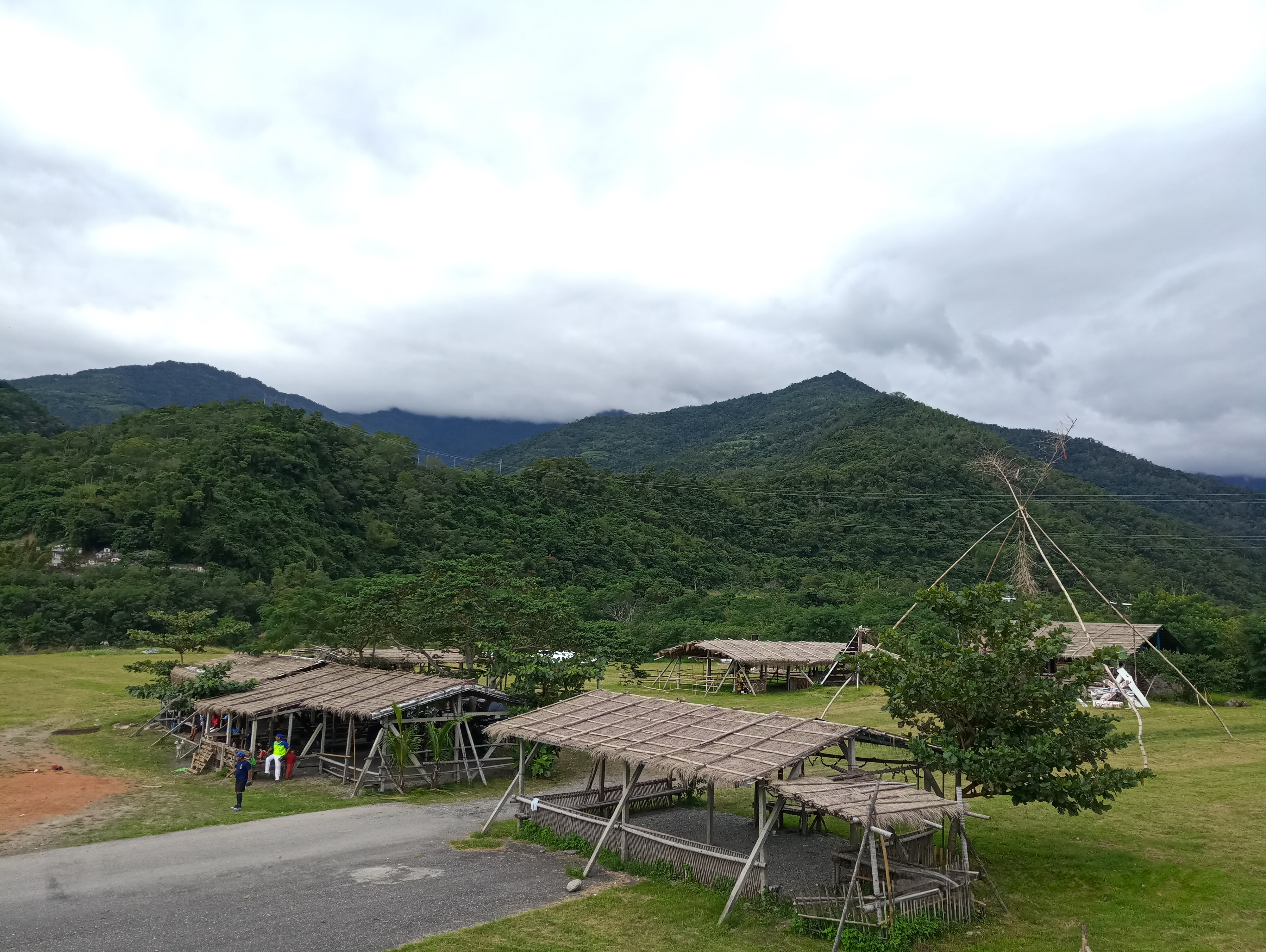
重建的魯凱族達魯瑪克部落聚會所

### 公廨

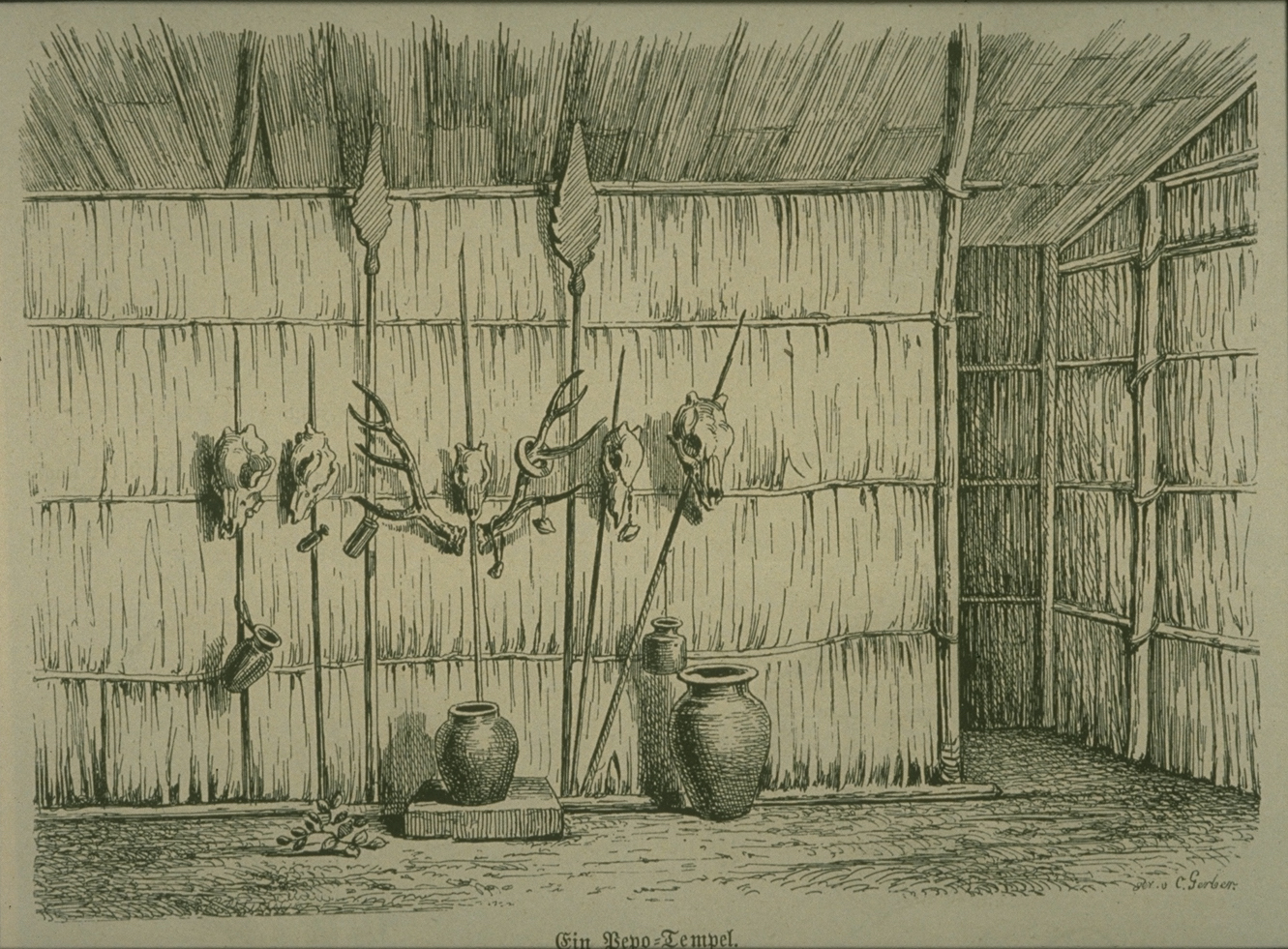
1877年的平埔族公廨
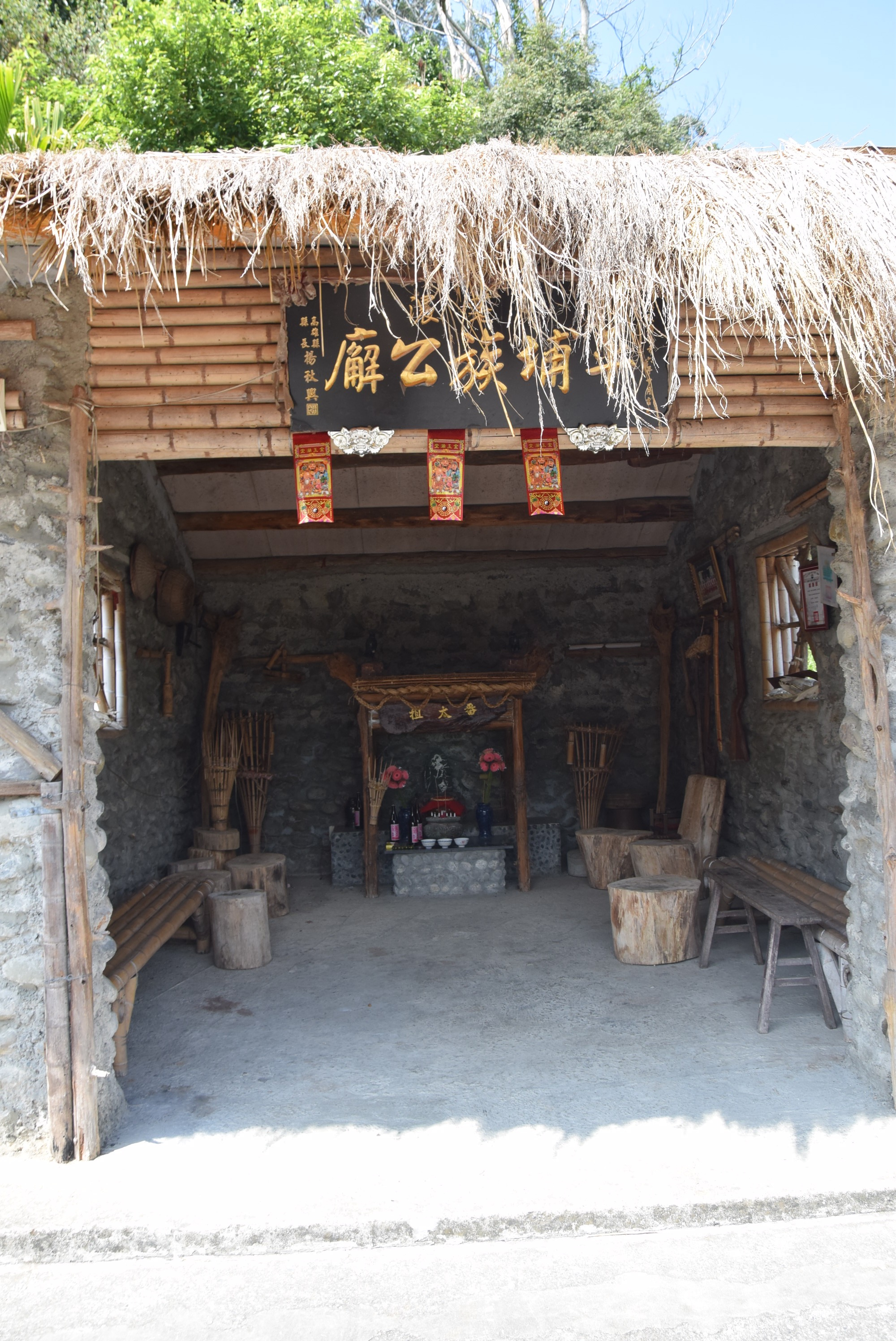
新建的荖濃部落大武壠族公廨
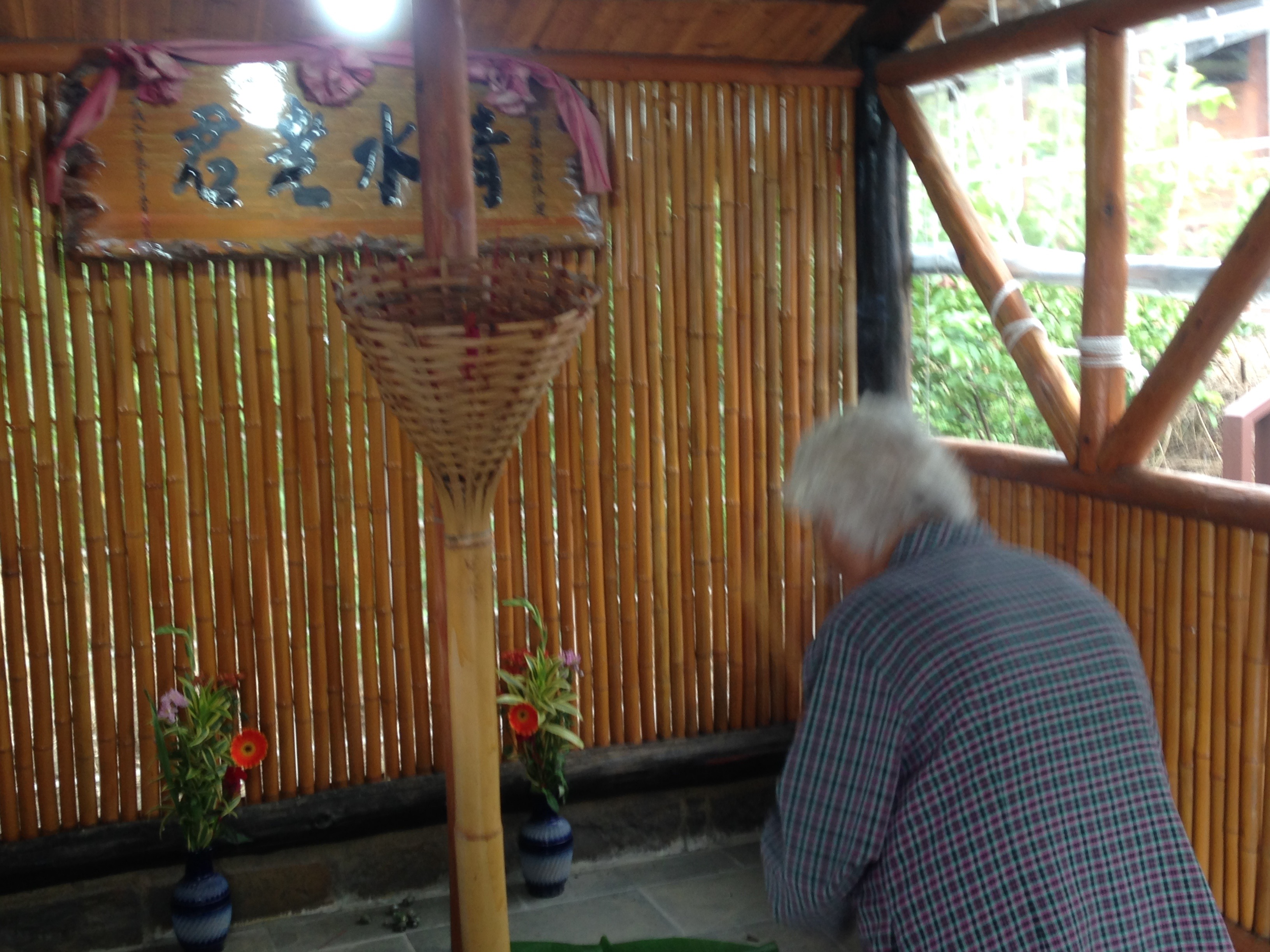
新建的六重溪部落大武壠族公廨
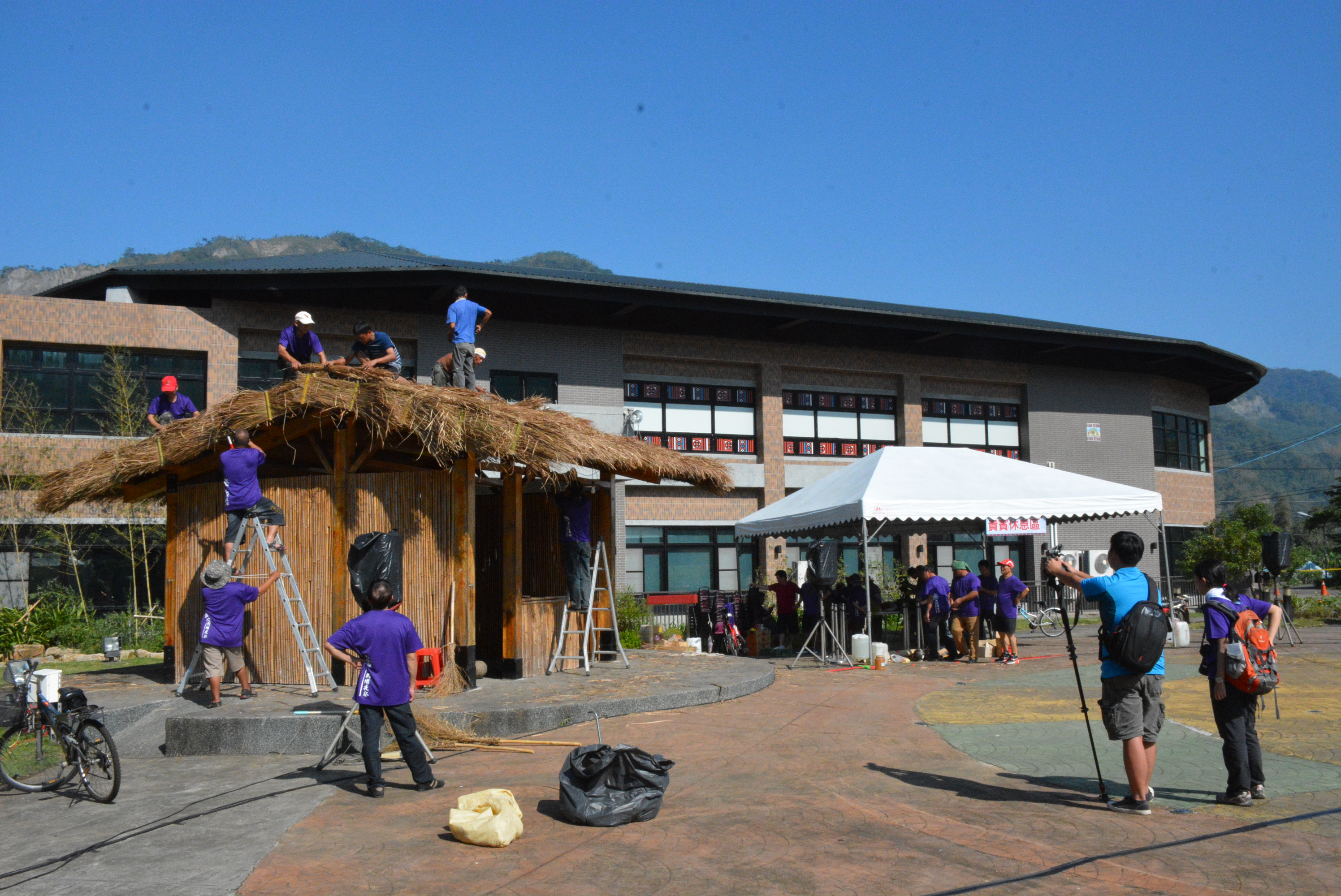
新建的小林部落大武壠族公廨

### 其他設施
- 穀倉：特別重視防鼠、防蟲、防潮以及防火，以確保糧粟不會腐敗或意外減少，而有防鼠板、蛇鼠板等特殊構件。多數都是獨立設置於家屋外的高架式穀倉，多數排灣族、布農族聚落的穀倉則設置於家屋內，邵族則是改以方箱承裝糧粟[18]。
- 達悟族船屋：船屋作為放置漁船的地方，搭建在村落與港口之間，係以木材為支柱搭成帳篷的尖頂，上覆萱草[19]。
- 達悟族涼台
- 排灣族望嘉舊社人頭骨架
- 泰雅族篝火屋（ngasal pnhwan）[20]
- 鄒族涼亭（hufu）[21]

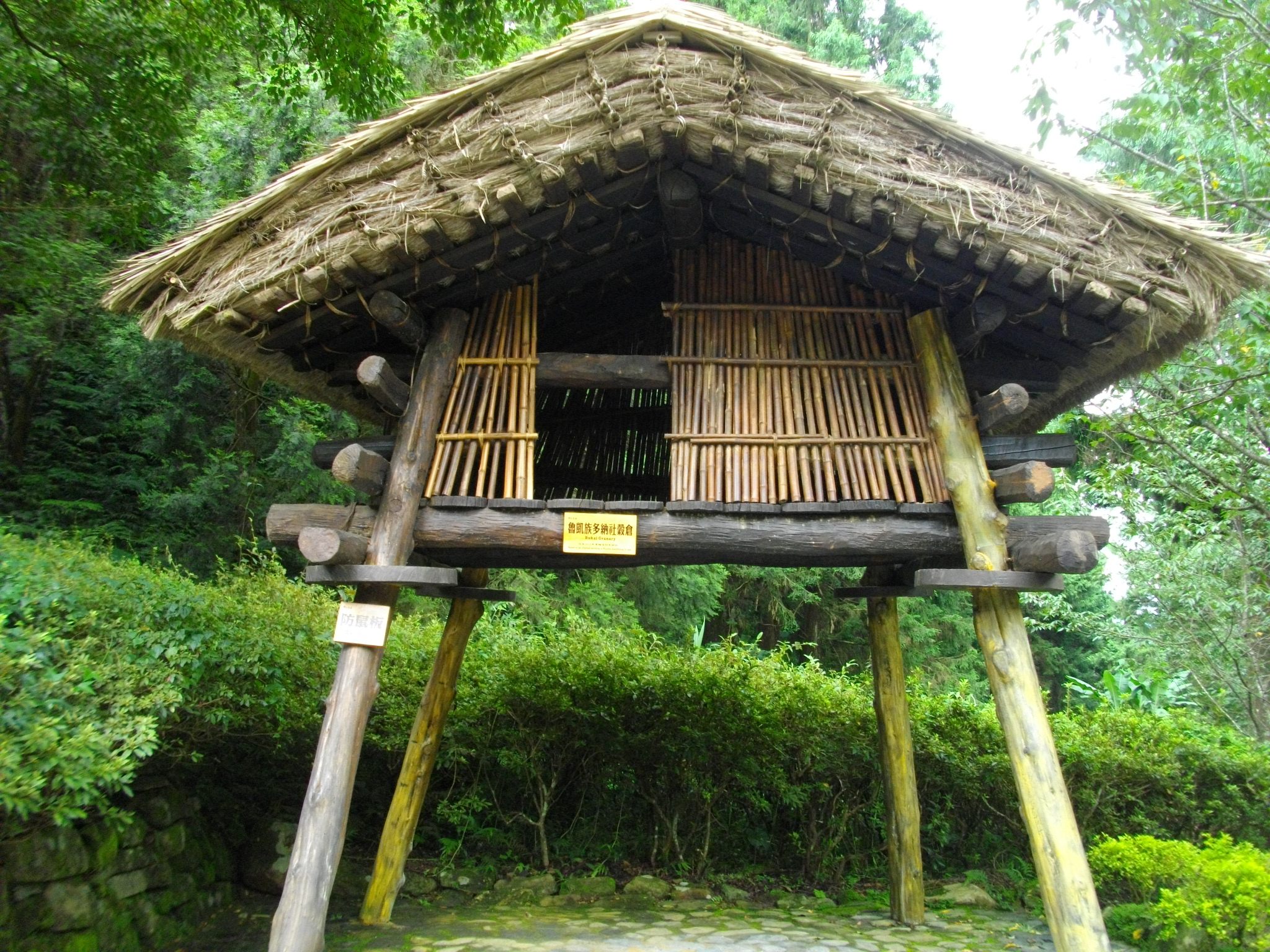
仿建的魯凱族穀倉
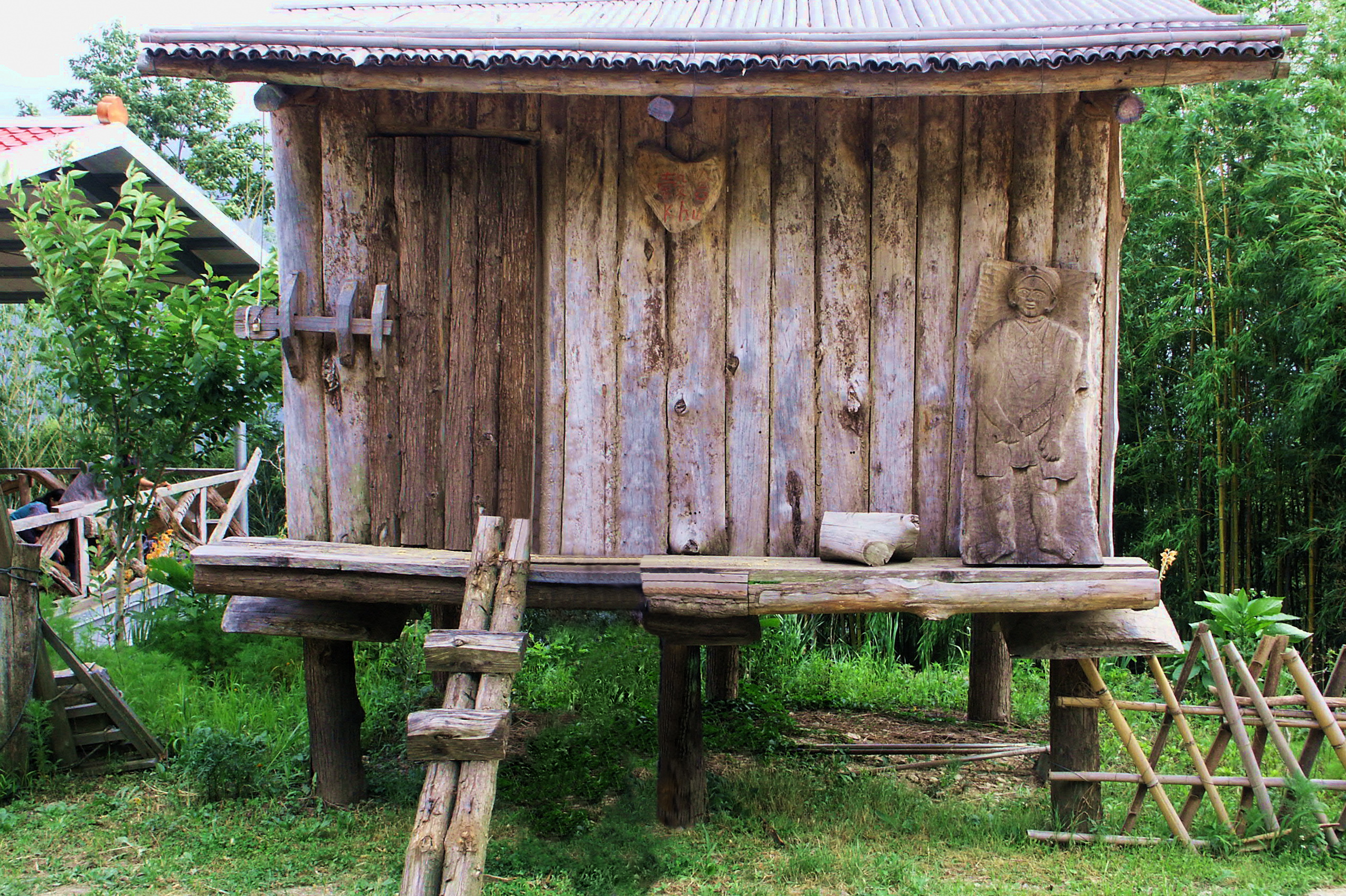
泰雅族司馬庫斯部落的穀倉
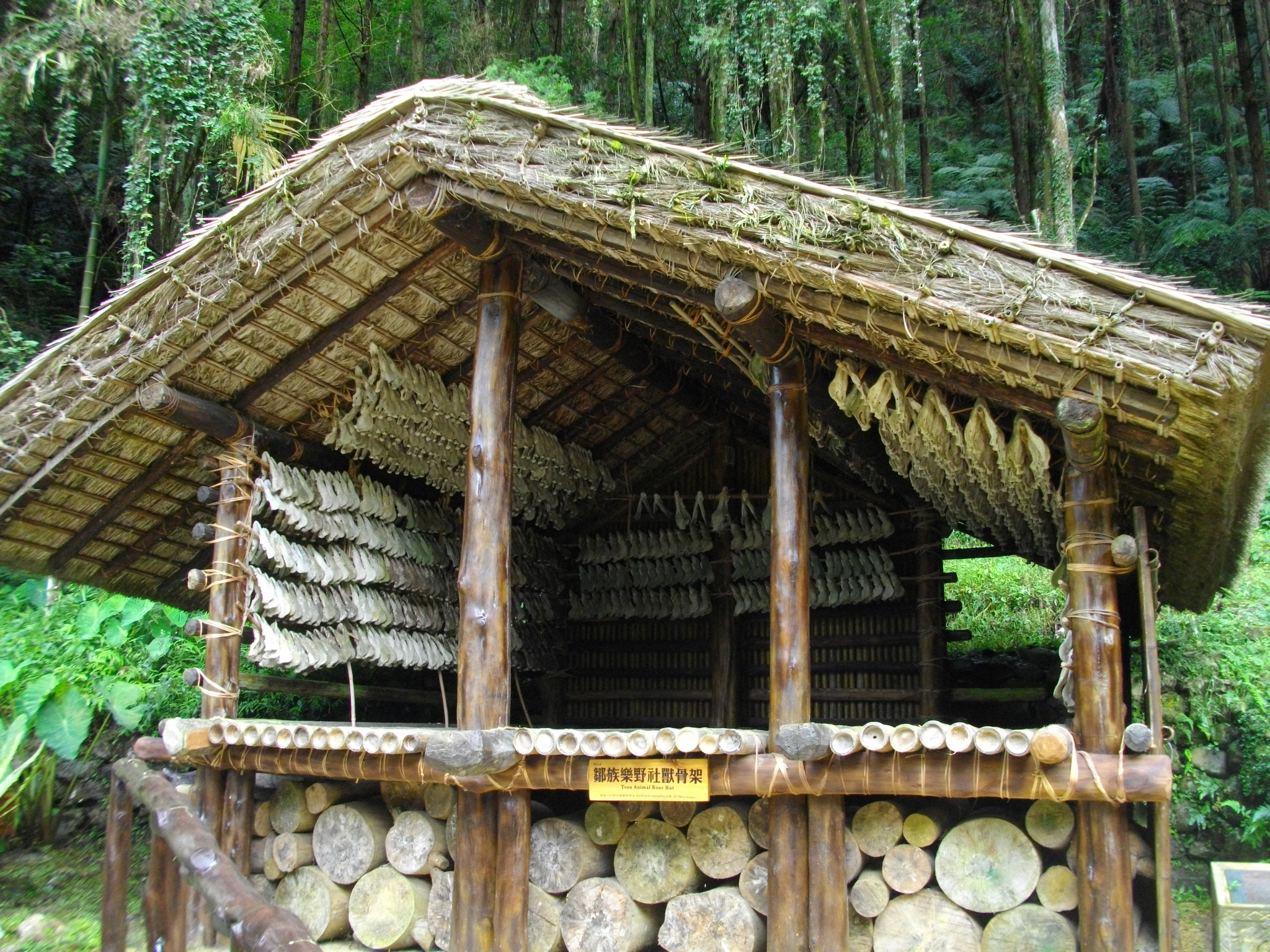
仿建的鄒族獸骨架
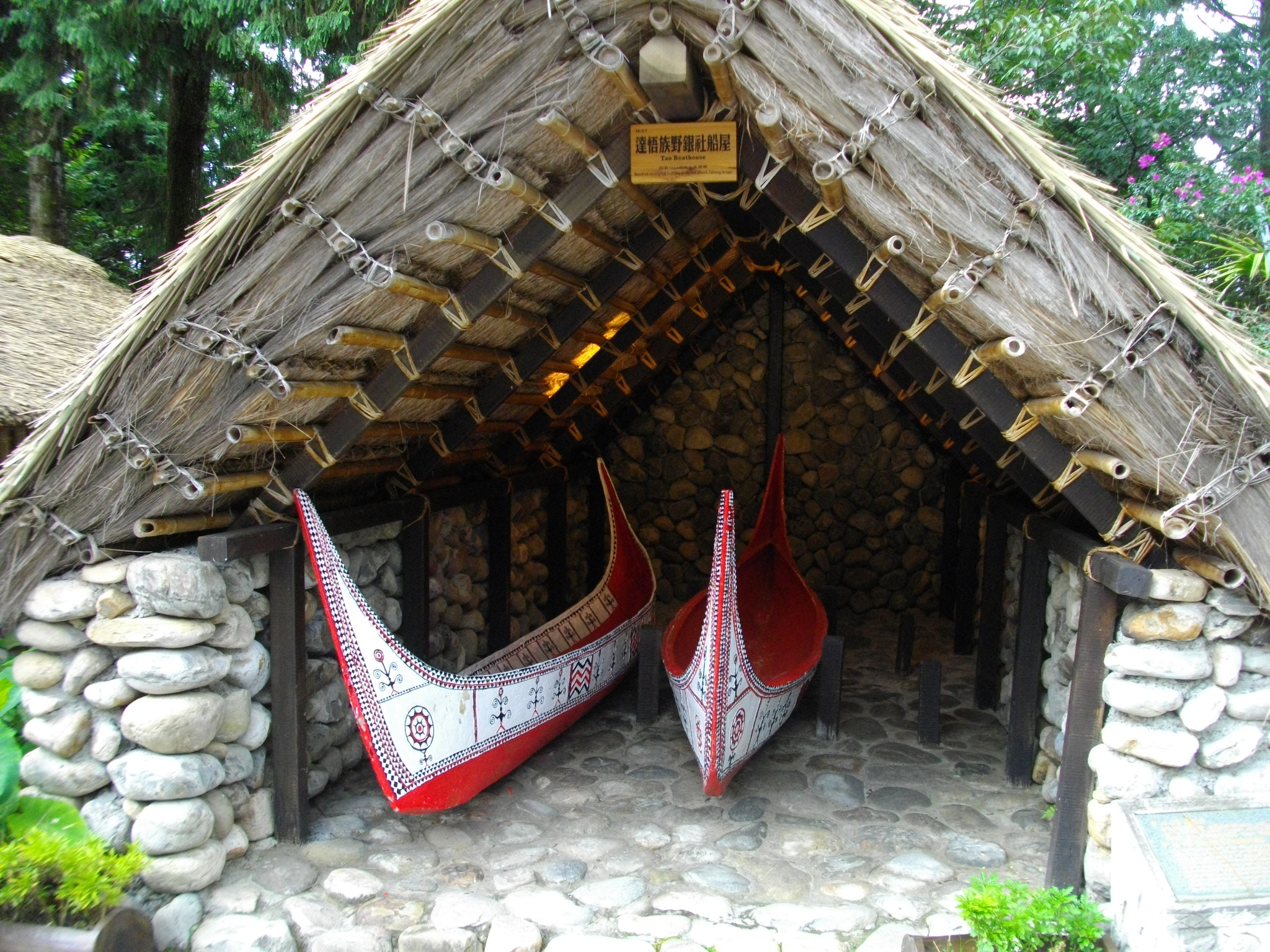
仿建的達悟族船屋
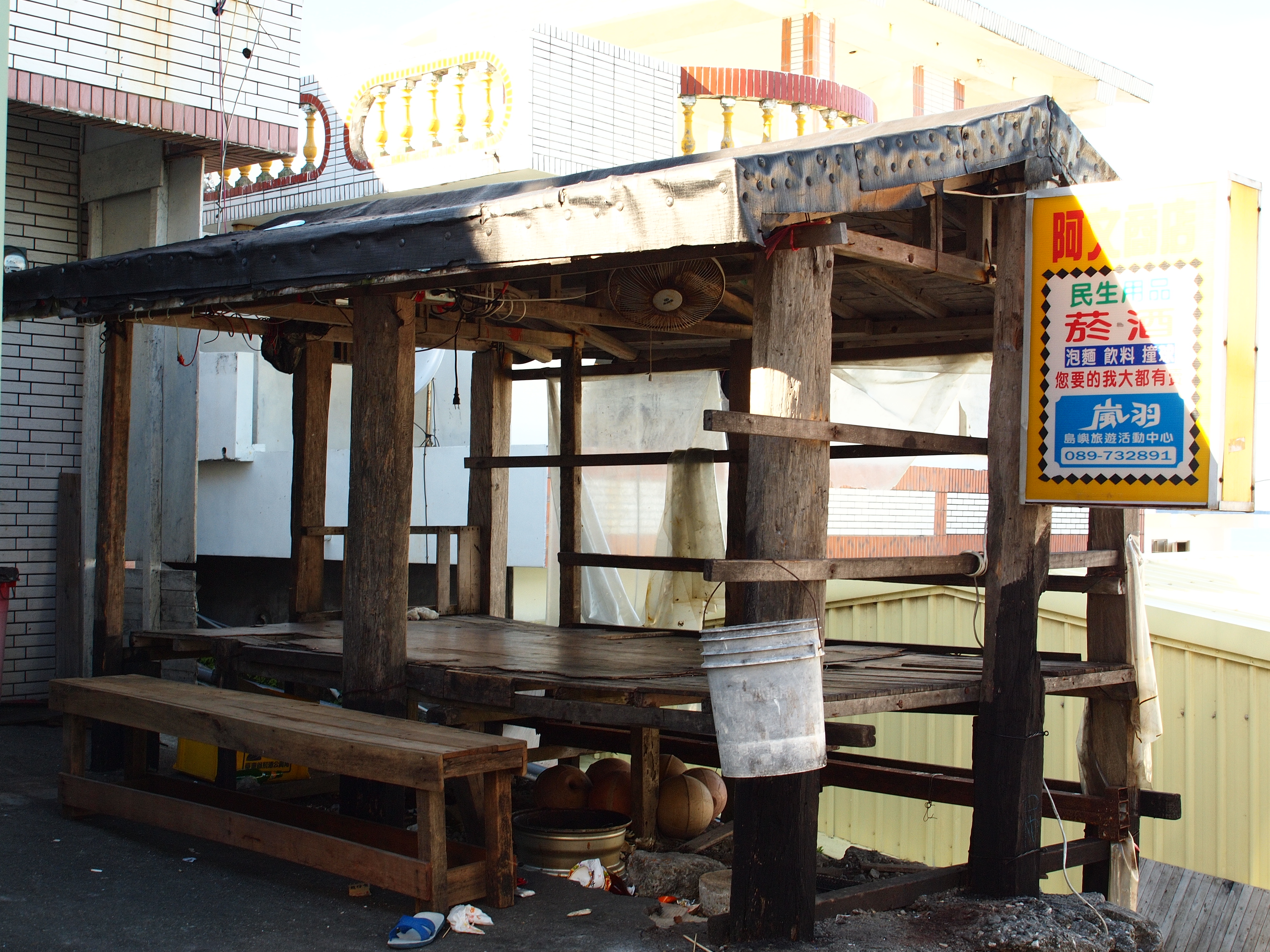
達悟族的涼台
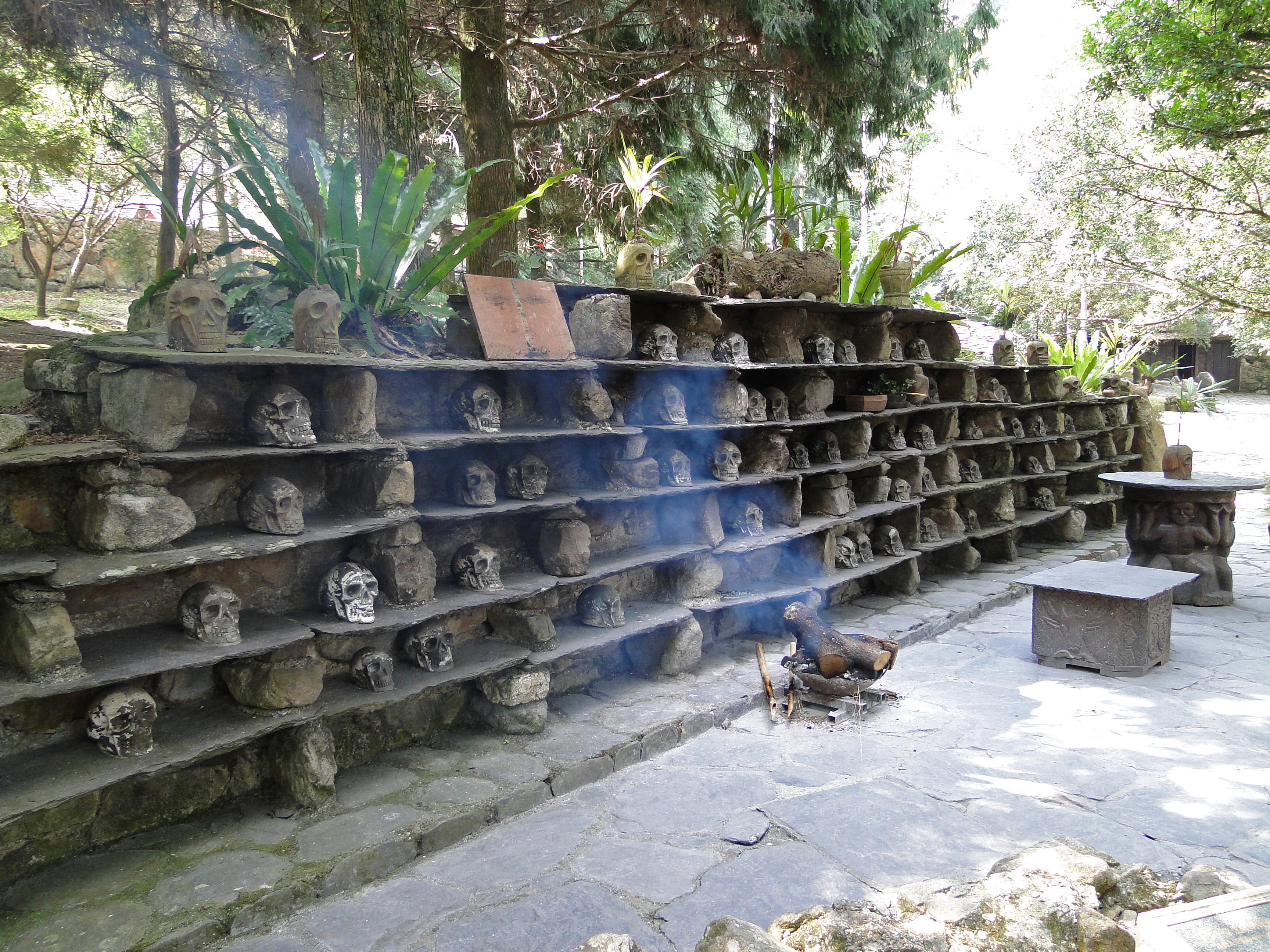
仿建的排灣族頭骨棚架
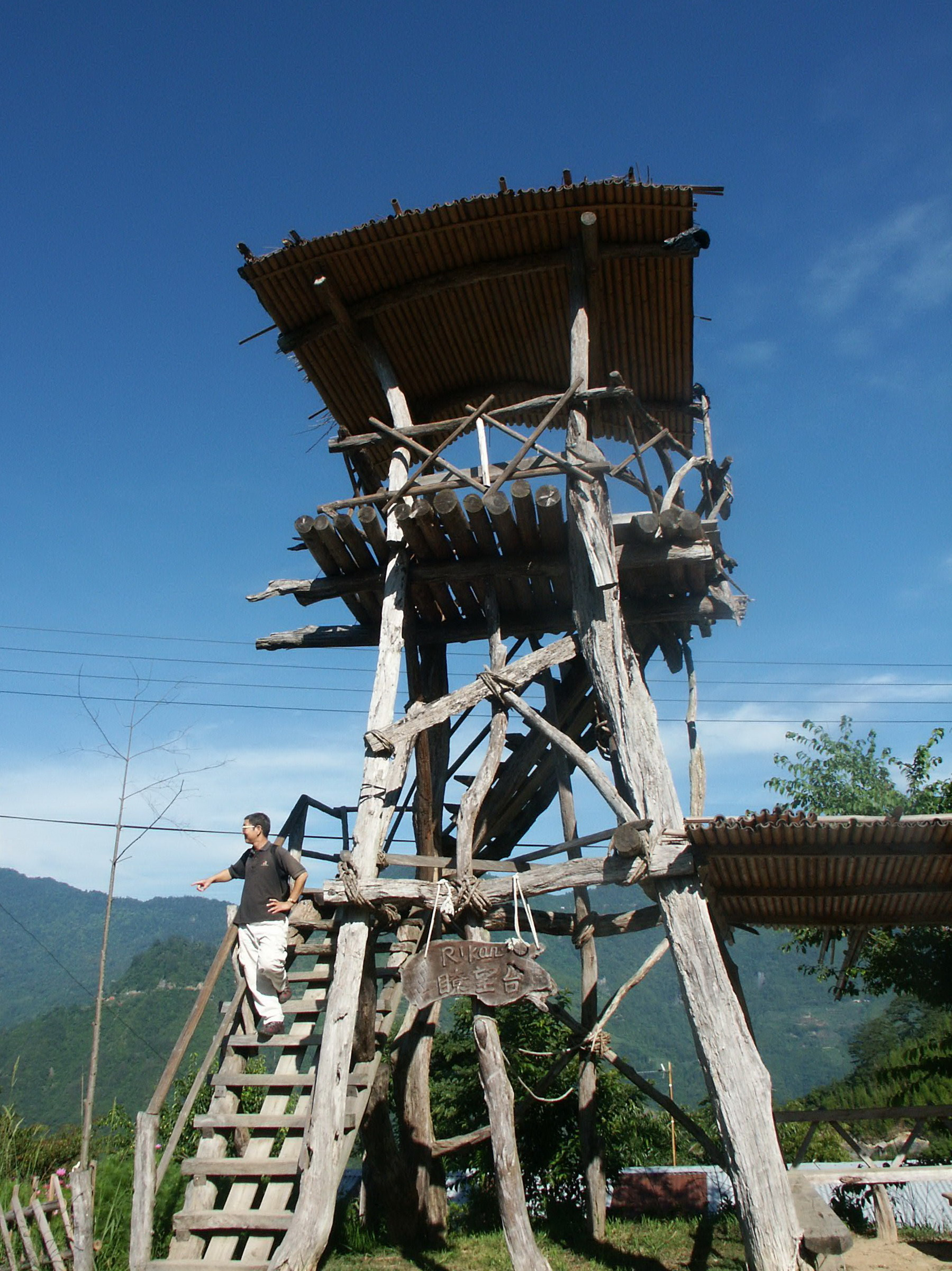
泰雅族司馬庫斯部落的瞭望台

## 荷西時期（1622-1662）
十六世紀臺灣進入大航海時代，為西方列強所領；此時期建築多為統治核心的堡壘為主，集合了統治中樞、要塞、起居等功能。最主要有風櫃尾城、熱蘭遮城、普羅民遮城、聖薩爾瓦多城、聖多明哥城。荷蘭屬於西歐國家，特別喜歡用紅磚作為主要材料；西班牙屬南歐國家，建材則喜愛用石材。兩個國家為鞏固勢力都選港口作為據點，建造了軍事堡壘。設計上都採用平面四方形，角隅通常則突出五角形的稜堡，主要用於安裝大砲。荷蘭人於17世紀在今天安平一帶建造了熱蘭遮城；後又建了普羅民遮城。西班牙則在北部雞籠港外社寮島建了聖薩爾瓦多城；後在滬尾（今淡水區）建造了聖多明哥城。這個時期讓臺灣建築走向歐化的最高峰。此時期的建築多為臺灣進入信史的第一代建築代表作，其遺跡多已列為國定古蹟。
- 風櫃尾荷蘭城堡（1622）
- 熱蘭遮城（Zeelandia，1624），今台南安平古堡
- 聖薩爾瓦多城（San. Salvador，1626 ）
- 諸聖堂（Todos los Santos，1626）[23]
- 聖多明哥城 （San Domingo，1628），也稱紅毛城
- 荷蘭臺灣長官公署（1635），疑似由勒蒙（David de Solemne）設計 [24][25]
- 菲立辛根堡（Vlissingen，1636）
- 普羅民遮城（Provintia，1653），今台南赤崁樓
- 熱蘭遮市鎮（ 大員市街 ） ，今台南市安平區延平街，是台灣第一座在西方近代觀念下進行規劃的城市[26]。
- 城堡（castle）、堡壘（fortress）、街市、公共設施、商館、住宅、教堂、修道院、營舍及學校等等。

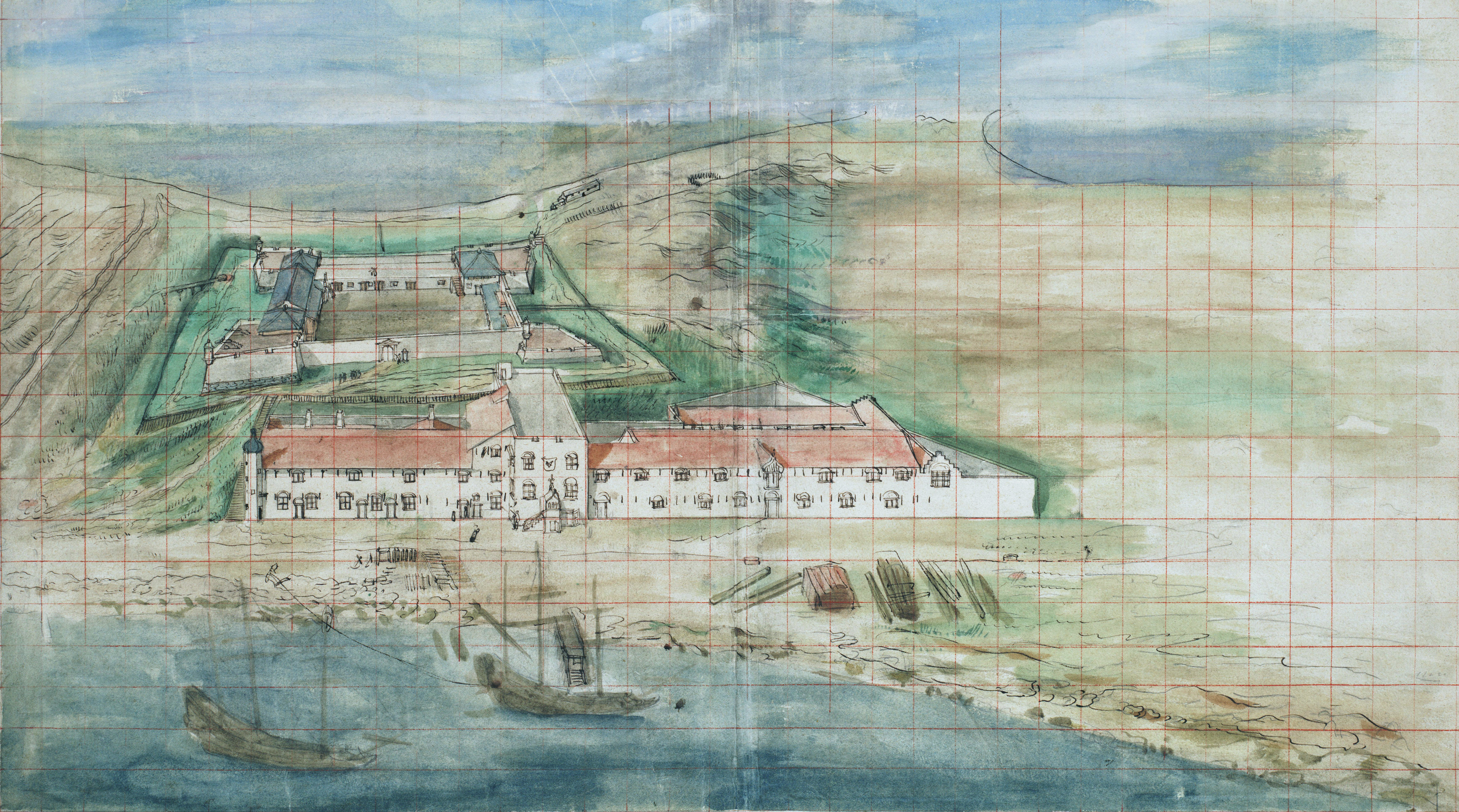
1635年熱蘭遮城上層主堡，以及前方的荷蘭臺灣長官公署
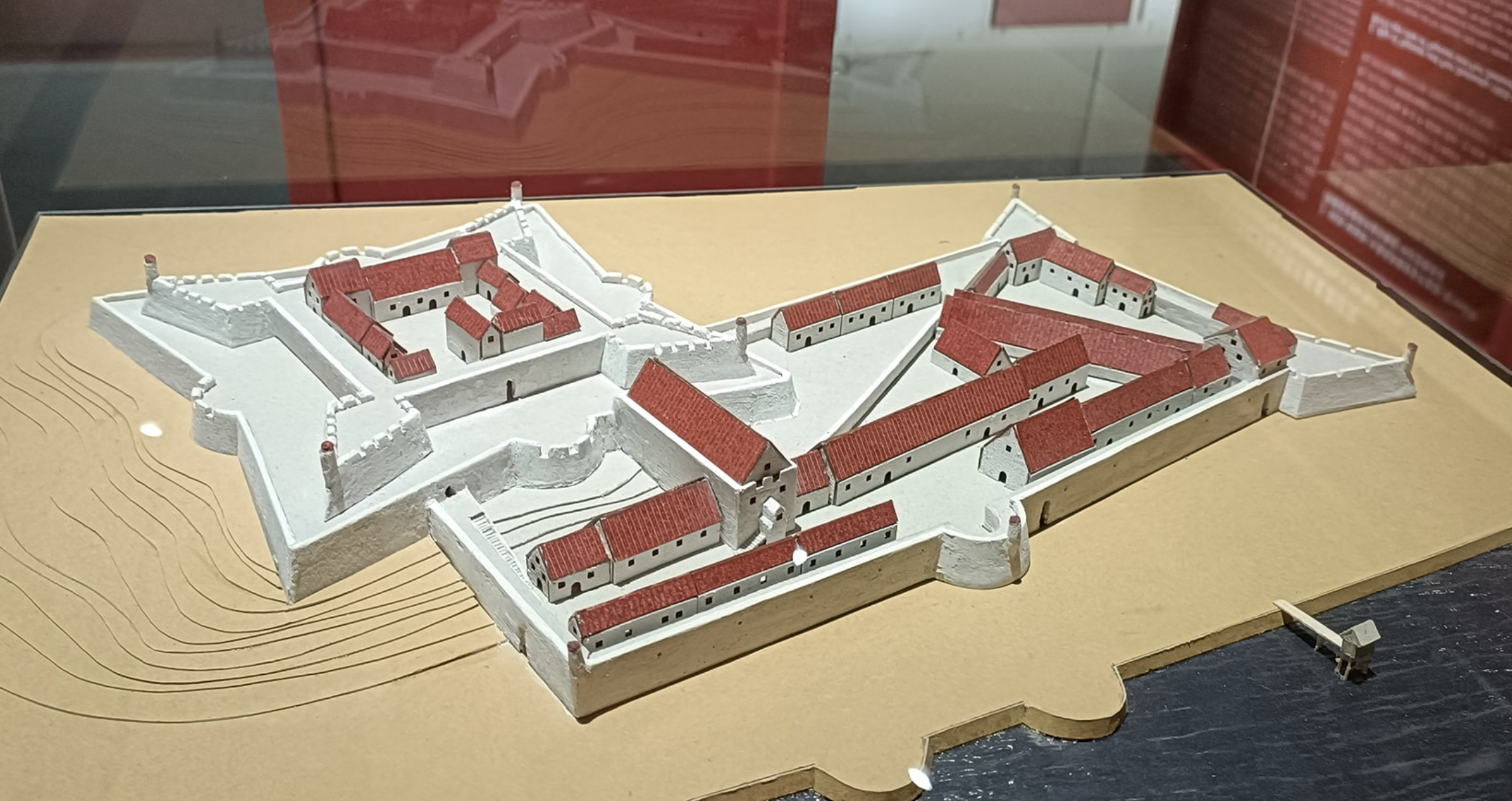
荷蘭人於1624年建熱蘭遮城原貌，今安平古堡
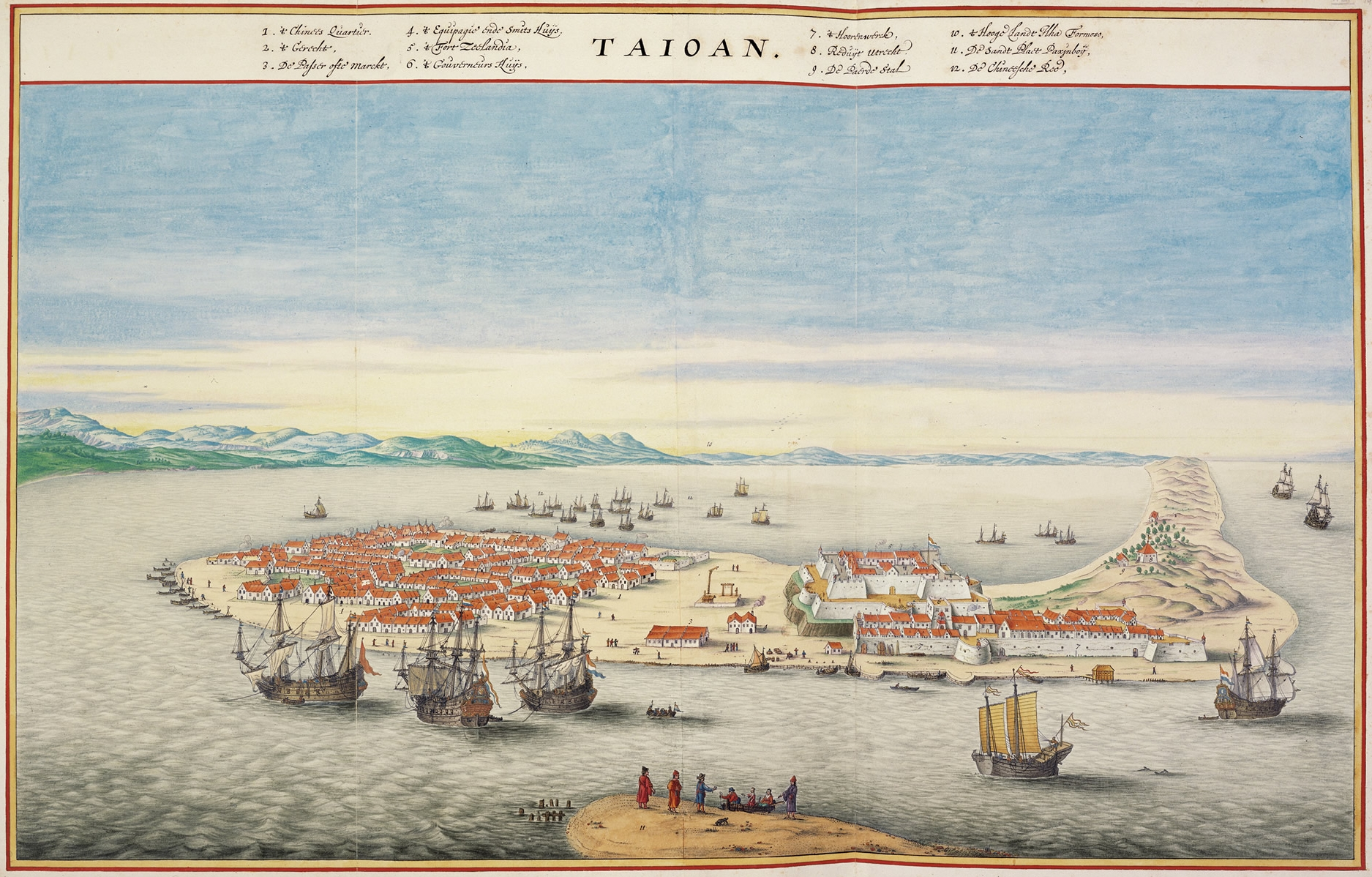
荷蘭人建「大員市街」，今台南市安平區延平街
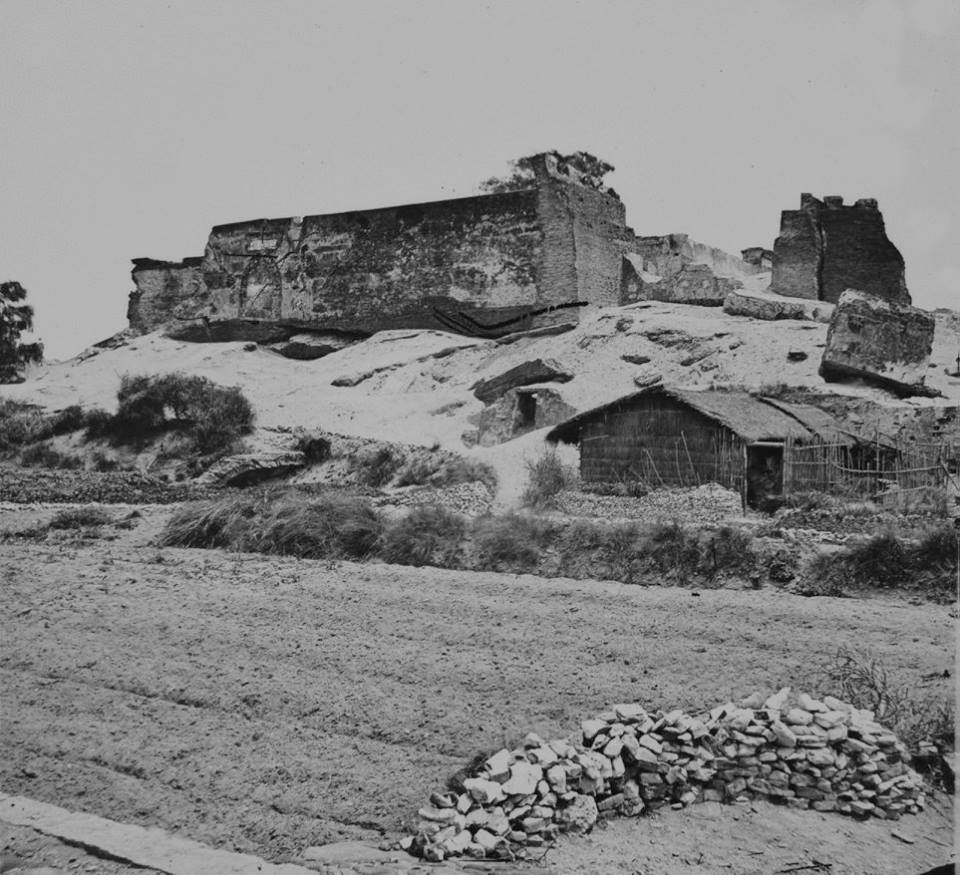
1871年的熱蘭遮城舊照
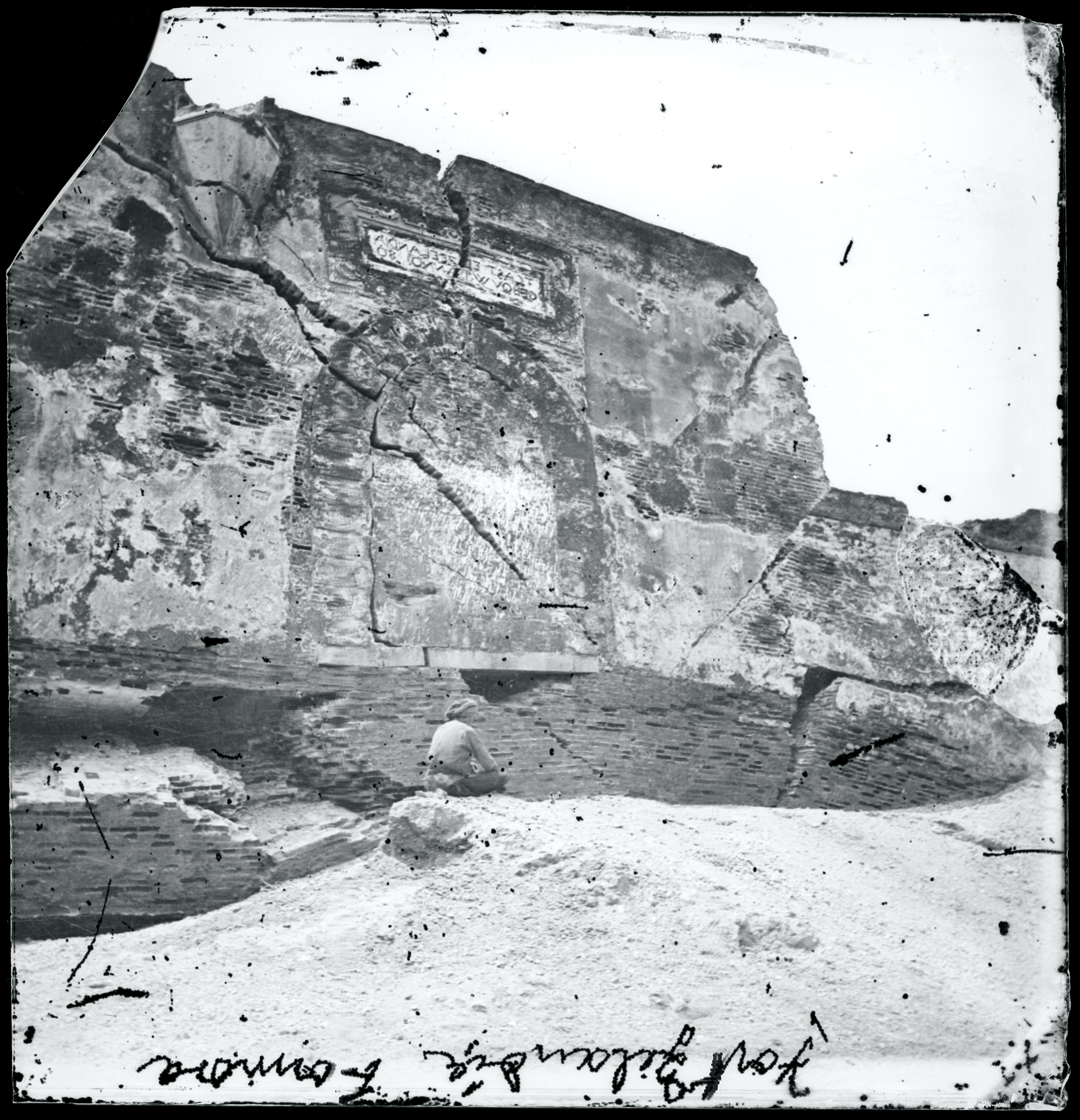
1871年的熱蘭遮城北門舊照
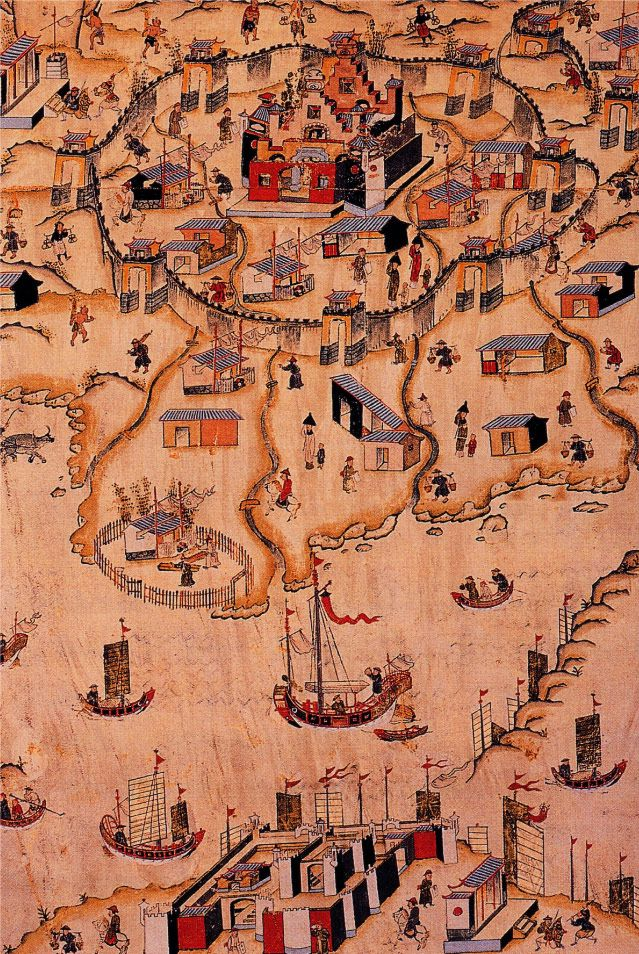
19世紀地圖中的普羅民遮城與熱蘭遮城
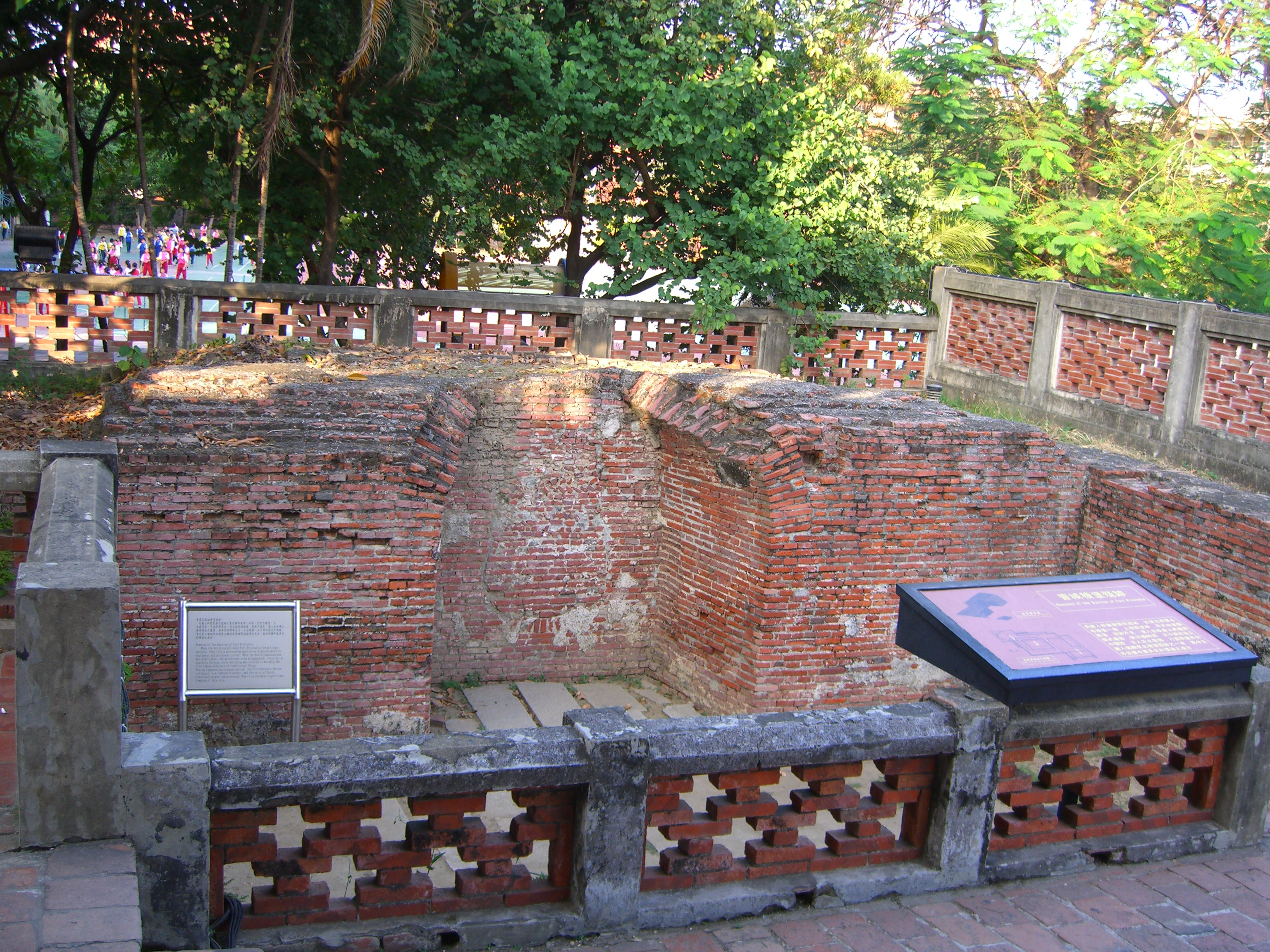
普羅民遮城稜堡遺構，今赤崁樓的一小部分
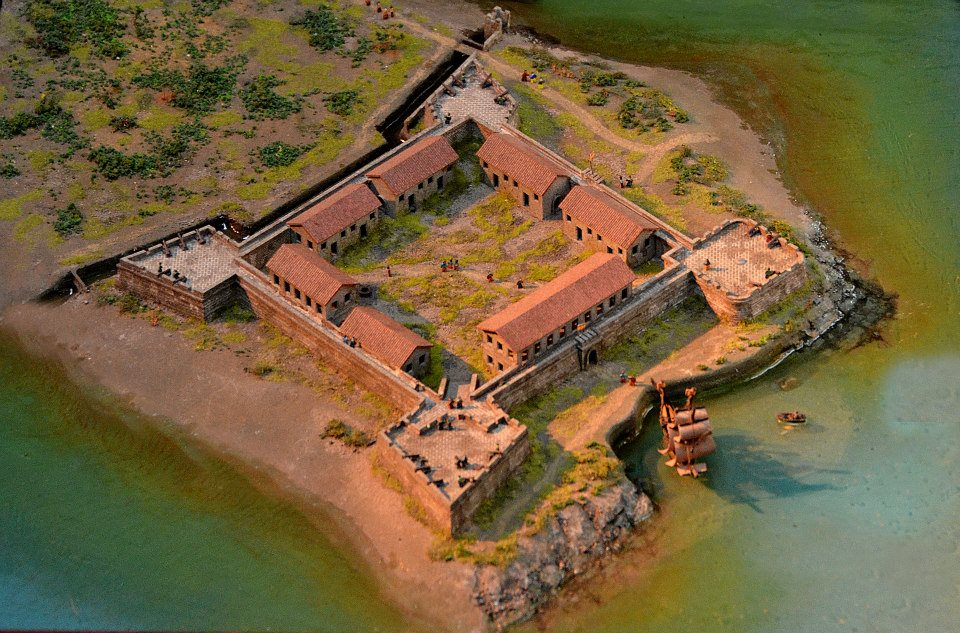
聖薩爾瓦多城模型
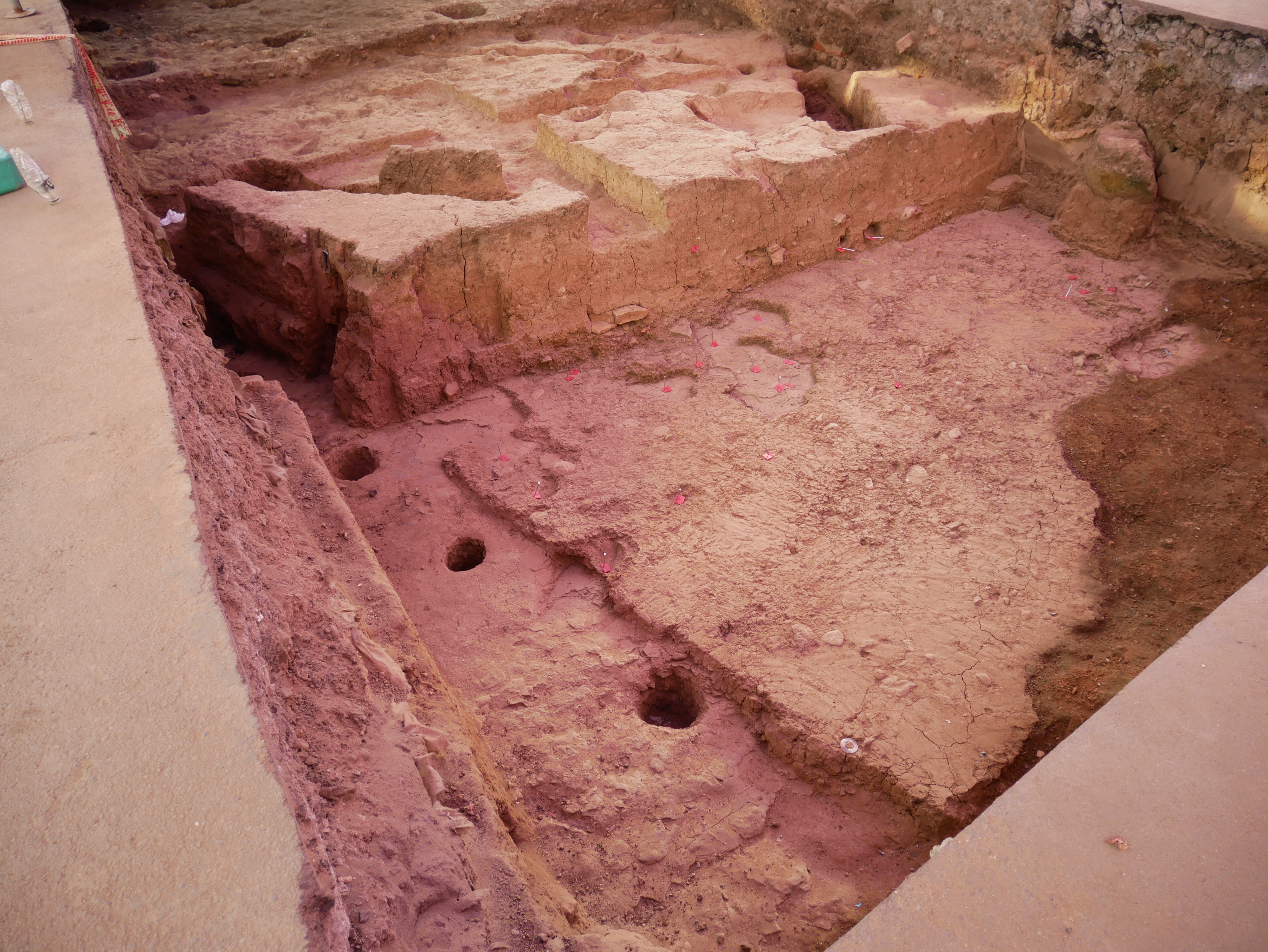
聖薩爾瓦多城附近的諸聖堂（Todos los Santos）考古發掘坑
西班牙人於1628年建紅毛城，毀後由荷蘭人重建

## 明鄭時期（1662-1682）
台灣漢人受中國閩粵建築風格影響，採用台灣本地建材，應用部份平埔族人營建技術，創建台式漢人建築樣式。這些建築空間歷經清治以來多次的翻建，明鄭時期之外貌與格局大多已難見，但清代建築大多沿襲明代，因此仍可由早期清治建築揣知明鄭建築的樣貌。
- 台南北極殿（1661）重建於1709年。
- 台南府城媽祖廟（1662），今開基天后宮，為台南府城最早民設媽祖廟，重建於1926年。

- 台南孔廟（1666），重建於1751年。

- 李茂春故居夢蝶園（1666年），今台南法華寺，重建於1959年。
- 北園別館（1680），今台南開元寺

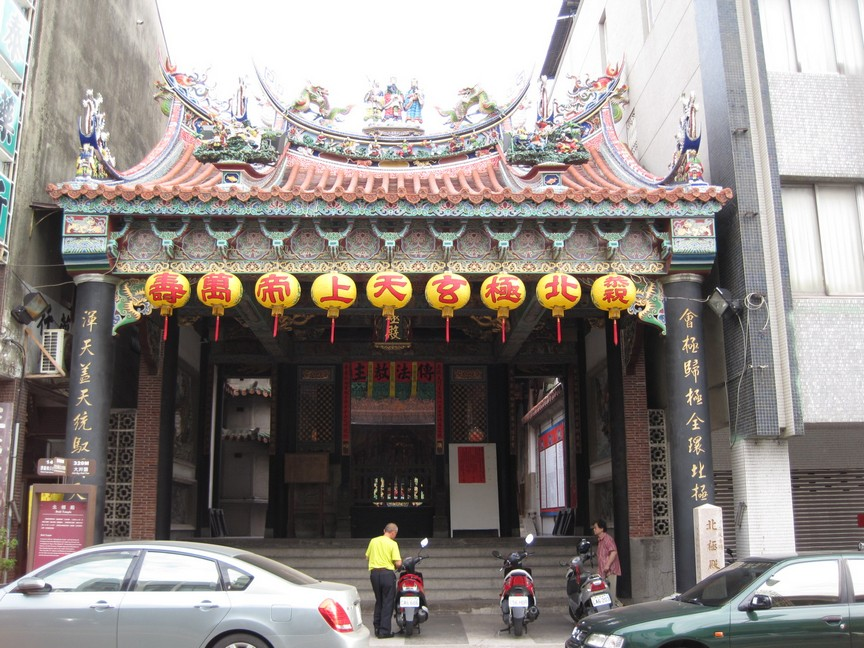
臺南北極殿，始建於1661年，重建於1709年
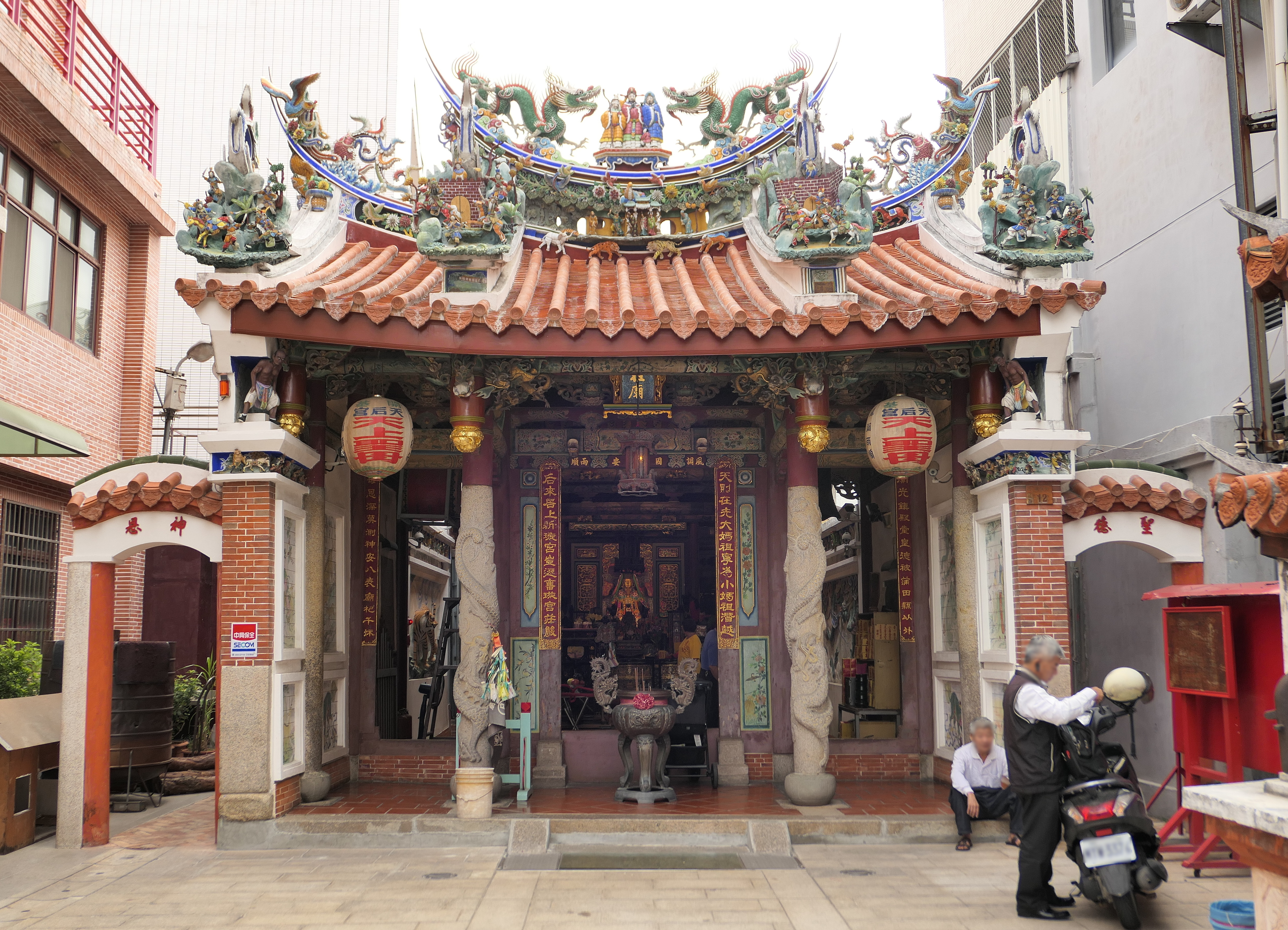
開基天后宮，始建於1662年，重建於1926年
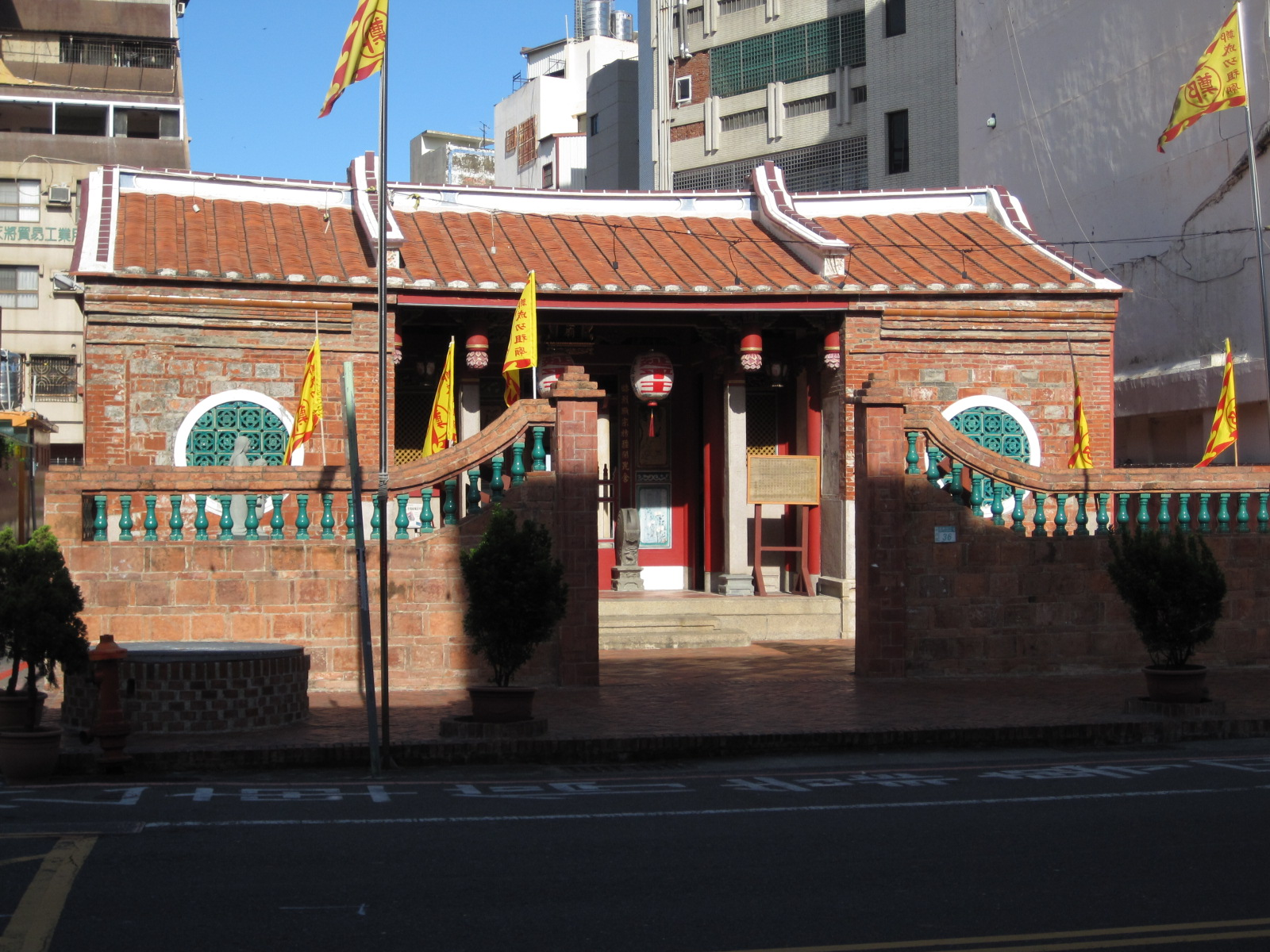
鄭成功祖廟，始建於1663年
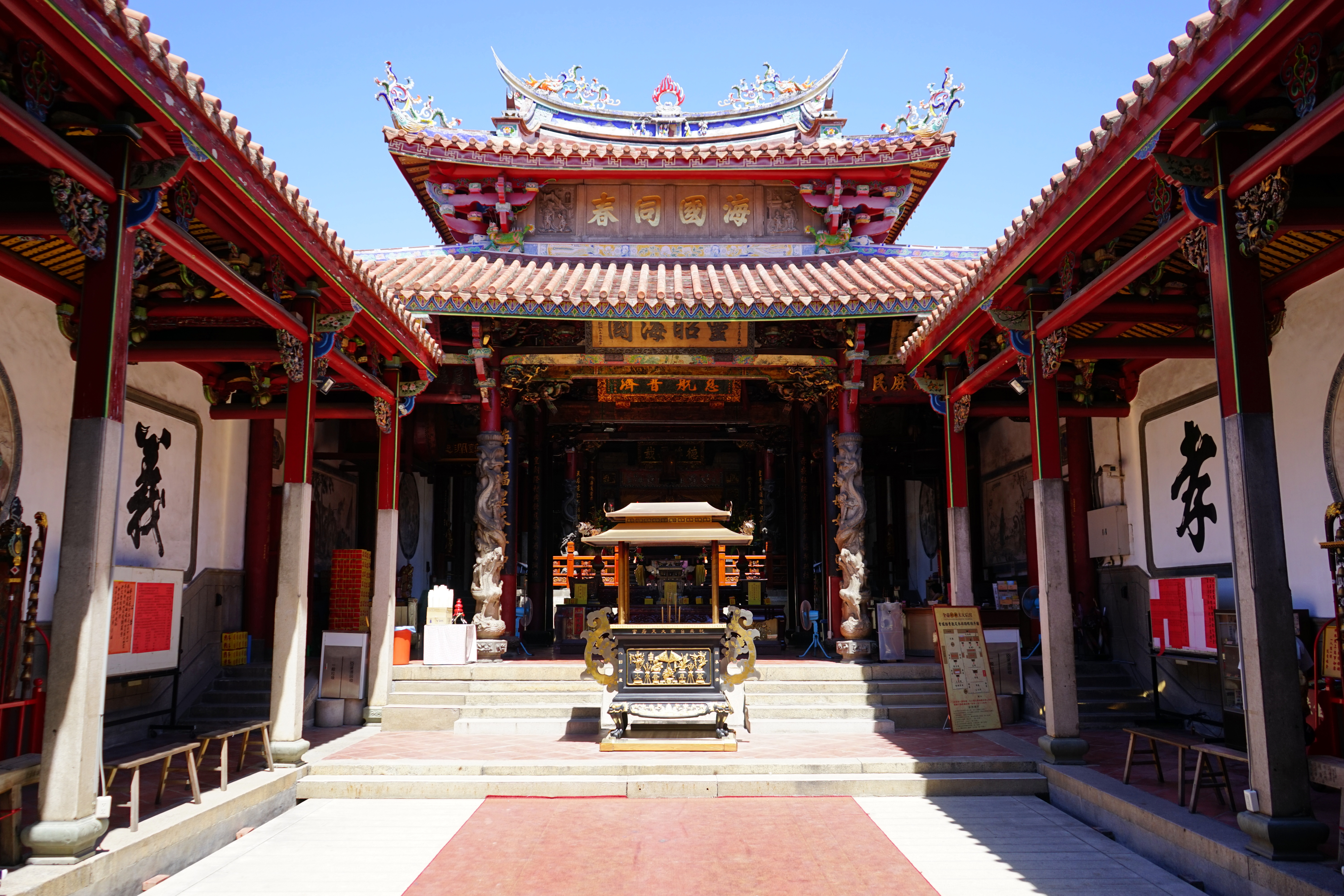
大明寧靖王府邸，今大天后宮，始建於1665年，重建於清治時期
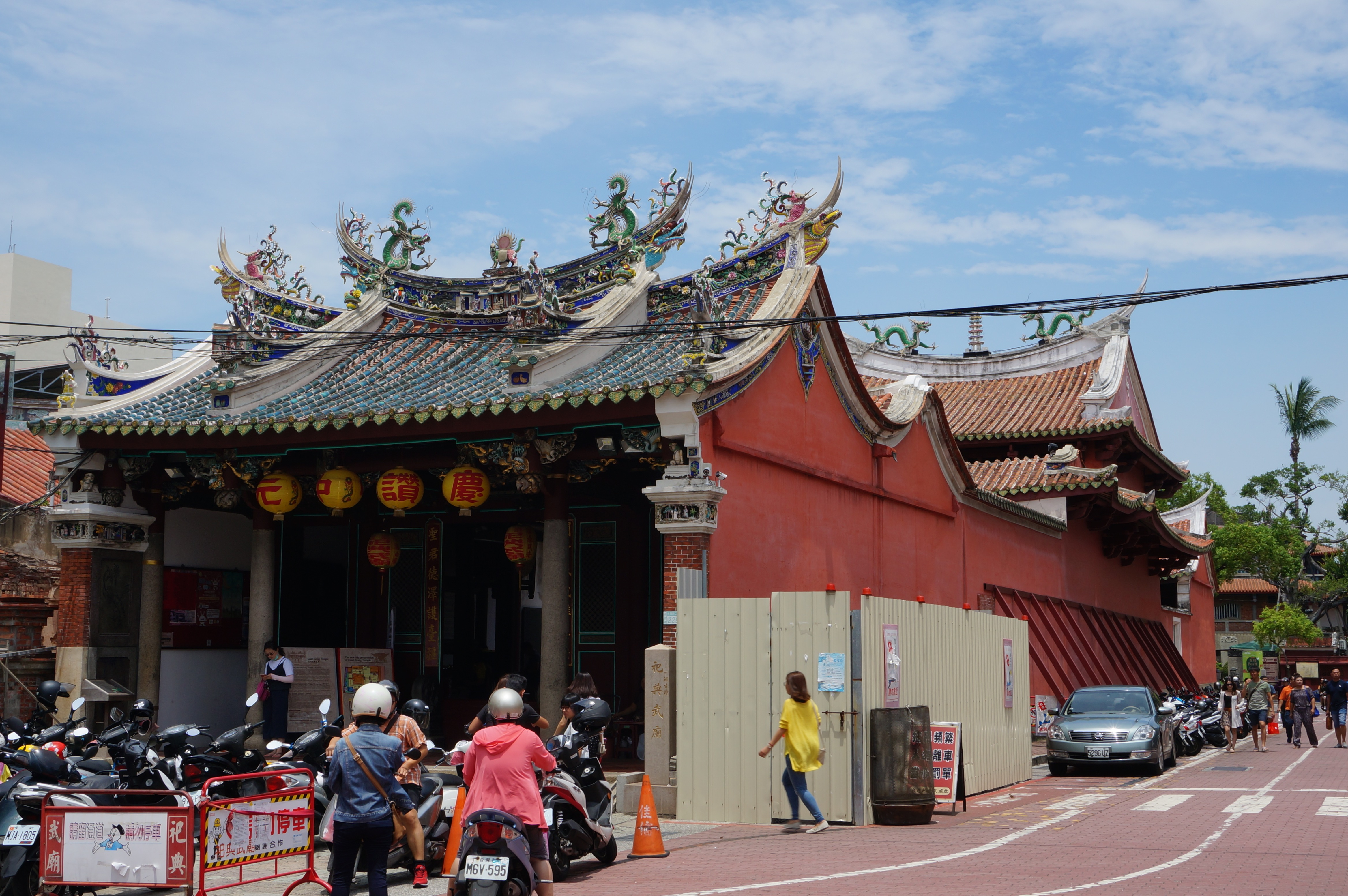
台南祀典武廟，始建於1665年，清治時期多次重新修建
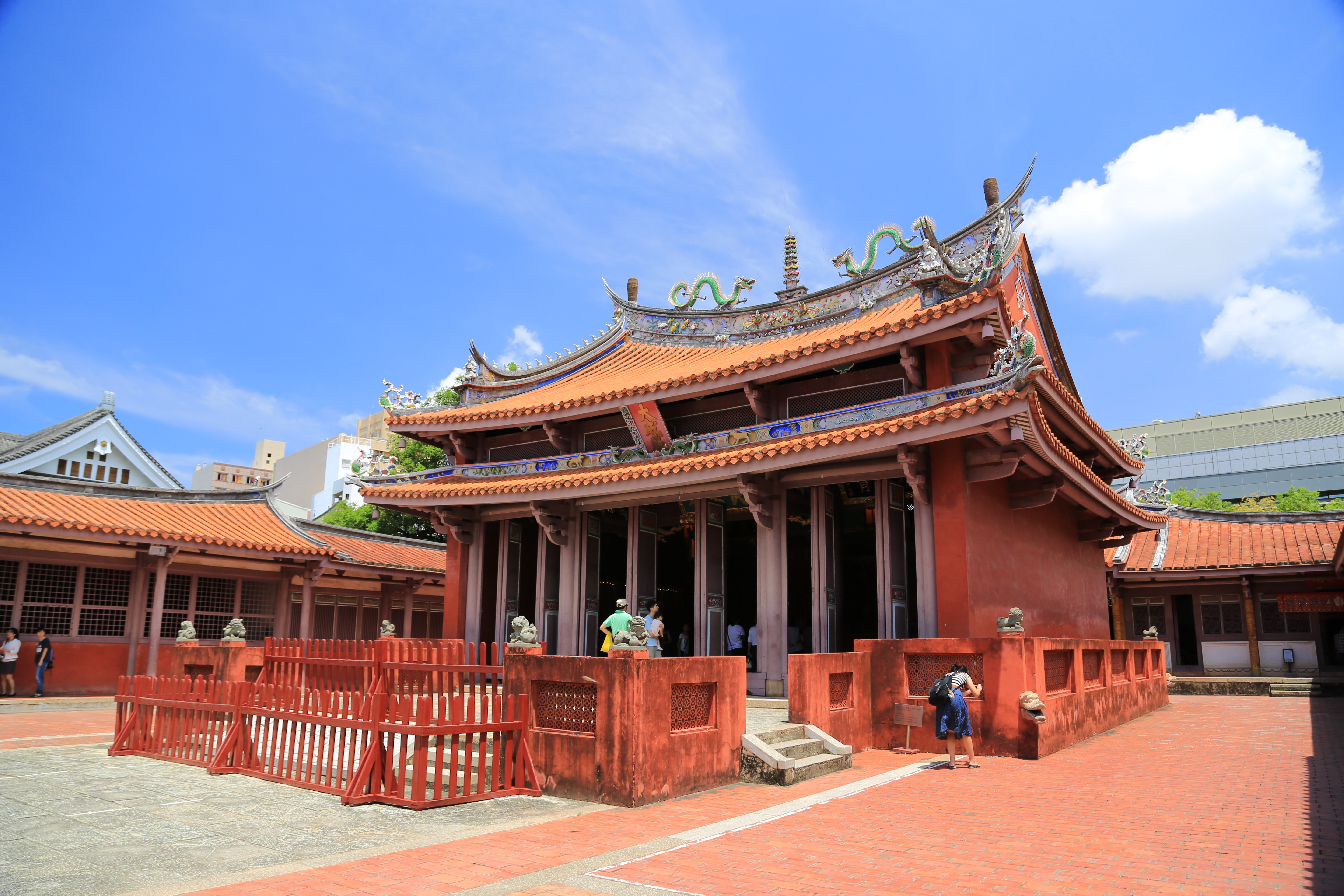
台南孔廟，始建於1666年，重建於1751年
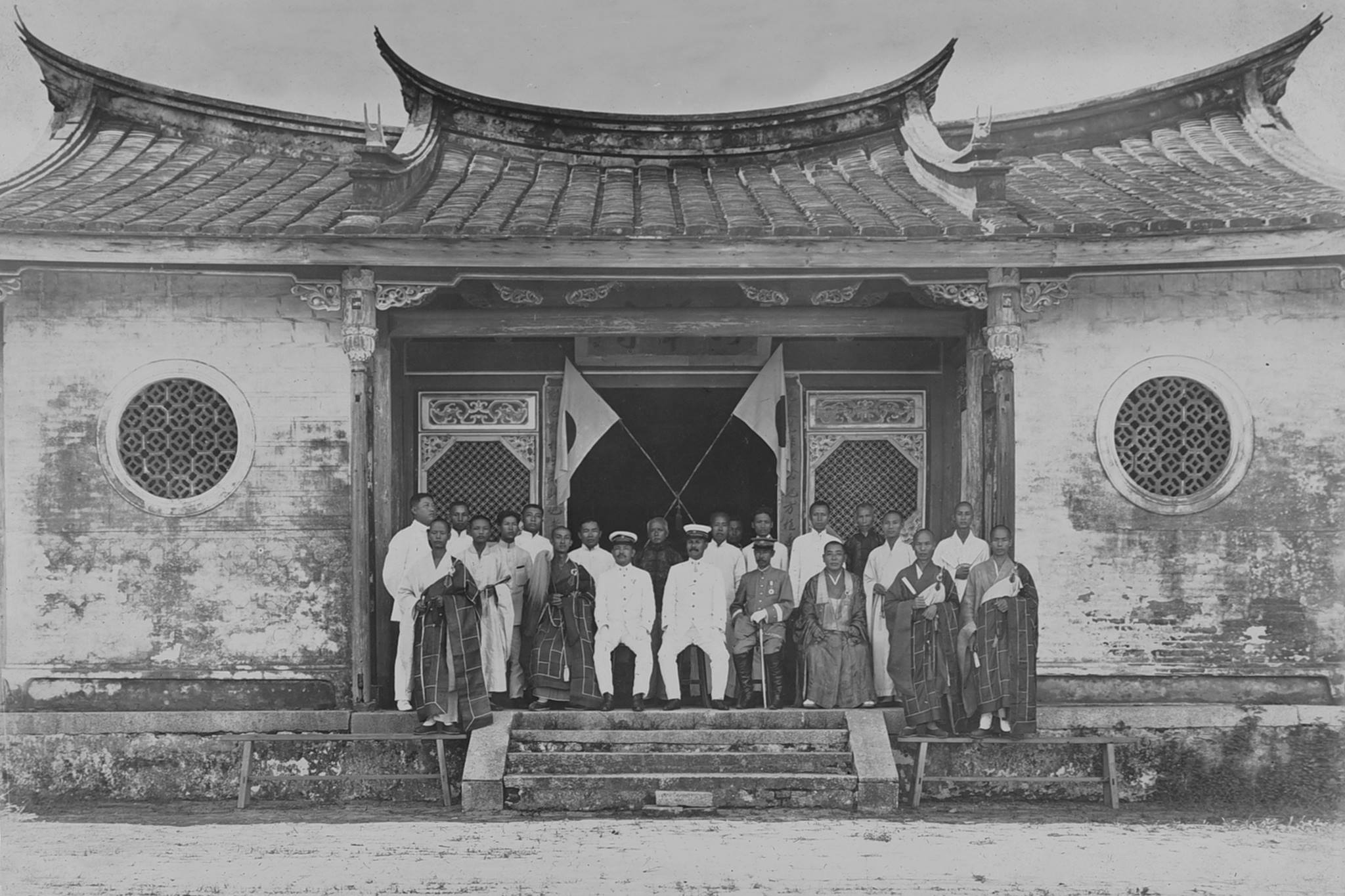
李茂春故居夢蝶園，今法華寺，始建於1666年
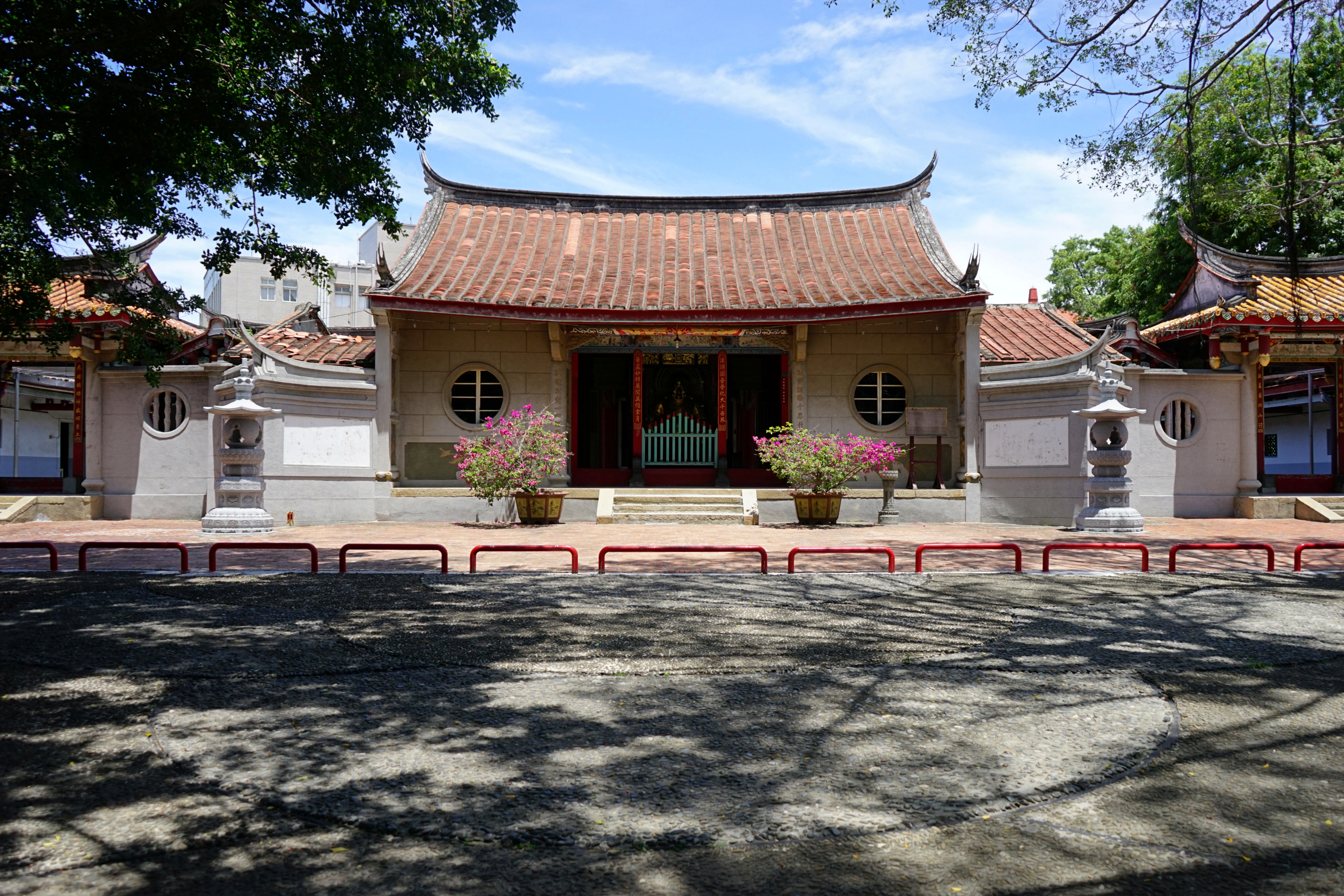
李茂春故居夢蝶園，今法華寺，現貌重建於1959年
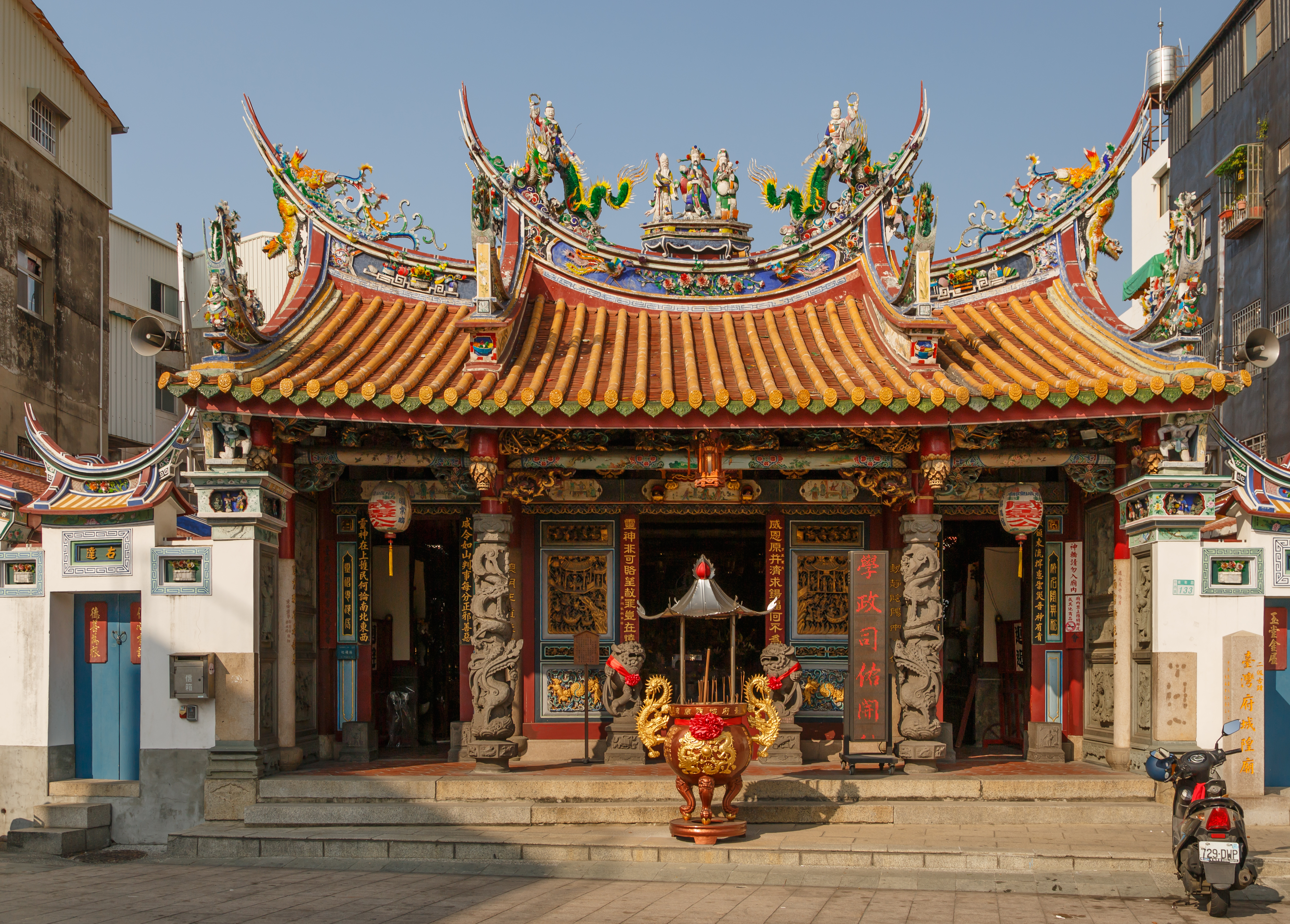
承天府城隍廟，今臺灣府城隍廟，始建於1669年，重修於清治時期
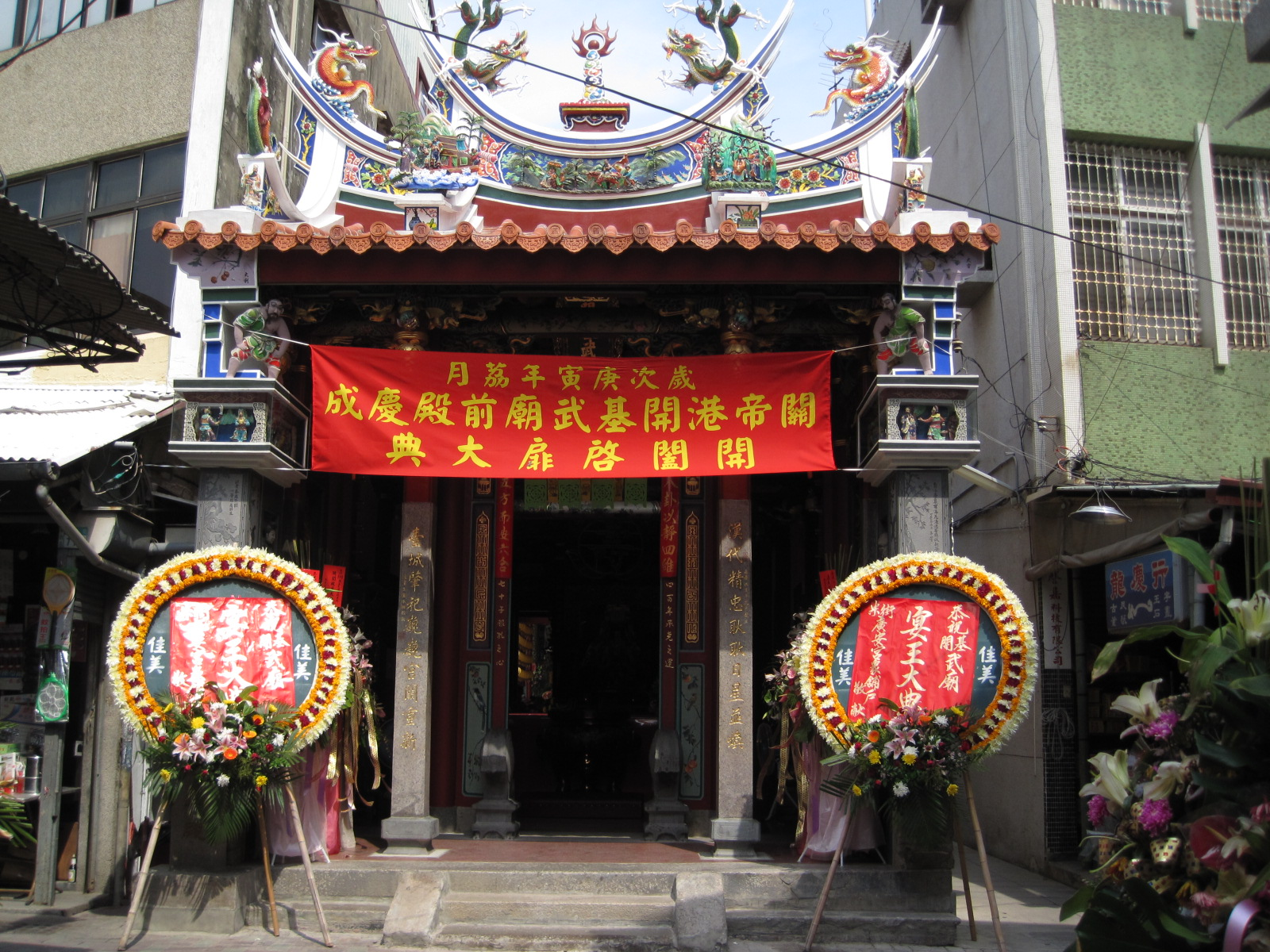
開基武廟，始建於1669年，現貌重建於二戰之後
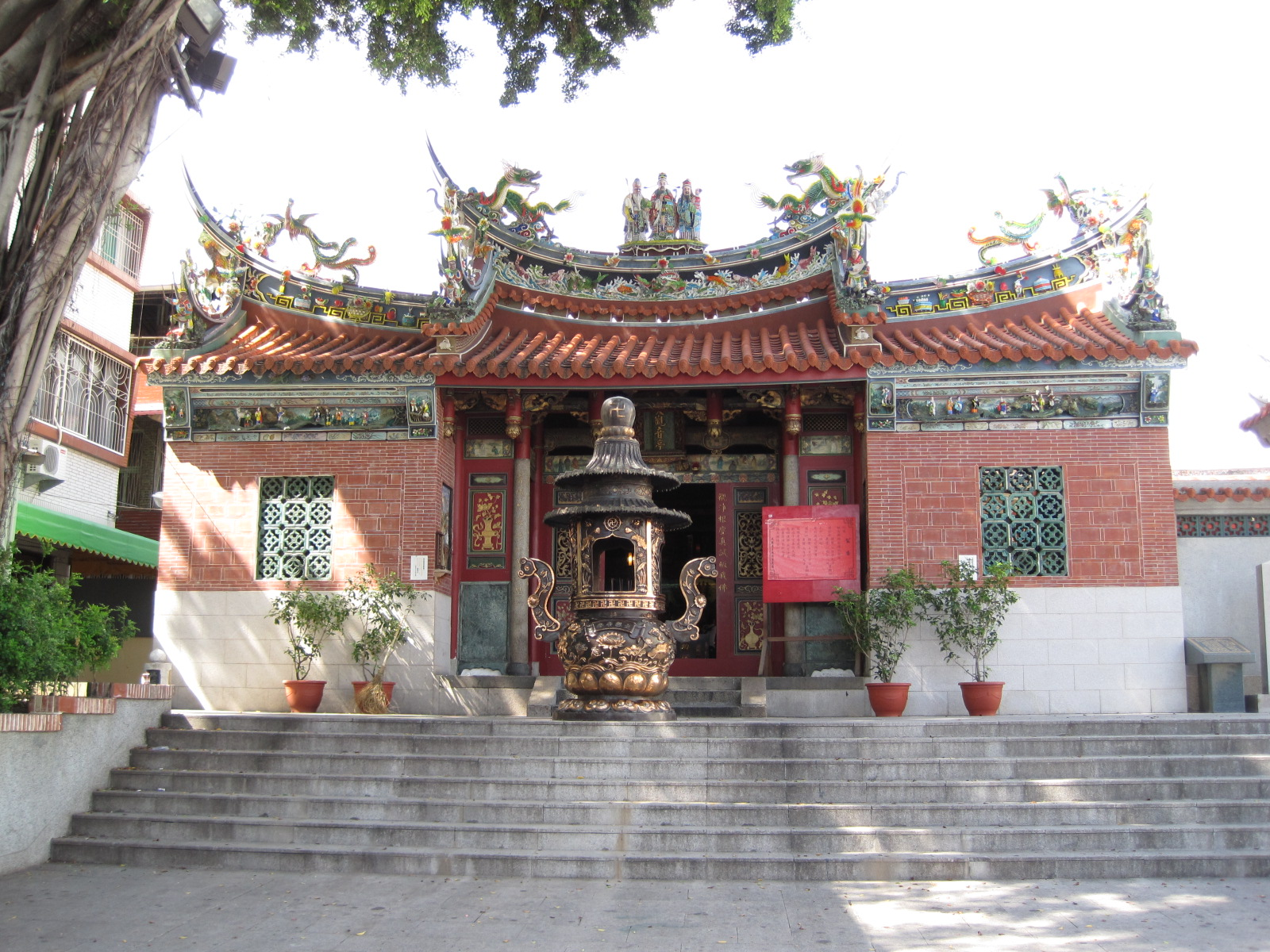
觀音宮，今大觀音亭，始建於1678年，重修於清治時期
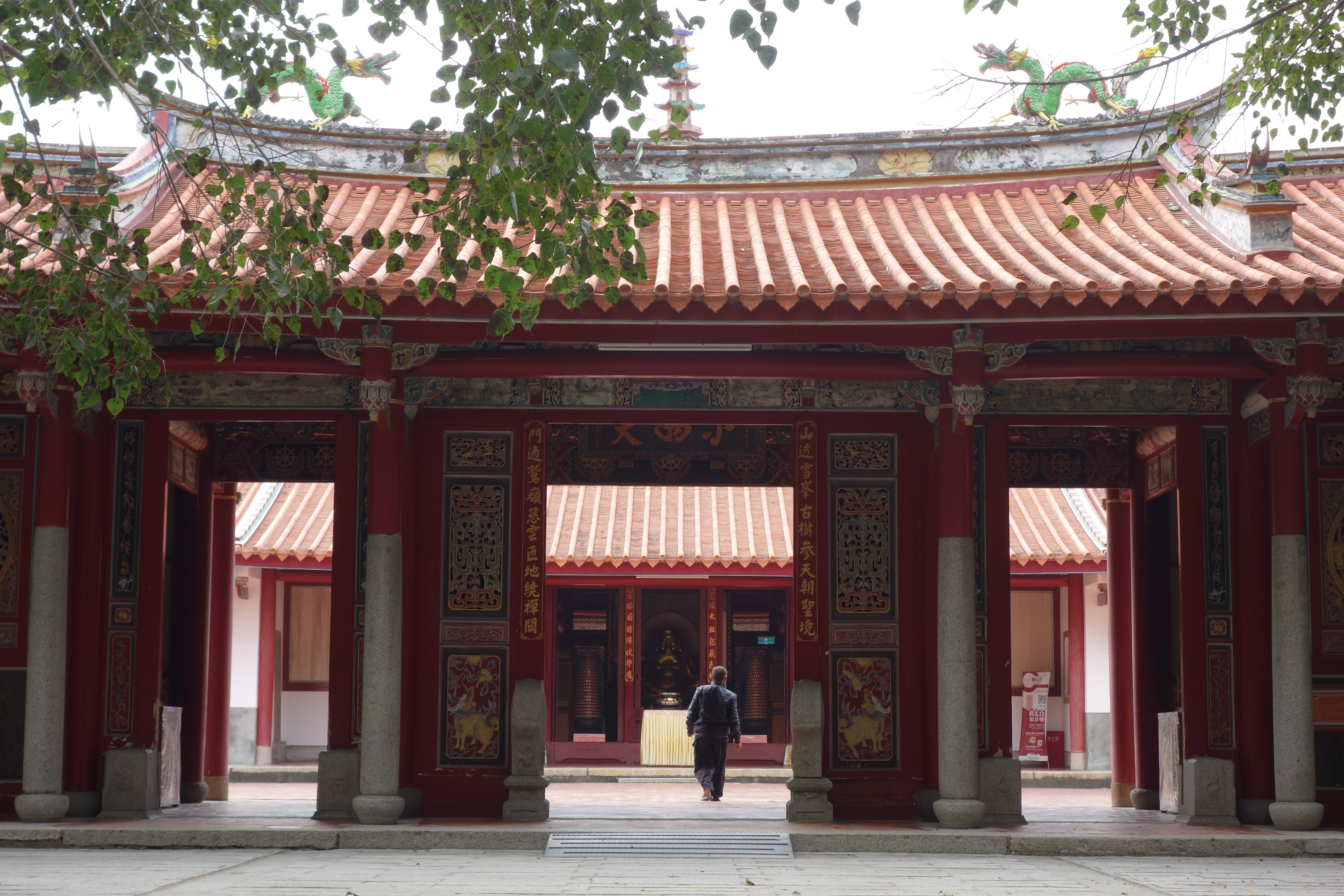
北園別館，今開元寺，始建於1680年，重建於清治時期
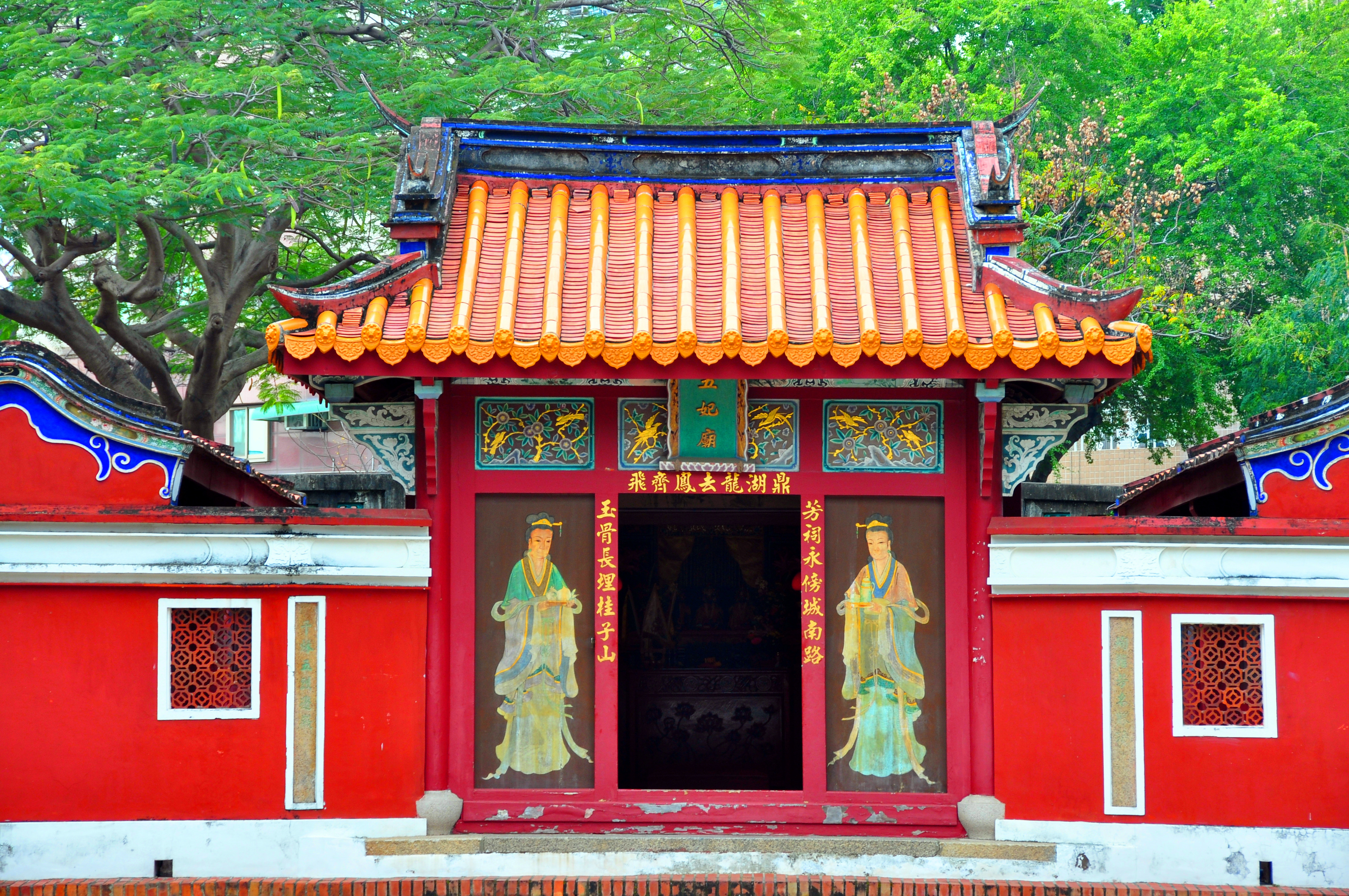
五妃廟，始建於1683年，廟增建於1746年
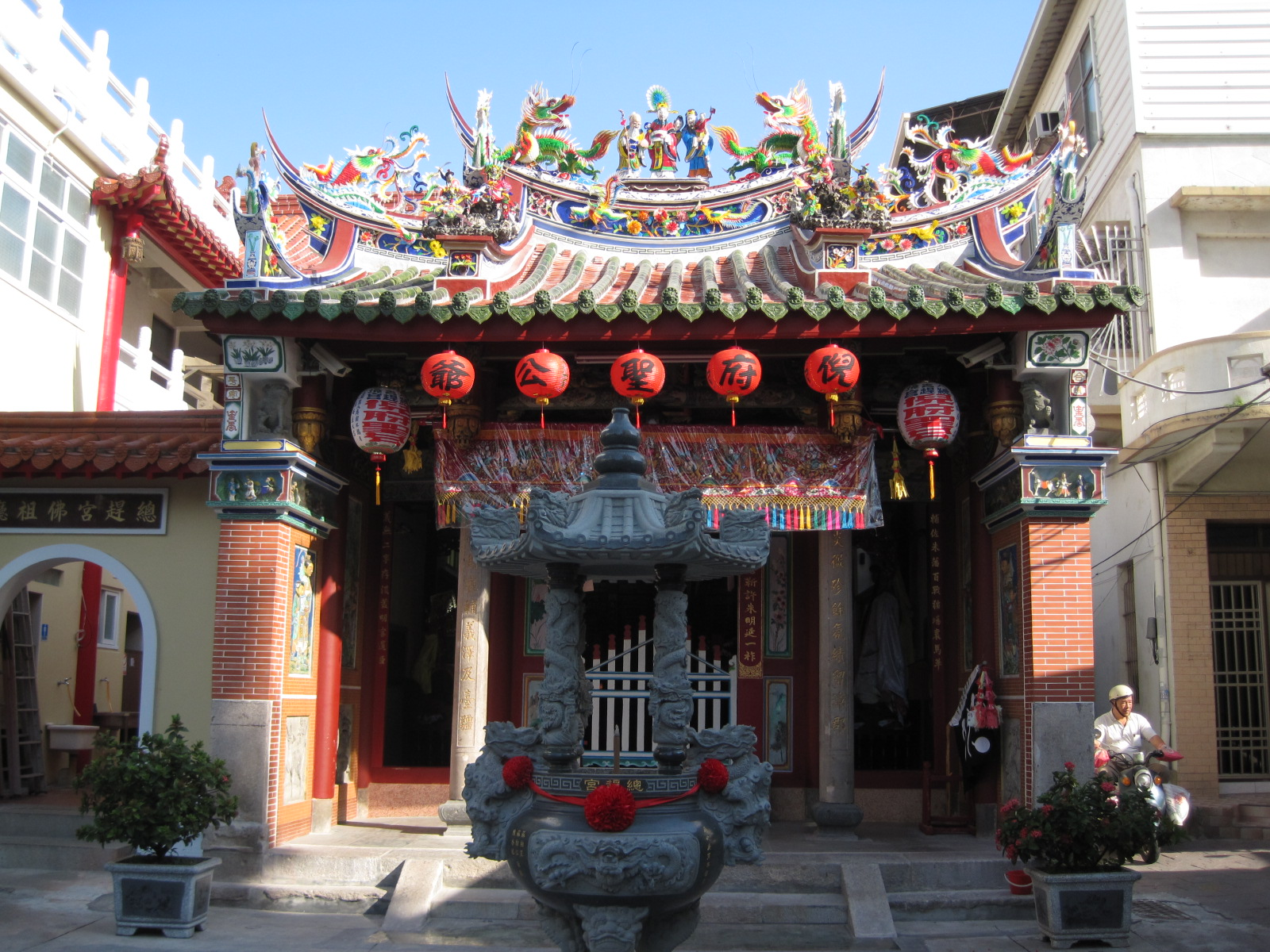
總趕宮，始建於明鄭時期，重修於清治時期
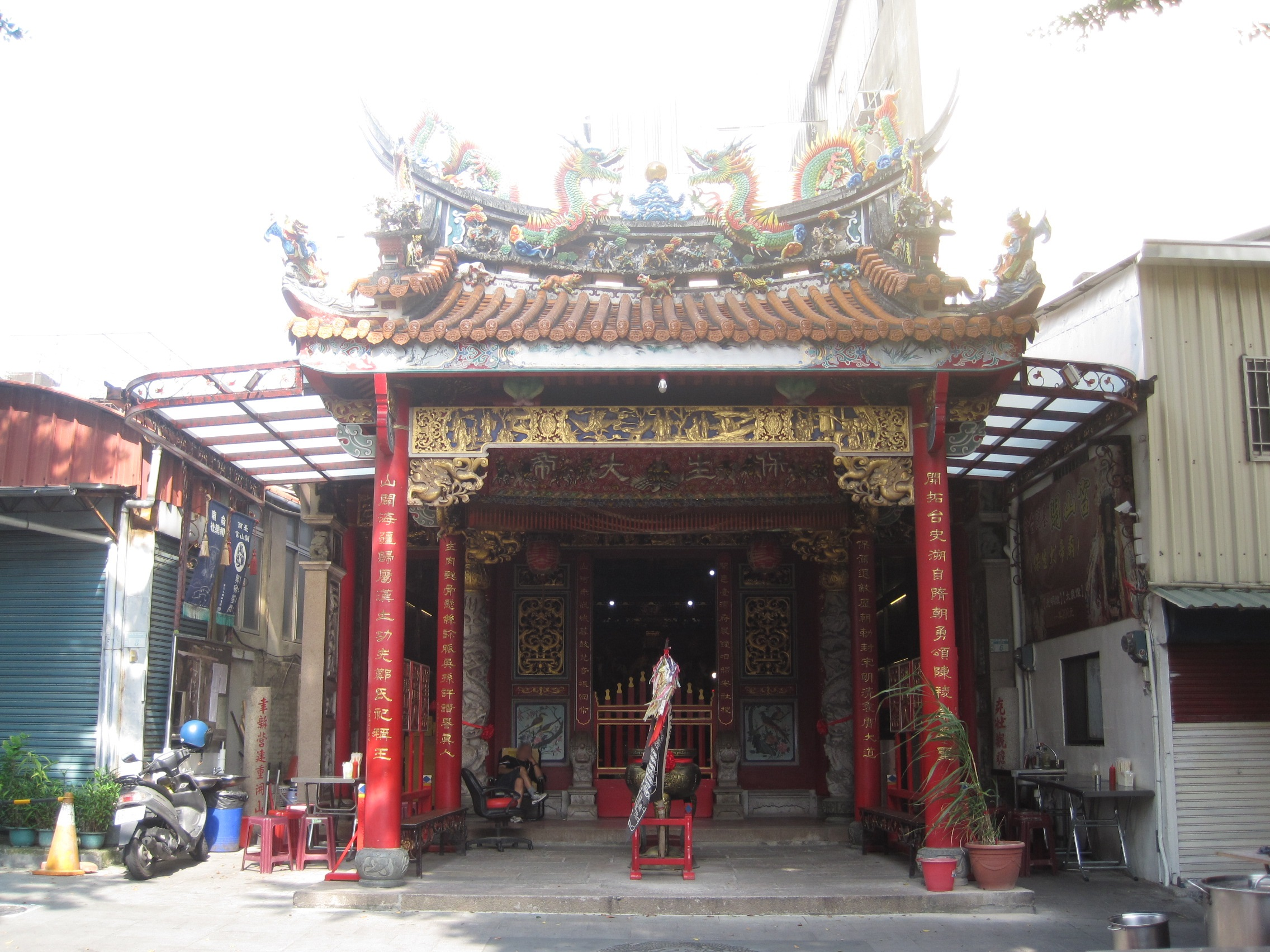
開基開山宮，始建於明鄭時期，現貌重建於1996年

## 清治時期（1683-1895）

### 台灣-閩南式建築
- 台灣道署，署後有望寓園，1693年建有澄臺與斐亭，皆已不存[27][28]。
- 陳世興古宅（約1719年左右）
- 麻豆郭舉人宅 （約1775年）[27]
- 鹿港日茂行（1784年左右）
- 鹿港施進益古厝
- 鳳儀書院（1814年）
- 大龍峒保安宮（1805-30年），漳派大木結構之代表[17]。
- 馬興陳宅（1846年）
- 宜蘭孔子廟（1876年），二戰後重建[27]。
- 摘星山莊（1871-79年）
- 彰化鹿港龍山寺，現址創建於1786年[29]，泉派大木結構之代表[17]。
- 永靖餘三館（1884年）
- 布政使司衙門（1887年），已不存[27]。
- 臺北府城大天后宮（1888年），已不存。
- 欽差行臺（1894年）
- 霧峰林家宅園 （1864年後陸續興建）
- 臺灣巡撫衙門，已不存。
- 板橋林本源邸五落大厝 ，建於光緒年間，已不存[27][30]。

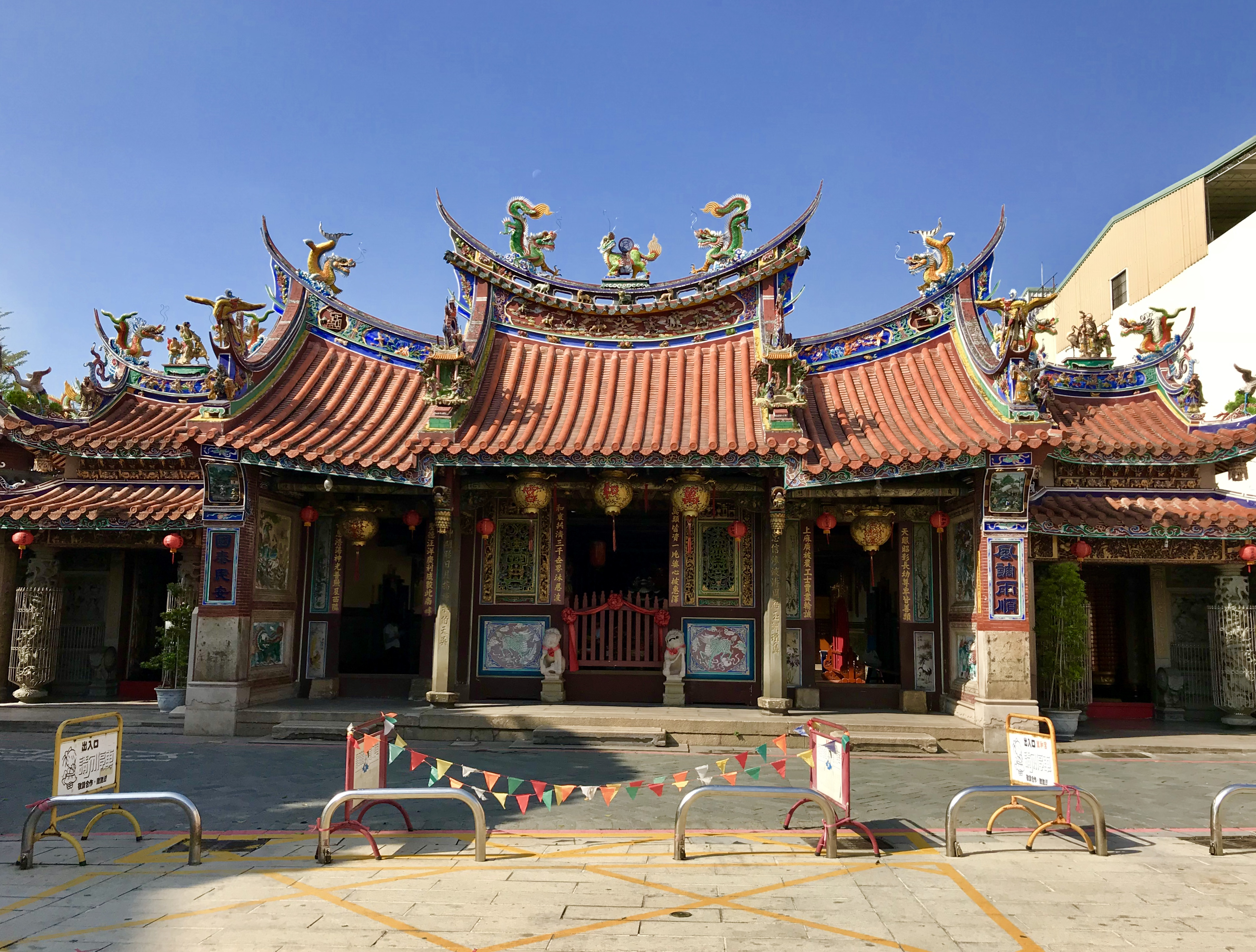
萬和宮（約1727年創建，日治時期大修）
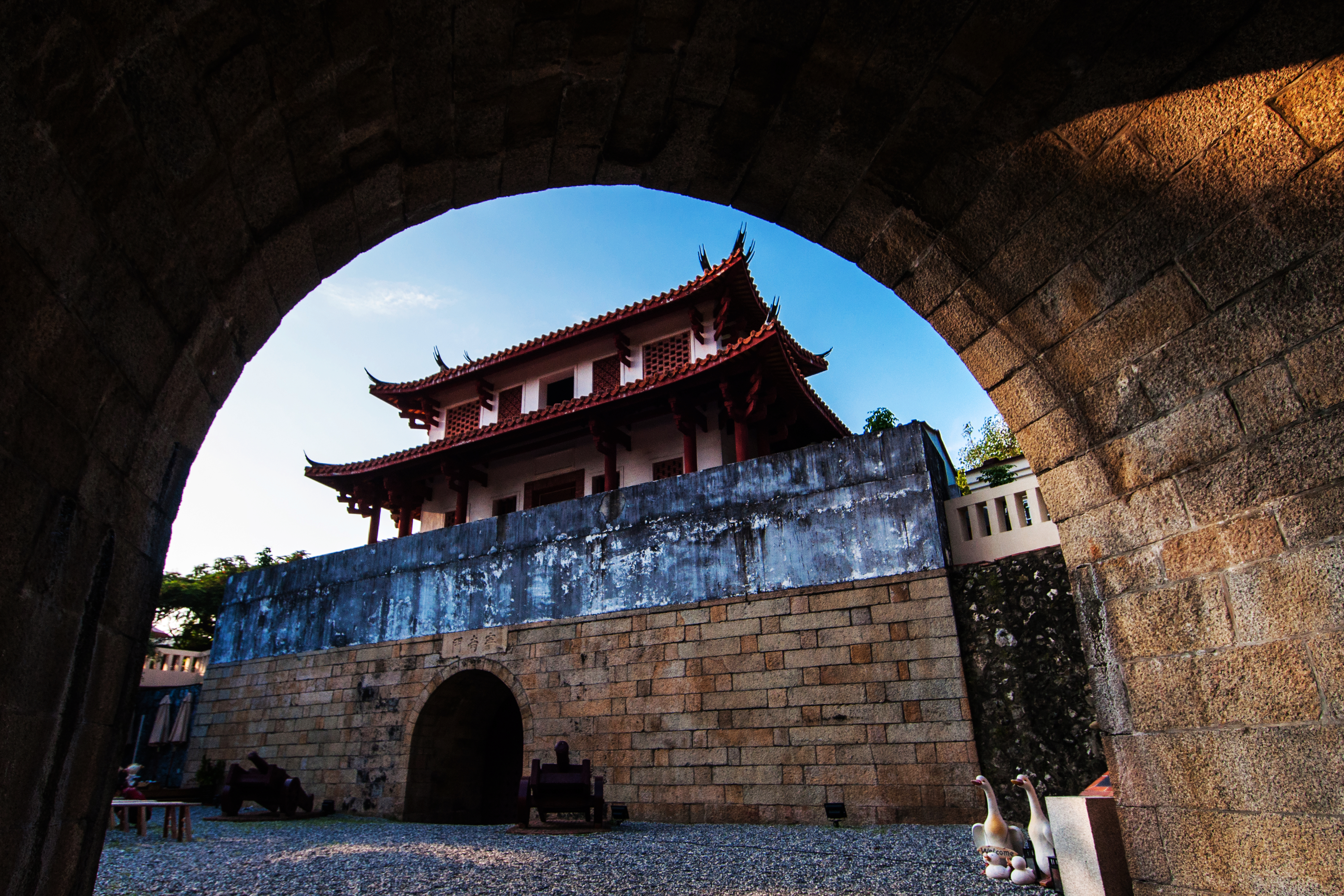
臺灣府城大南門（1736年）
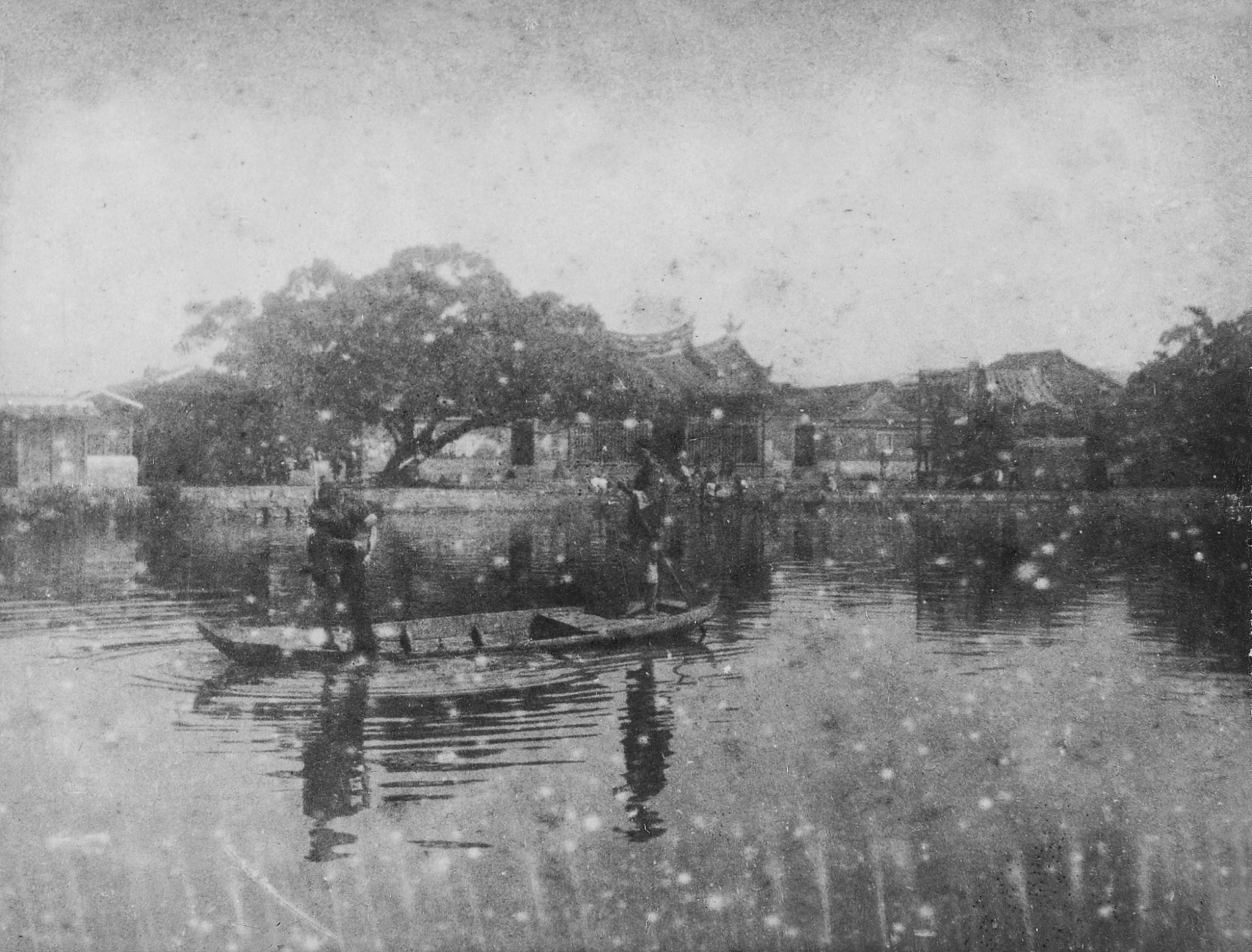
艋舺龍山寺，創建於1738年，後歷經數次重修
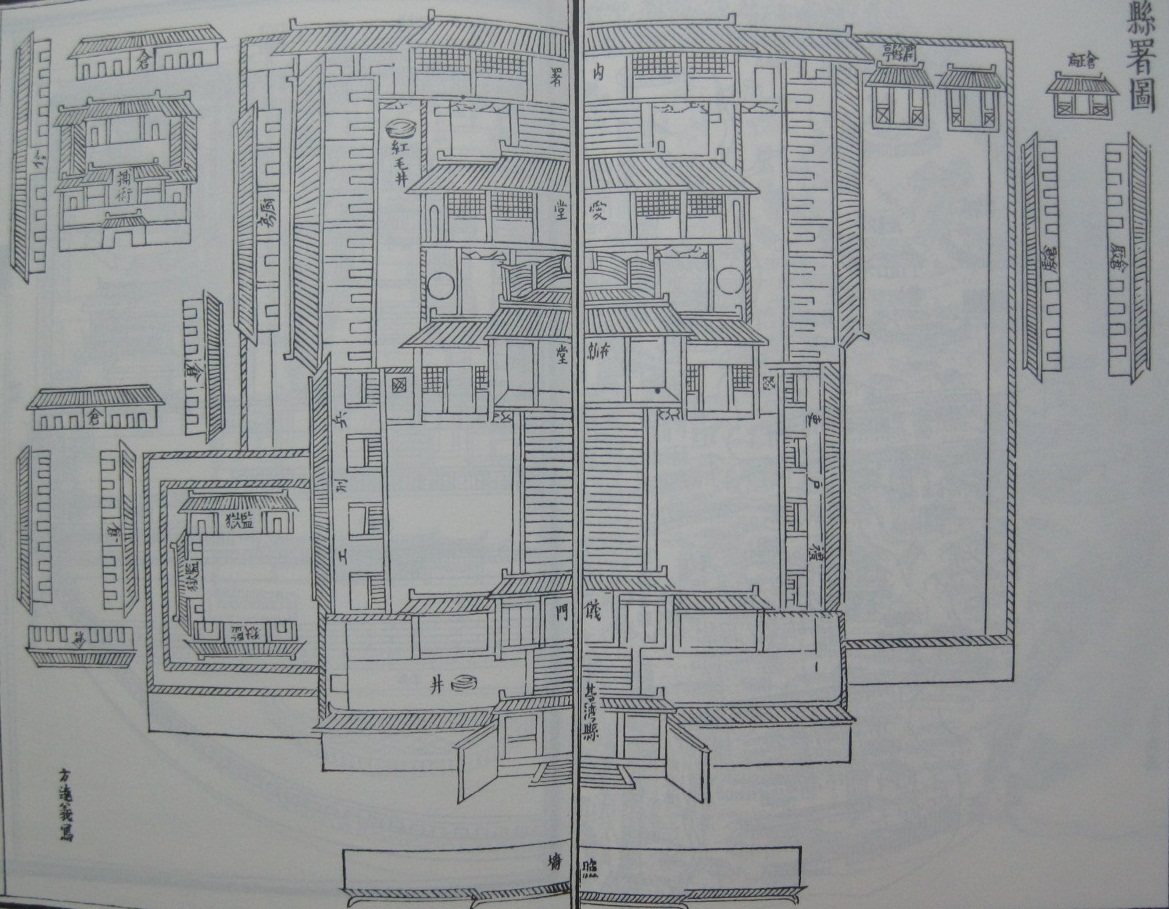
1752年臺灣縣縣署圖
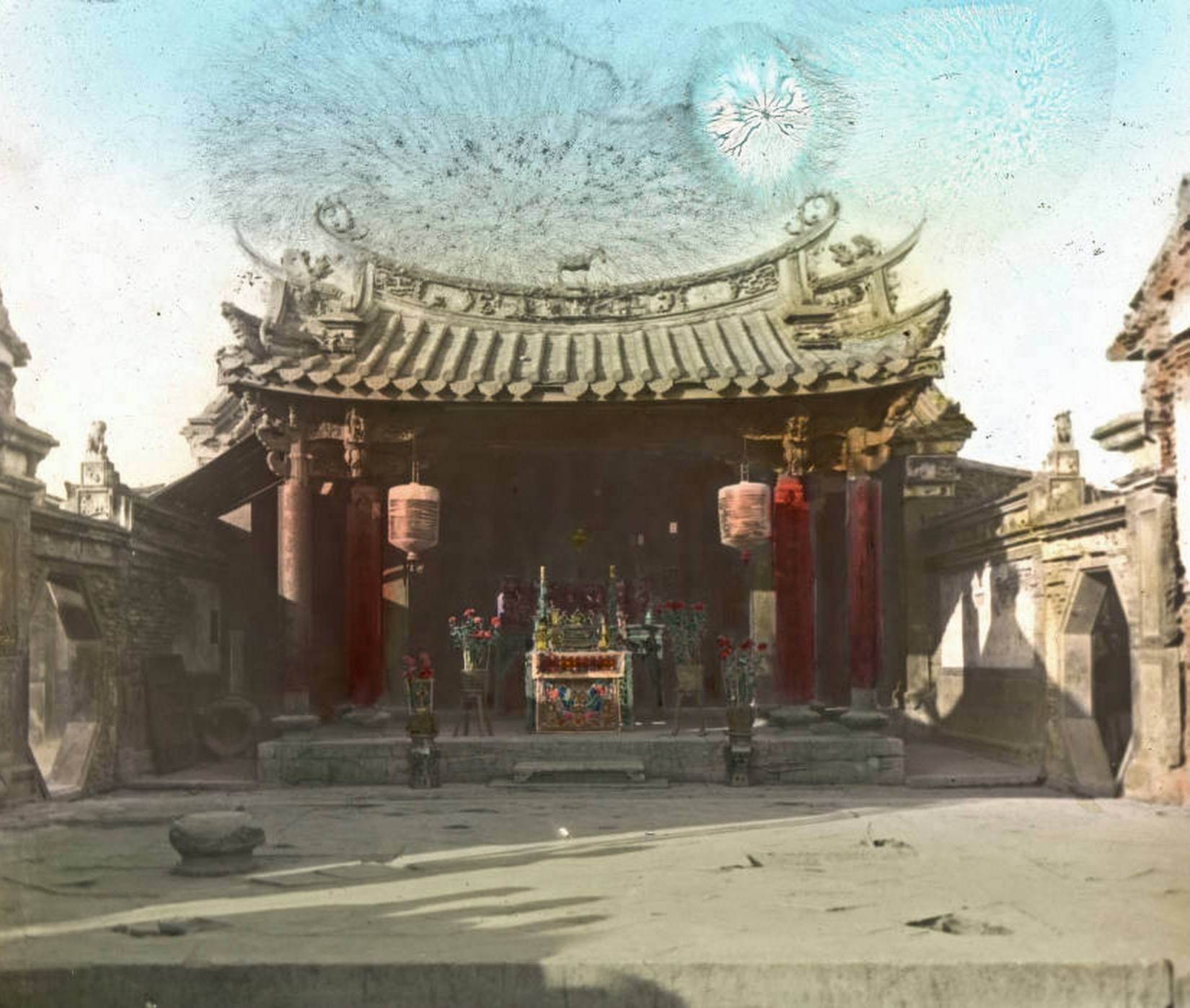
北港朝天宮（約1773年）
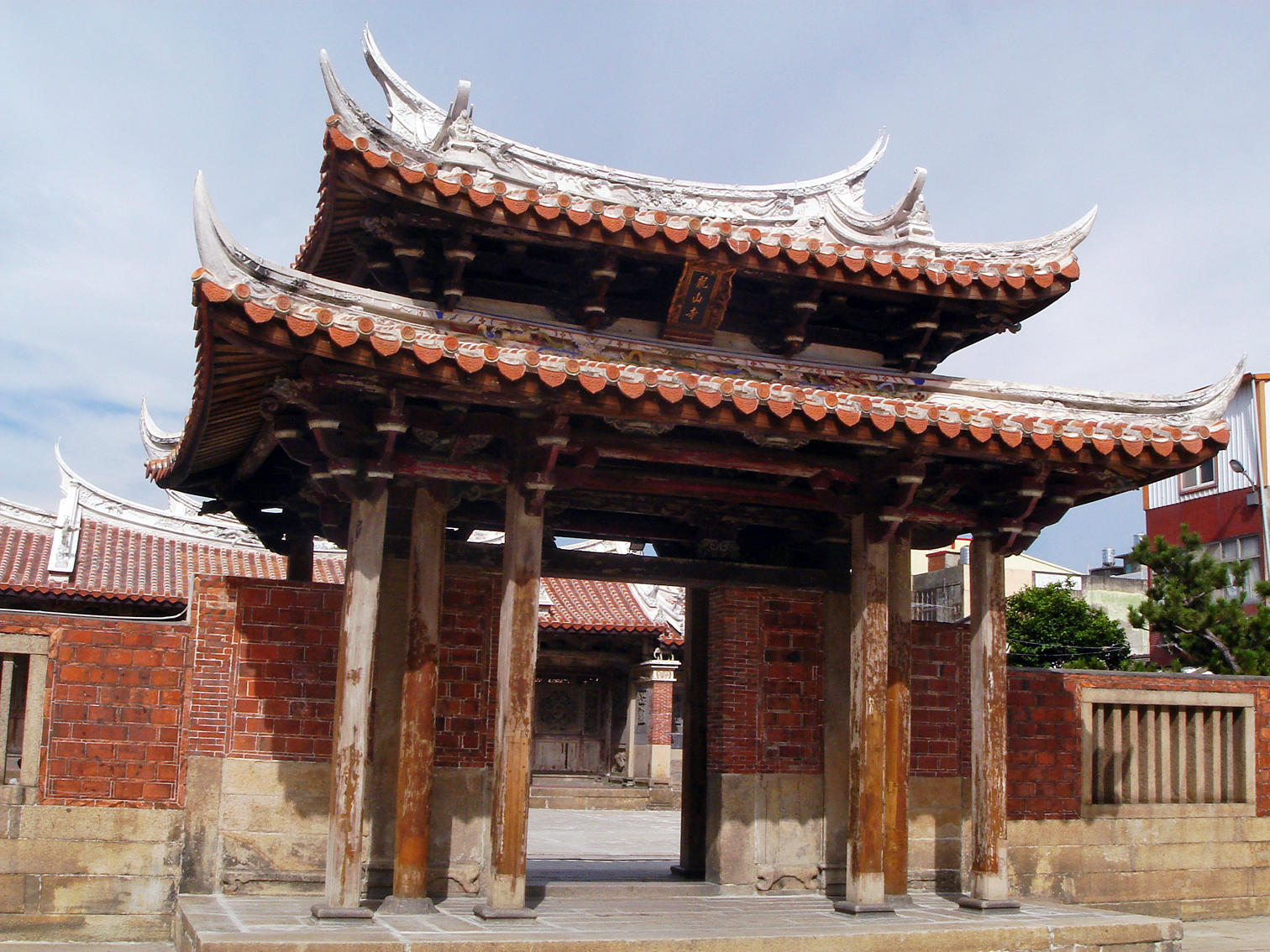
彰化鹿港龍山寺山門
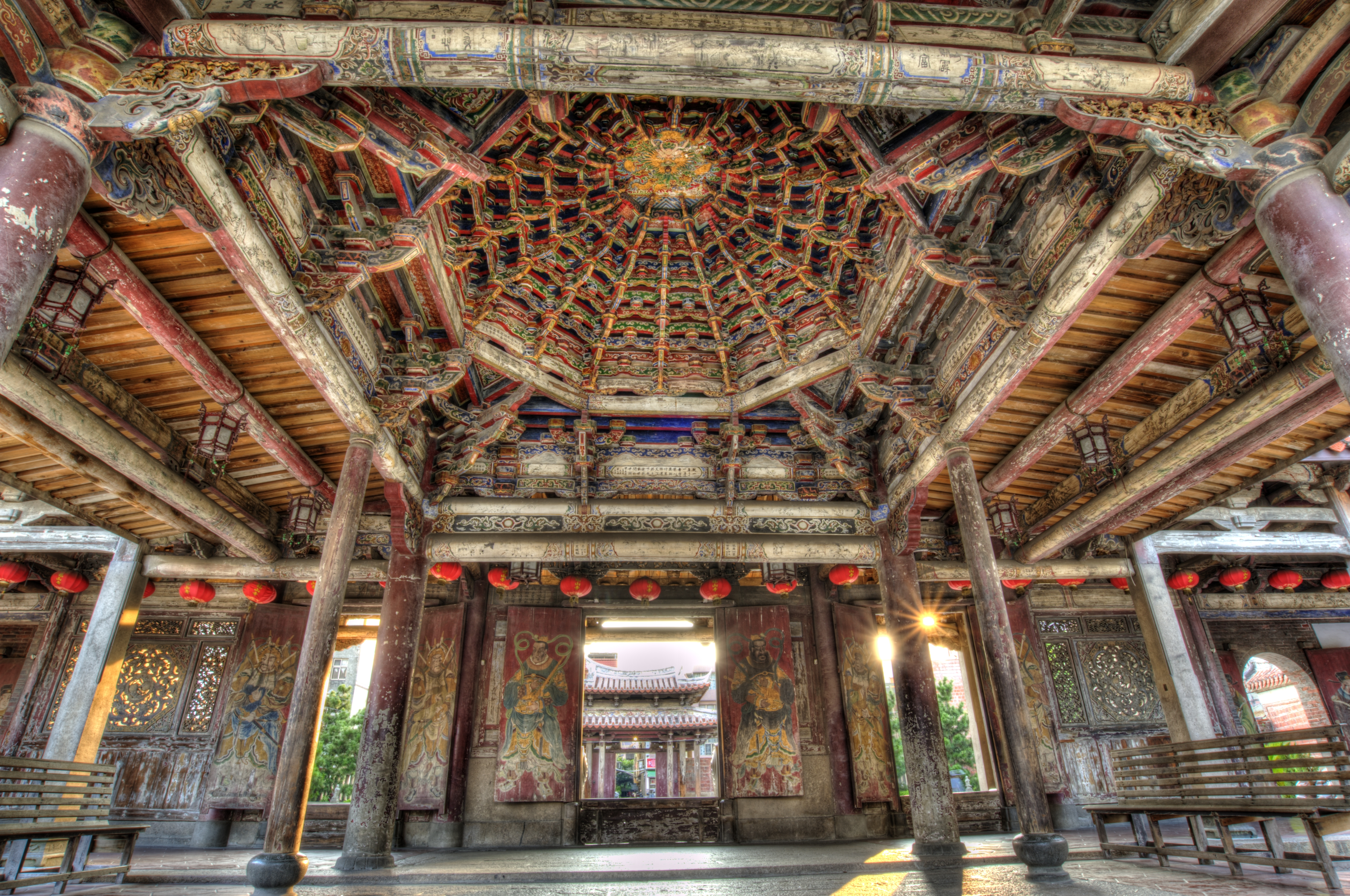
彰化鹿港龍山寺八卦藻井
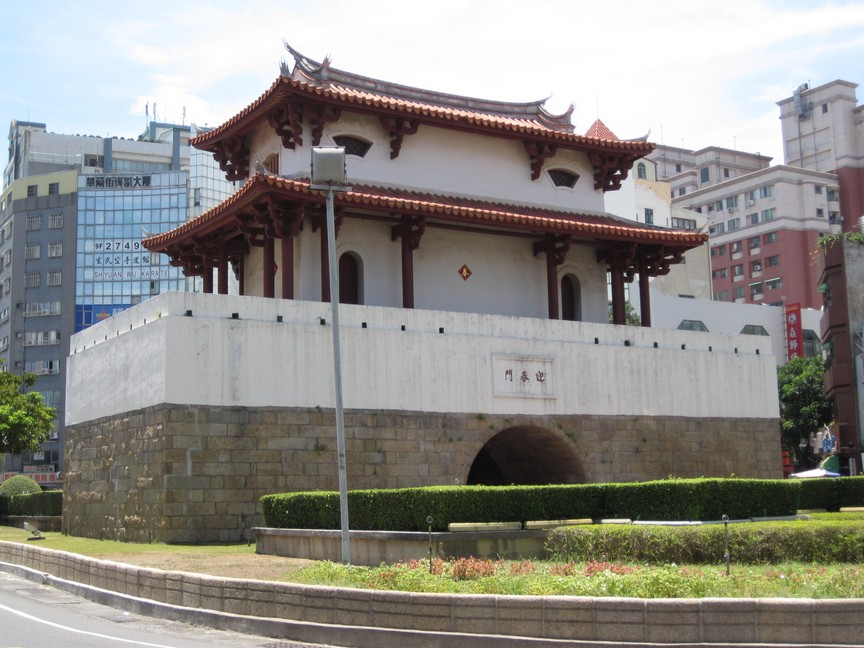
臺灣府城大東門（約1788年）
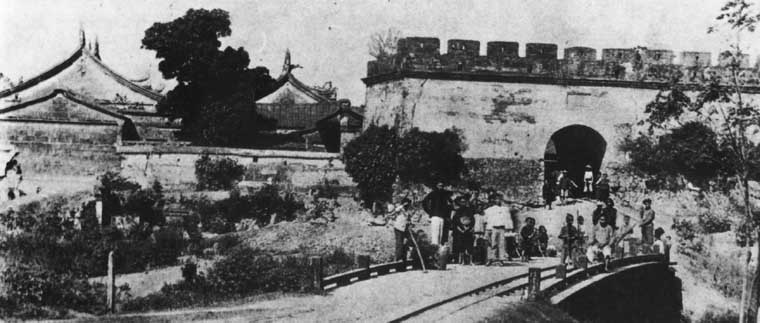
鳳山縣新城大東門（約1804年）
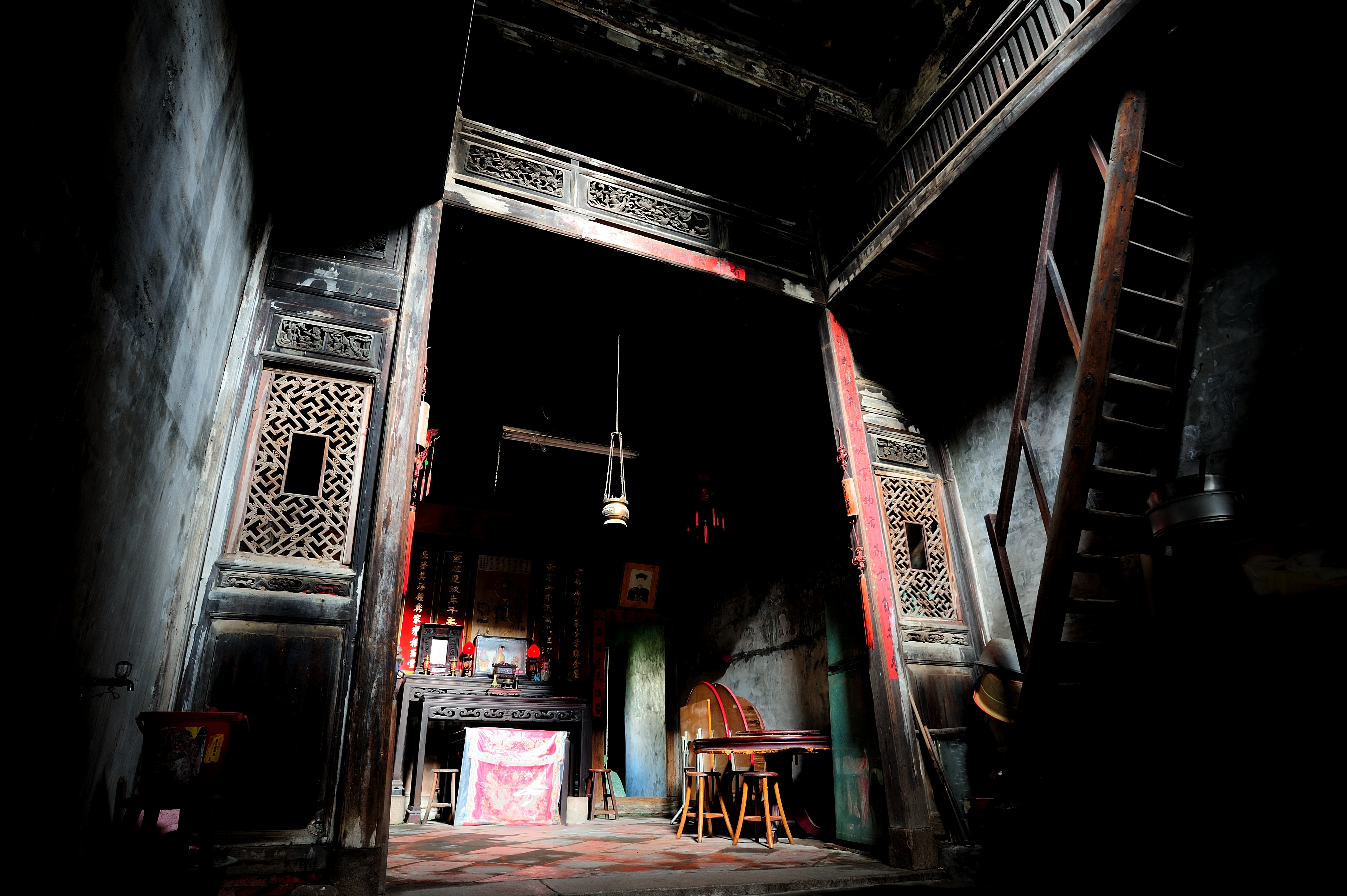
鹿港施進益古厝
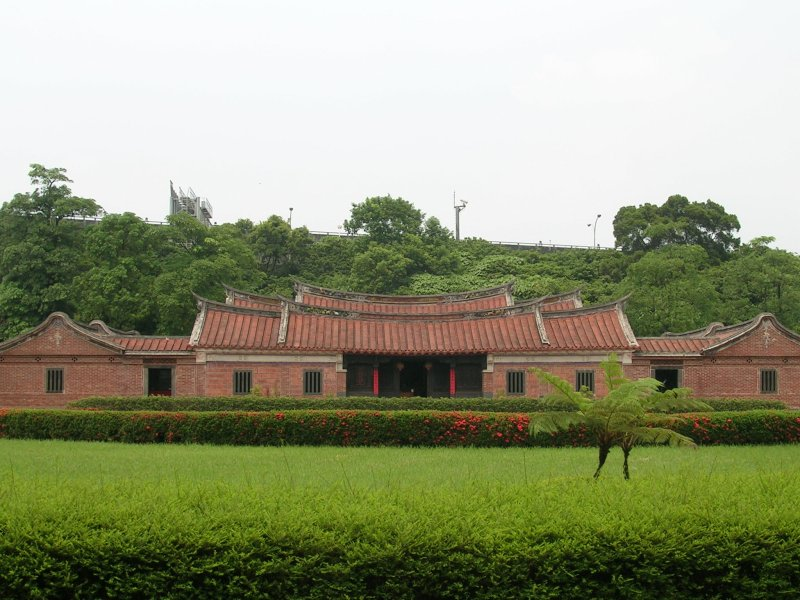
台北林安泰古厝（1822年）
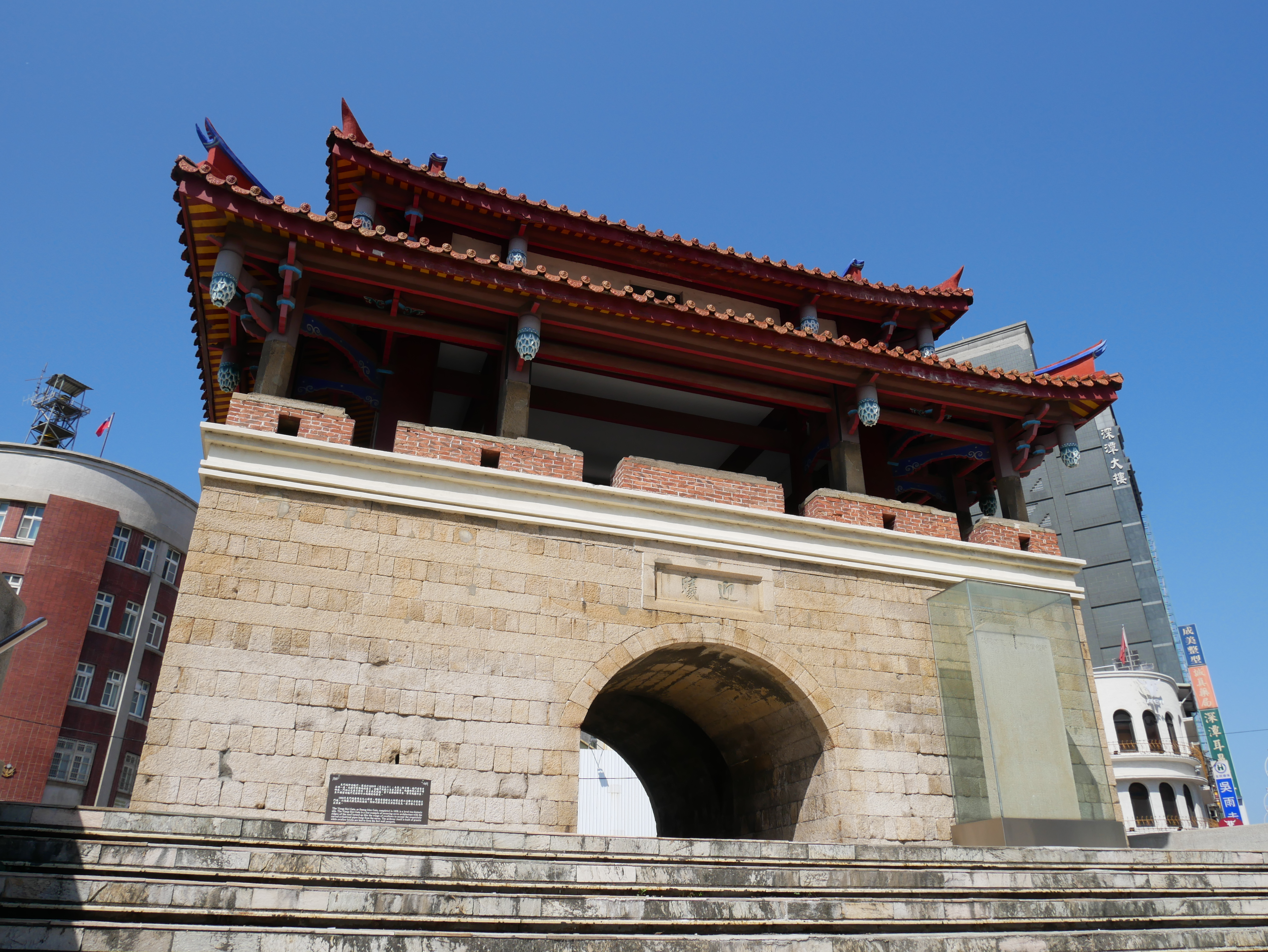
淡水廳城（竹塹城）東門（迎曦門），1829年
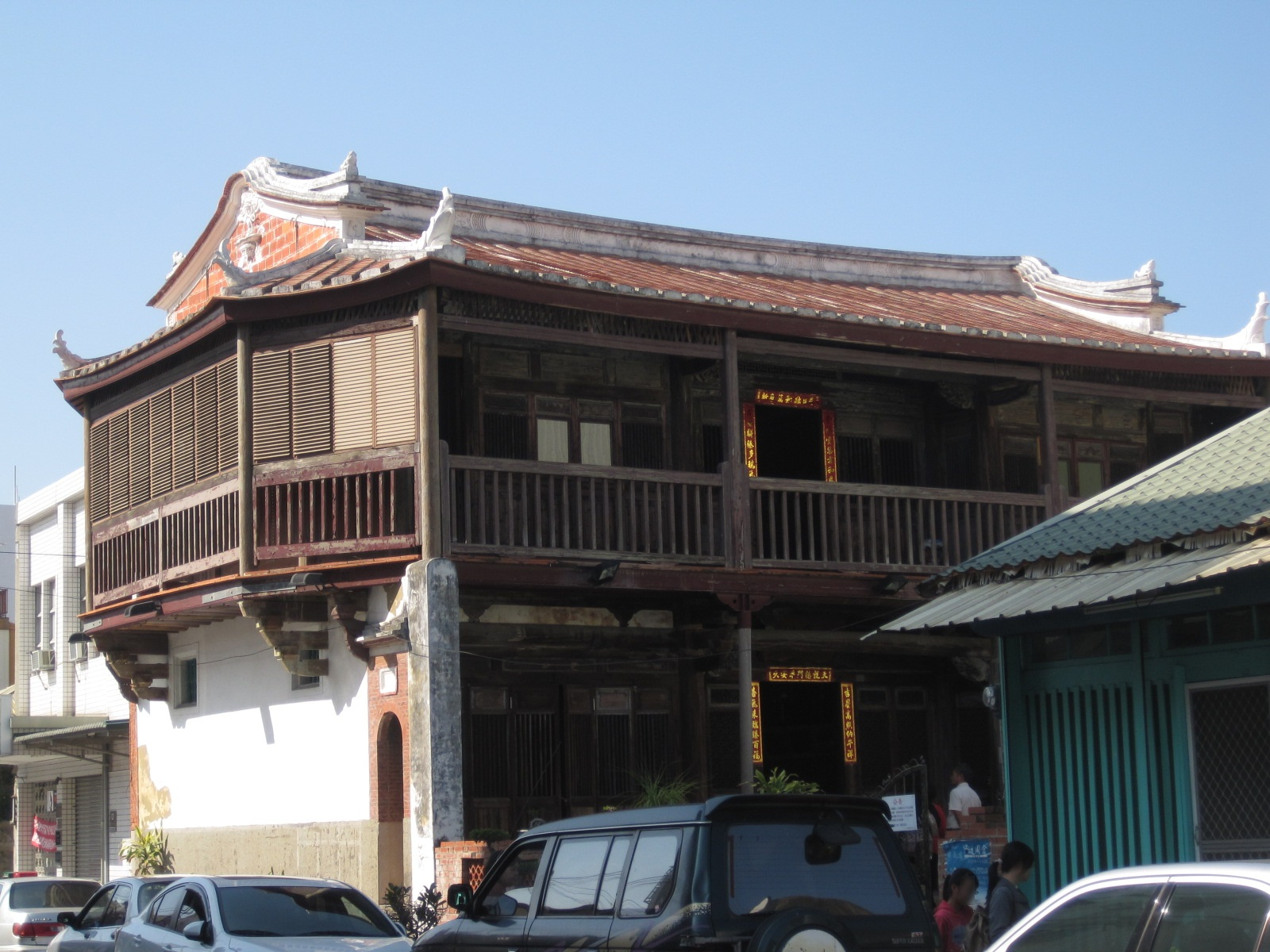
鹽水八角樓（1847年）
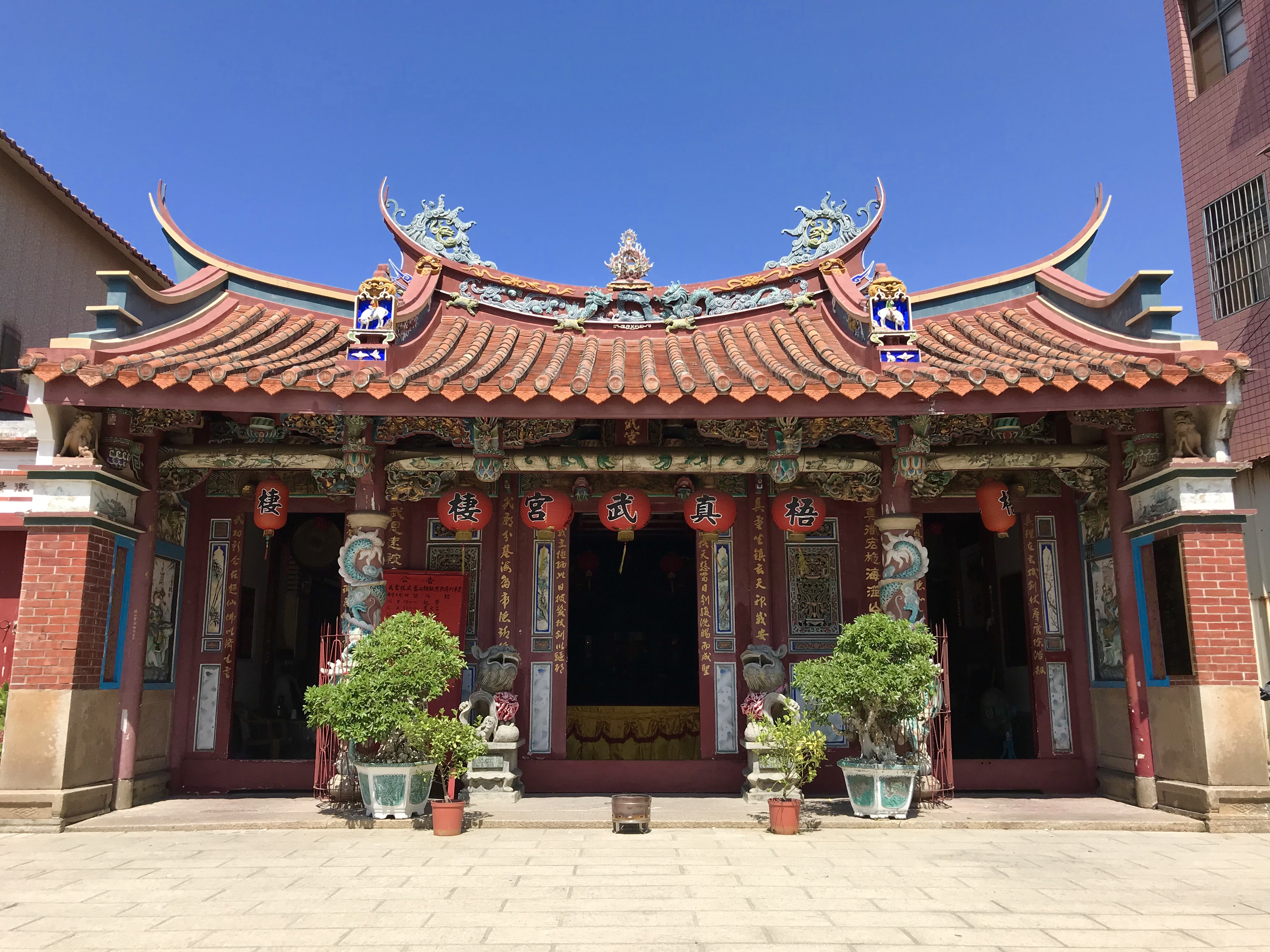
梧棲真武宮（1849年創建，1953年重修 [31]）
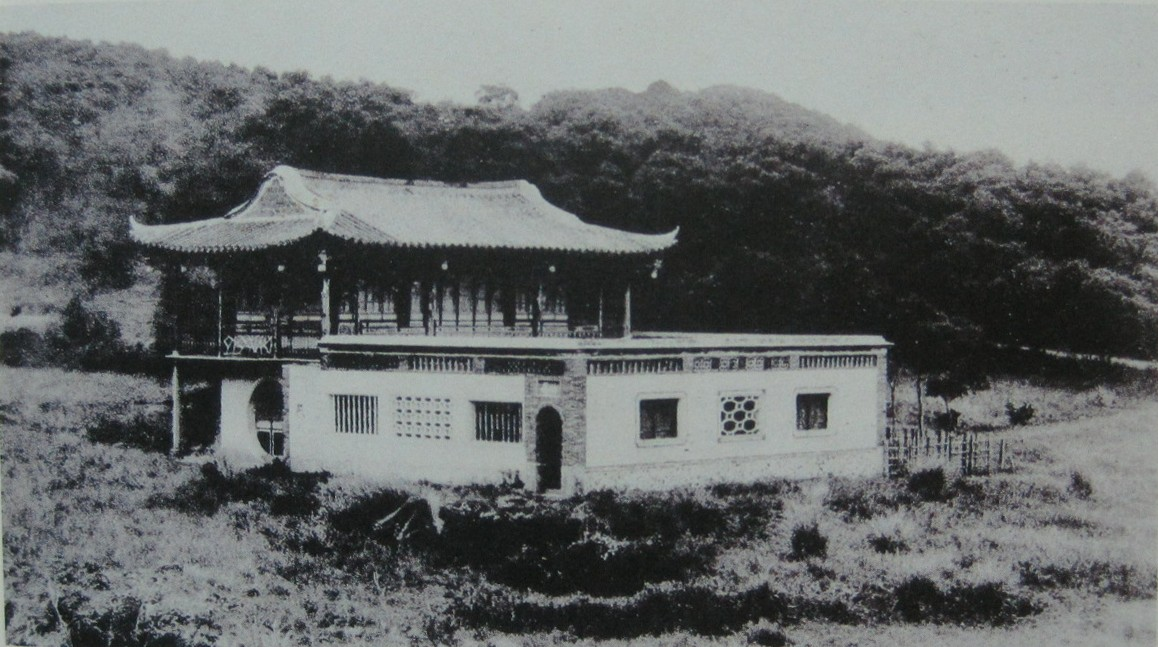
新竹潛園爽吟閣（1864年）
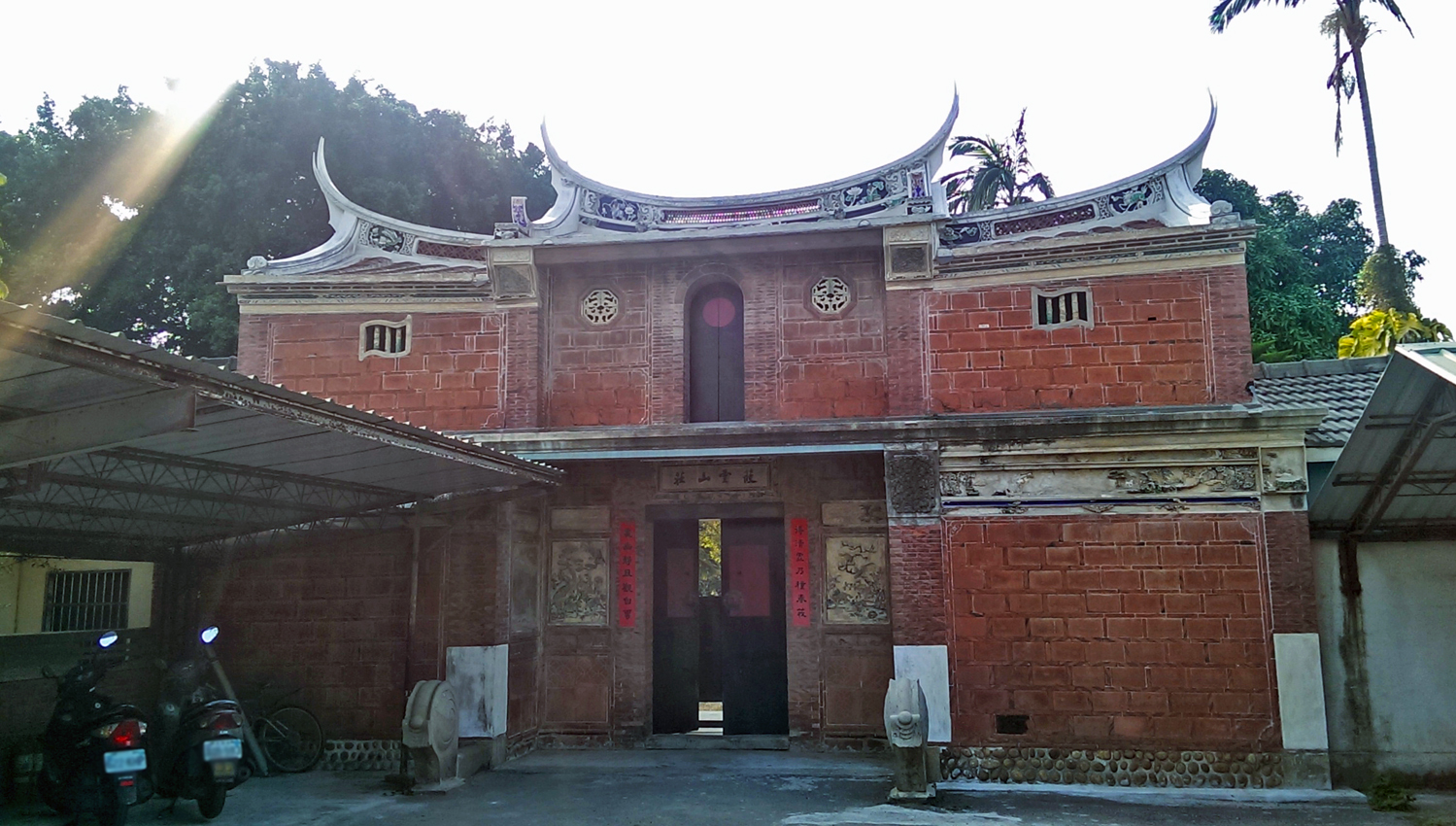
筱雲山莊門樓（1866年）
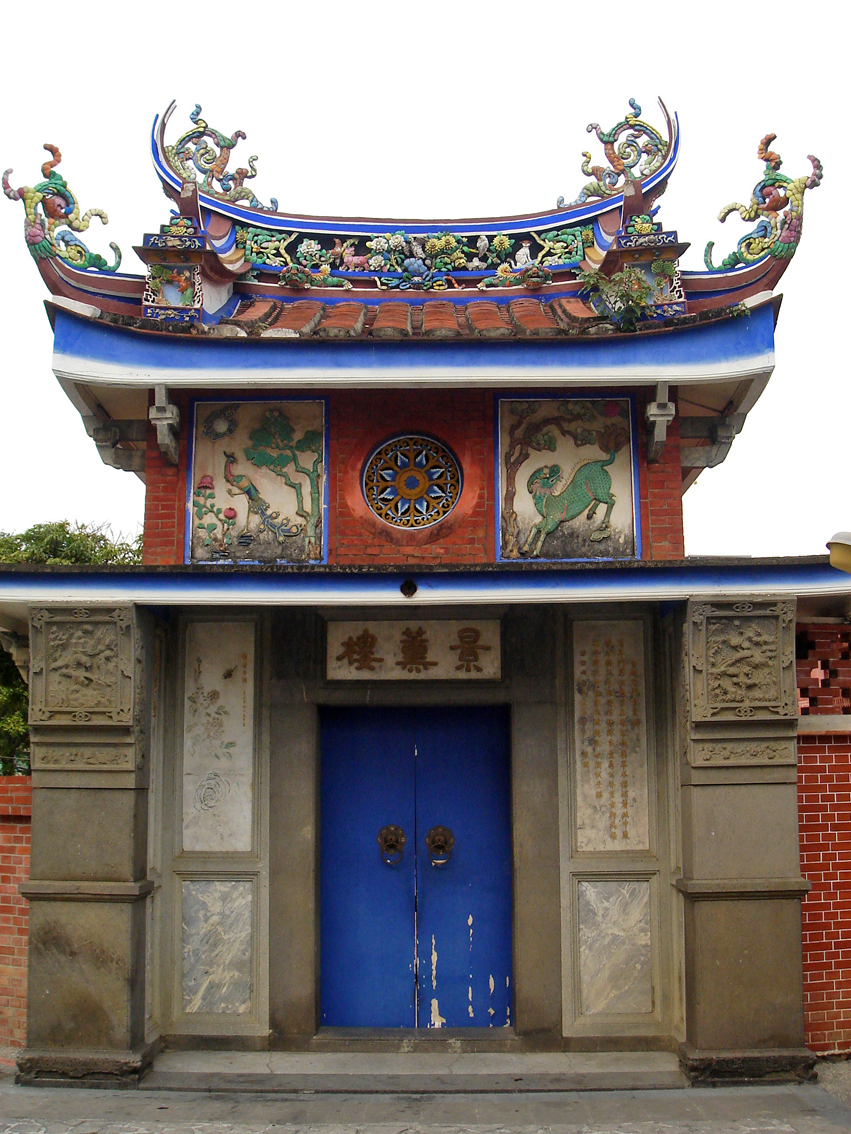
霧峰林氏園邸景薰樓 （1867年）
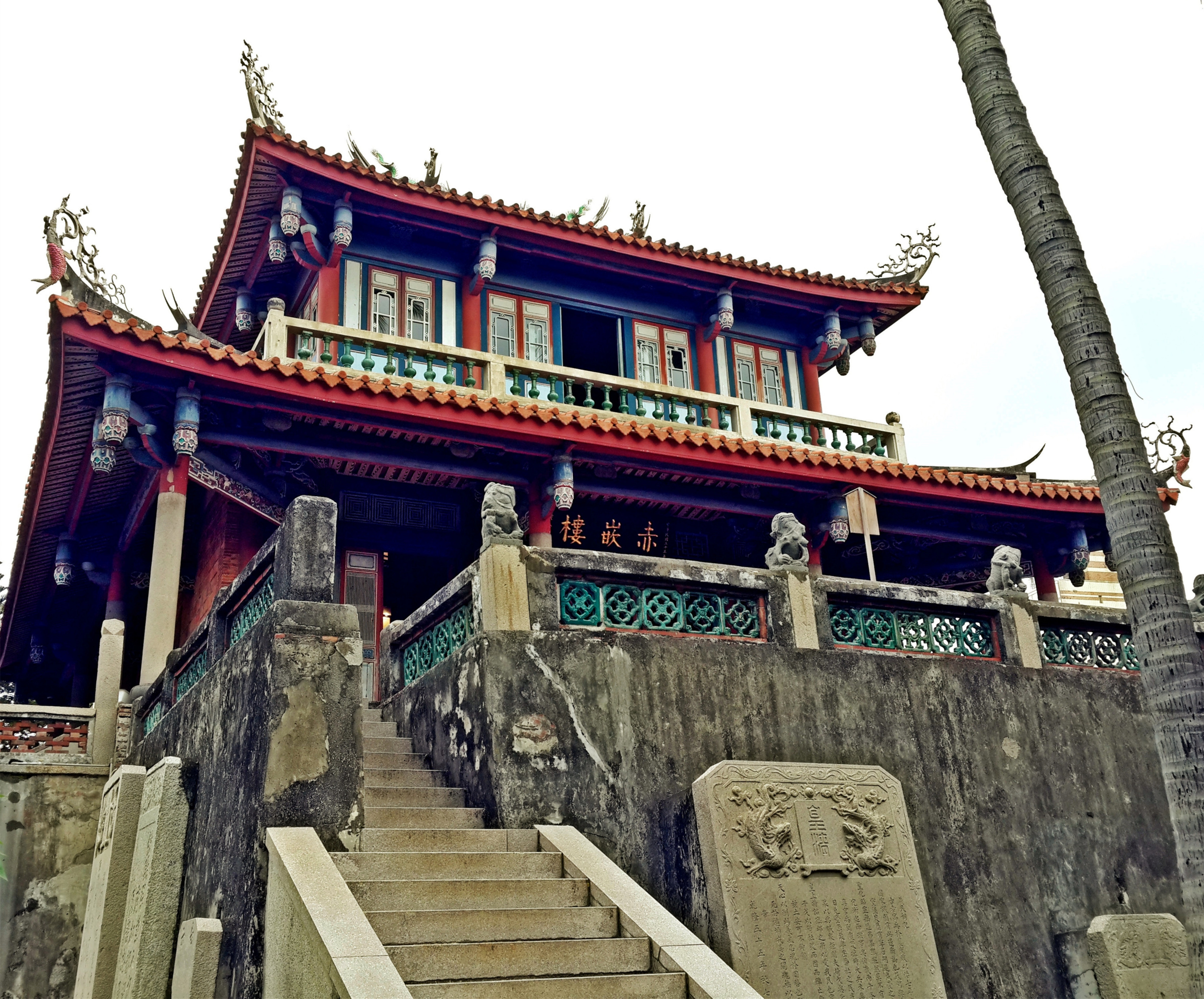
赤崁樓文昌閣與海神廟（約1886年[32]）
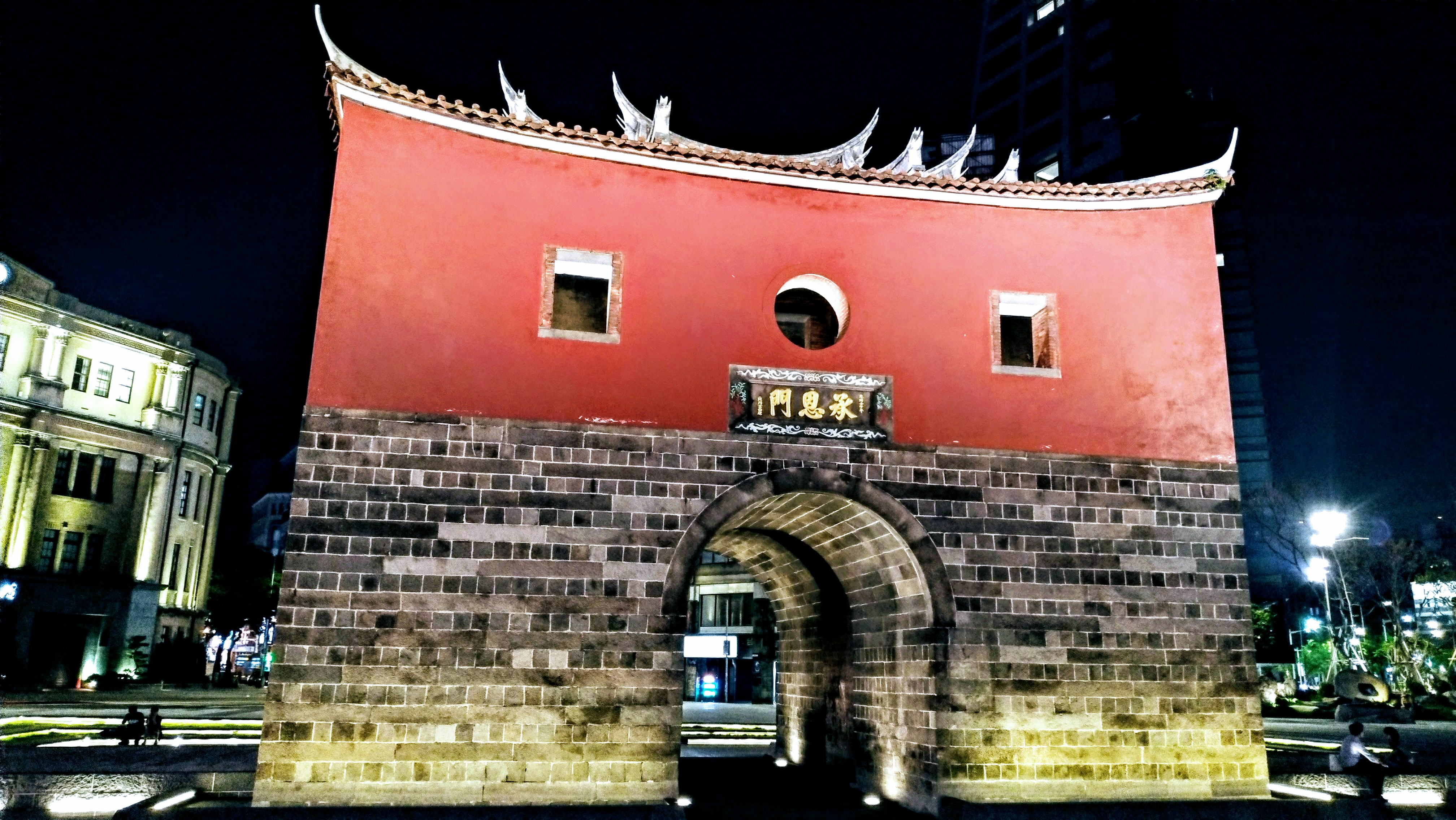
台北城承恩門（1884年）
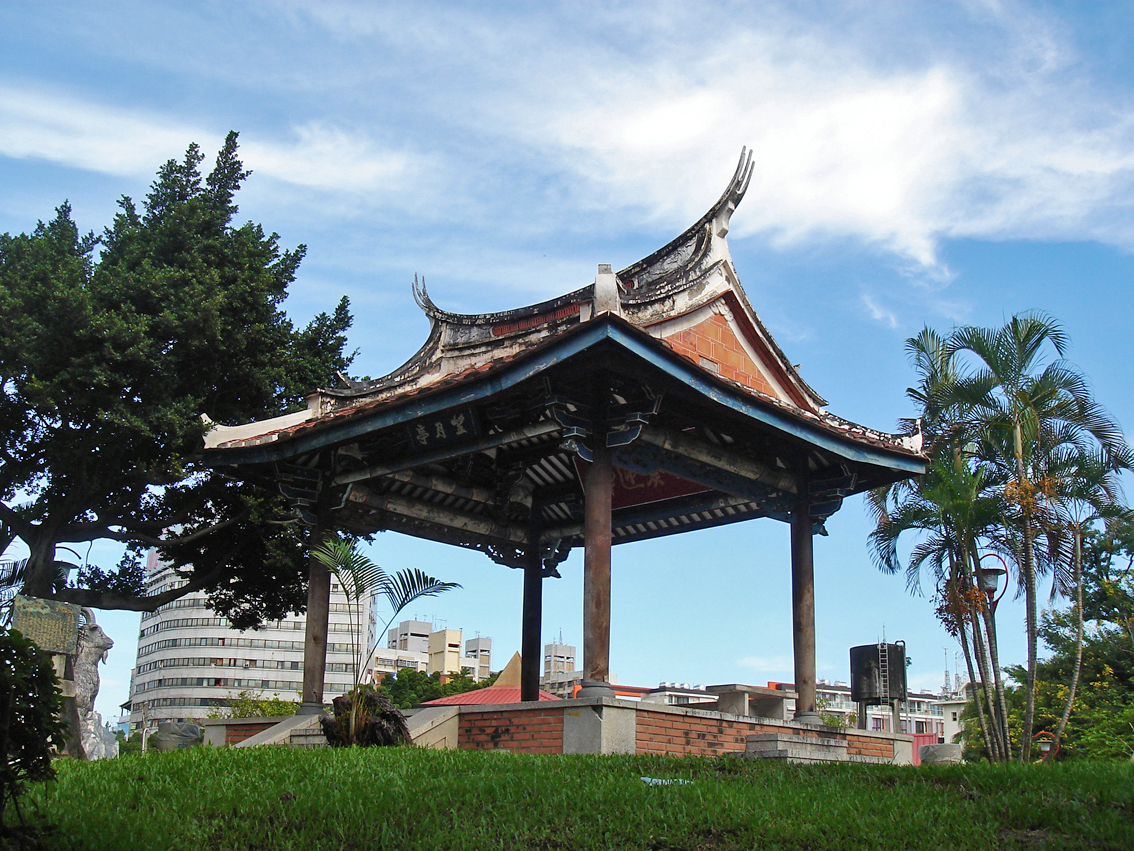
台灣城北門門樓，今臺中公園望月亭（約1889年）
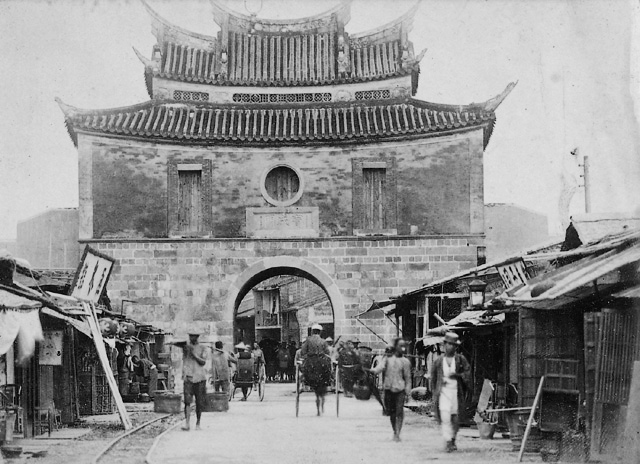
台北城寶成門（1884年）
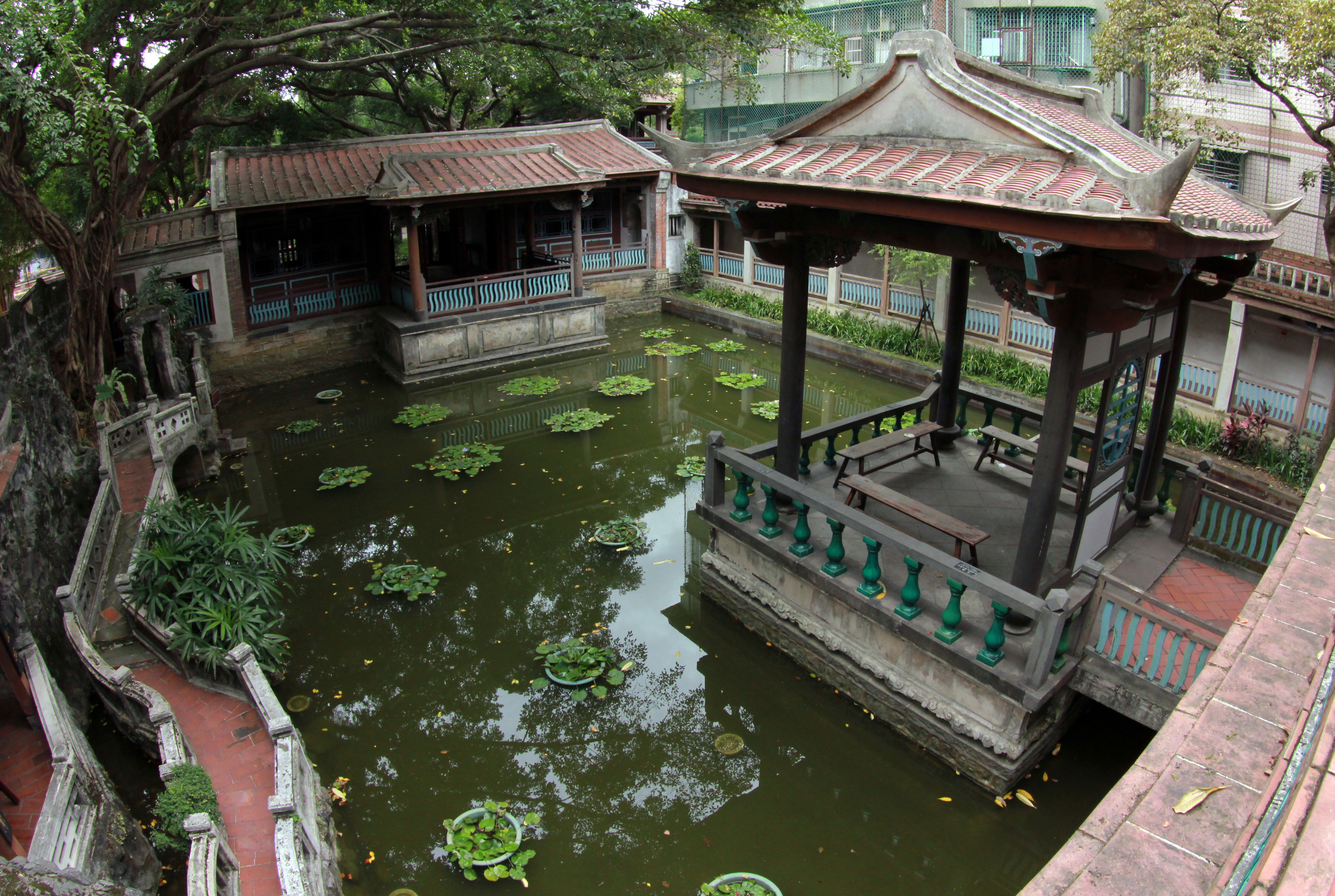
枋橋林本源園邸，（約1888年）
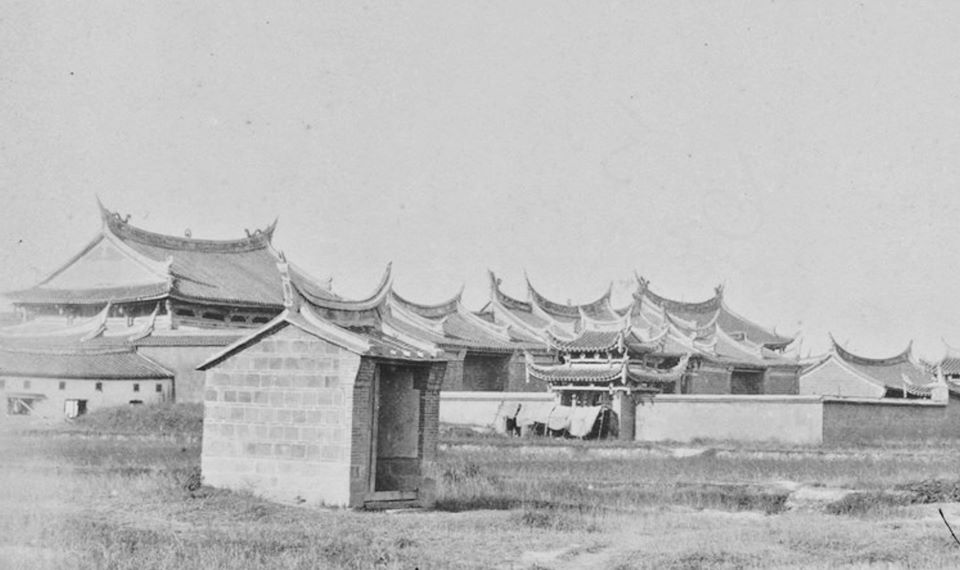
臺北城武廟（1889年）
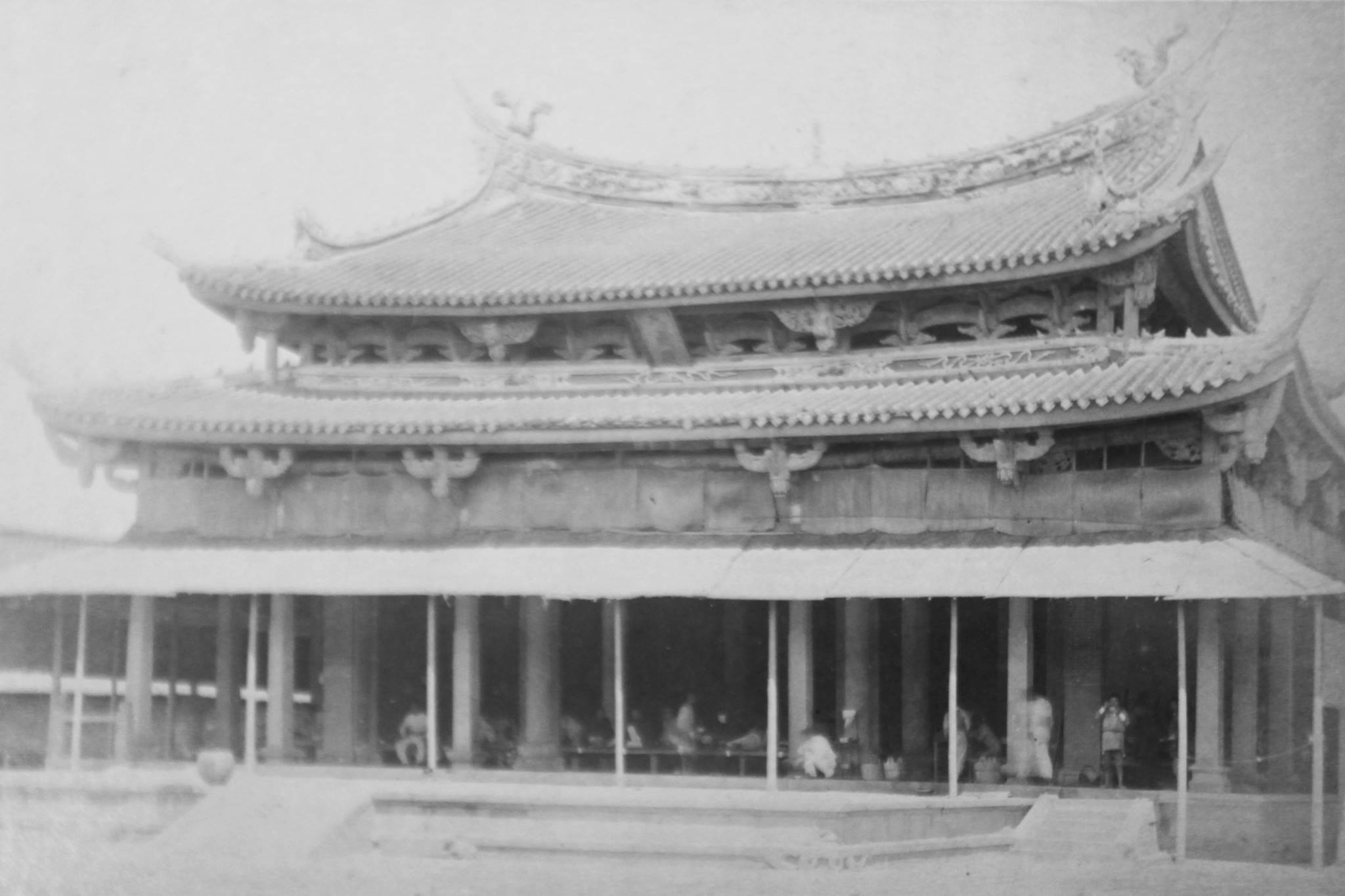
臺北城文廟
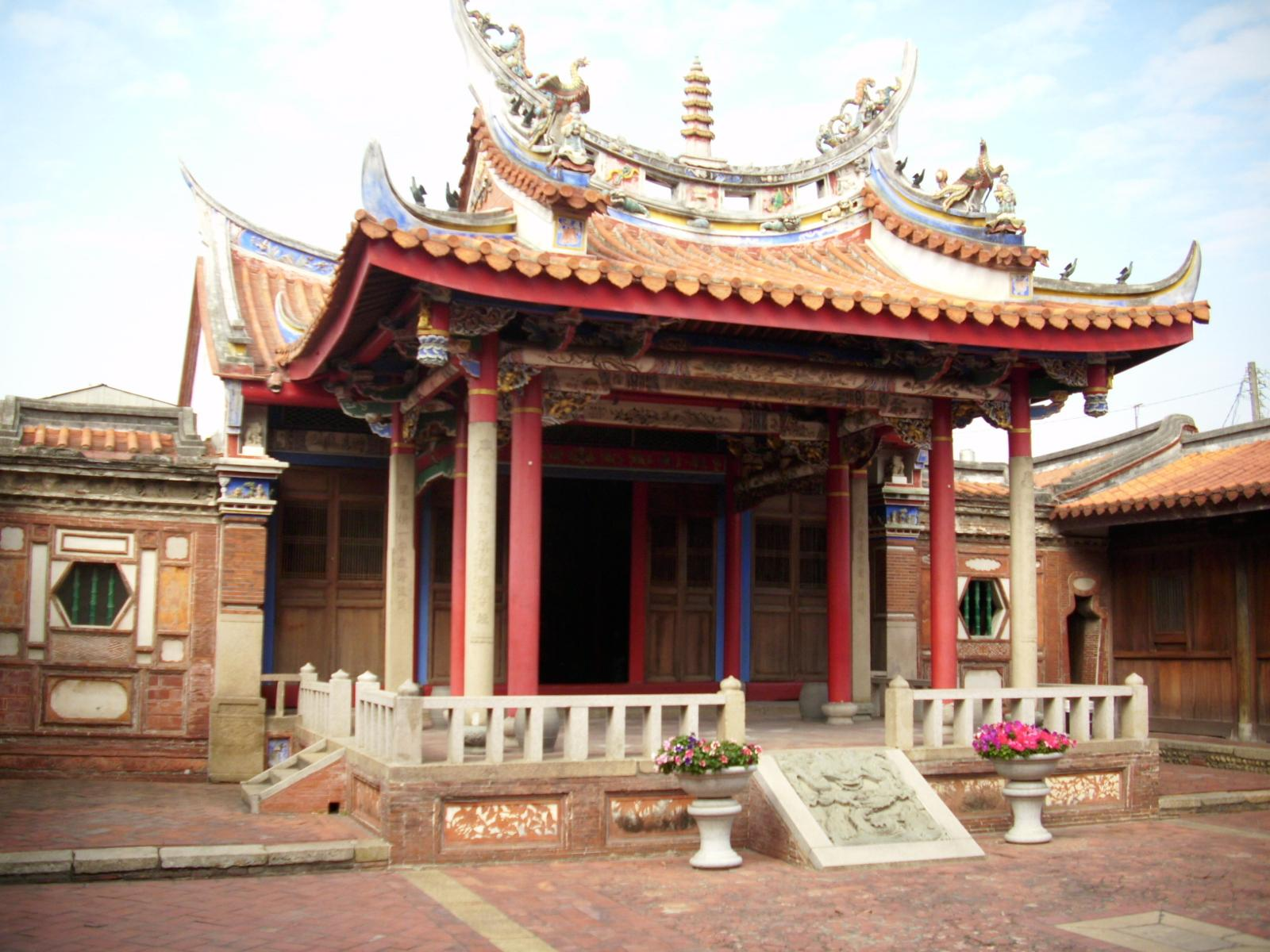
磺溪書院（1890年）
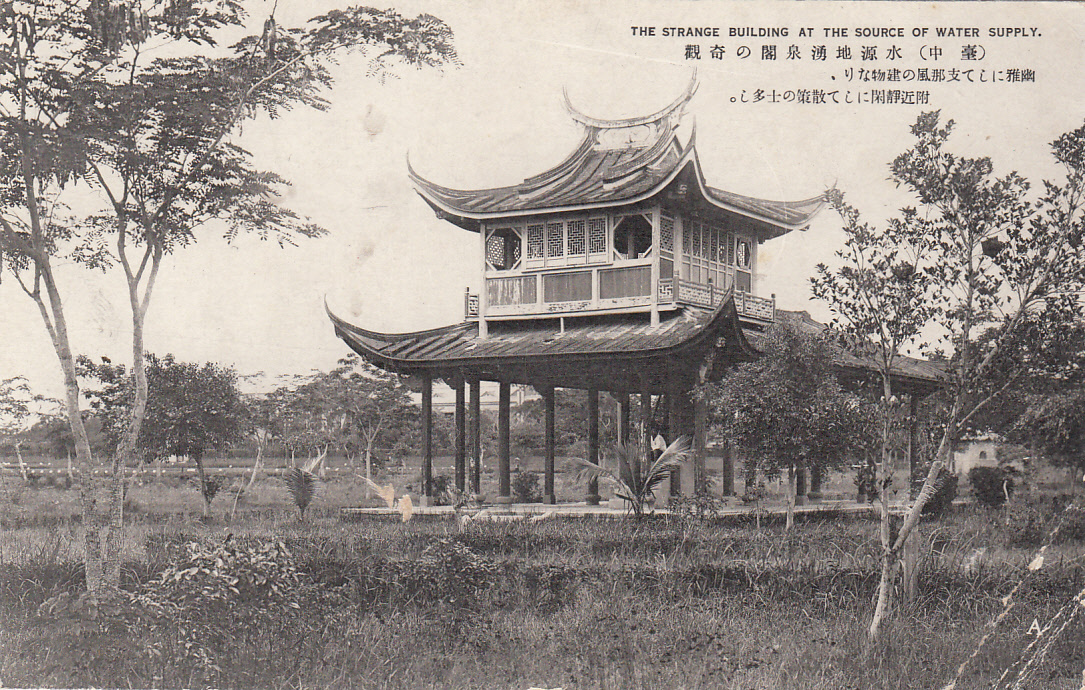
臺灣府儒考棚樓閣（約1891年）
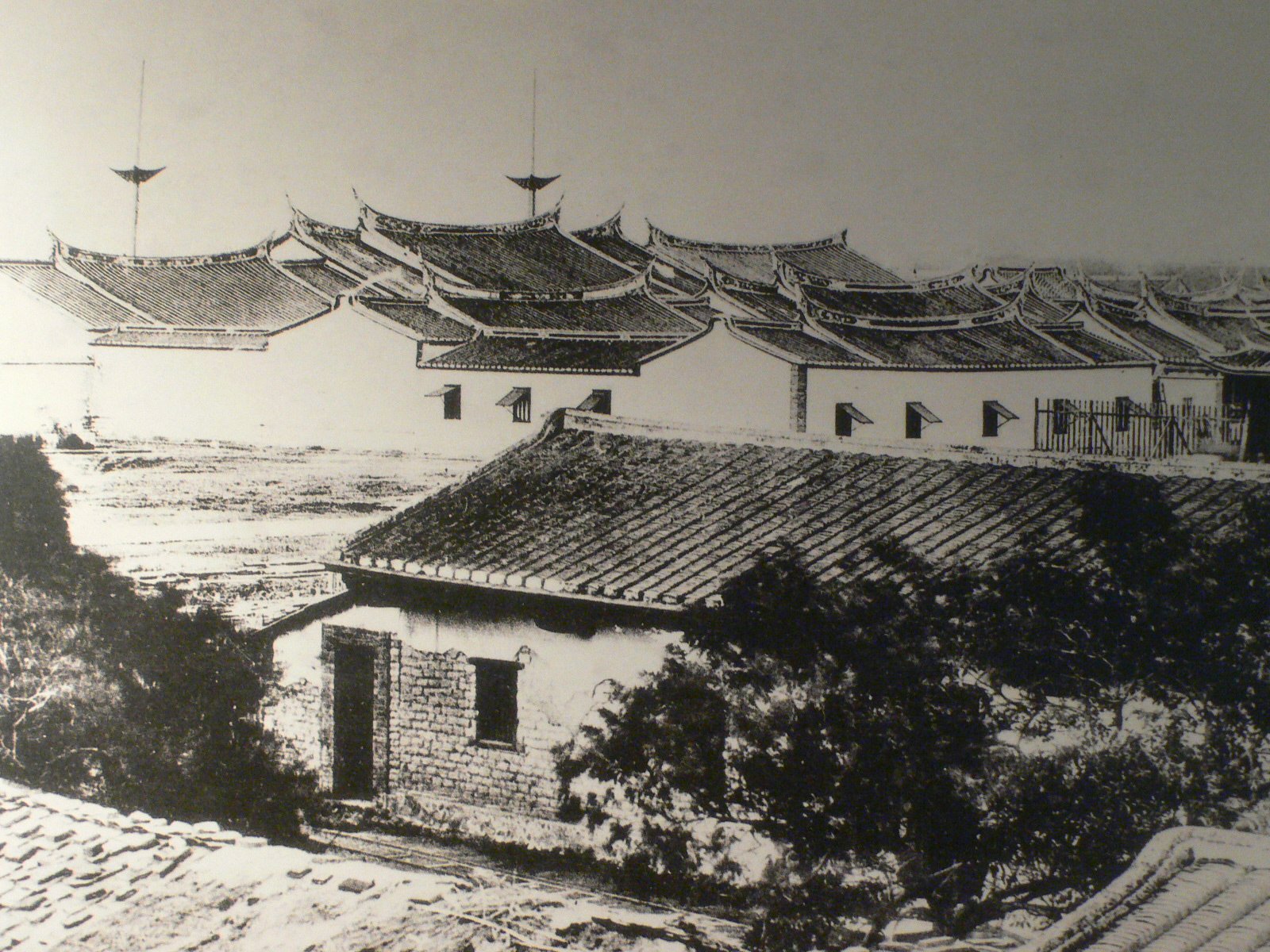
欽差行臺（1894年）
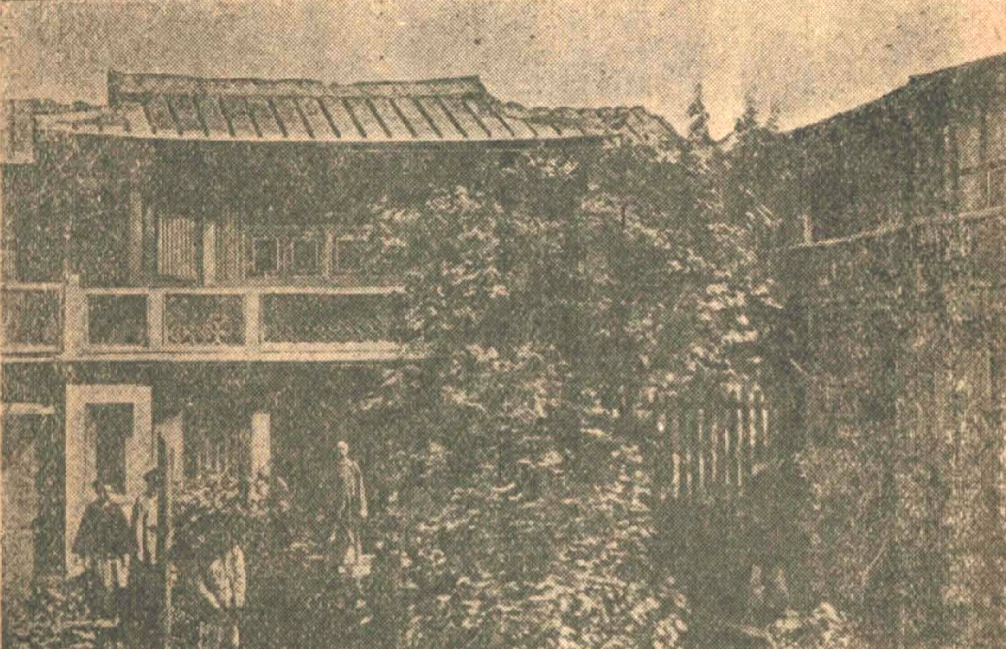
台南市二老口街的許廷光宅邸（浣紅閣）
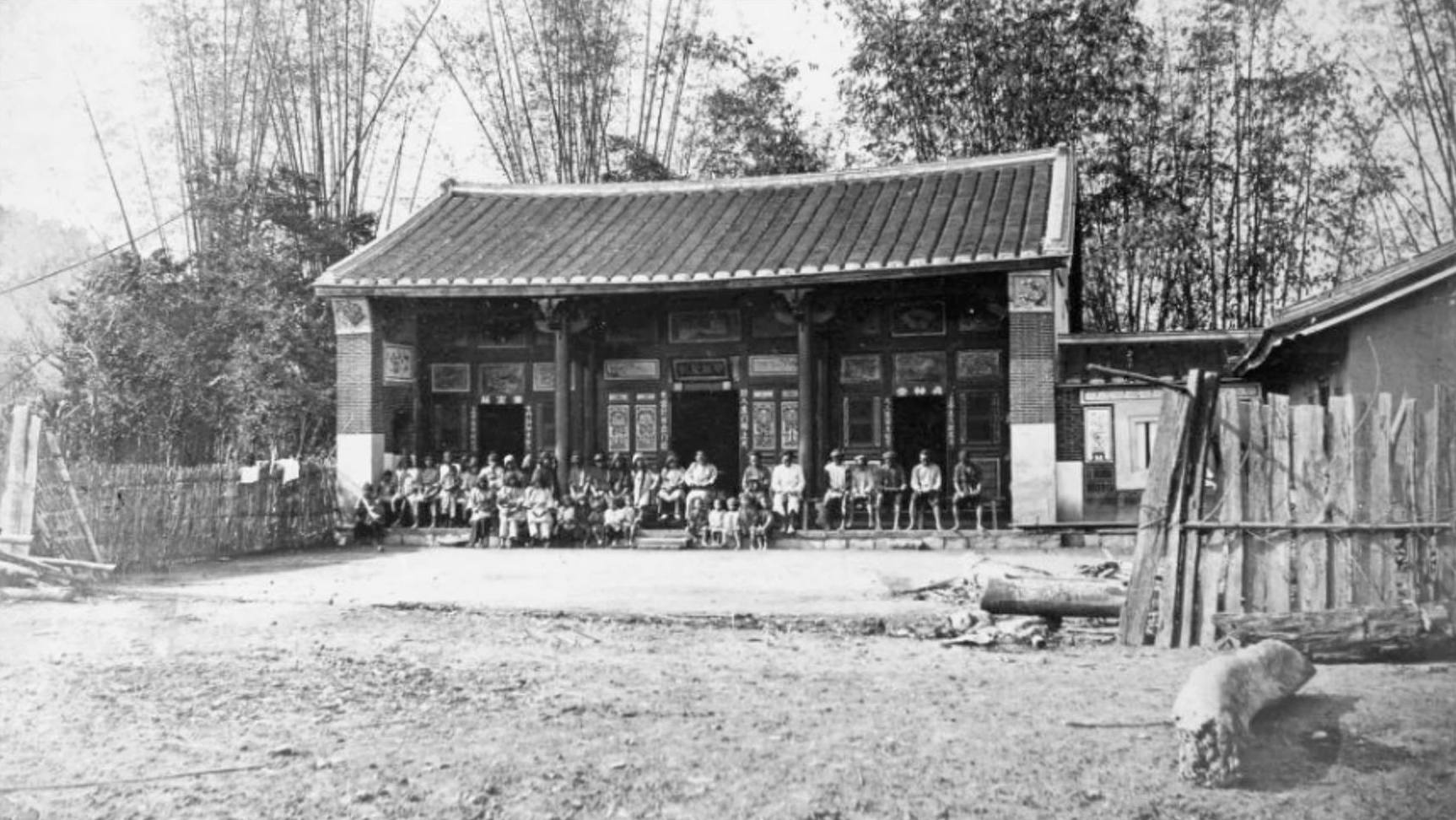
埔里社牛眠山長老教會
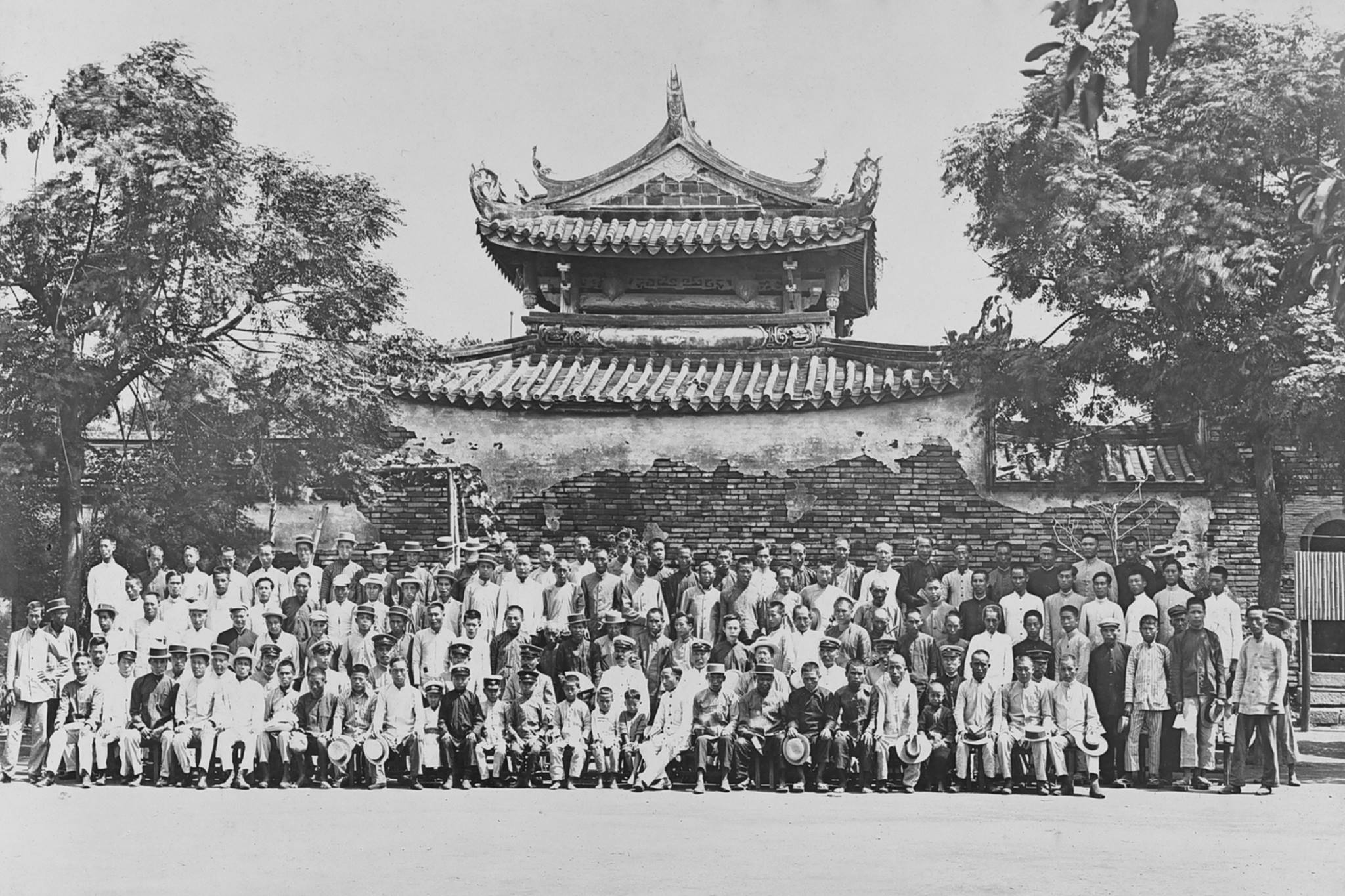
臺南某清代樓閣
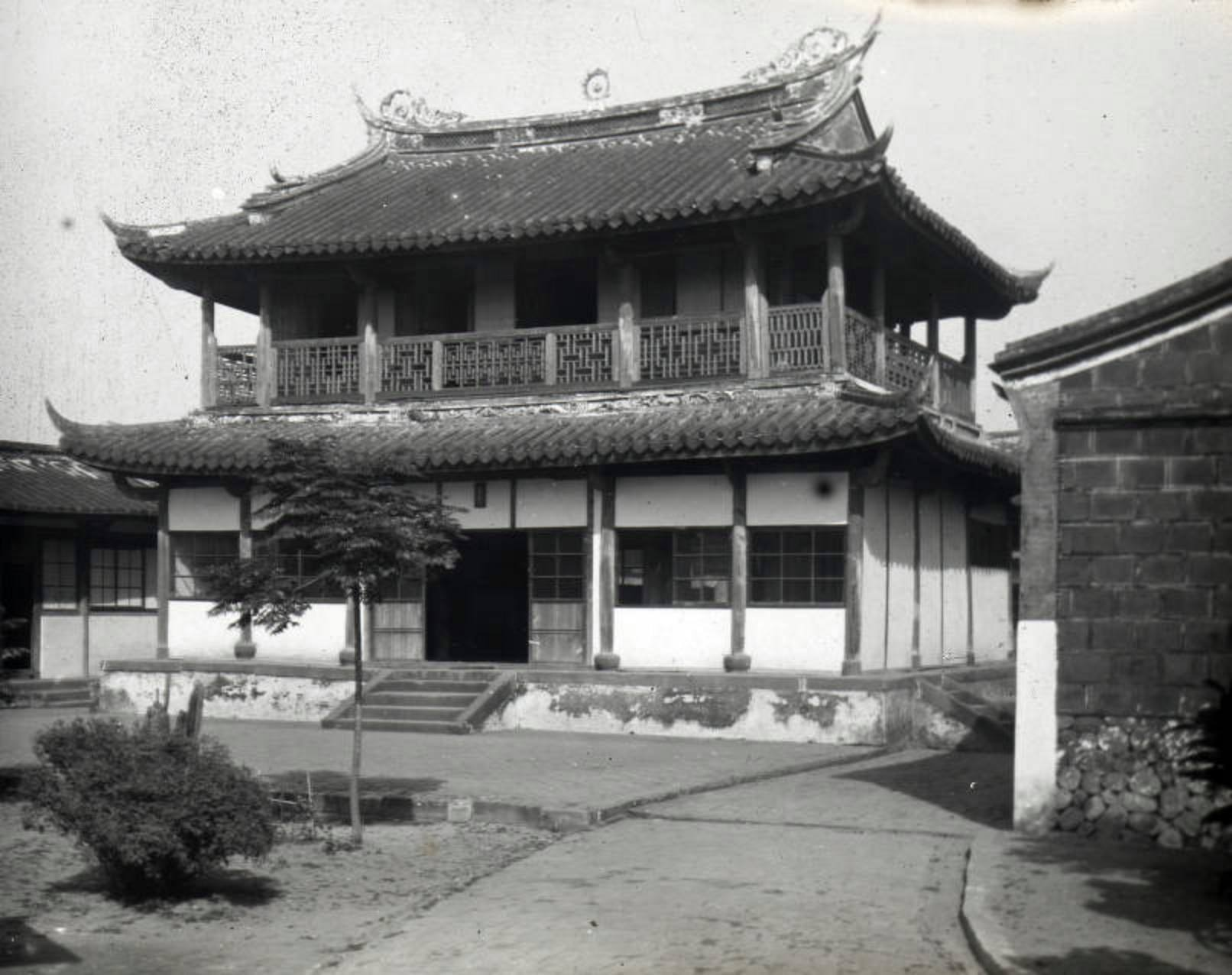
一棟在日治時期改造過的傳統漢式建築

### 客家建築
- 鄞山寺（1824）[33]
- 南崁褒忠亭（1826），已拆除[33]
- 金廣福公館（1835）
- 佳冬蕭宅，始建於咸豐年間
- 新莊廣福宮（1888） [33]
- 內埔曾家圍龍屋[34]

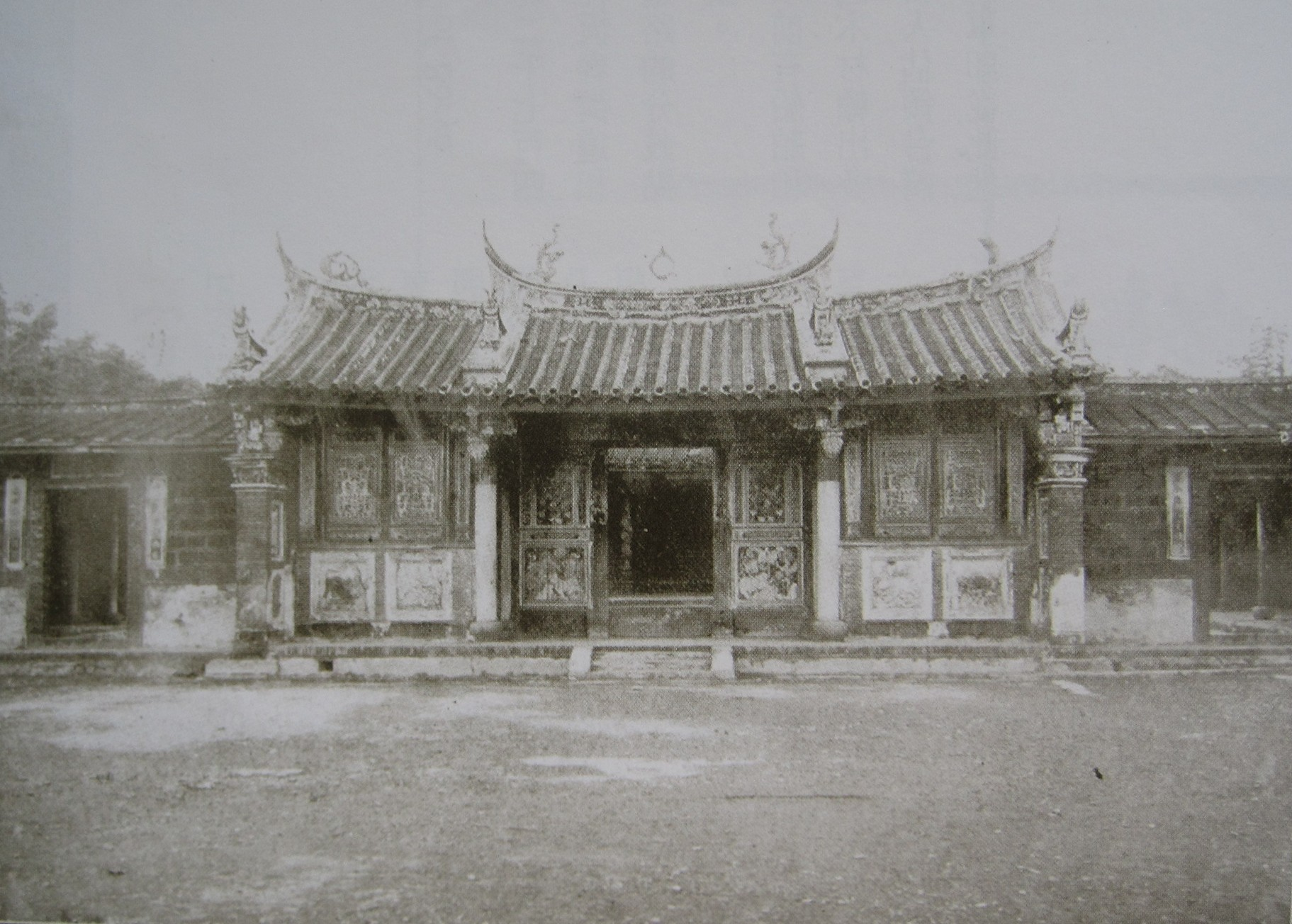
屏東六堆忠義祠（約1722年）
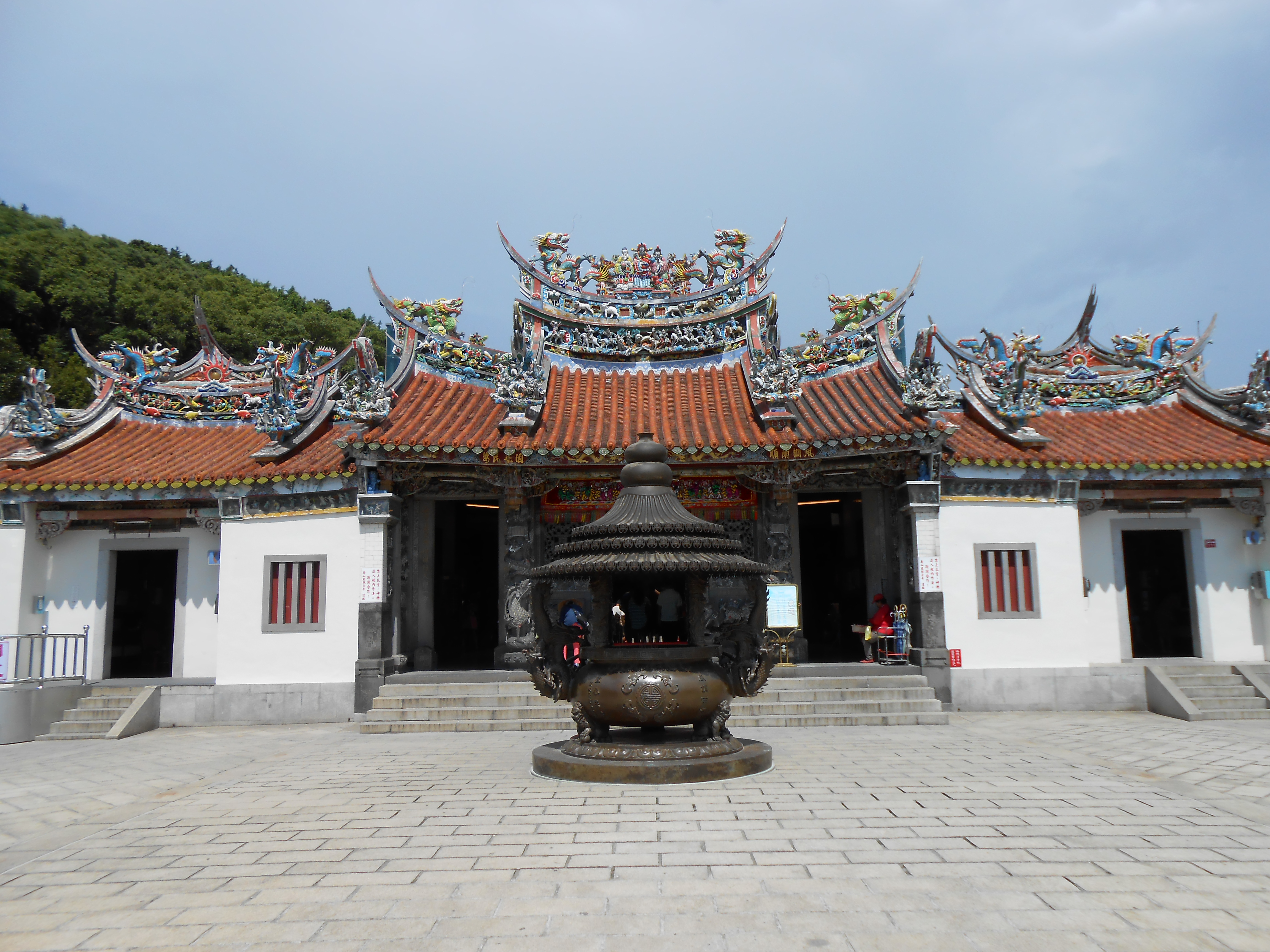
桃園壽山巖觀音寺（約1797年）
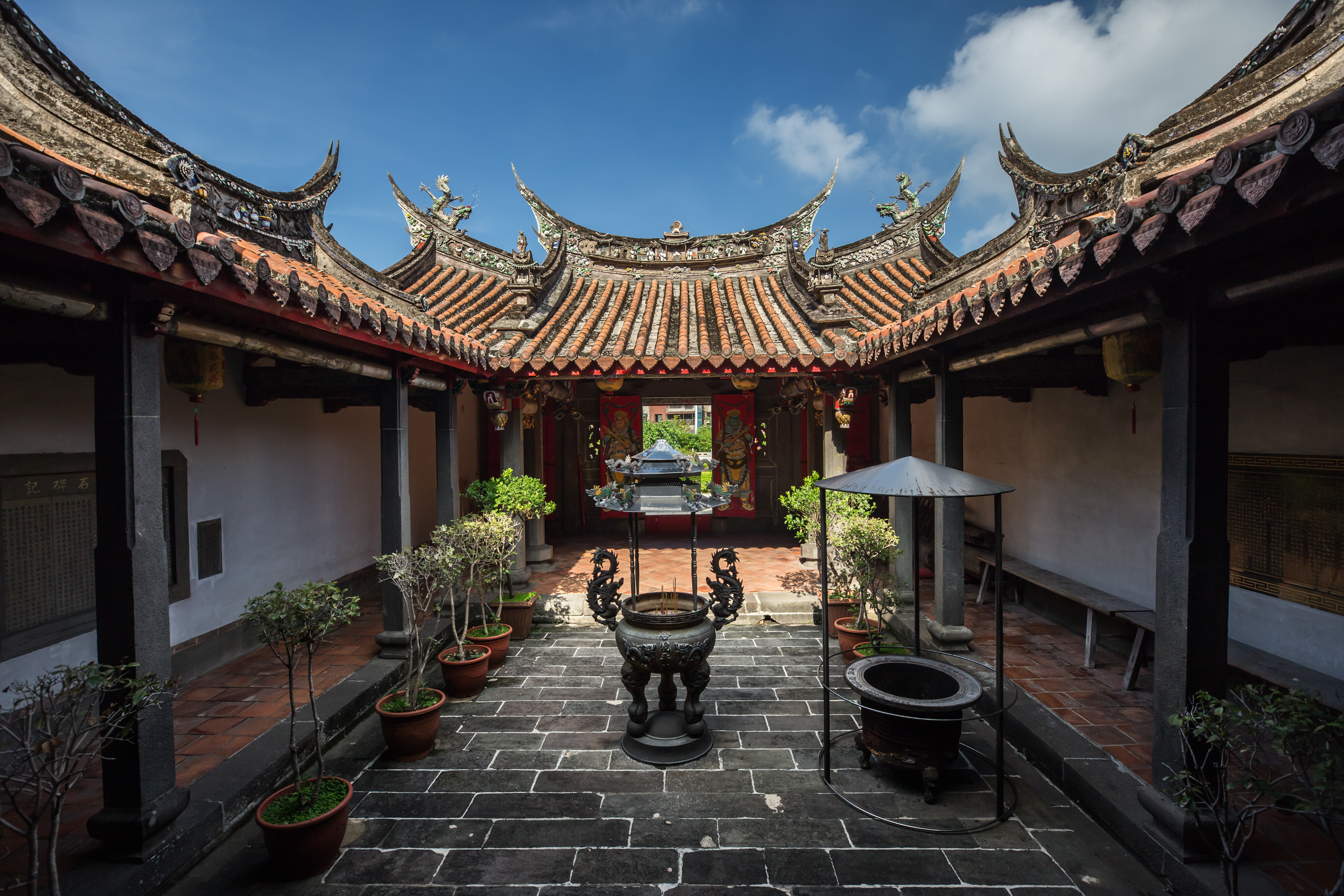
淡水鄞山寺（1824）
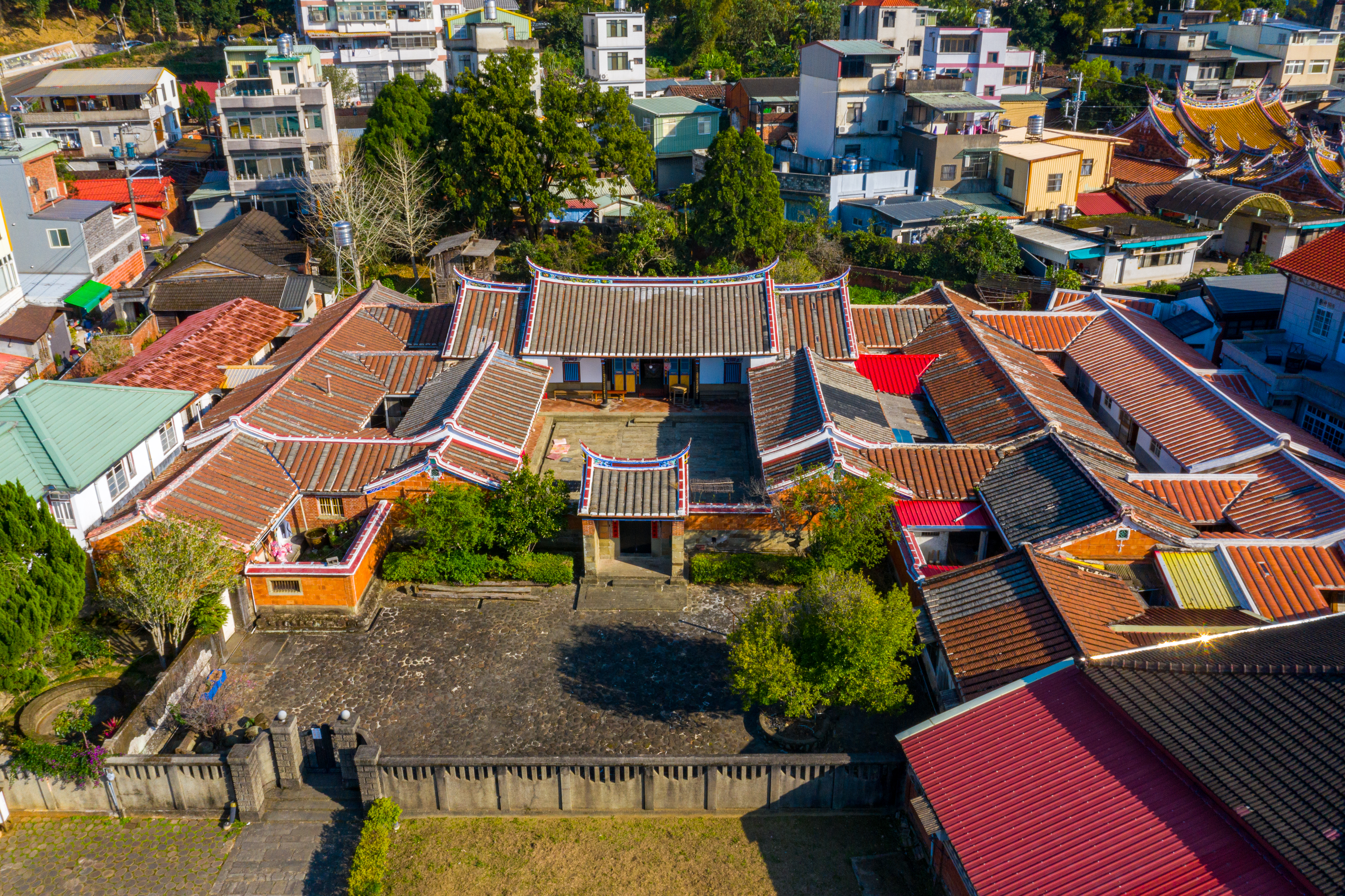
新竹北埔姜屋天水堂（約1835年）
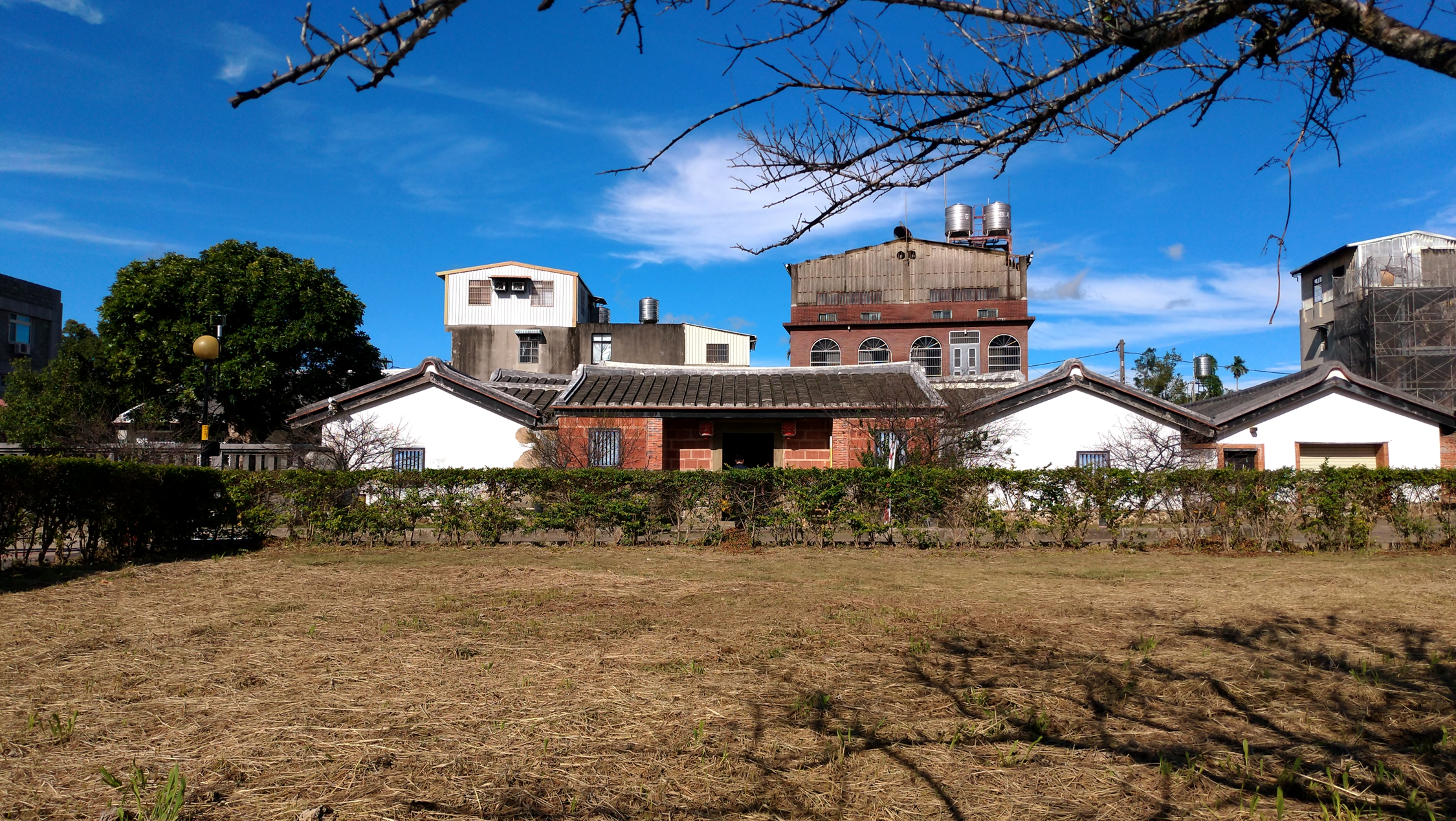
新竹北埔金廣福公館（1835）
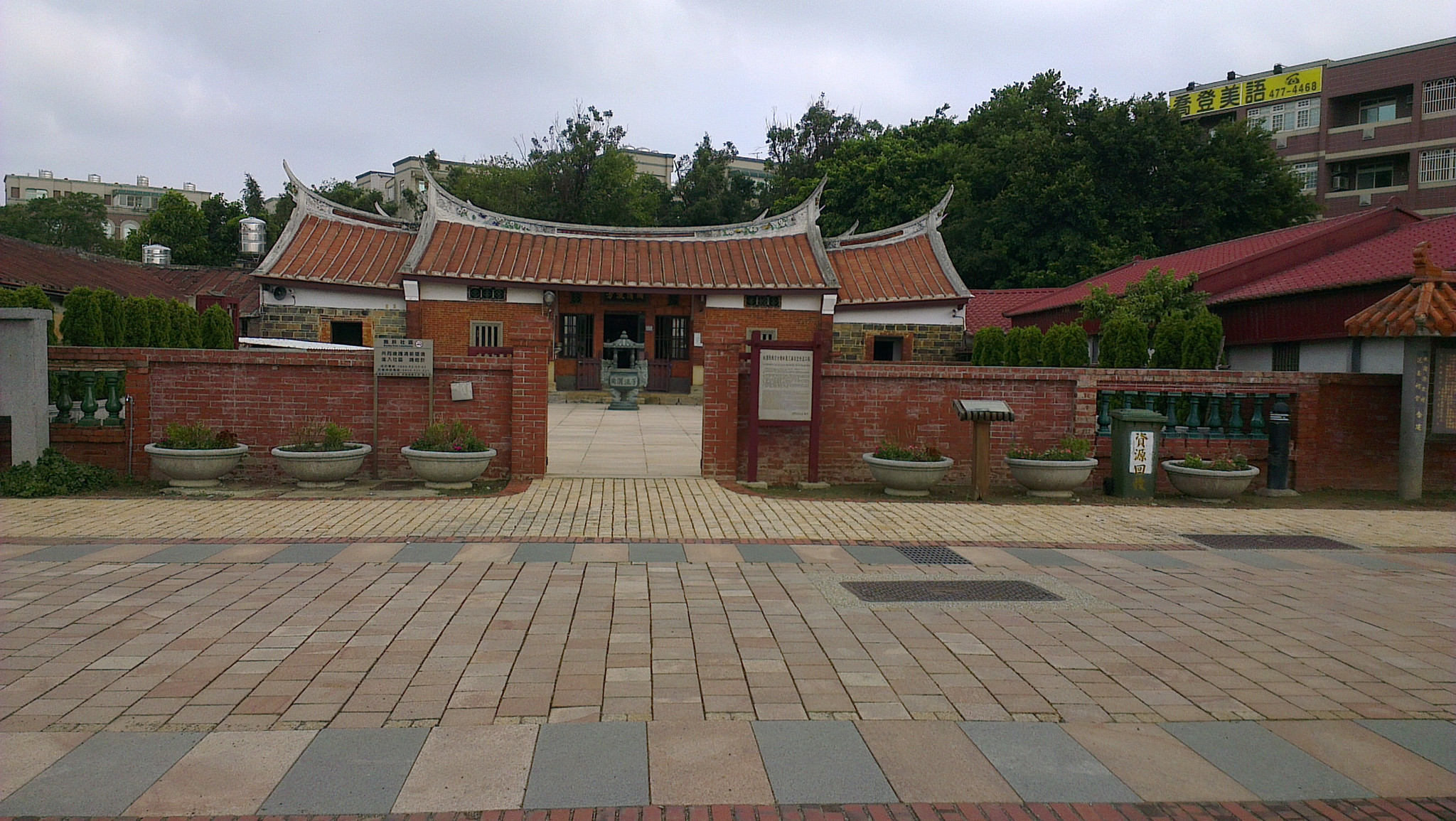
桃園新屋范姜祖堂（1855年）
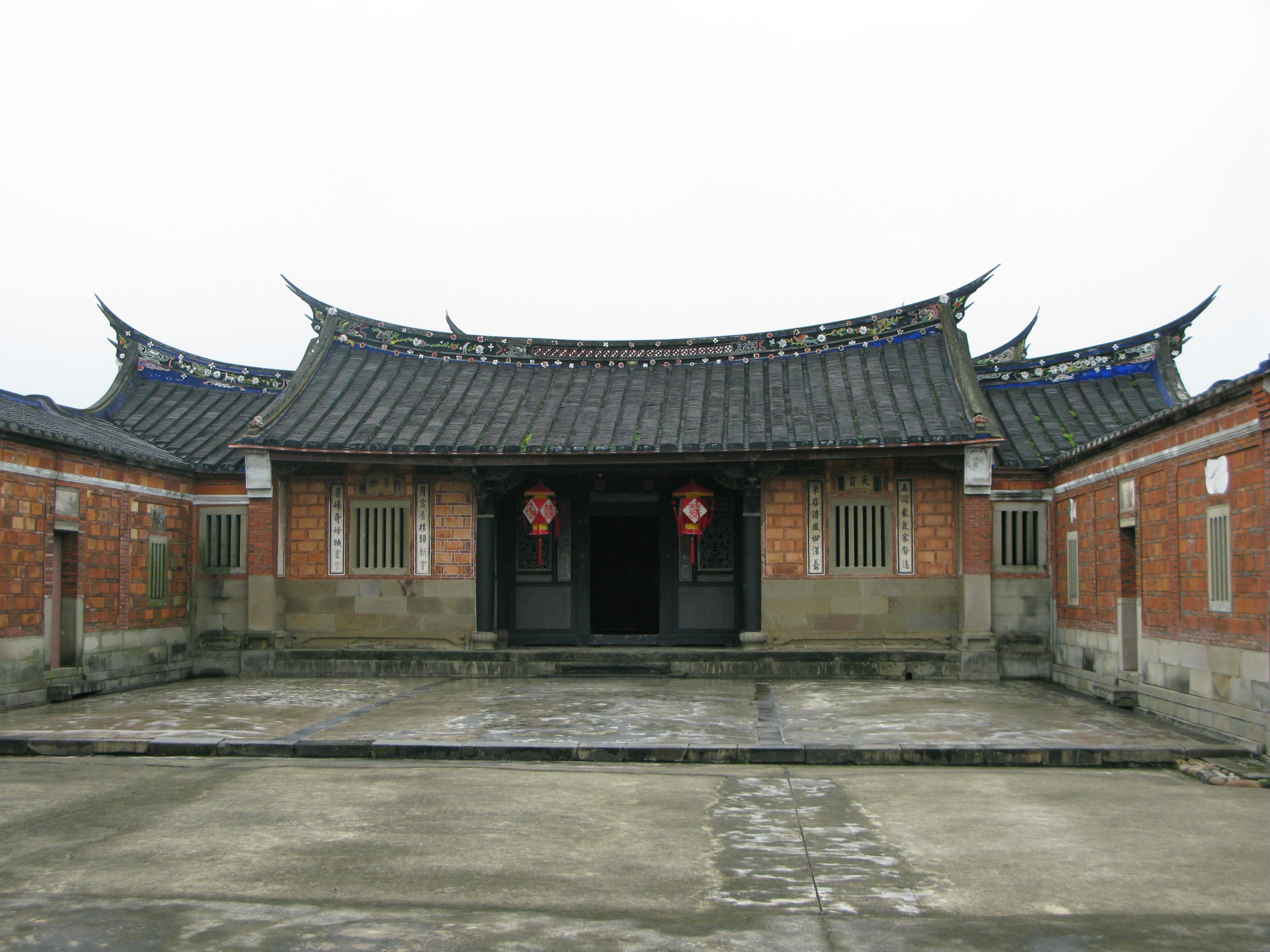
桃園李騰芳古宅（1864年）
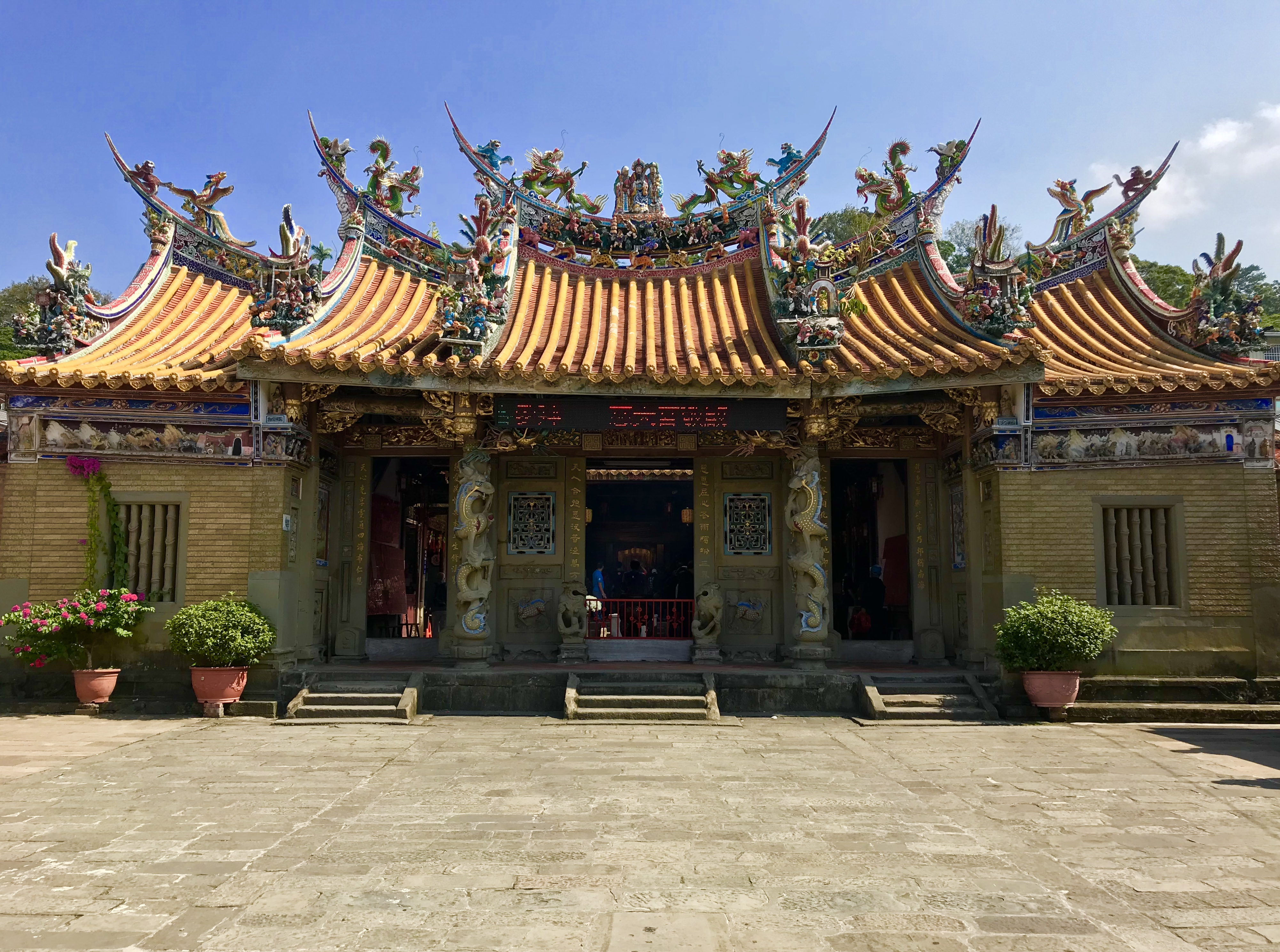
新竹北埔慈天宮（約1874年）
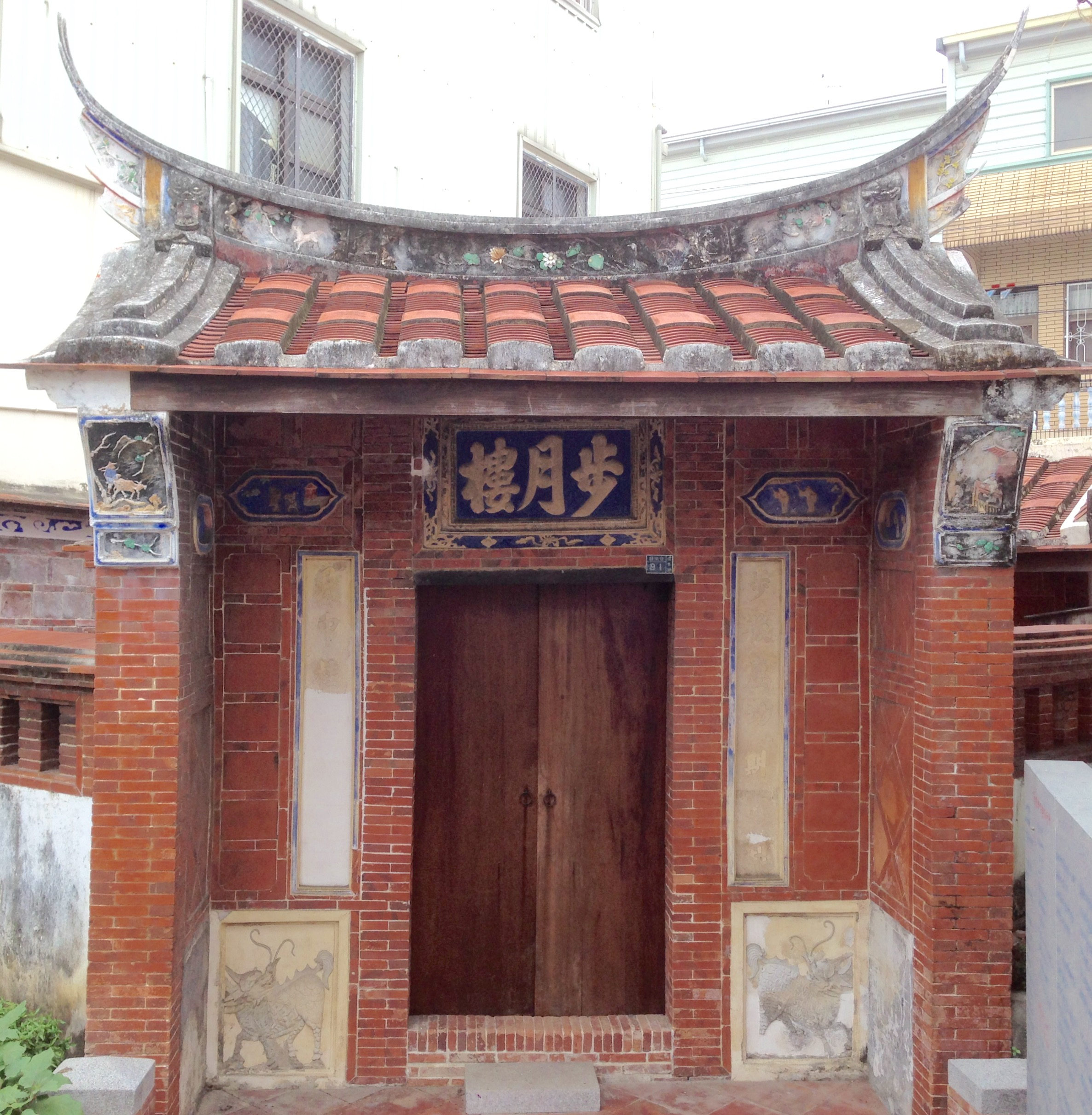
佳冬步月樓
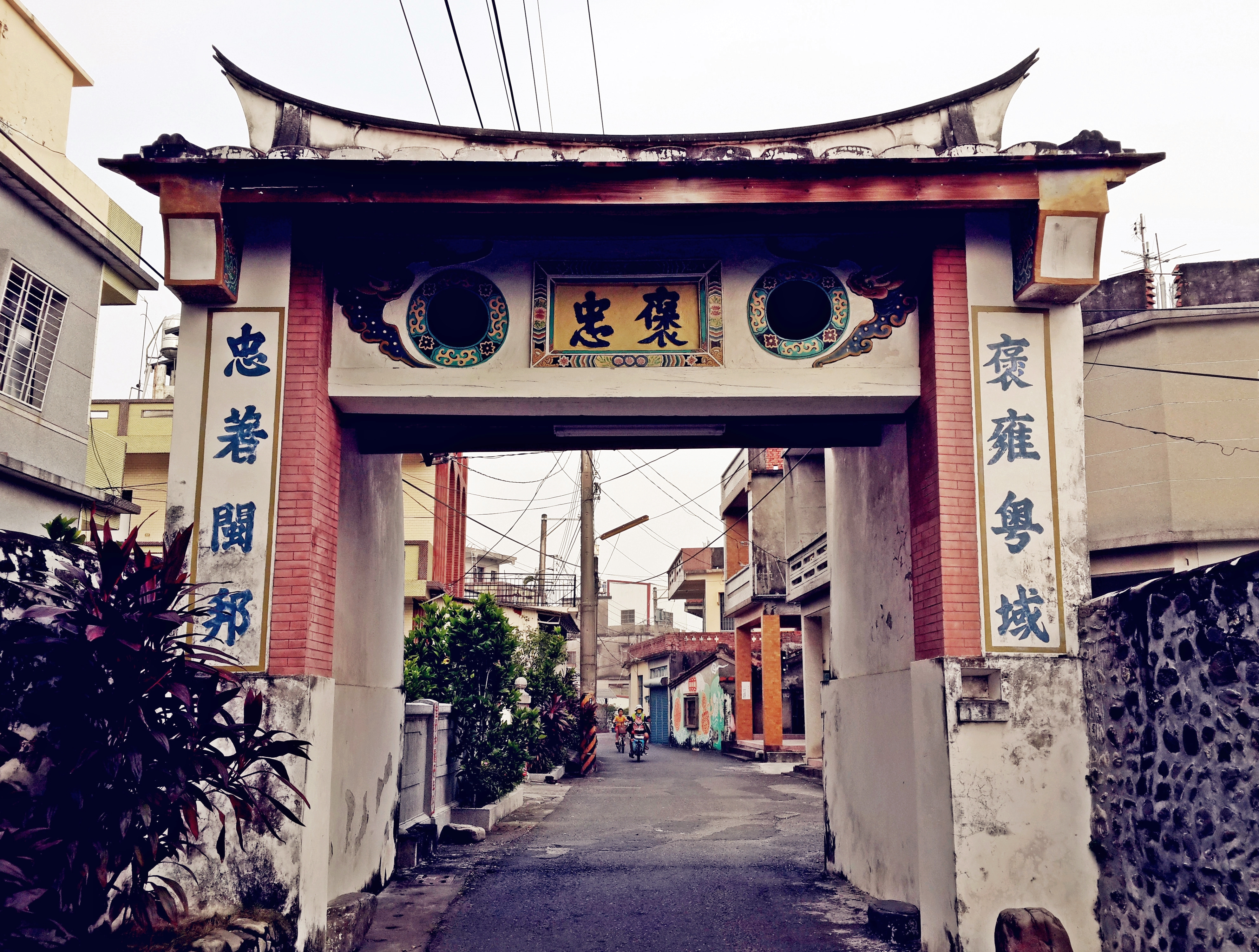
佳冬西隘門
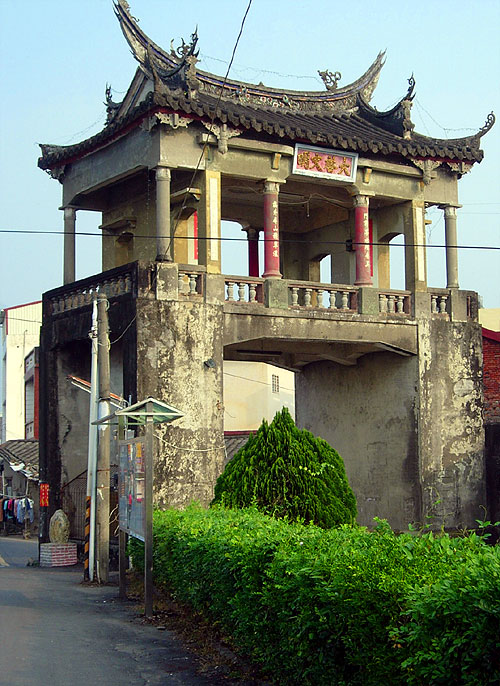
瀰濃庄東門樓（重建於日治時期）

### 閩都式建築

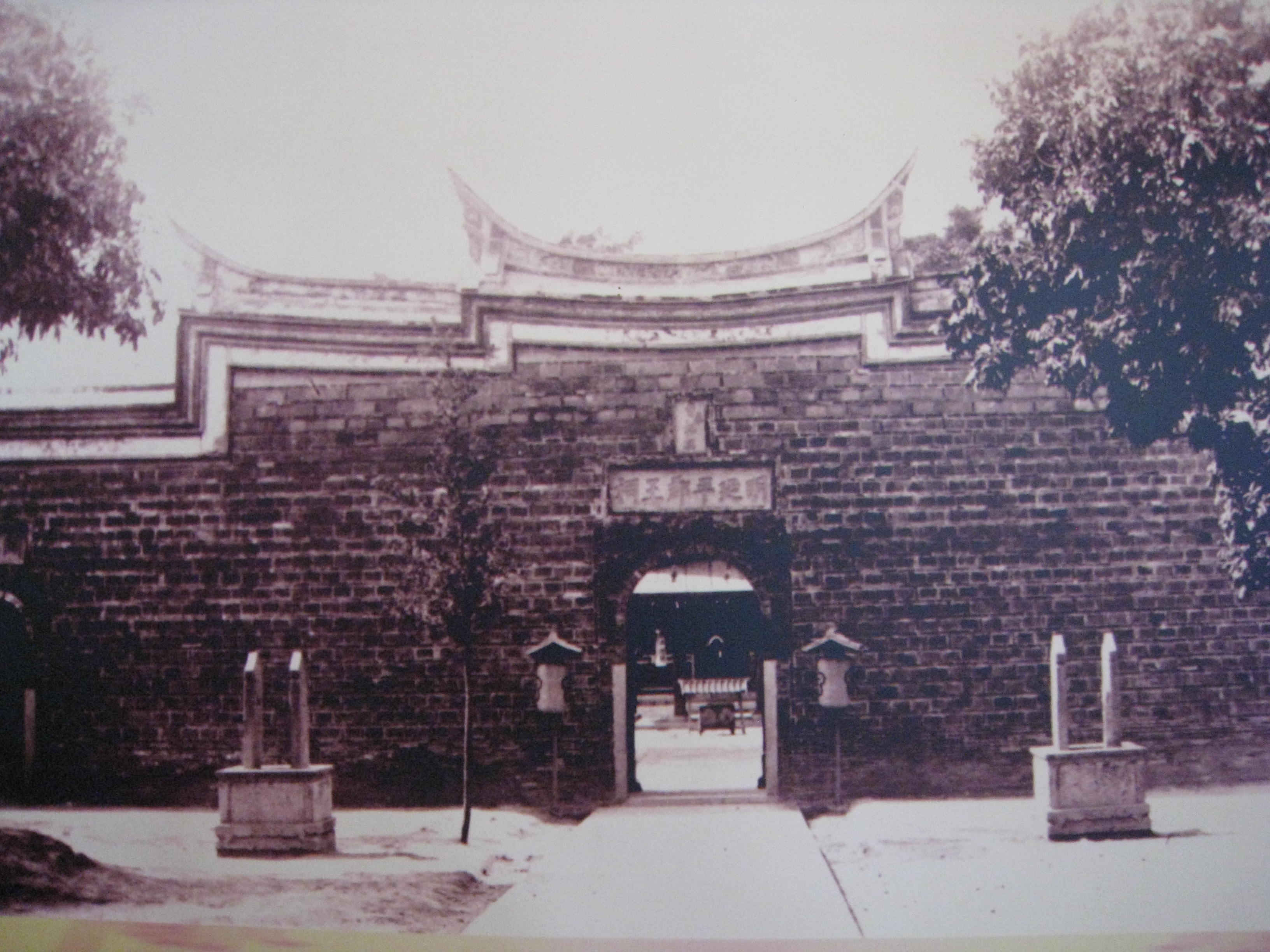
台南延平郡王祠（1875年）
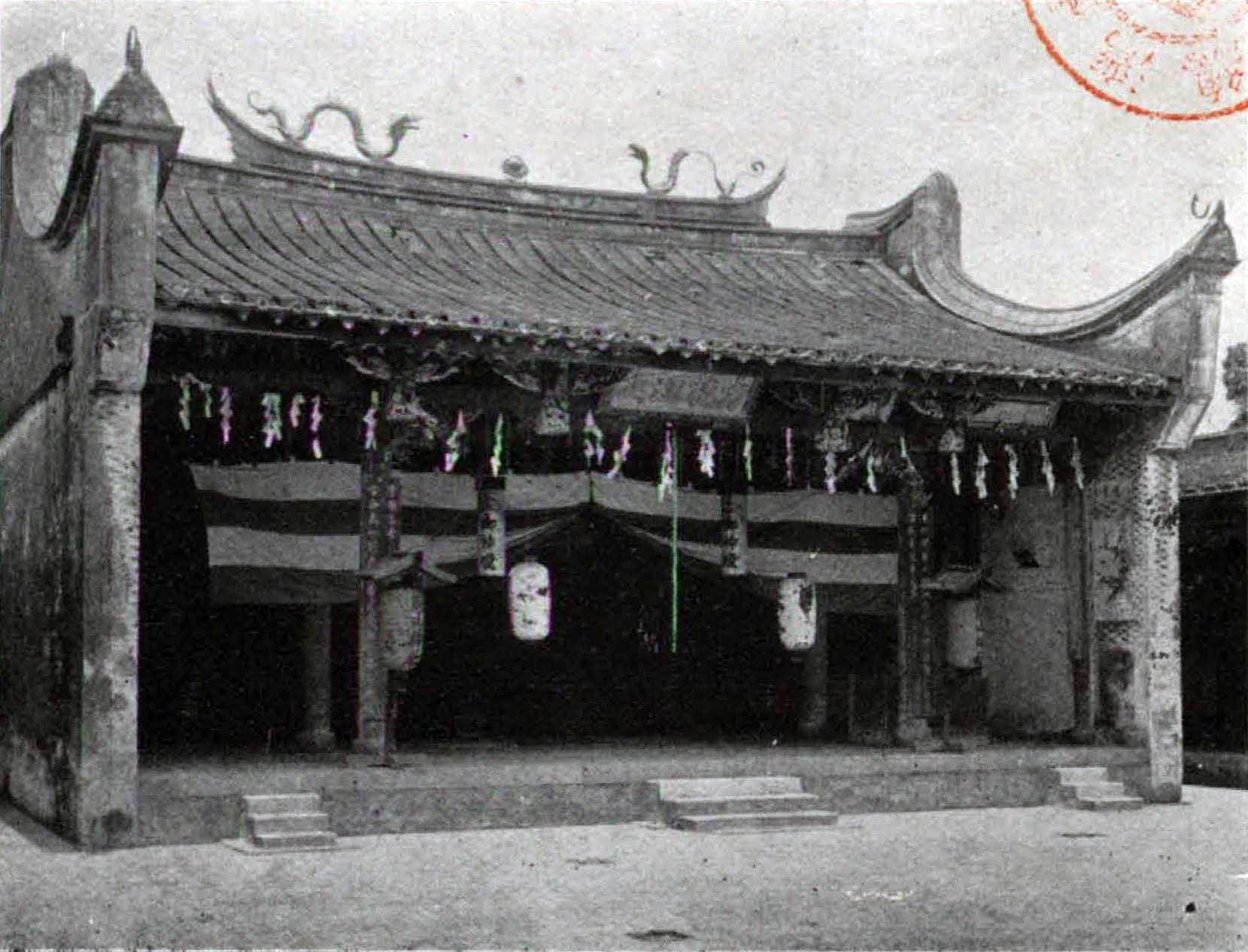
台南延平郡王祠（1875年）
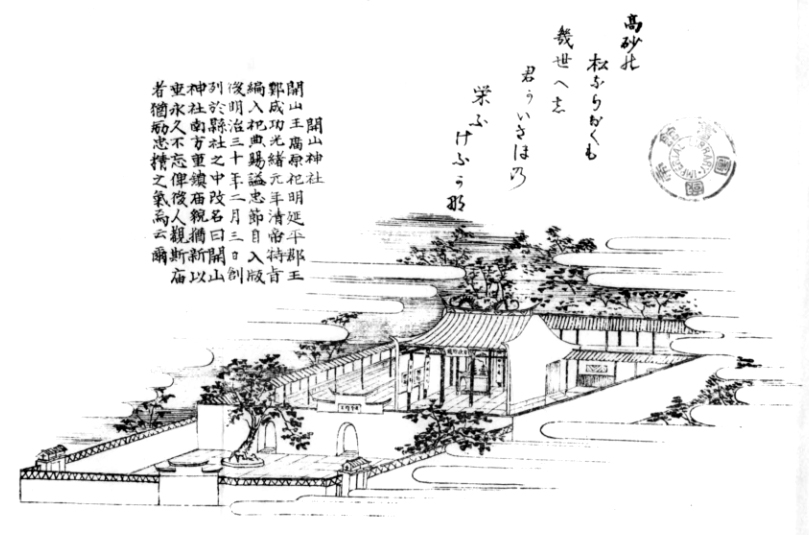
台南延平郡王祠（1875年）
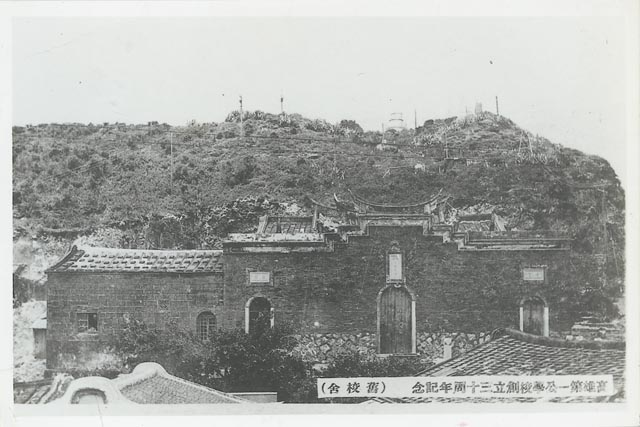
旗後臨水宮（約1879年）
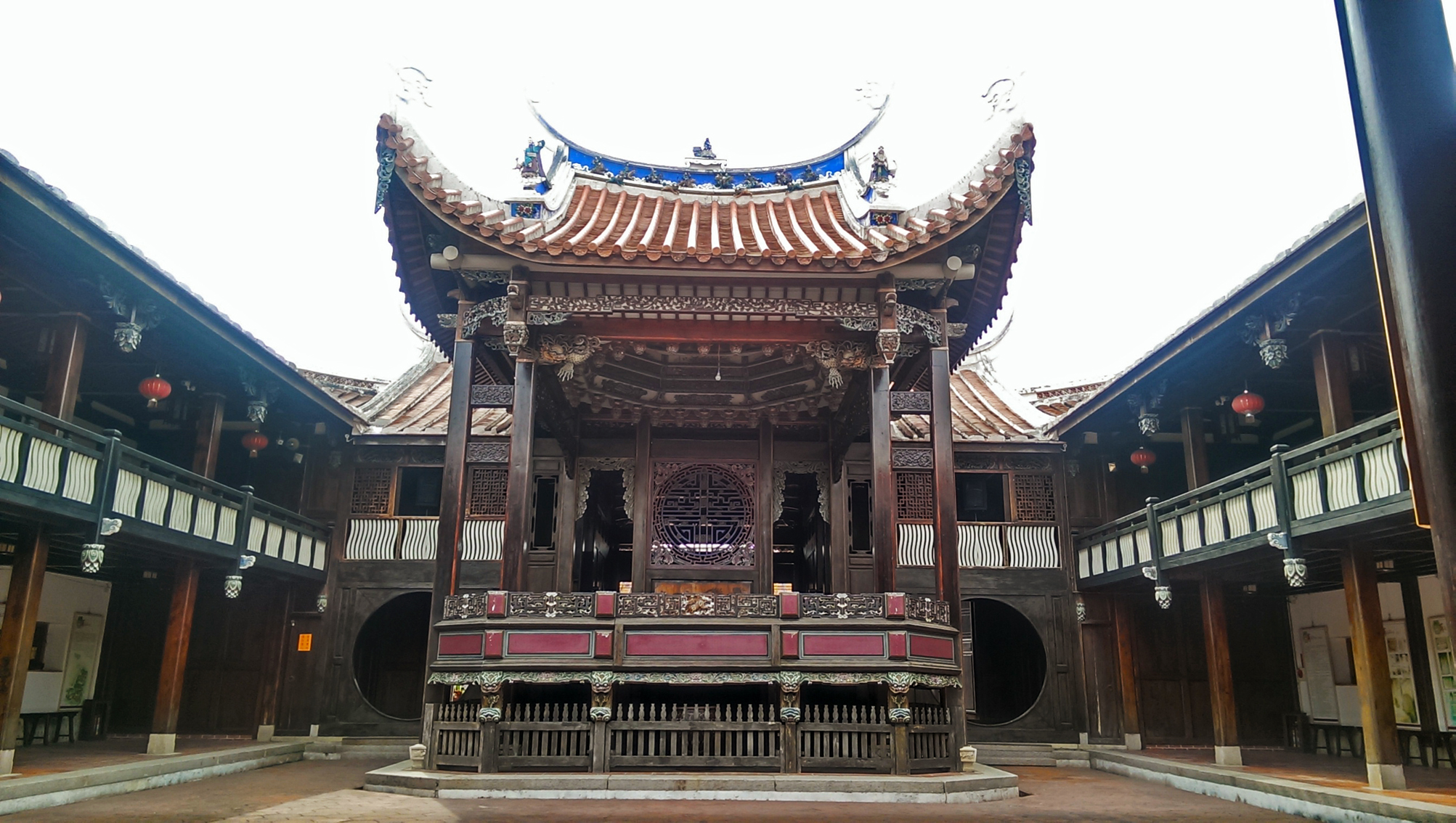
霧峰林家宮保第大花廳（1894年）

### 潮州式建築

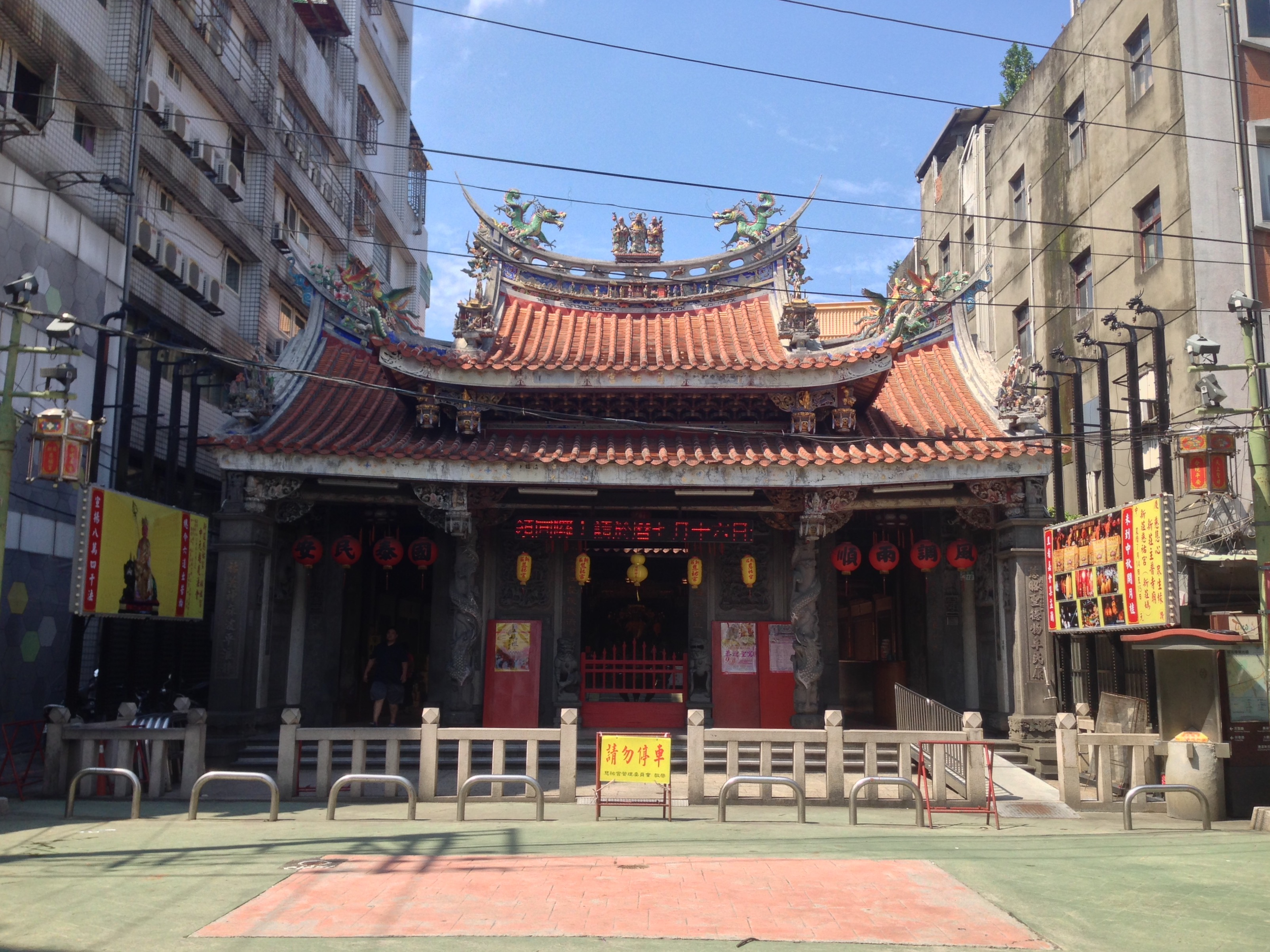
新莊慈祐宮（1729年）
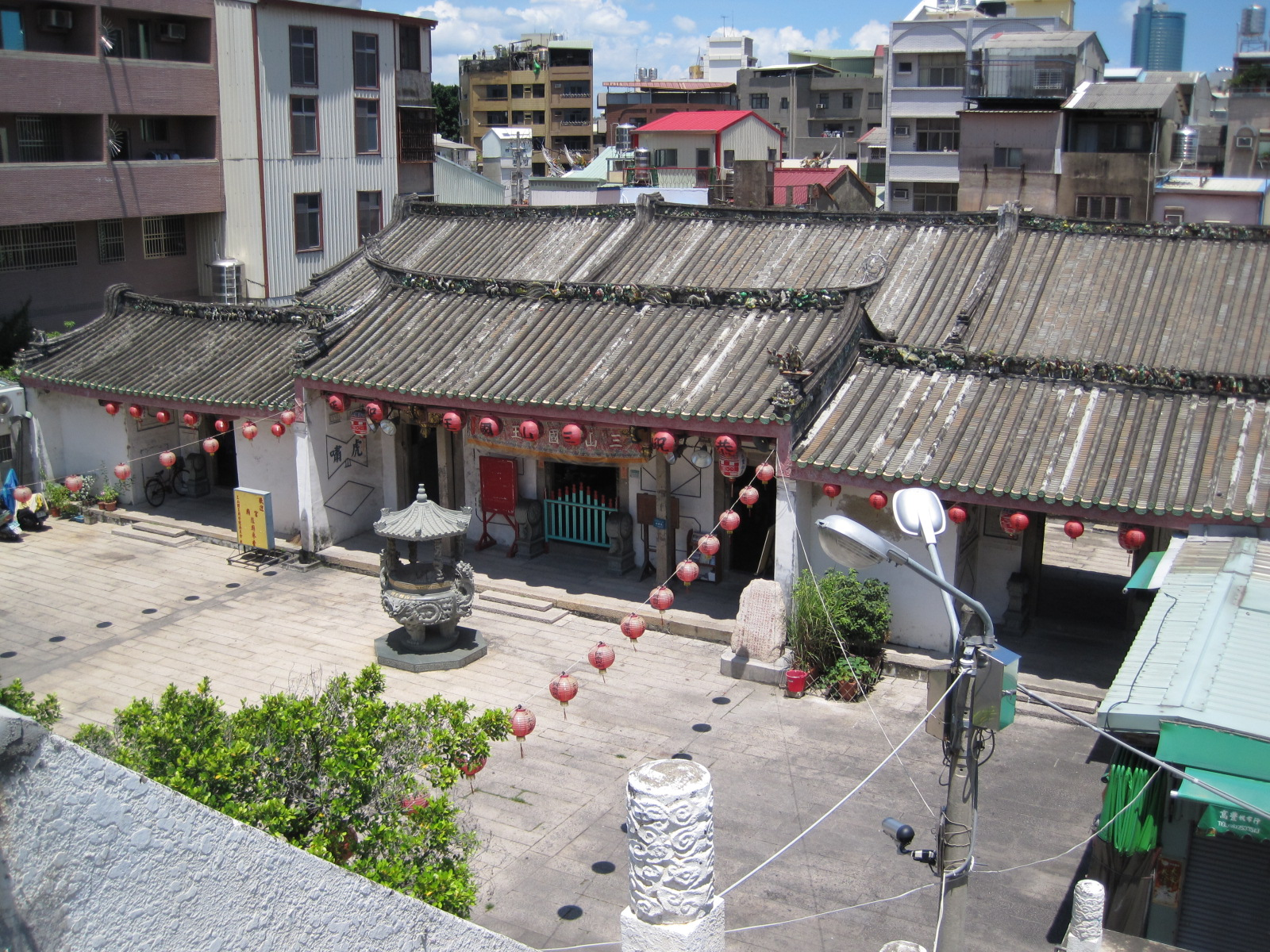
台南三山國王廟，創建於1742年[29]。
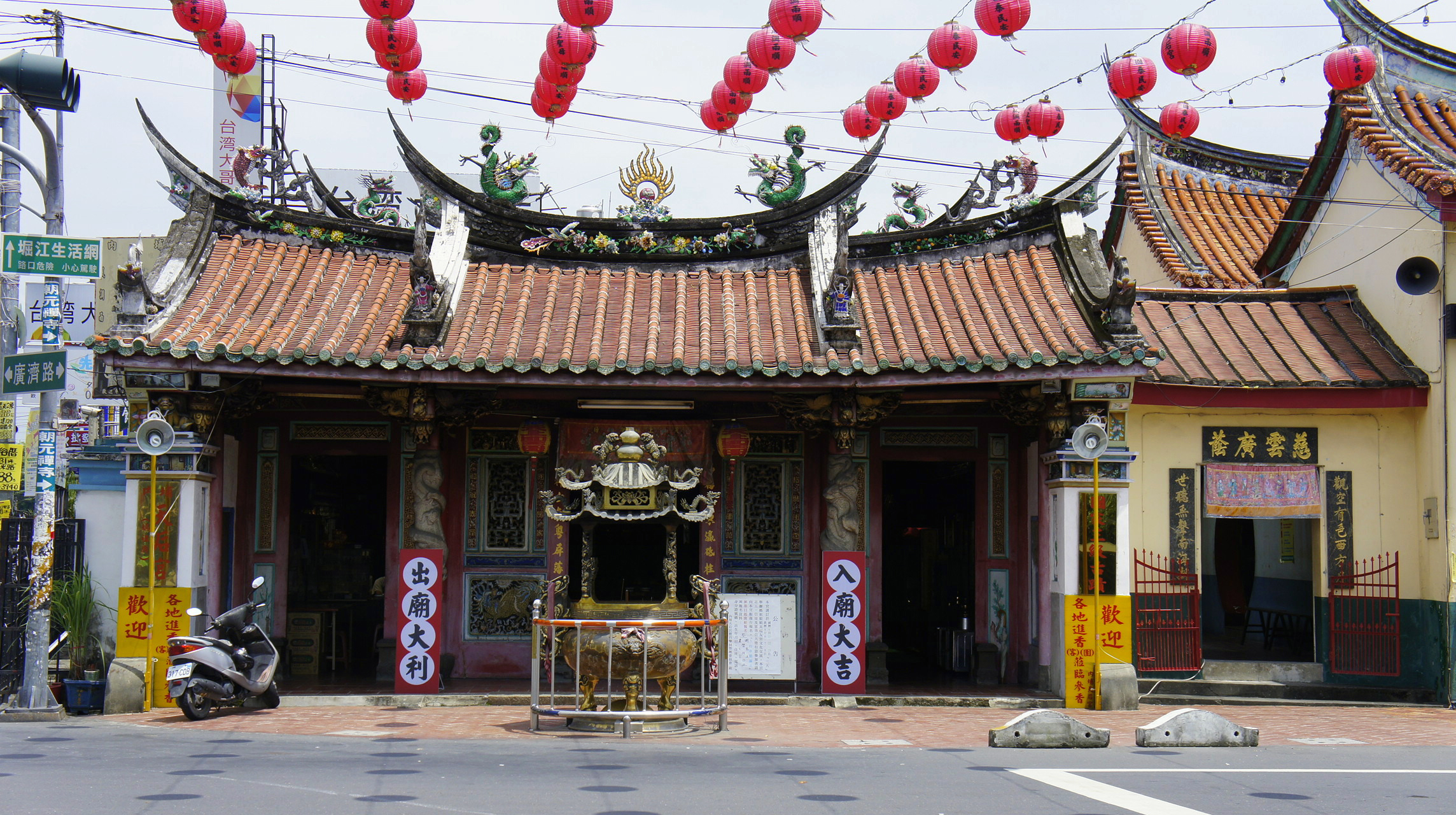
六堆天后宮（1851年）

### 嶺南式建築

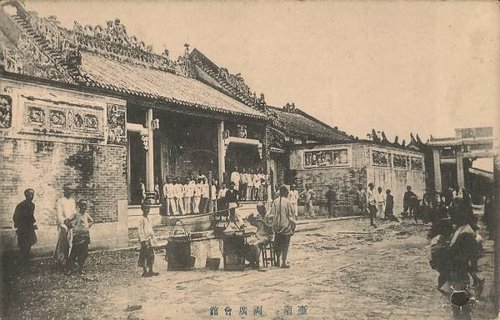
台南兩廣會館（1877年）
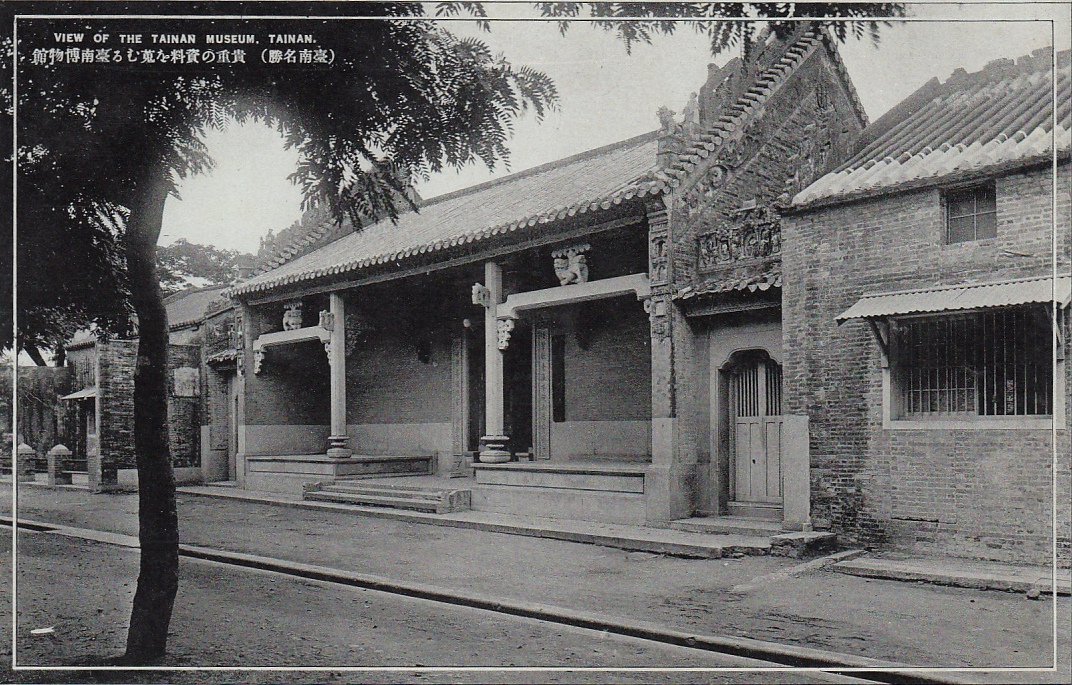
台南兩廣會館（1877年）

### 其他風格建築
台北城機器局入口門廳、澎湖總鎮署衙門等有徽派建築常用的馬頭牆
- 澎湖總鎮署衙門，已不存 [37]。

- 台北城機器局入口門廳（1886）[38]

### 西洋式與漢洋混合建築
- 烏牛欄教會禮拜堂（1870）[39]
- 打狗海關稅務司（1871年左右）
- 淡水馬偕故居（1875）
- 淡水教士會館（1875）
- 打狗慕德醫院（David Manson Memorial Hospital, 1881）[40]
- 羅厝天主堂（1882）[41]
- 安平稅務司公館（1882）
- 馬偕賠償教會（1884-1889）[42]
- 台北城機器局北廠區廠房（1886）[38]
- 台北城西學堂、番學堂（1890）[38] [43][44]

前金天主堂（1861年）
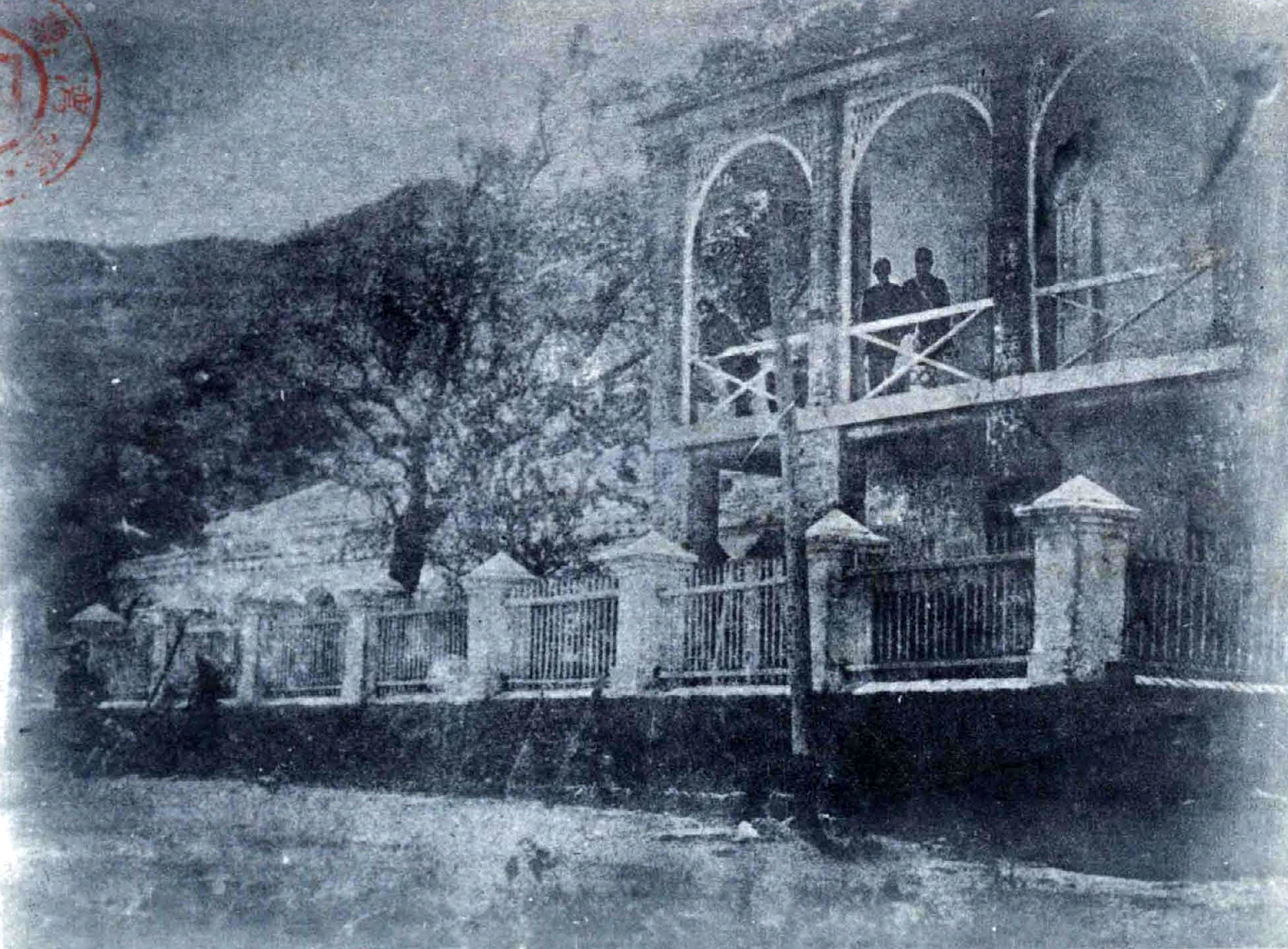
基隆海關（約1868年）
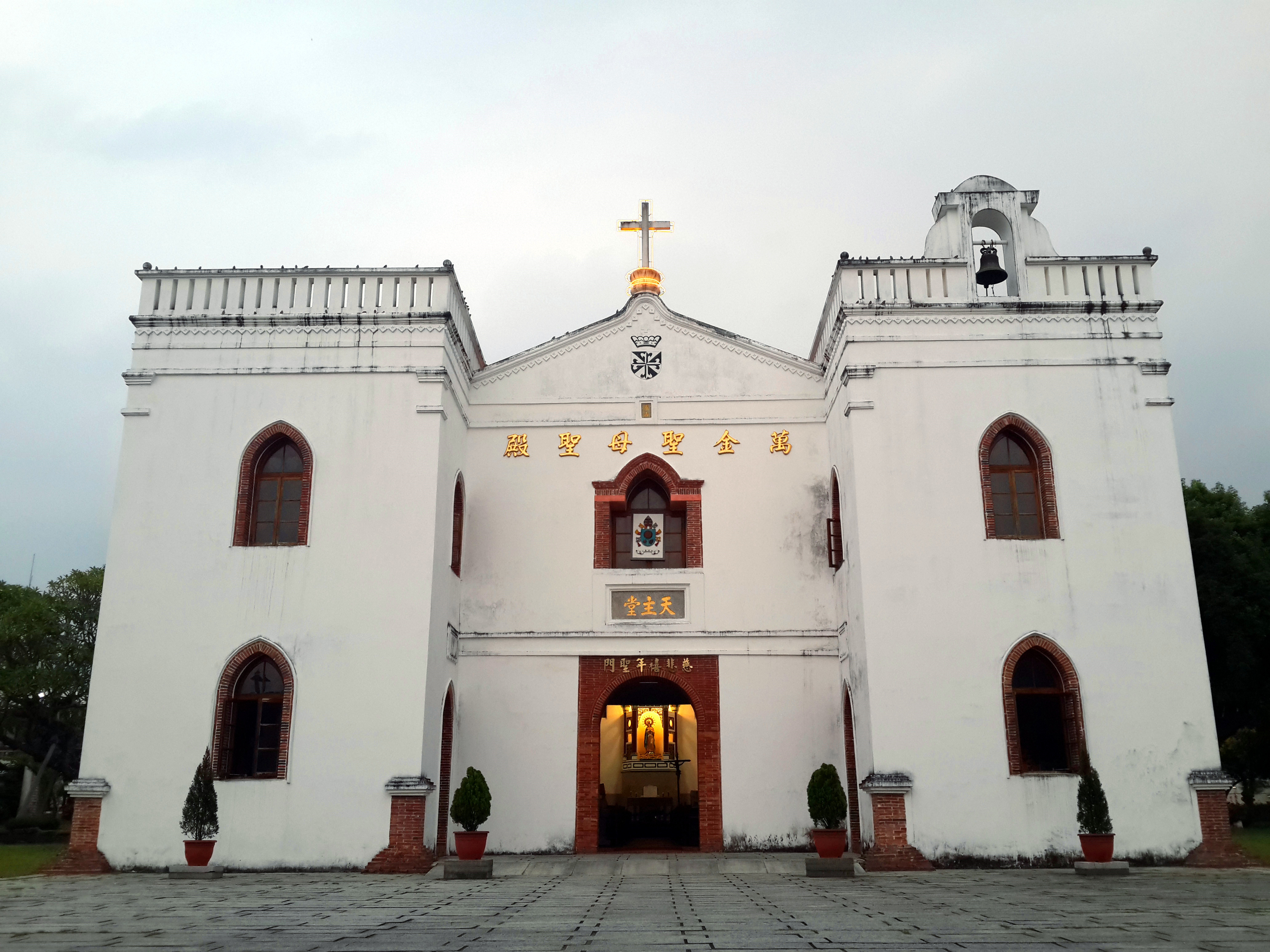
萬金天主堂（1870年）
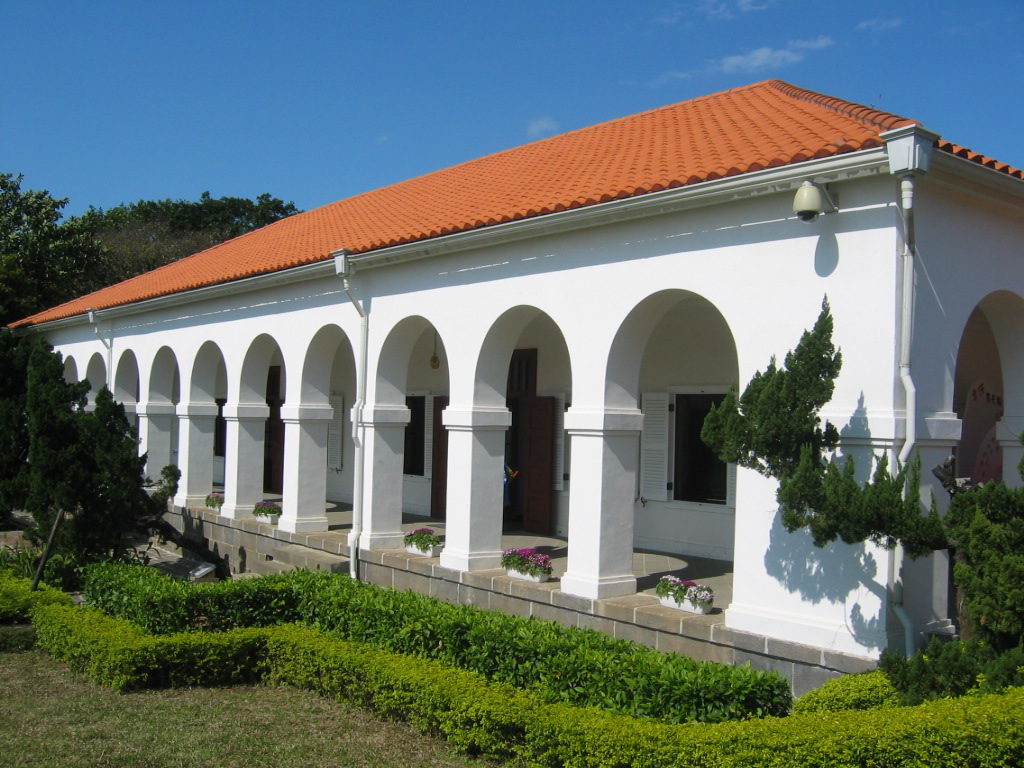
淡水前清淡水關稅務司官邸（1870年）
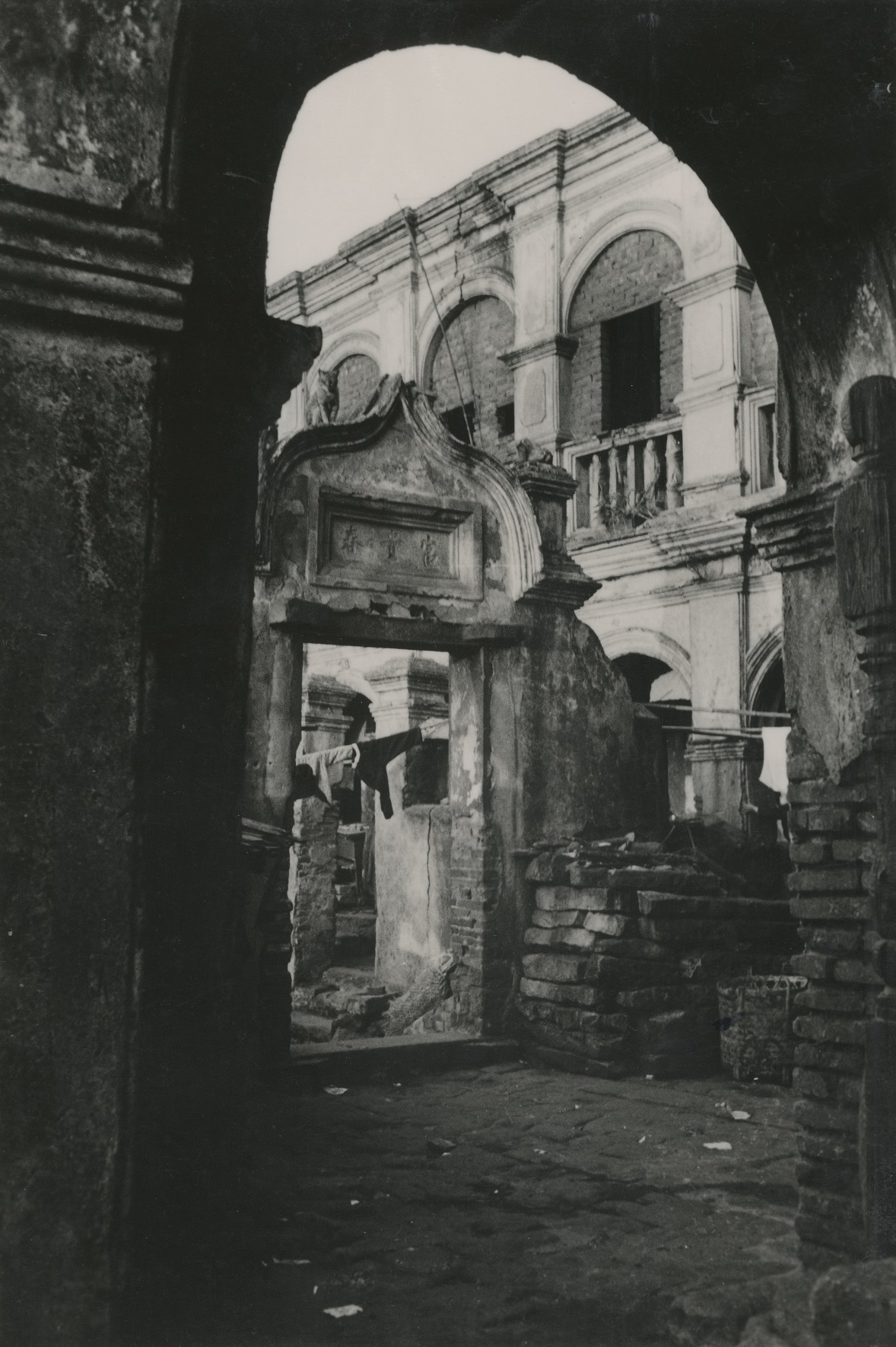
淡水白樓（約1875年[46]）
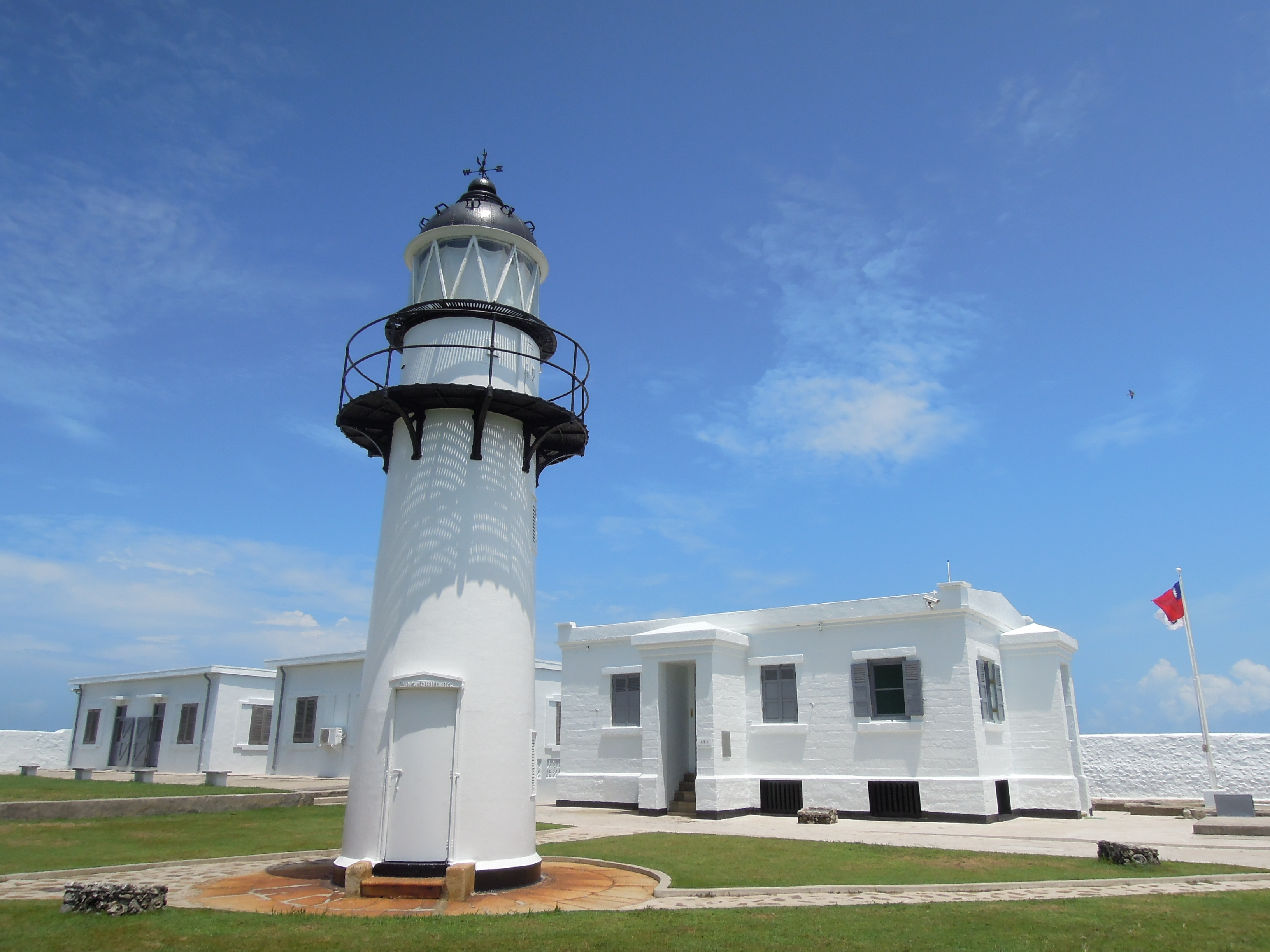
漁翁島燈塔（1875年）
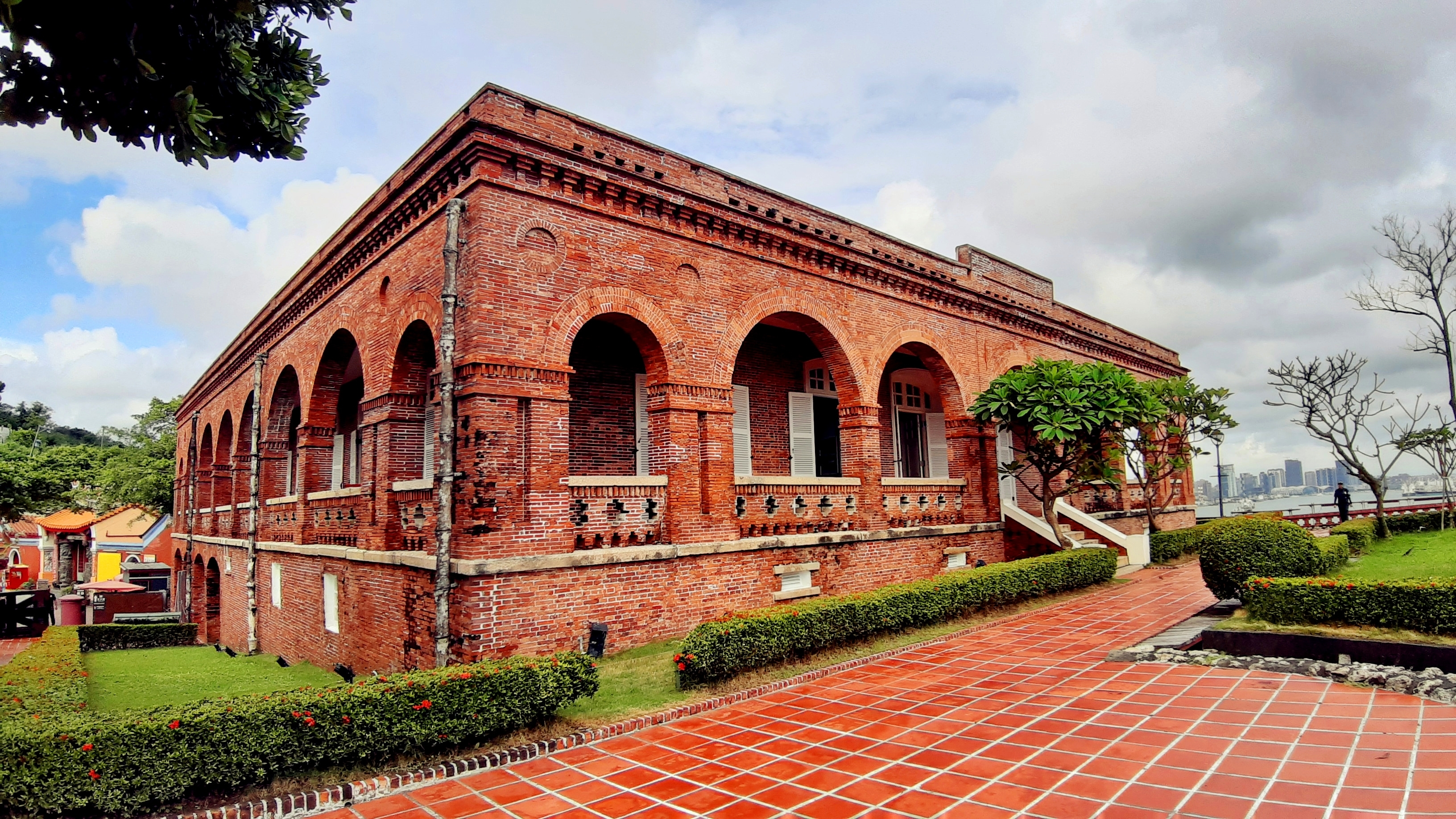
打狗英國領事館官邸（1879年）
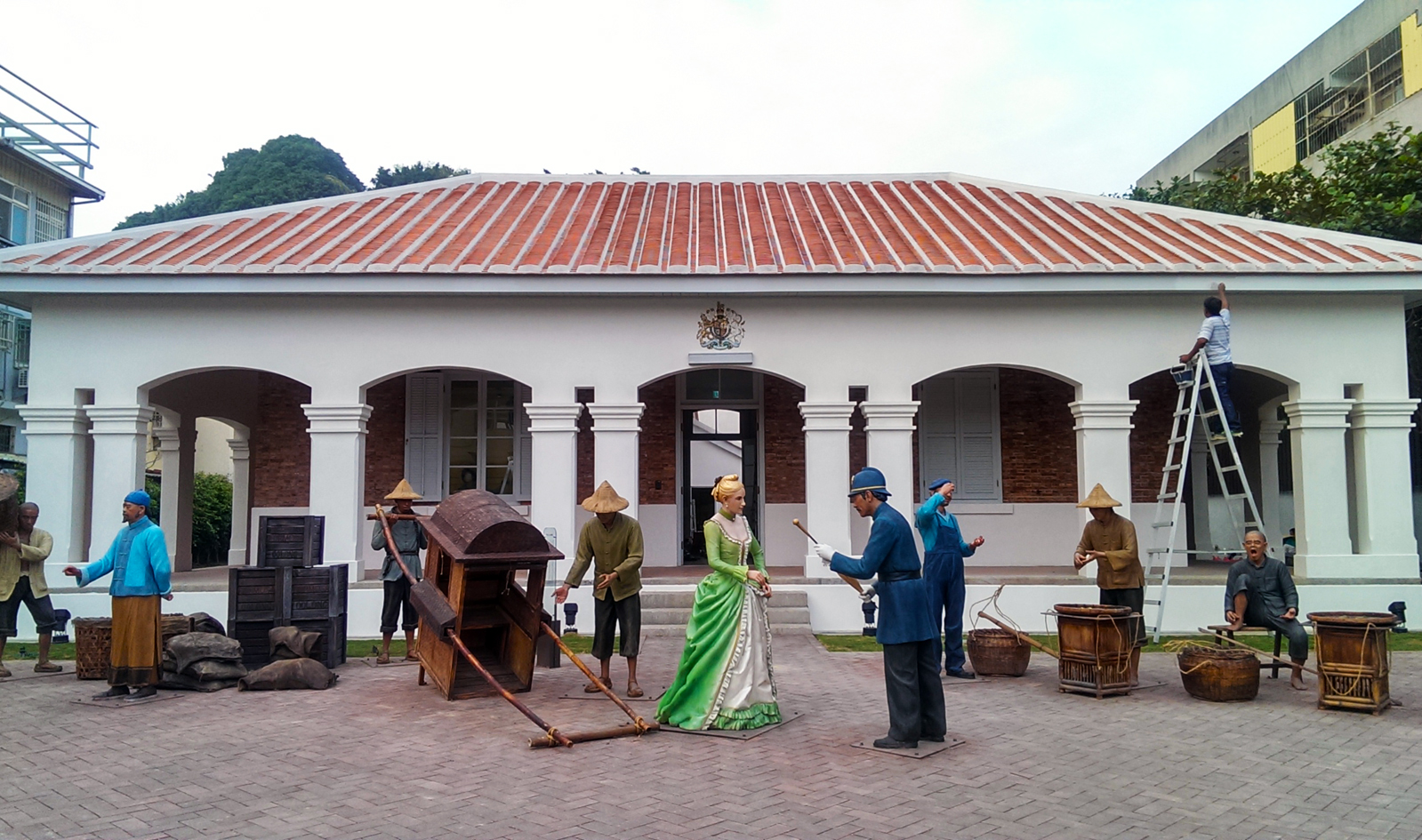
打狗英國領事館（1879年）
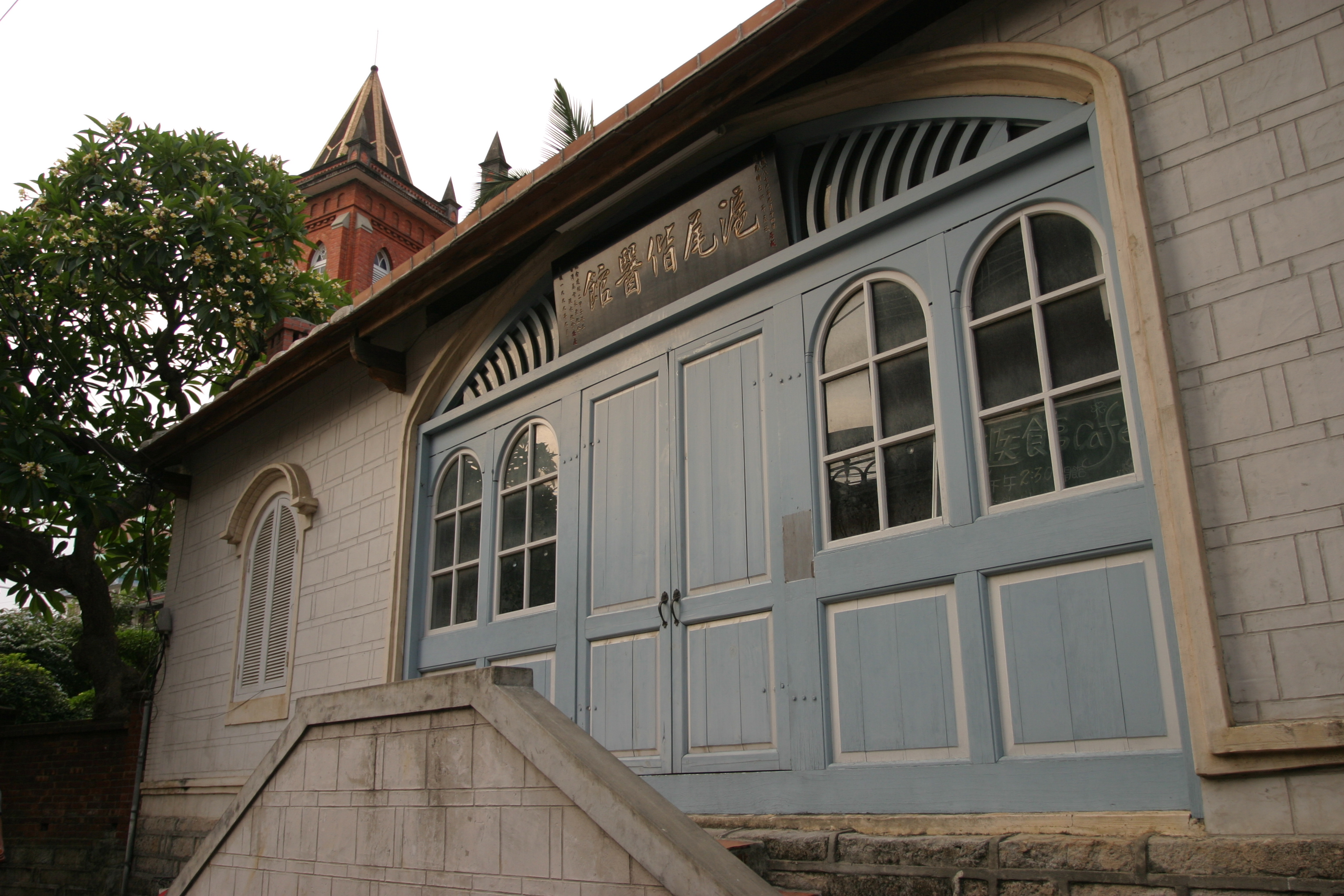
滬尾偕醫館（1879年）
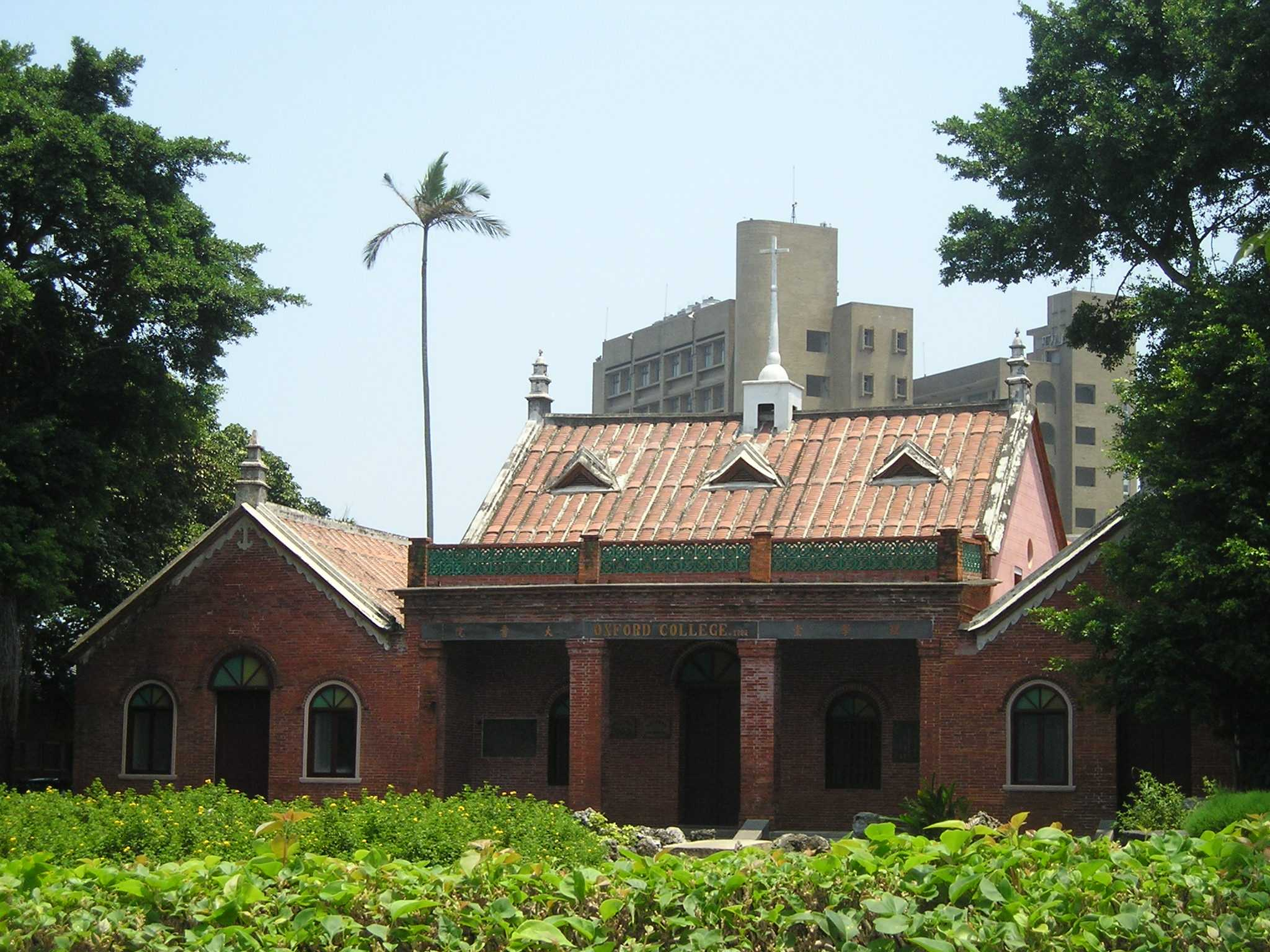
淡水牛津學堂（1882年）
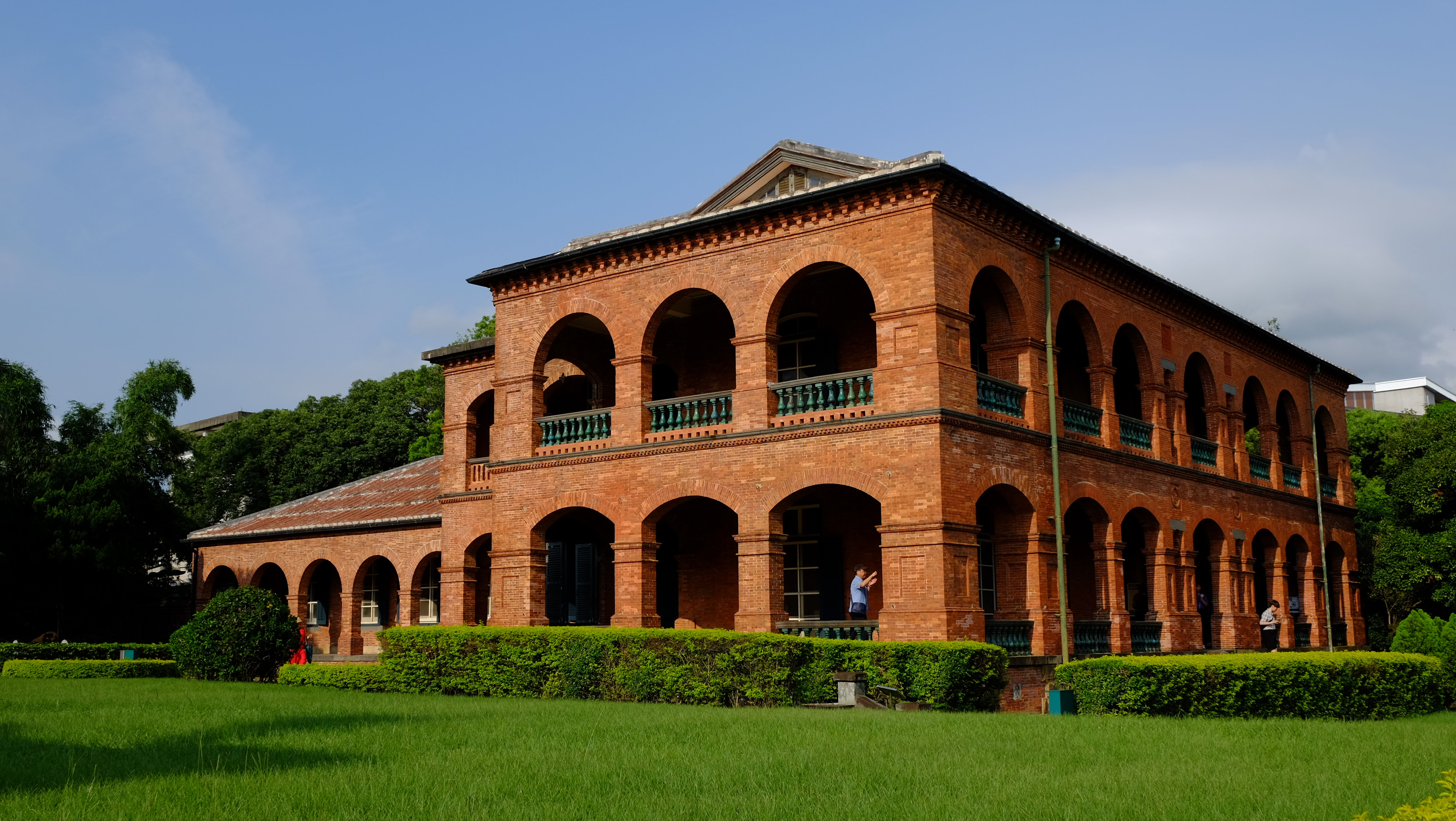
淡水英國領事館（1891年）
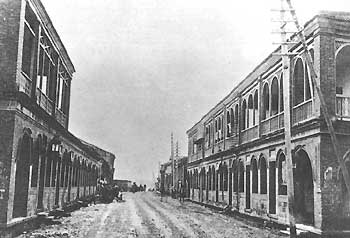
台北六館街（約1892年[36]）
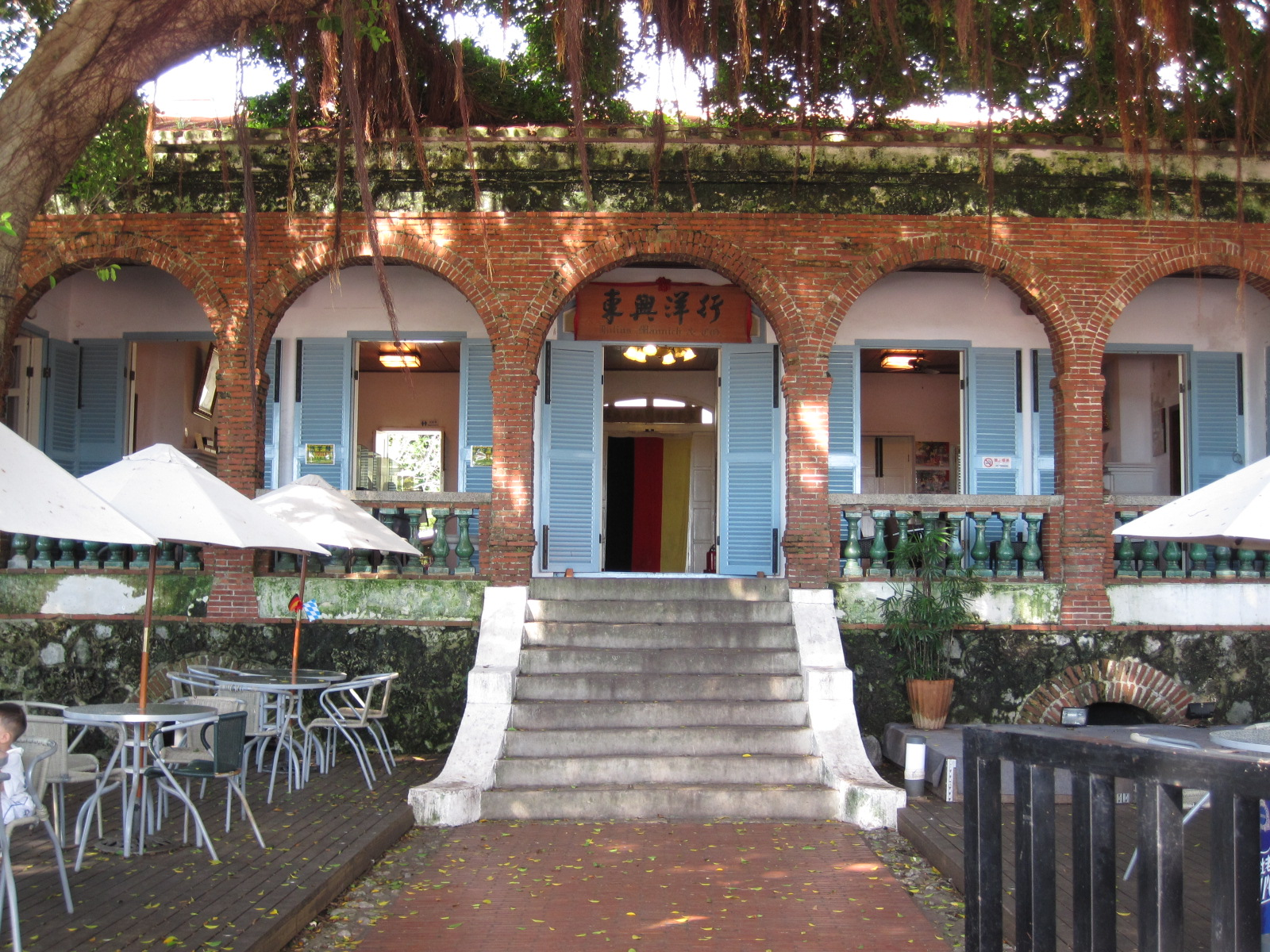
台南原德商東興洋行
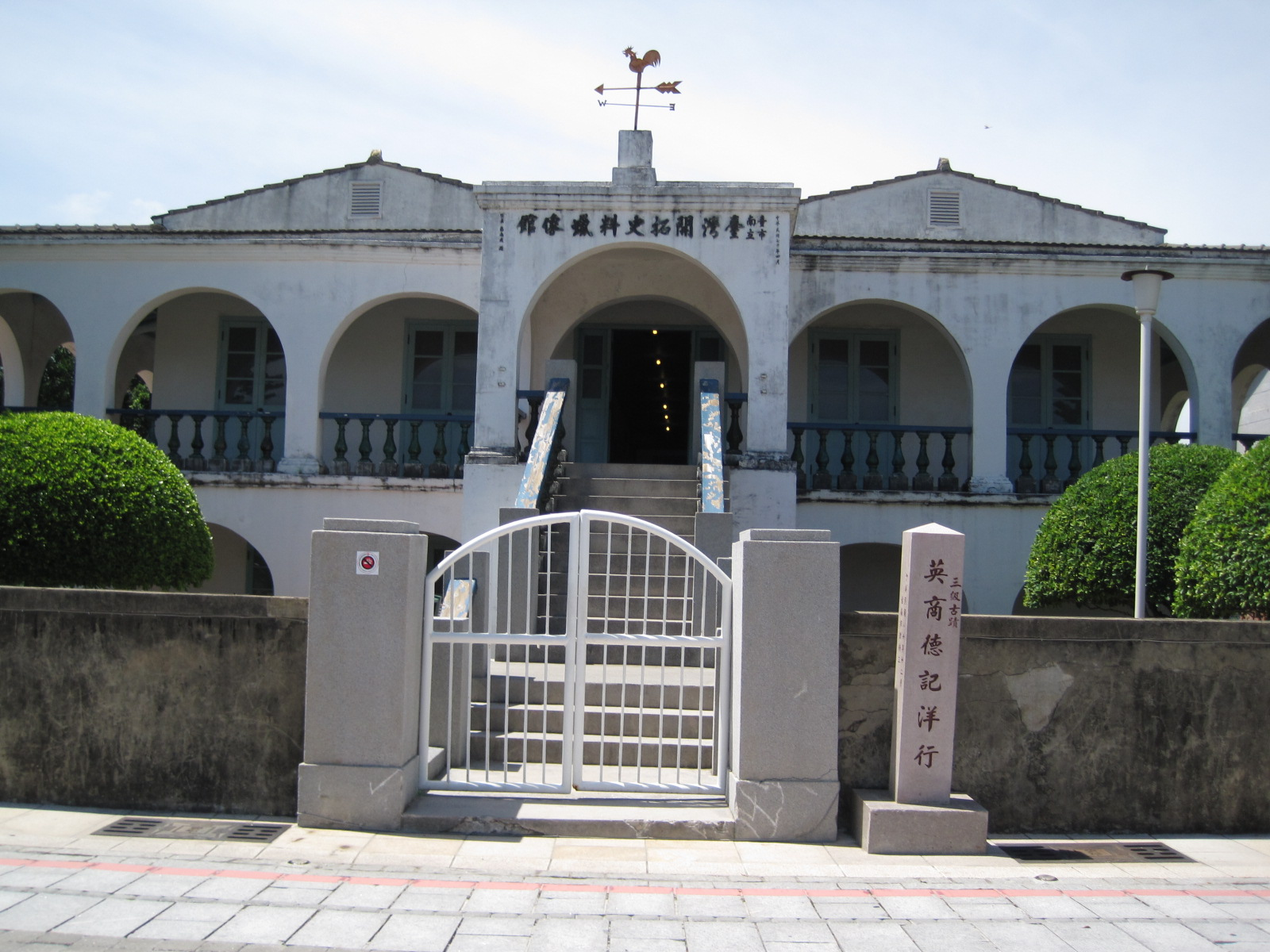
台南原英商德記洋行
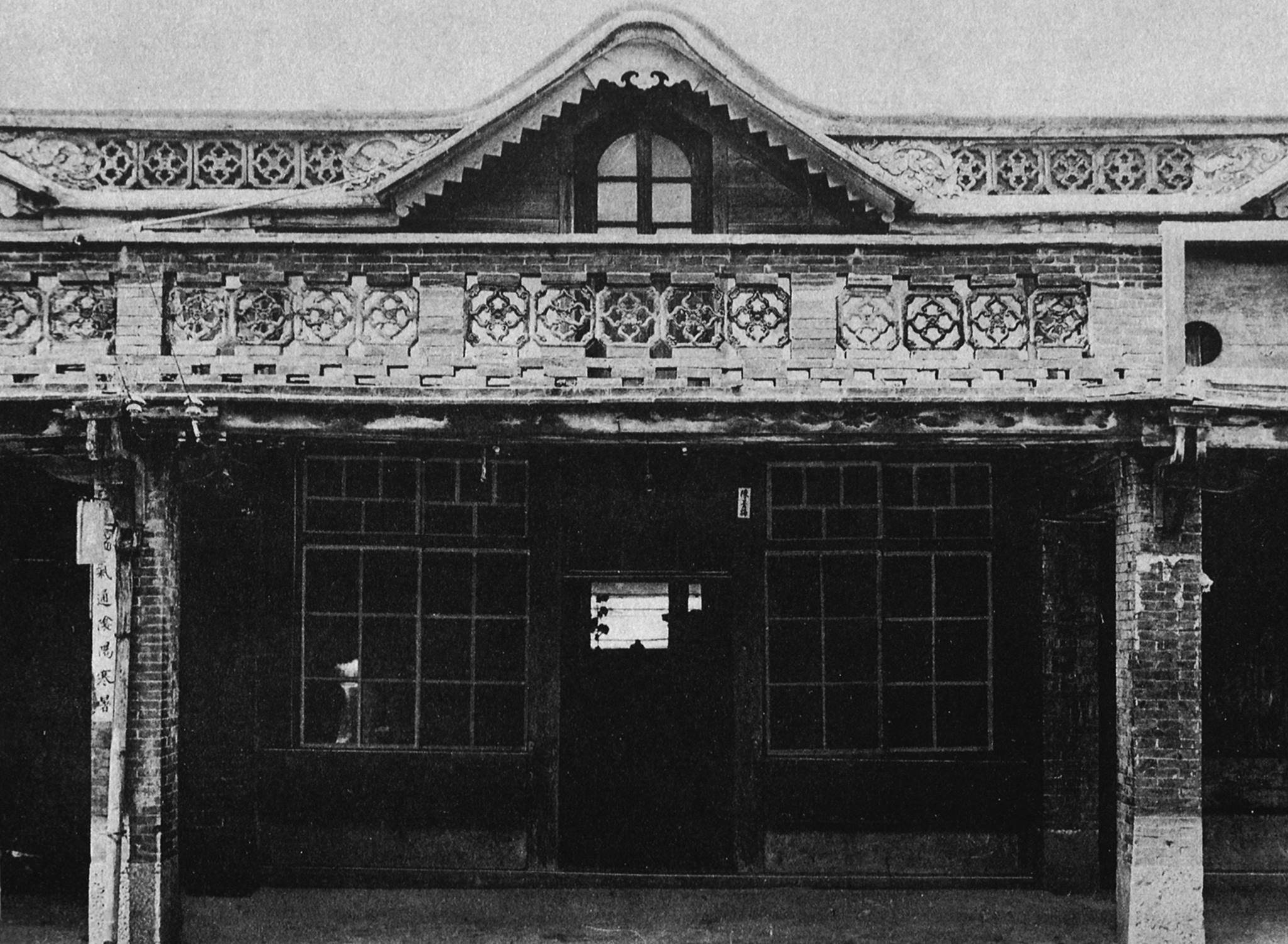
竹南陳汝厚宅
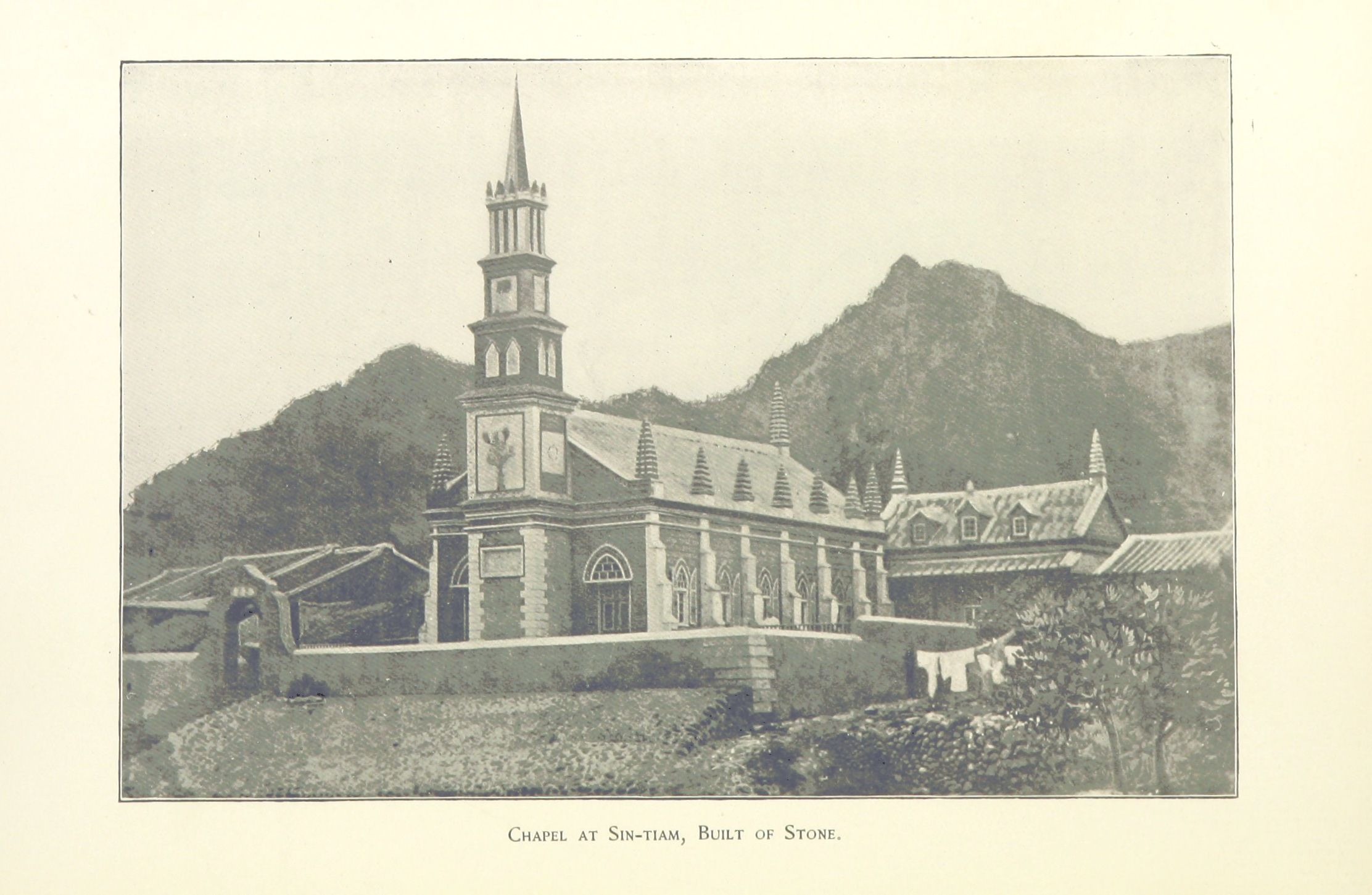
新店禮拜堂

### 防禦工事

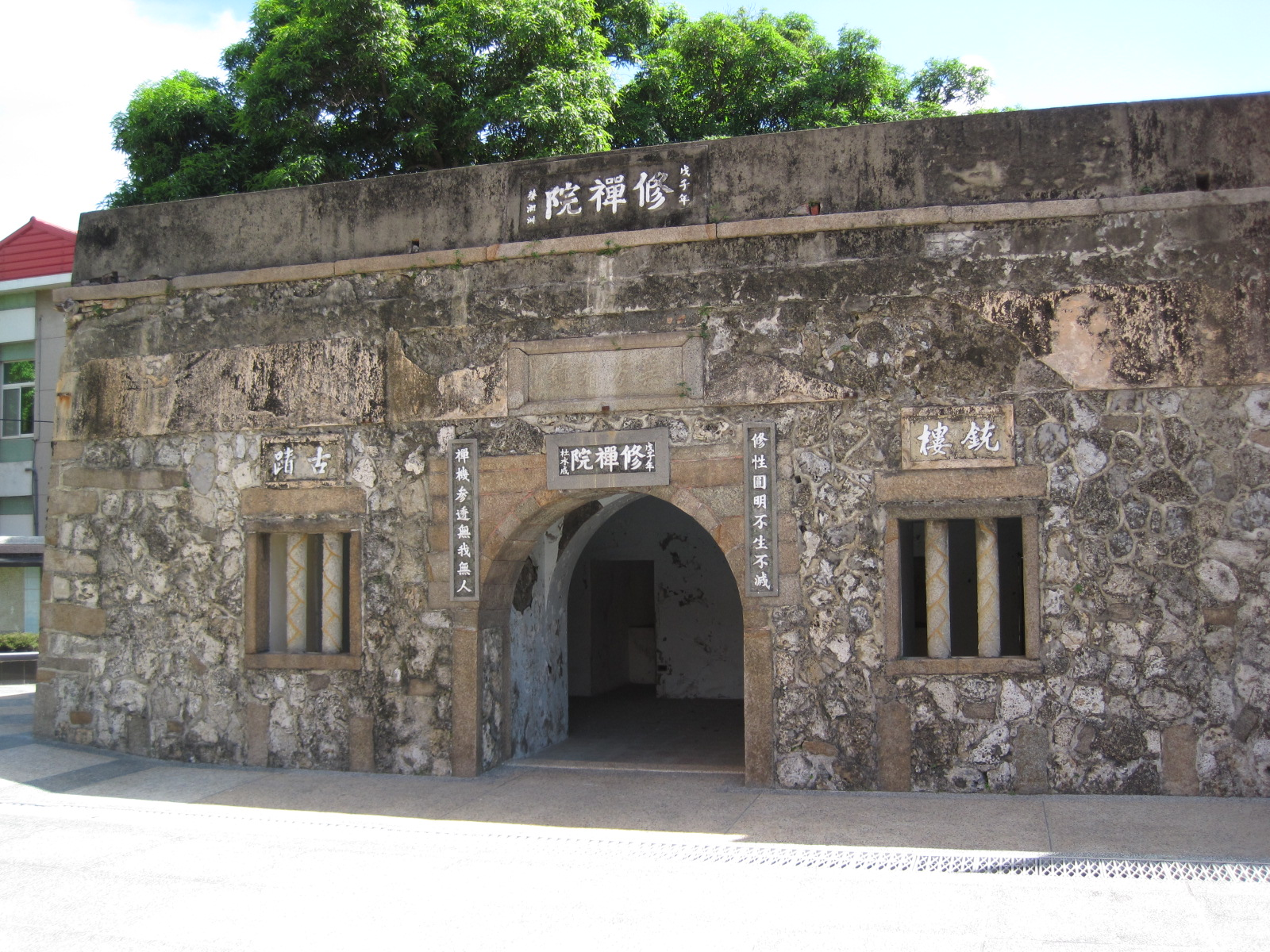
臺灣府城巽方砲臺（1836年）
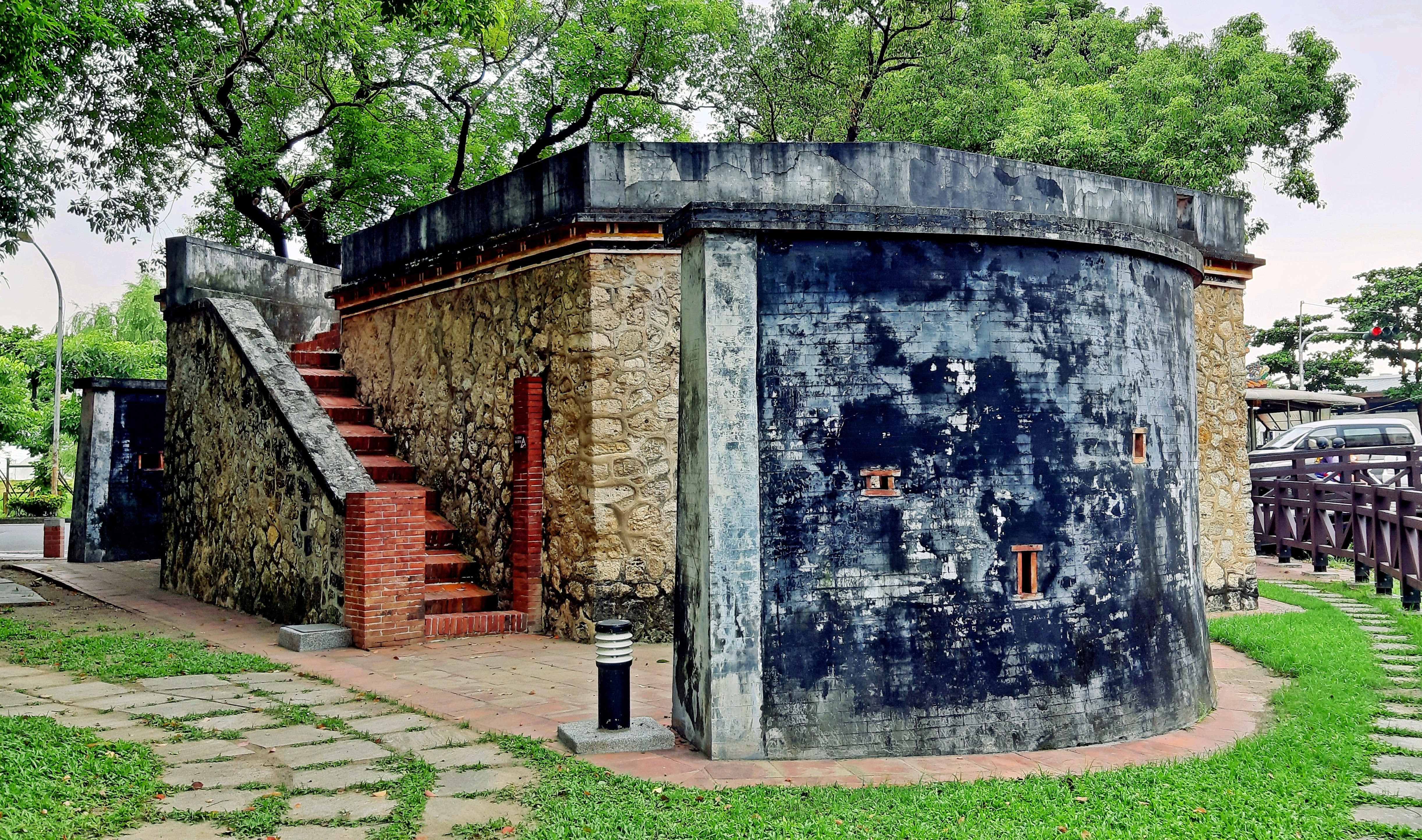
鳳山縣新城澄瀾砲台（1837年）
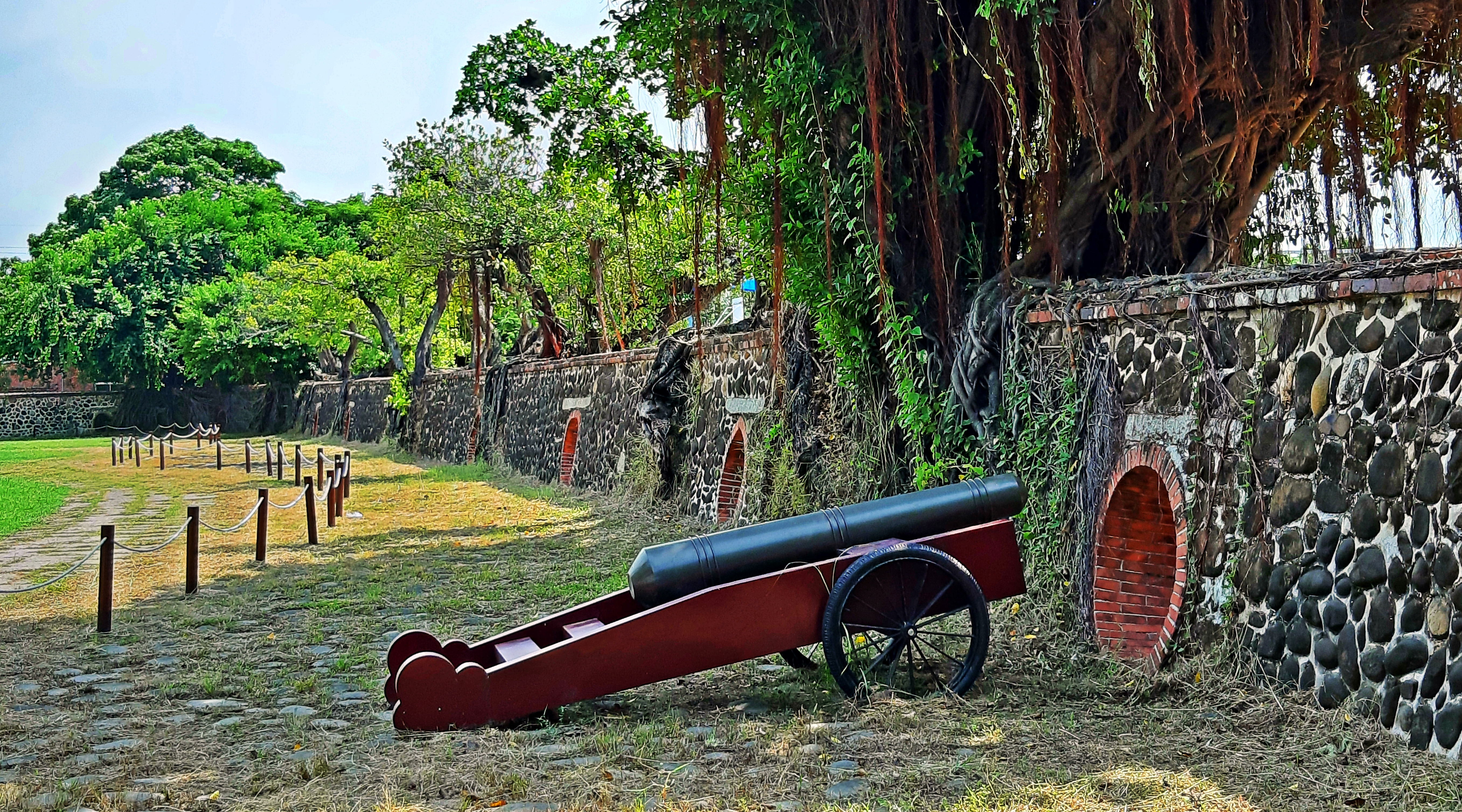
四草砲臺（1841年）
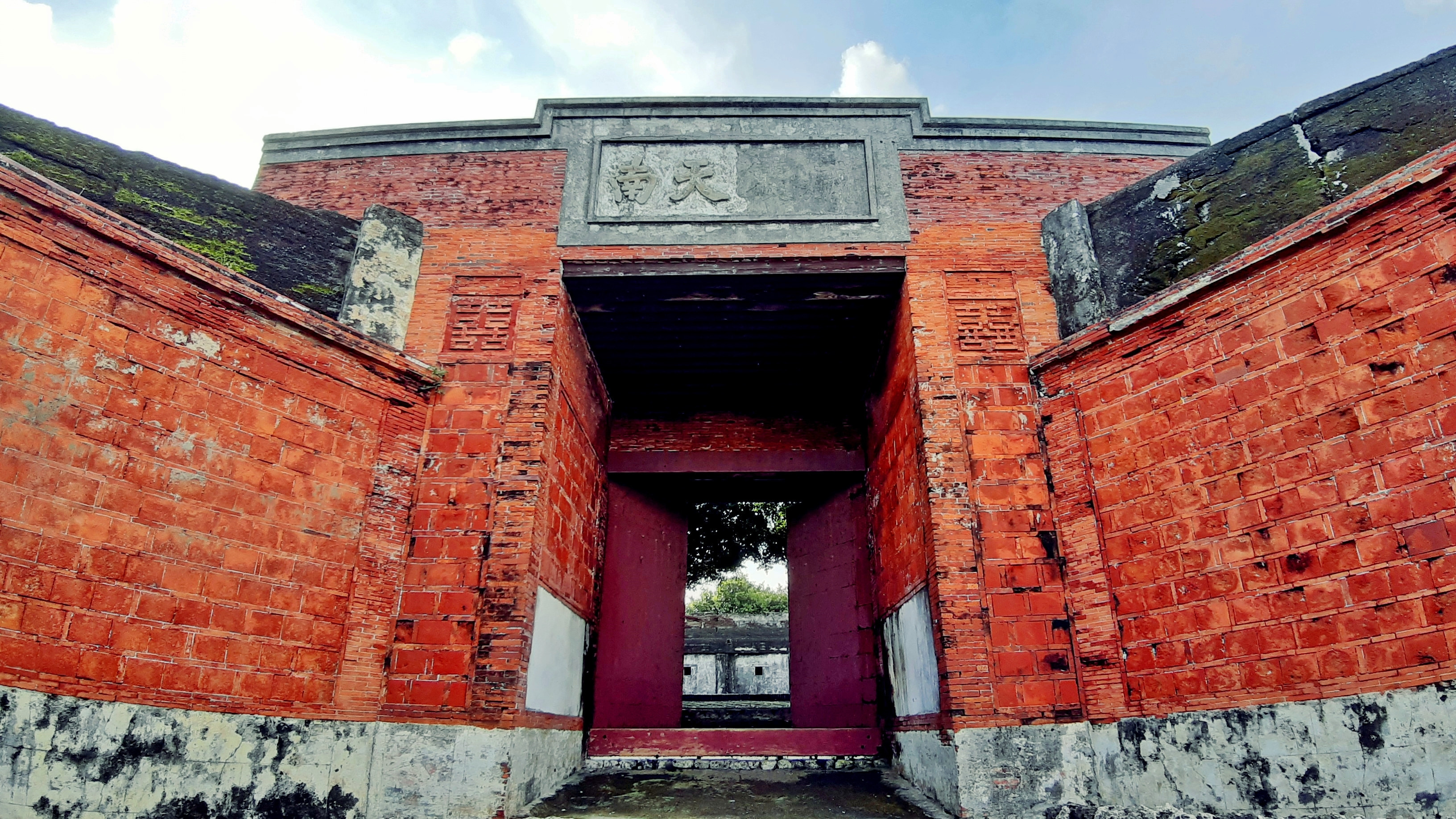
旗後礮臺（1875年）
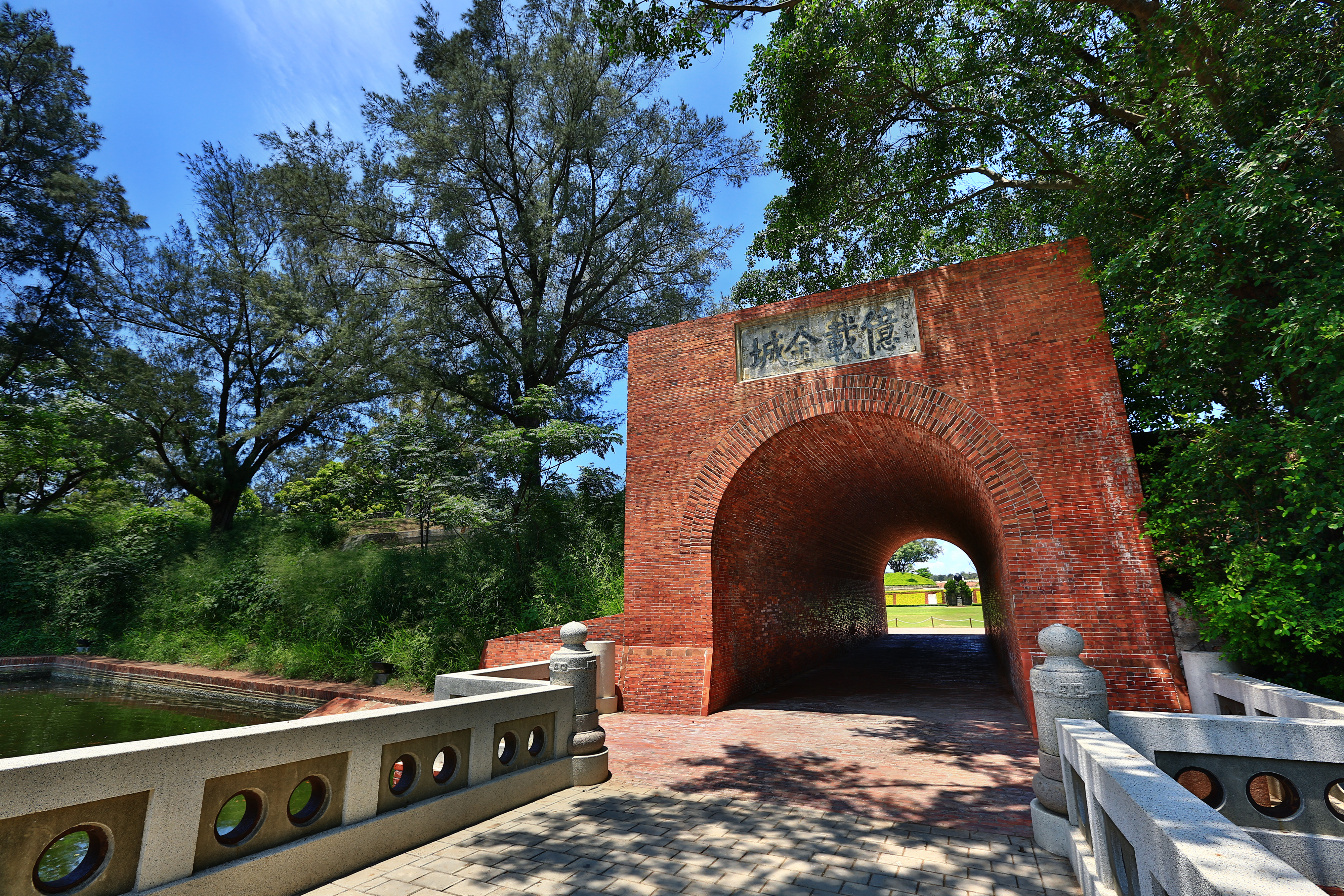
二鯤鯓砲臺（1876年，帛爾陀與魯富設計）
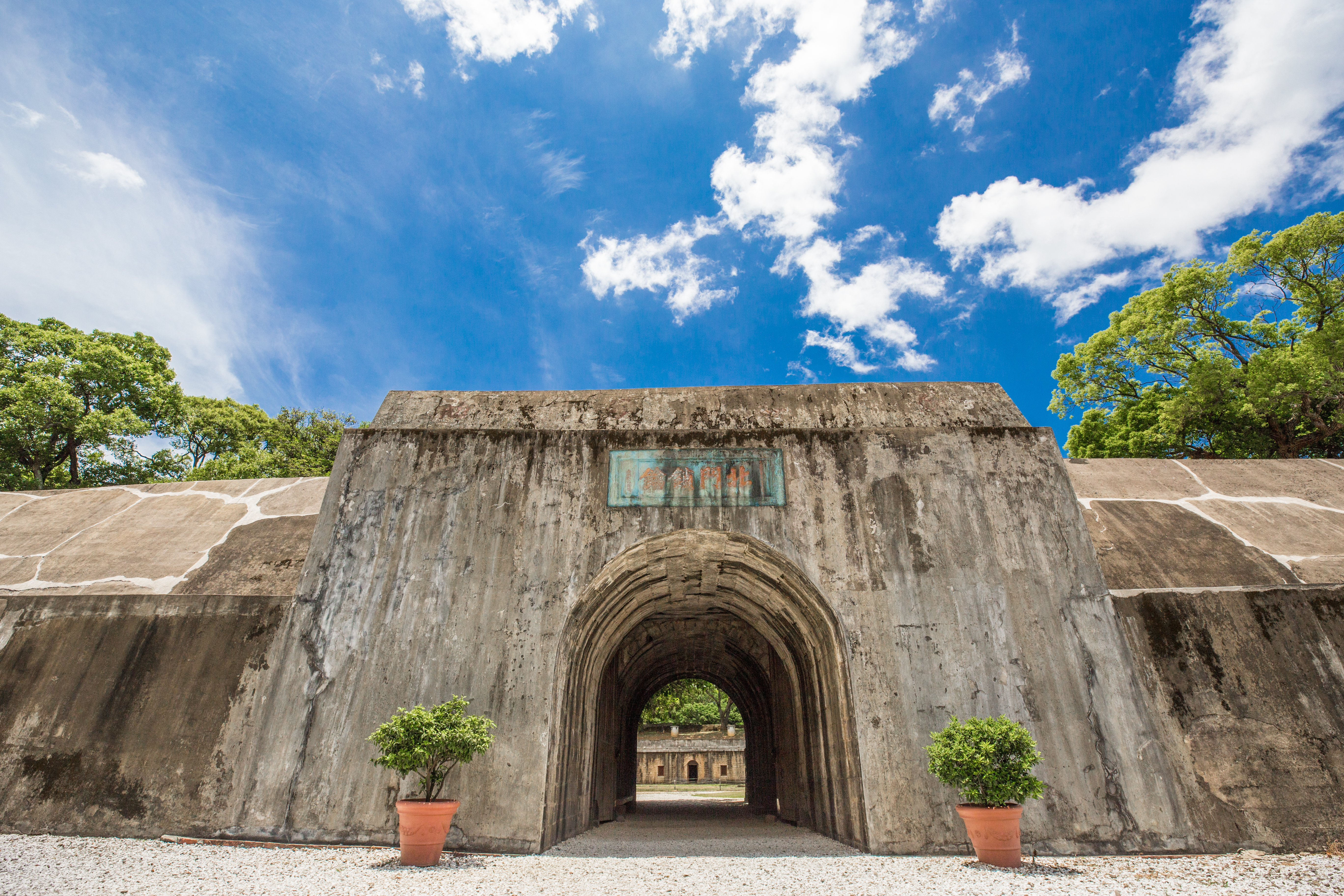
滬尾礮臺（1886年，鮑恩士設計）
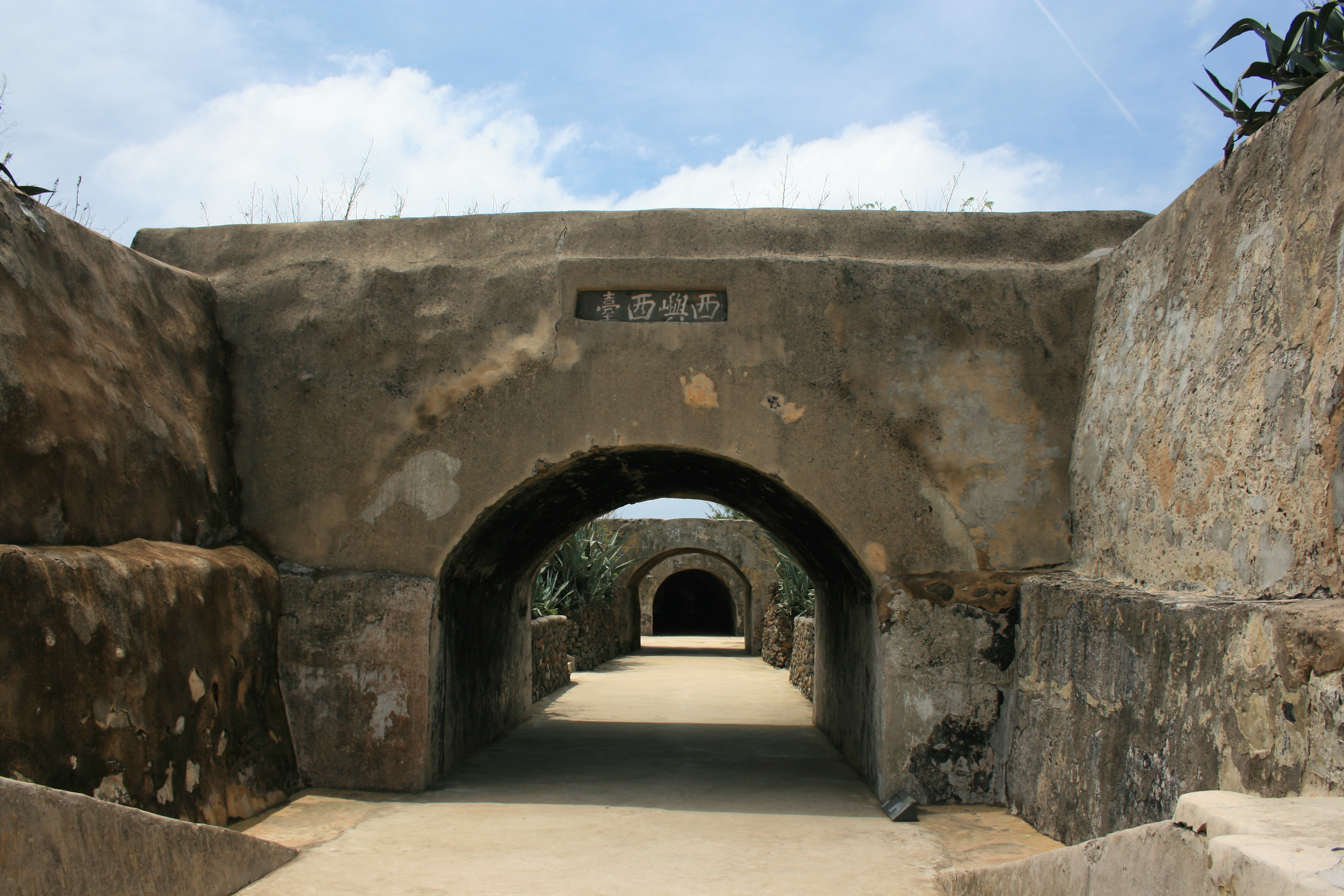
西嶼西臺（1889年，鮑恩士設計）

### 傳統漢人民居
漢人移居臺灣後，運用在地材料與技術的鄉土建築
- 竹管仔厝（臺灣話：tik-kóng-á-tshù）、柱仔腳厝[47]，為最原始的家屋型態之ㄧ。
- 土角厝（臺灣話：thôo-kak-tshù/塗墼厝），為初始民居型態之一。又稱「草厝」或「草寮」。
- 紅磚仔厝（臺灣話：âng-tsng-á-tshù）使用紅磚建造成的民宅、府邸。
- 澎湖硓𥑮石厝
- 澎湖菜宅
- 馬崗石頭厝
- 北台灣唭哩岸石建築[48]
- 客家竹草建築與「藔」建築[49]
- 古亭畚（穀亭畚）[50]
- 探更寮（桶間寮）[51]
- 竹篙厝（傳統街屋）

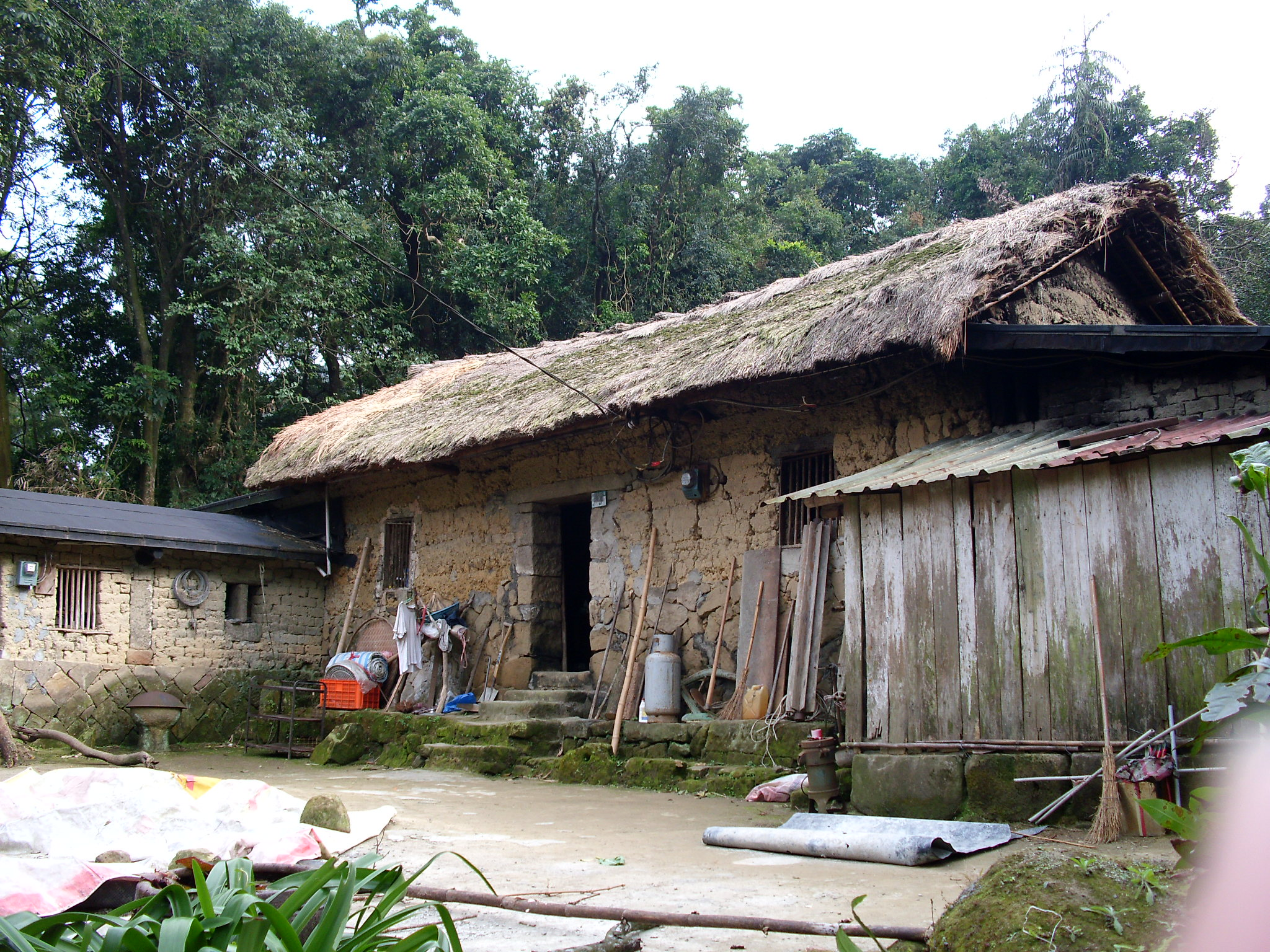
傳統土角厝樣式，北台灣
漢化的凱達格蘭族圭武卒社土墼草厝
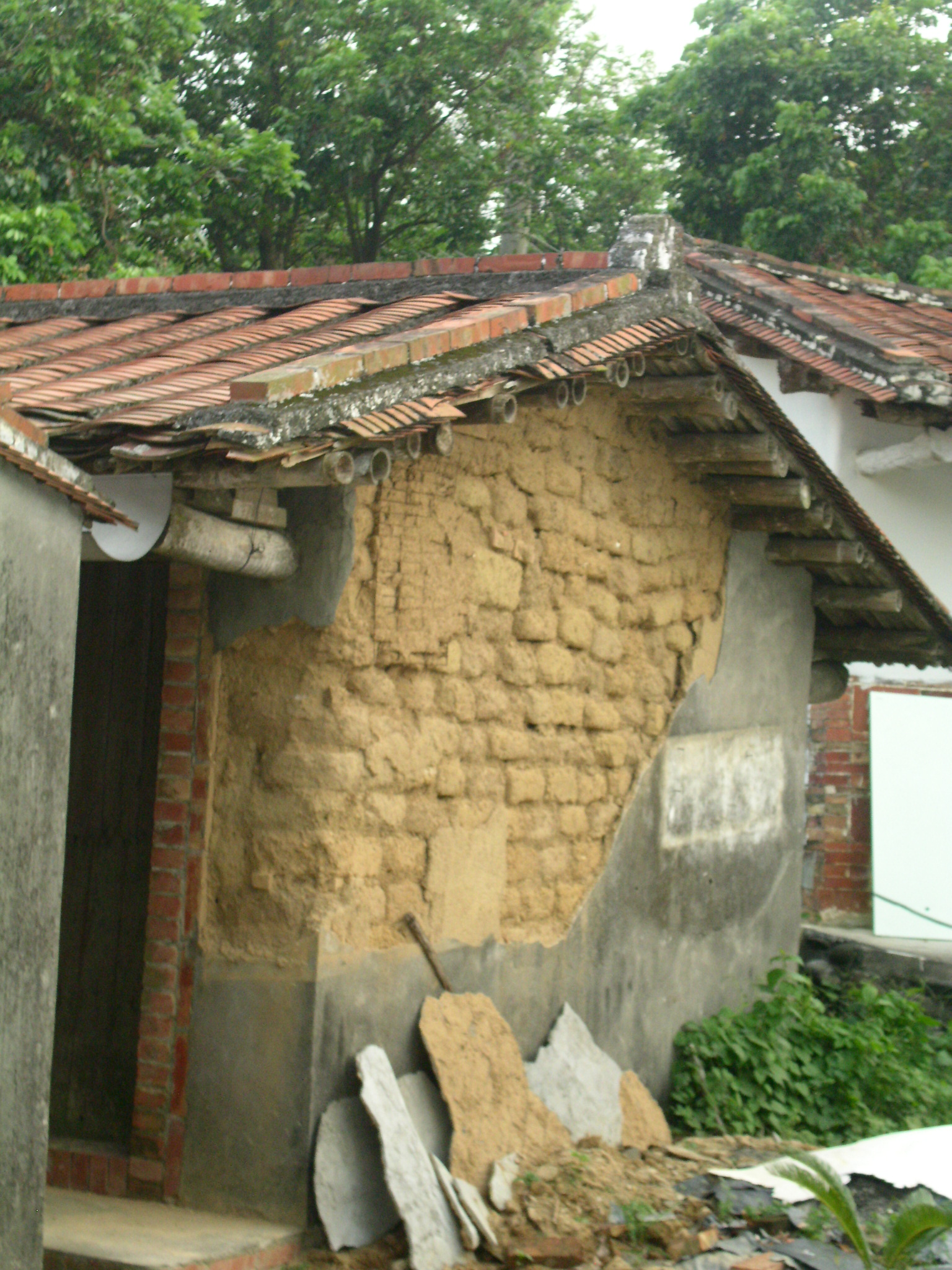
土角厝
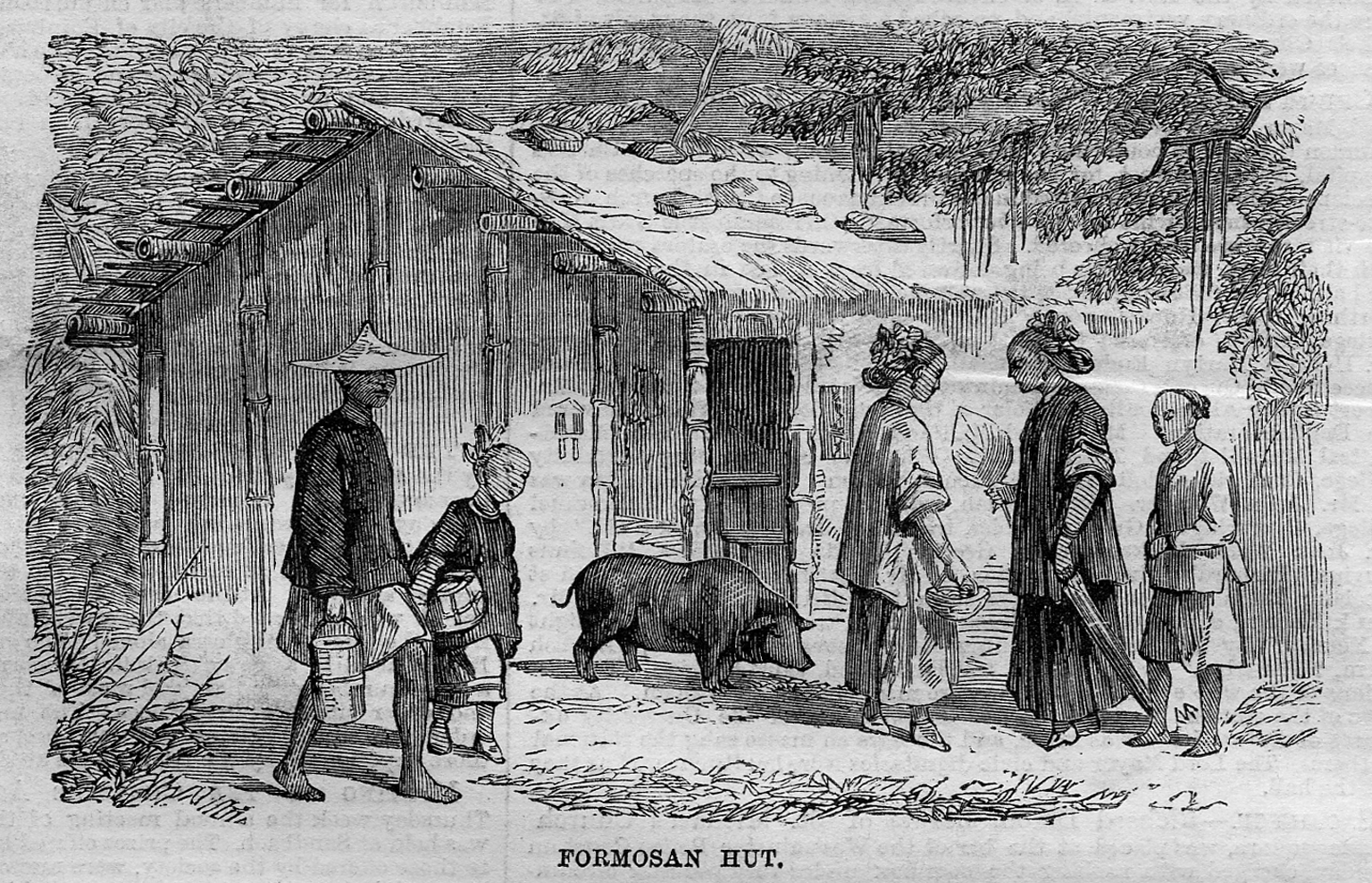
19世紀所描繪的竹管茅草屋
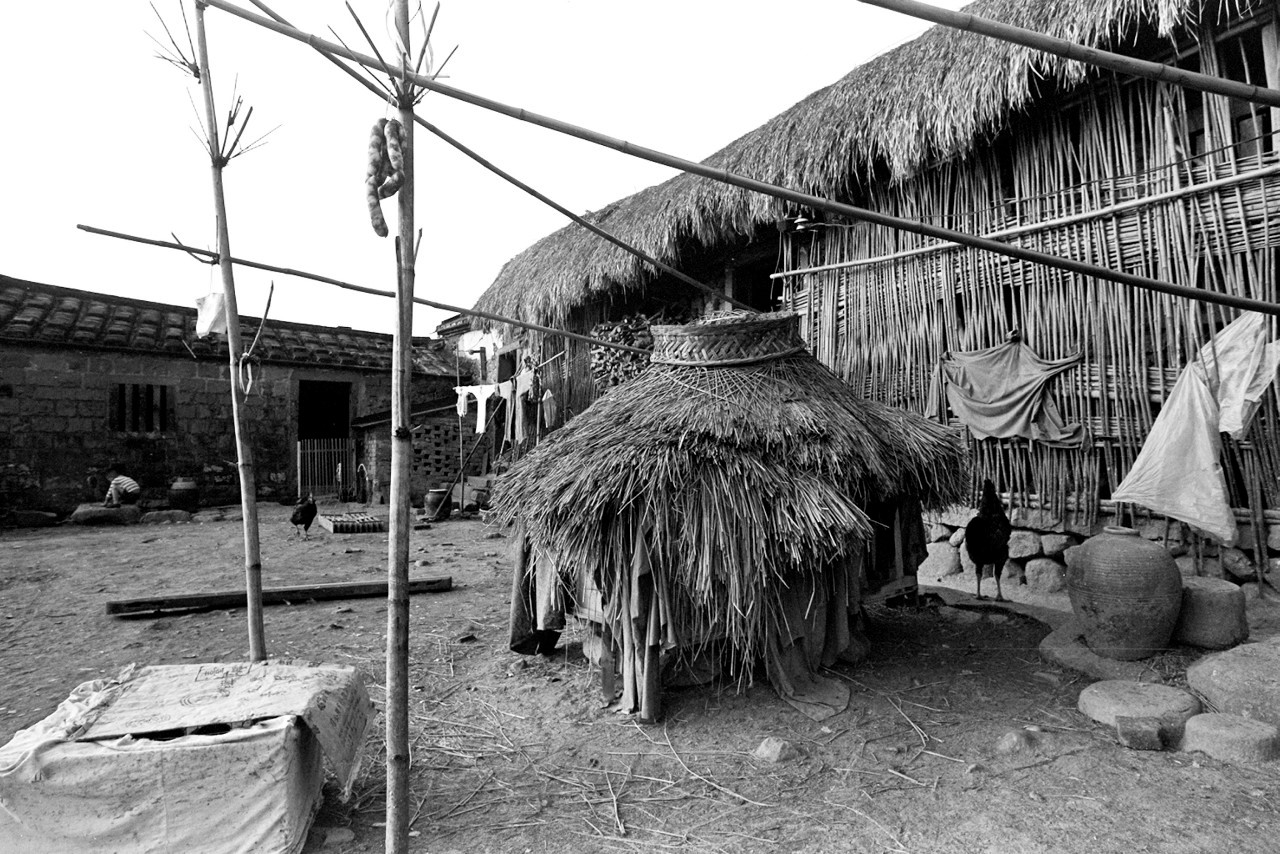
淡水的茅屋
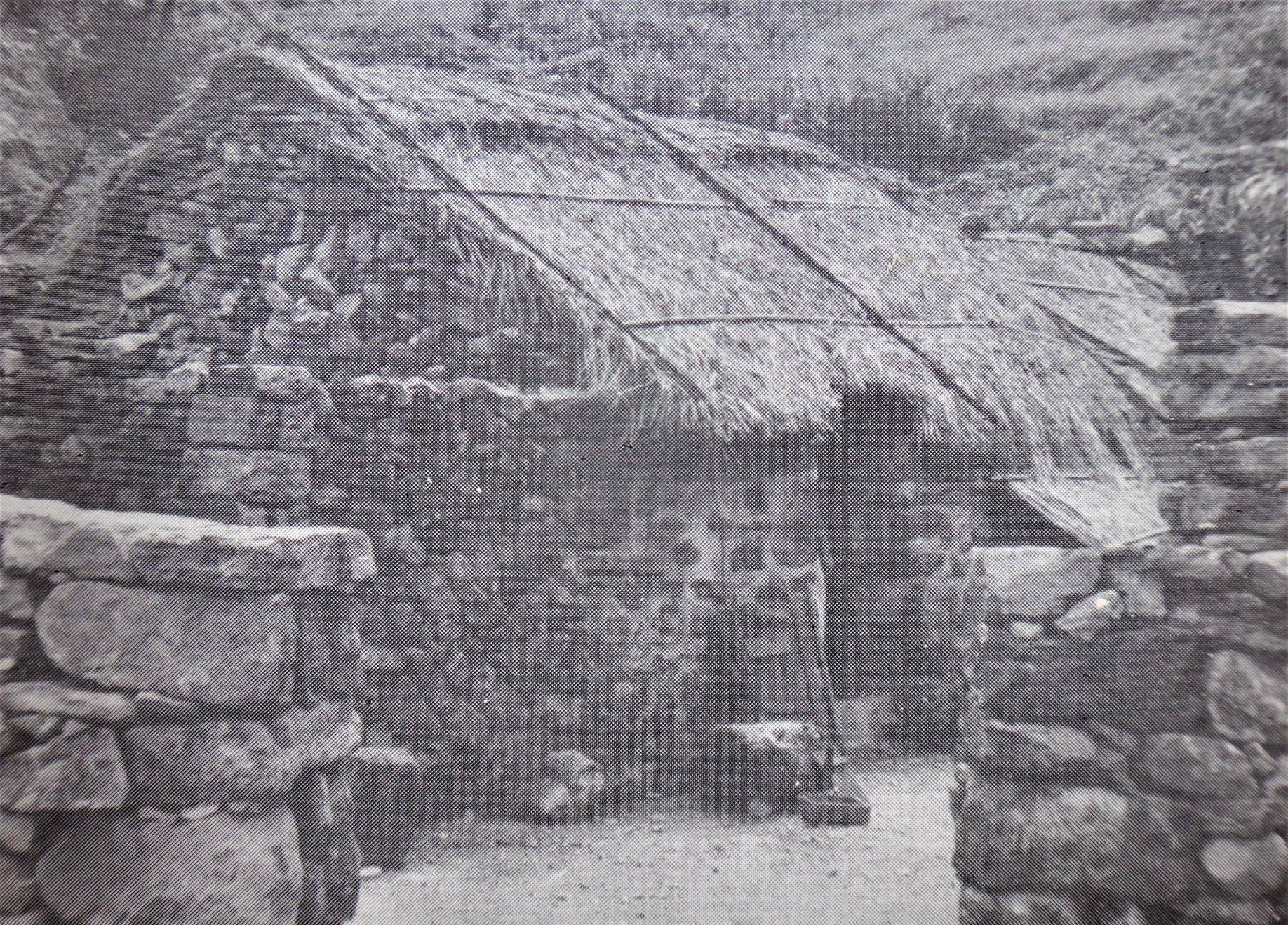
金瓜石附近的茅草屋頂石屋
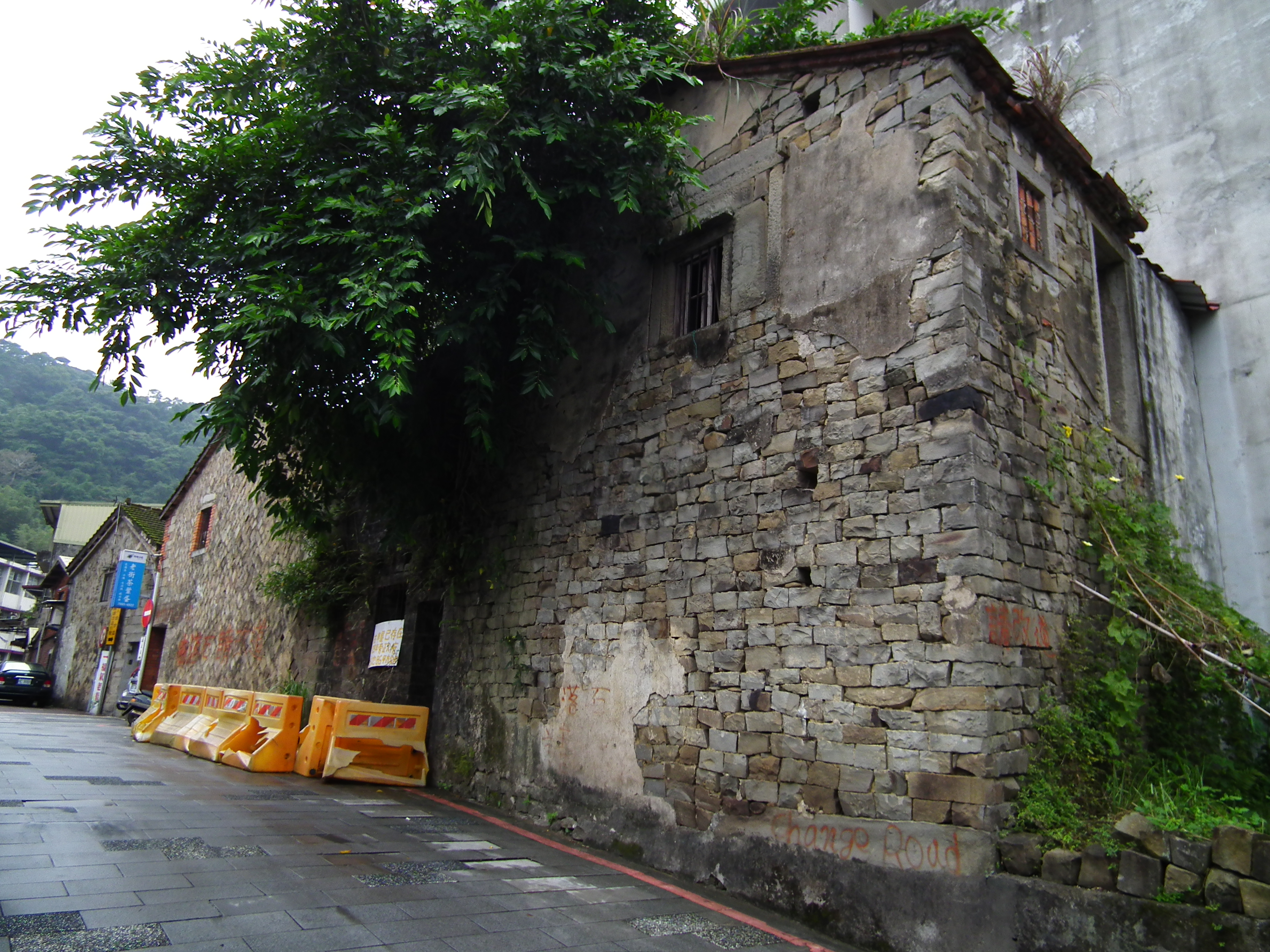
坪林的石造建築
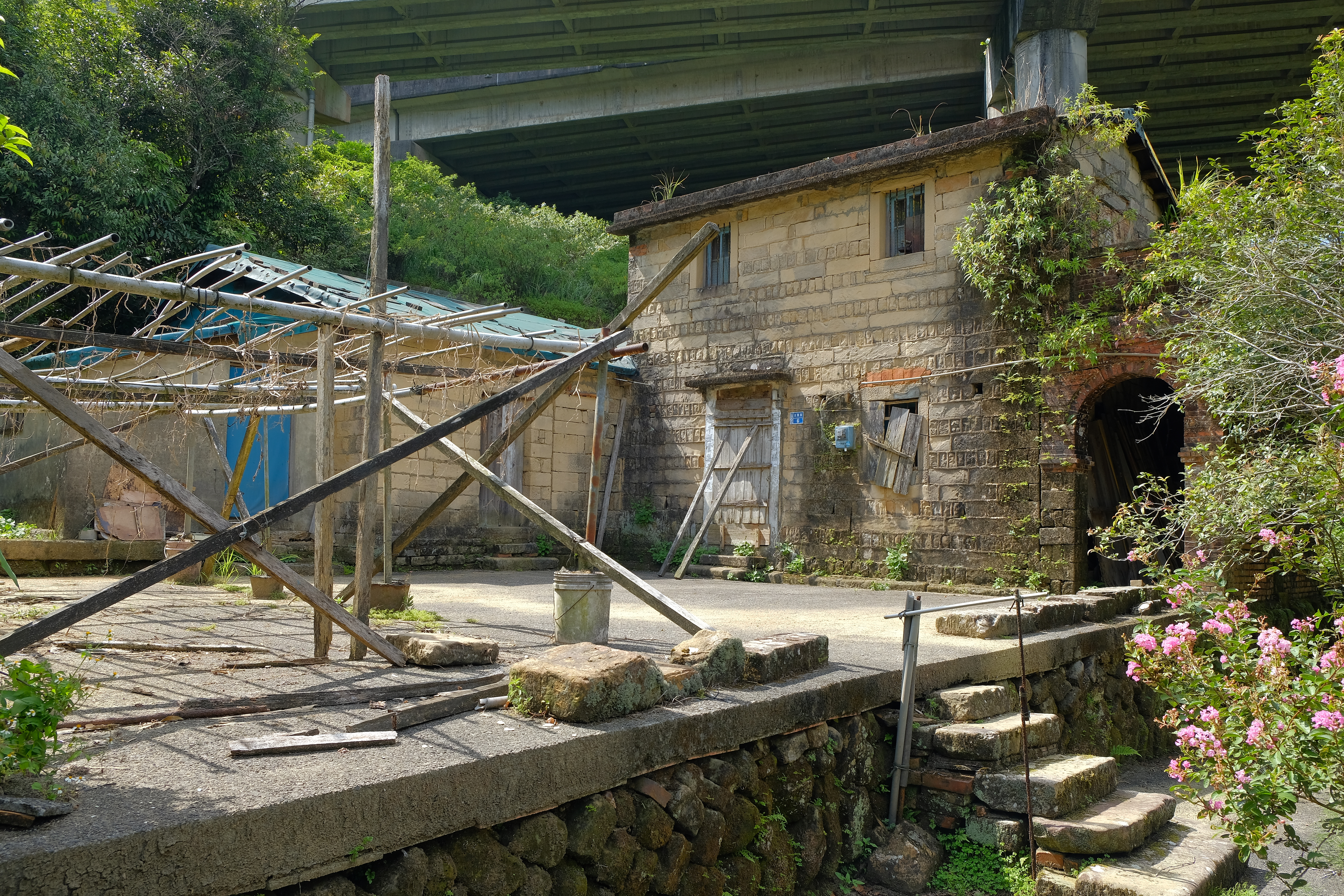
瑪陵坑石頭厝
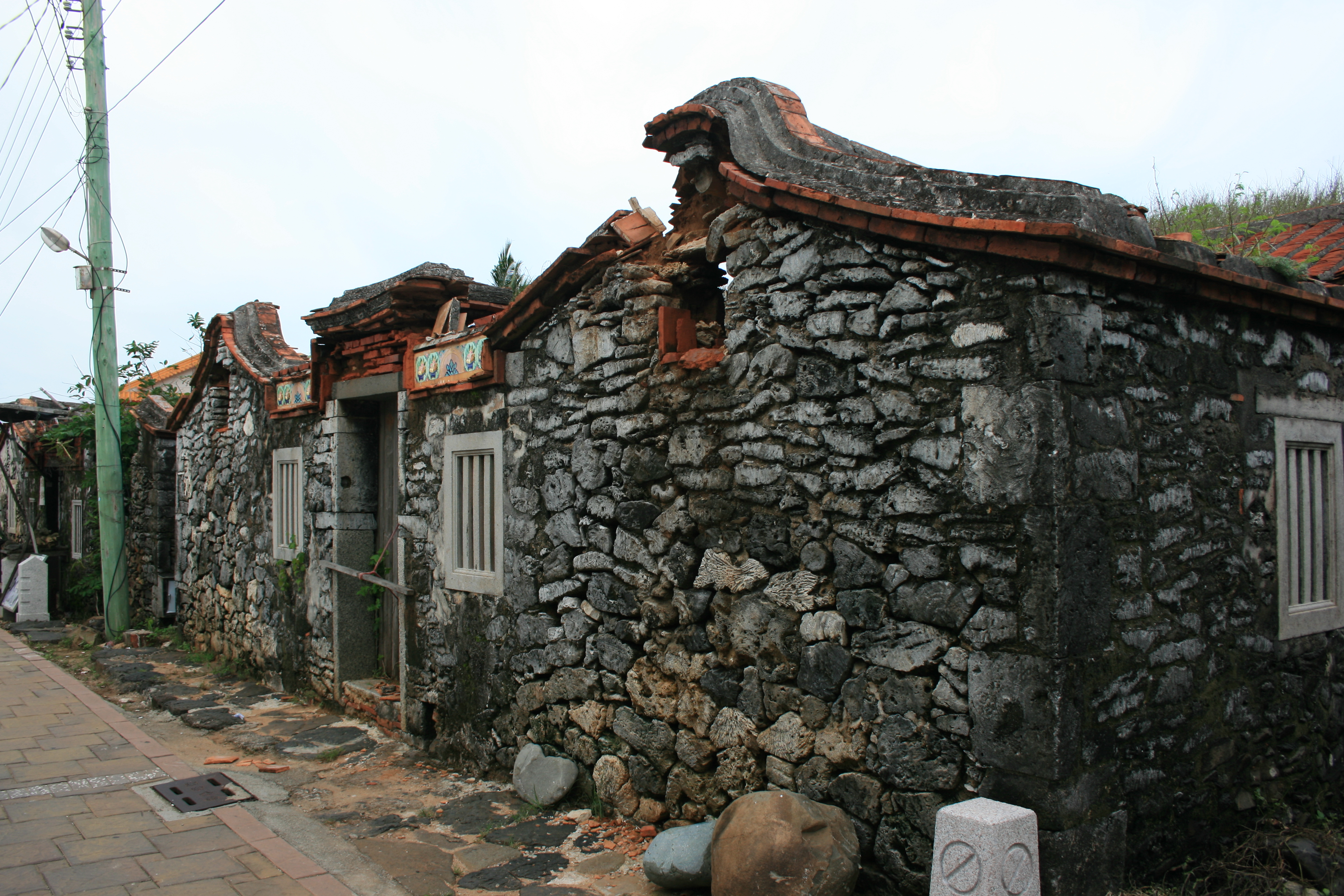
澎湖花宅的硓𥑮石厝
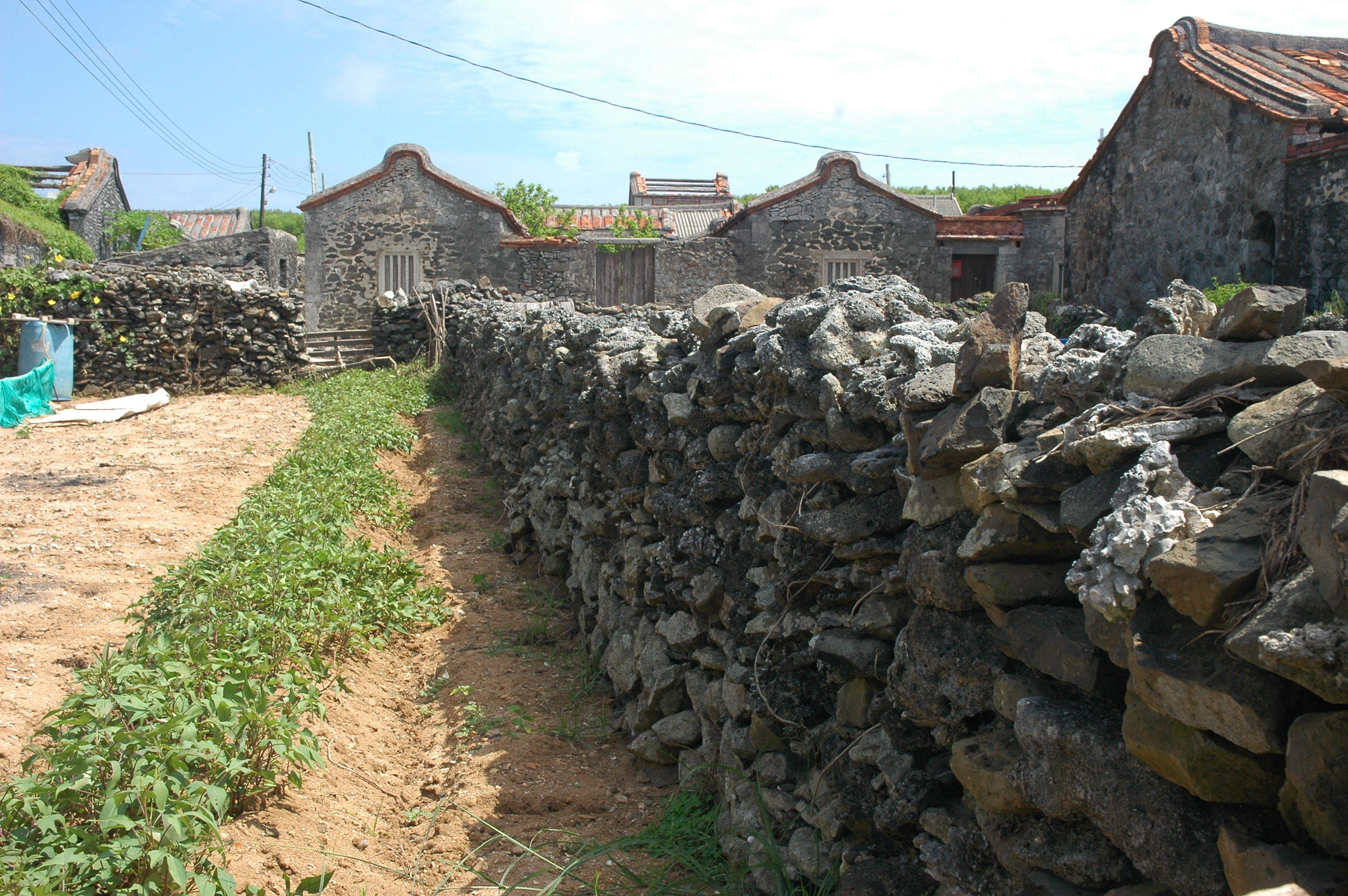
澎湖的菜宅
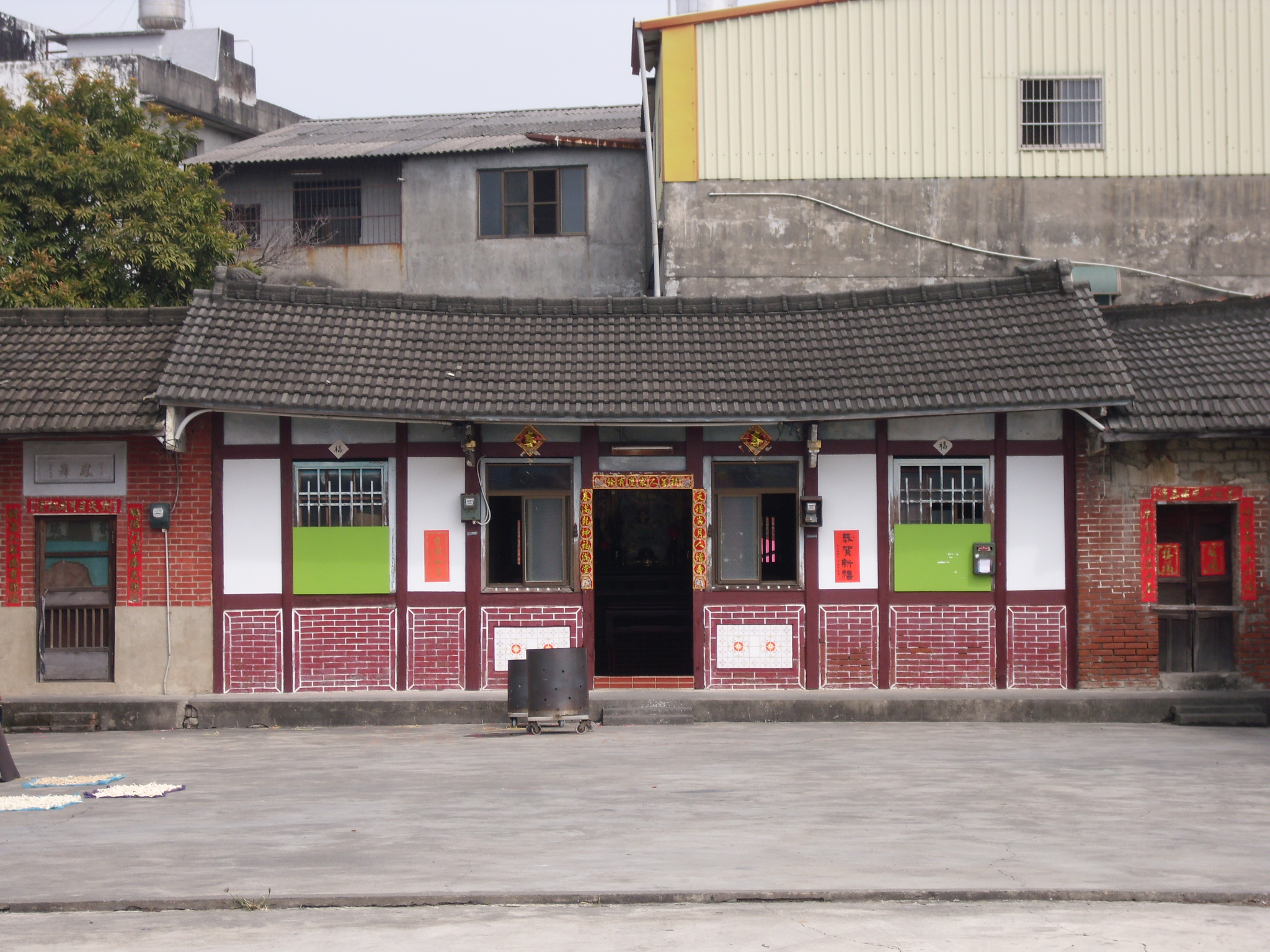
彰化大村北勢仔的三合院，不同時期的編竹夾泥牆、塗墼、紅磚。
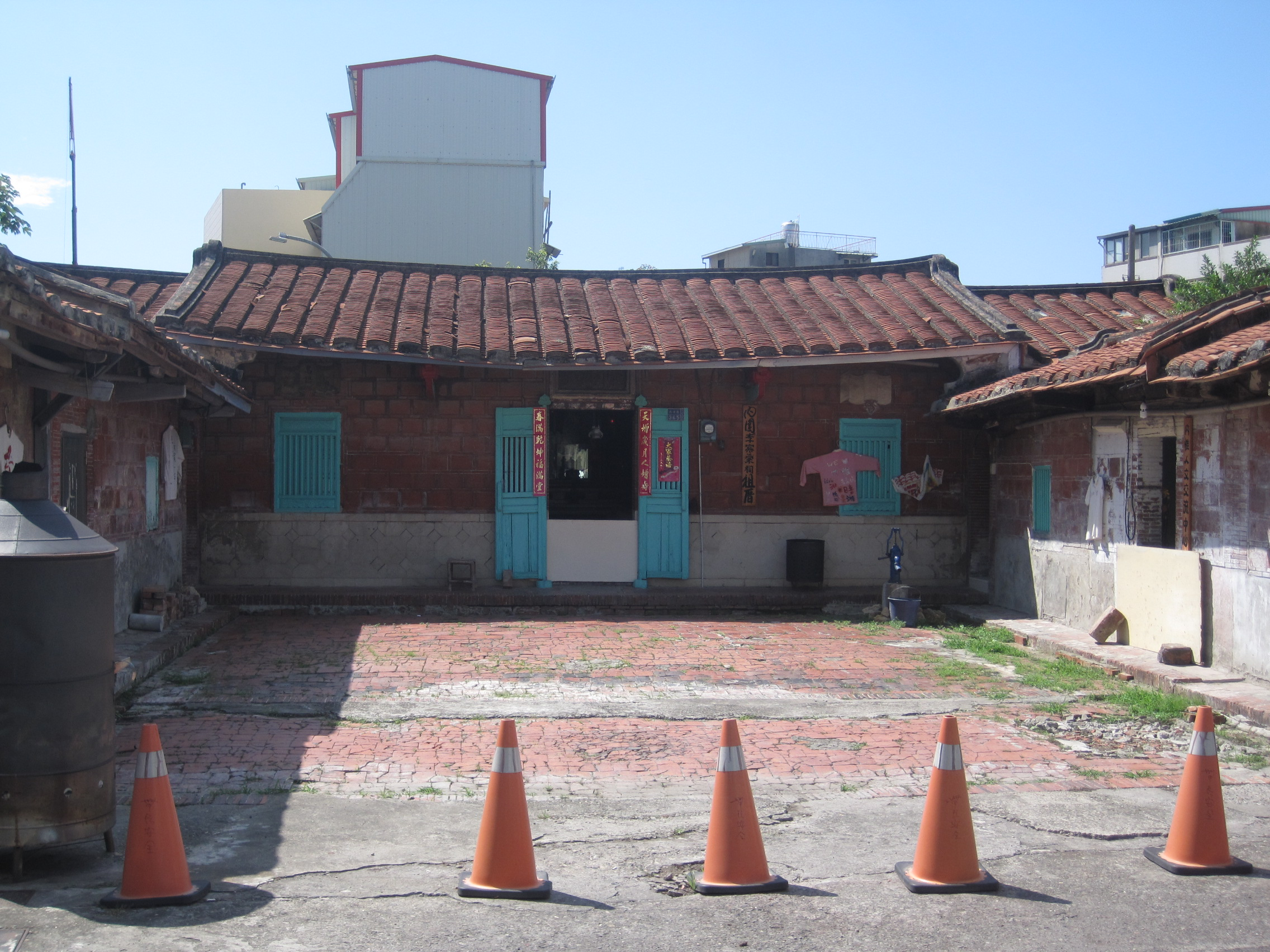
高雄內惟李氏祖厝
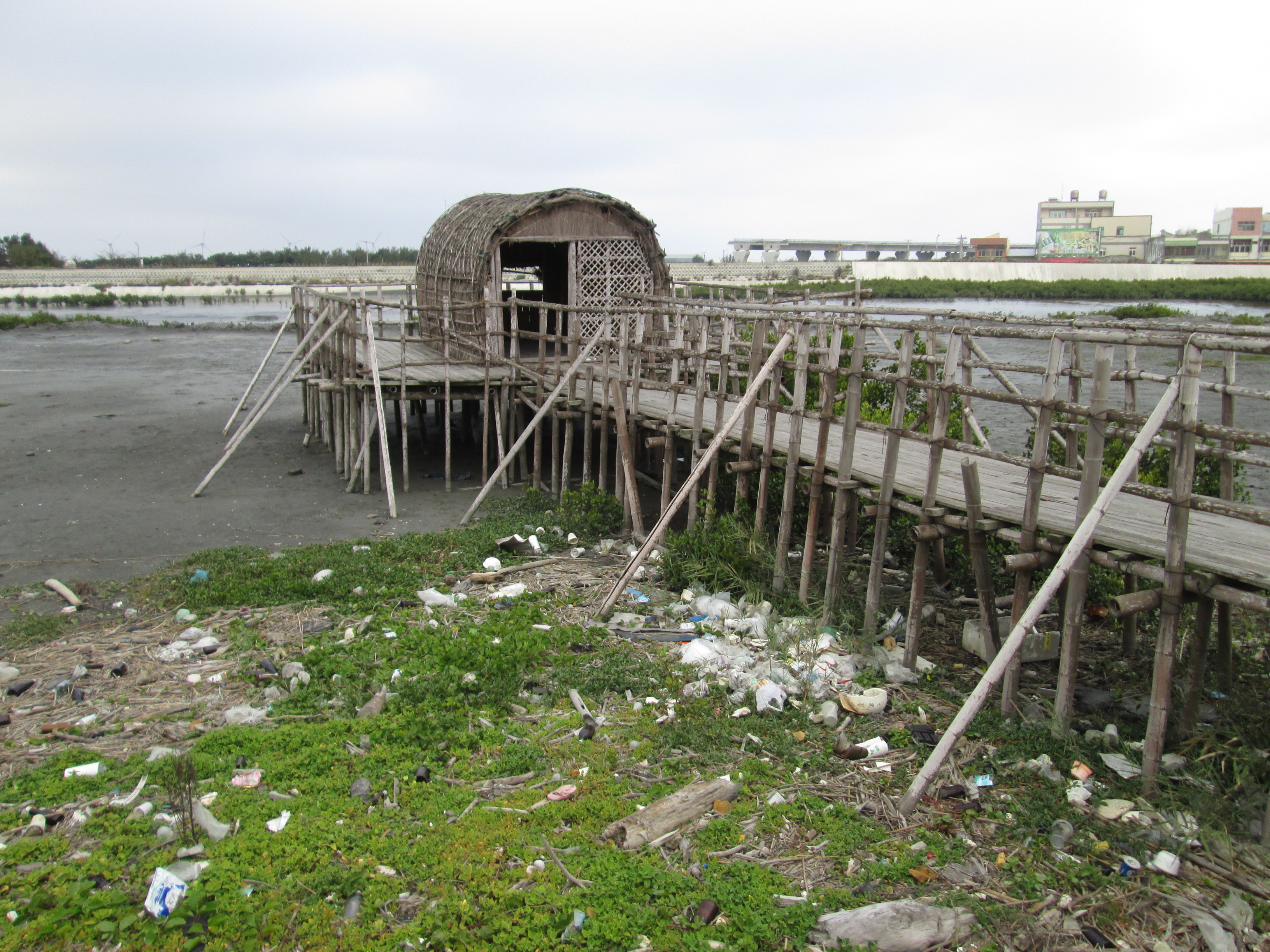
探更寮（桶間寮）

## 日治時期（1896-1945）

### 西洋歷史式樣建築
以西洋建築史曾經出現之式樣為藍本作為表現的復古主義建築。
- 臺北水道水源地唧筒室（1908）
- 臺北城市區改正計畫建築群 [53]
- 第二代總督官邸（1913），新巴洛克 [27]
- 台灣總督府（1919），新文藝復興
- 總督府博物館（1915），新古典
- 台北州廳（1915），新文藝復興 [27]
- 台南州廳（1915），新文藝復興 [54]
- 專賣局（1922），新文藝復興
- 臺北帝國大學圖書館（1930），仿羅馬
- 玫瑰聖母聖殿主教座堂（1931），仿歌德及仿羅馬 [55]
- 高雄州廳（1931年），仿羅馬[32]
- 臺北靜修女中校舍，西班牙風格 [56]

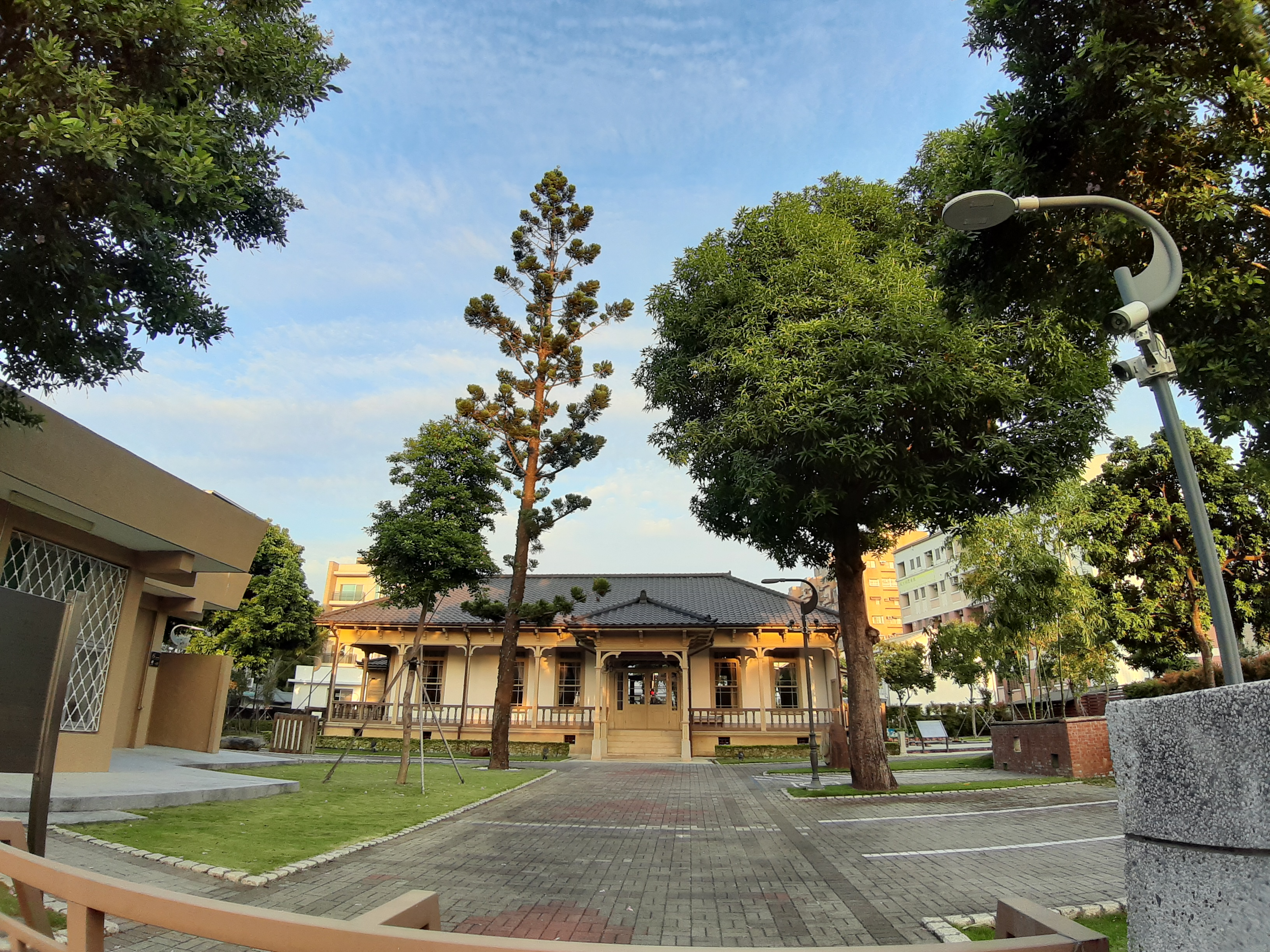
台南廳長官邸
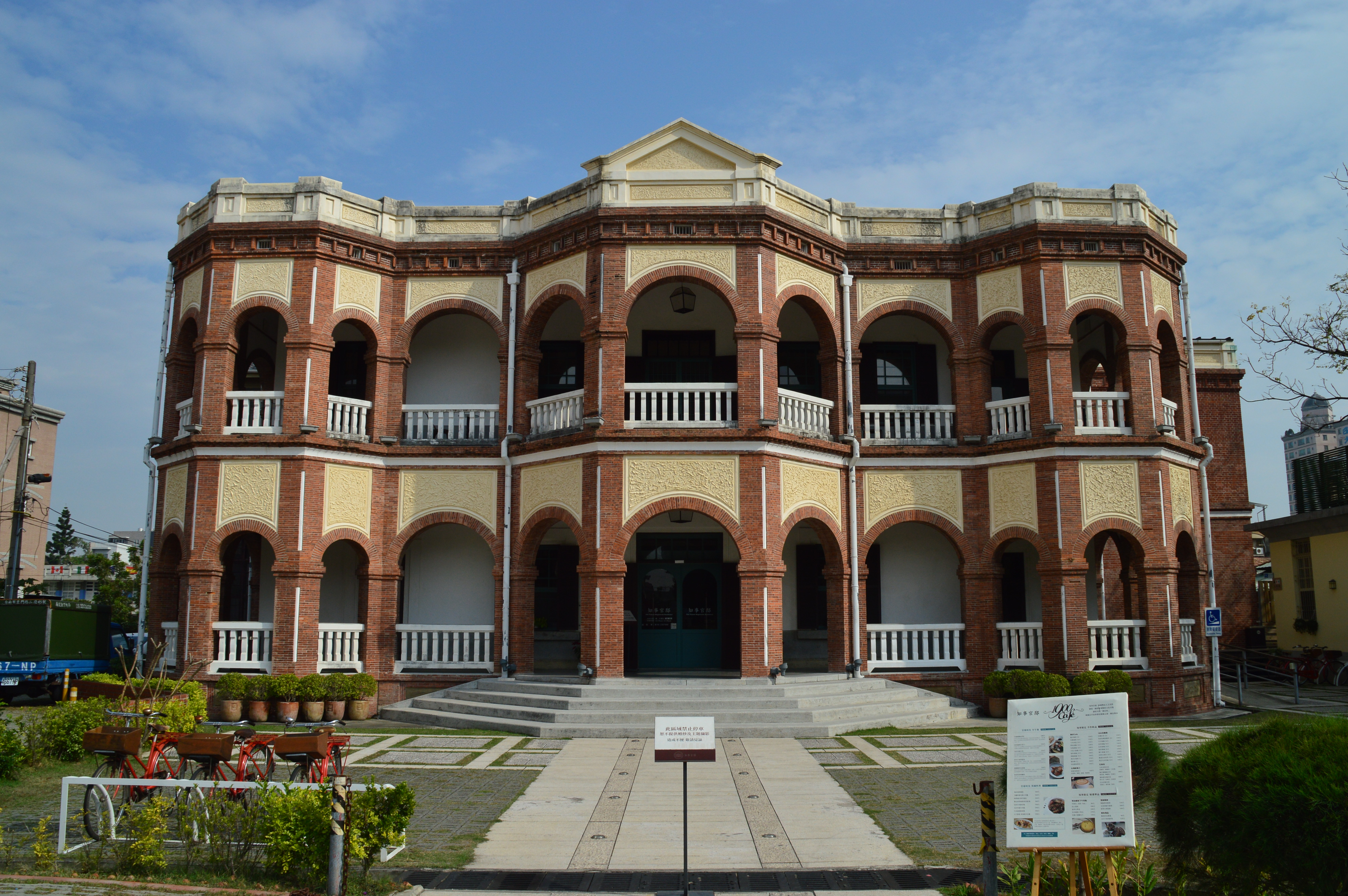
台南州知事官邸（1901年，明田藤吉設計）
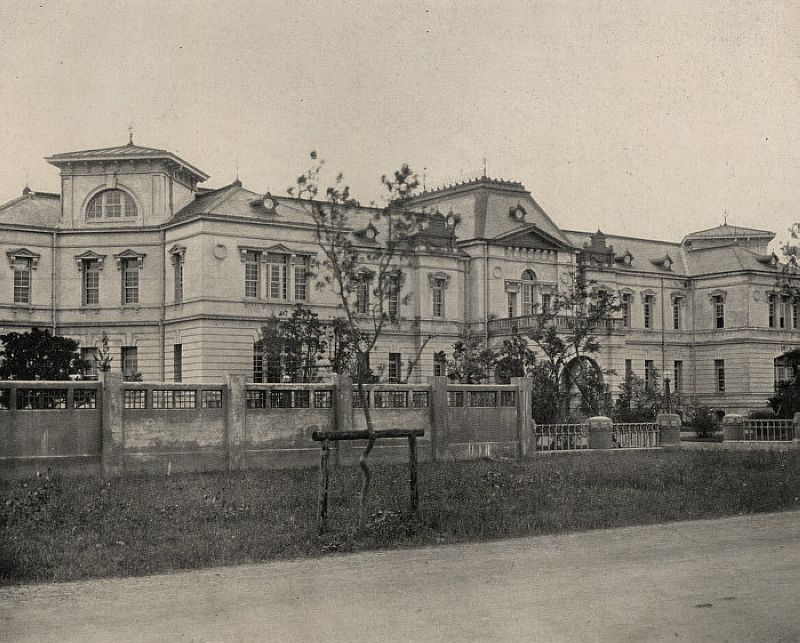
臺灣總督府中央研究所（1909年，小野木孝治設計）
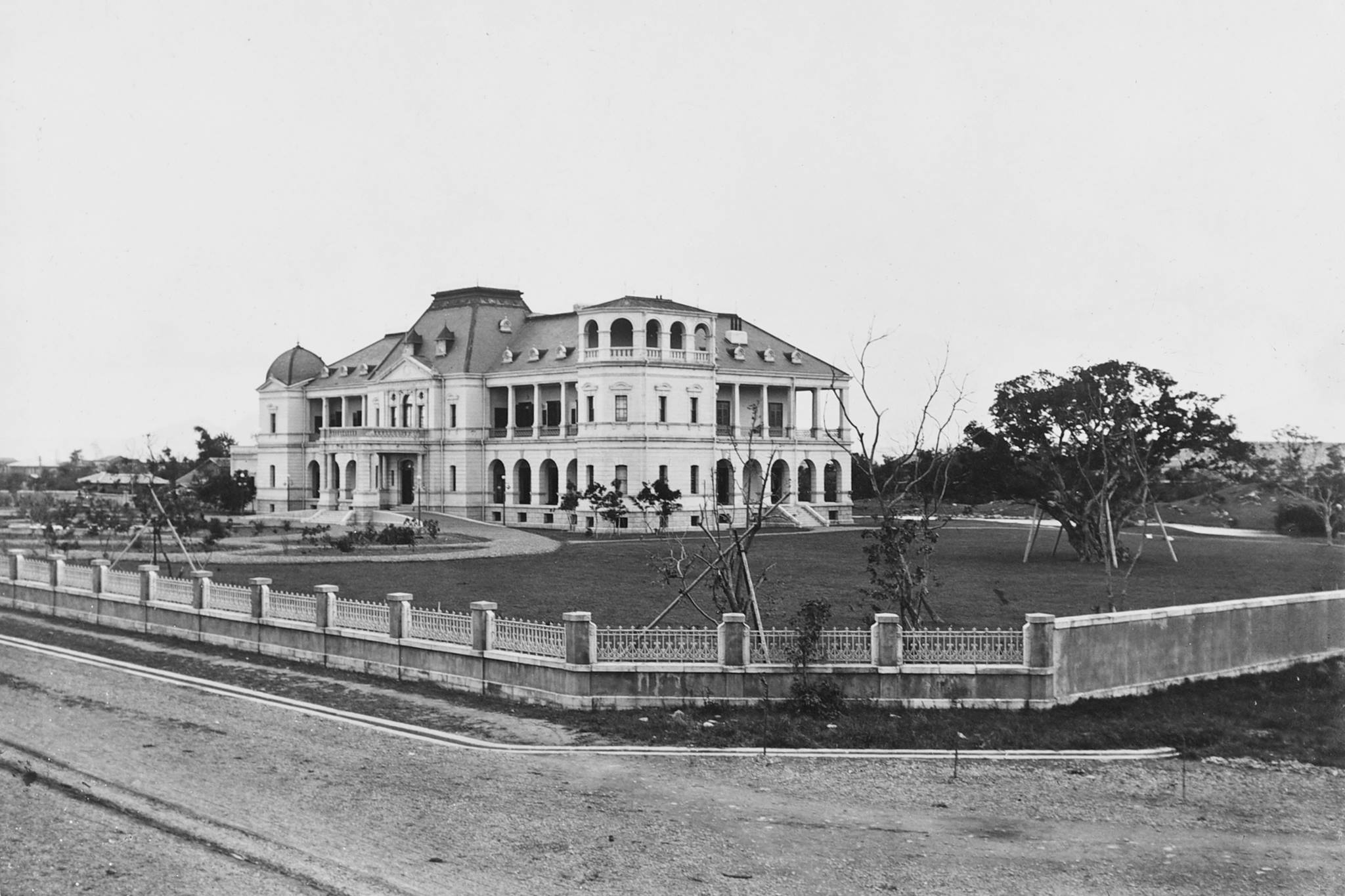
第一代總督官邸（1901年，福田東吾與野村一郎設計）
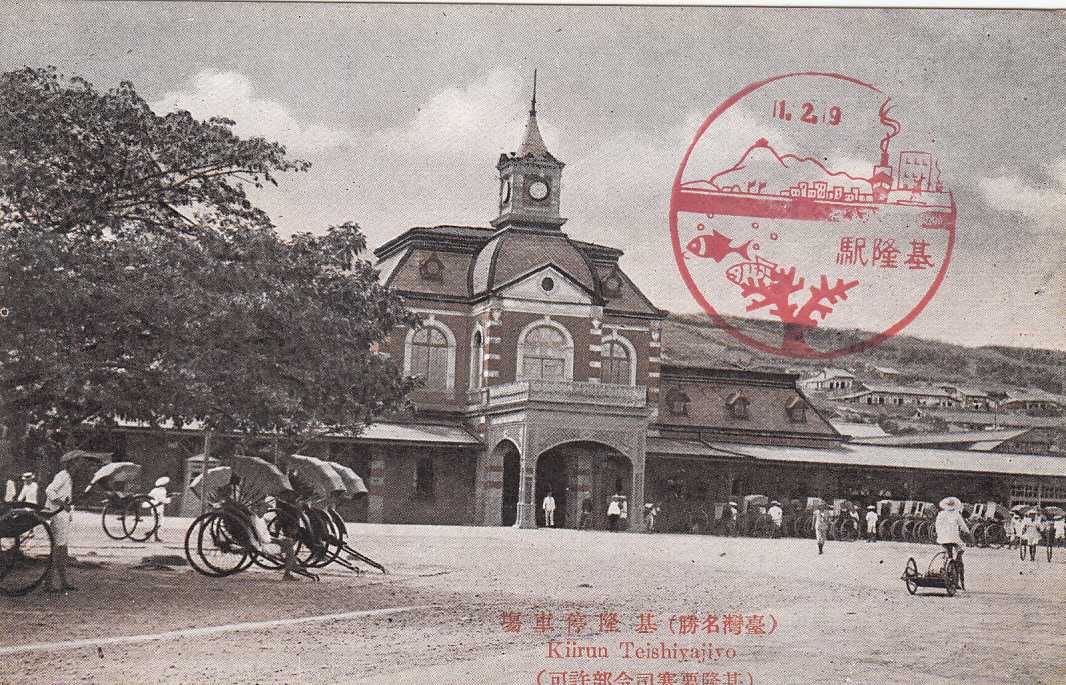
基隆車站（1908年，松崎萬長設計）
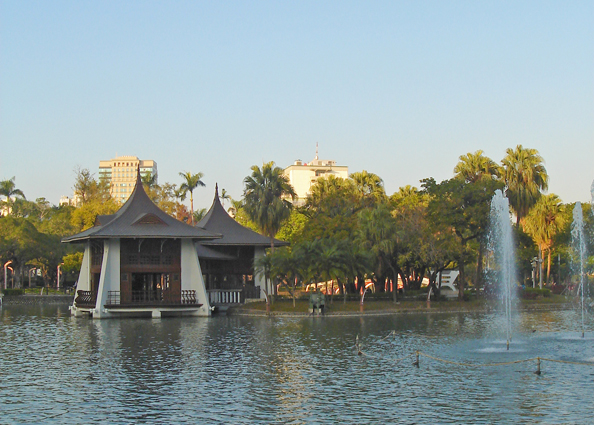
台中公園湖心亭（1908年）
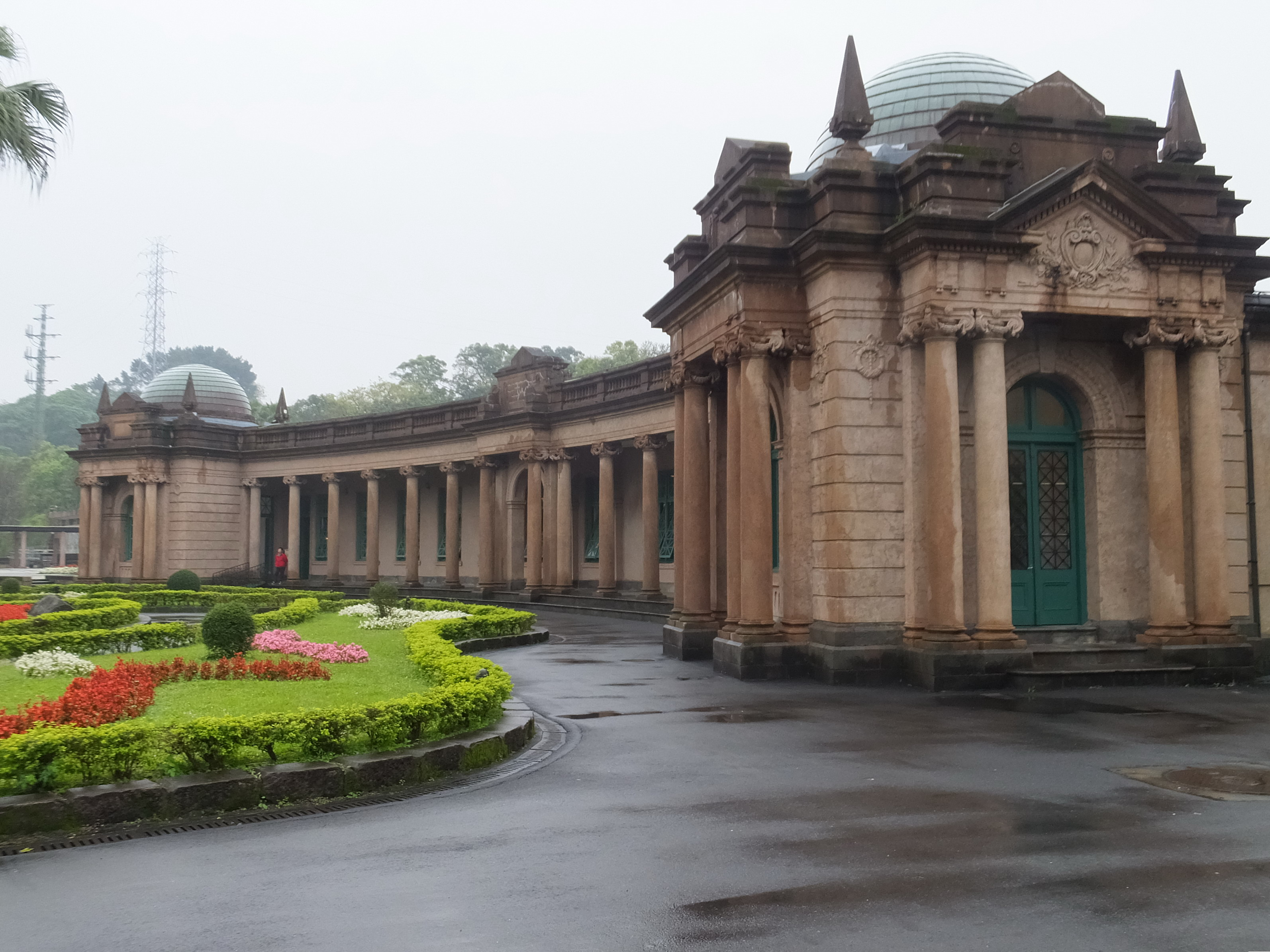
臺北水道唧筒室（1908年）
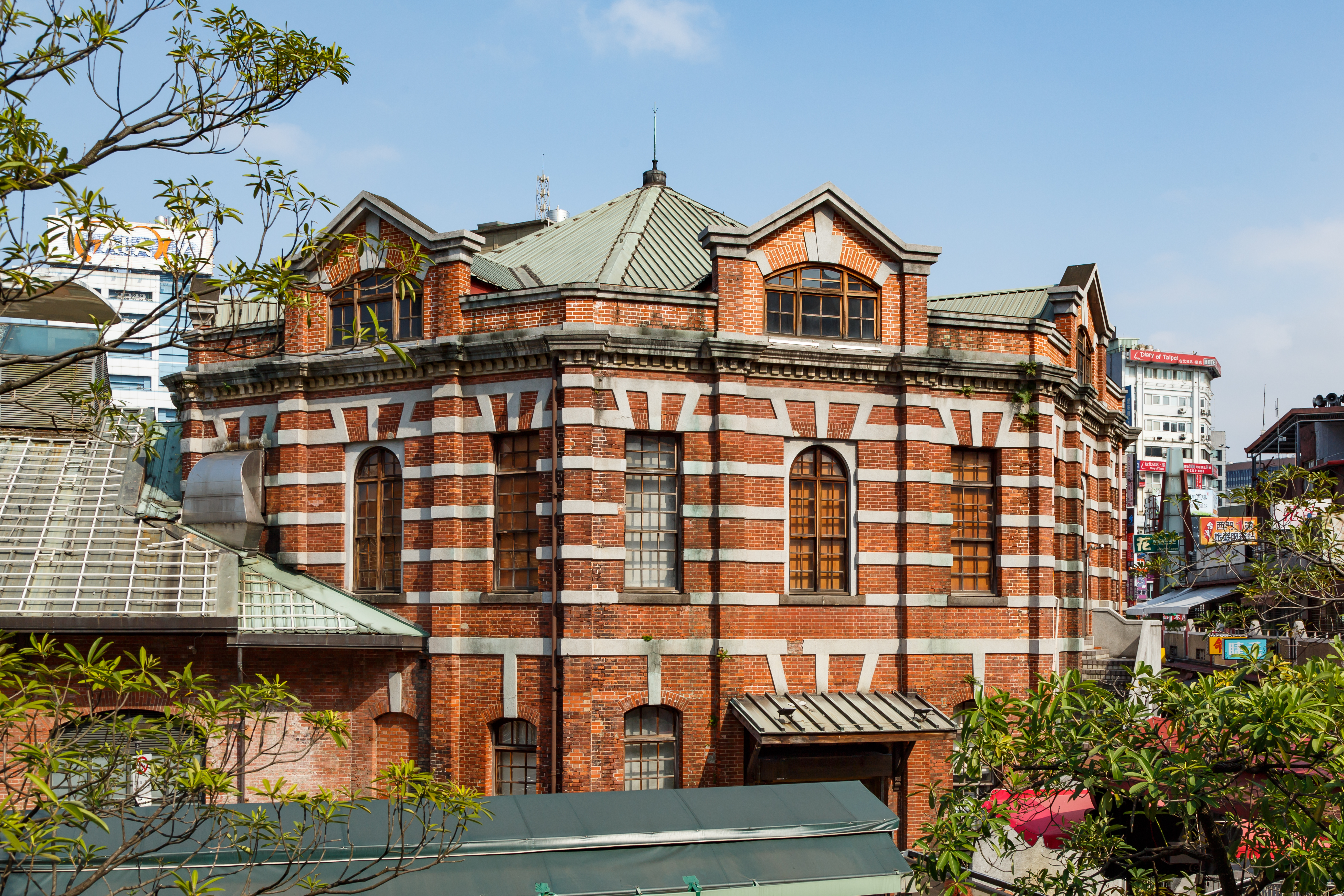
新起街市場（1908年，近藤十郎設計）
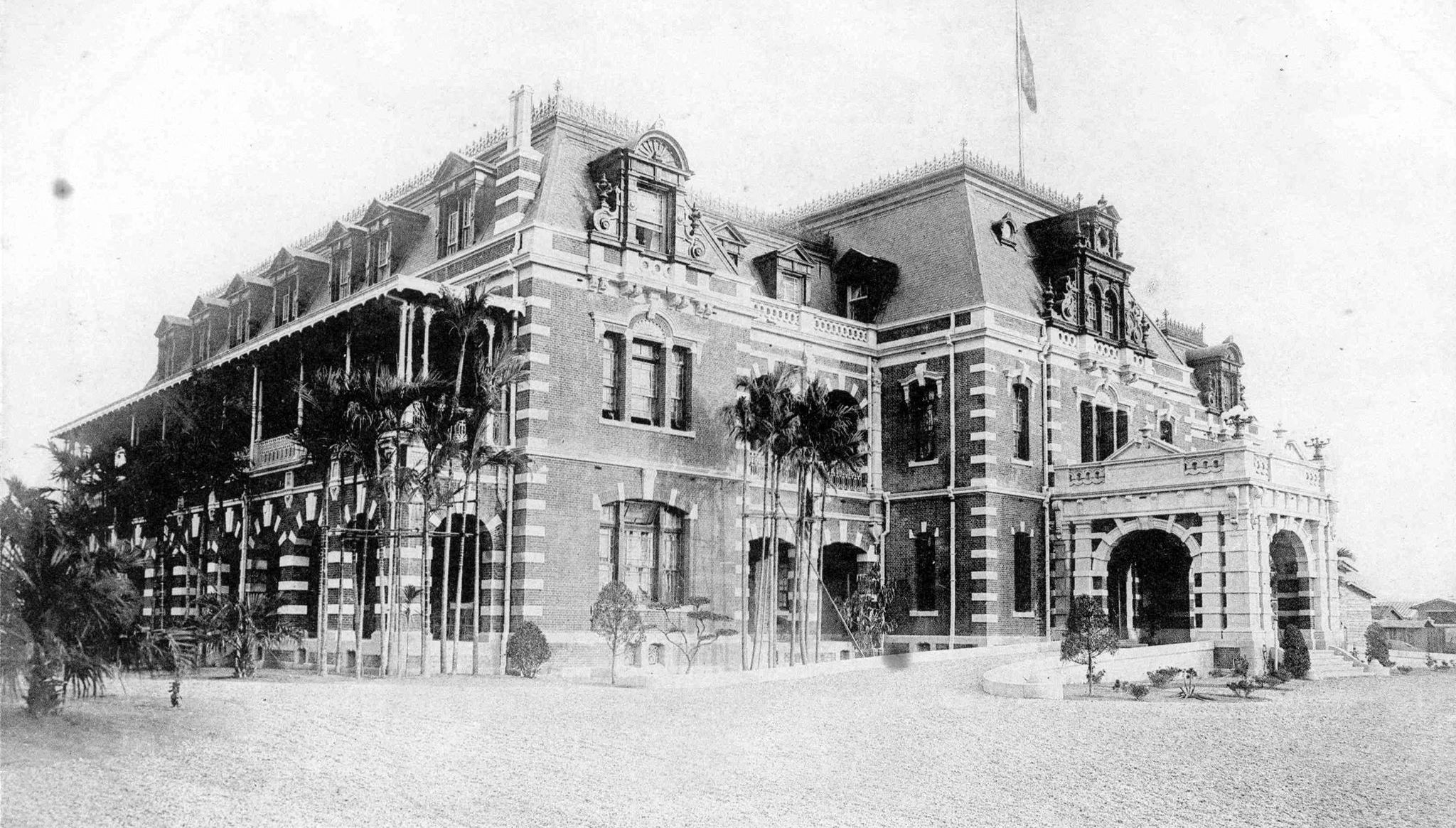
臺灣鐵道飯店（1908年，松崎萬長設計）
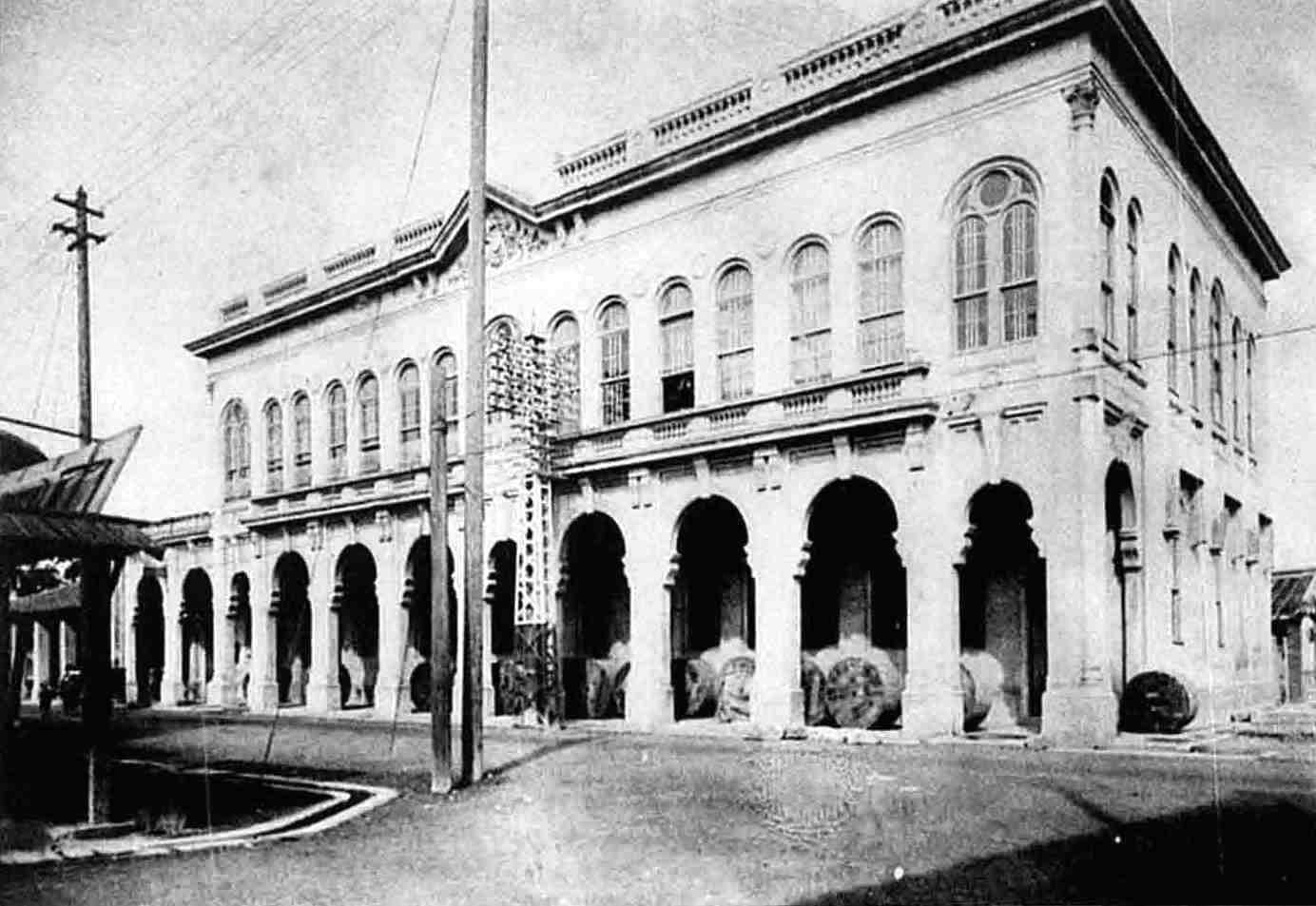
台北電話交換所（1909年，森山松之助設計，十川嘉太郎負責結構計算），台灣第一棟整體以鋼筋混凝土造的建築
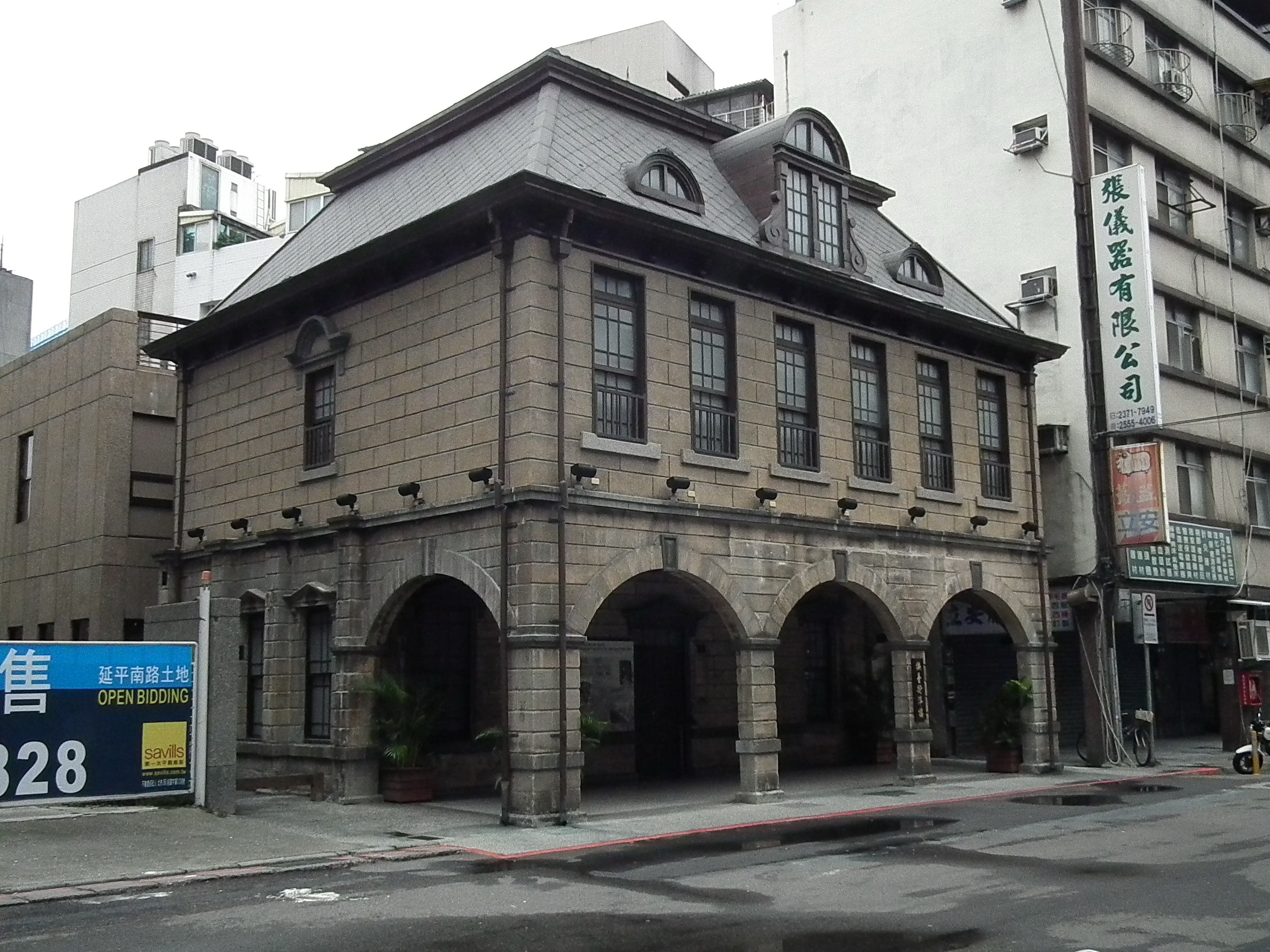
高石組（1910年）
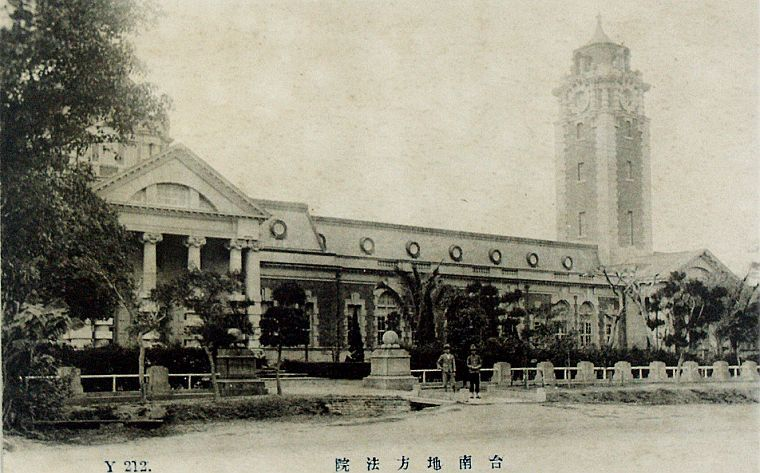
臺南地方法院（1912年，森山松之助設計）
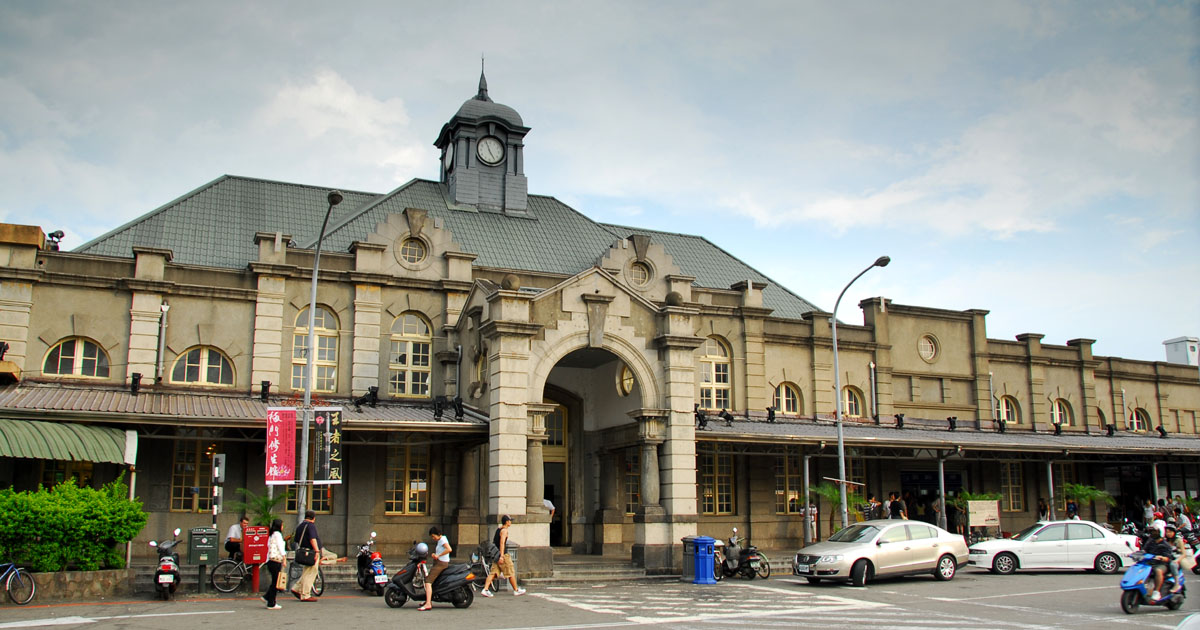
新竹車站（1913年，松崎萬長設計）
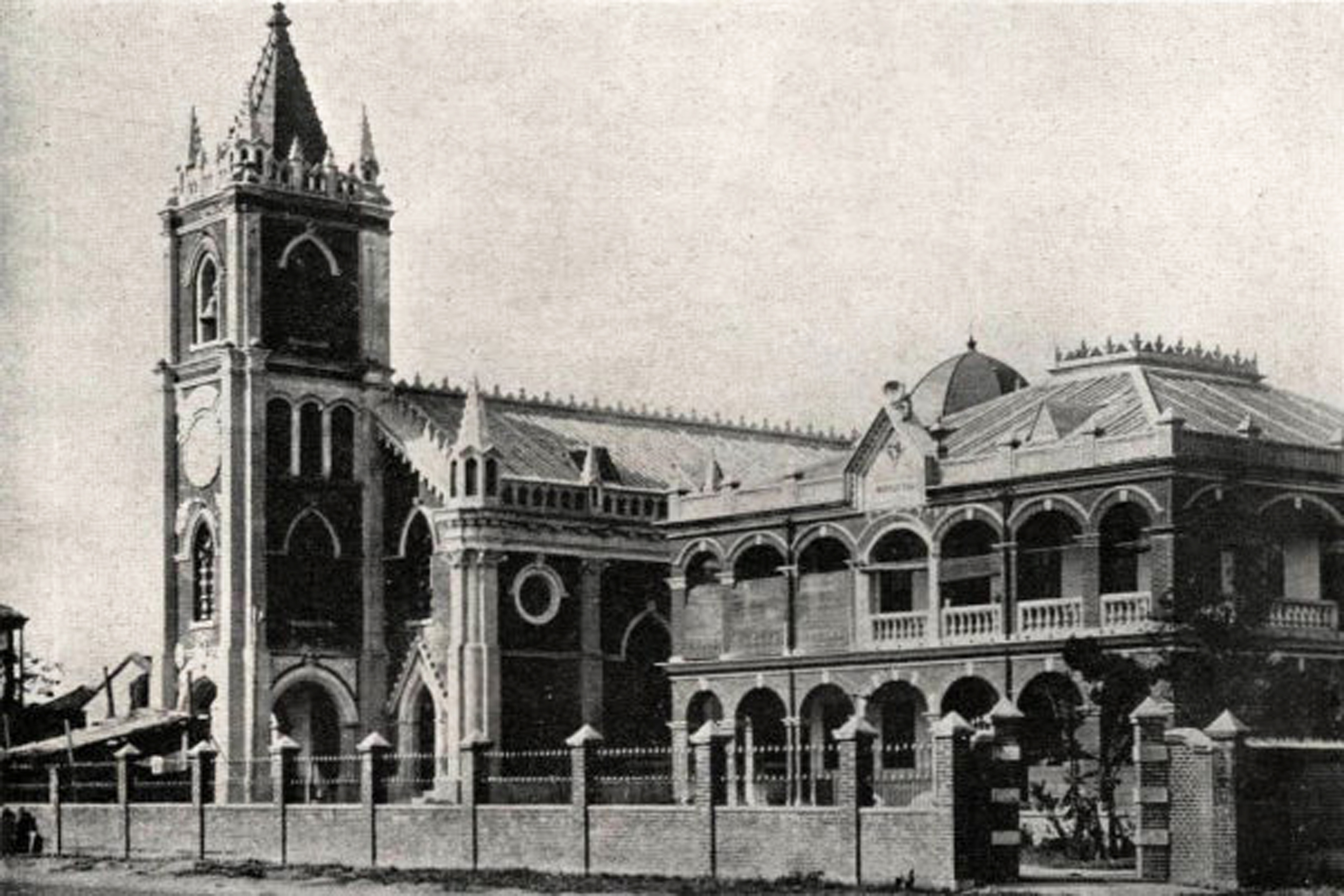
大稻埕蓬萊町大聖堂 （1914年）
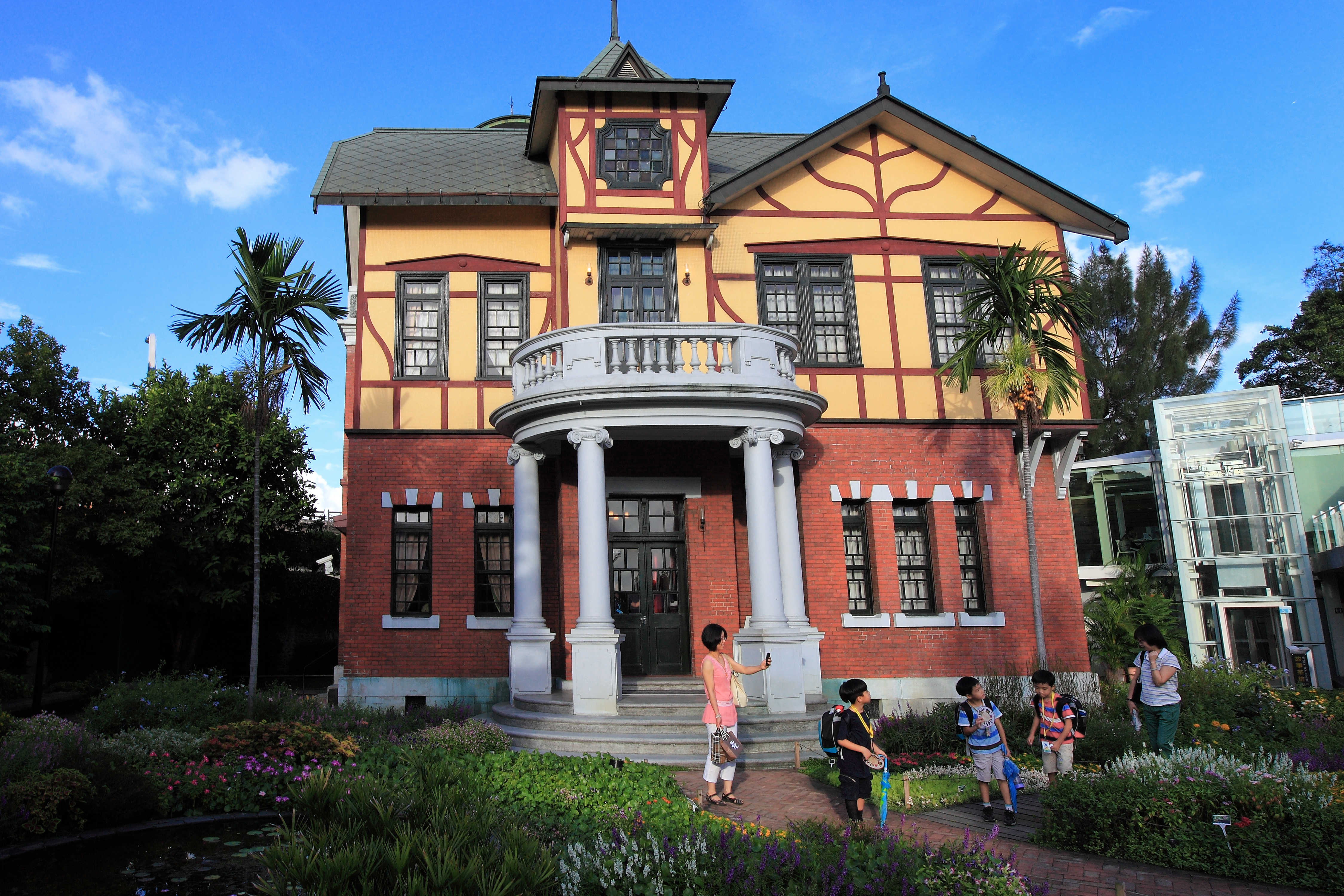
陳朝駿圓山別莊（1914年）
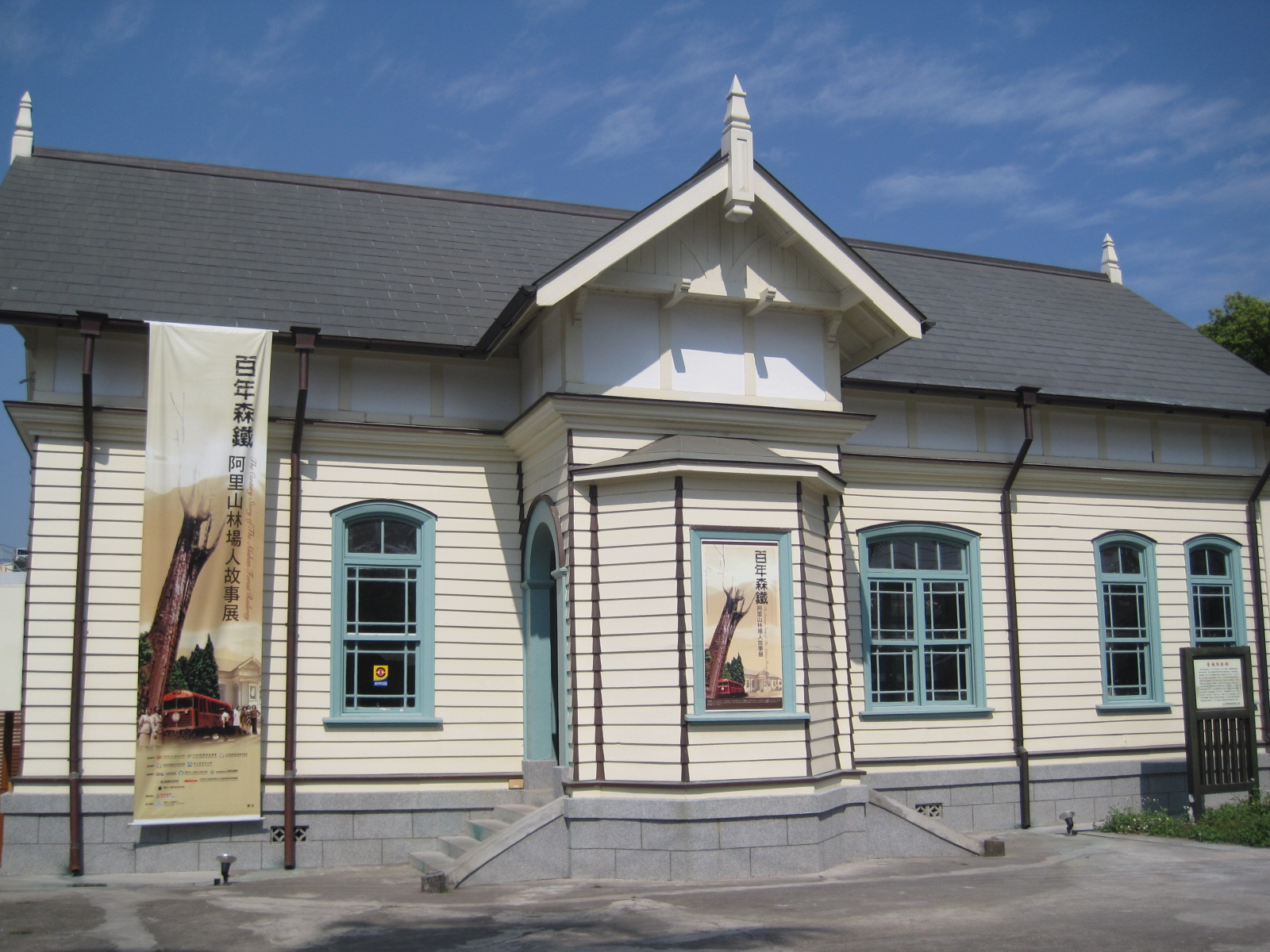
嘉義營林俱樂部（1914年）
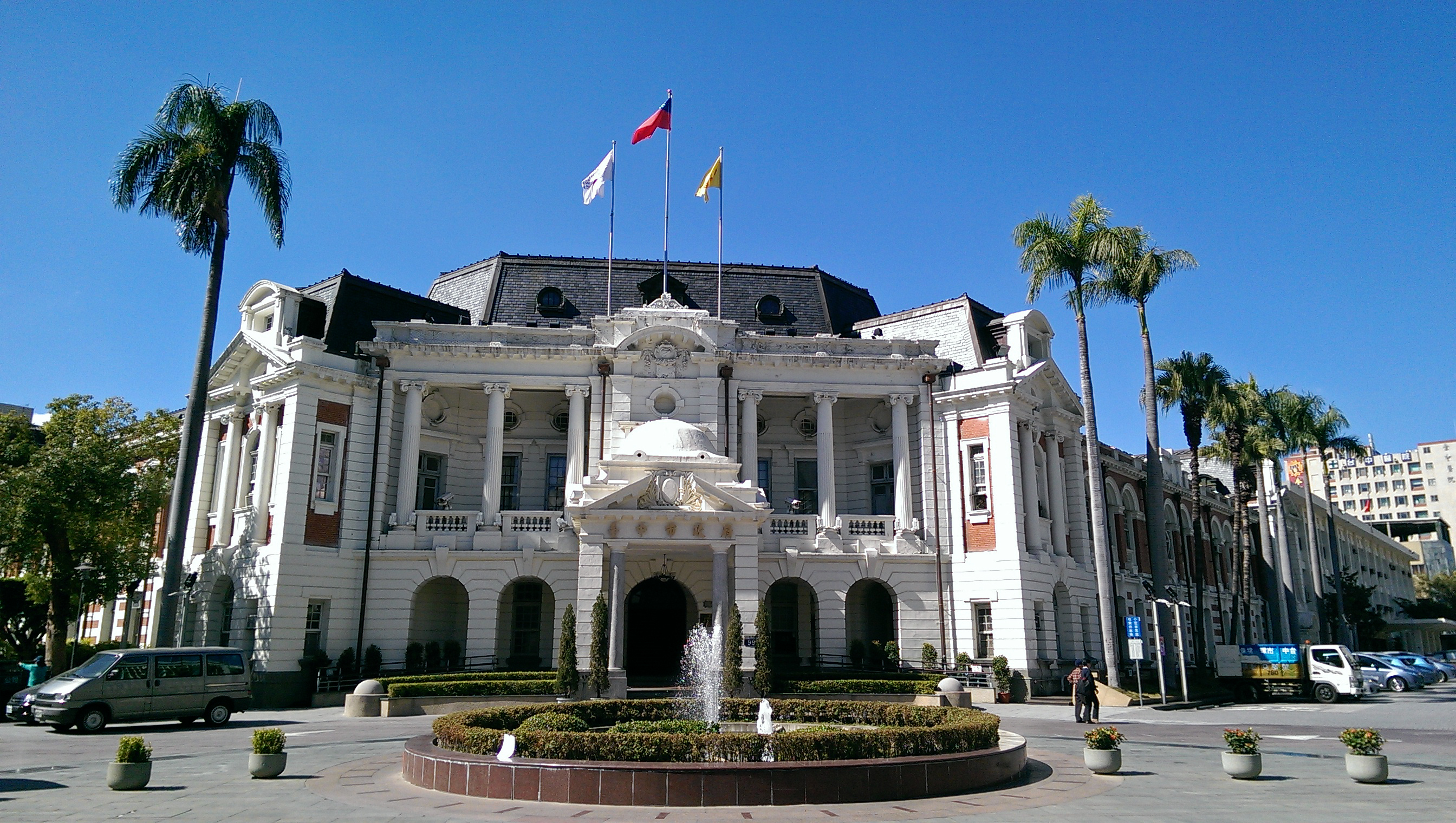
台中州廳（1914年，森山松之助設計）
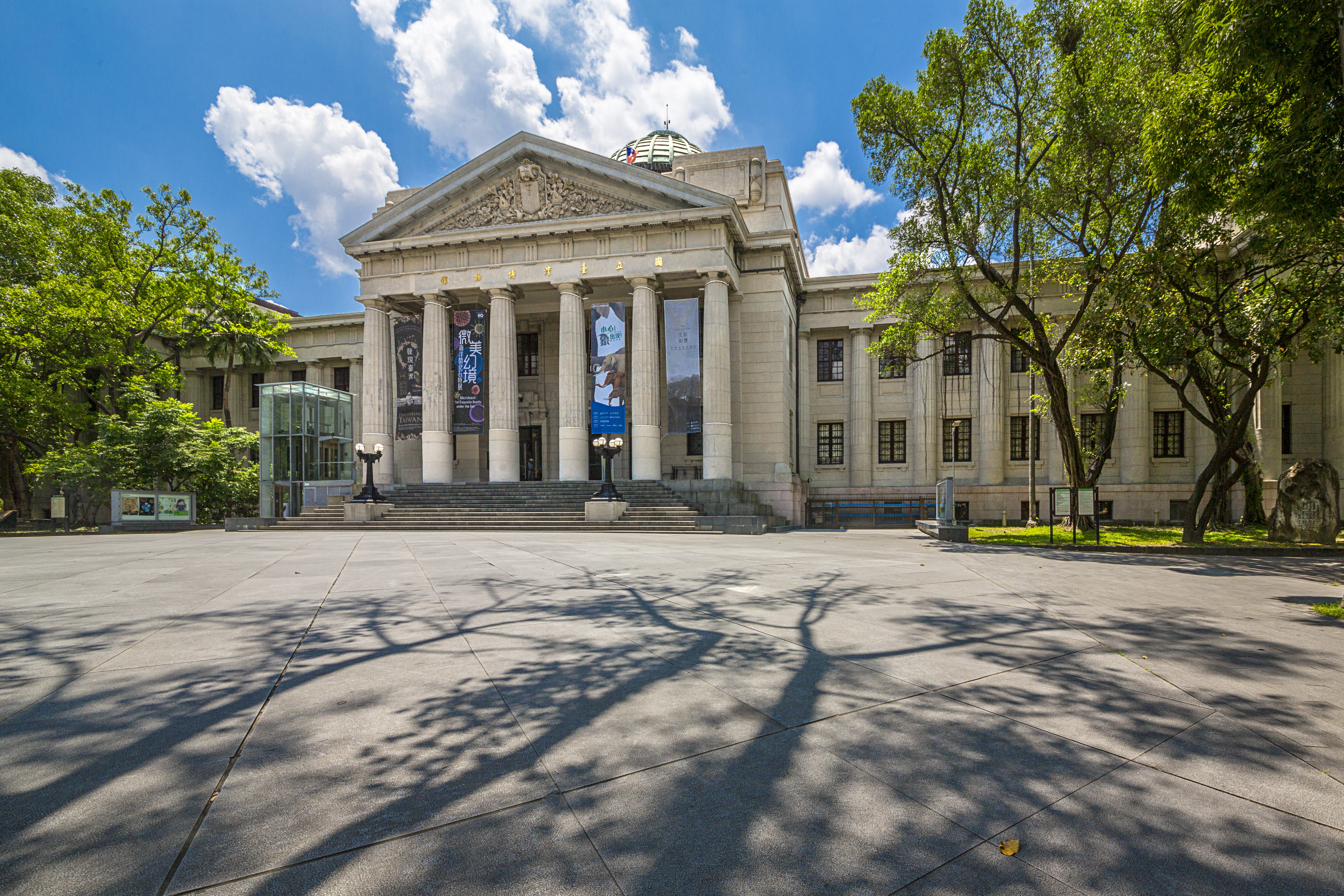
兒玉總督後藤民政長官記念館（1915年，野村一郎與荒木榮一設計）
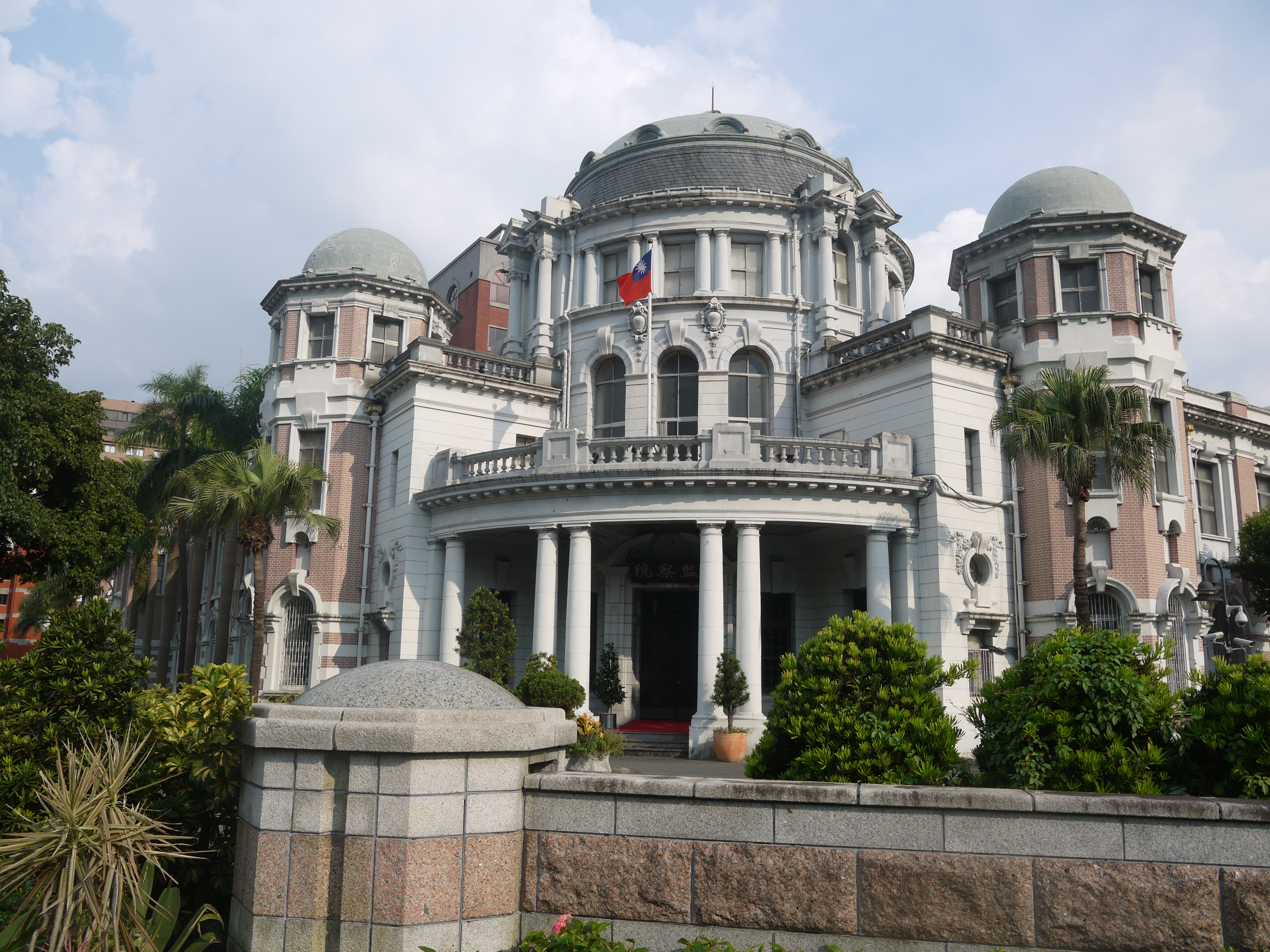
台北州廳（1915年，森山松之助設計）
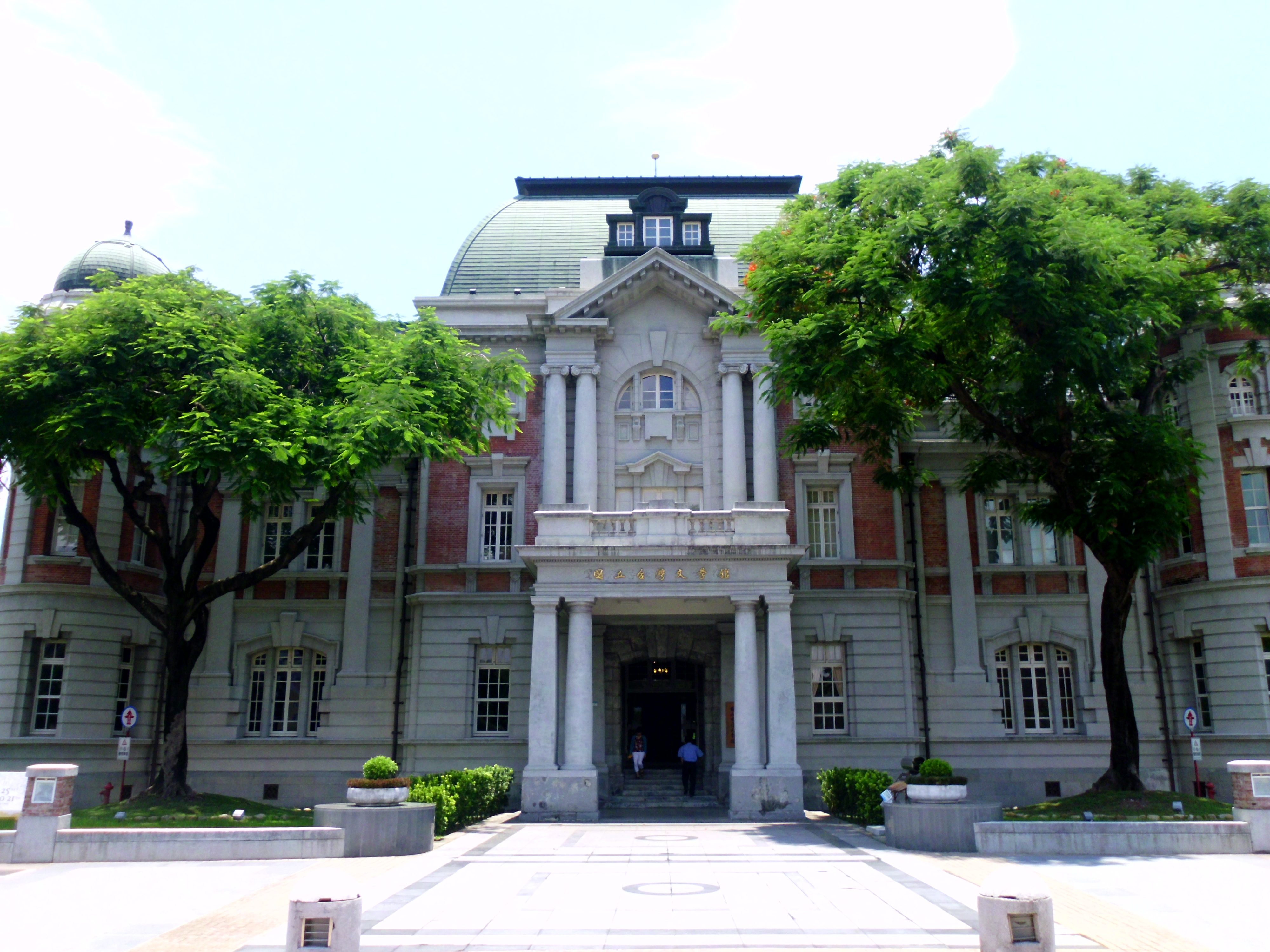
台南州廳（1916年，森山松之助設計）
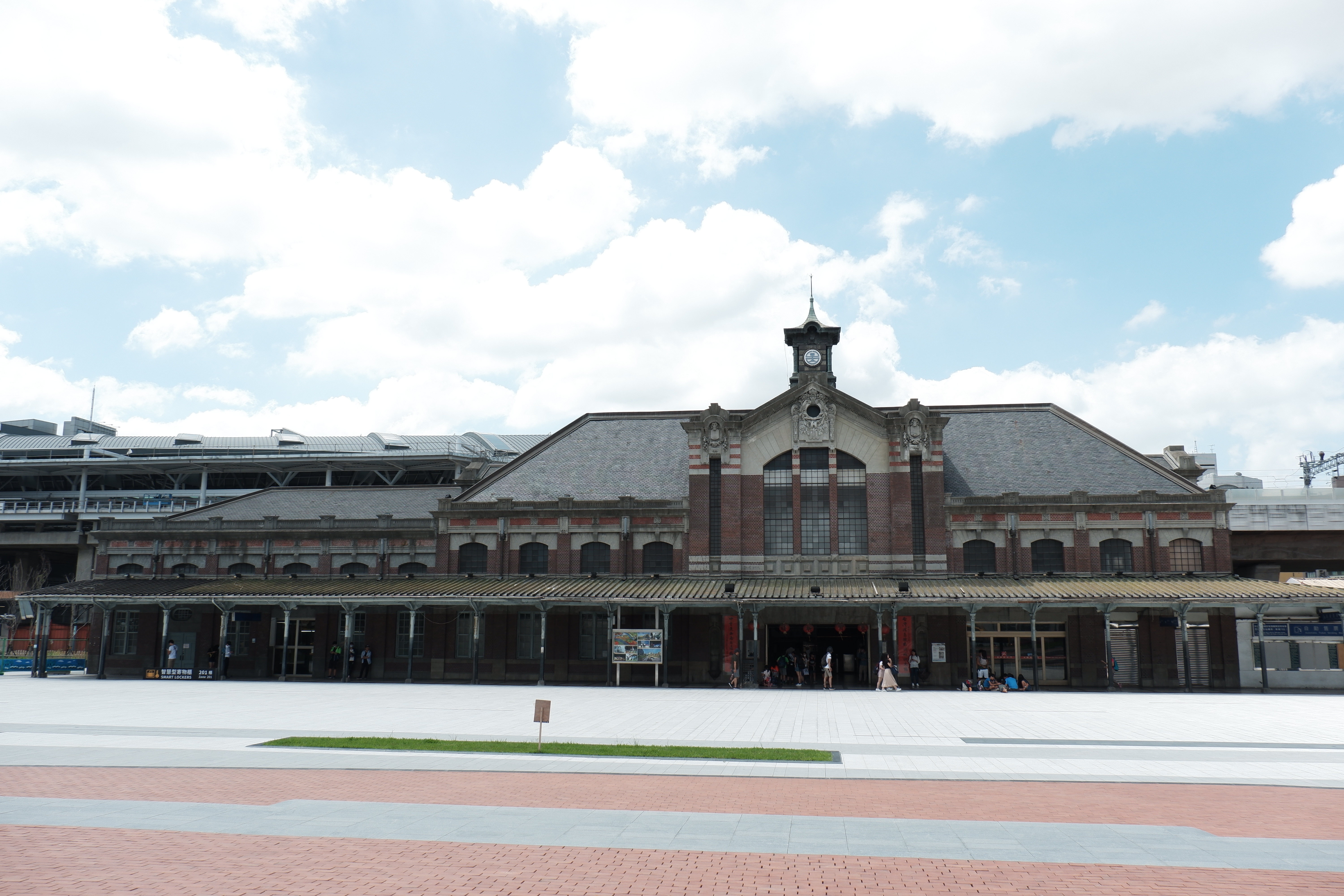
臺中車站（1917年）
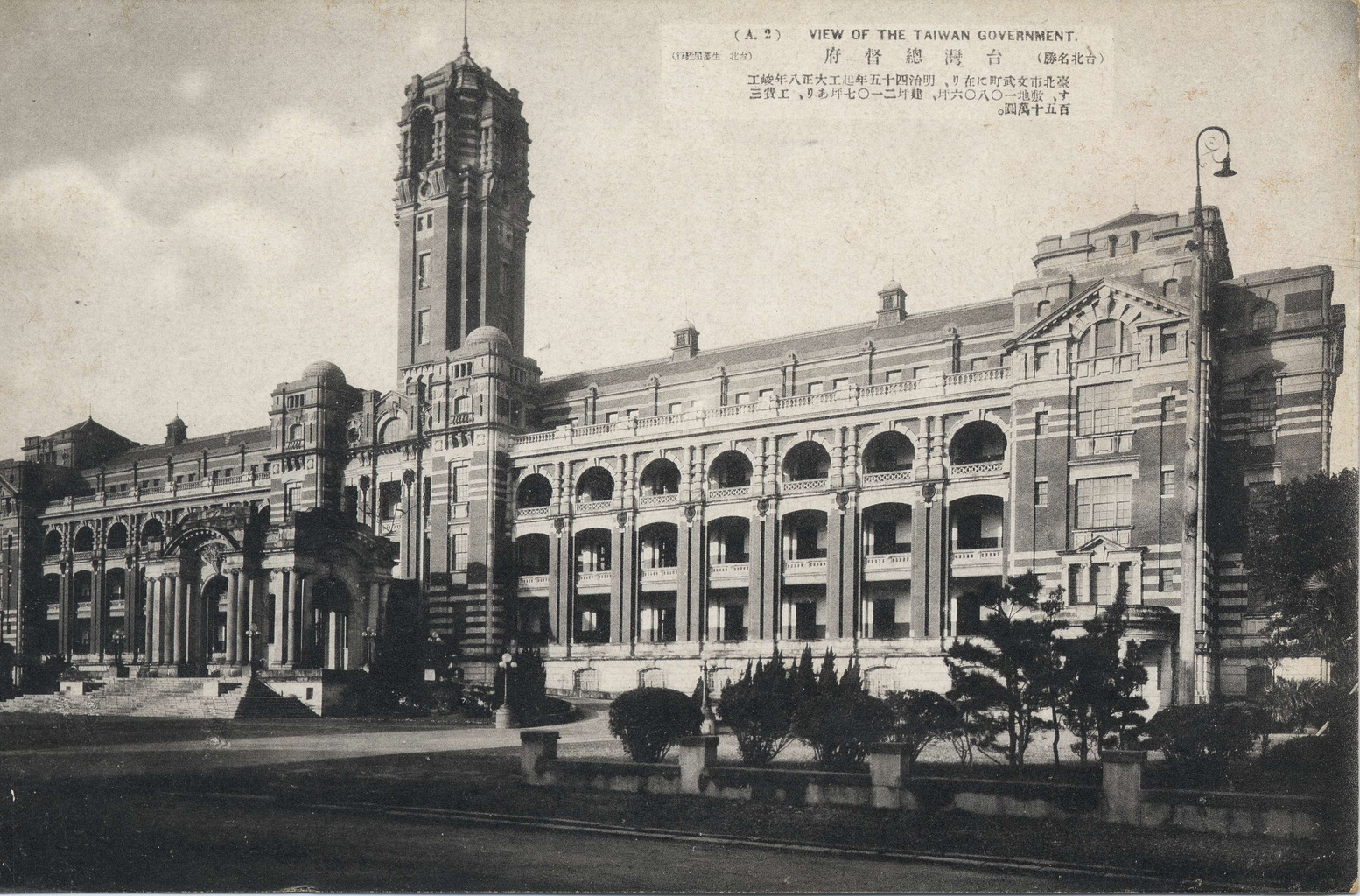
台灣總督府（1919年，長野宇平治與森山松之助設計）
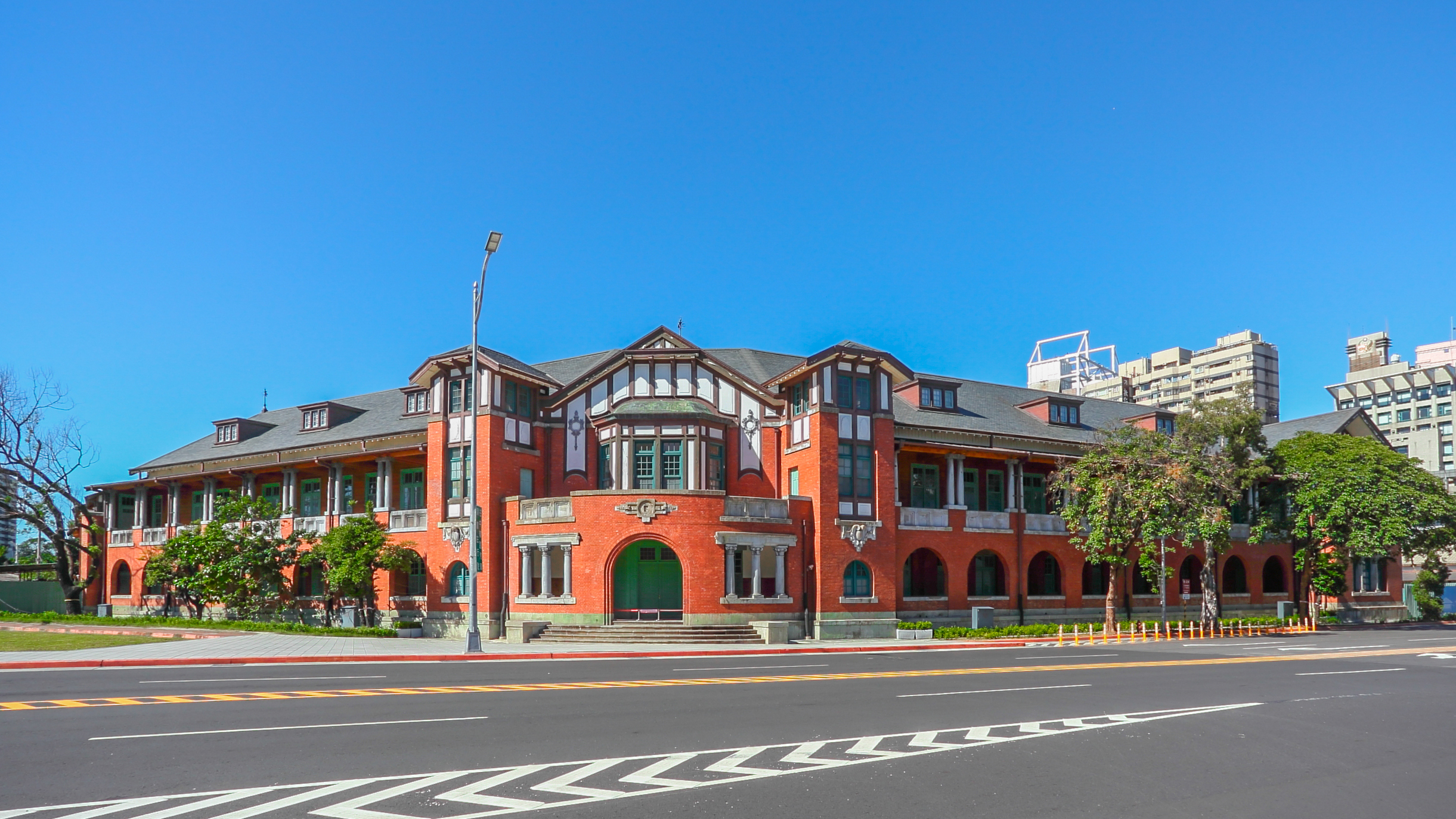
總督府交通局鐵道部（1920年，森山松之助設計）
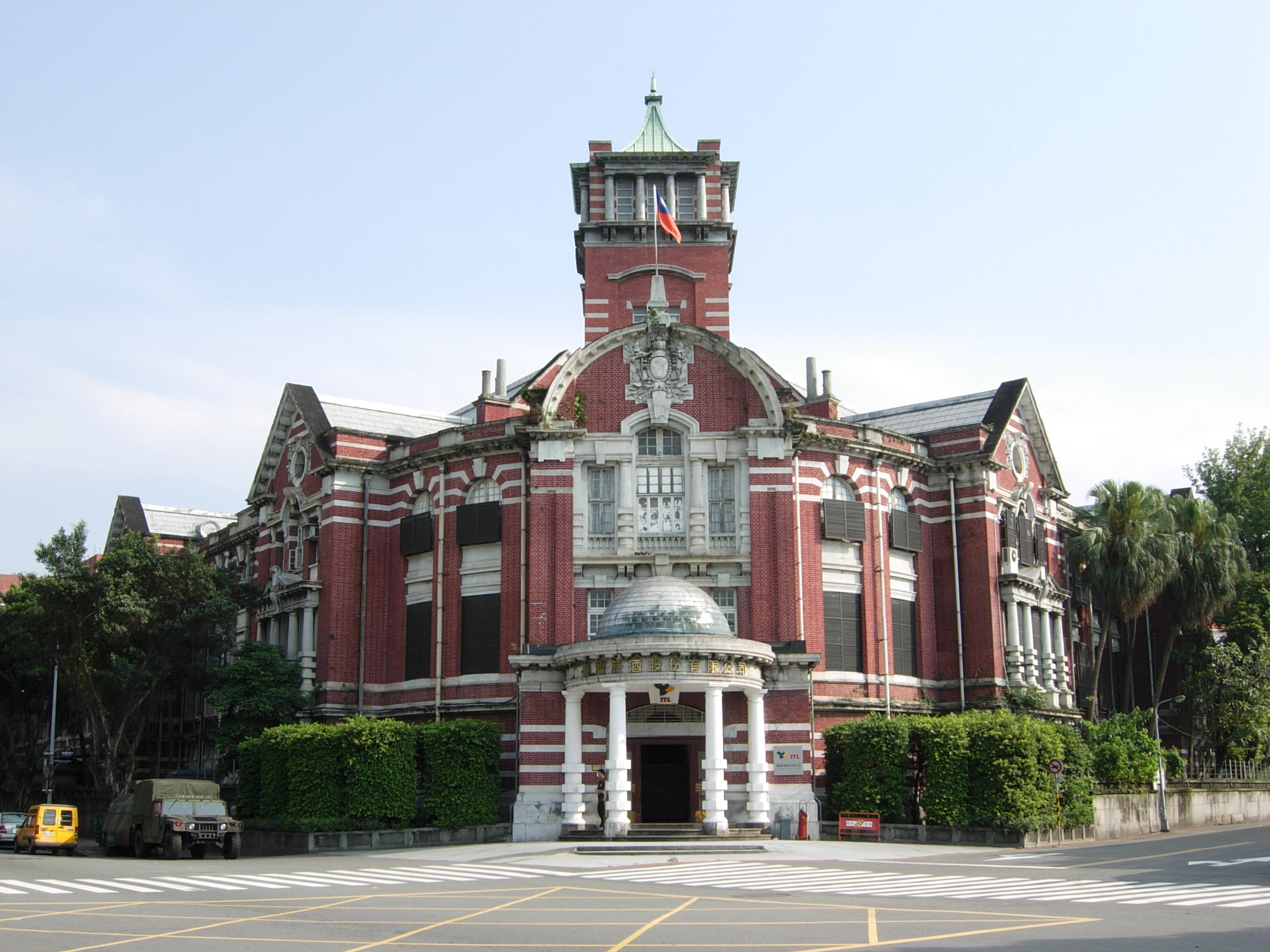
臺灣總督府專賣局（1922年，森山松之助設計）
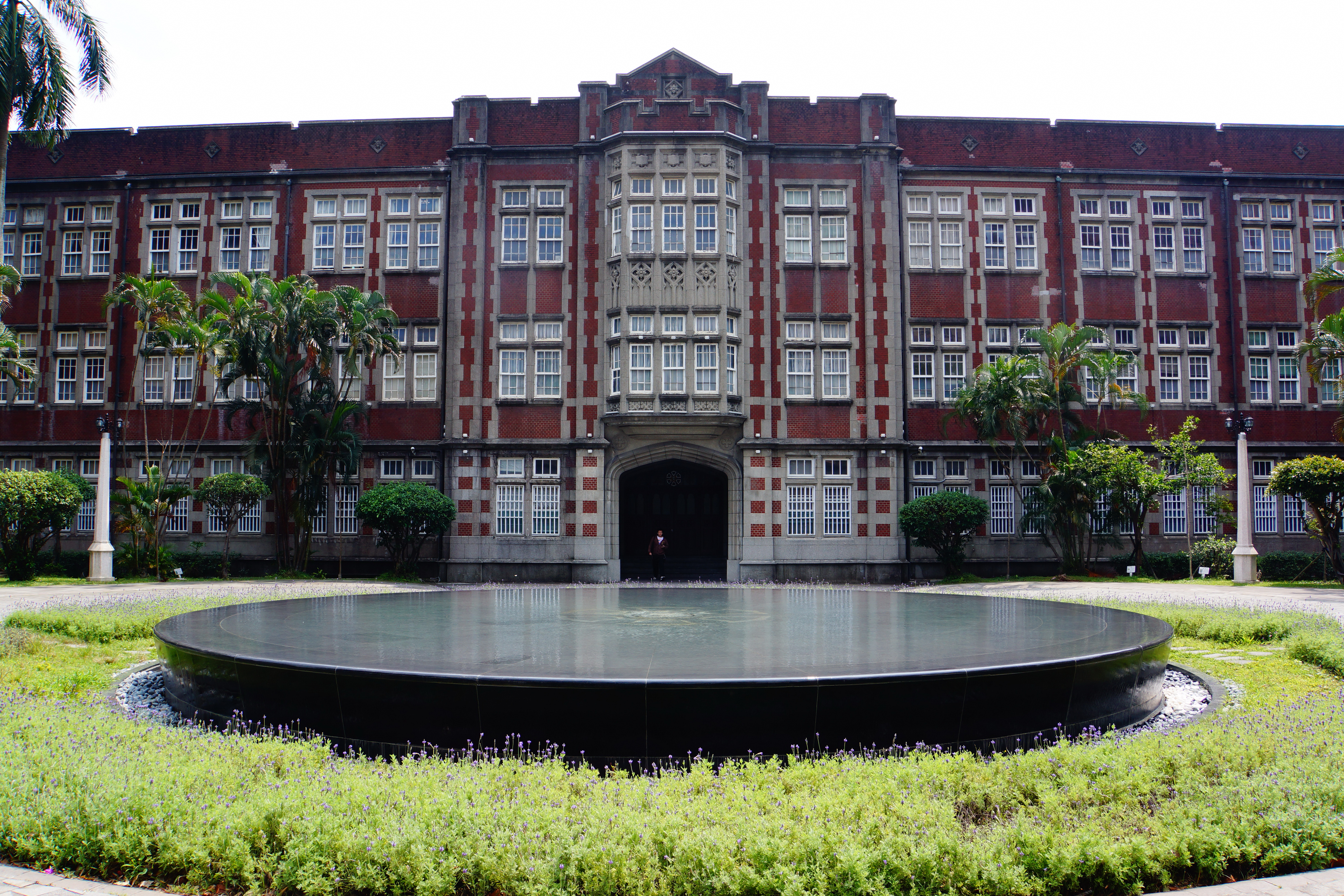
臺灣總督府臺北高等學校本館（1929年）
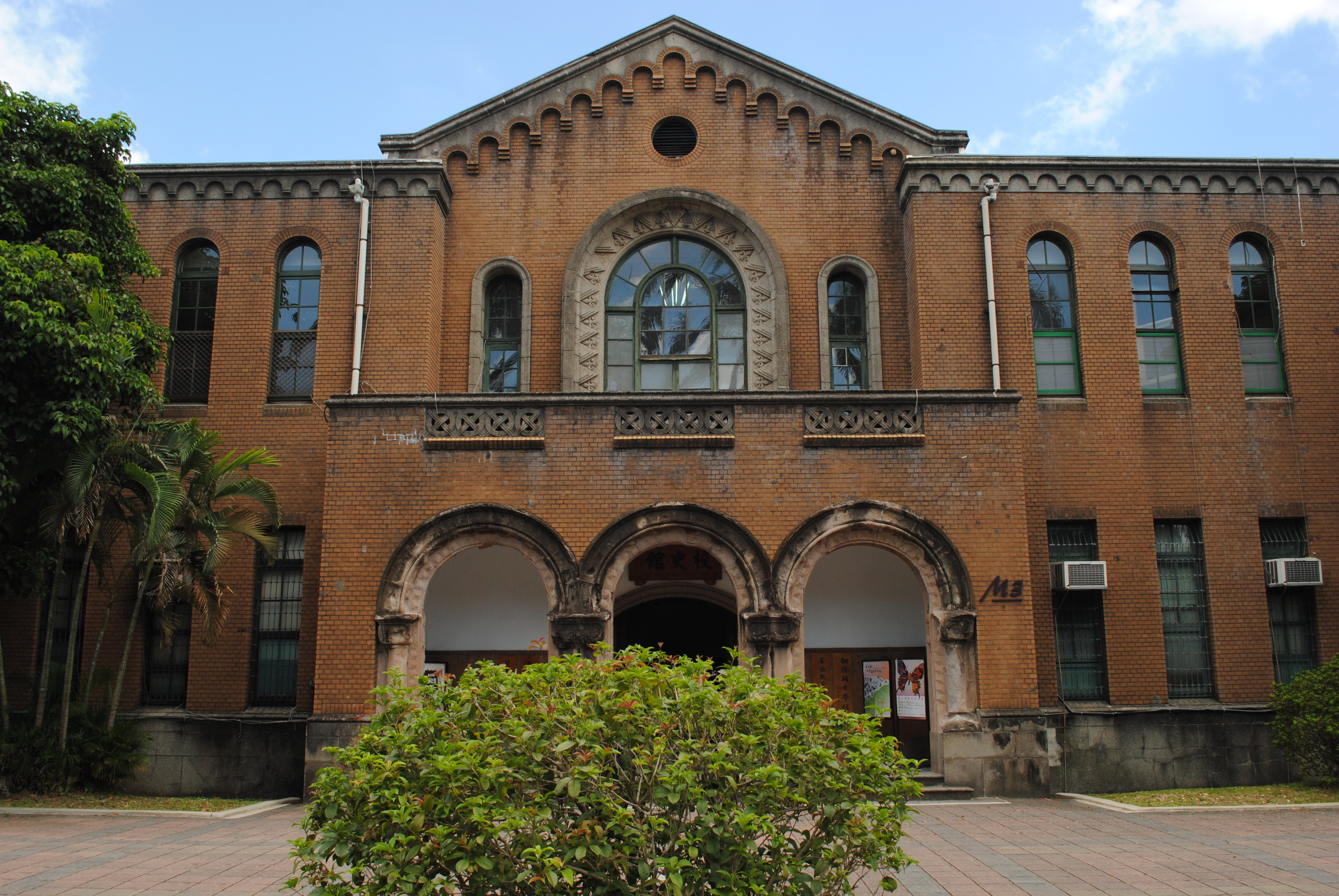
台北帝國大學圖書館（1930年）
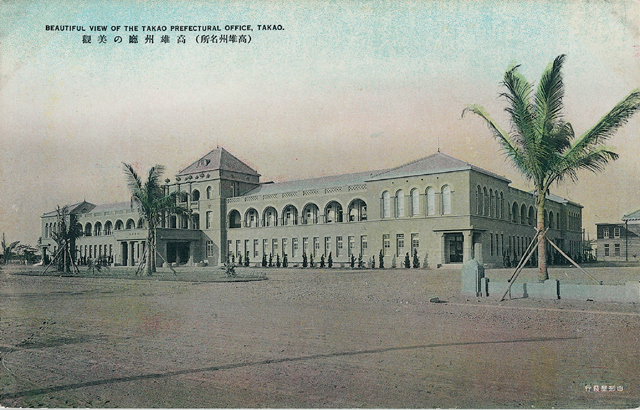
高雄州廳（1931年）

### 異風風格建築
以埃及、印度、瑪雅、印地安、拜占庭等非西方古典系統之建築元素為主要特徵，具異國情調的復興式建築（Exotic Revival Style）。
- 株式會社華南銀行（約1919），已拆除[60]。
- 淨土真宗大谷派臺北別院（1936），已拆除。

- 基隆市瀧川町墓地火葬場（約1936），已拆除[61]

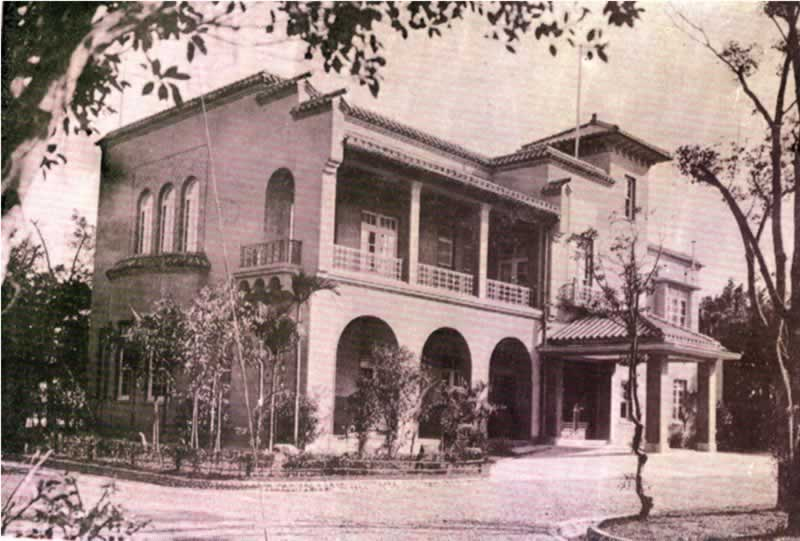
台北放送局演奏所（1930年，栗山俊一設計）
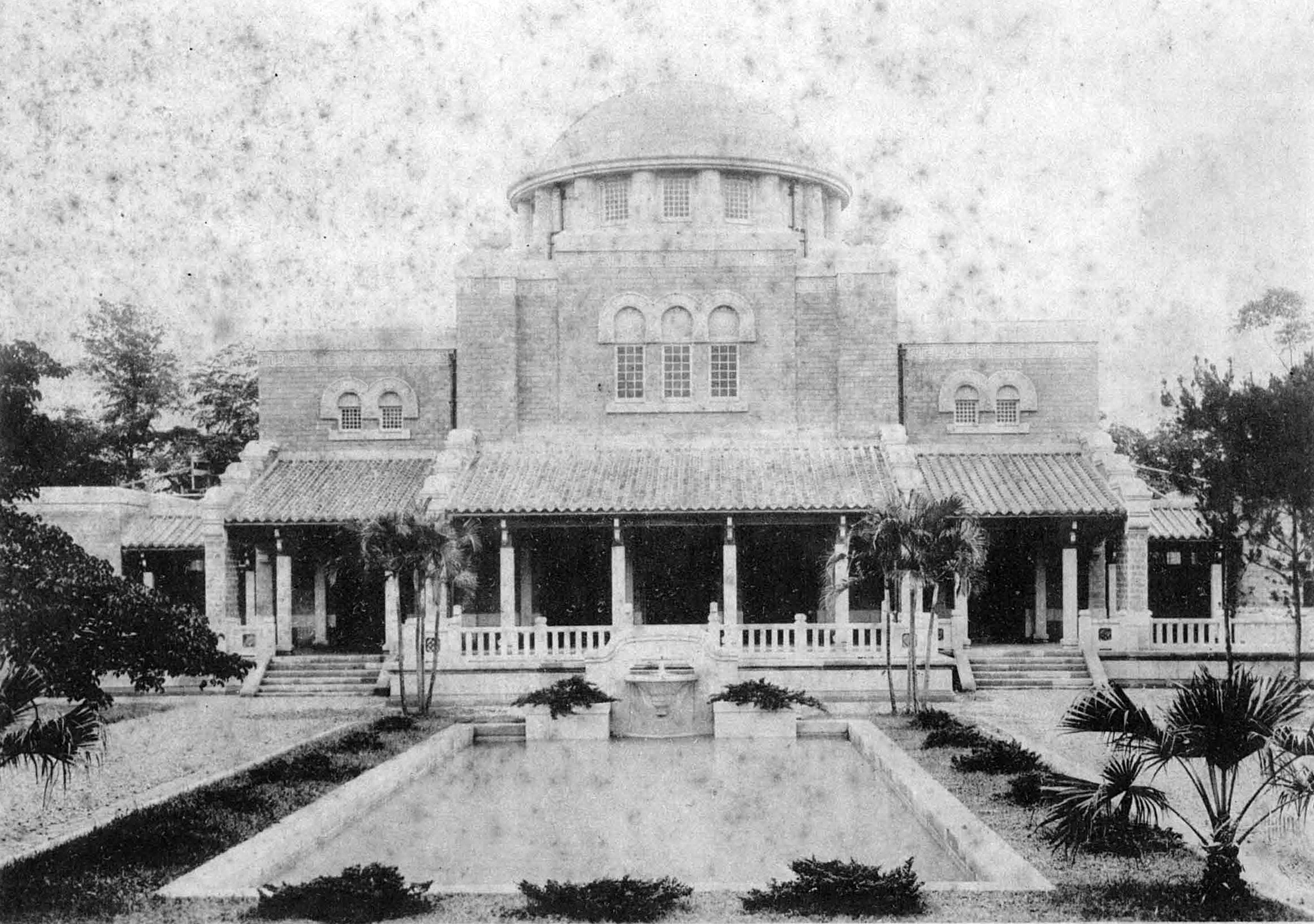
建功神社（1928年，井手薰設計）
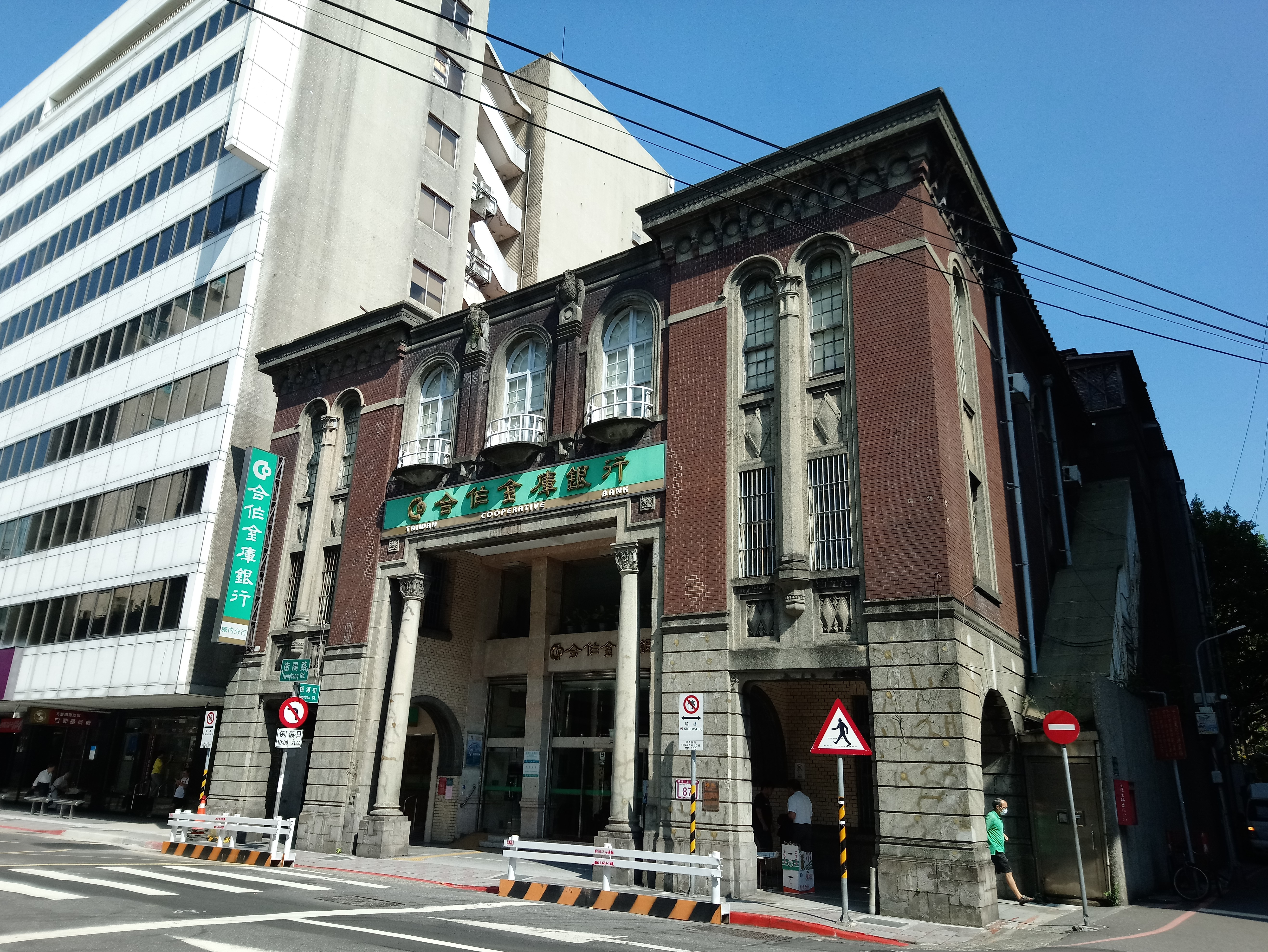
臺北信用組合（1933年，井手薰設計）
日本勸業銀行臺北支店（1933年）
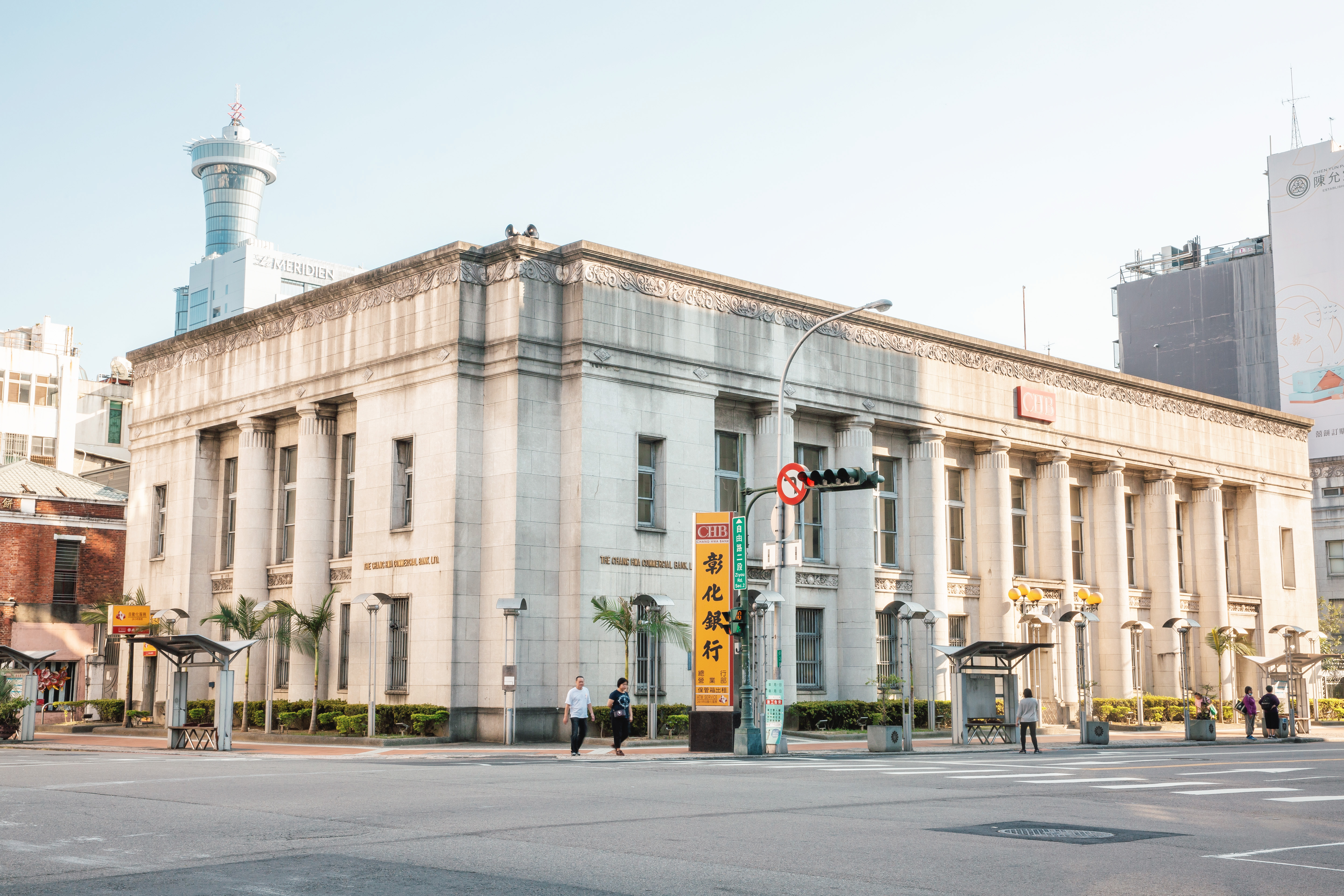
彰化銀行本店（1936年，白倉好夫與畠山喜三郎設計）
日本勸業銀行臺南支店（1937年）

### 現代風格建築
不同於復古主義的現代主義、國際風格、折衷主義、裝飾藝術、摩登建築、摩登流線型等風格。
- 臺北新世界館（1920），已拆除[63][64]
- 花蓮米崙高爾夫球場俱樂部（1928） [65]
- 臺灣教育會館（1931）
- 臺南警察署（1931）
- 花蓮港驛（1931），已拆除[66]
- 高橋豬之助住宅（1933），已拆除[67]
- 台北大世界館（1935），已拆除[64]

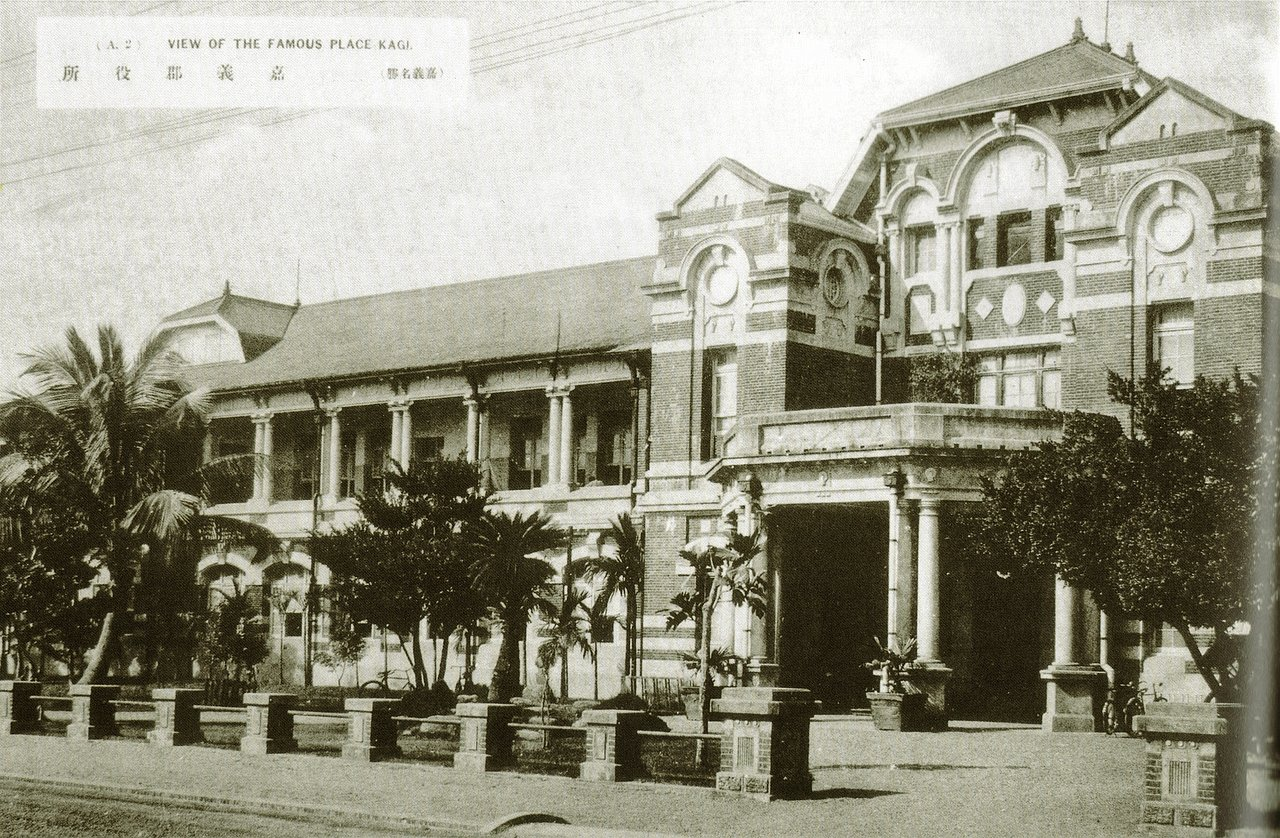
嘉義郡役所（1921年）右翼由宇敷赳夫設計，左翼則由尾辻國吉設計
新竹州廳（1927年）
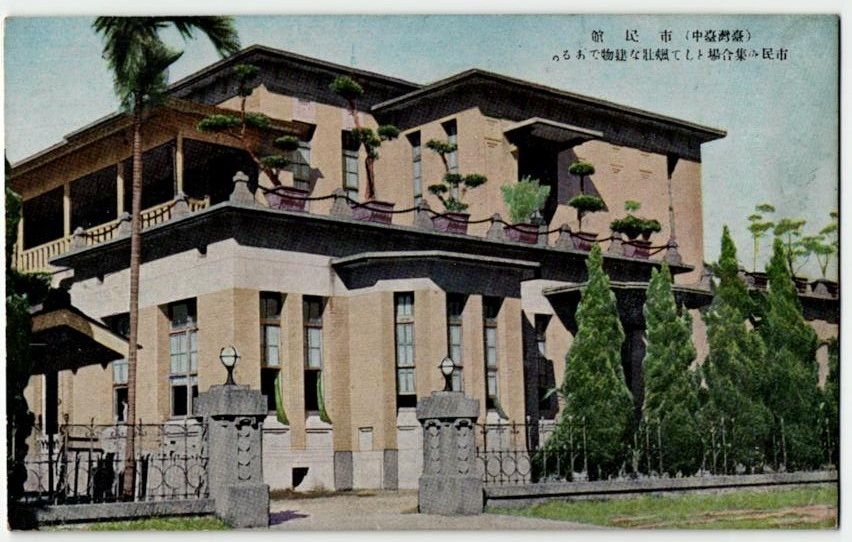
臺中市民館（1927年）
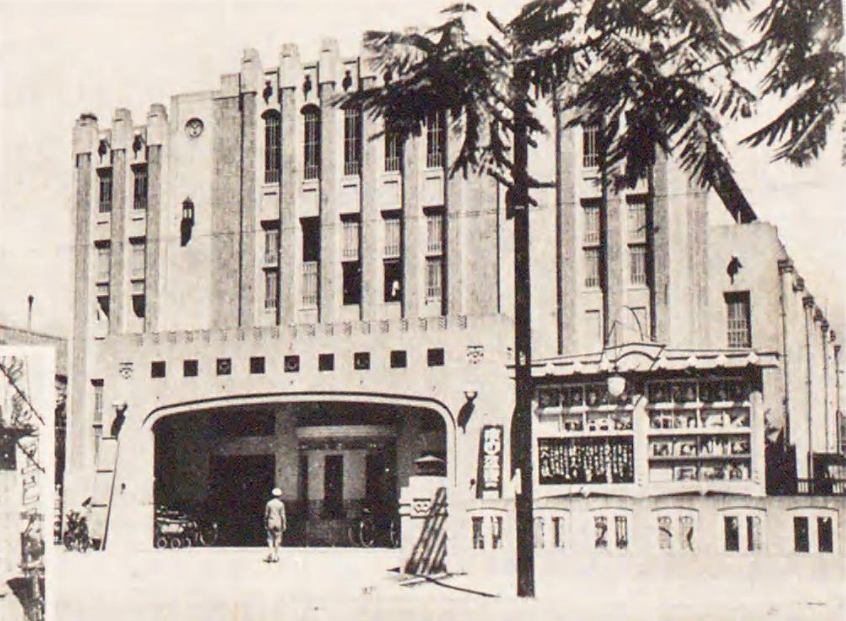
臺中娛樂館
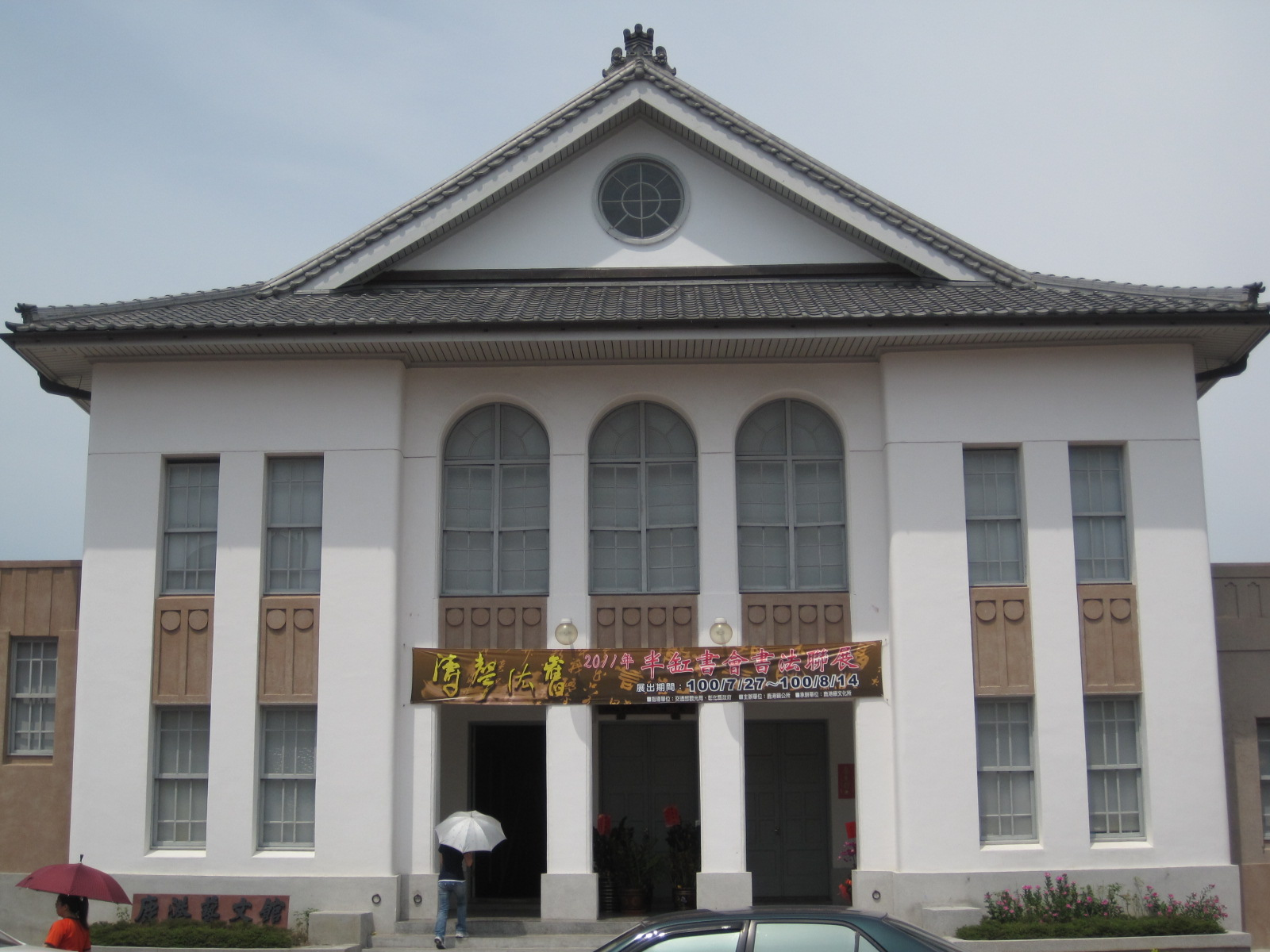
鹿港公會堂（1928年）
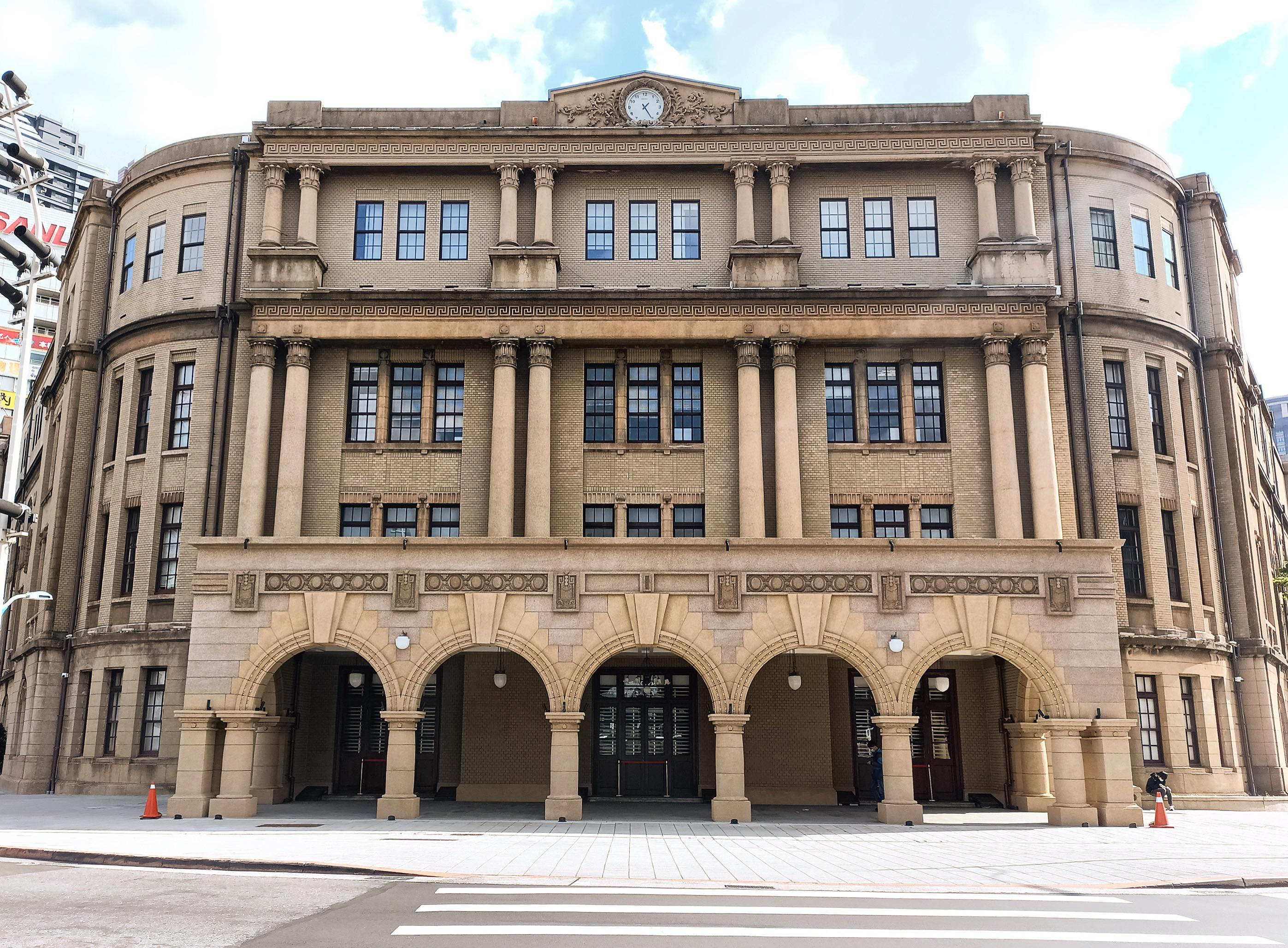
台北郵便局（1930年，栗山俊一設計）
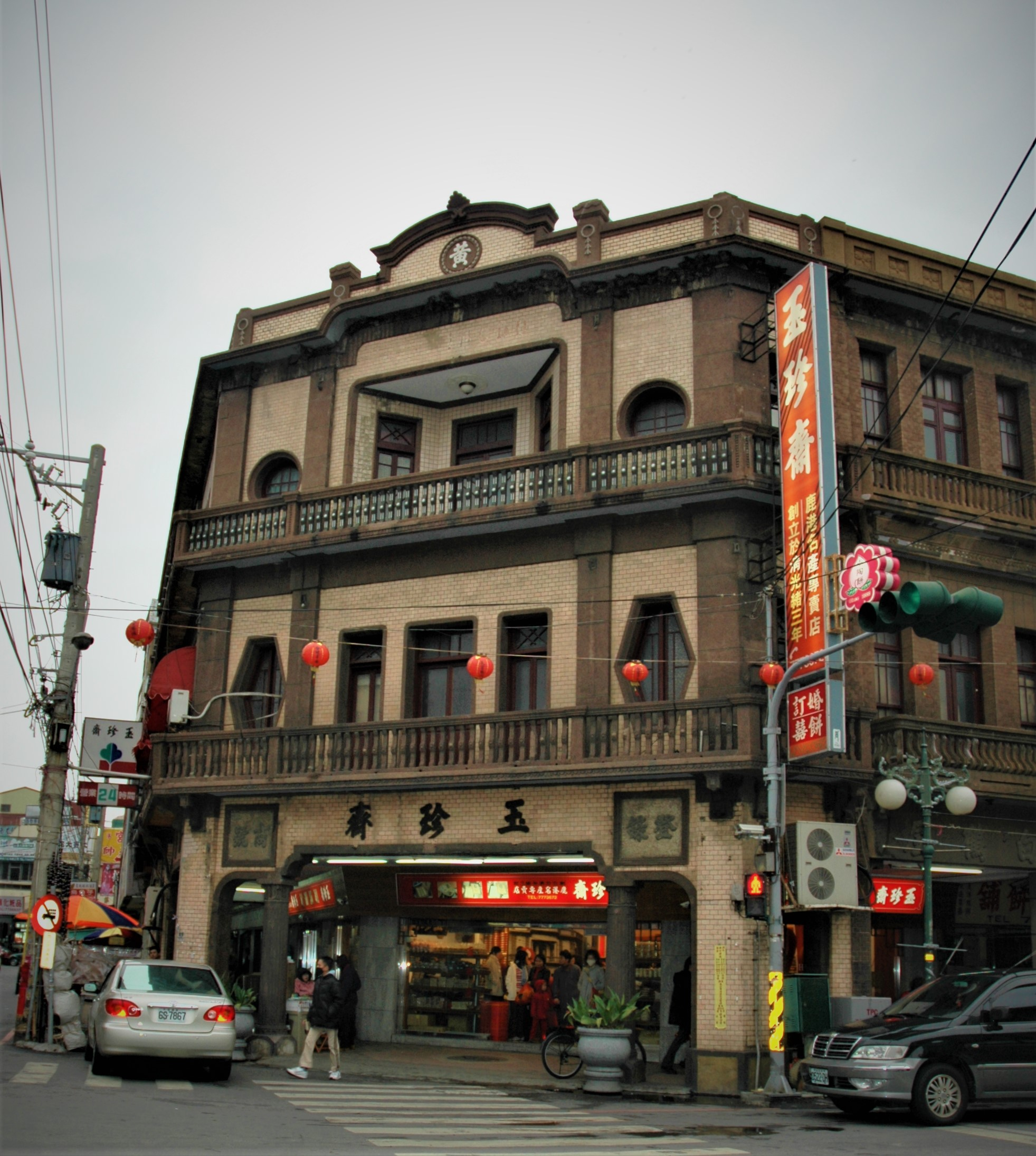
玉珍齋 (1930年)
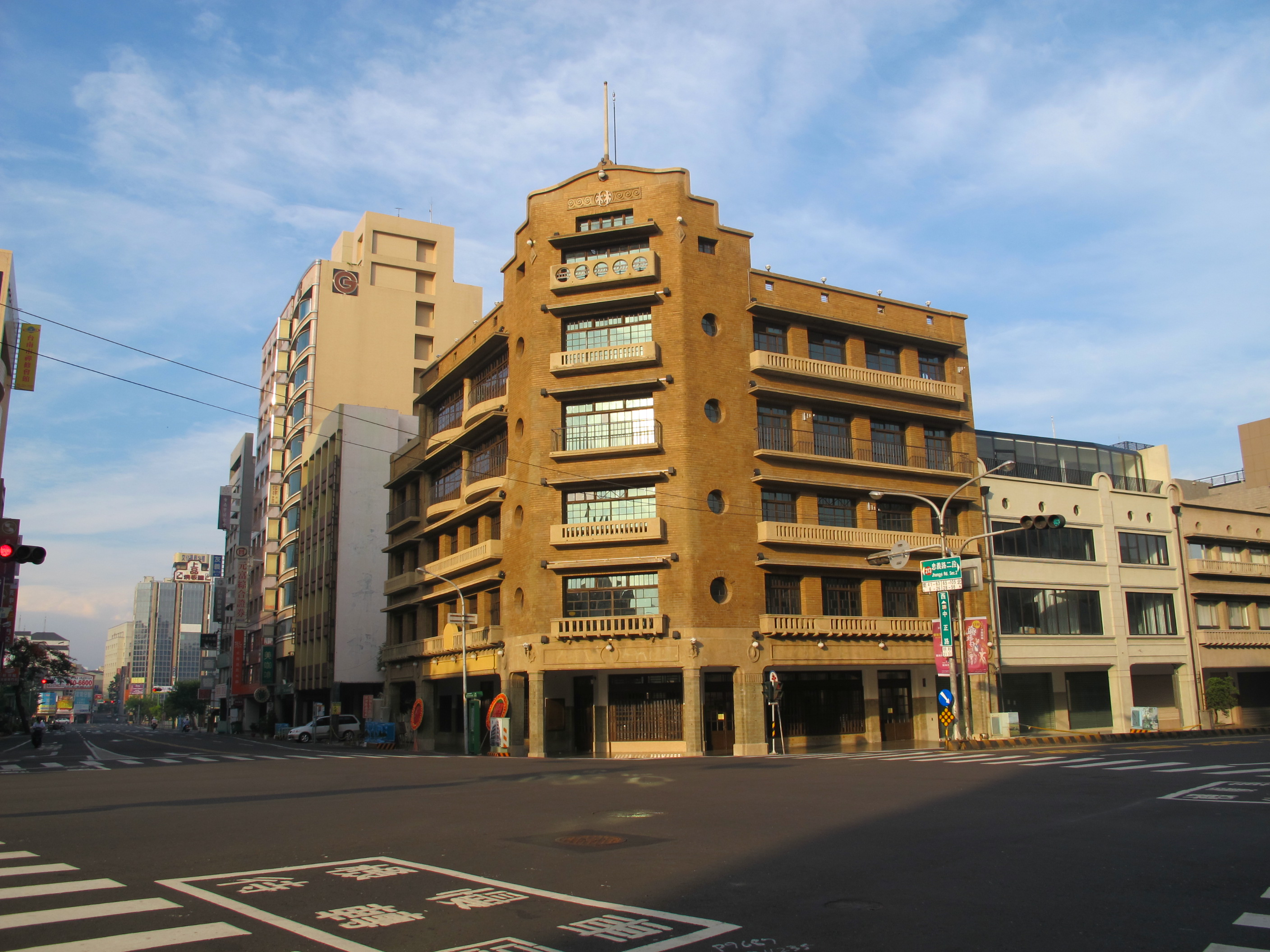
台南林百貨（1932年，梅澤捨次郎設計）
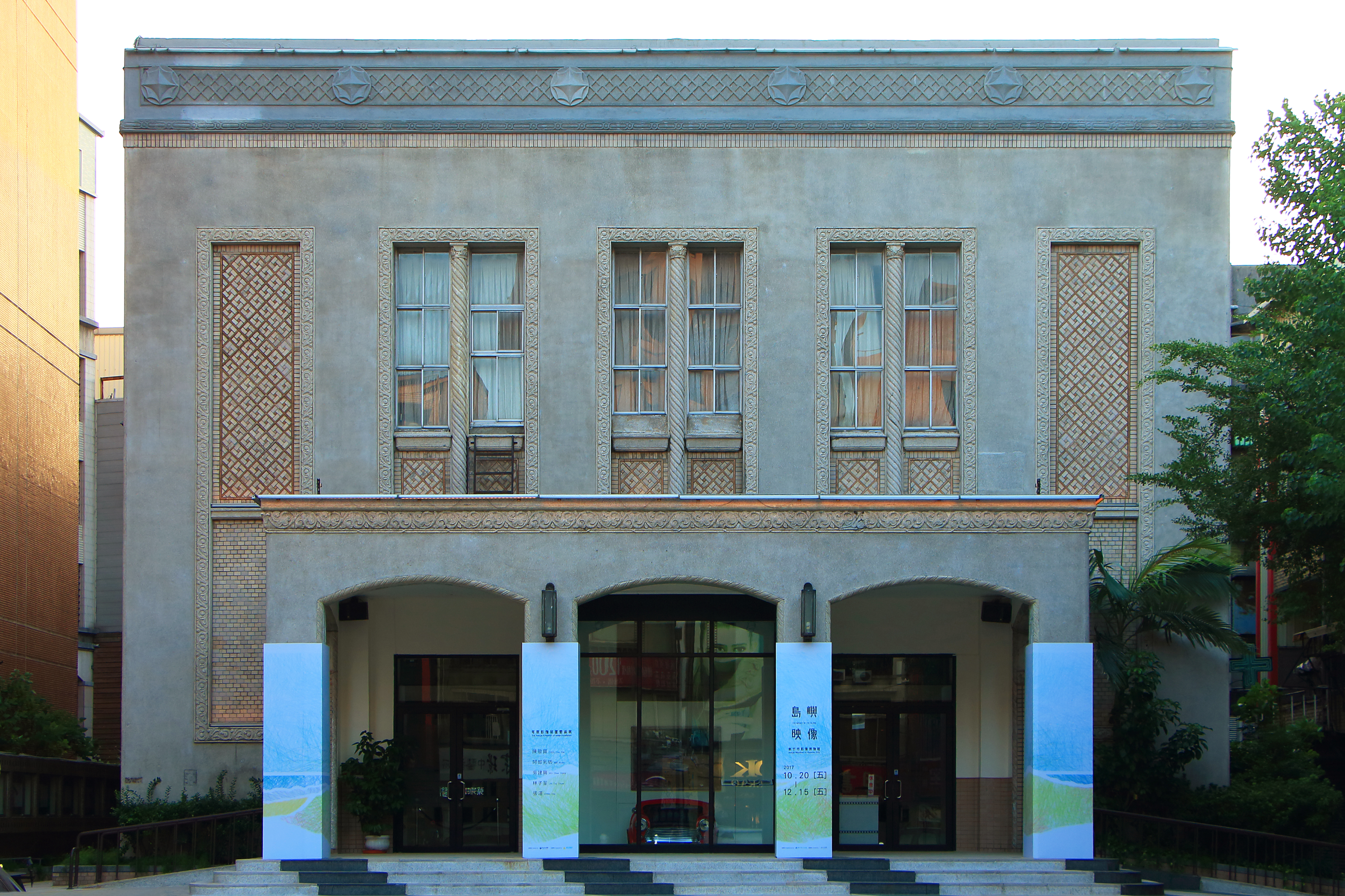
新竹市有樂館（1933年，陳海沙承造）
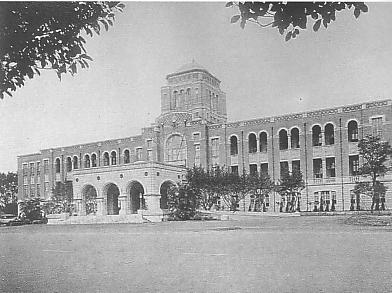
台灣總督府高等法院（1934年，井手薰設計）
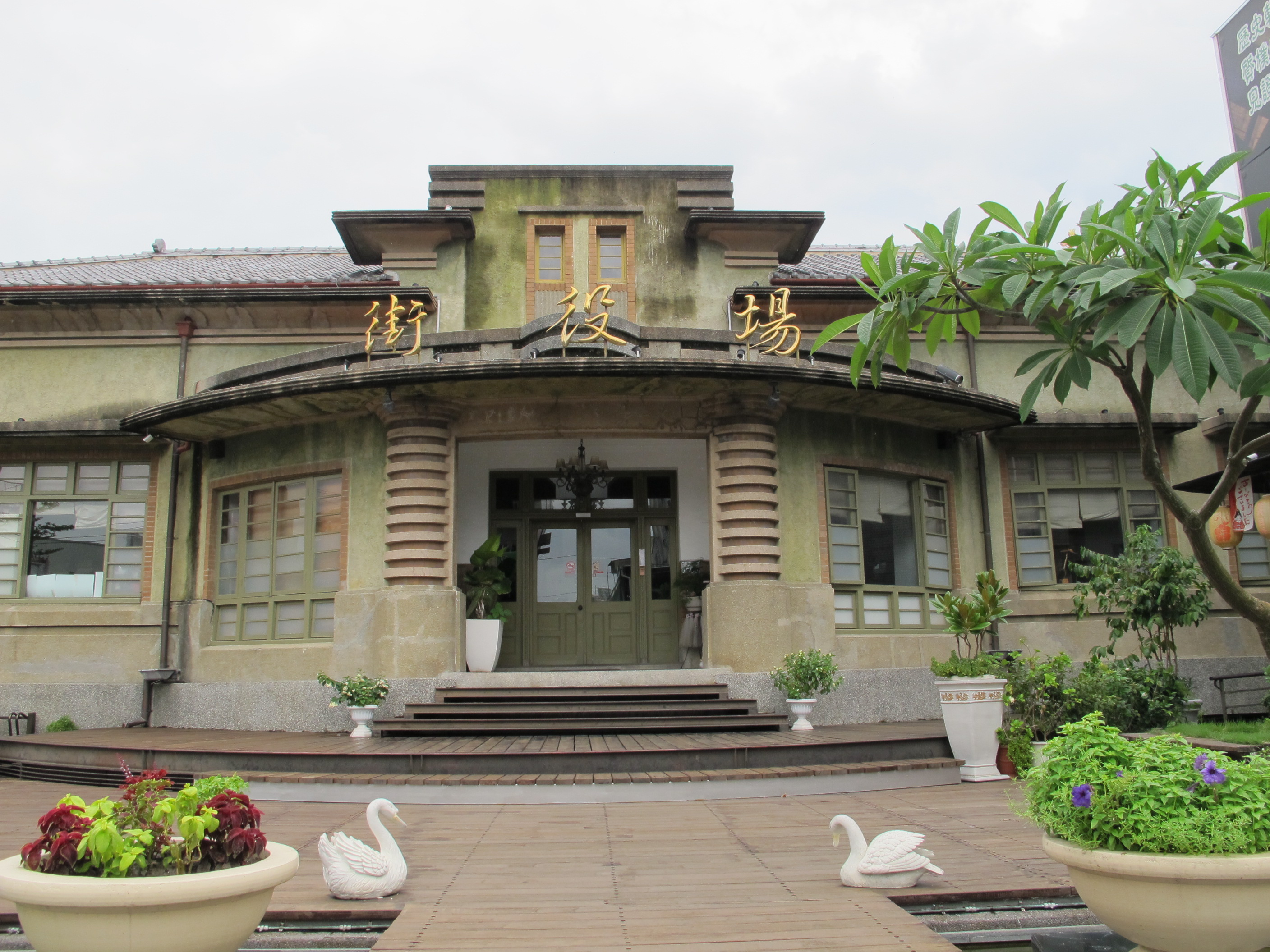
新化街役場（1934年）
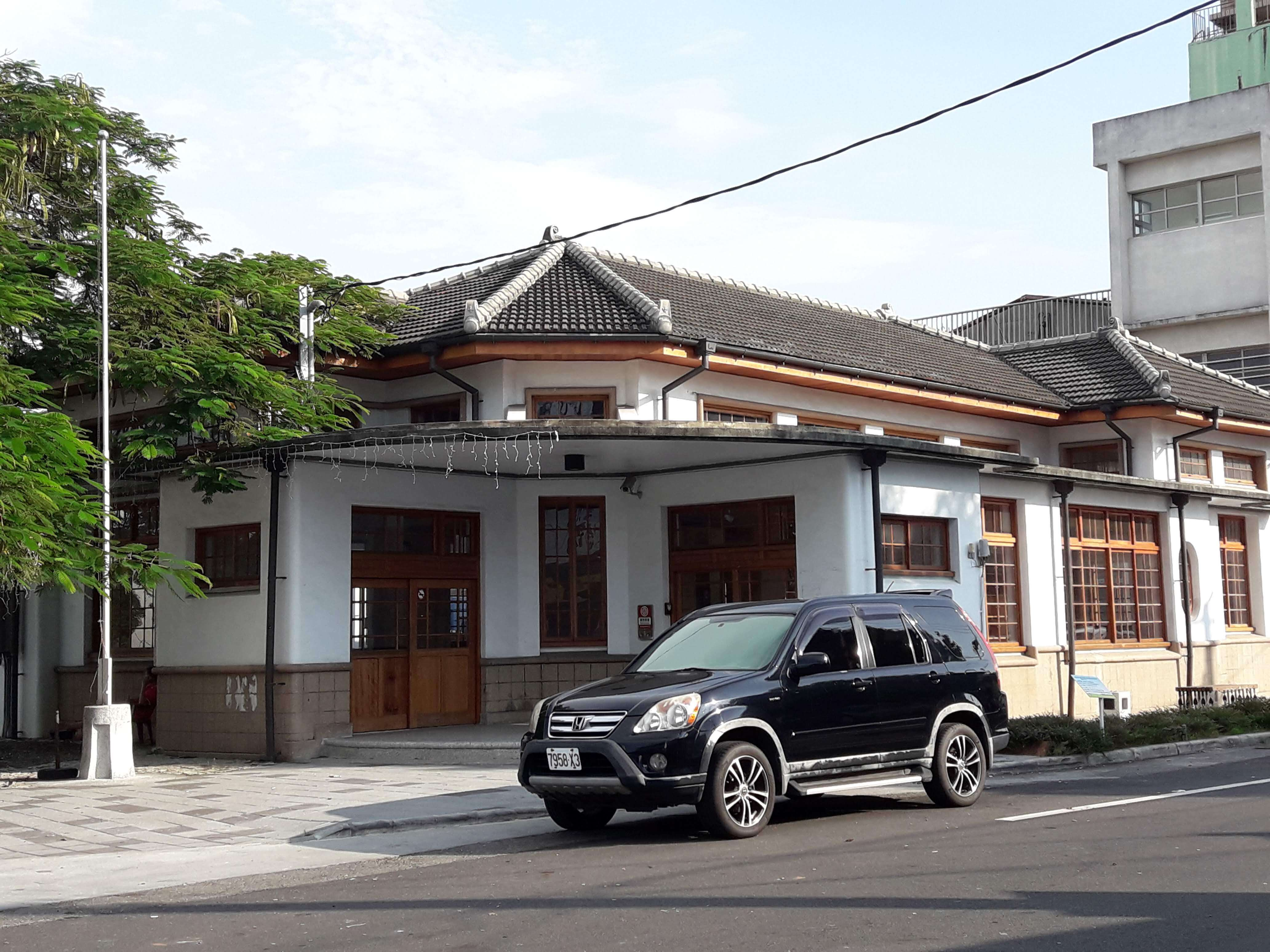
土庫庄役場（1934年）
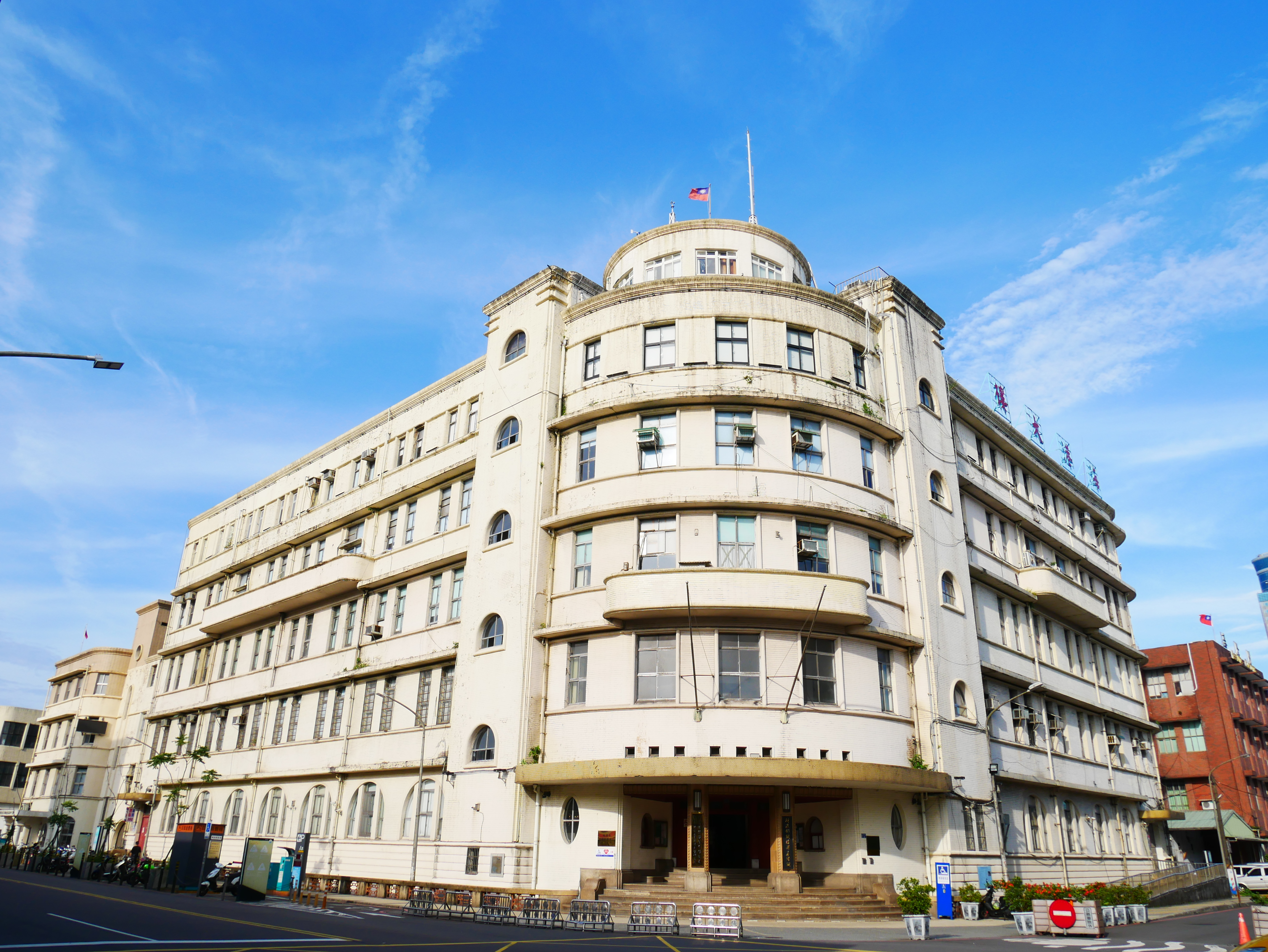
基隆港合同廳舍（1934年，鈴置良一設計）
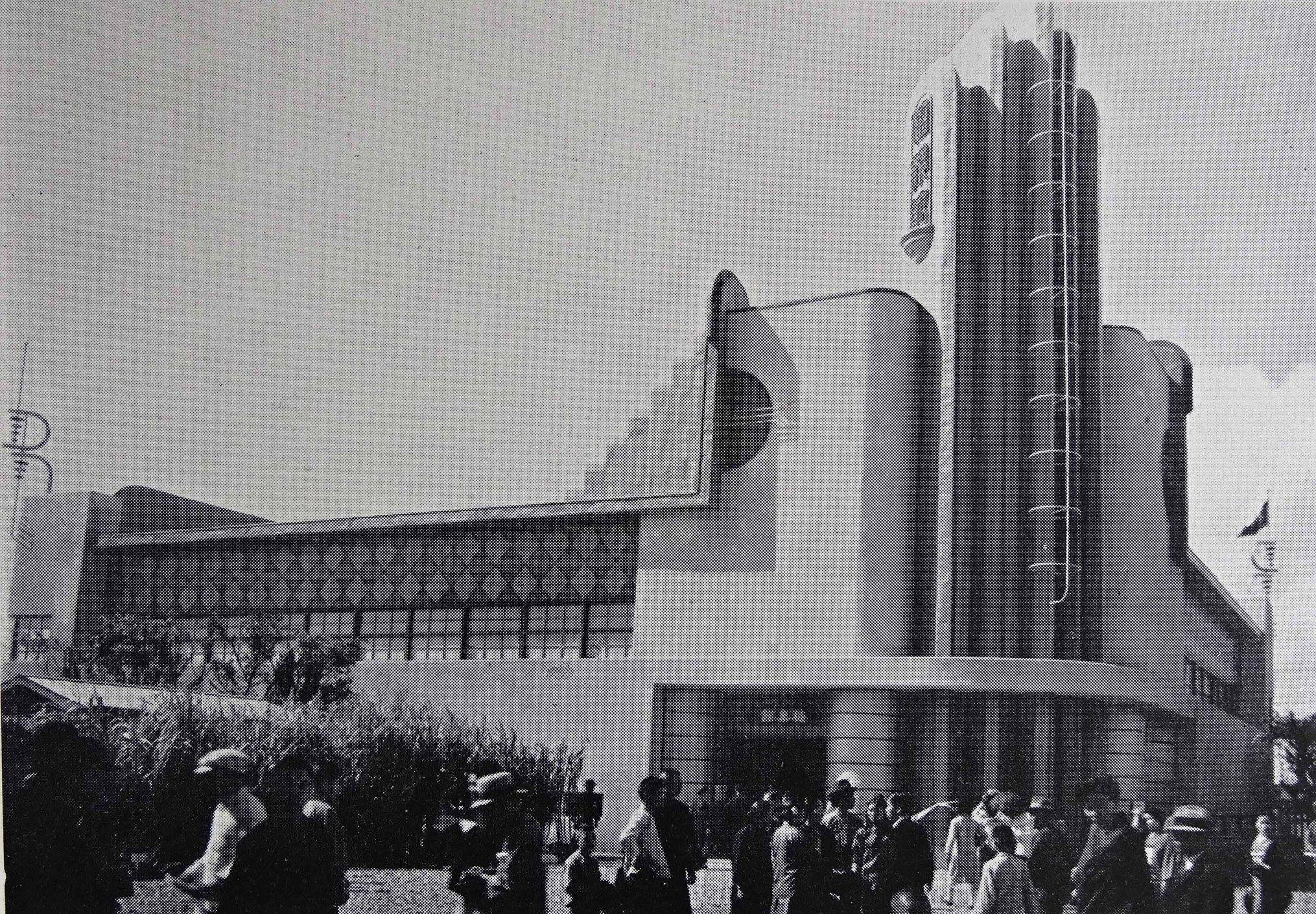
始政四十周年記念臺灣博覽會糖業館（1935年）
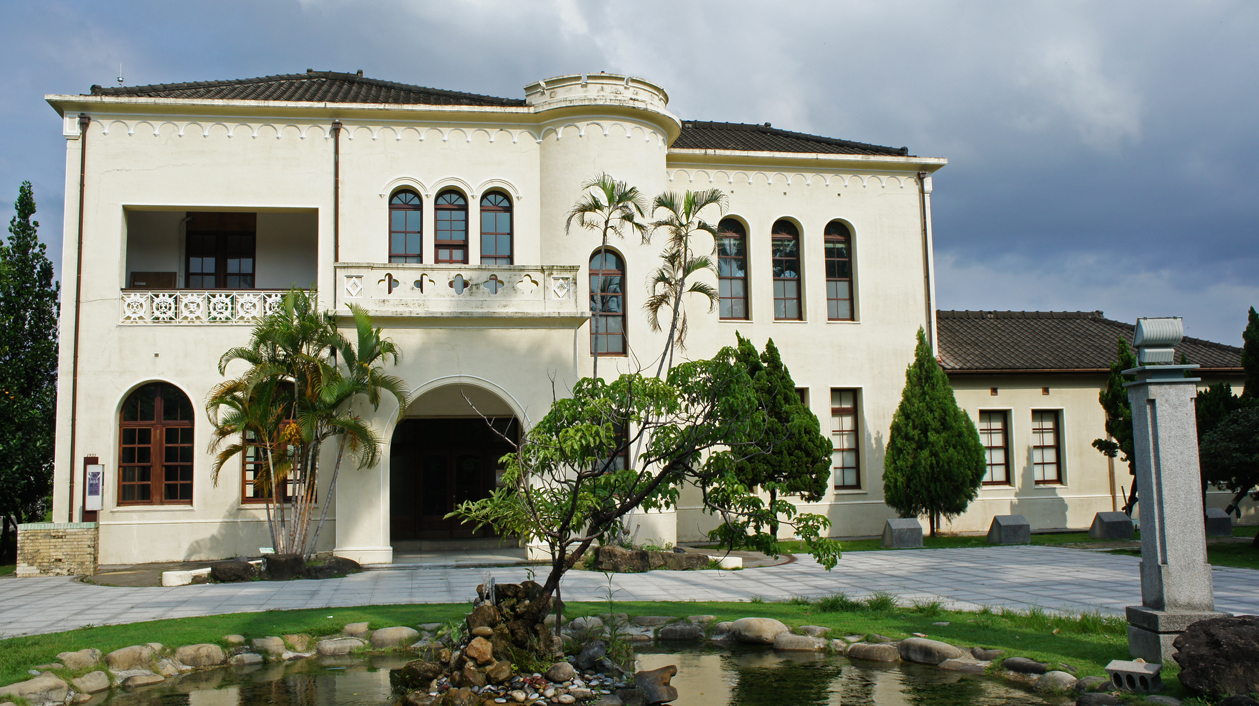
台中放送局（1935年）
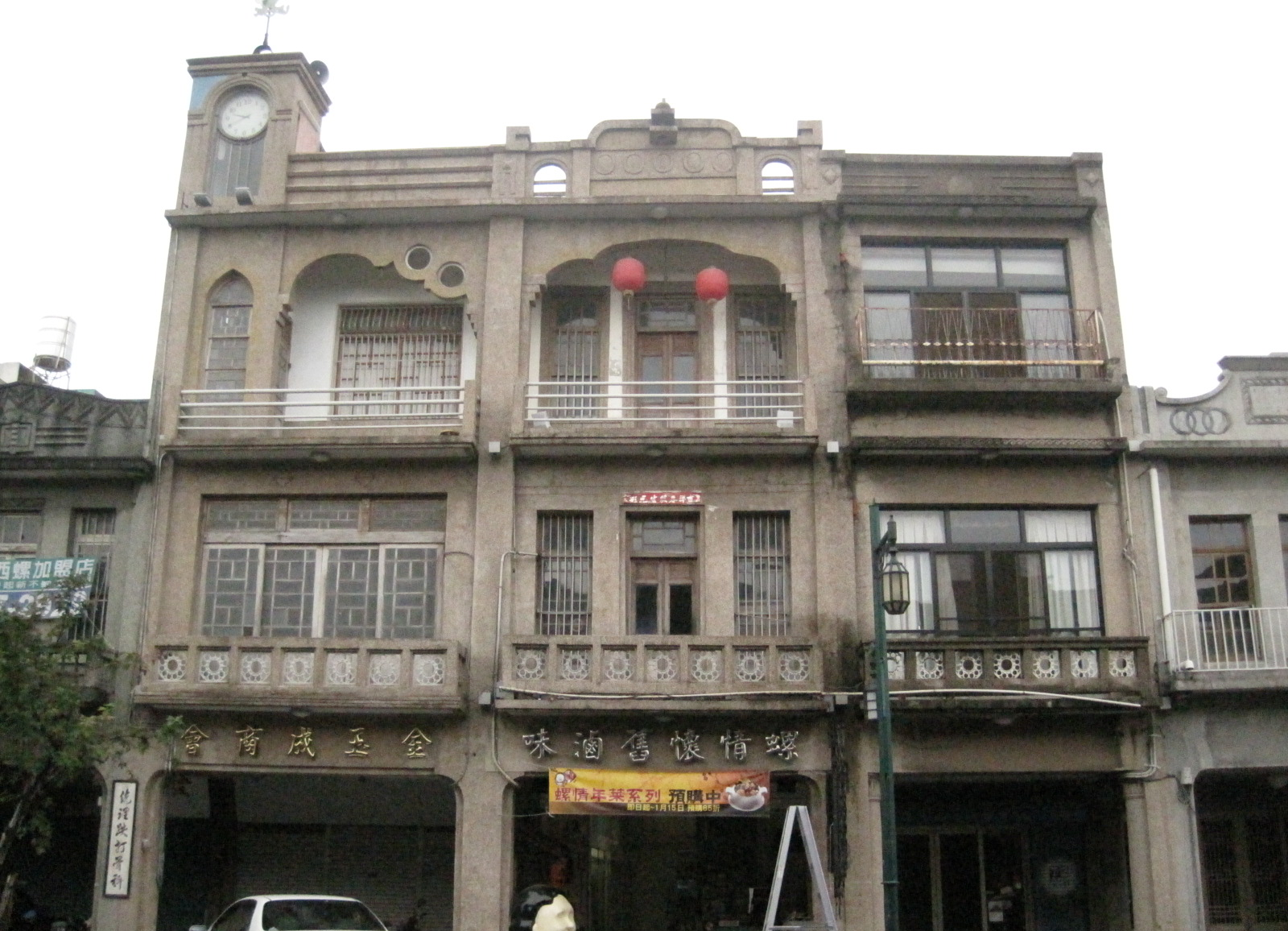
西螺金玉成鐘樓（1935年）
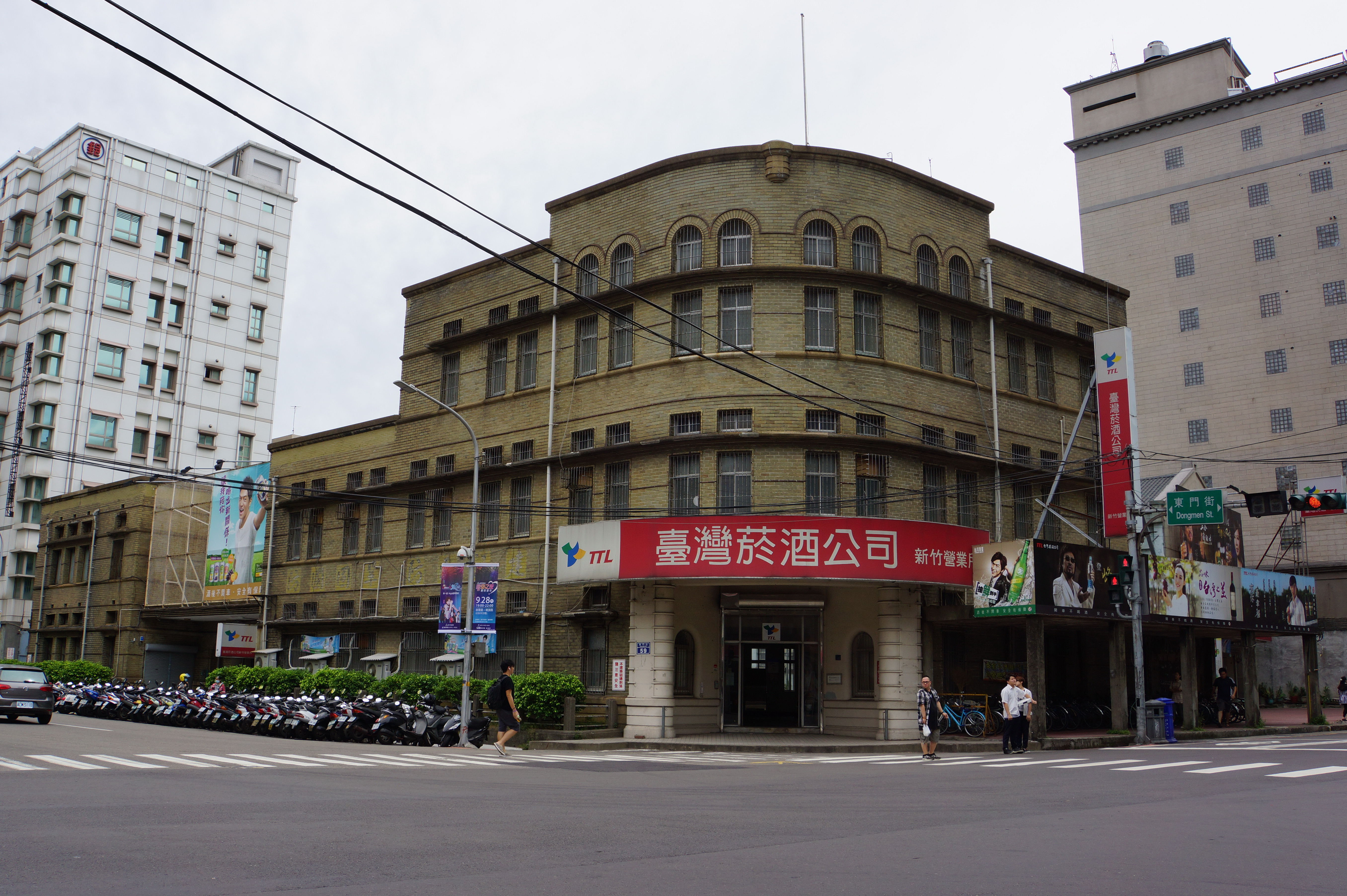
專賣局新竹支局（1935年，梅澤捨次郎設計）
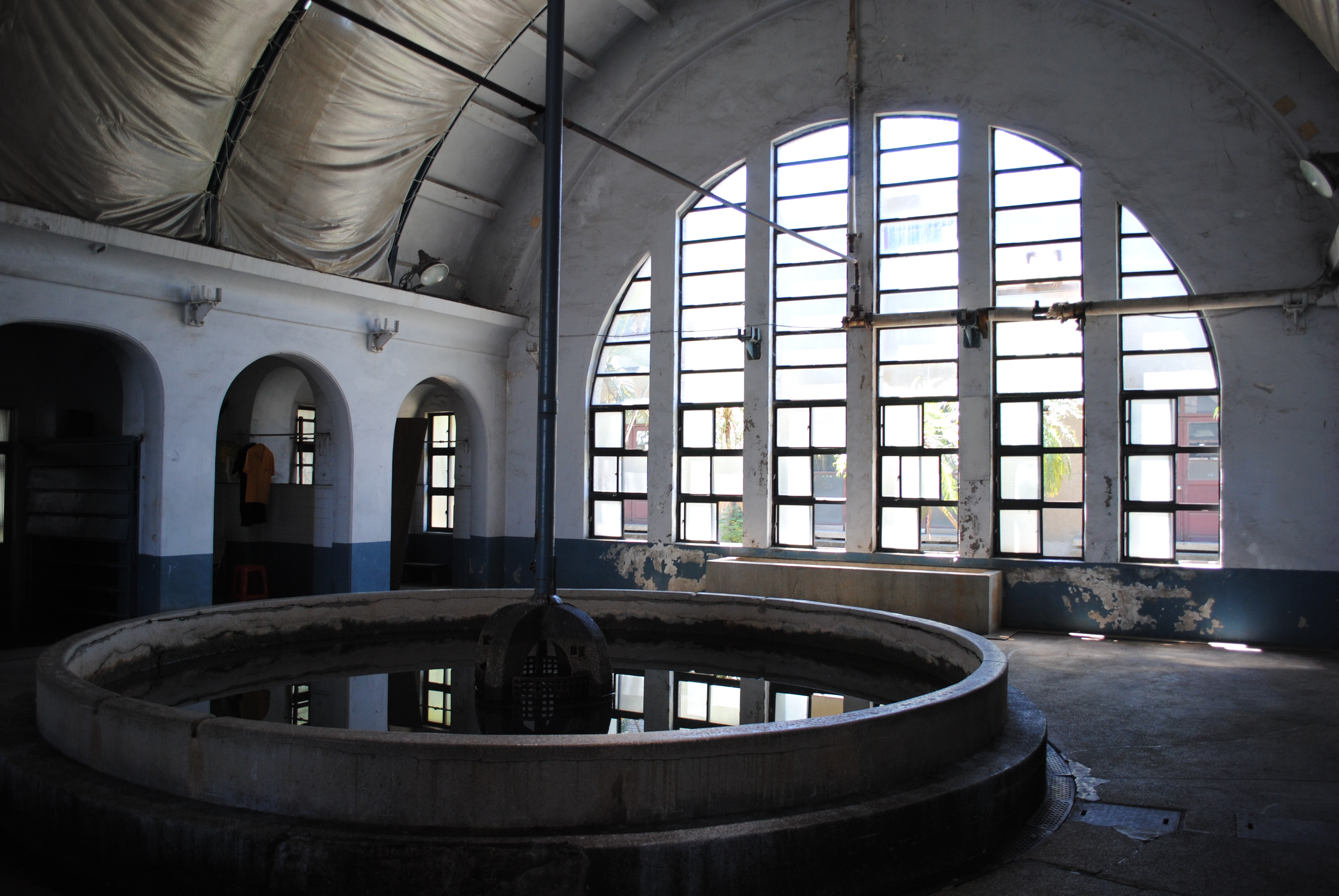
鐵路局台北機廠澡堂（1935年，速水和彥與宇敷赳夫設計）
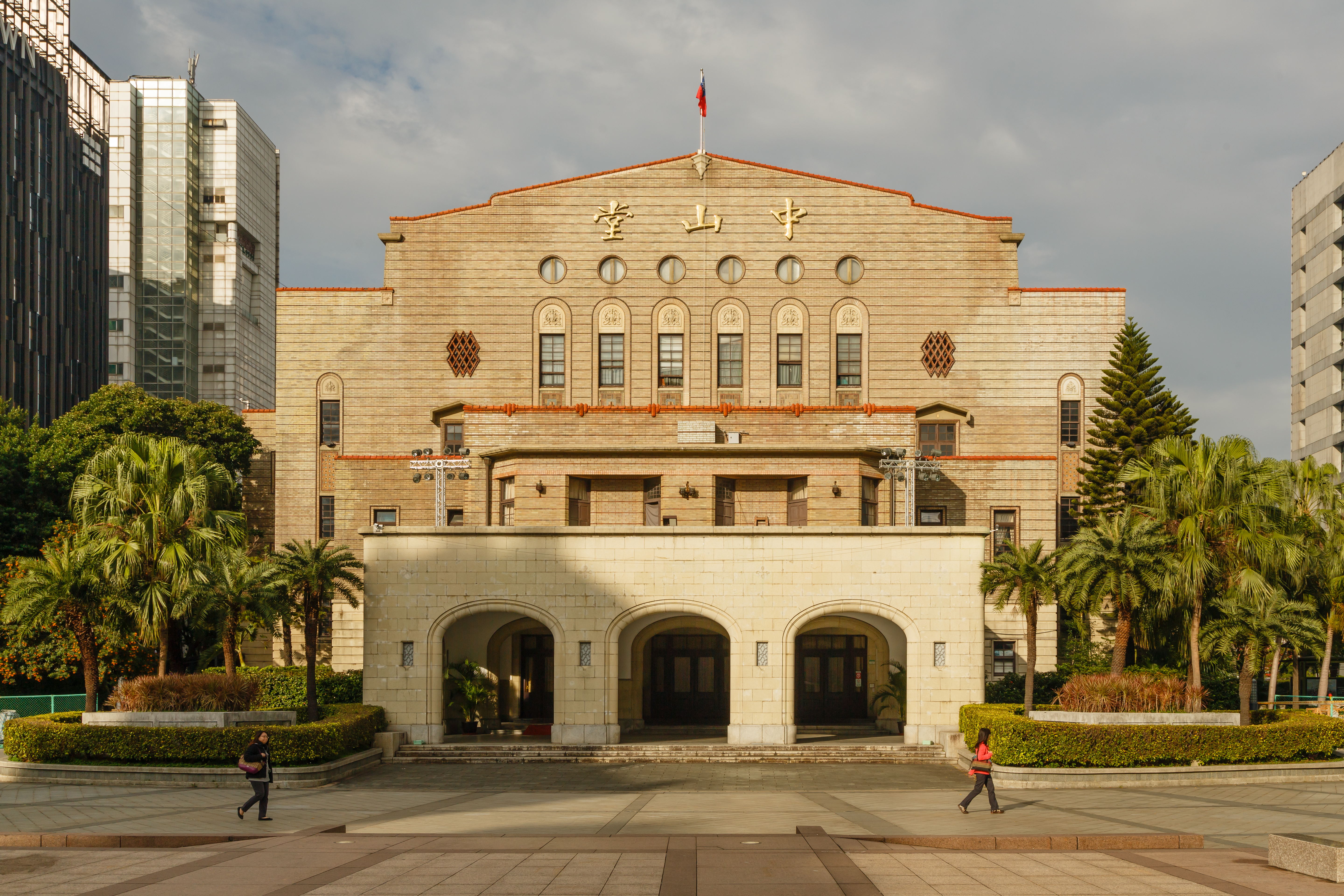
台北公會堂（1936年，井手薰設計）
高雄稅關廳舍（1936年，池田好治承攬施工）
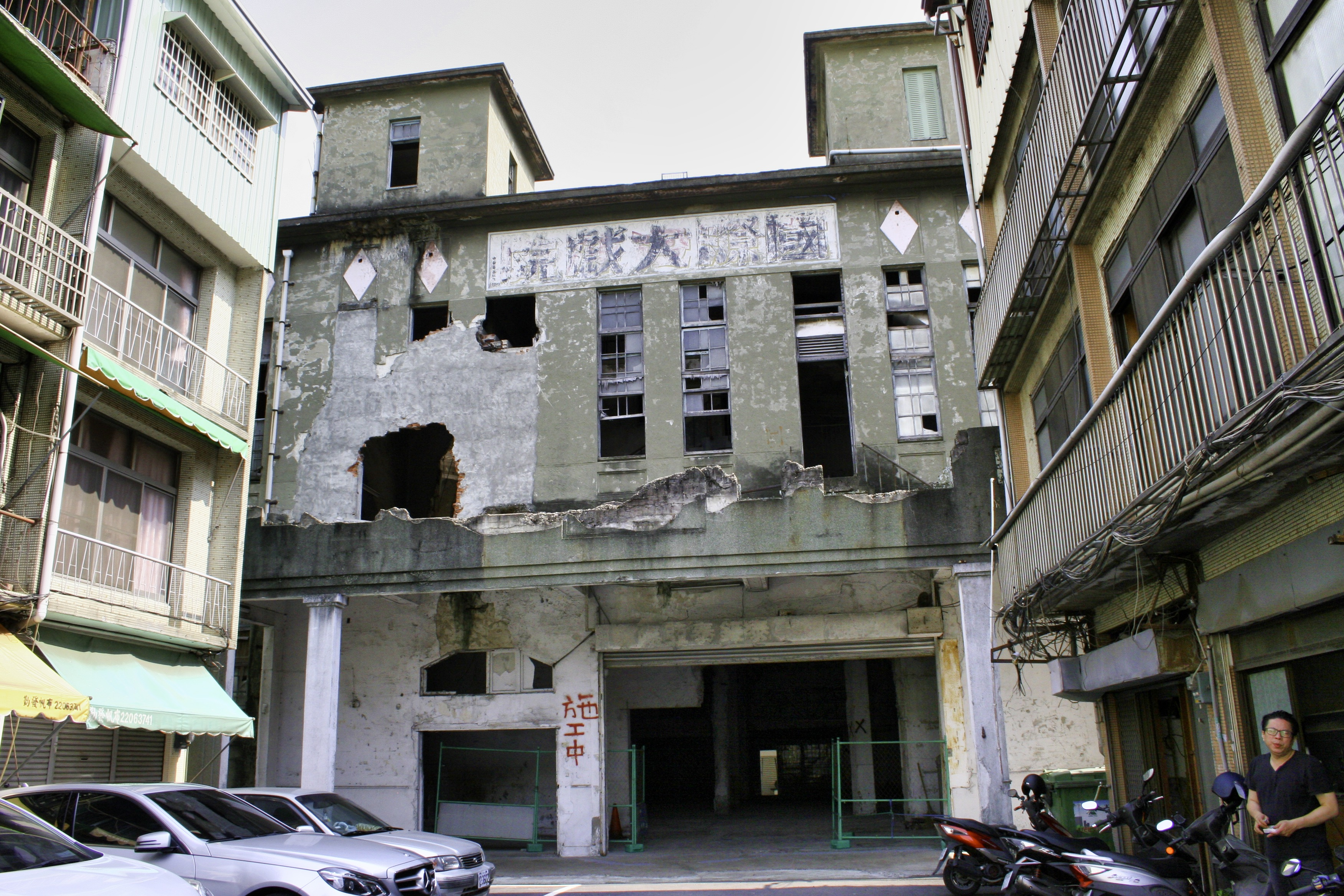
天外天劇場 （1936年，齋藤辰次郎設計）
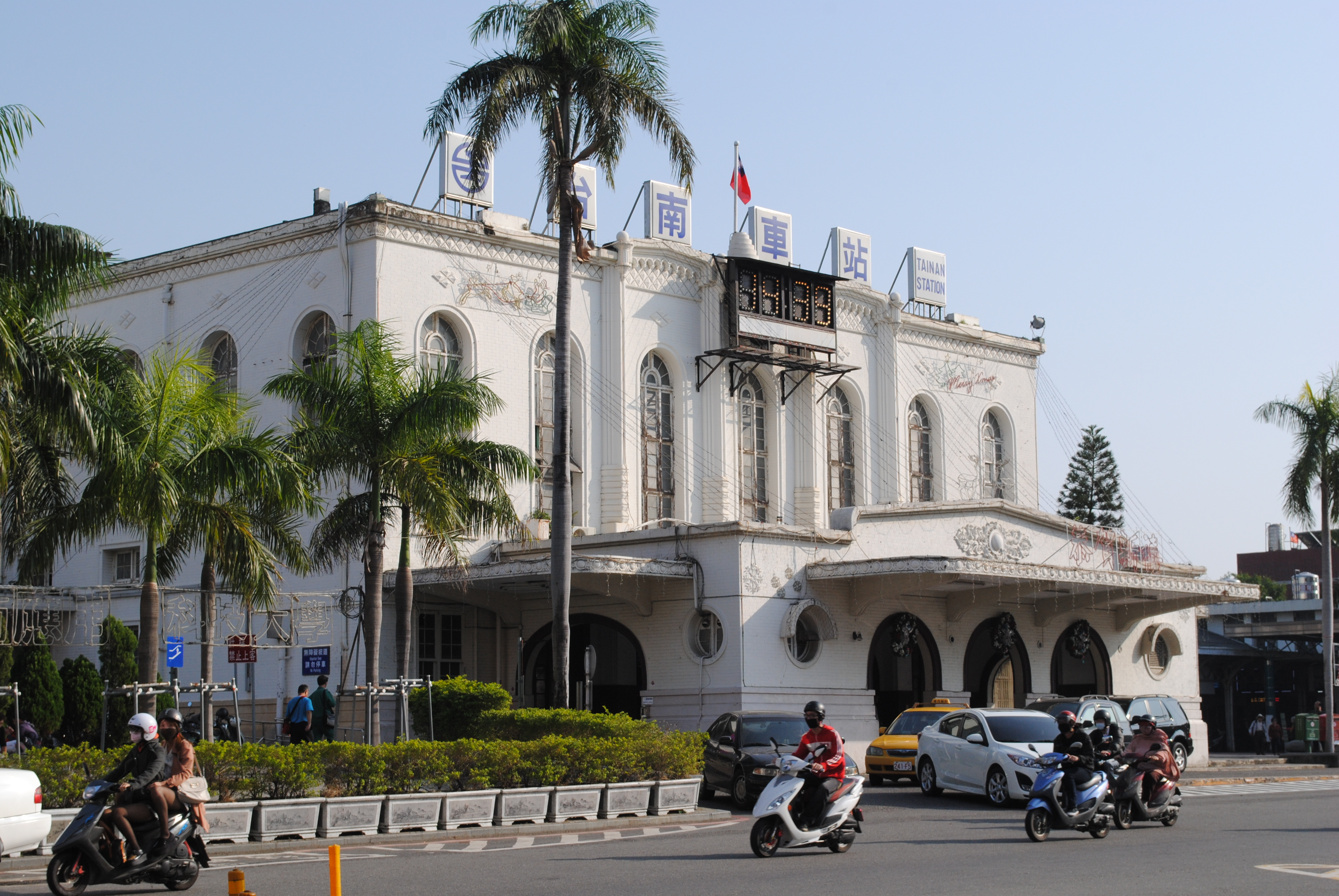
台南車站（1936年）
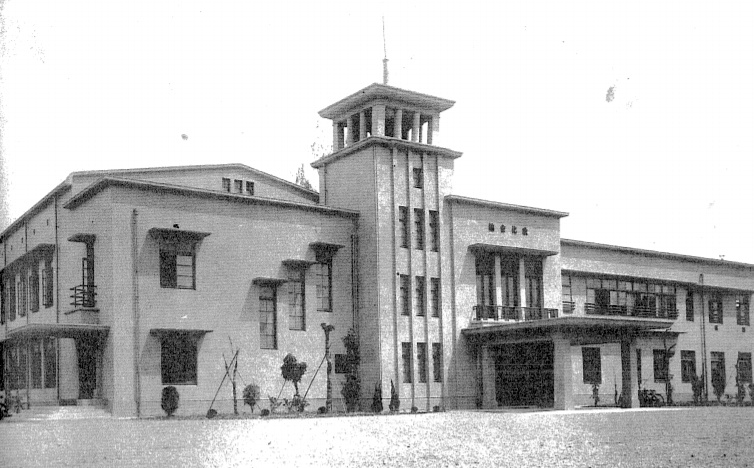
台中教化會館（1936年）
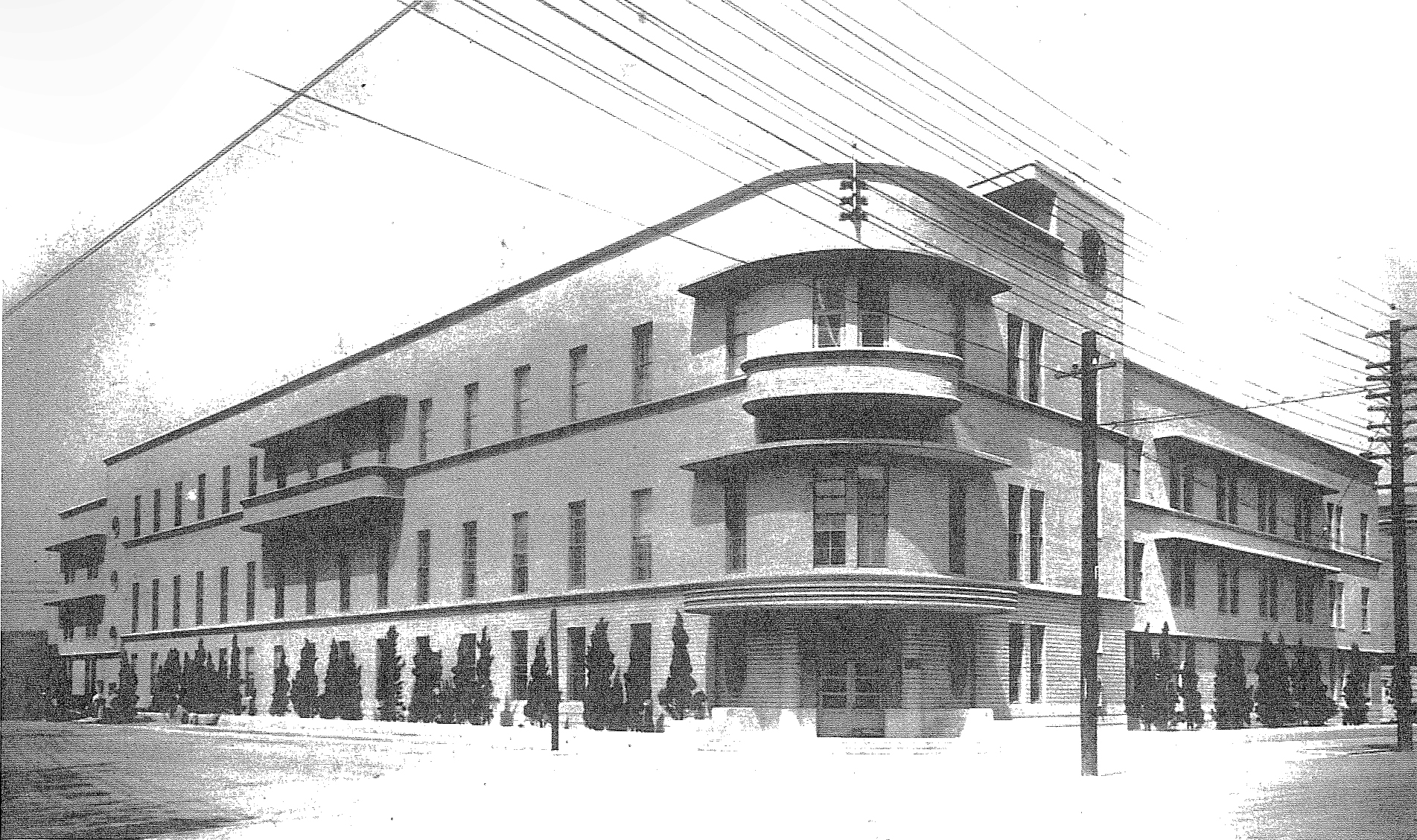
台北電話交換局廳舍（1937年，鈴置良一設計）
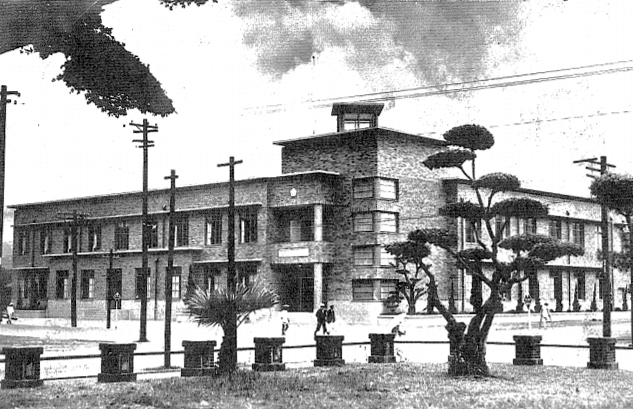
嘉義警察署（1937年，白倉好夫設計）
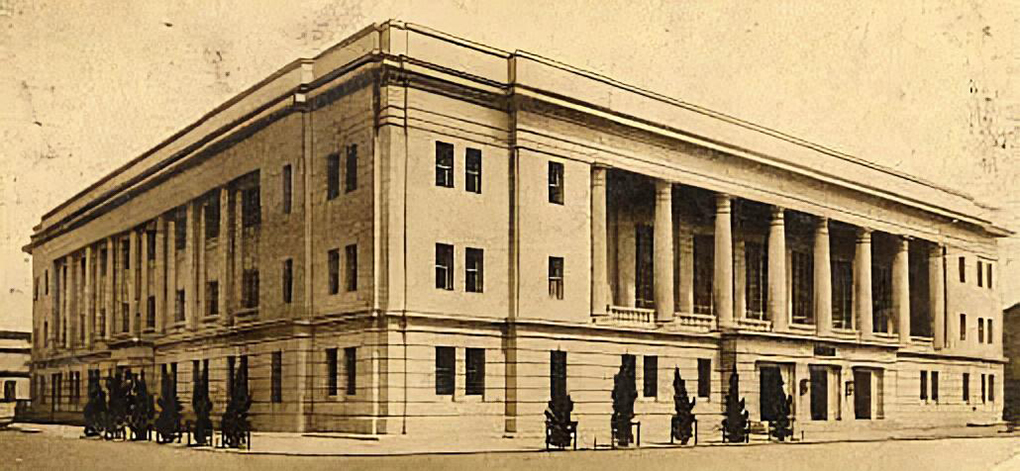
台灣銀行本店（1938年，西村好時設計）
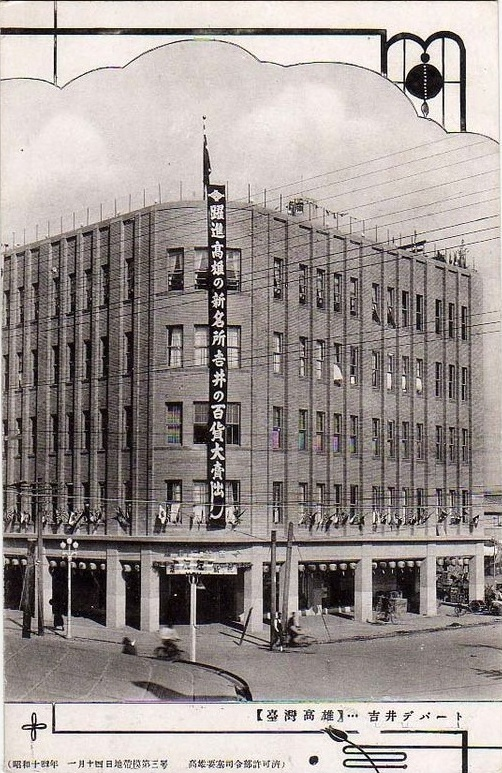
吉井百貨（1938年，奧野捨次郎監造）
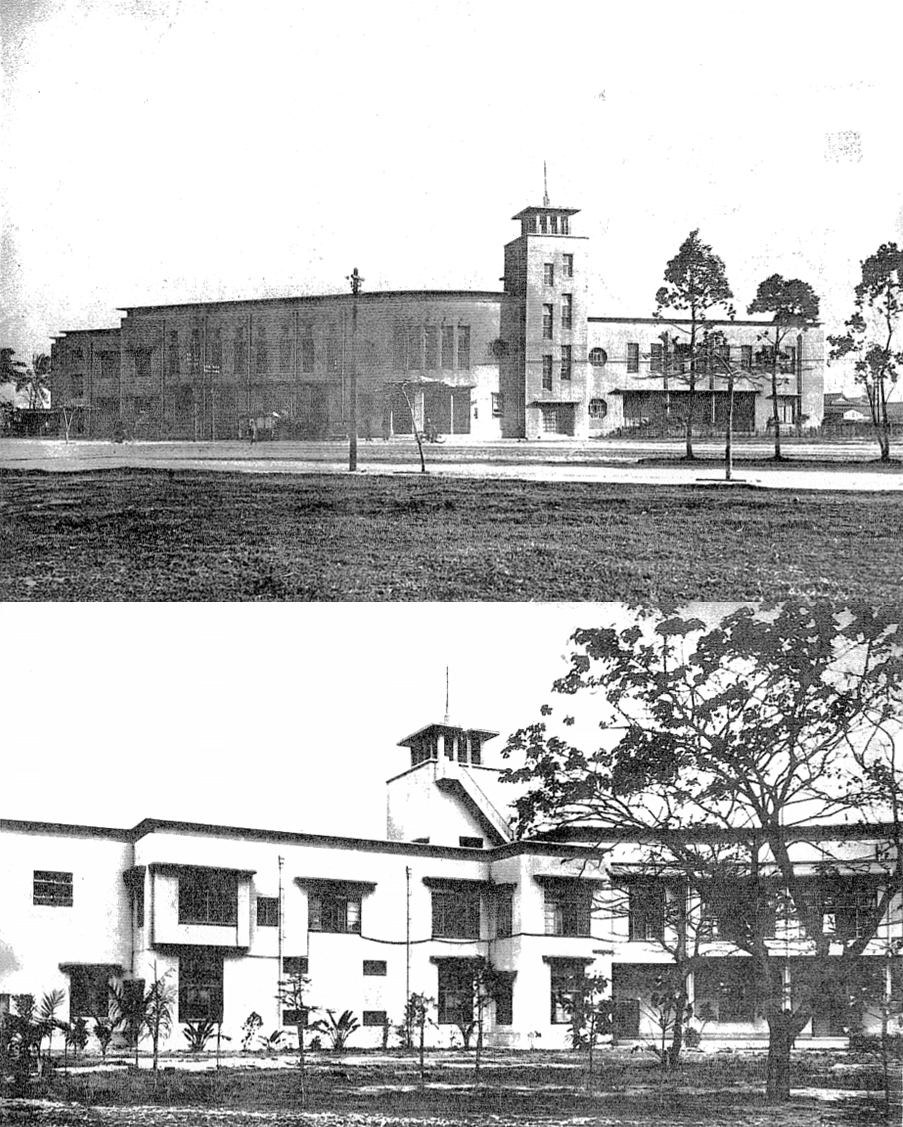
高雄州商工奬勵館（1938年）
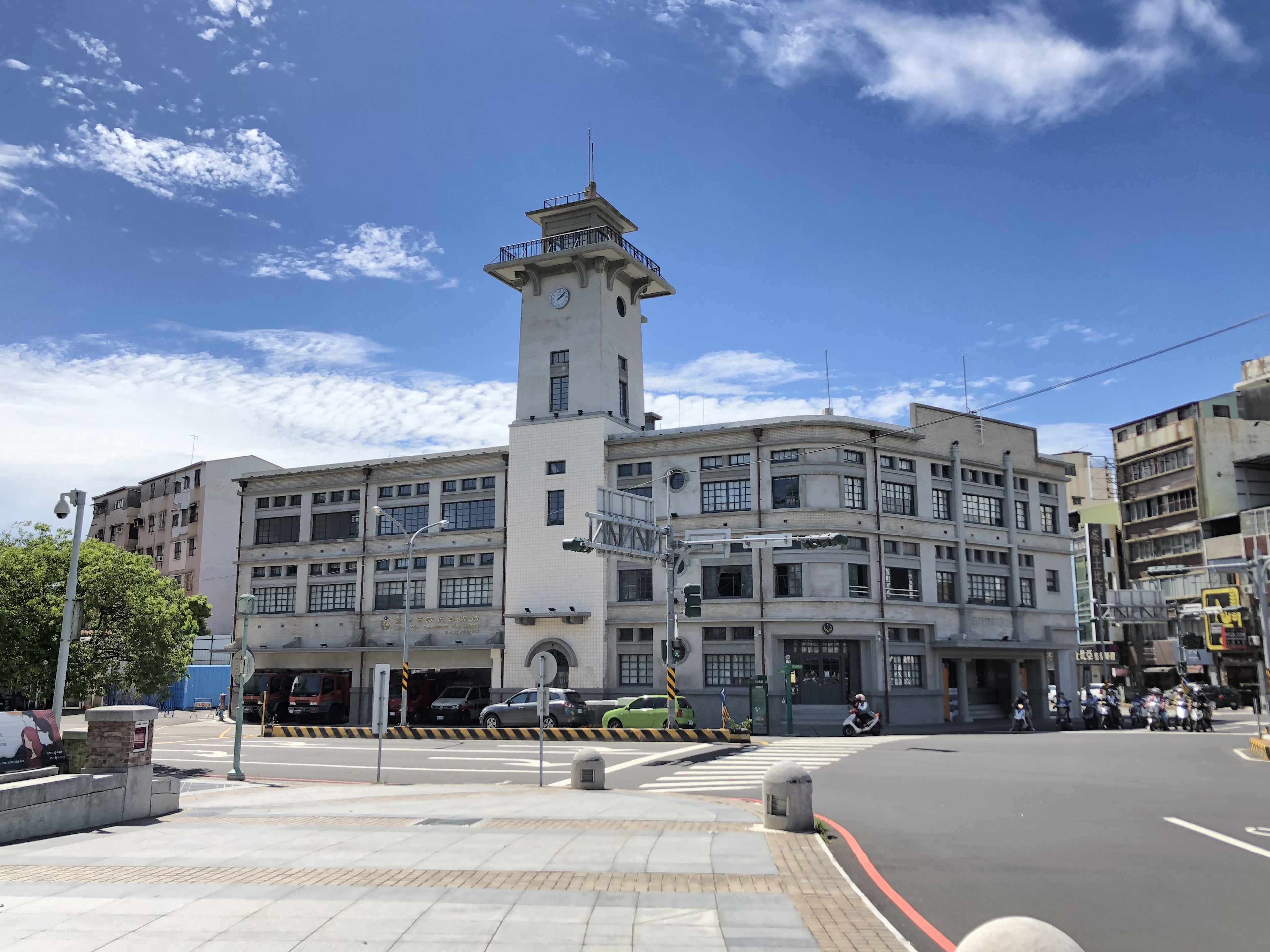
台南合同廳舍（1938年）
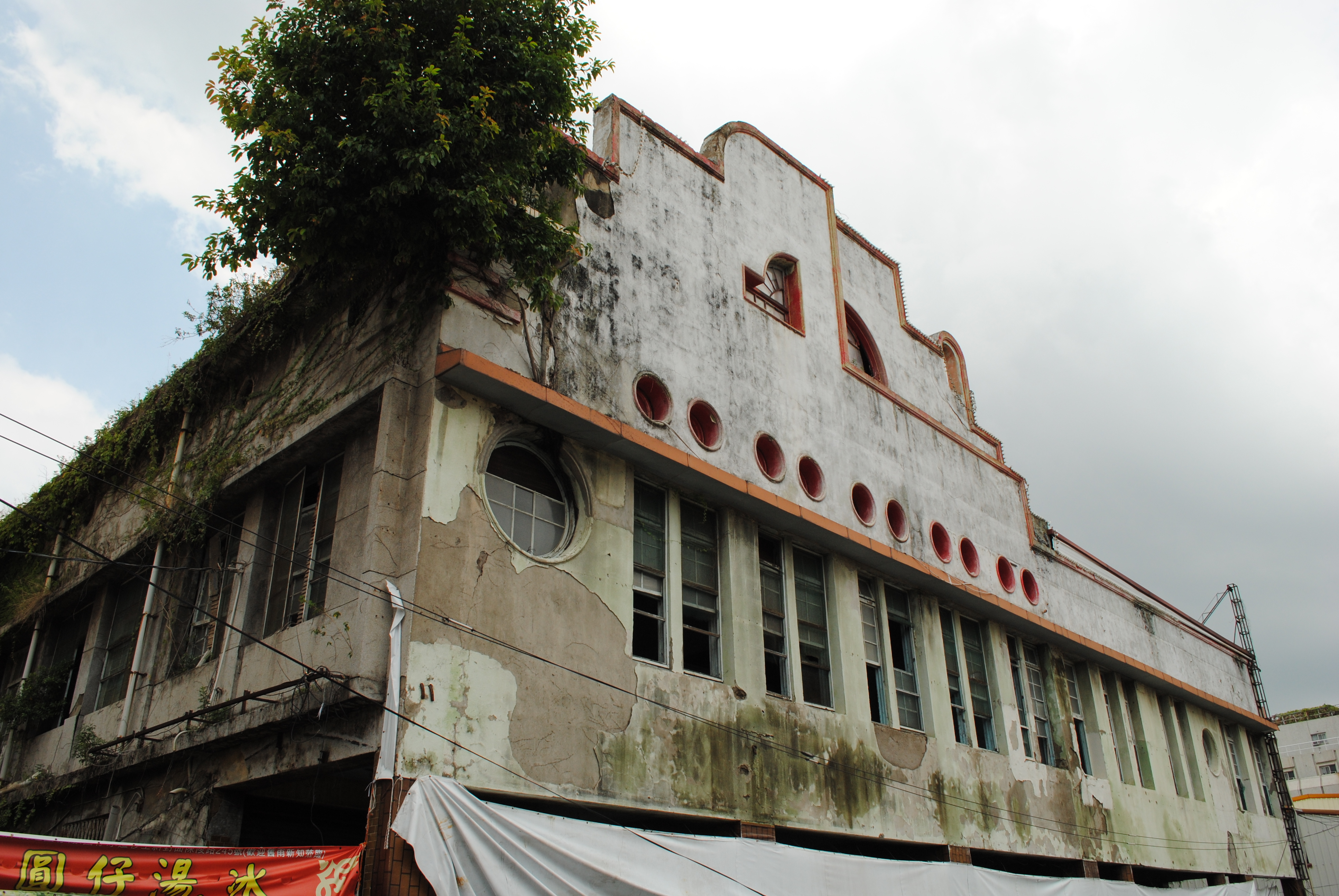
高賓閣（1938年，張世藩設計）
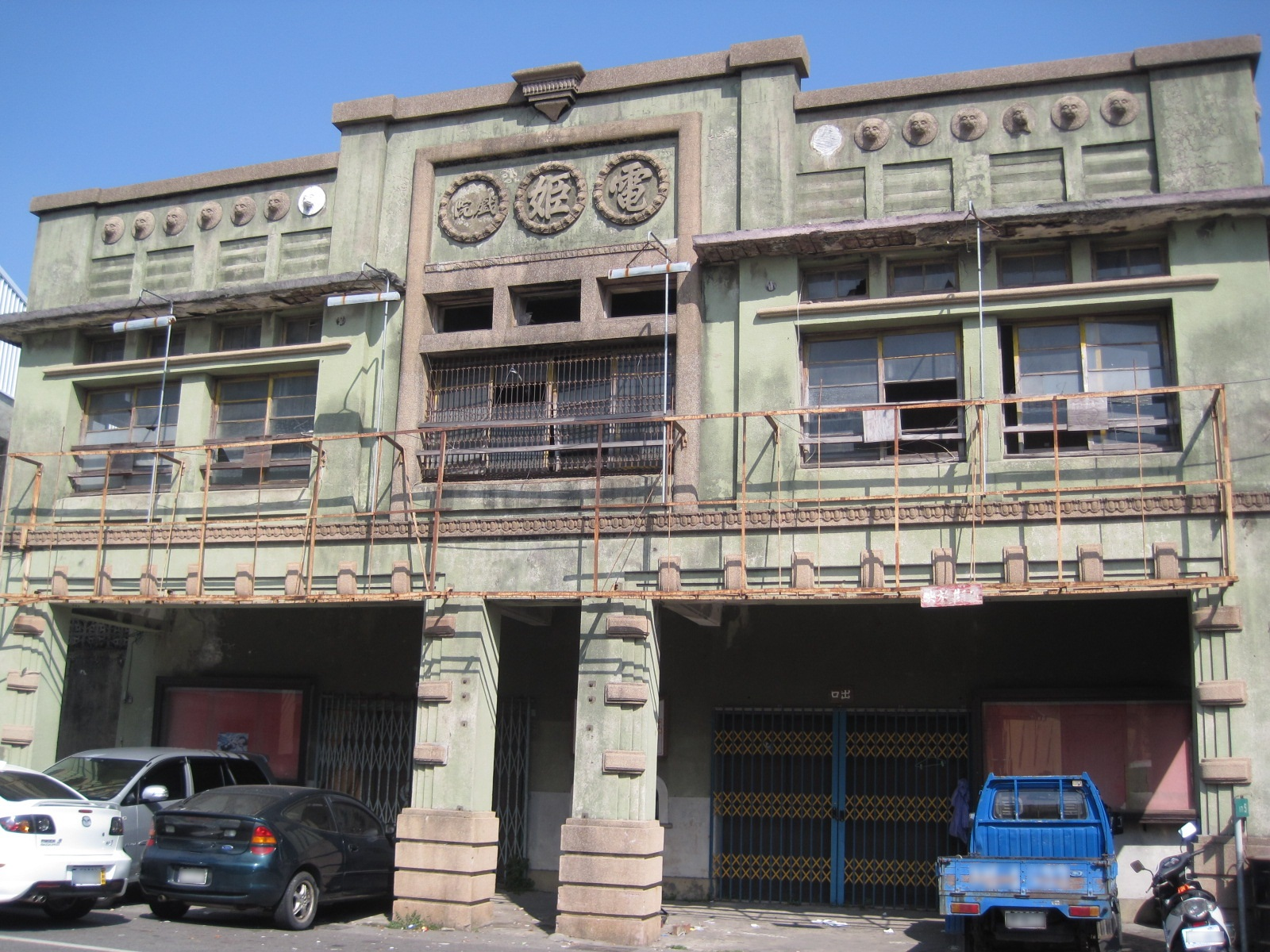
電姬戲院（1938年）
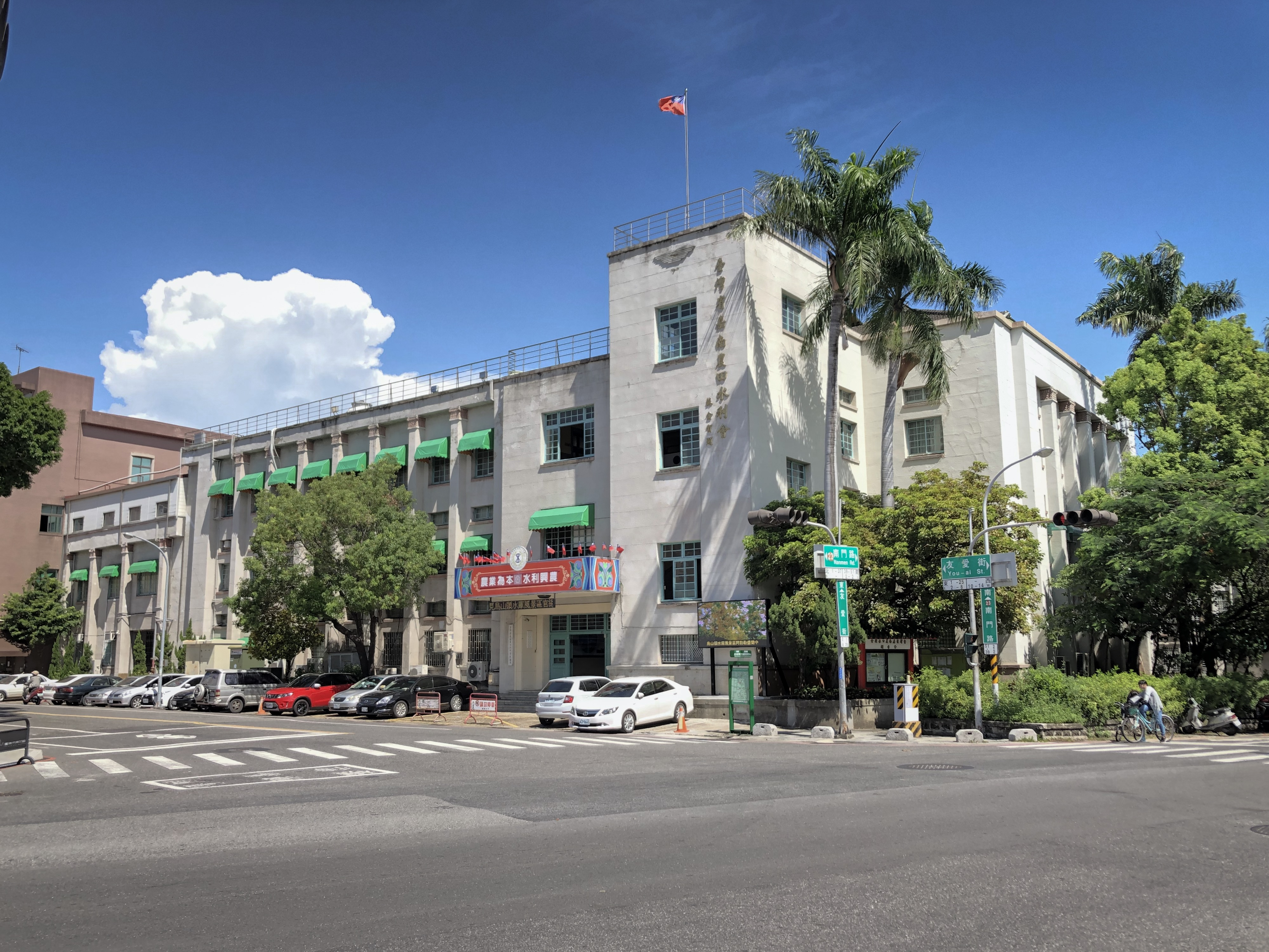
嘉南大圳組合事務所（1940年，住谷茂夫設計）
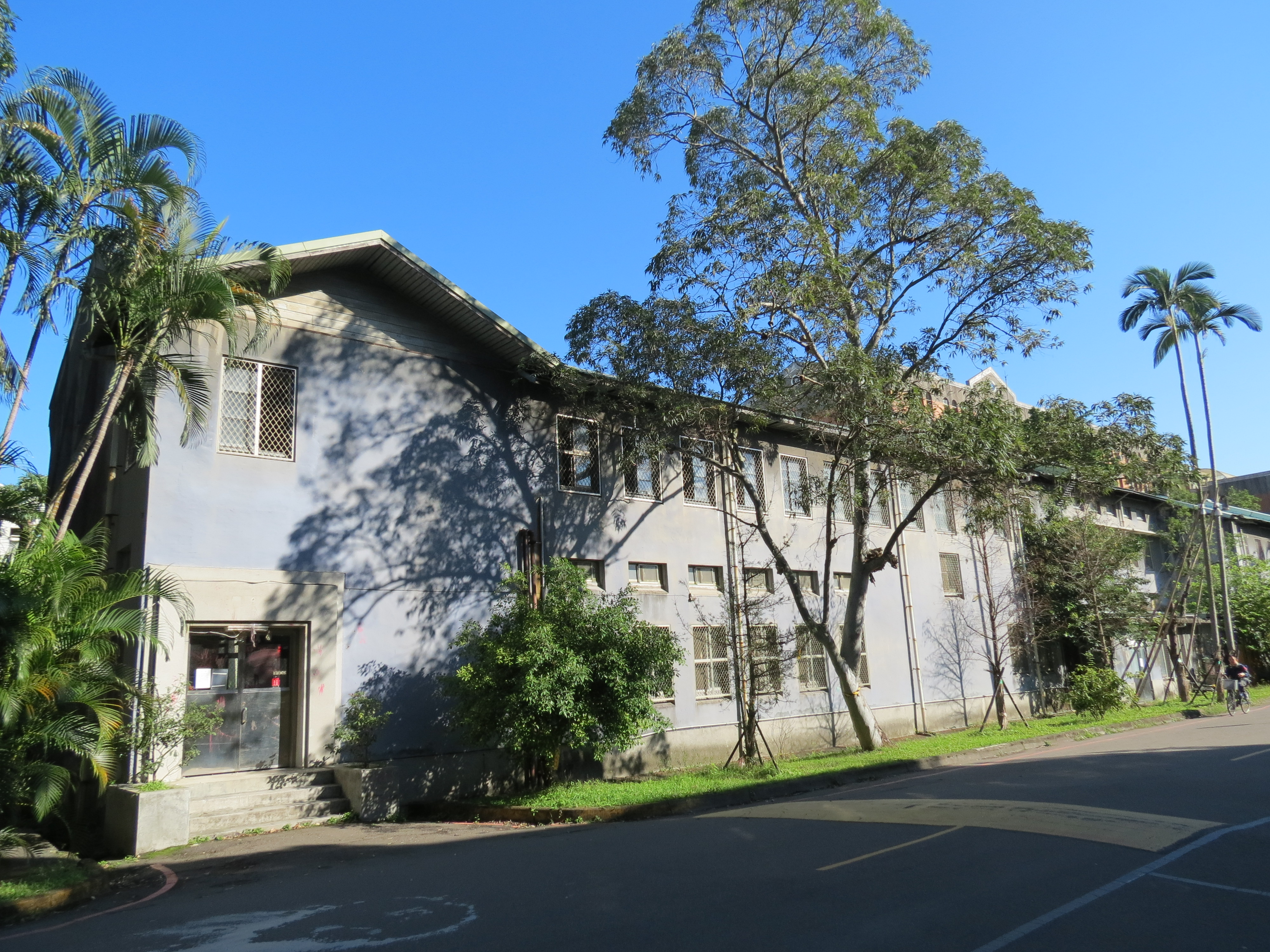
台北帝大工學部（1943年）

### 台式建築
- 龍安坡黃宅濂讓居（1897年）
- 大溪簡送德古宅（1898-1902年）
- 霧峰林家景薰樓後樓（1899年），已不存 [68]。
- 斗六吳秀才宅，約建於清治時期光緒年間，大正年間改建，保留原木構件[27]。
- 林園安記棧（1902）
- 台北大稻埕淡水戲館（1909），已拆除。
- 安平海頭社魏宅
- 澎湖天后宮（據傳創建於1604年之前，現貌建於1922年[69]）
- 劍潭古寺（1924年改修），已改建 [27]。
- 日本東京新宿御苑臺灣閣（1927，森山松之助）[70]。
- 臺北州立農業傳習所（1933），仿傳統古厝之外型，已拆除[71]。
- 新超峰寺（1943）

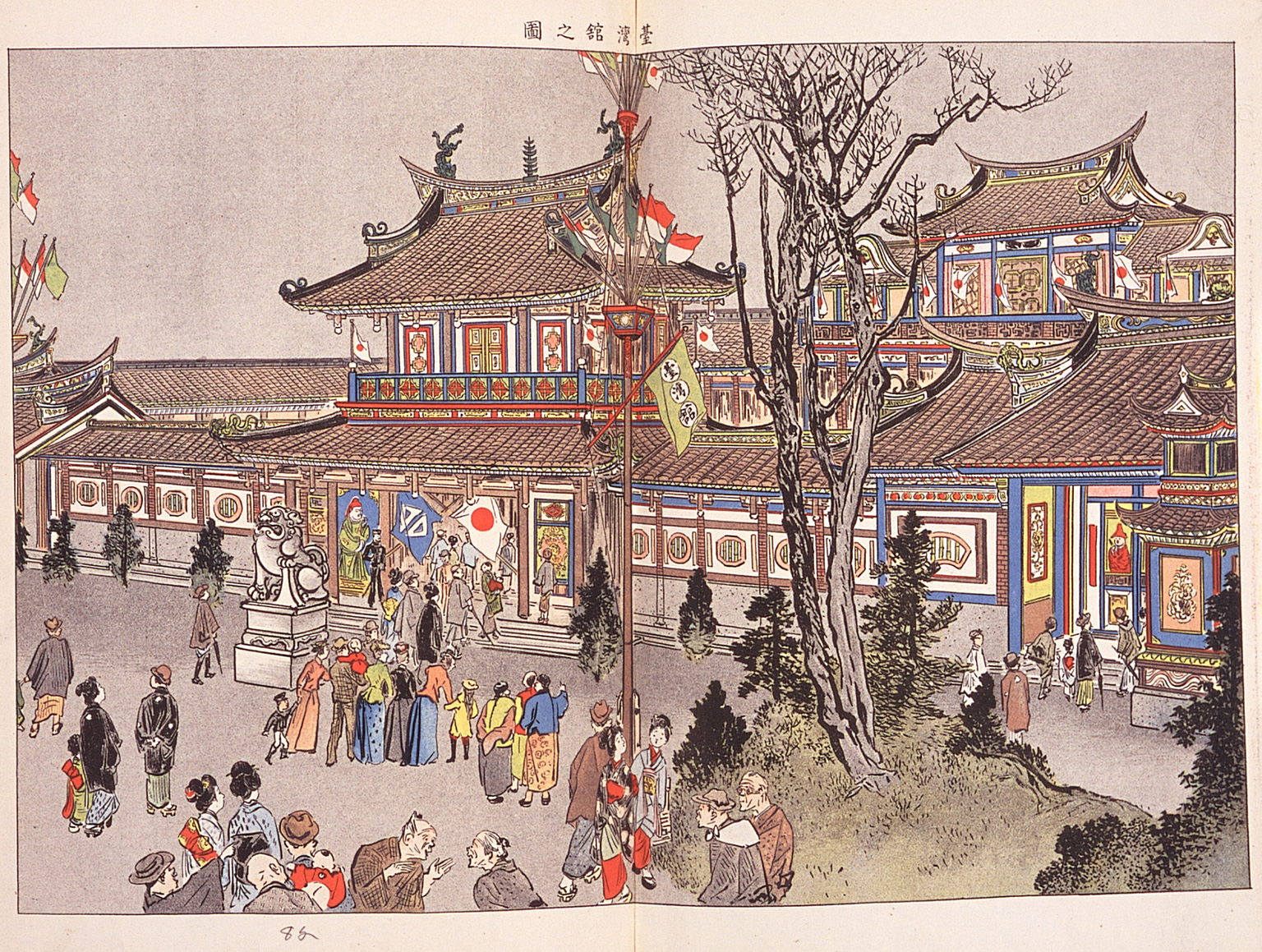
1903年第5回內國勸業博覽會「台灣館」
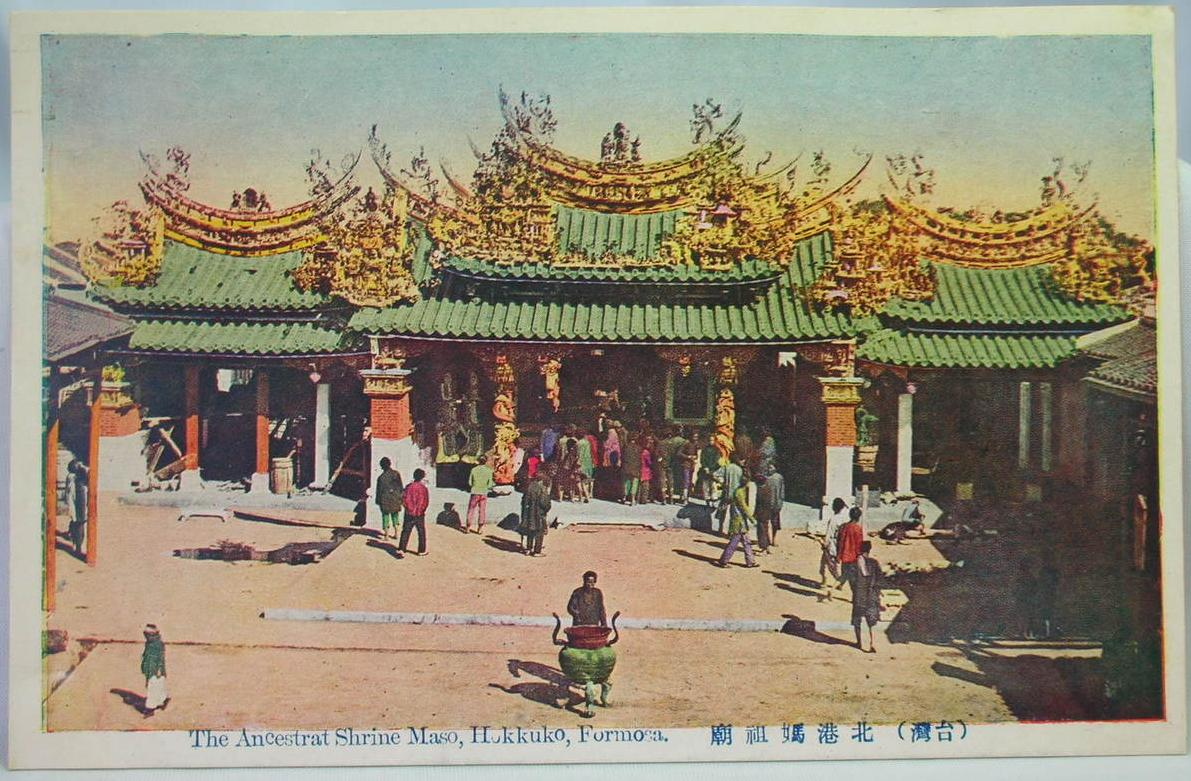
北港朝天宮（1907-1912年）
台北大稻埕淡水戲館（1909年）
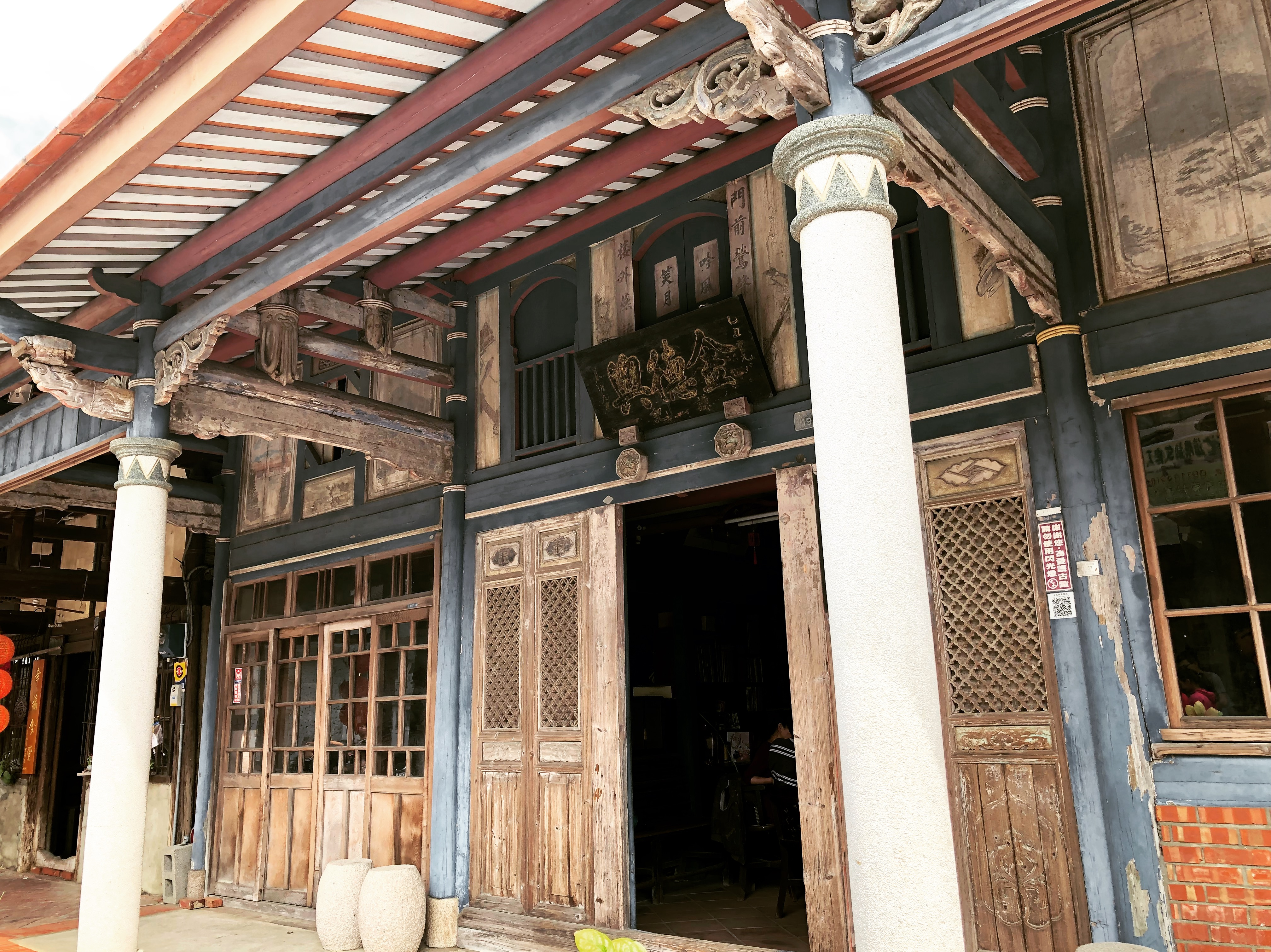
菁寮金德興藥舖（1910年）
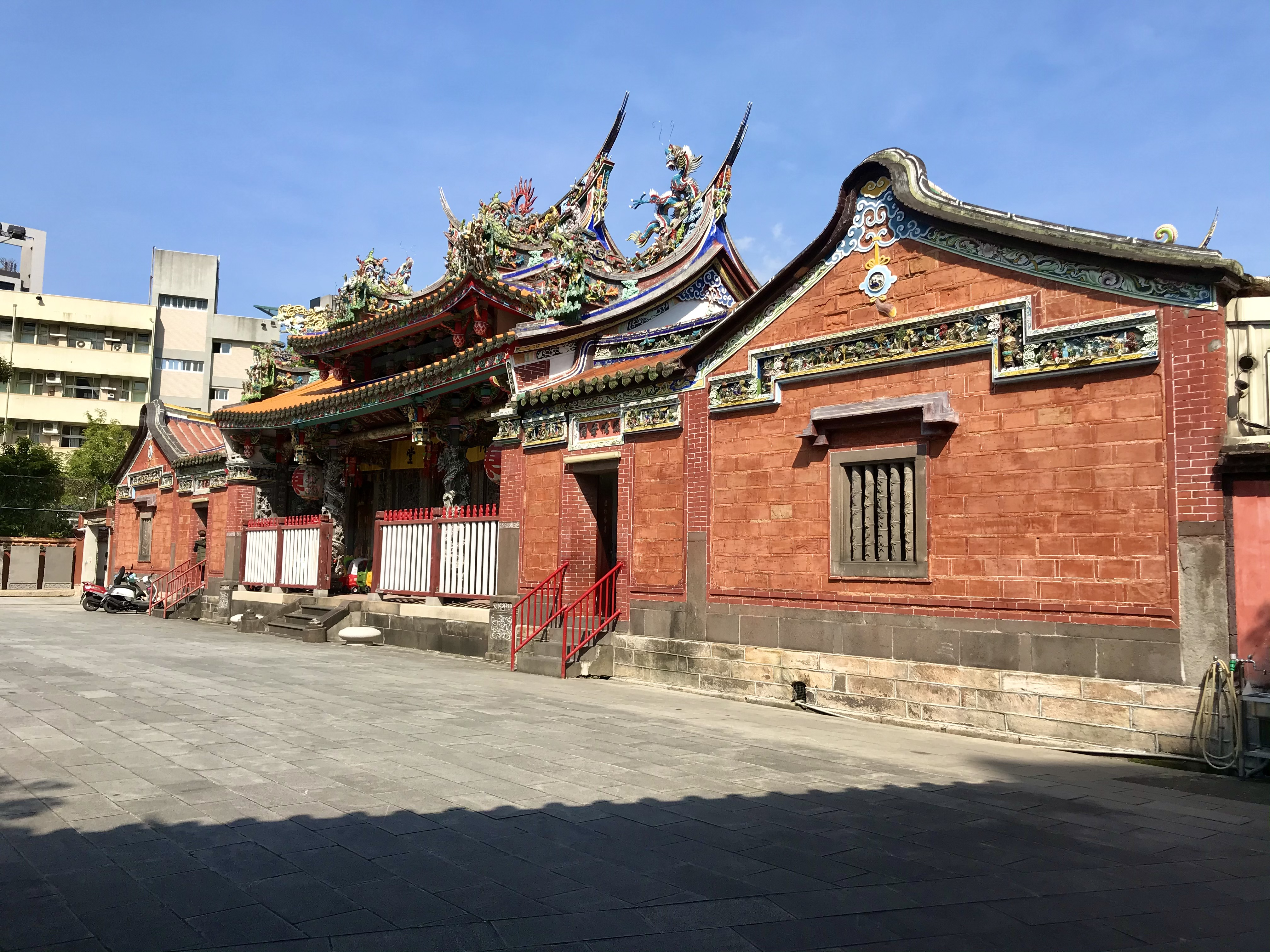
陳德星堂（1912-1914年）
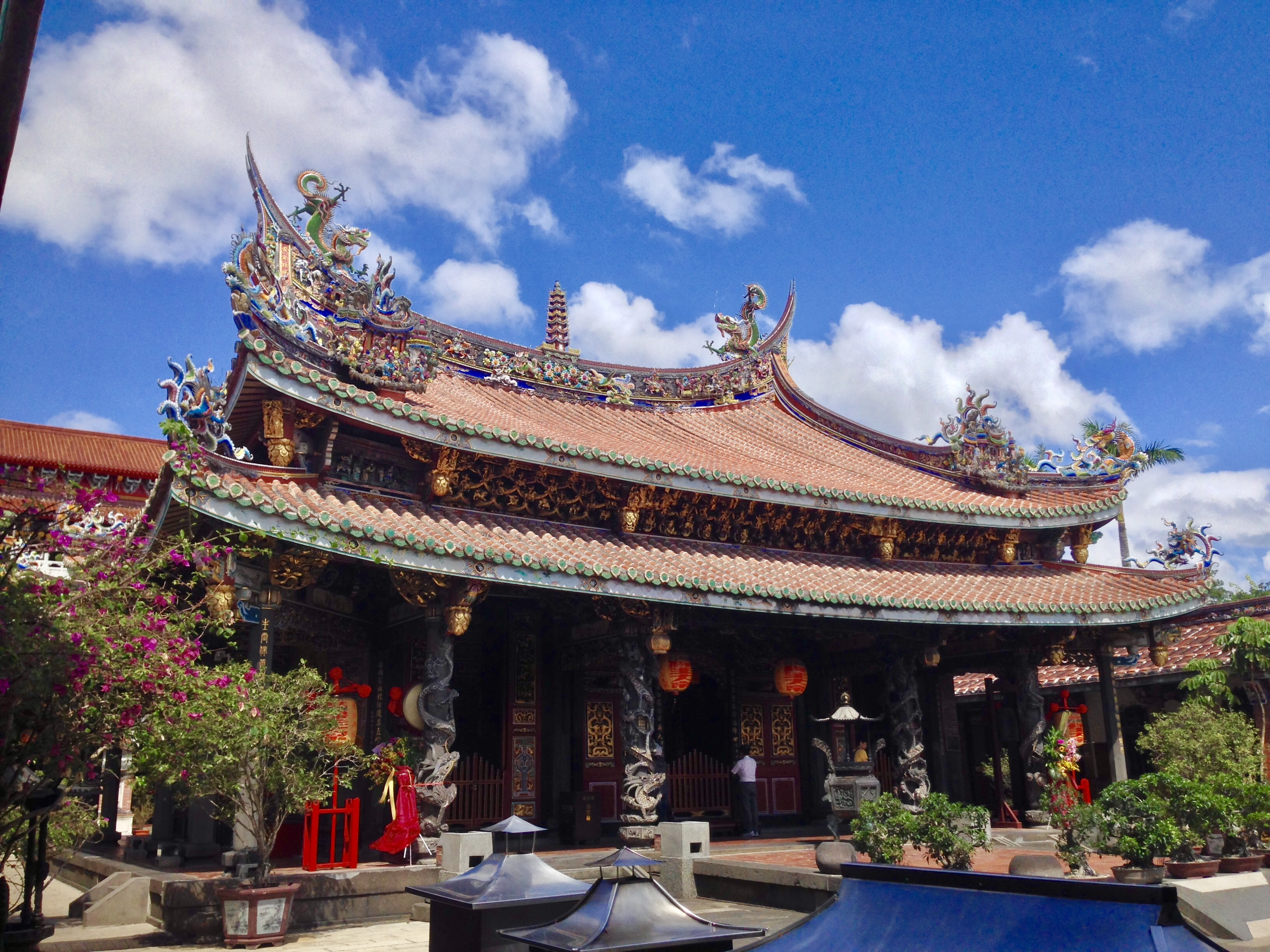
大龍峒保安宮正殿（1917年）
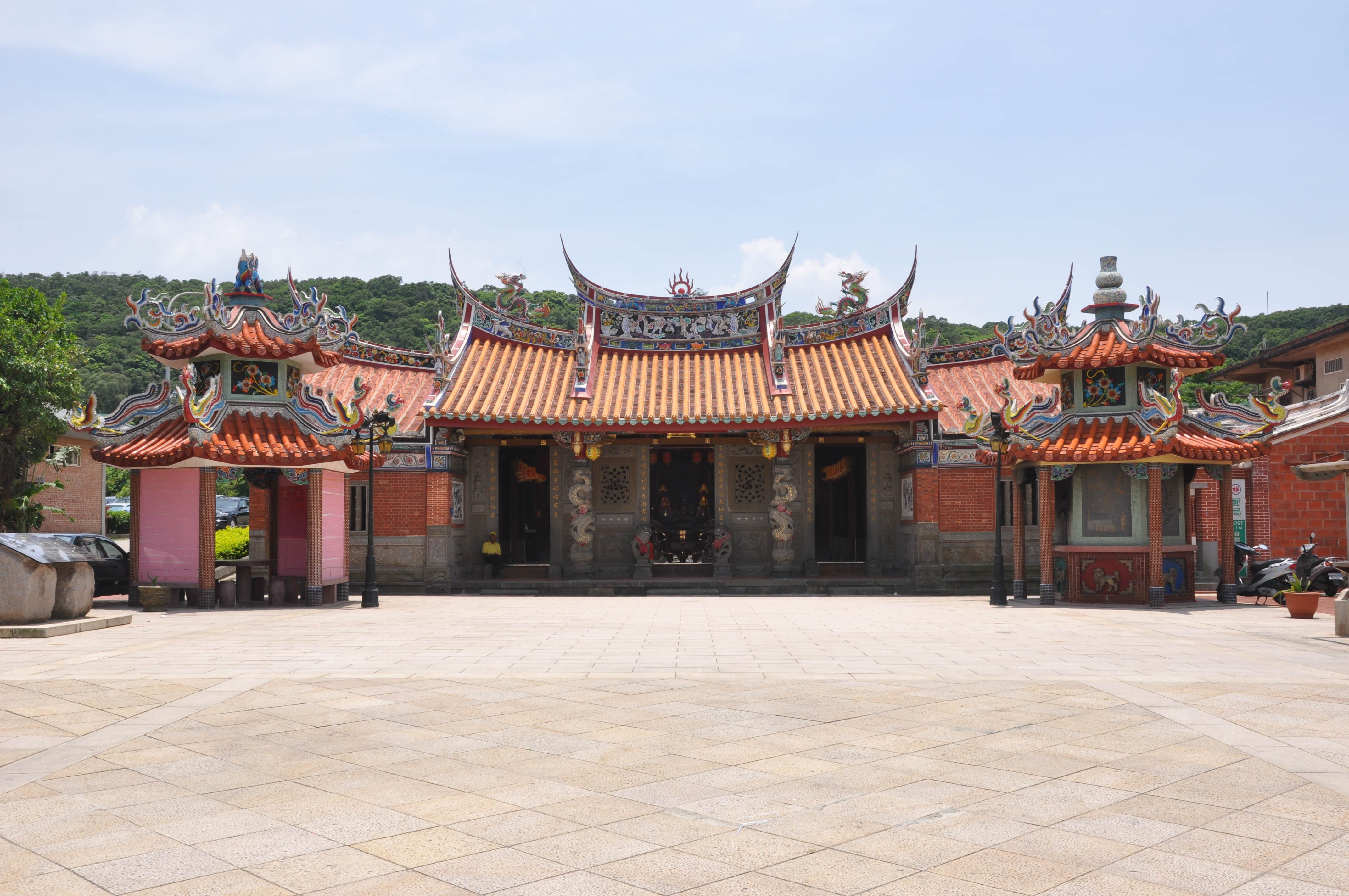
新竹湖口三元宮（1919年）
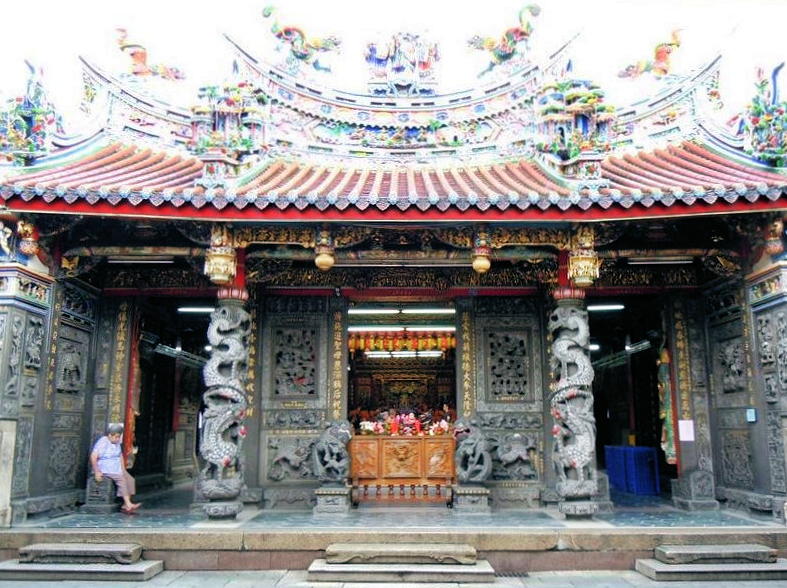
豐原慈濟宮（1917-1933年）
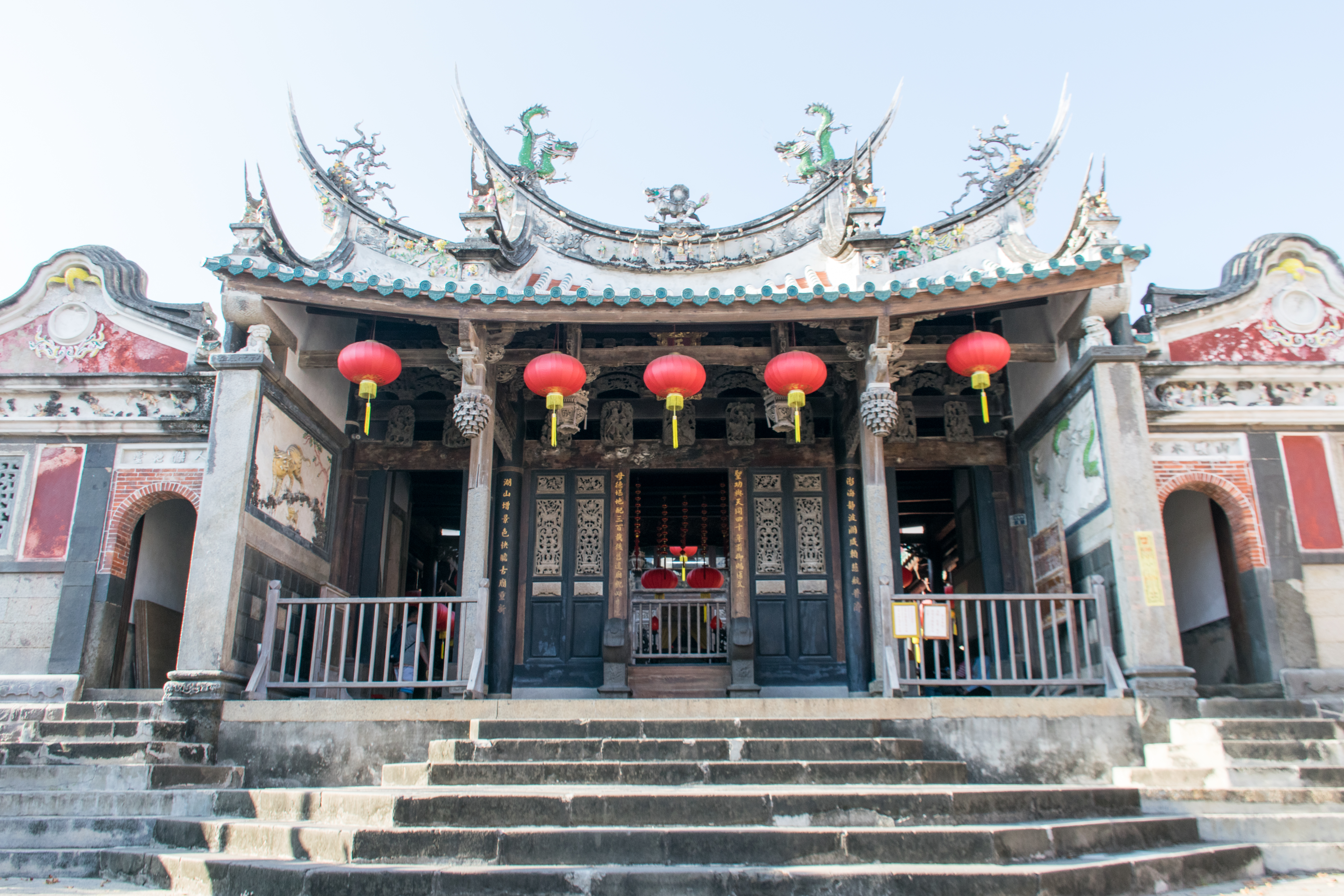
澎湖天后宮（1922年）
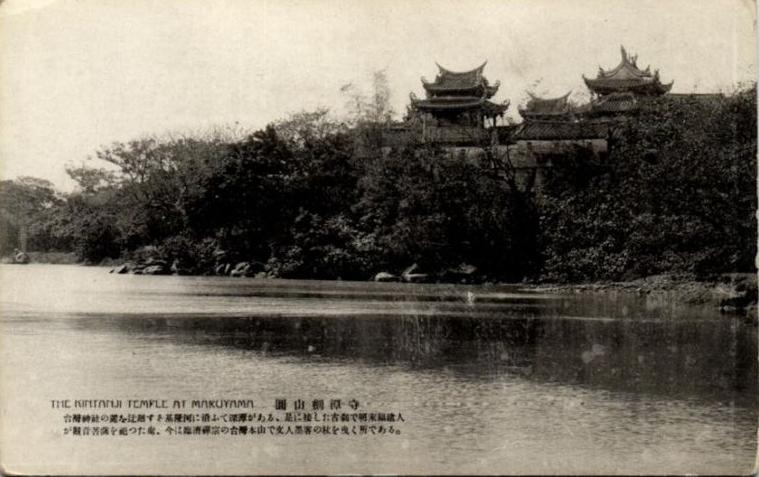
劍潭古寺（1924年）
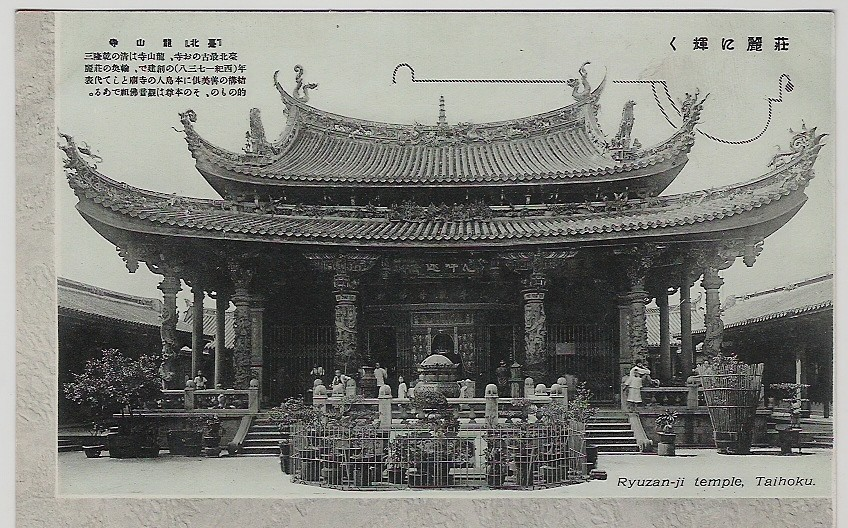
臺北龍山寺正殿（1924年，王益順設計）
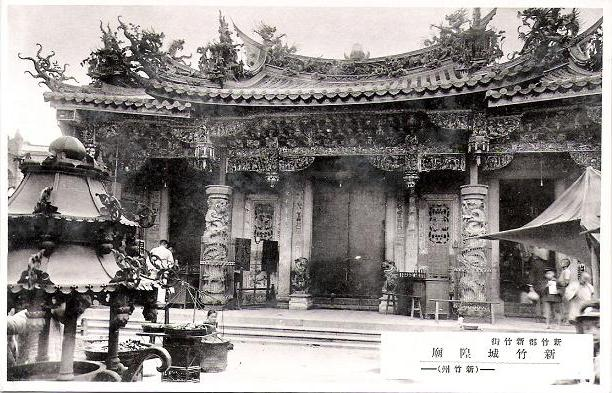
新竹城隍廟（1924年）
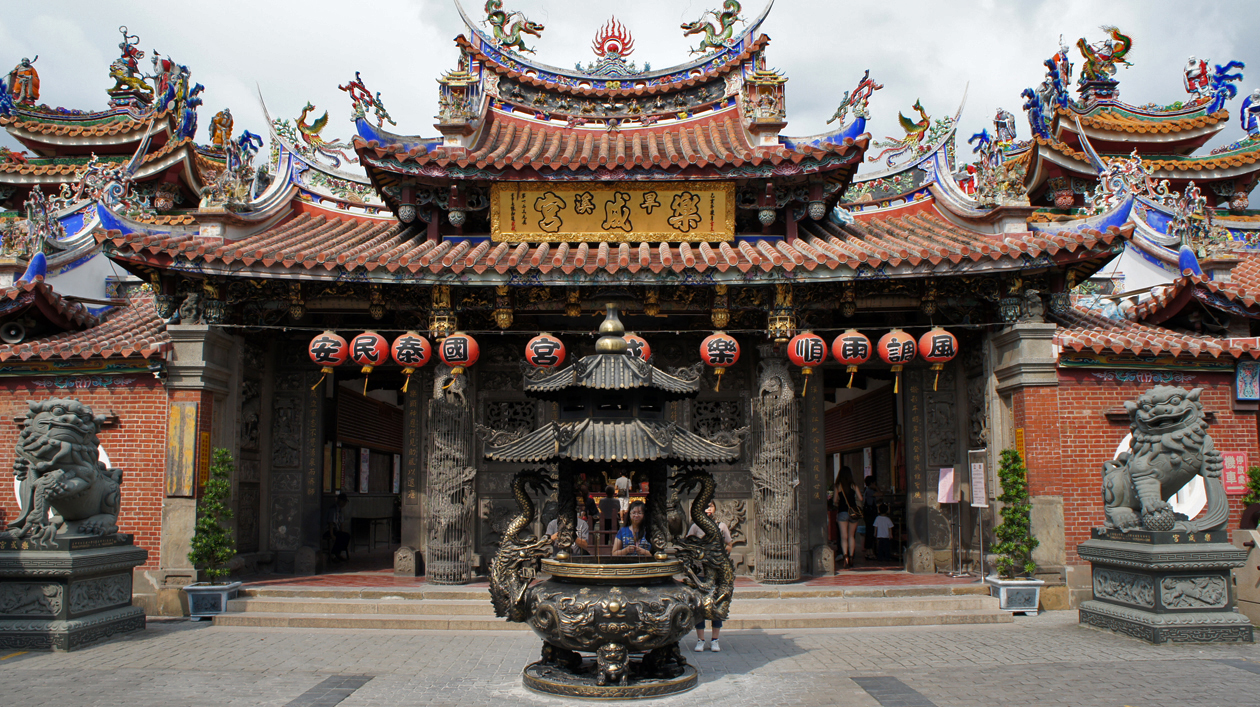
樂成宮（1924、29年，陳應彬監造）
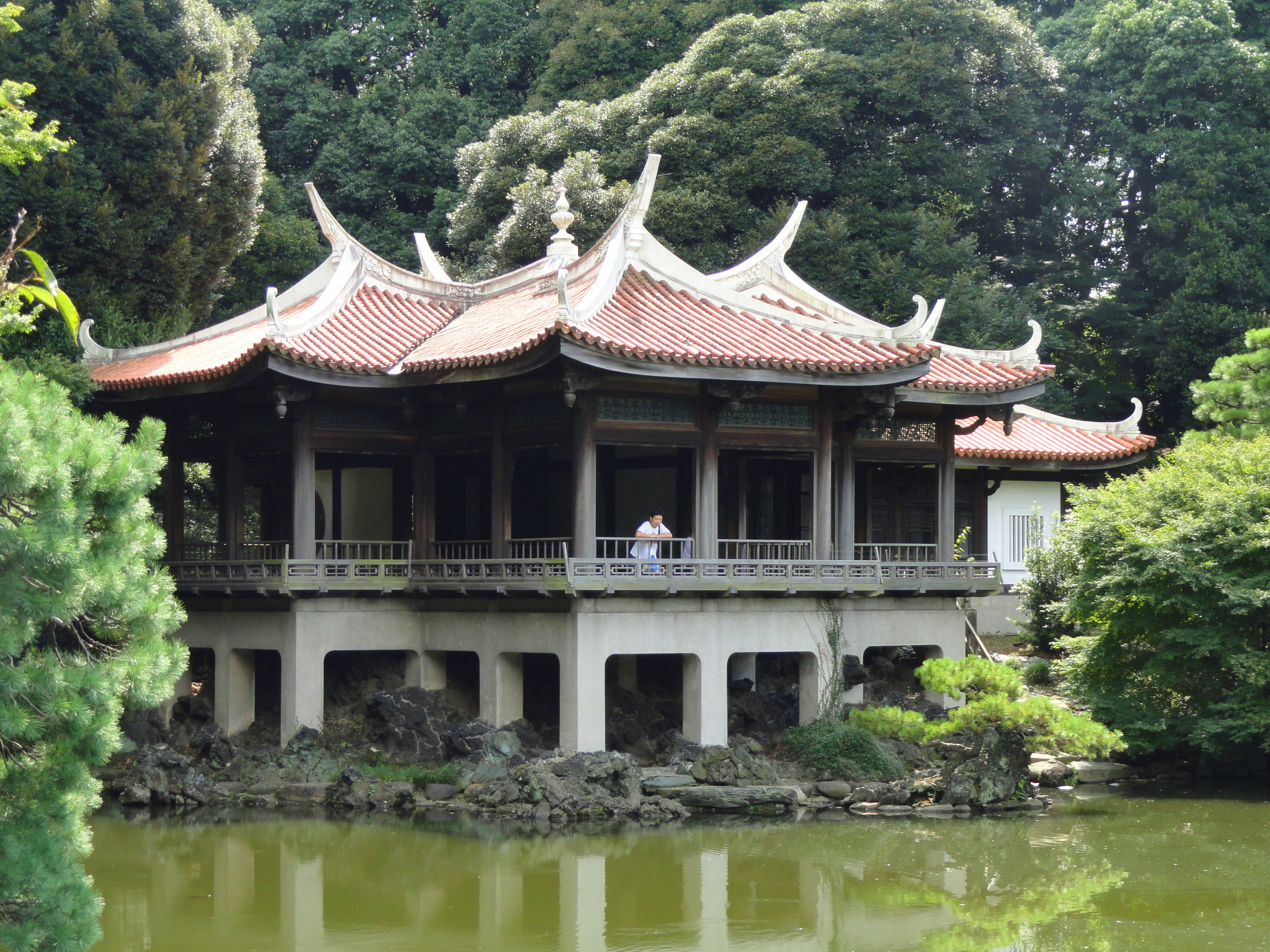
日本新宿御苑臺灣閣（1927年）
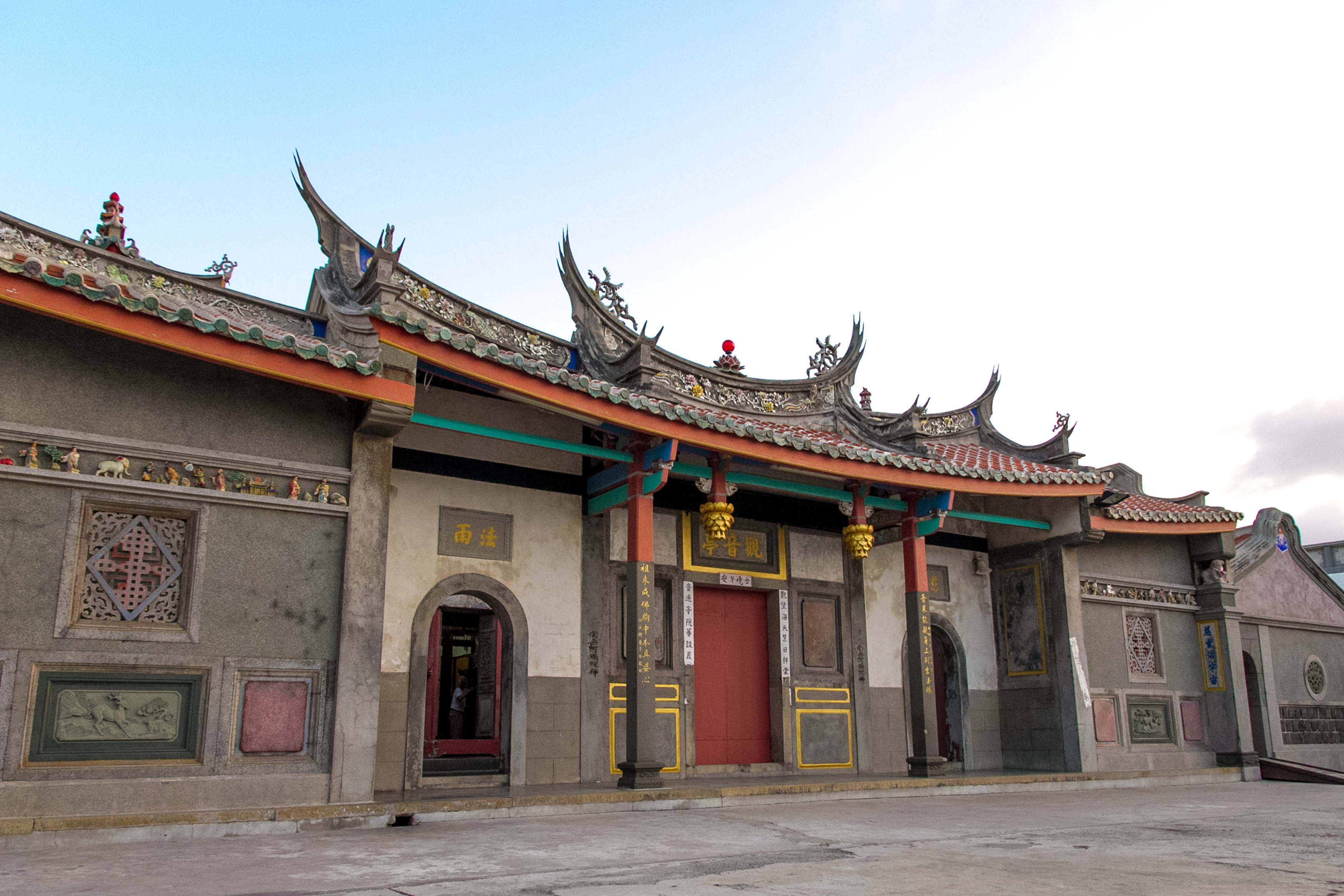
澎湖觀音亭（1927年）
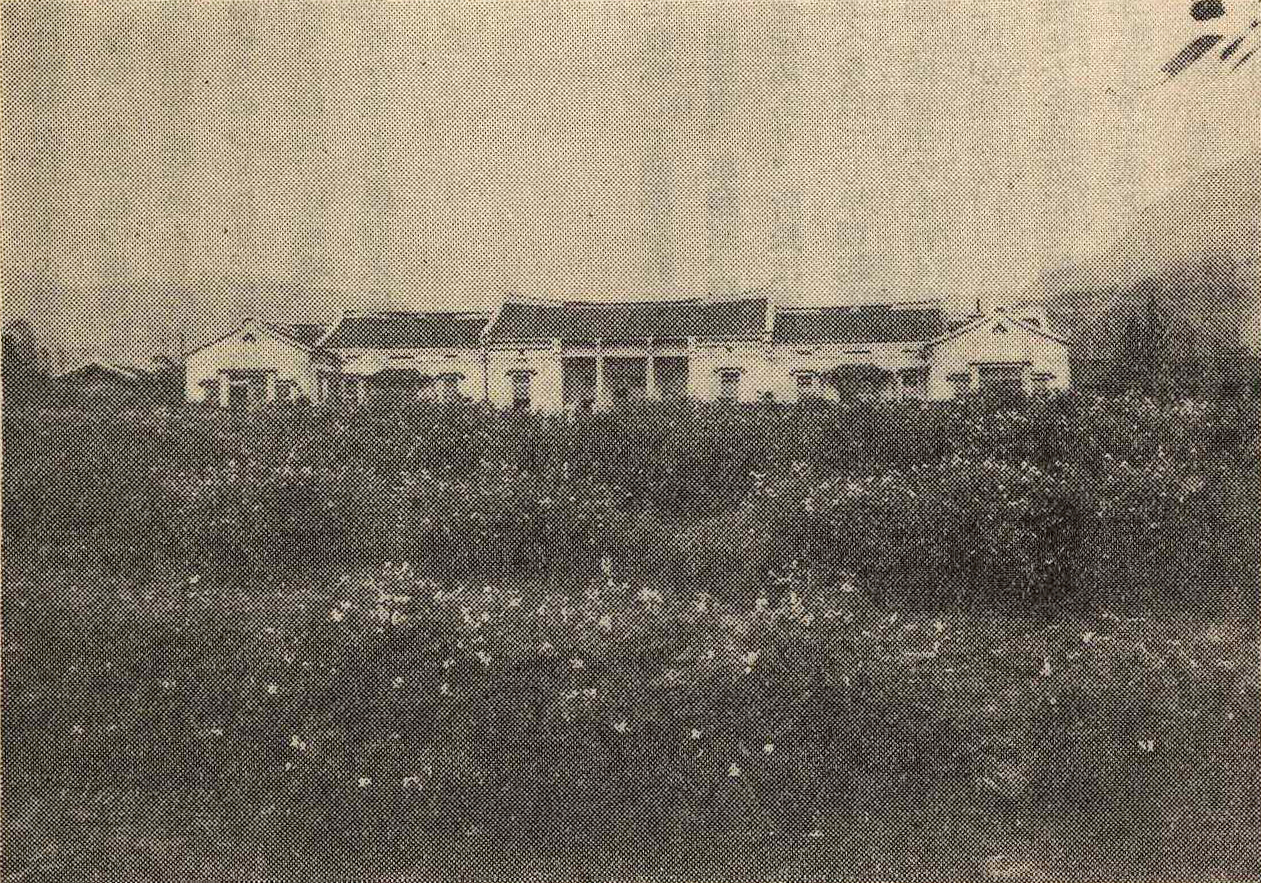
臺北州立農業傳習所（1933年）
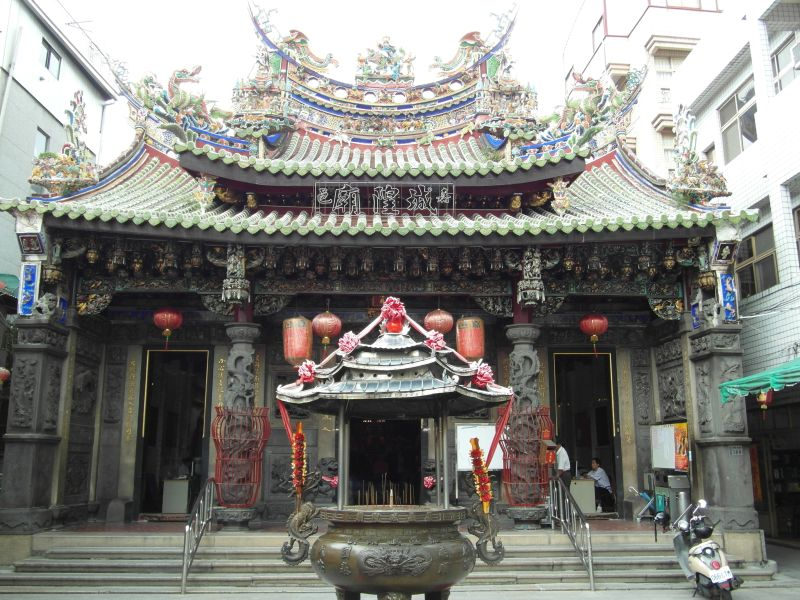
嘉義城隍廟（1937-1940年）

### 台洋折衷建築
- 臺南神學校校舍暨禮拜堂（1903）
- 台灣基督長老教會彰化教會，已改建[72]
- 淡水姑娘樓（1906）
- 汐止周再思宅（1909），已拆除[73]。
- 西螺大承堂，已拆除[74]
- 大稻埕公學校[[[Wikipedia:格式手册/链接#章節|錨點失效]]]（1911，松崎萬長），已拆除[27] [75]。
- 澎湖二崁陳宅（1912）
- 大溪店仔厝（1918-1919）
- 斗六涵碧楼（陳林寶宅邸，1919），已拆除[76]
- 淡江中學體育館（1923）
- 藍家古厝第一進正廳（1923）
- 楊梅道東堂玉明屋（1927）[77]。
- 萬丹萬惠宮（1930），已改建 [78]。
- 毘盧禪寺（1930）
- 清水三塊厝黃宅瀞園（1934）
- 台中王田宅（中區第一任街長宅第）

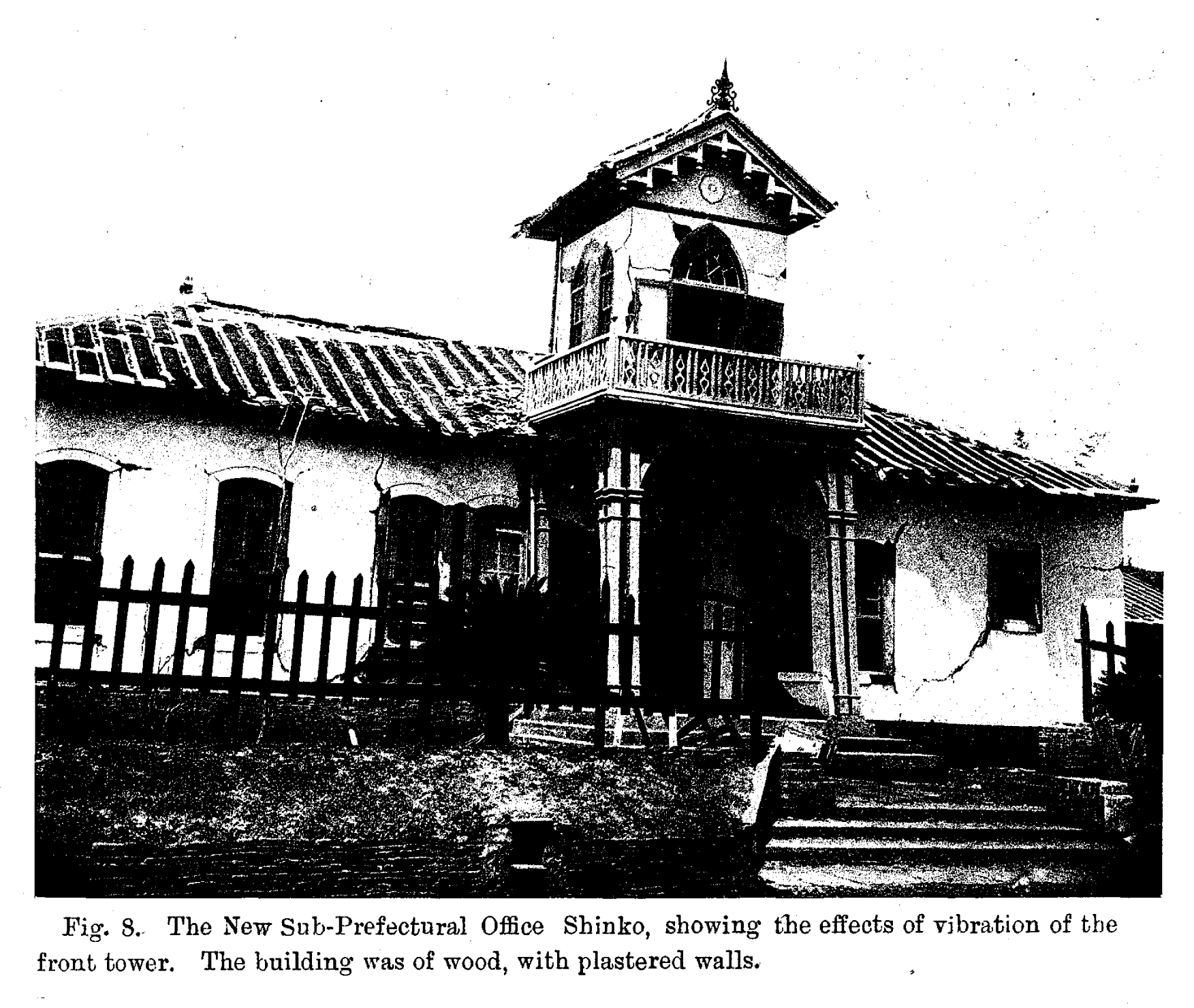
嘉義廳新港支廳廳舍
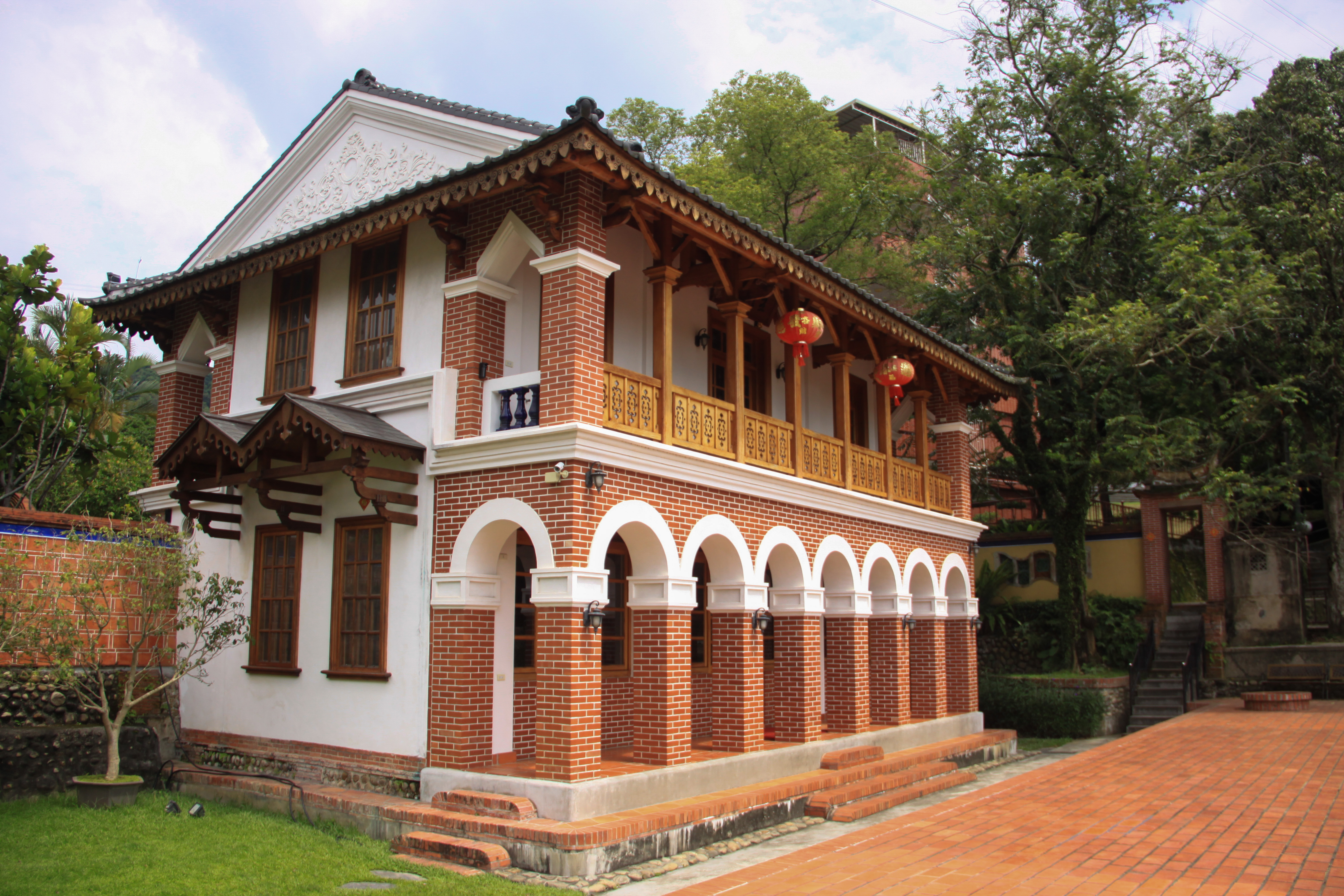
霧峰萊園五桂樓（1906年）
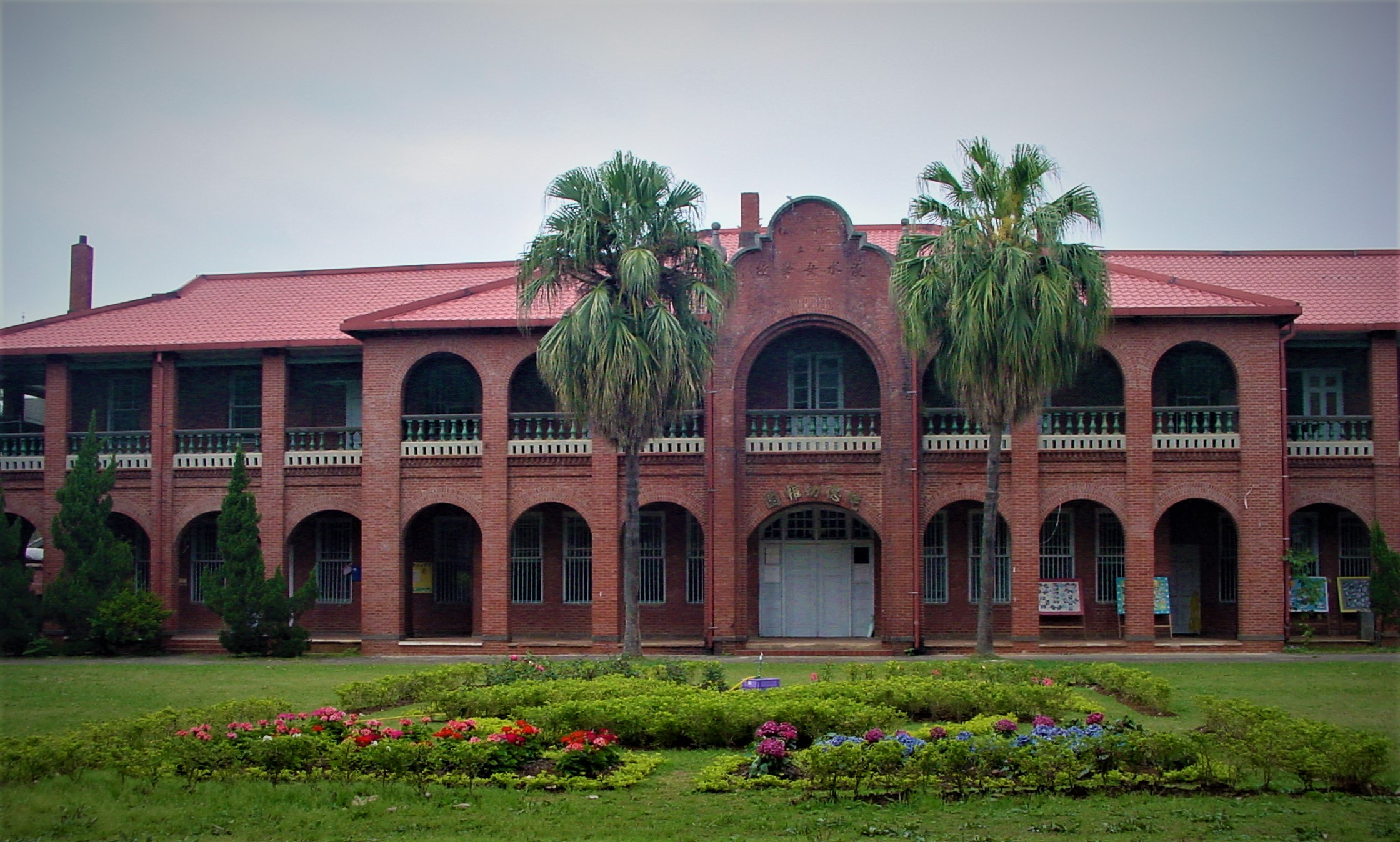
淡水女學堂（1915年）
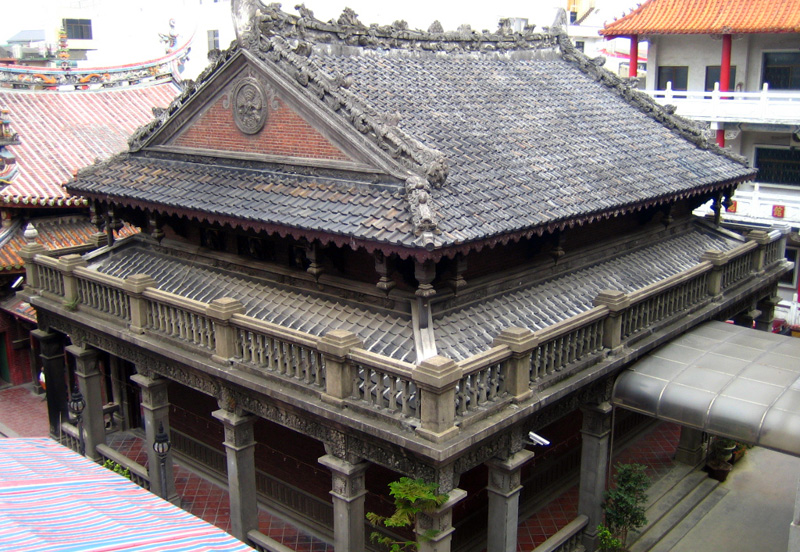
彰化南瑤宮觀音殿（1916年，陳應彬建造[79]）
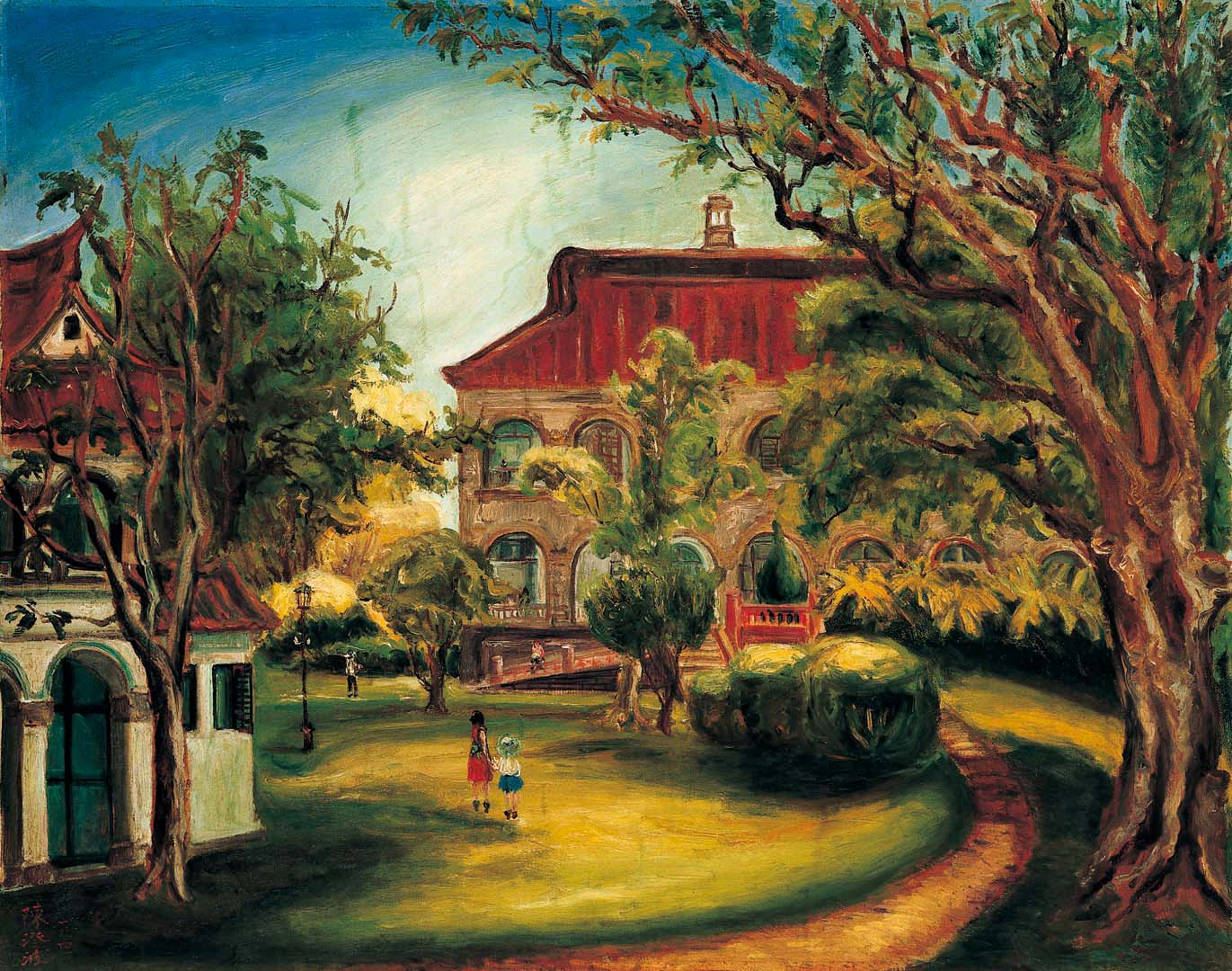
陳澄波繪製的臺南神學院歷史館（巴克禮故居）
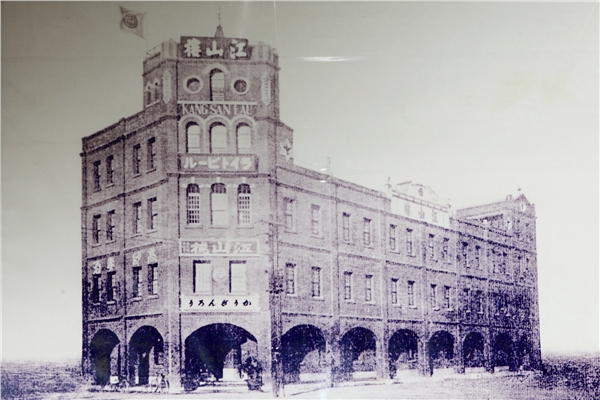
江山樓（1917年）
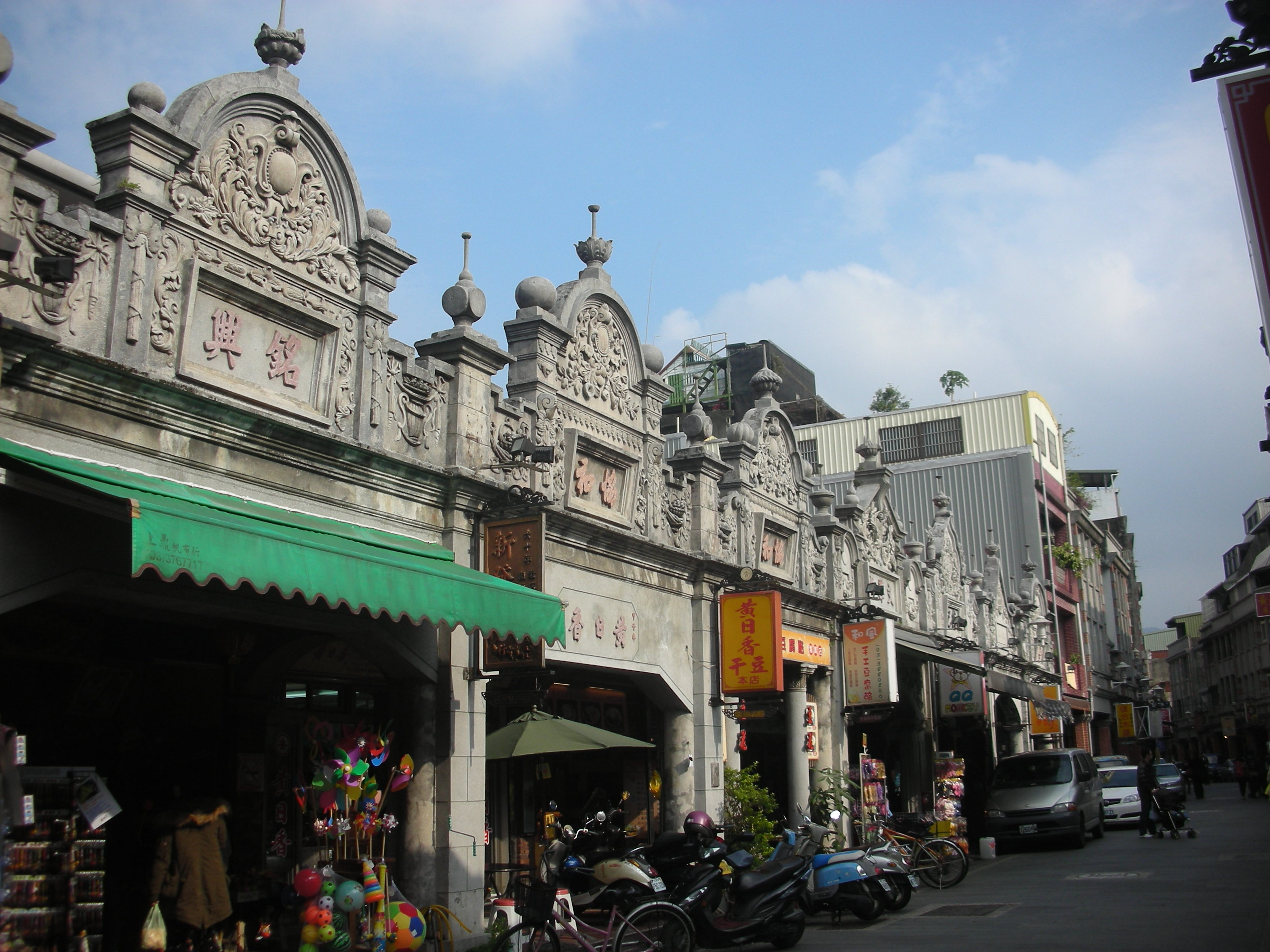
大溪店仔厝（1918-1919）
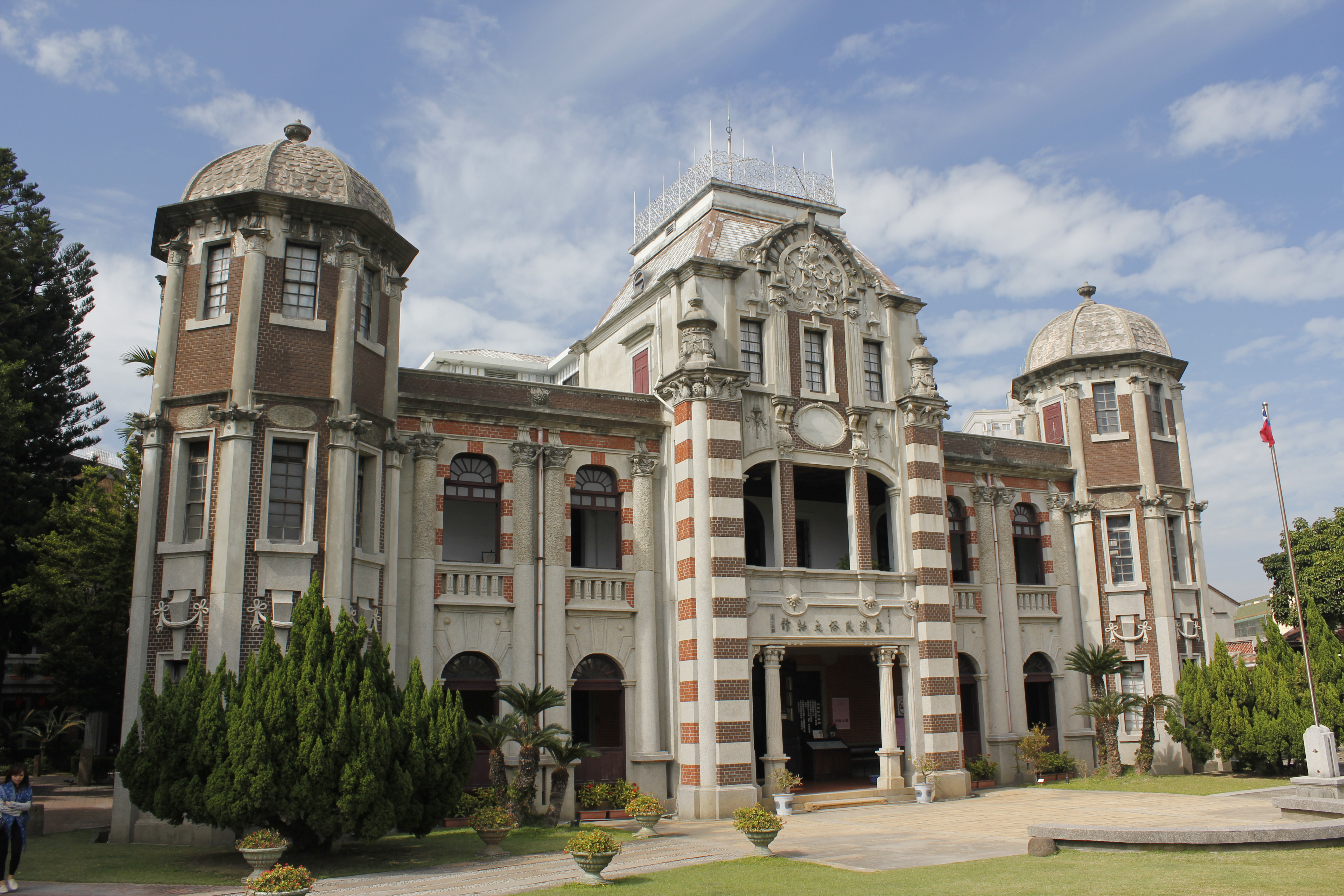
鹿港辜家辜顯榮宅邸（1919年）
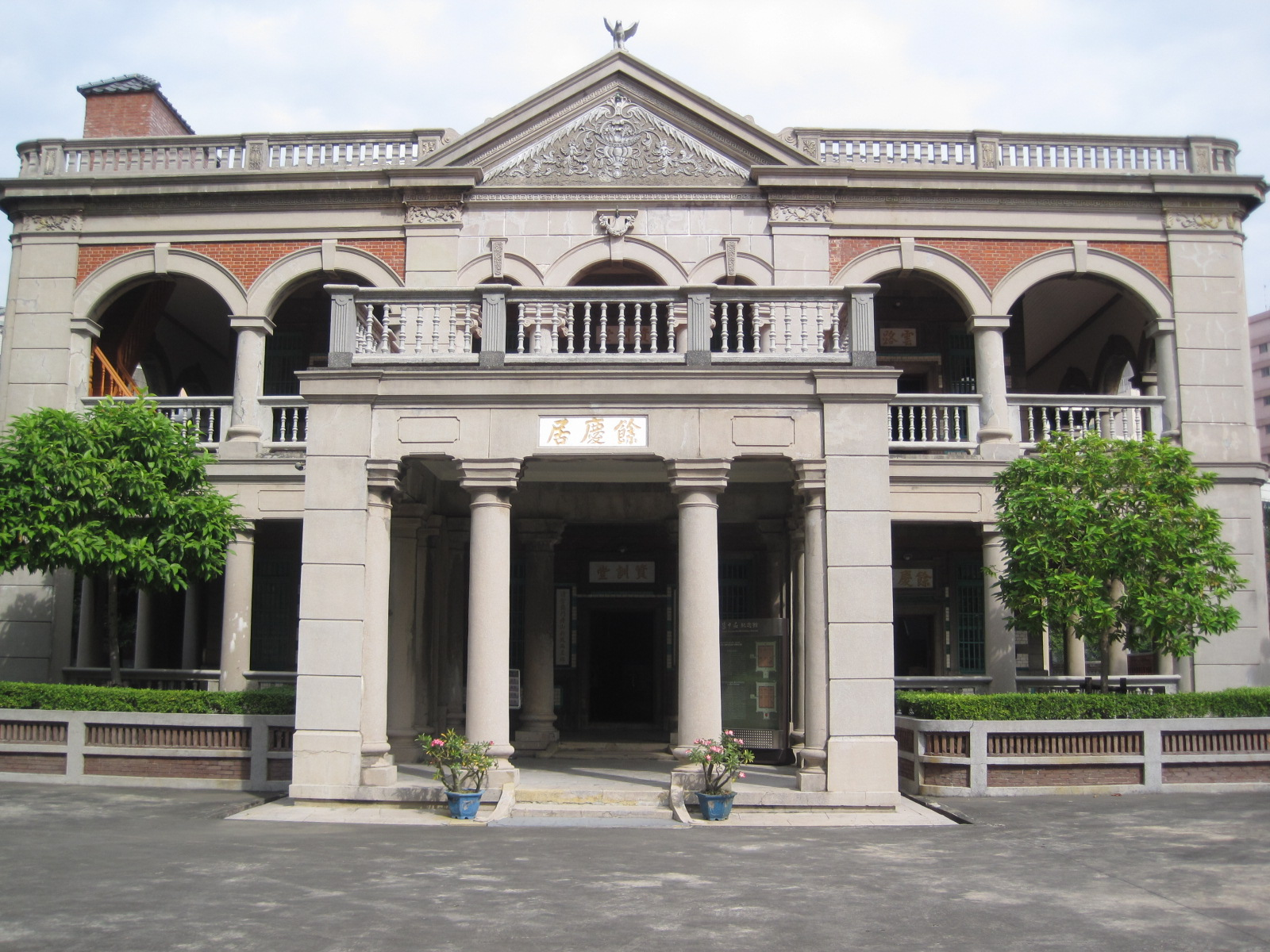
陳中和紀念館（1920年）
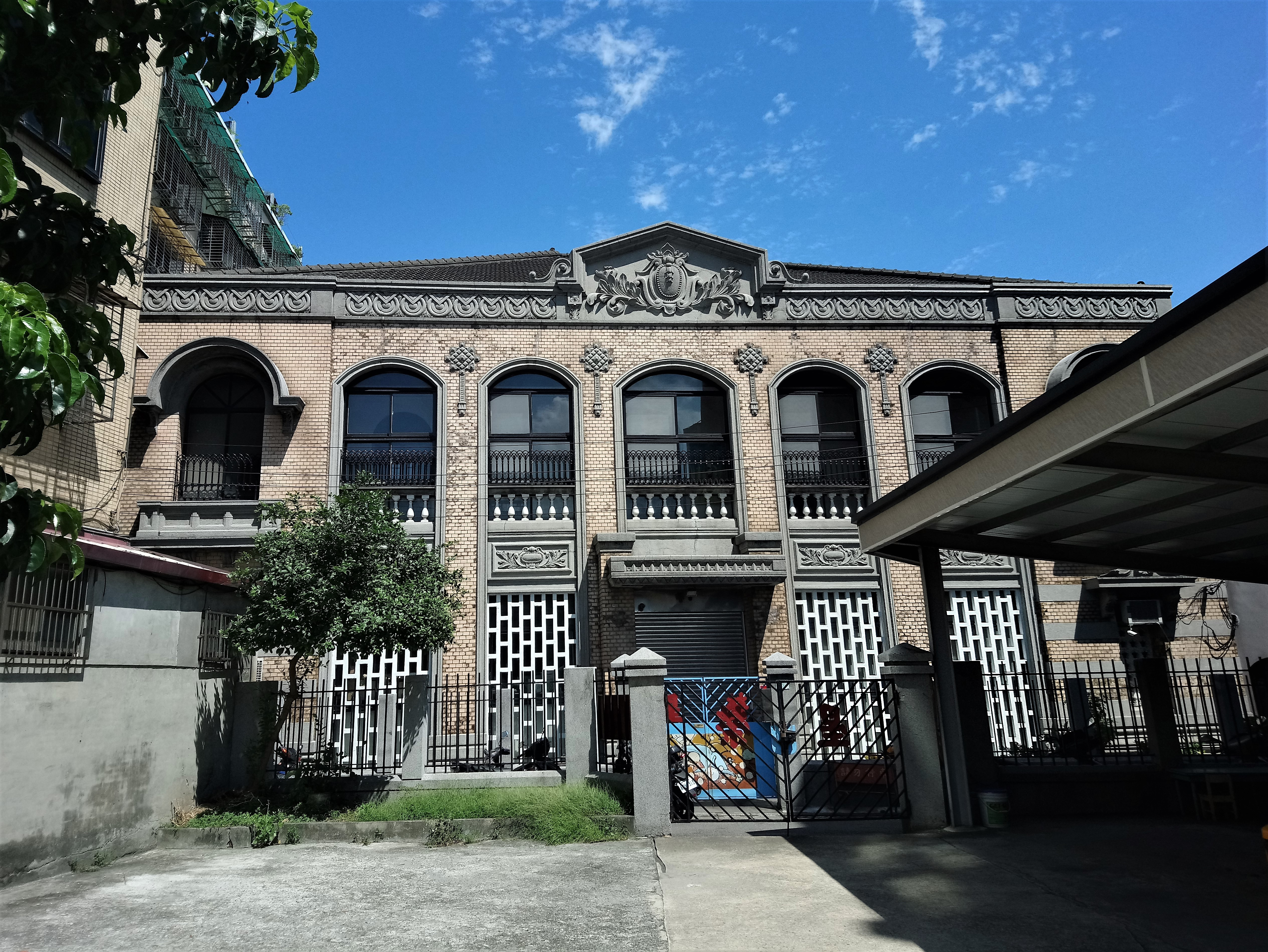
大稻埕辜宅（1920年）
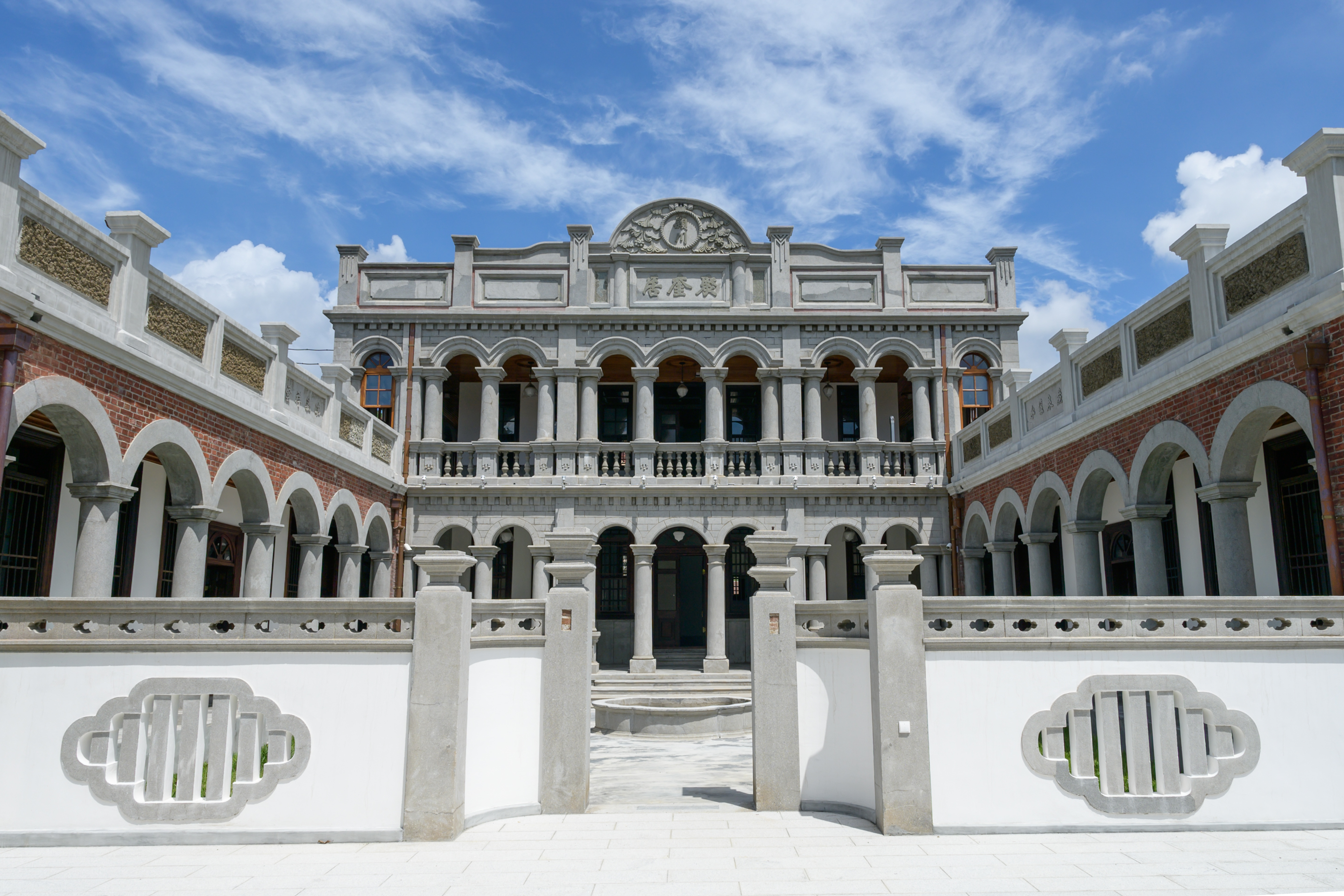
烏日聚奎居（1920年）
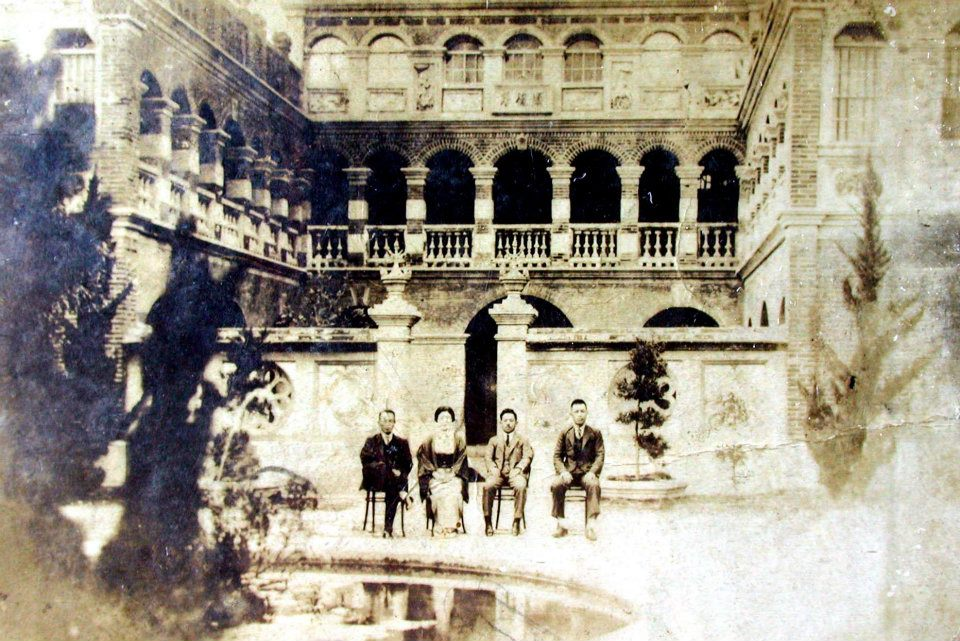
大甲王宅順德居
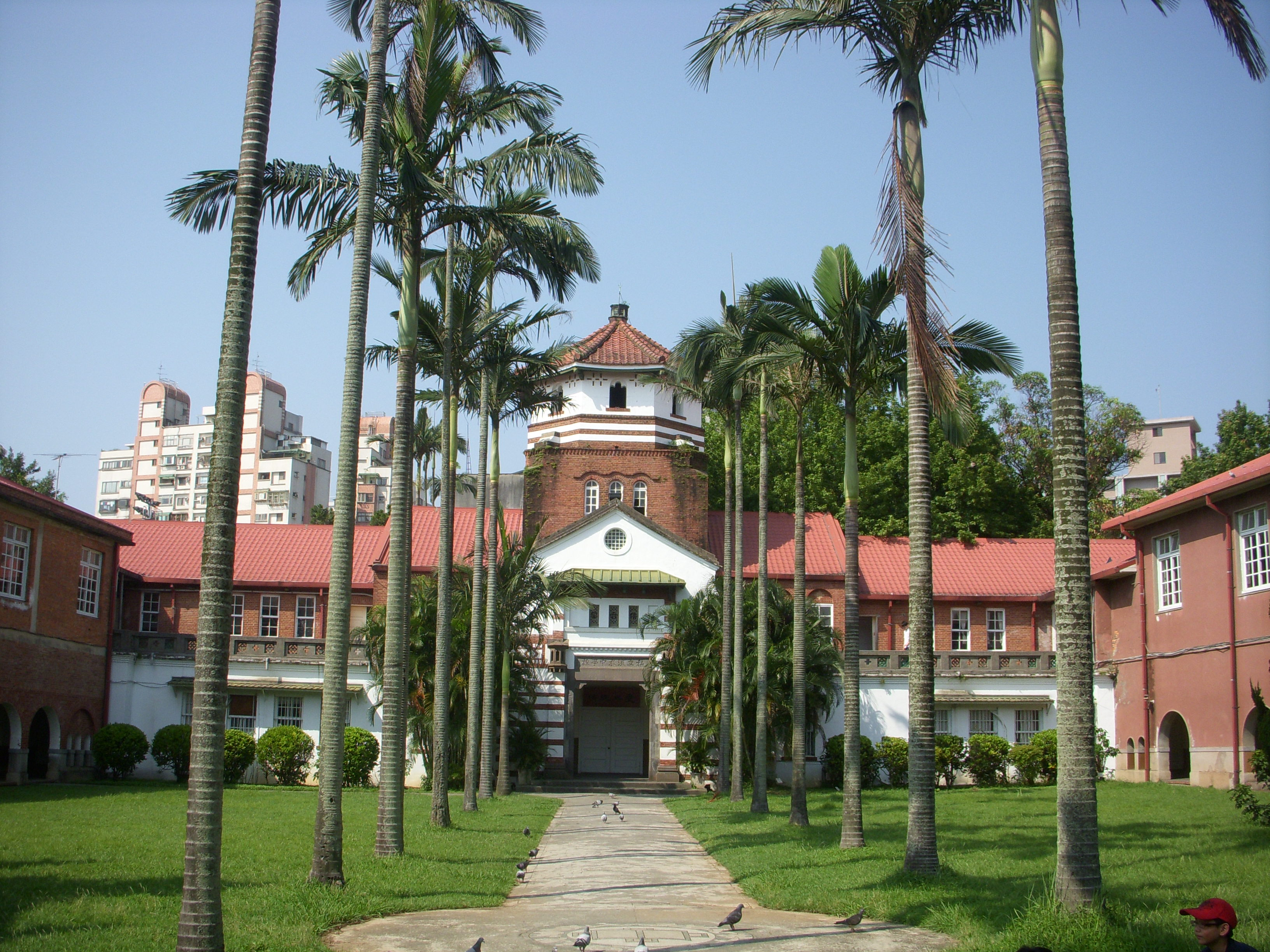
淡江中學八角塔（1924年，羅虔益設計）
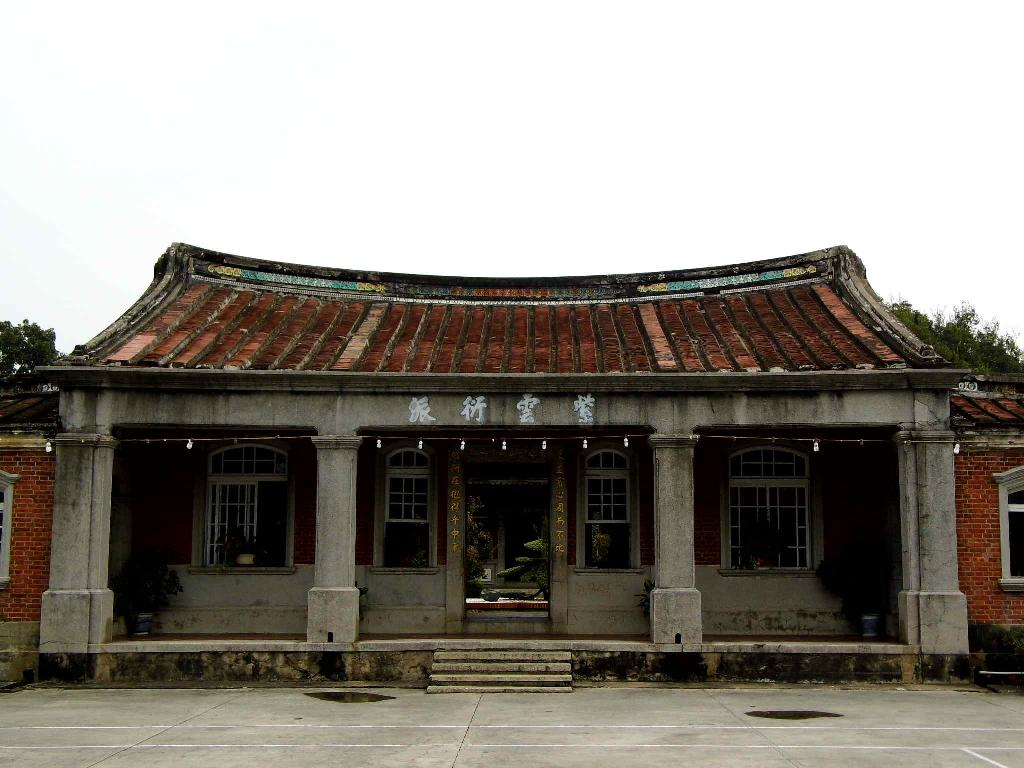
後壁黃家古厝（1926年）
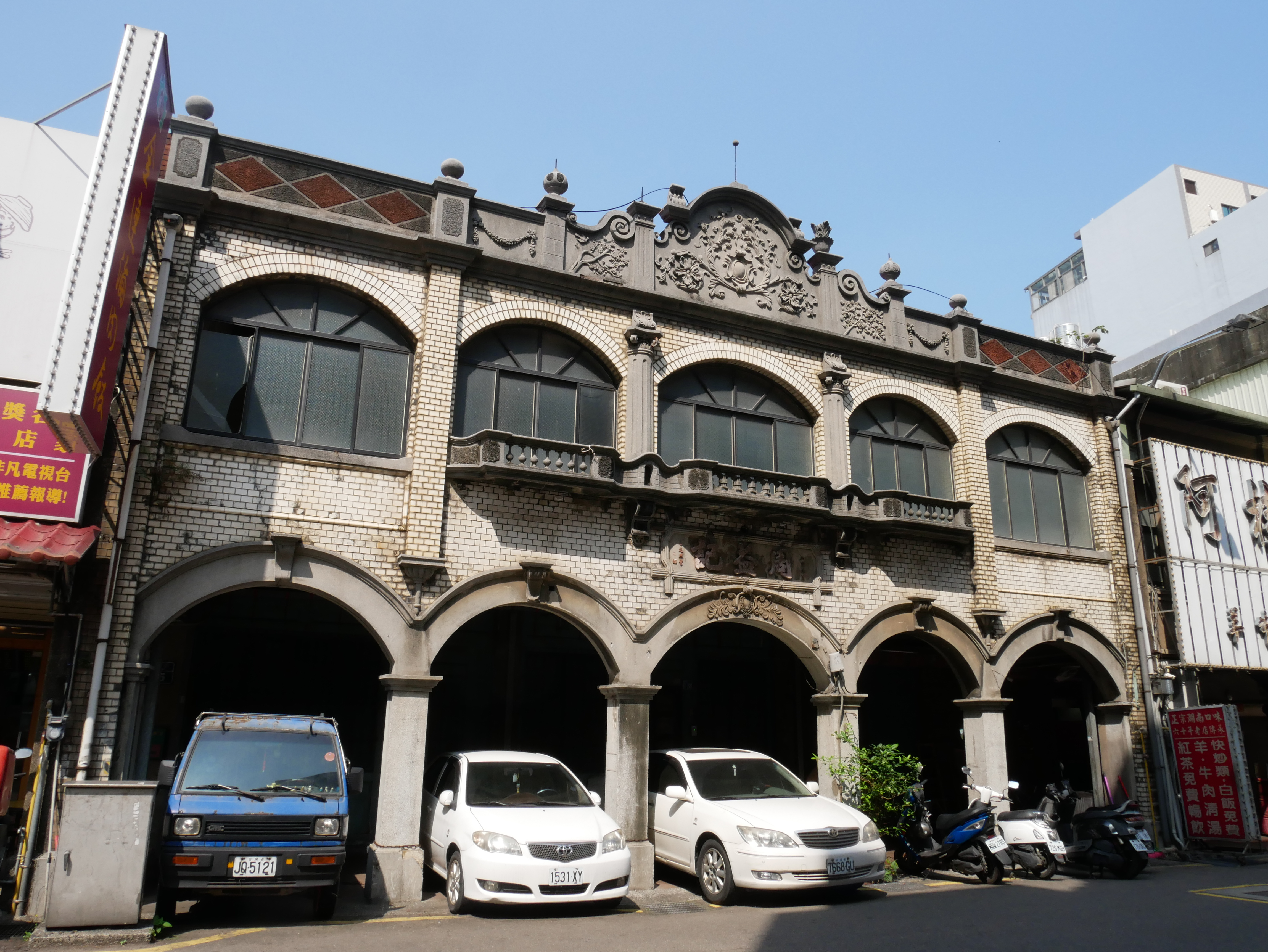
周益記（1926年）
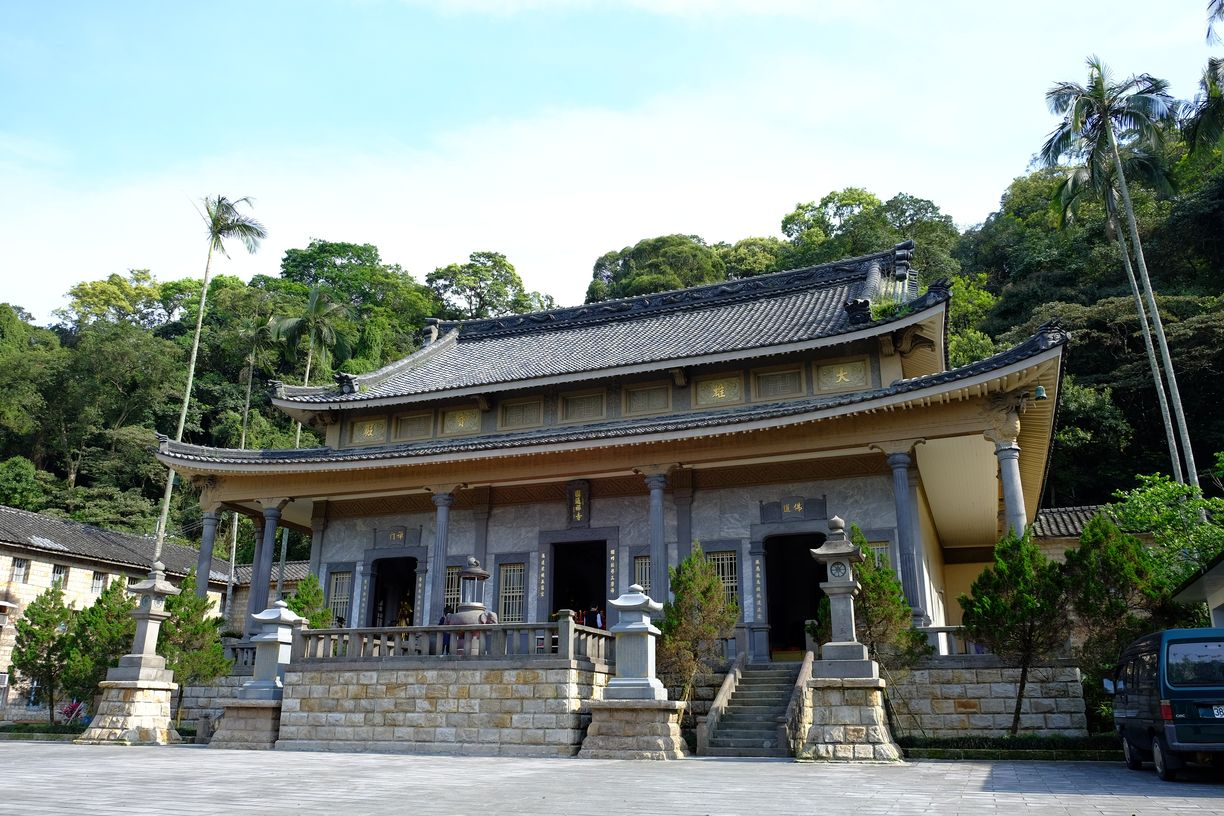
中和圓通禪寺（1927年）
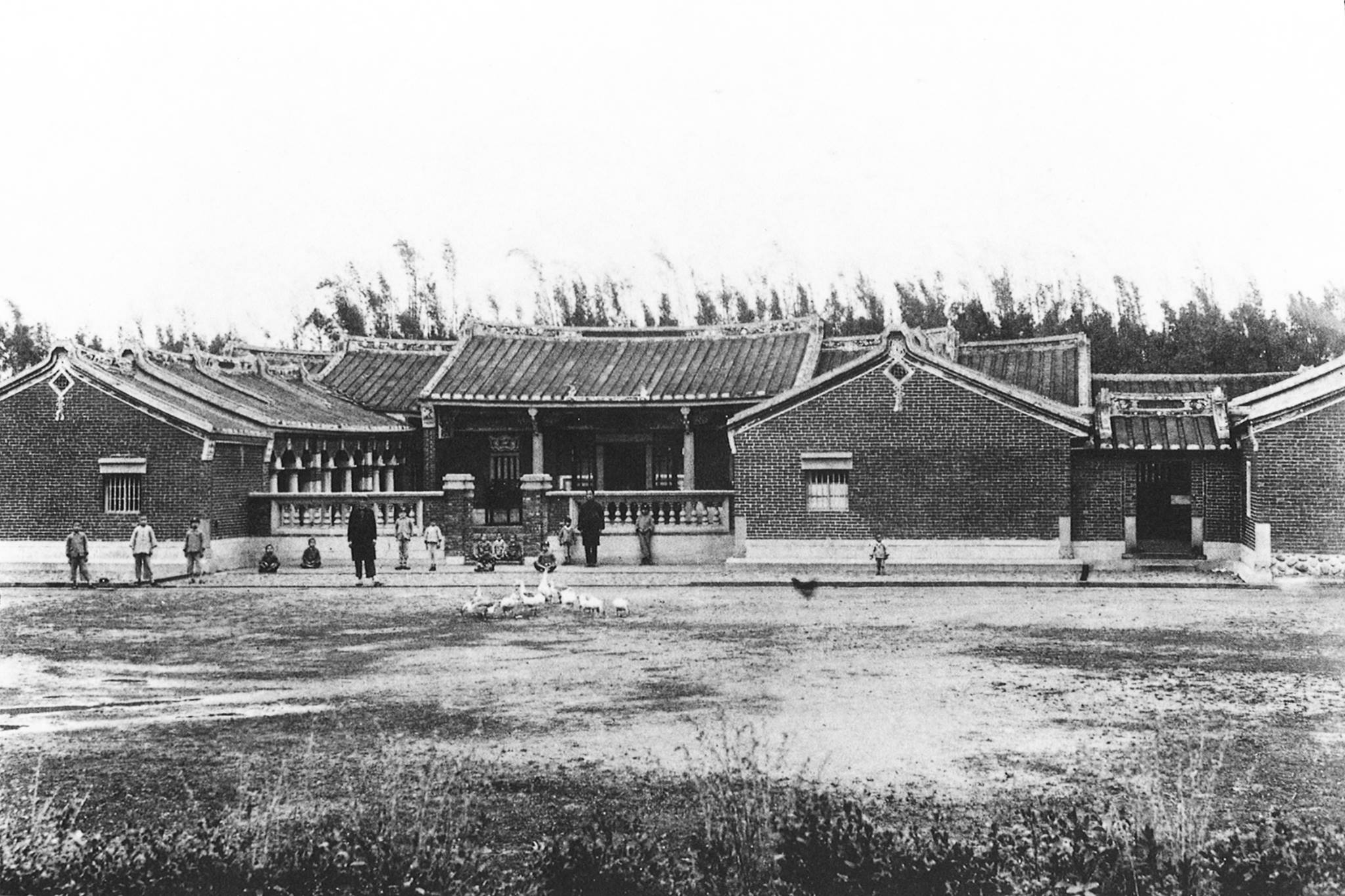
楊梅道東堂玉明屋（1927年）
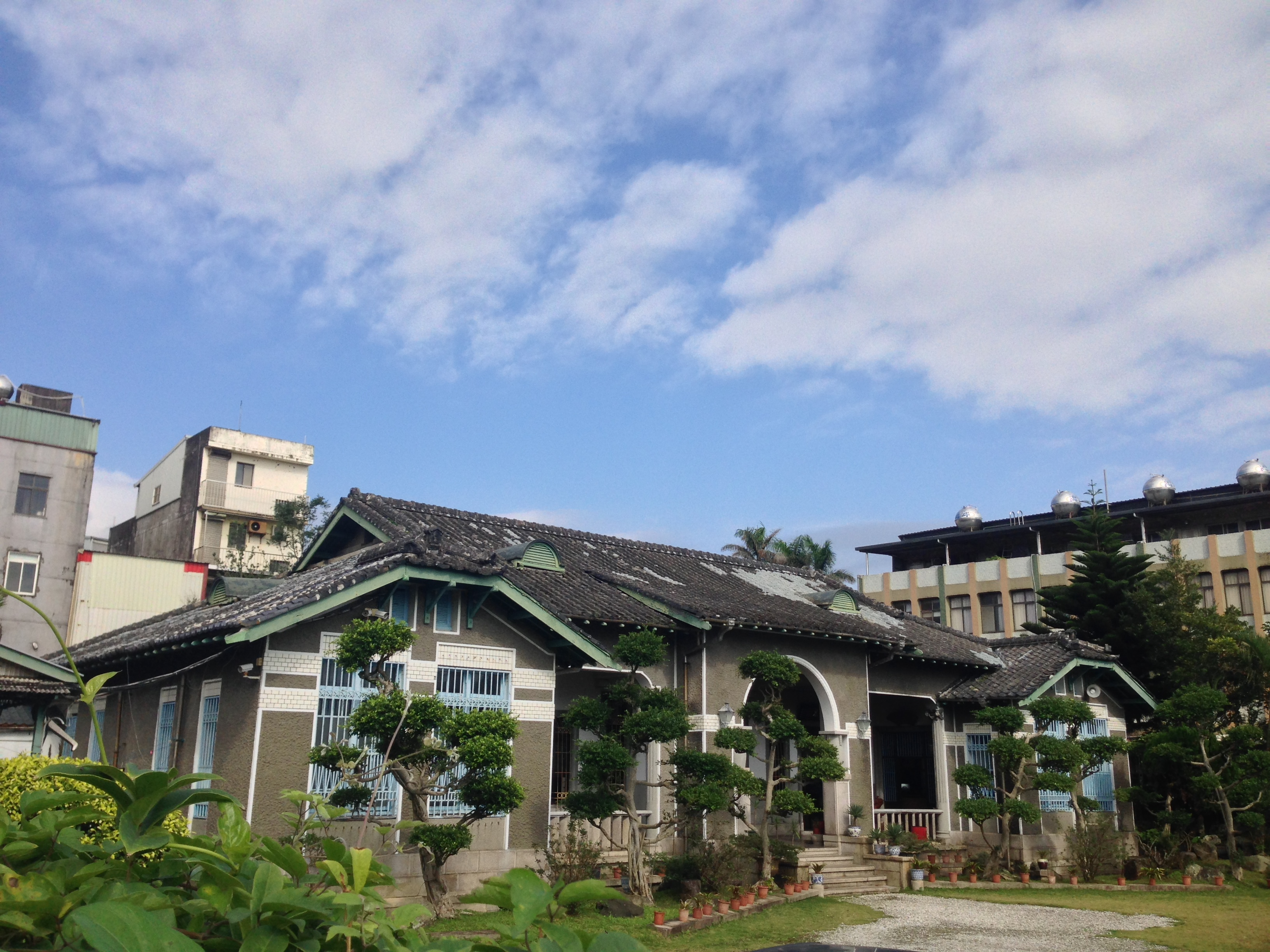
盧纘祥故宅（1928年）
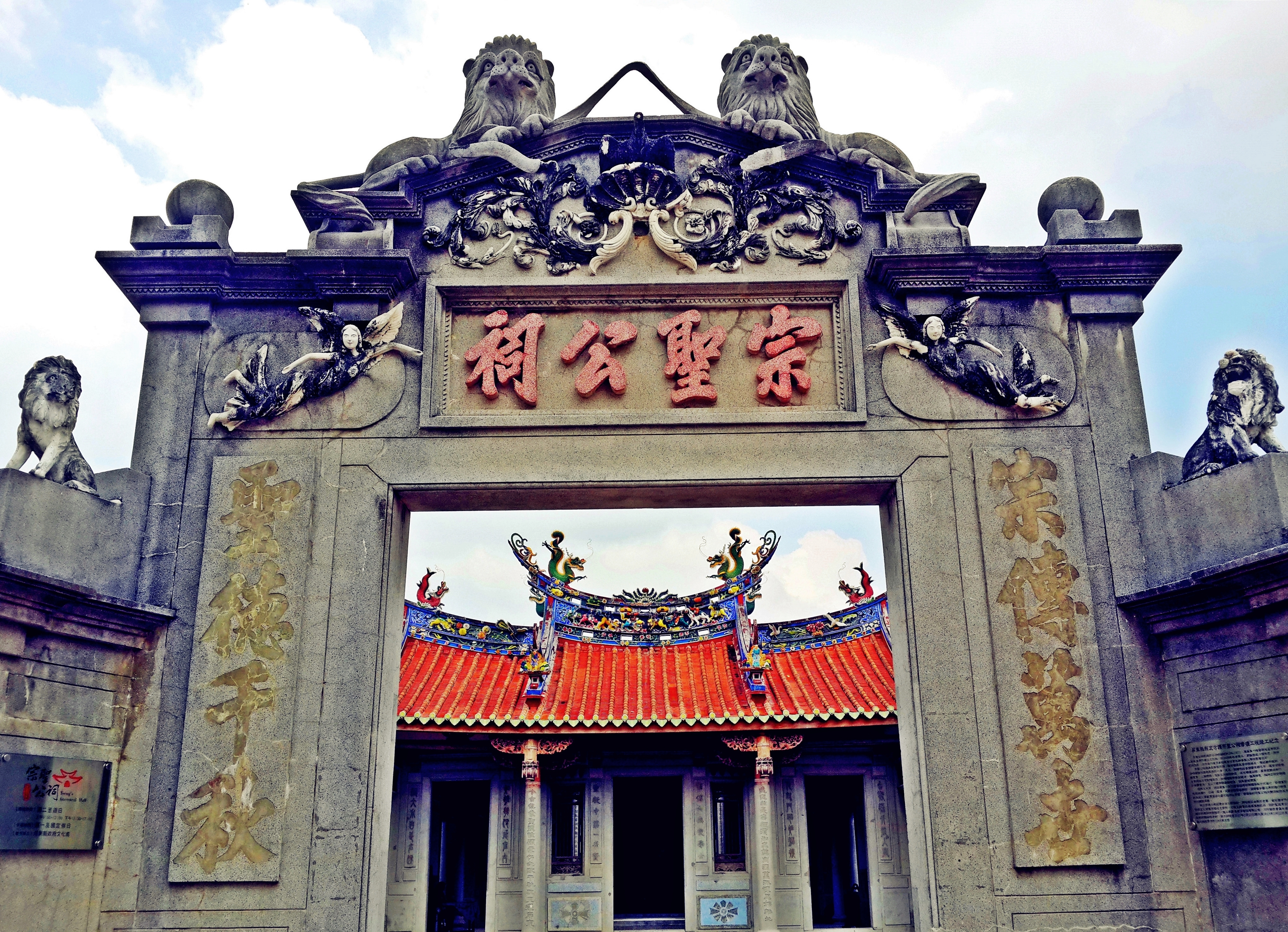
宗聖公祠（1929年）
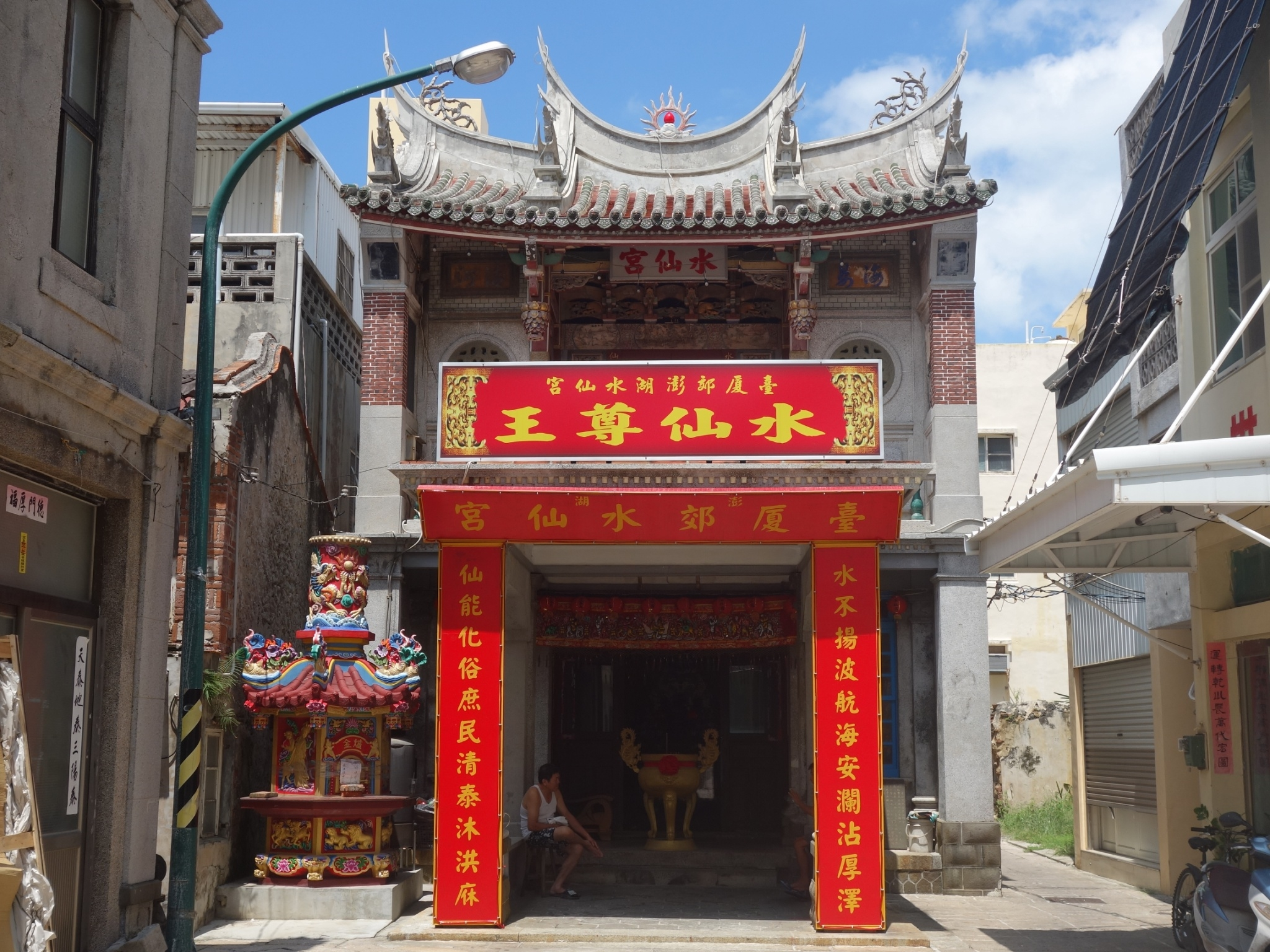
澎湖水仙宮（1929年）
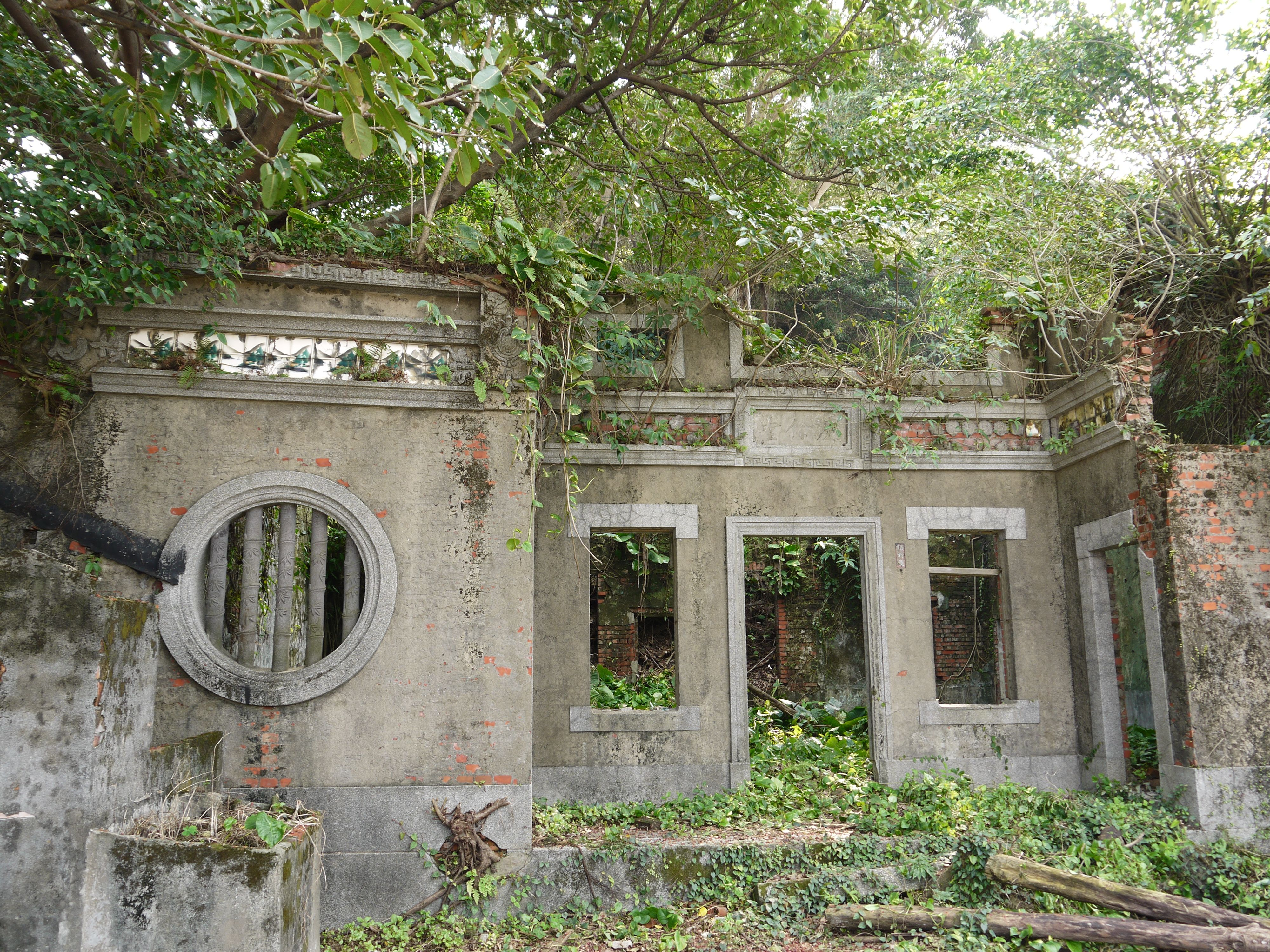
許梓桑古厝（1931年）
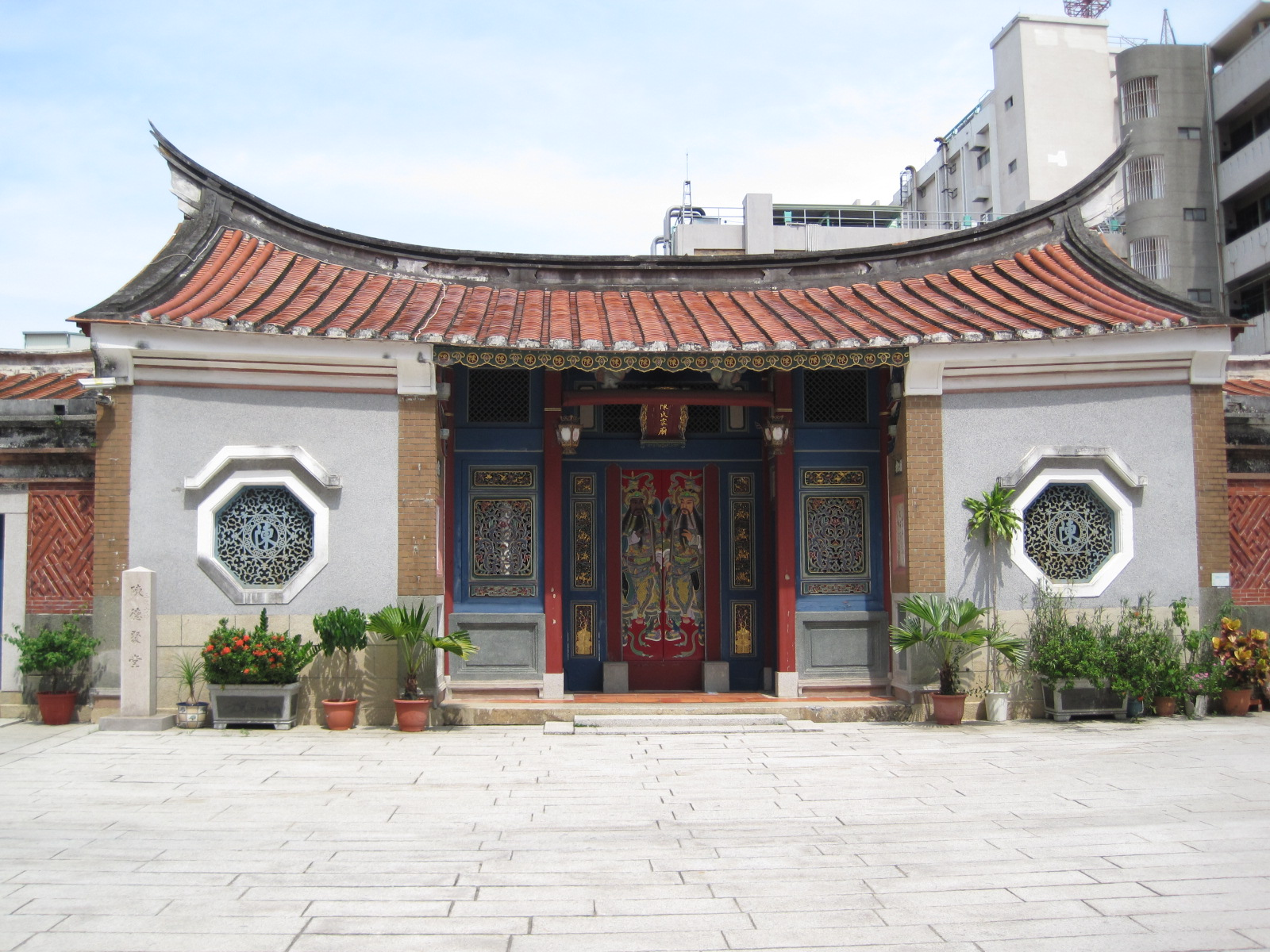
陳德聚堂（1933年重修）
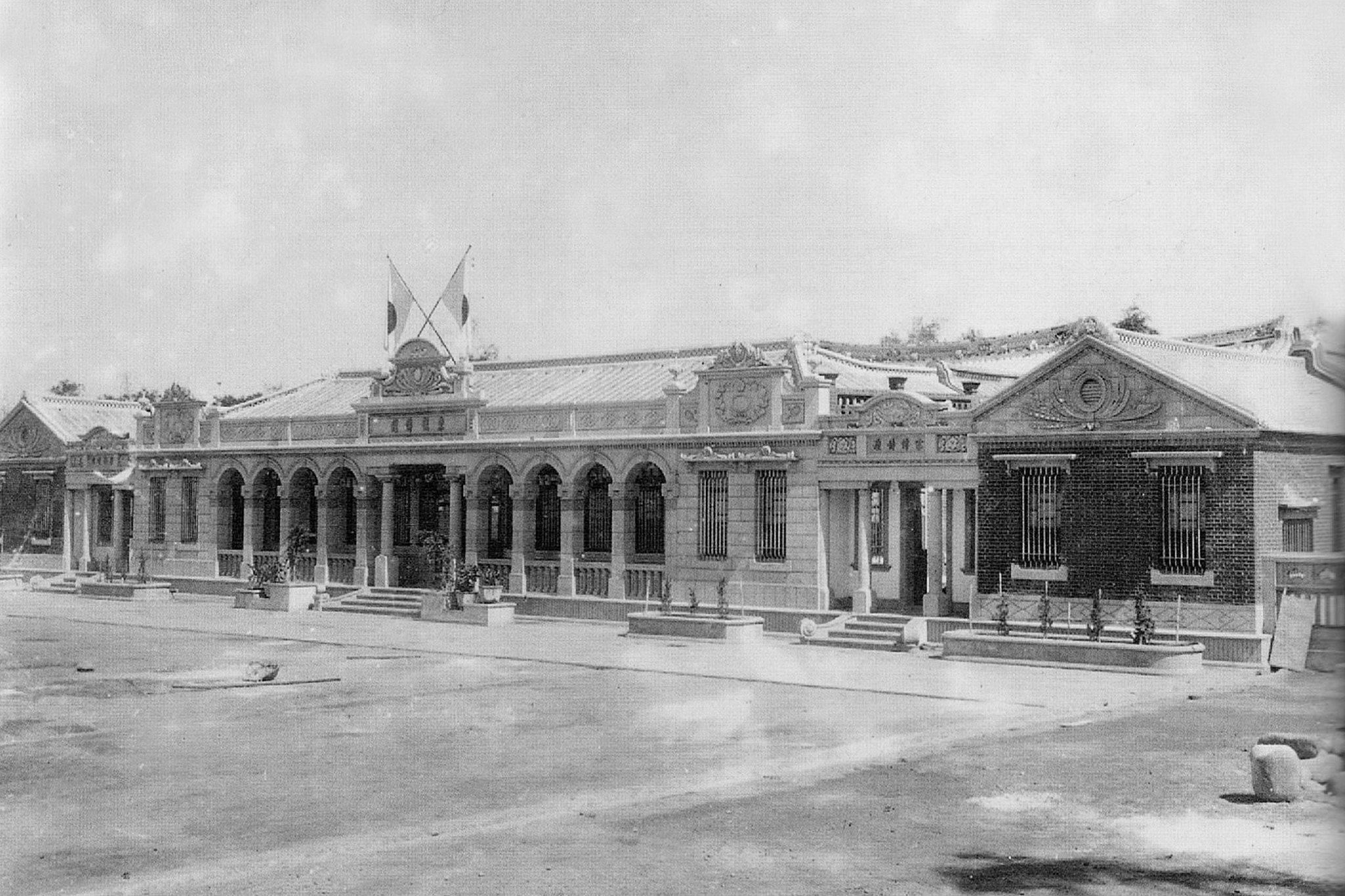
清水黃宅瀞園（1934年）
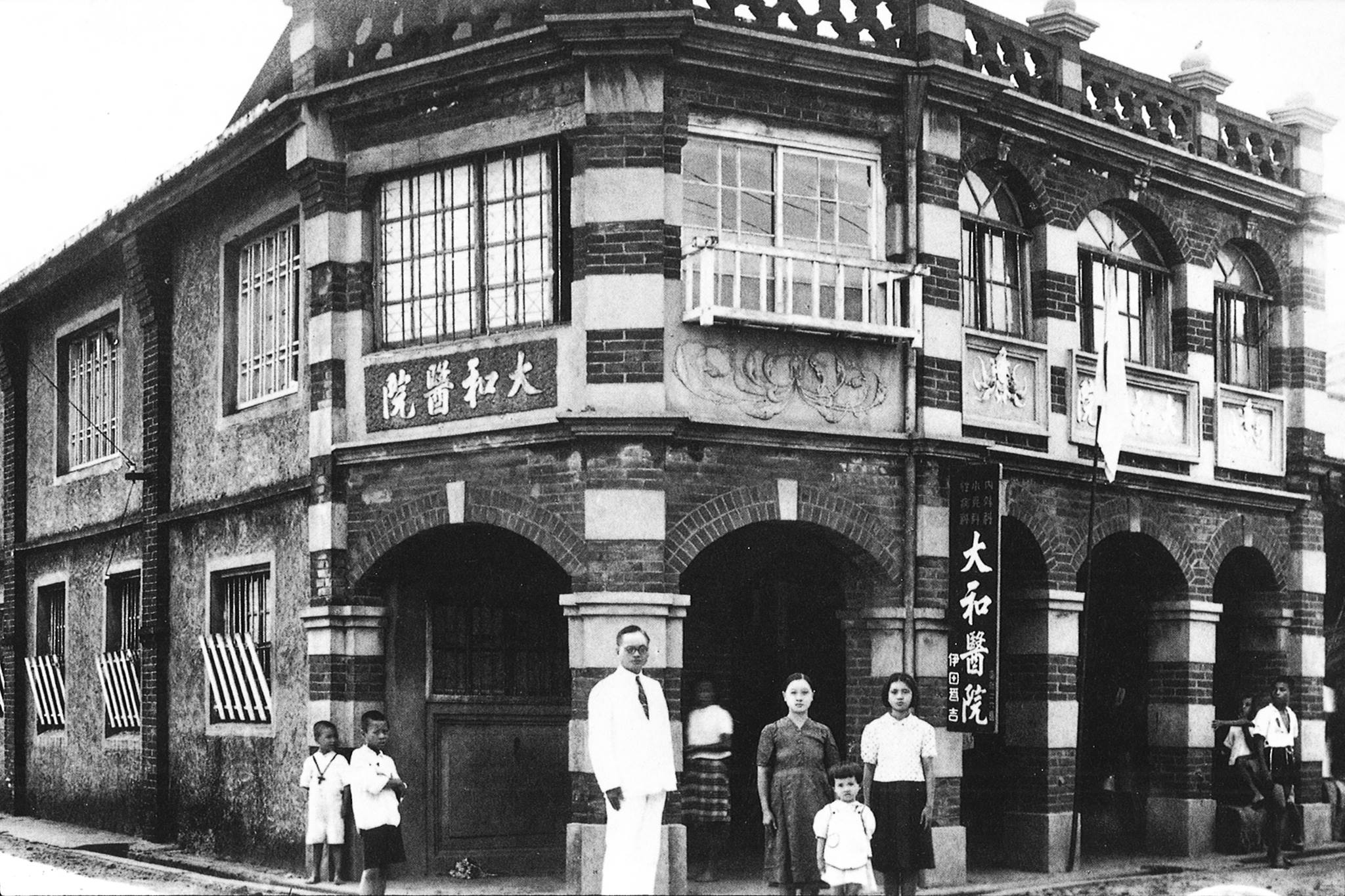
楊梅大和醫院
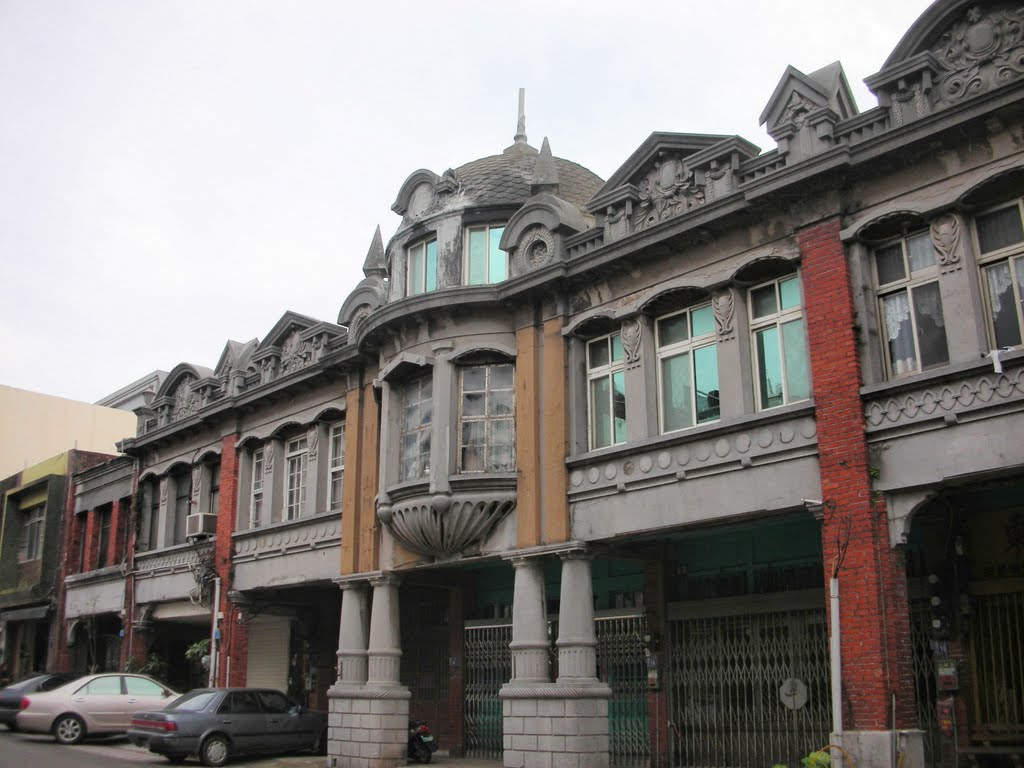
楊梅富岡老街呂家聲宅
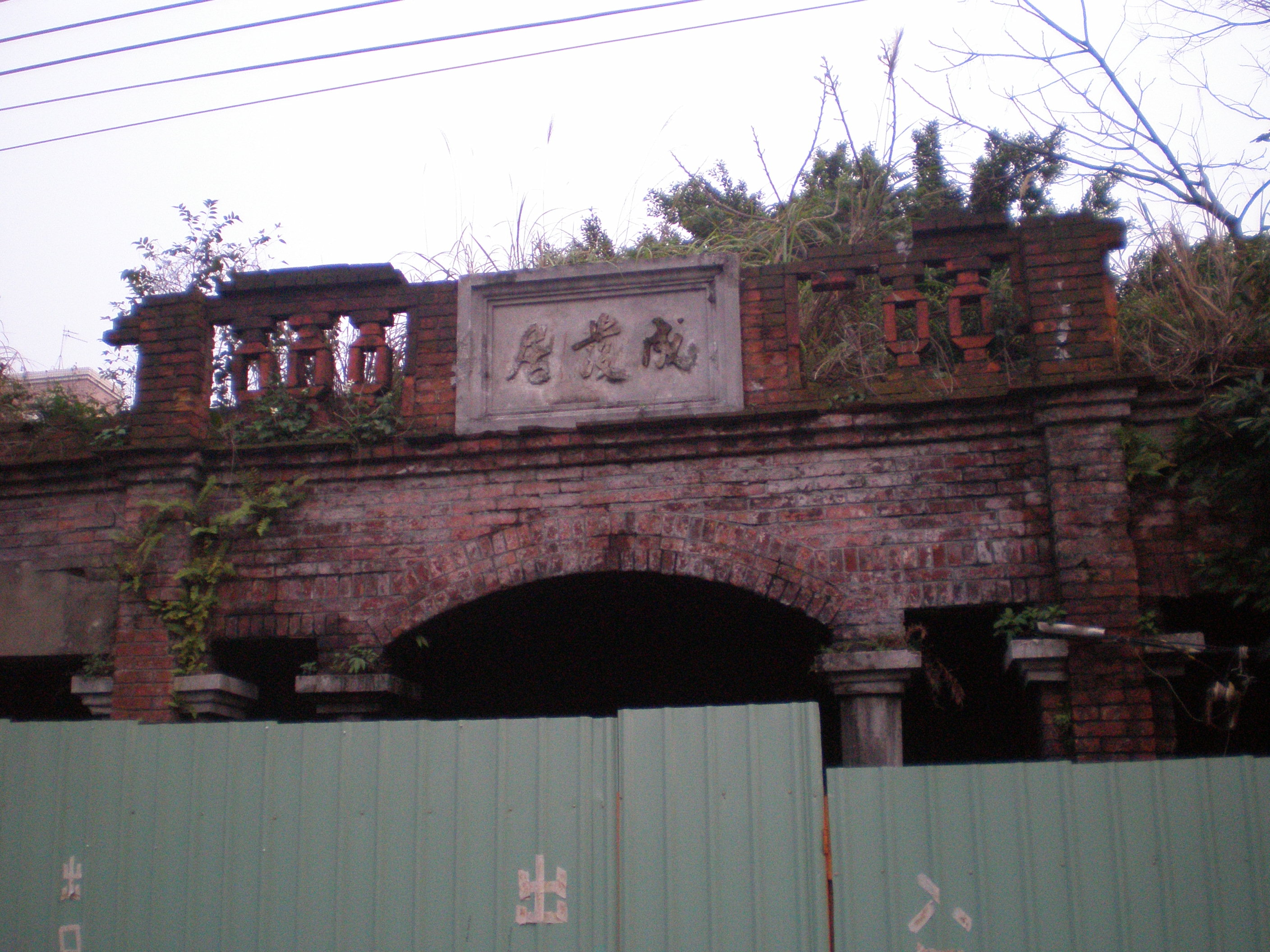
鶯歌成發居
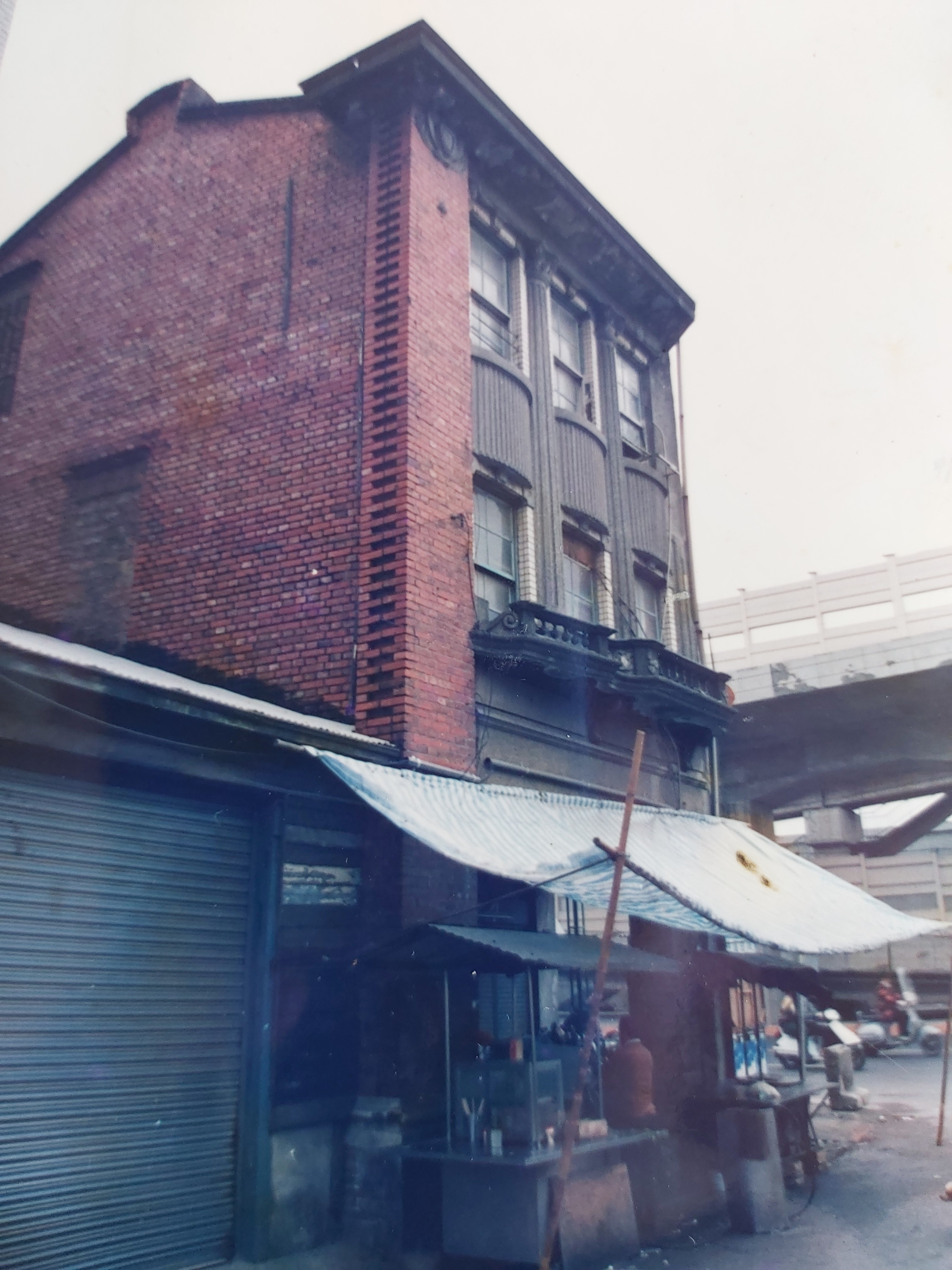
萬華洪和商店
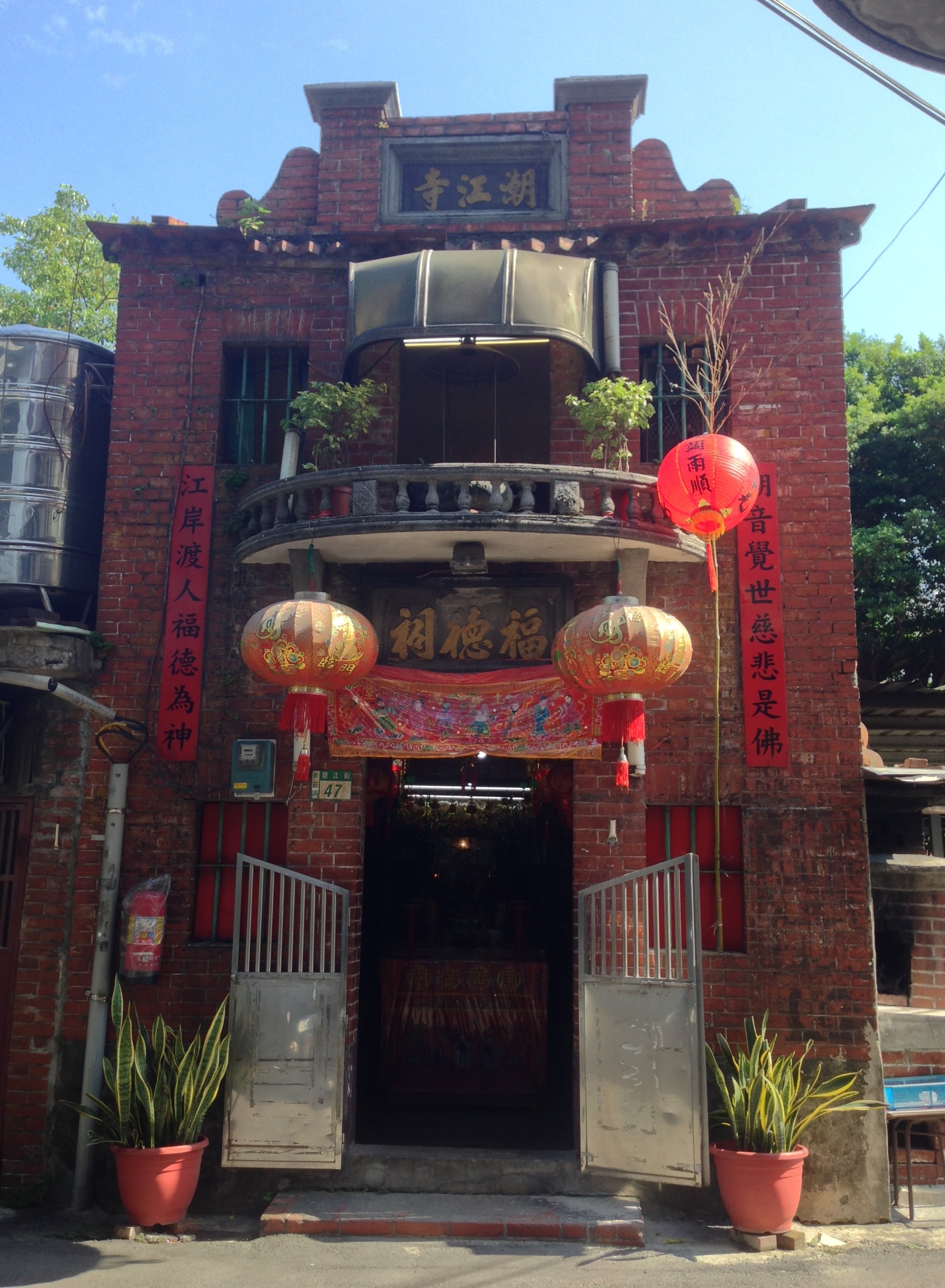
新莊潮江寺

### 日式與和洋折衷建築
- 南菜園（1889），已拆除。
- 北投公共浴場（1913），和洋折衷建築[82]。
- 永和網溪別墅（1918）
- 紫藤廬（1920年代）
- 基隆水族館（1935），已拆除。
- 基隆顏家陋園，已拆除
- 尾辻國吉住宅
- 臺南永福路孫宅

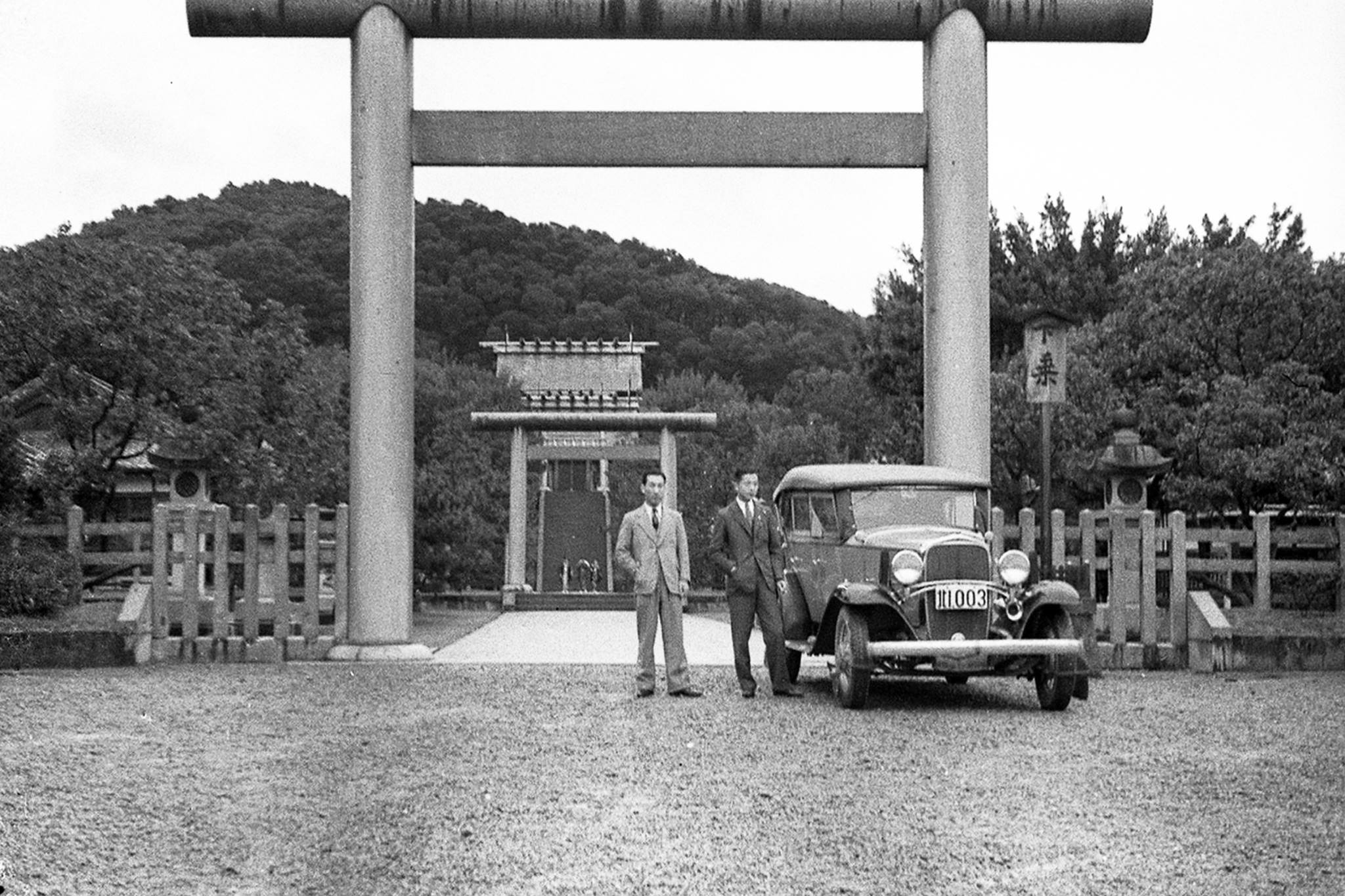
台灣神社（1901年，伊東忠太以及武田五一設計）
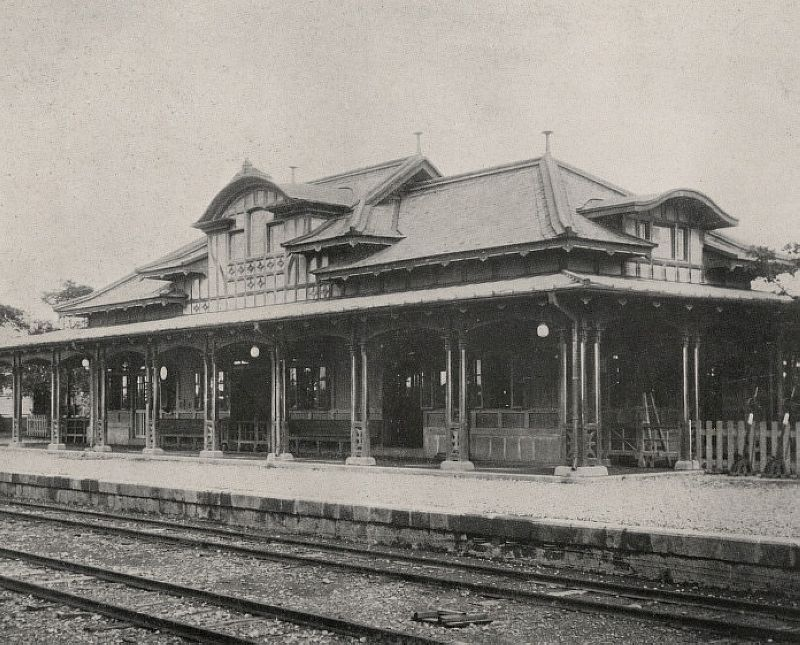
桃園車站（1905年）
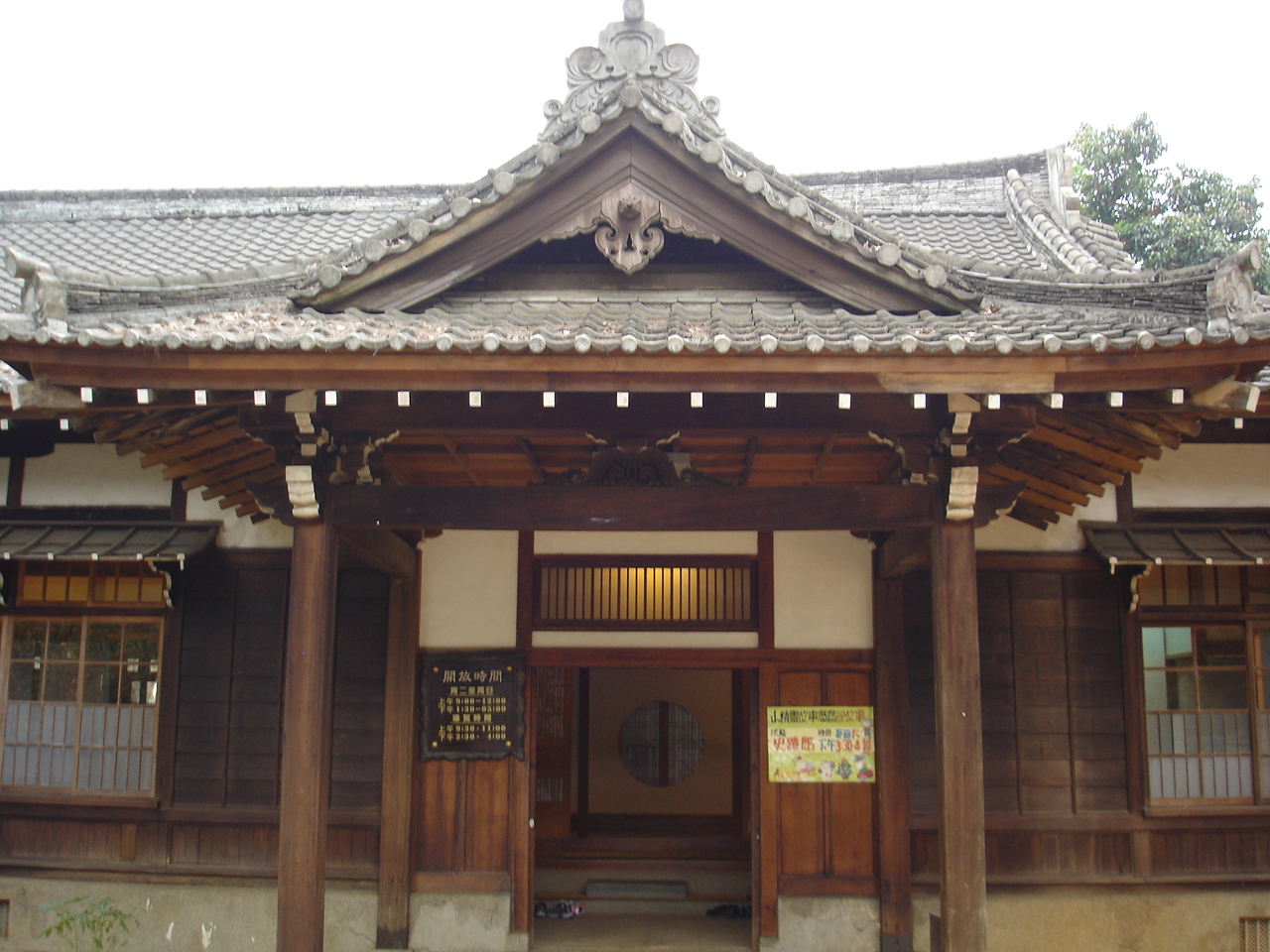
嘉義神社社務所（1915年）
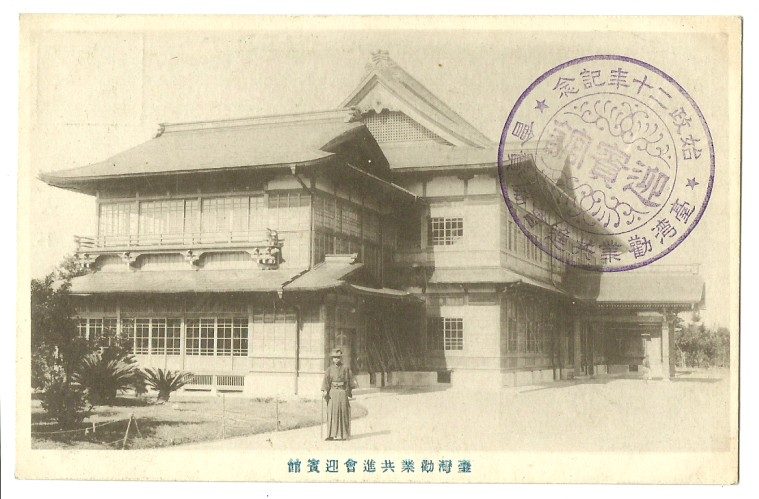
臺灣總督府商品陳列館（約1916年）
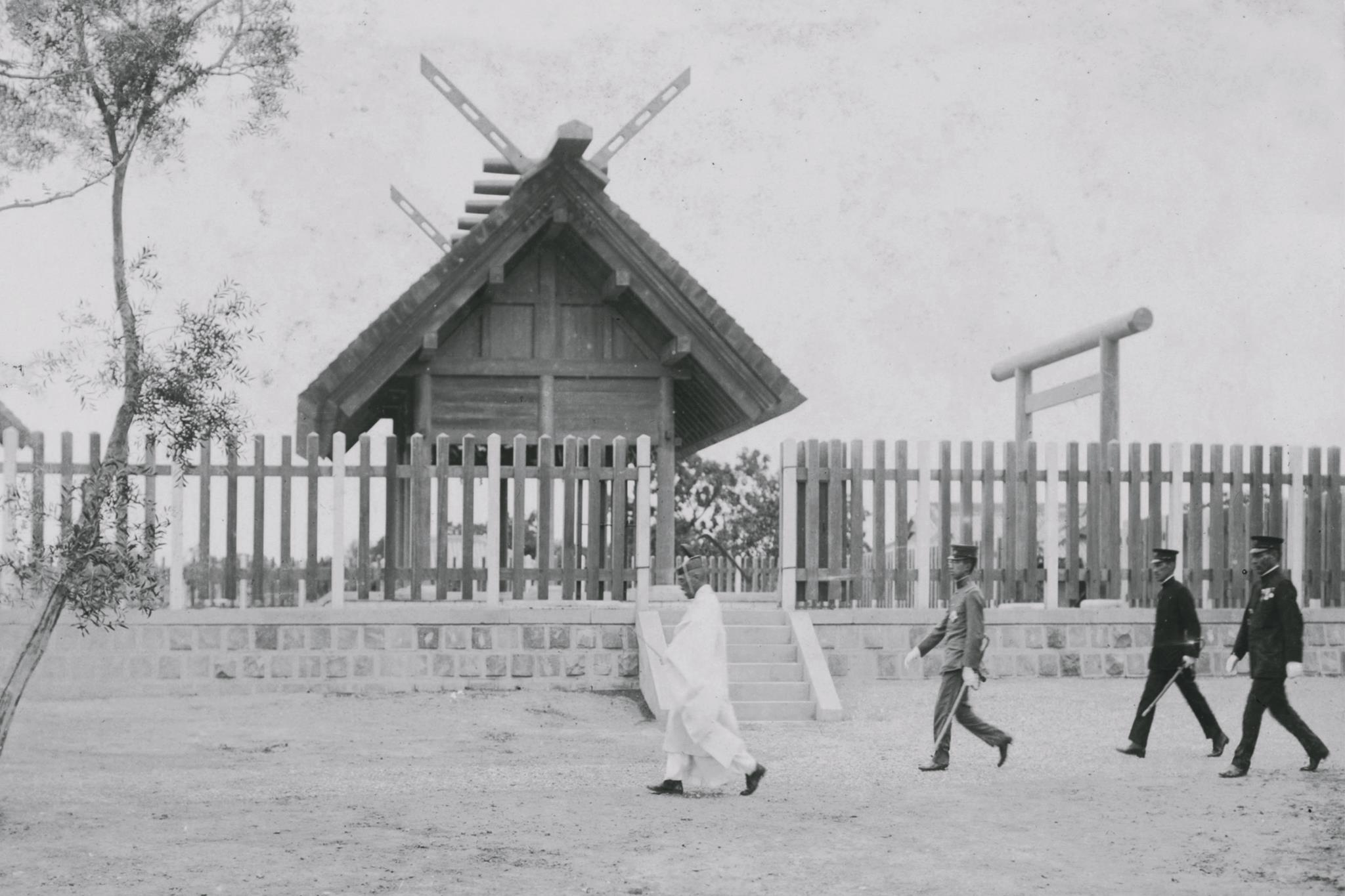
台南神社本殿（1923年）
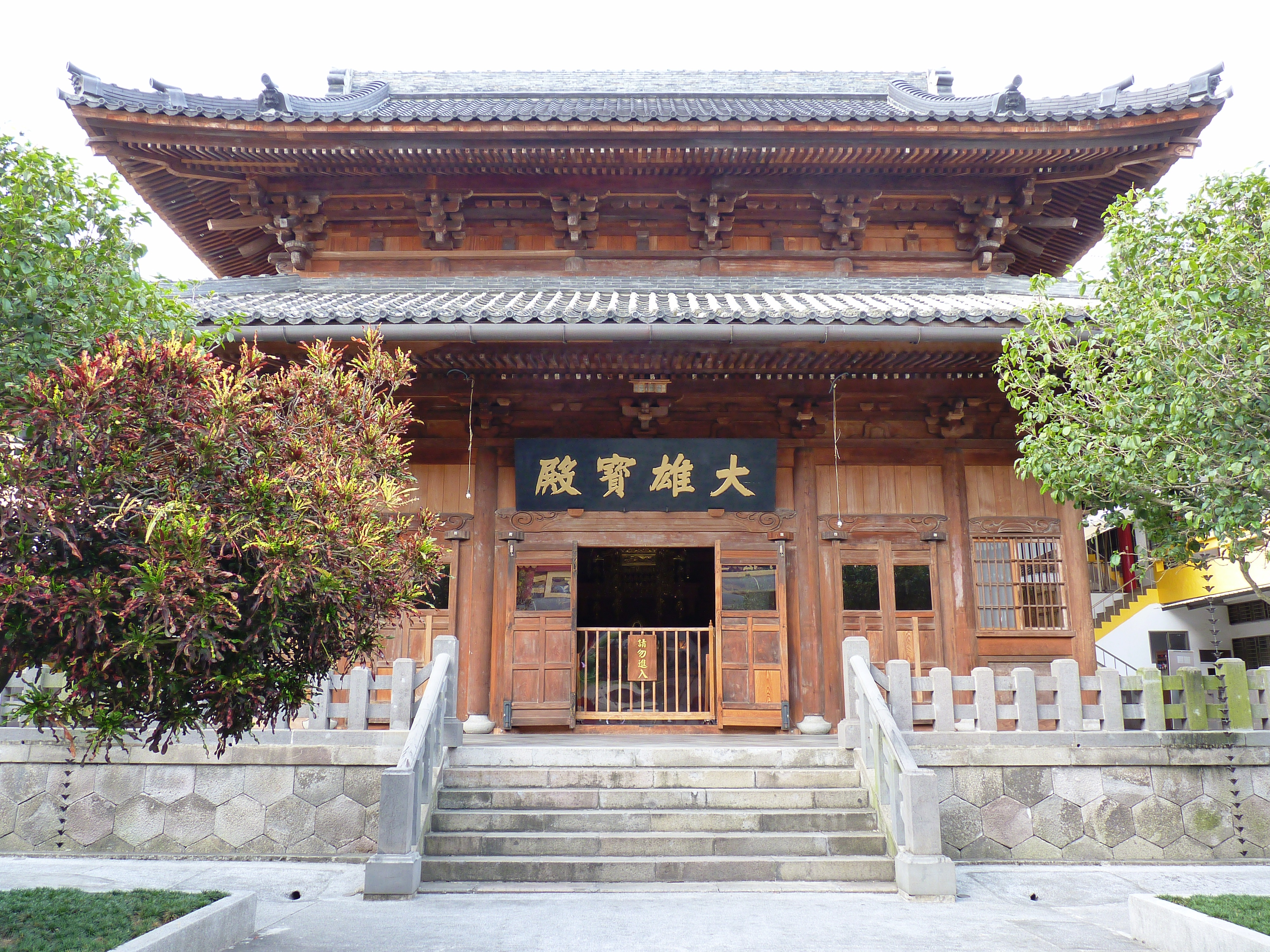
臨濟護國禪寺本堂（1911年）
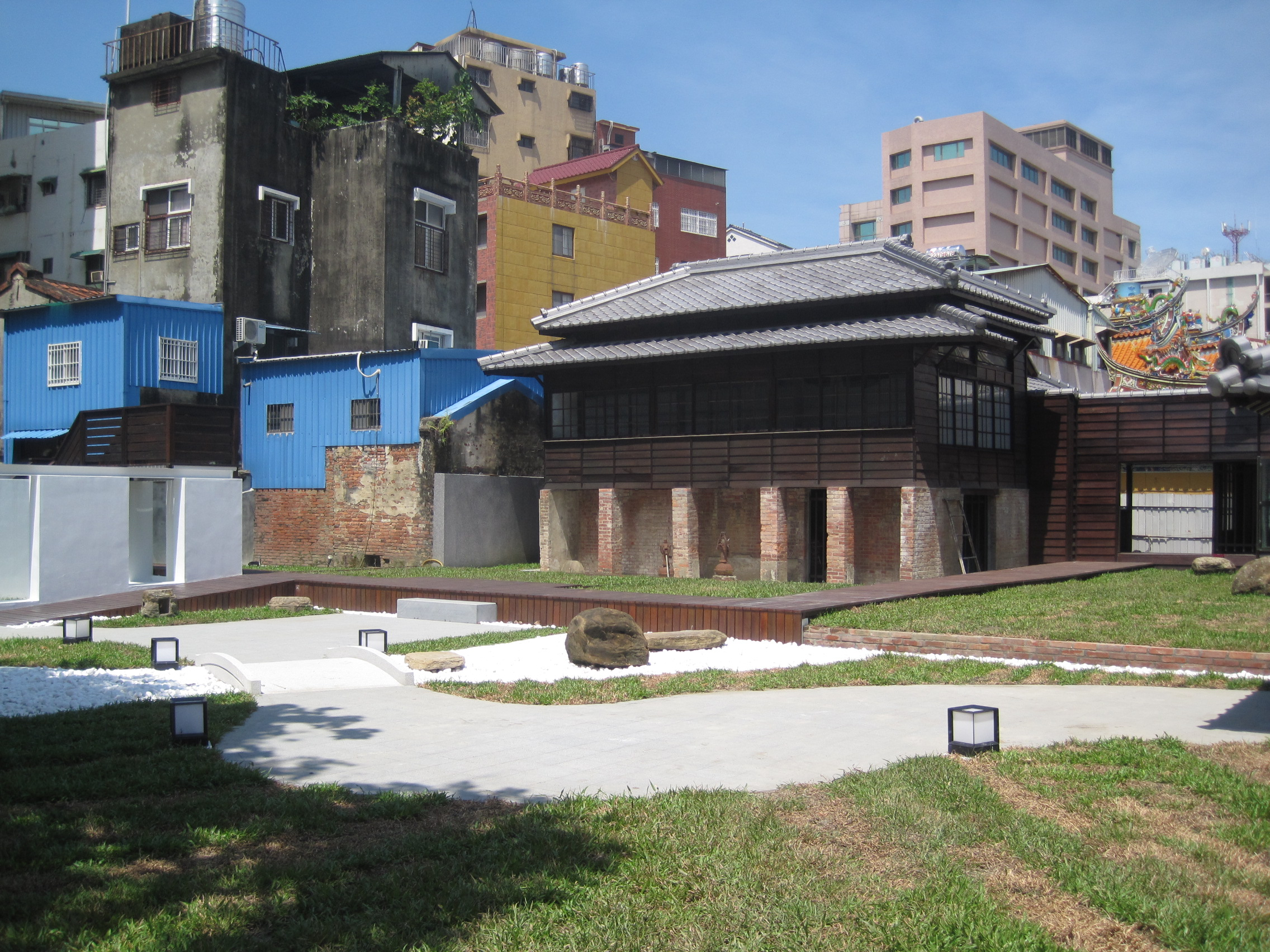
鶯料理（約1912年[83]）
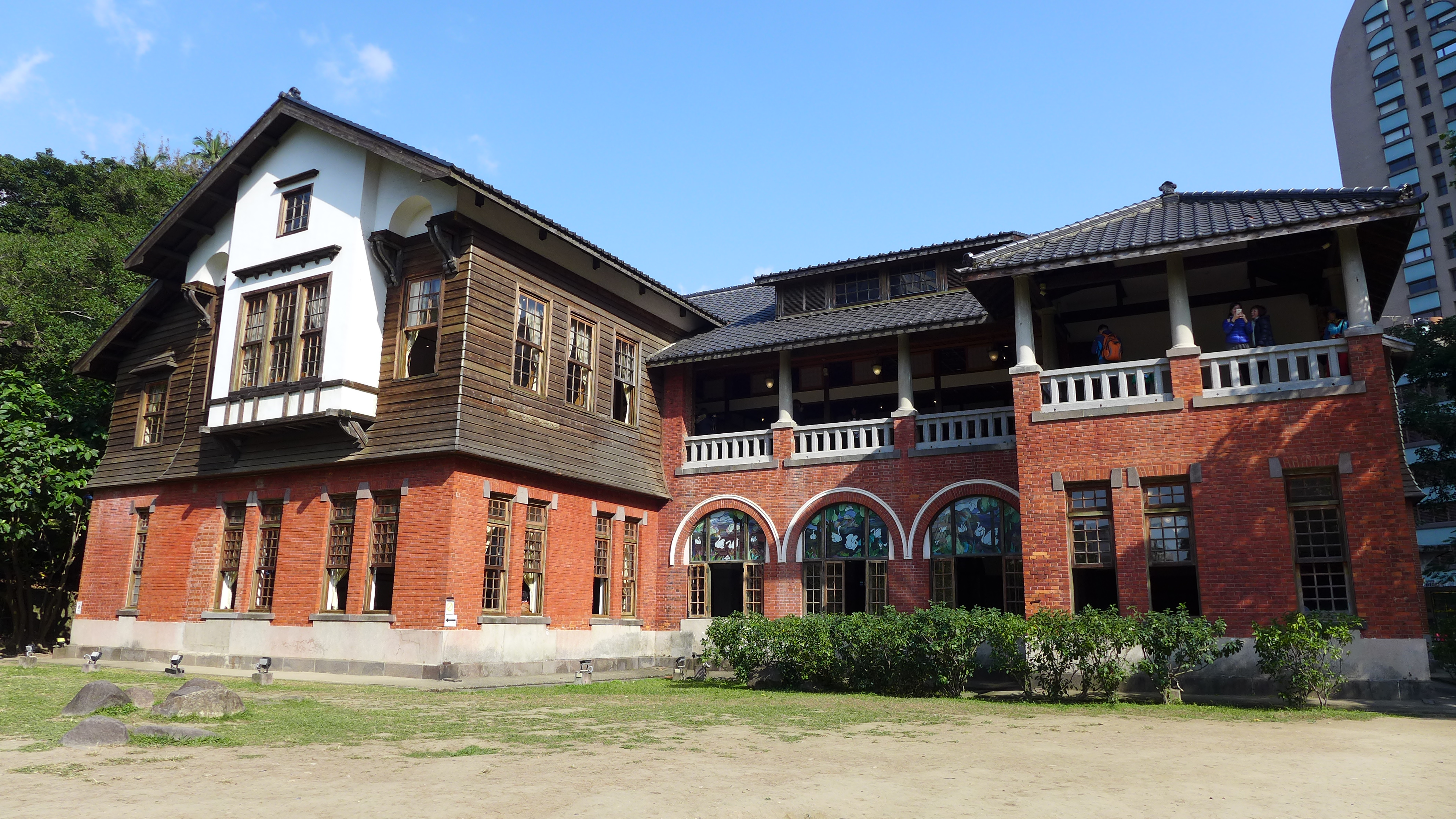
北投公共浴場（1913）
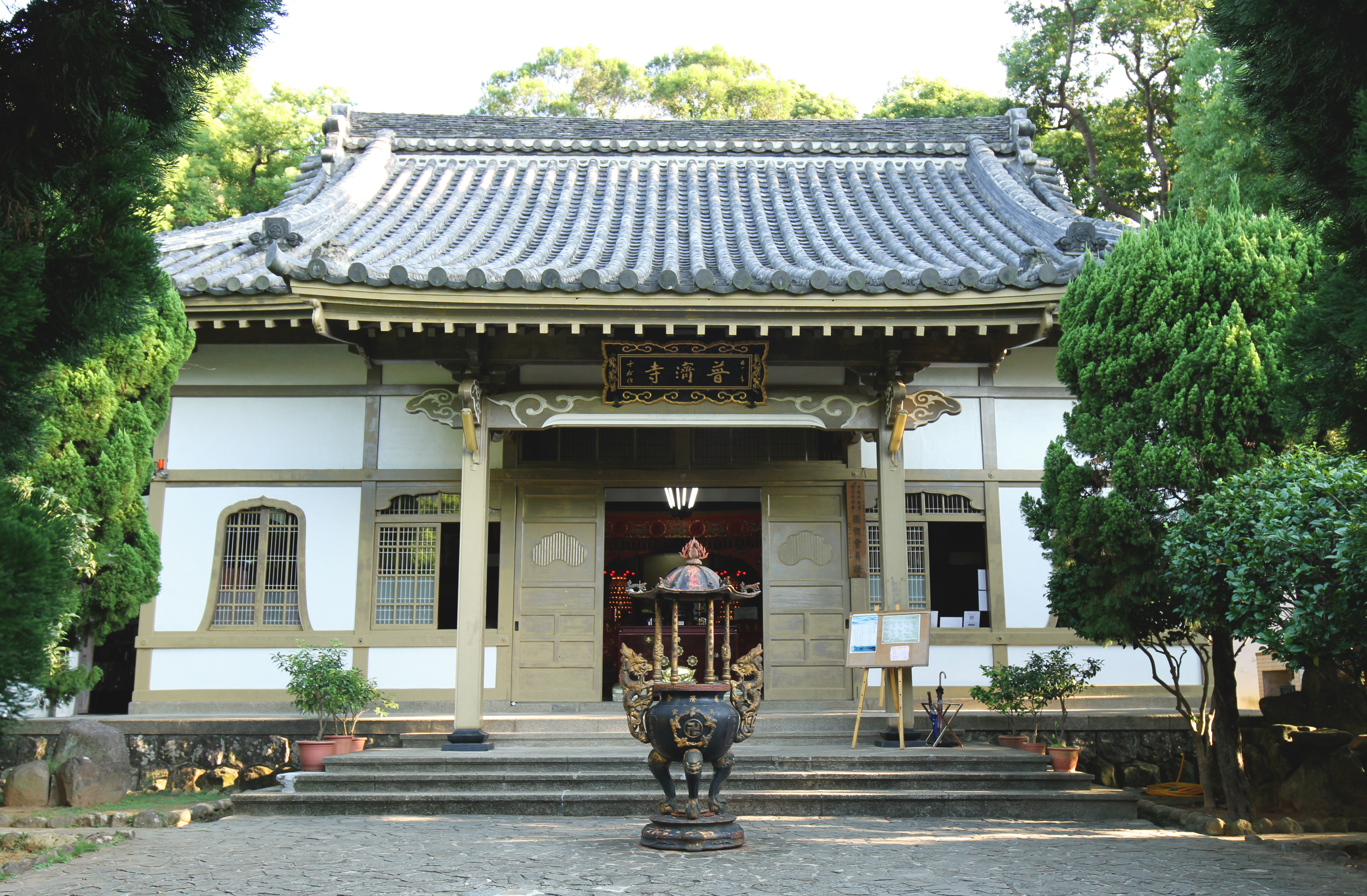
北投普濟寺（1915年）
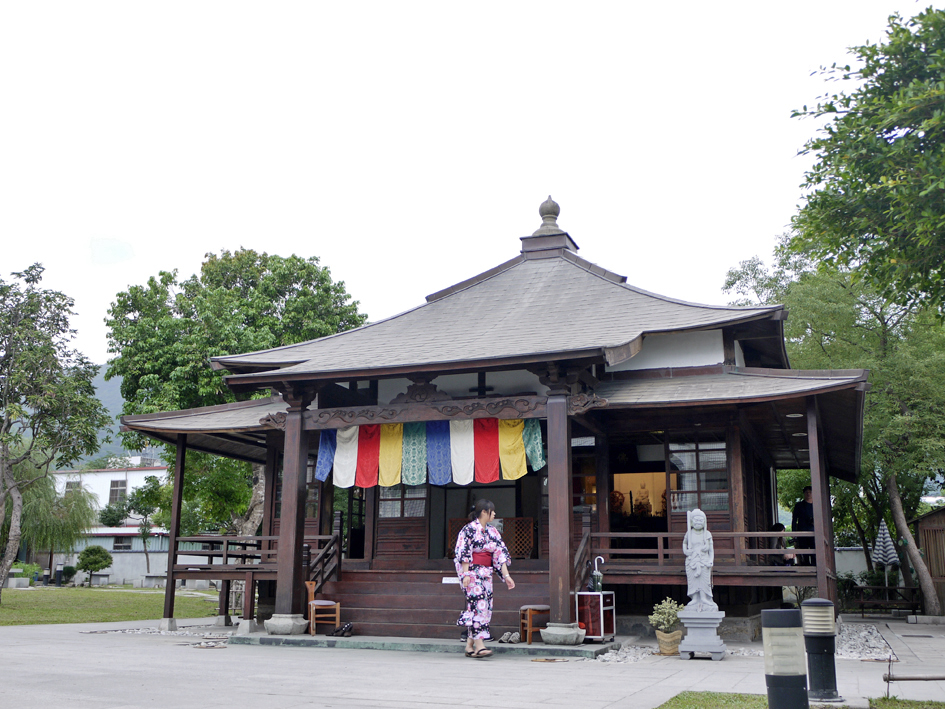
吉安慶修院 （1917年）
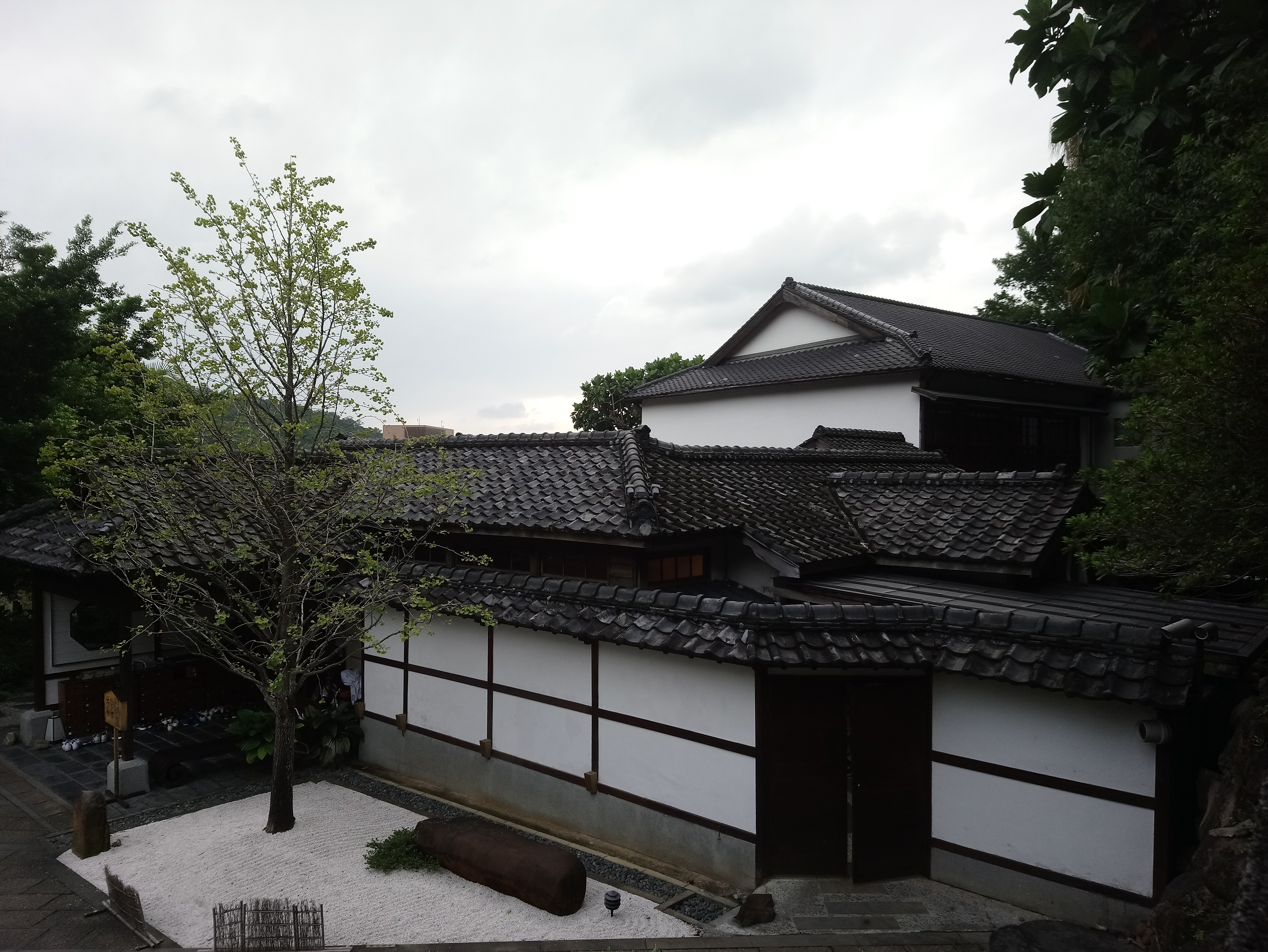
北投佳山旅館（1921年）
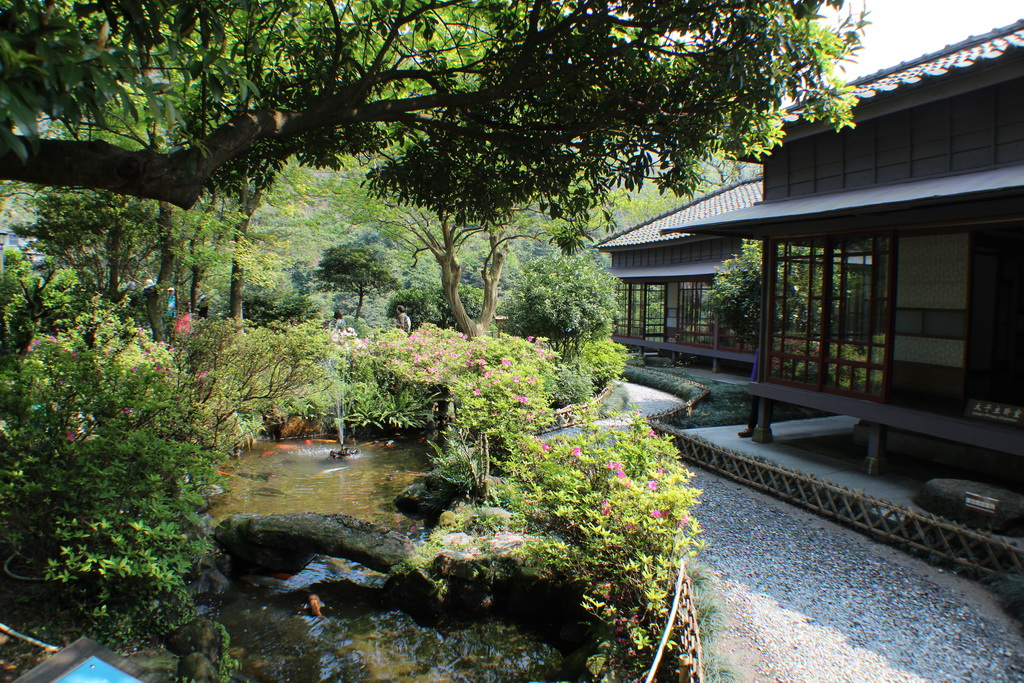
金瓜石太子賓館（1922年）
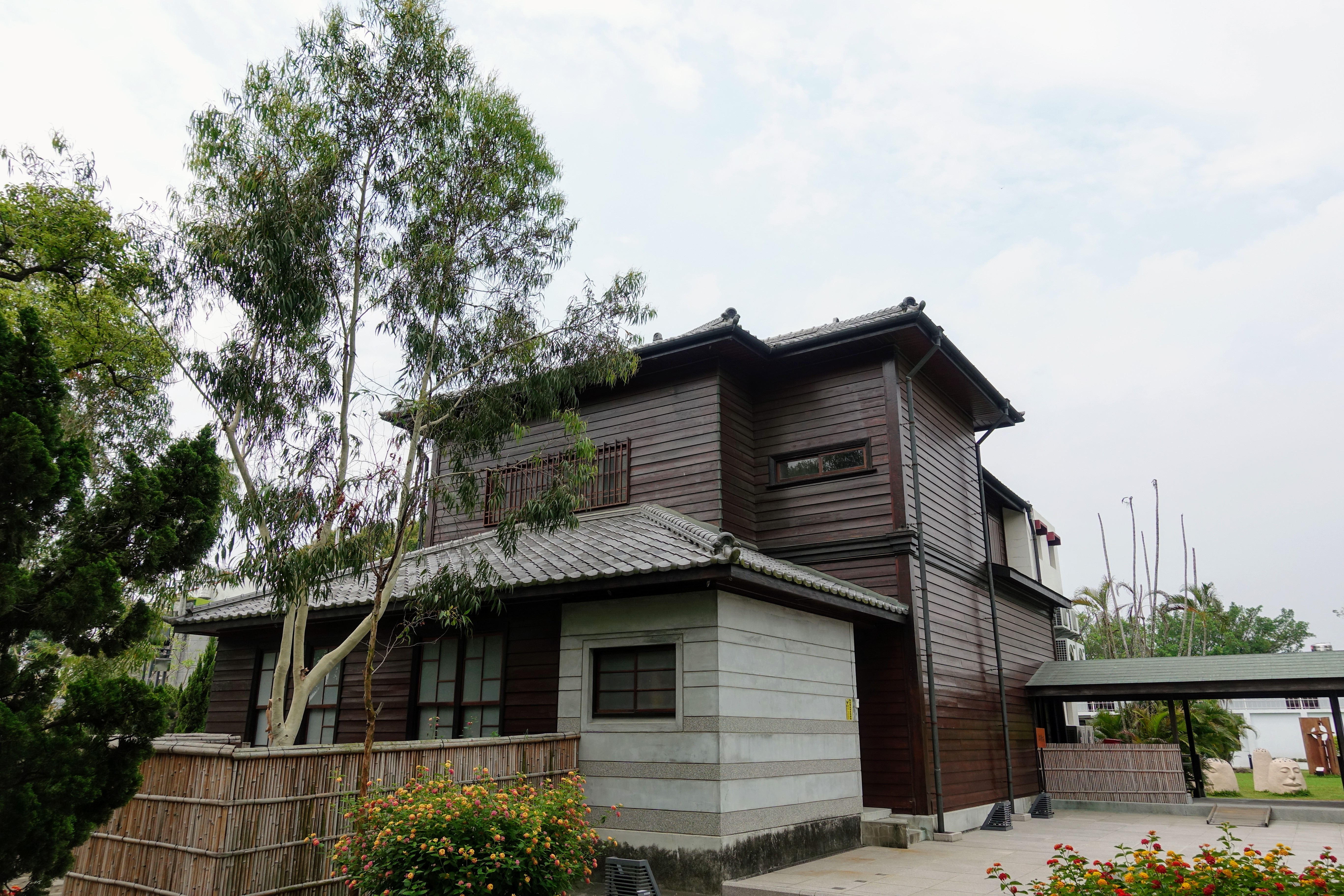
麻豆總爺糖廠招待所
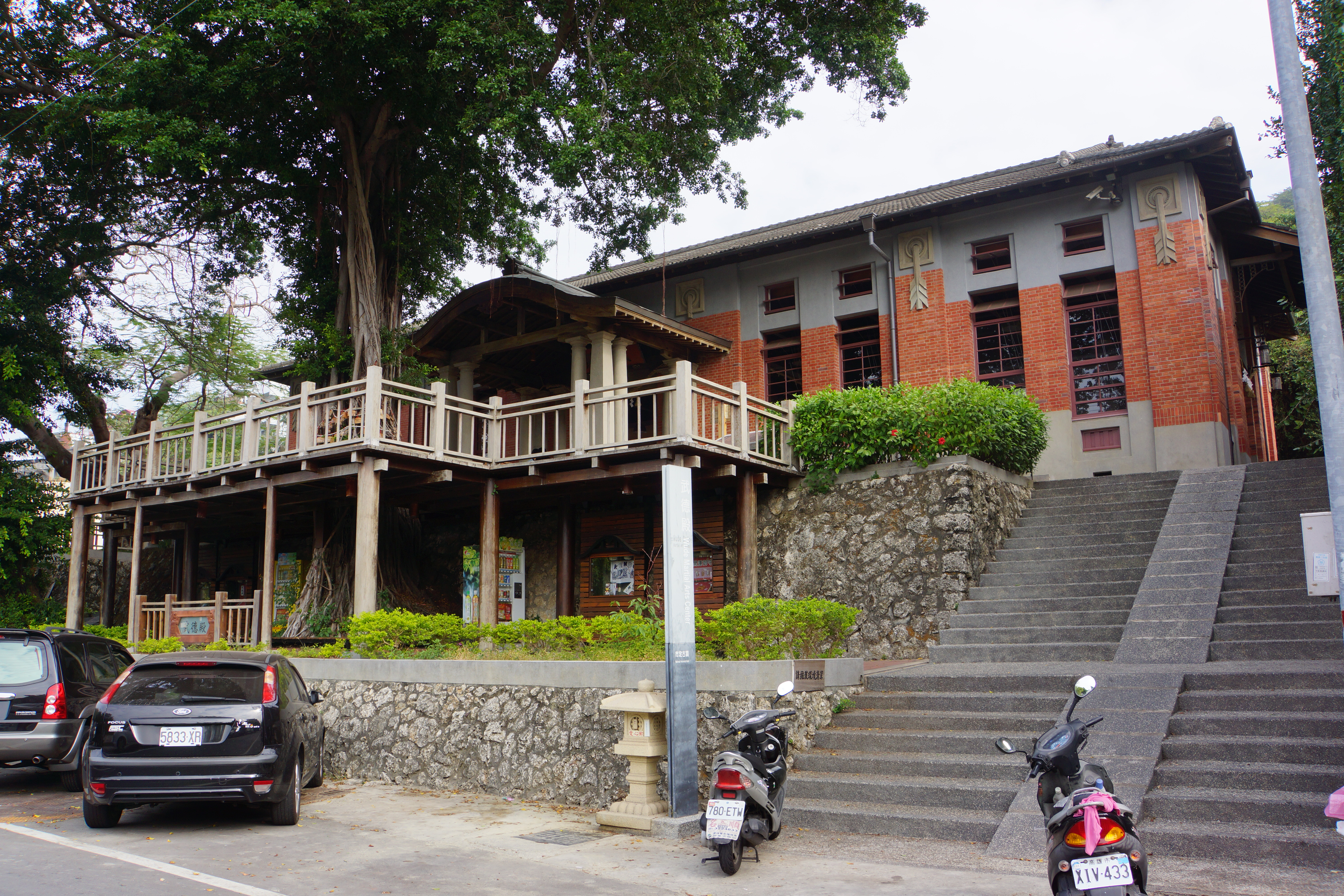
高雄武德殿（1924年）
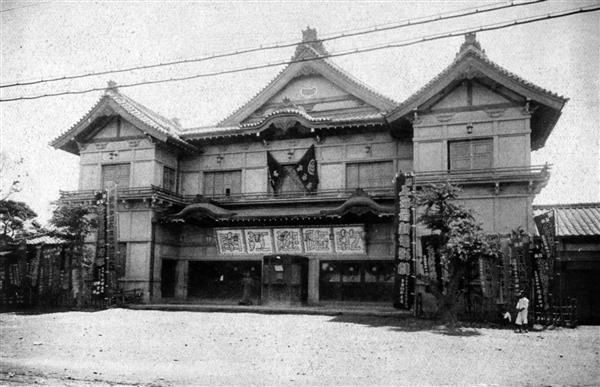
宮古座（1928年）
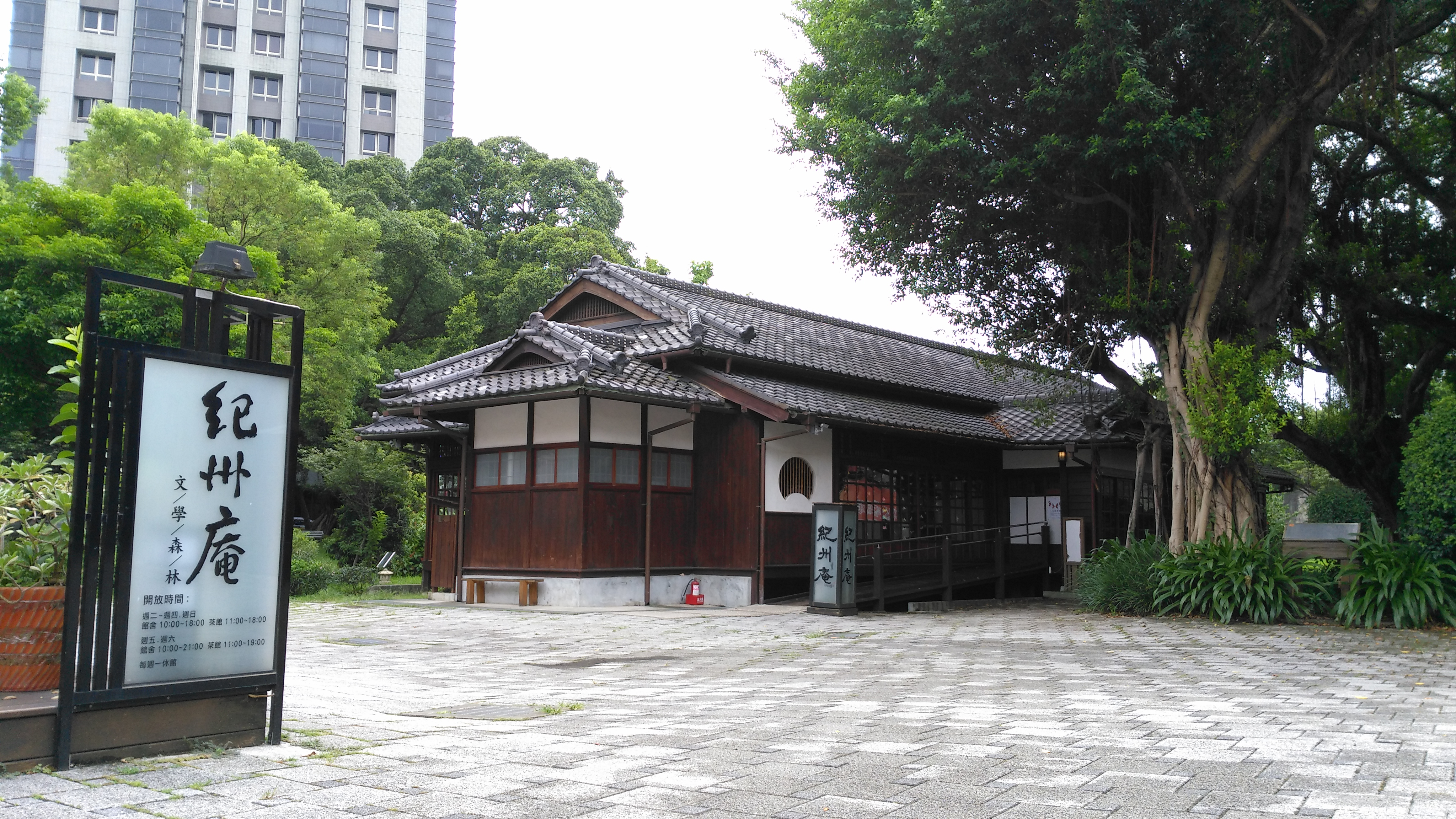
紀州庵支店離屋（約1928年）
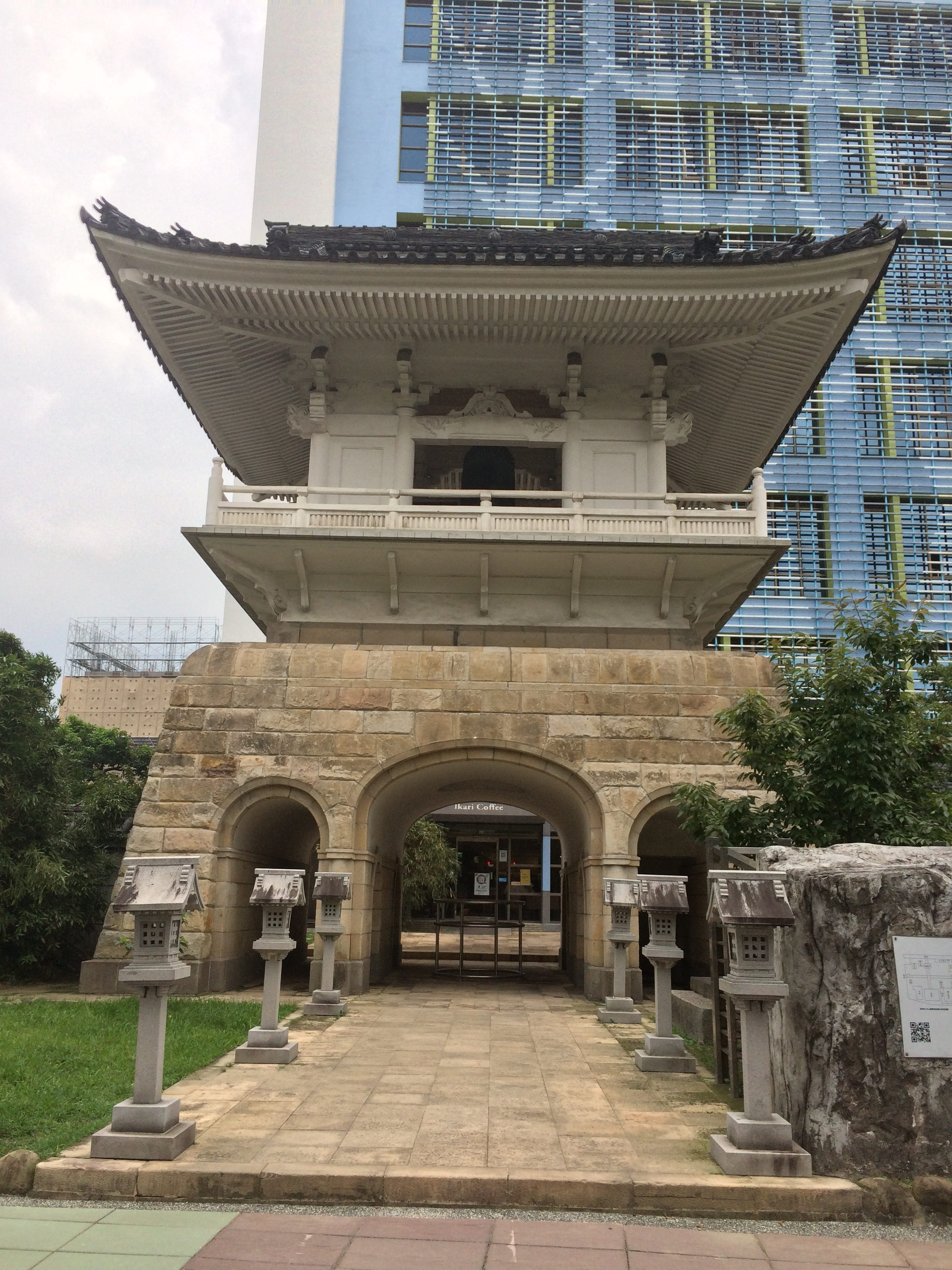
曹洞宗大本山臺灣別院鐘樓（1930年）
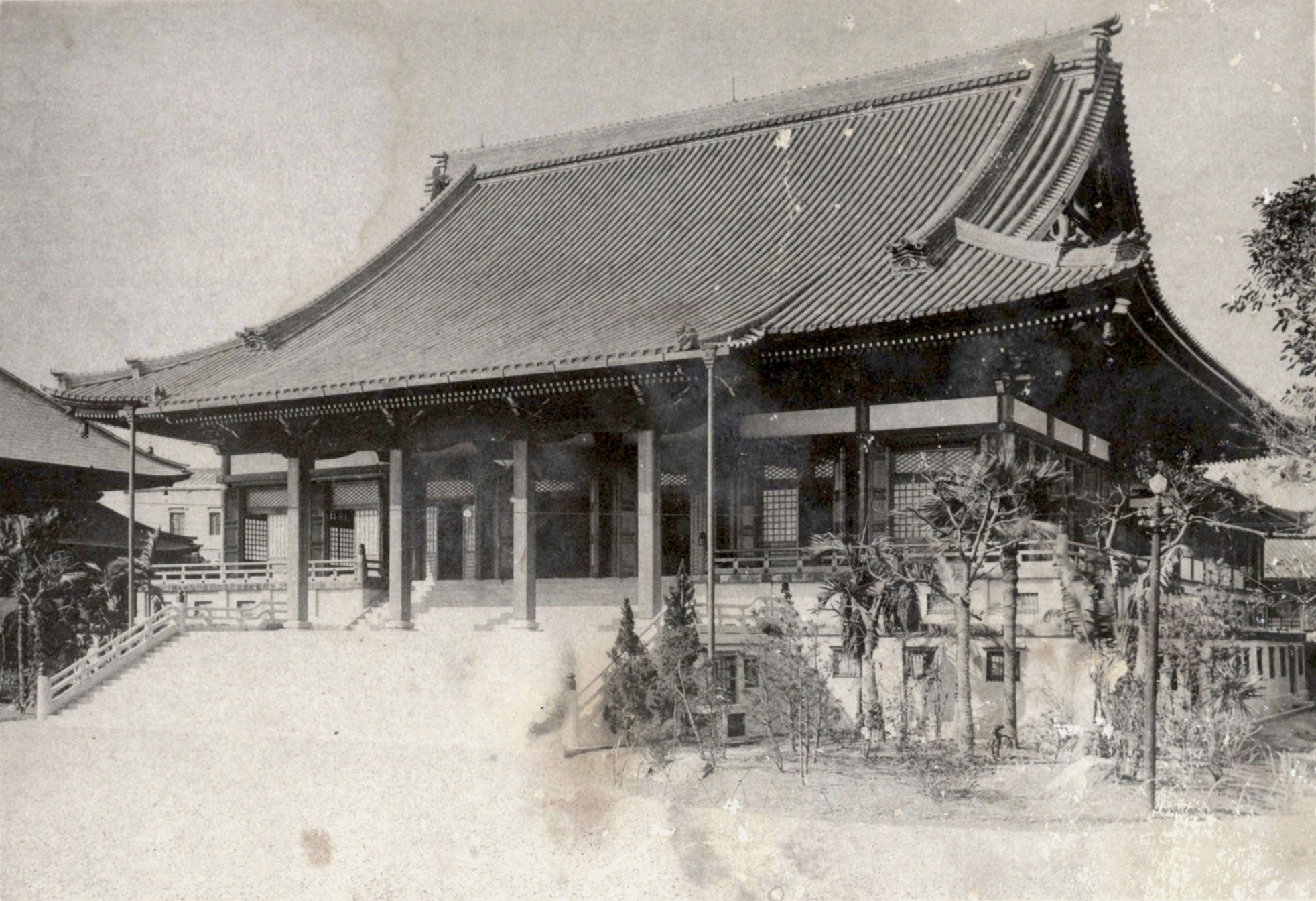
本願寺台灣別院本堂（1932年，松井角平設計[84]）
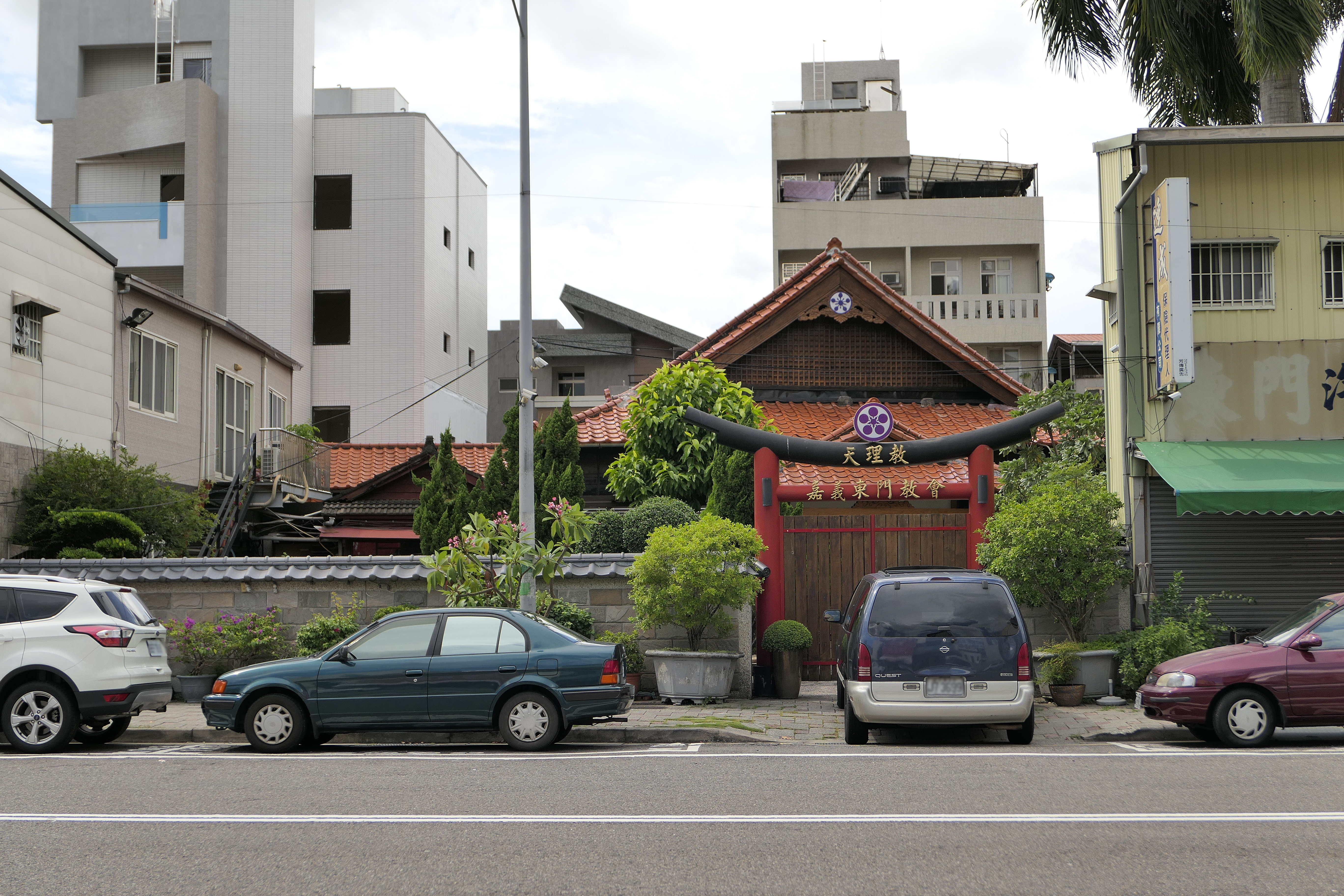
天理教嘉義東門教會 （1934年）
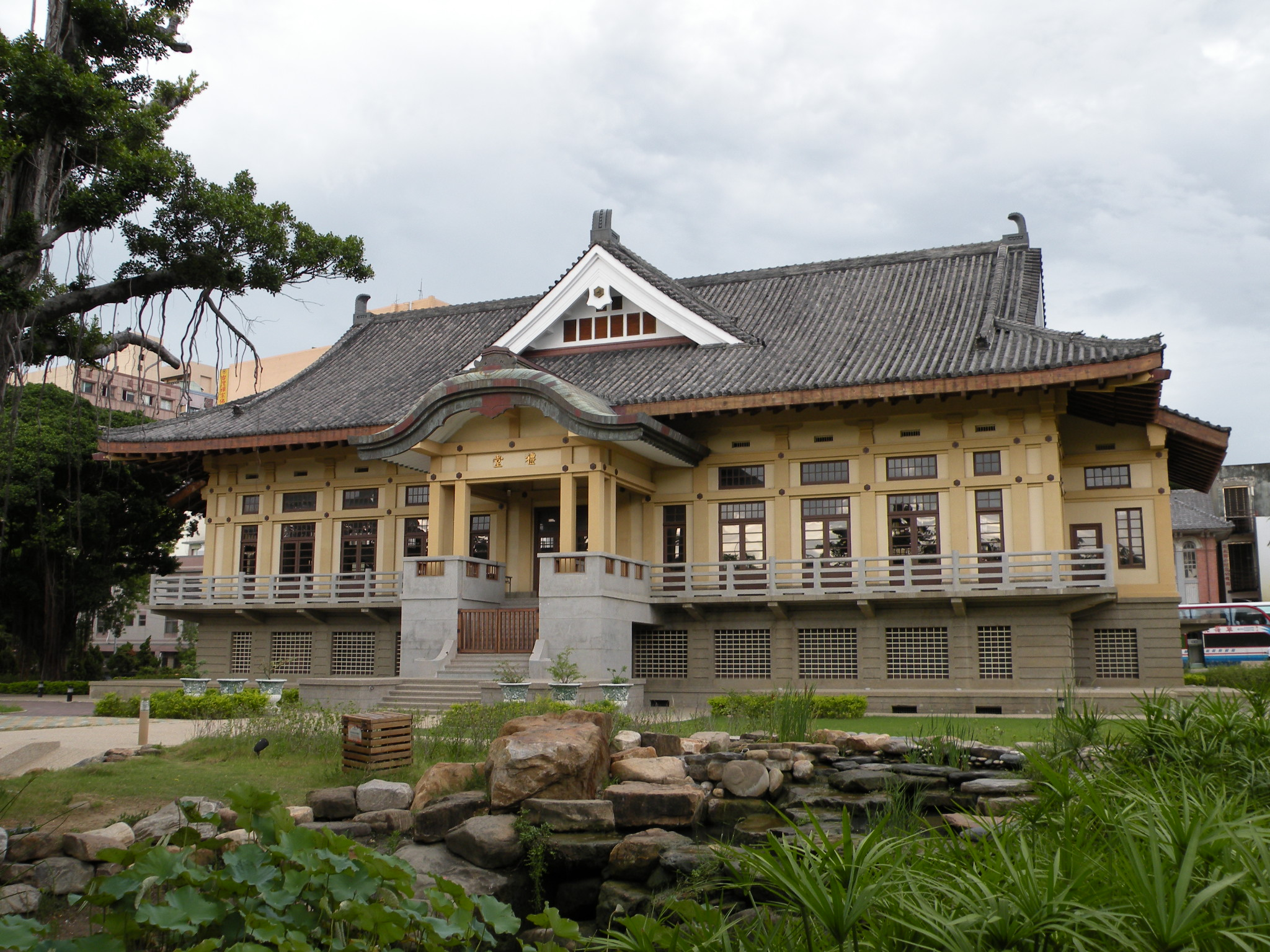
台南州台南市武德殿（1936年）
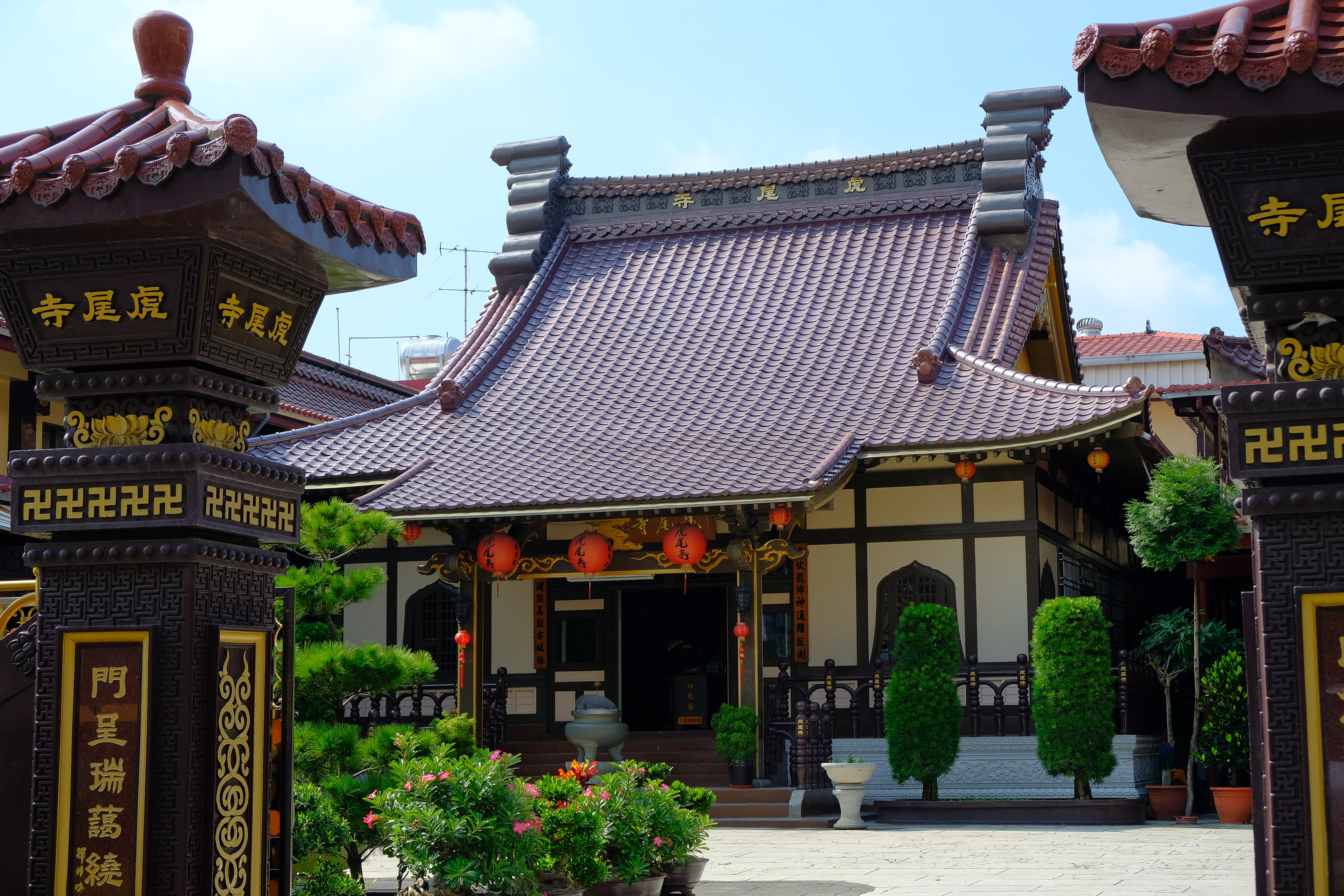
虎尾寺（1936年）
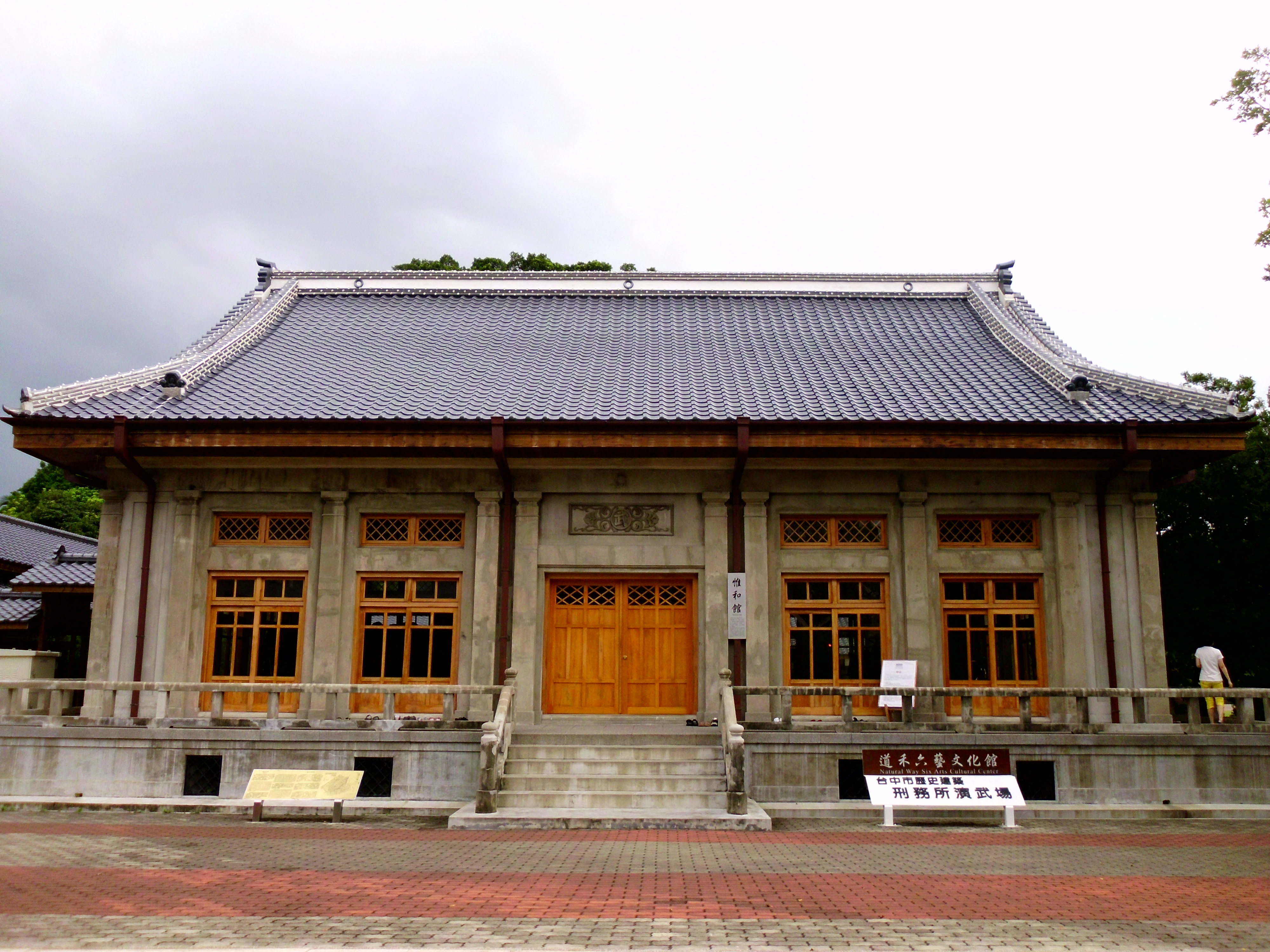
台中刑務所演武場（1937年）
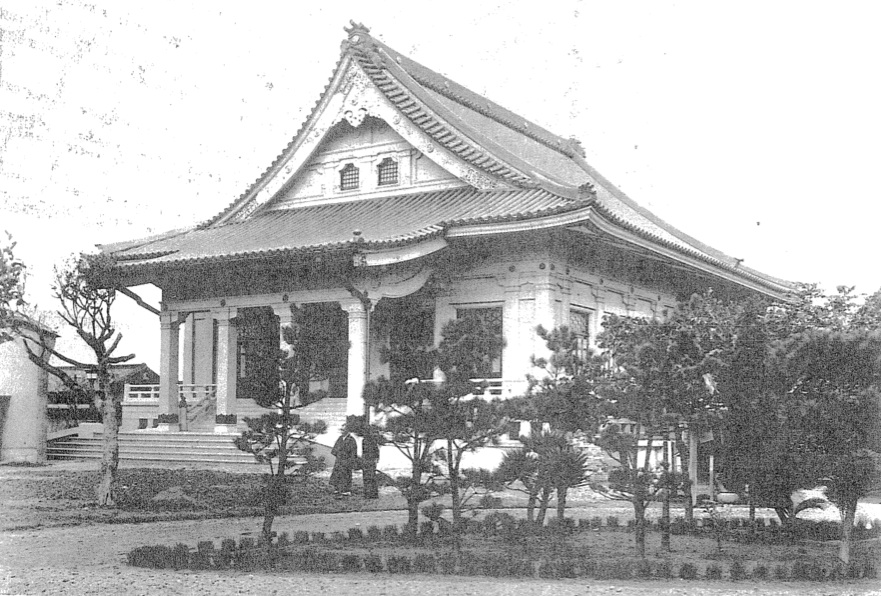
淨土宗台北別院開教院本堂（1937年）
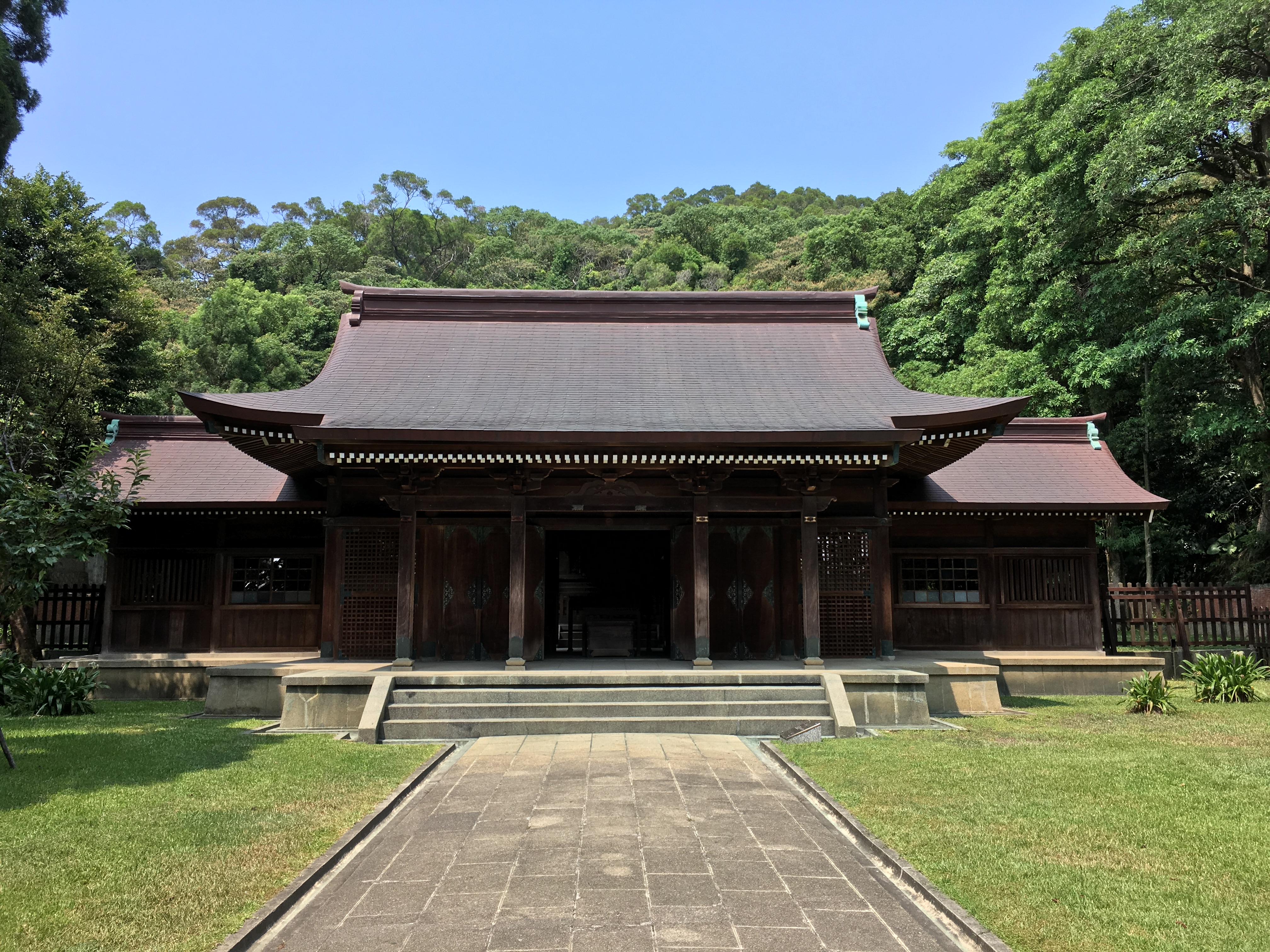
桃園神社（1938年，春田直信設計）
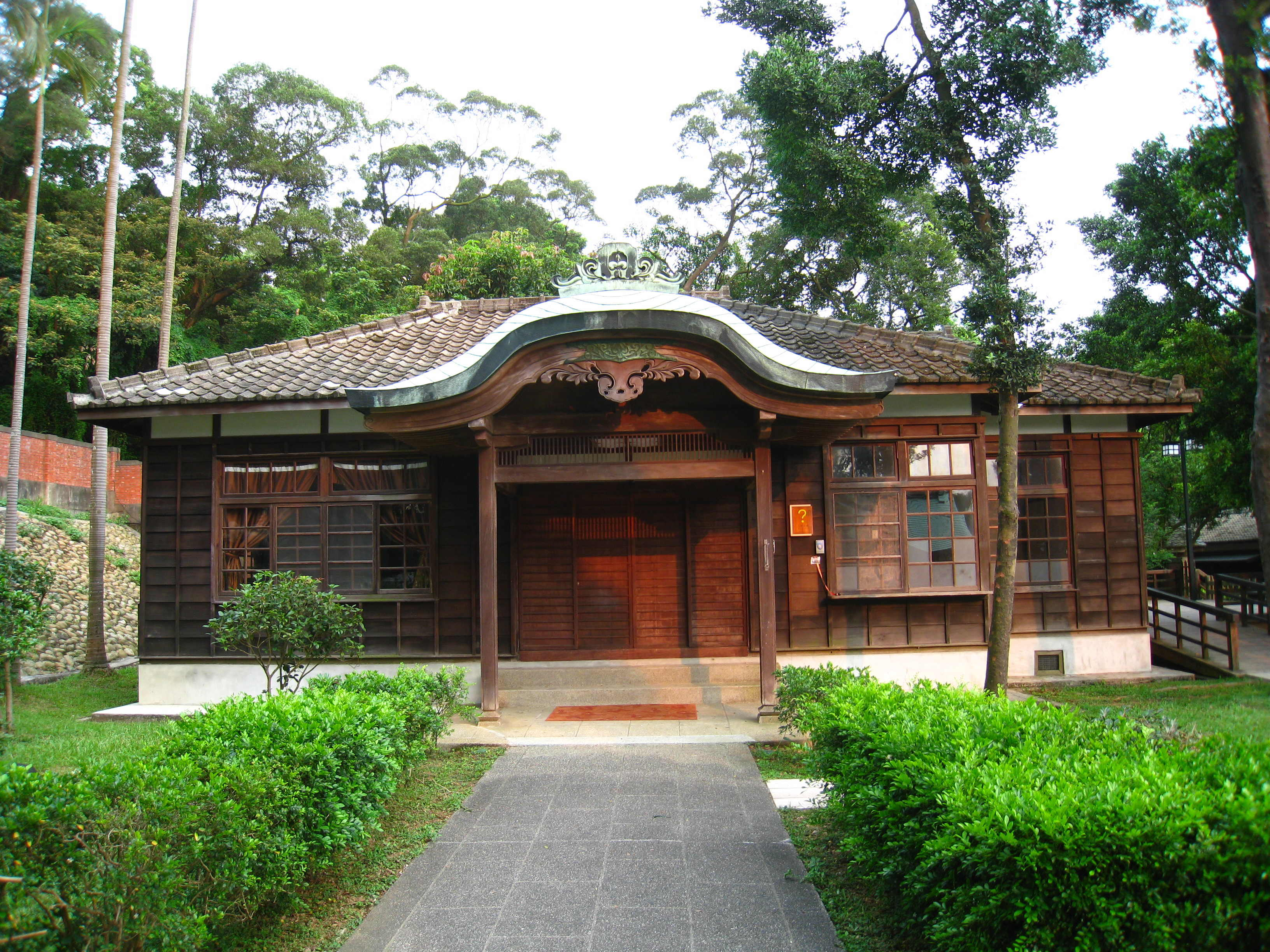
桃園神社社務所唐破風（1938年，春田直信設計）
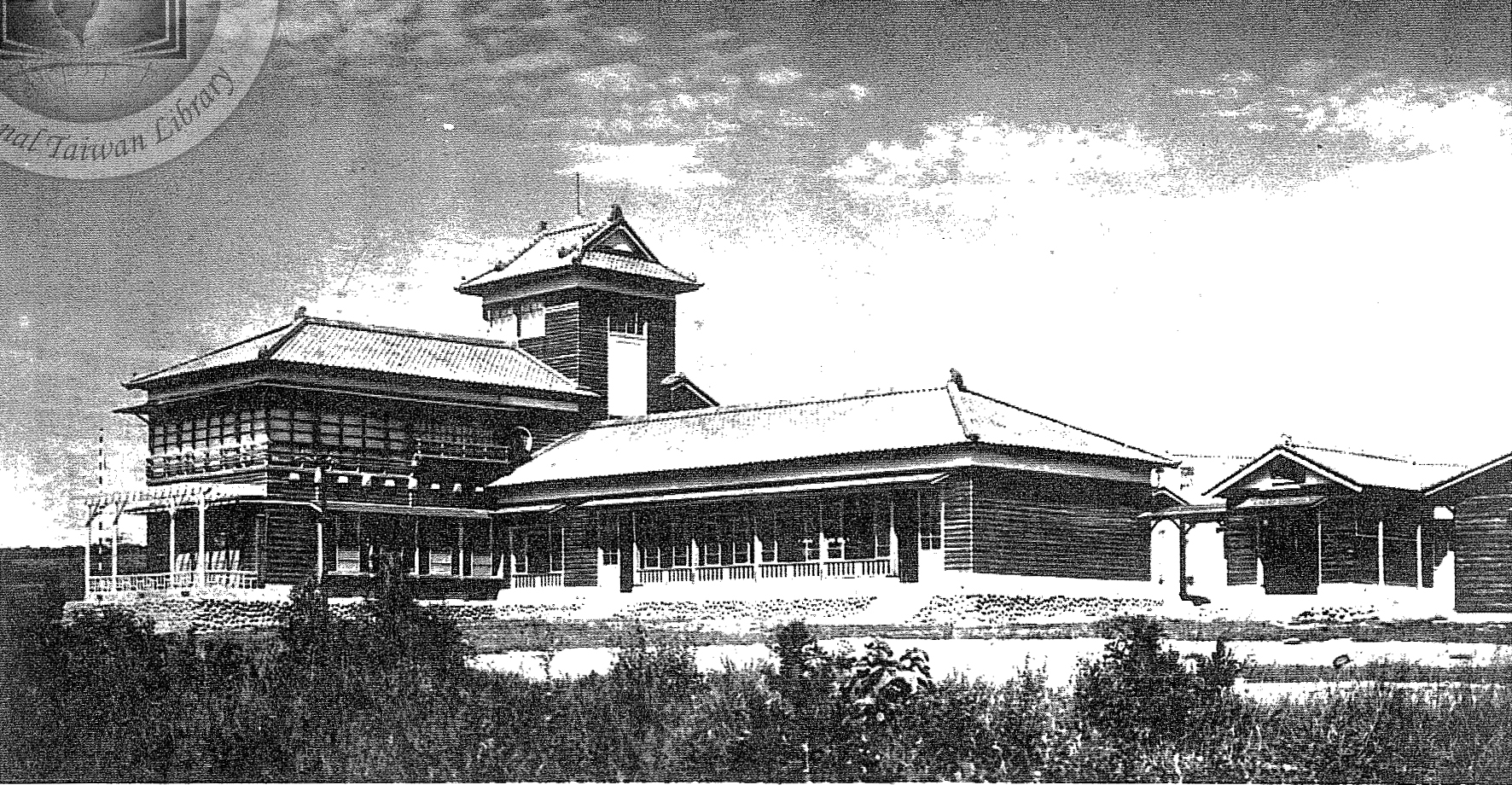
臺中州產業組合青年道場（1939年，齋藤辰次郎施工）
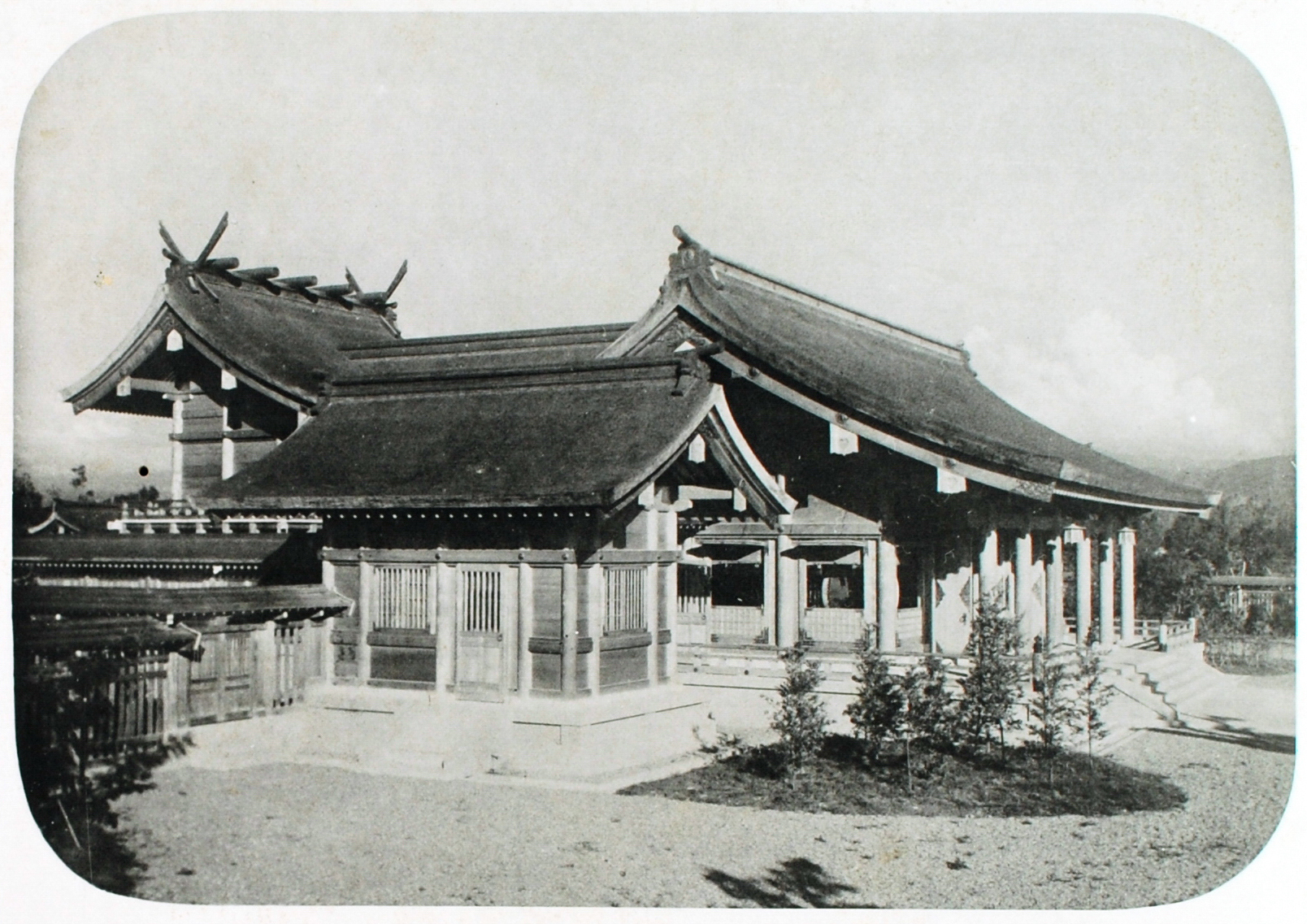
第二代台中神社（1940年）
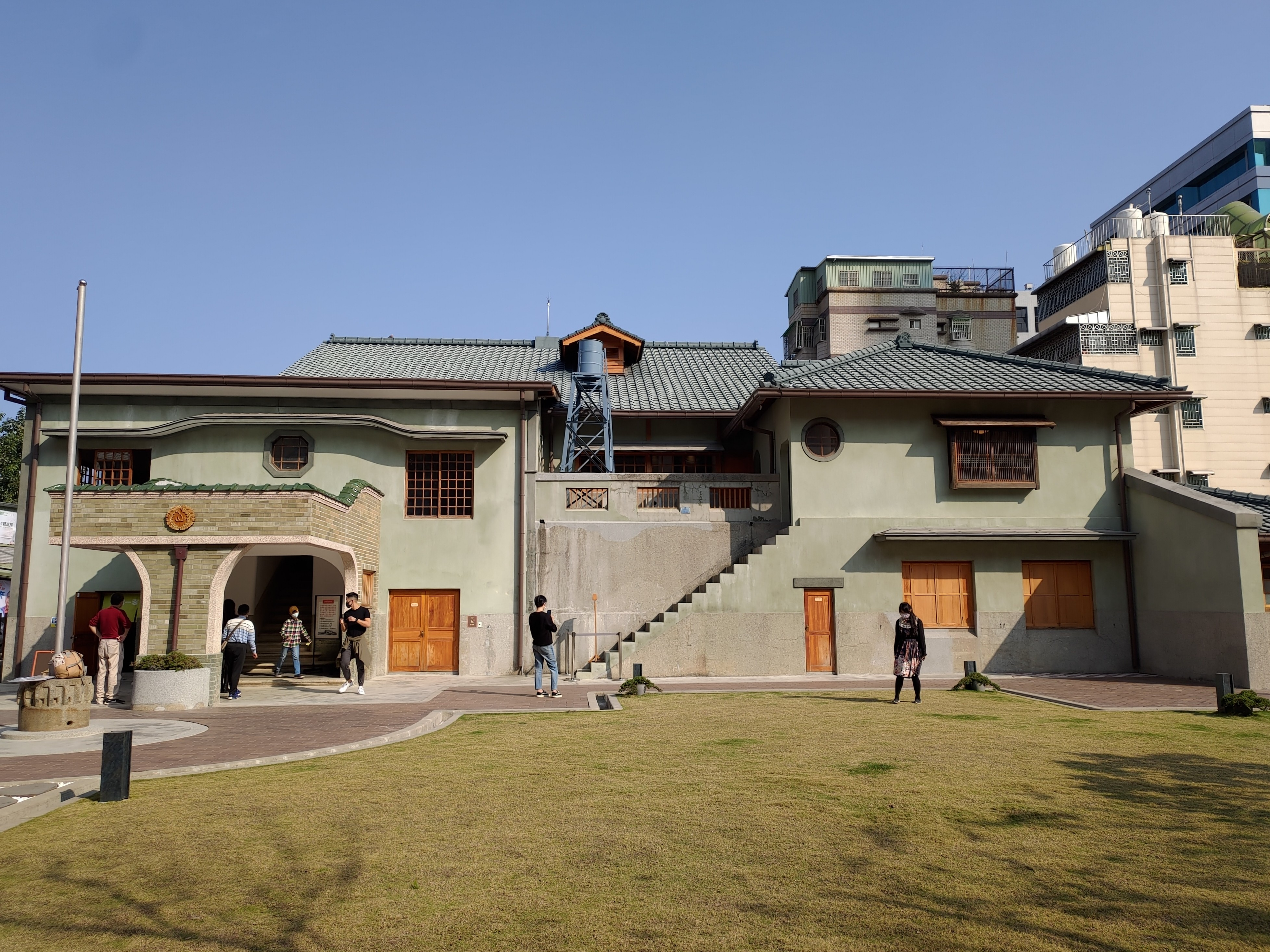
逍遙園（1940年）
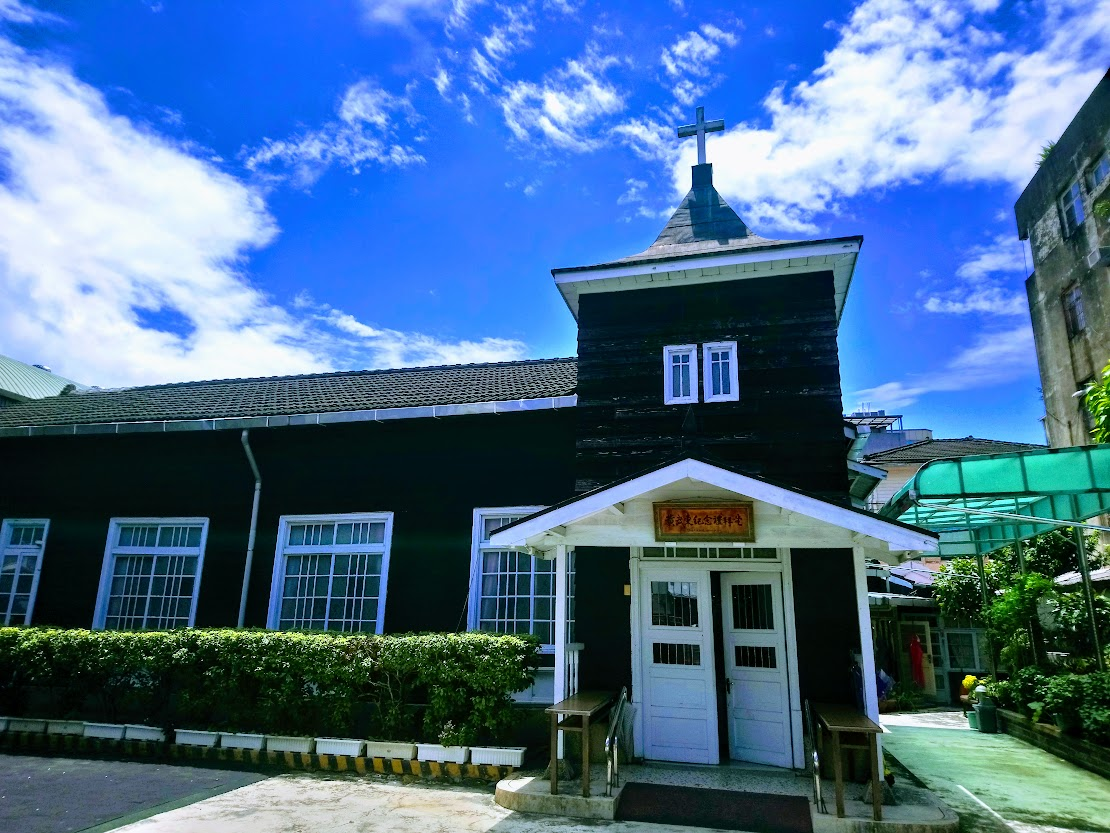
嘉義西門長老教會禮拜堂（1941年）

### 興亞式與帝冠樣式建築
- 樹林鎮農會，已拆除 [1]。
- 中壢義士堂（1933）
- 臺北州立臺北第三中學校南樓（1937，筱原武男），已拆除[86]。
- 臺北州立蘭陽高等女子學校校舍（1939，鳩工茸），已拆除[87]。
- 產業金庫高雄支部，已拆除[88]。

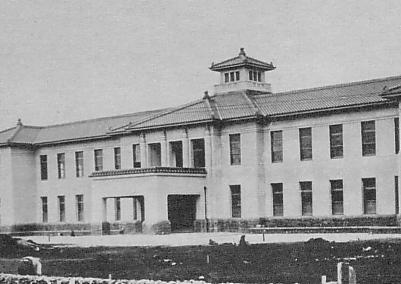
澎湖廳舍（1934年）
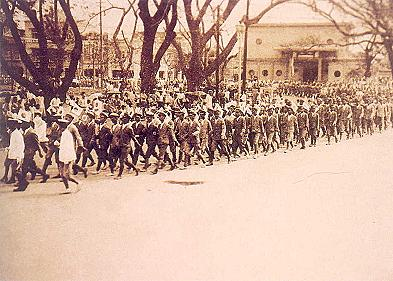
臺南市歷史館（1937年）
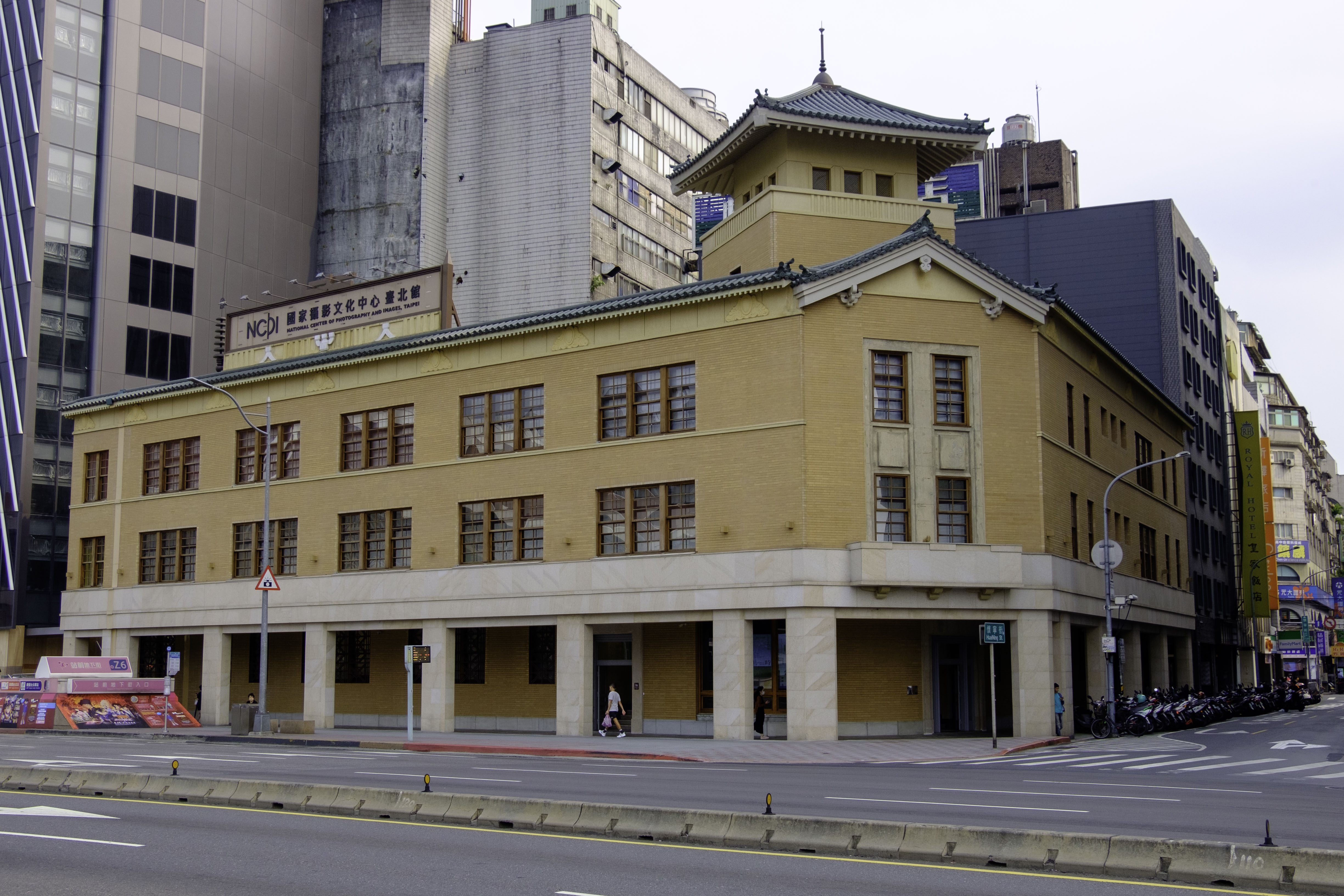
大阪商船臺北支店（1937年，渡邊節設計）
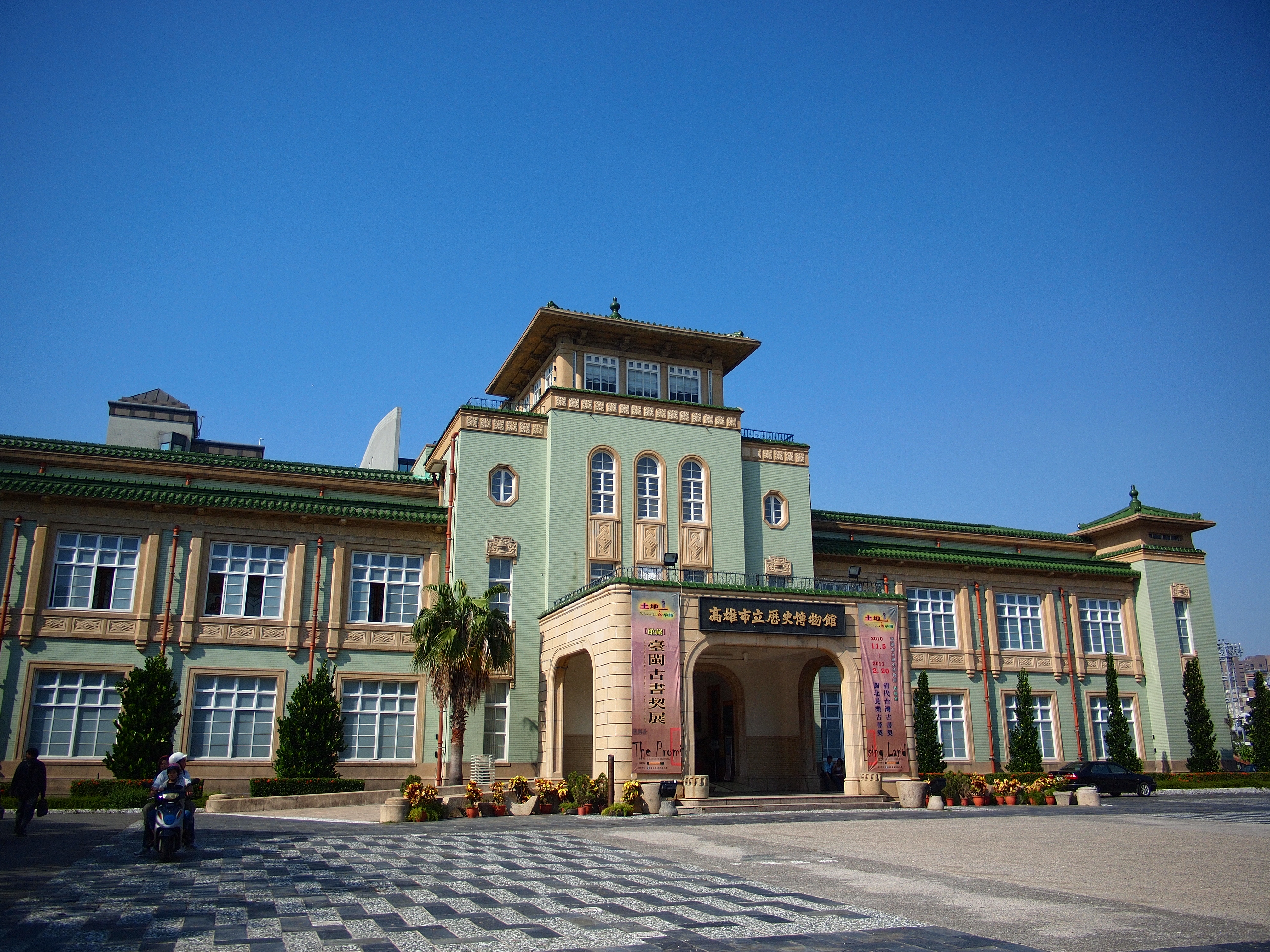
高雄市役所（1939年，清水組設計）
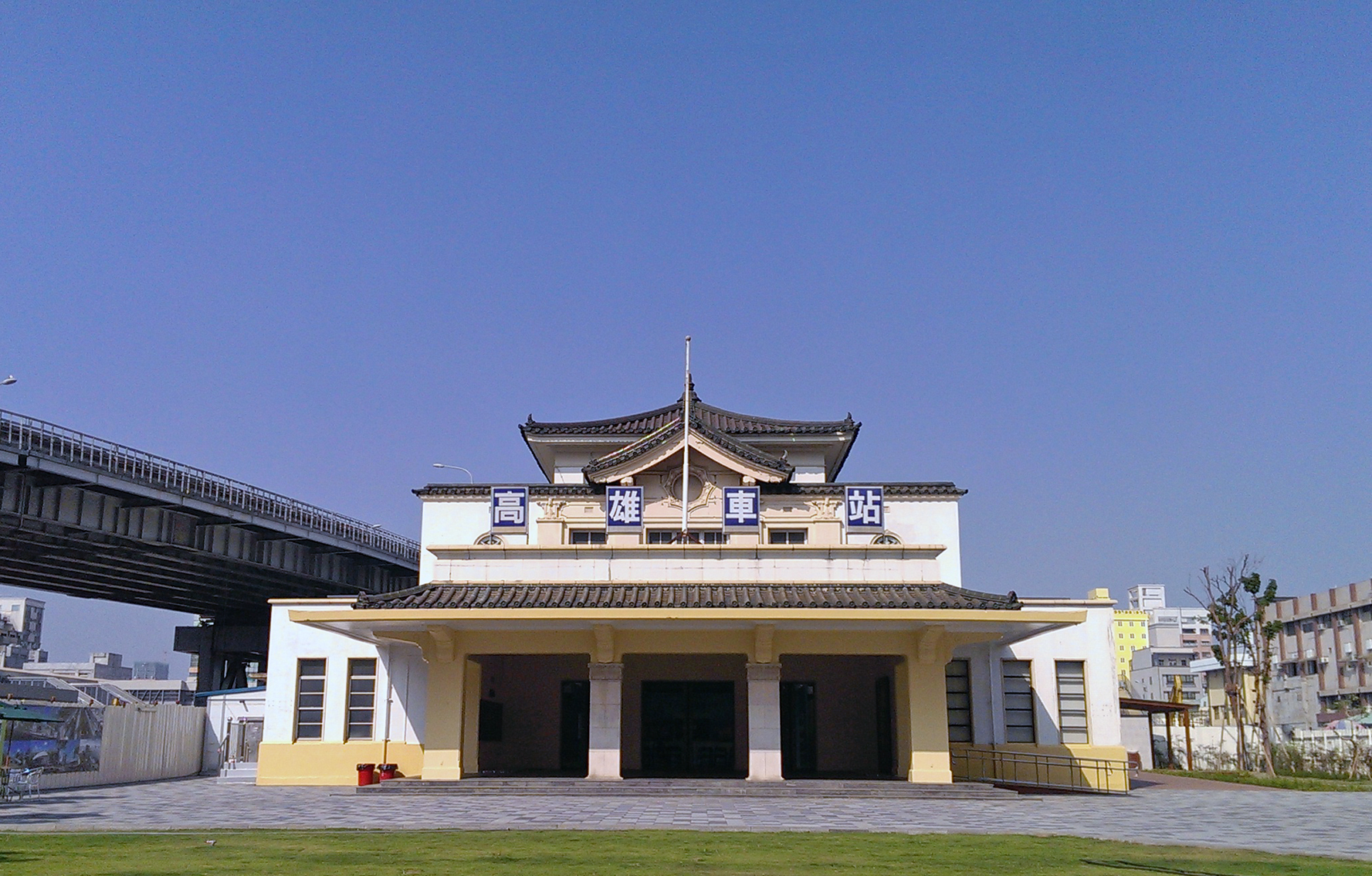
高雄車站（1941年，清水組設計）

## 戰後民國時代（1946-）

### 戰後早期的折衷建築

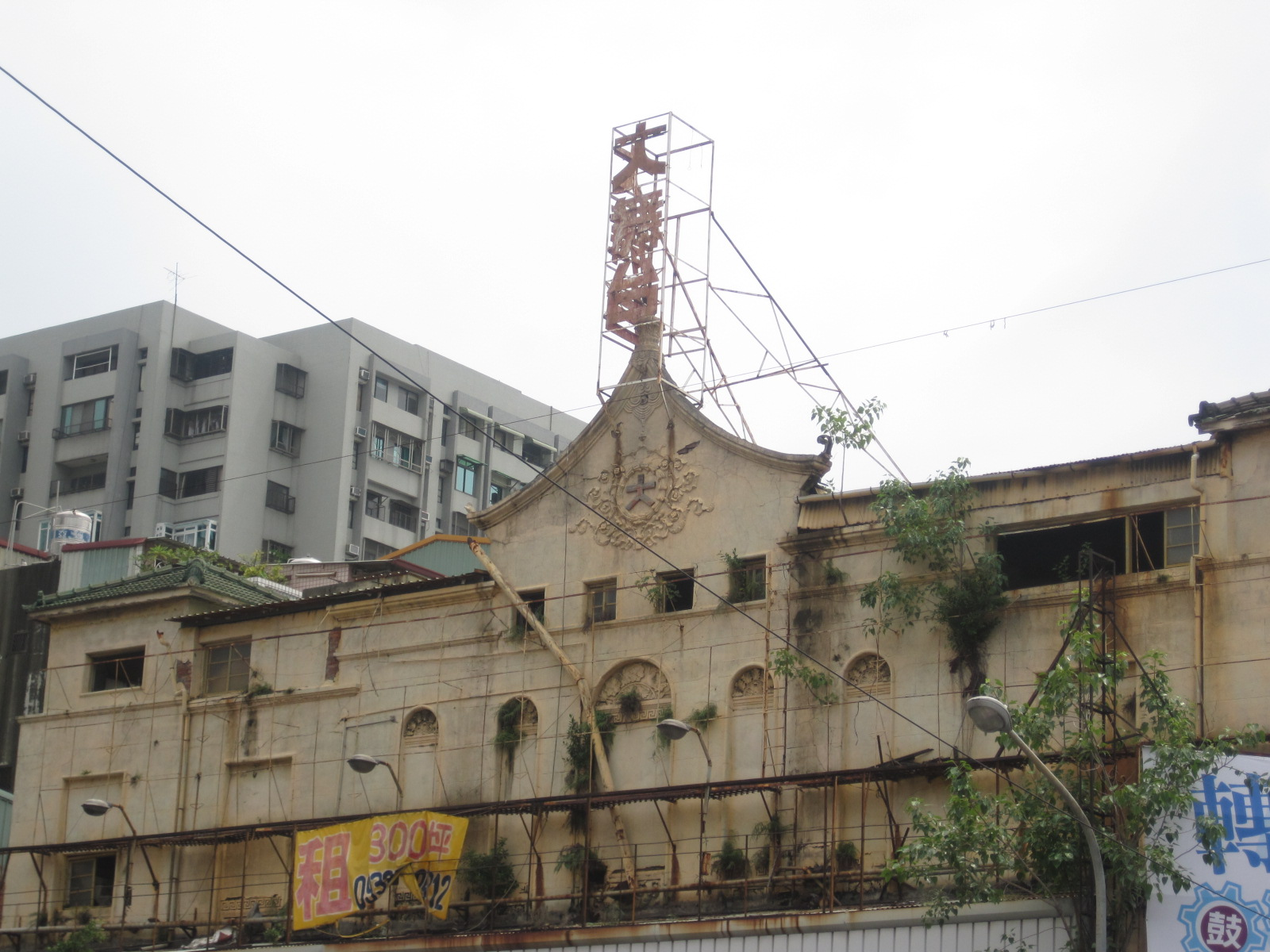
大舞台戲院（1947年，蕭佛助設計）
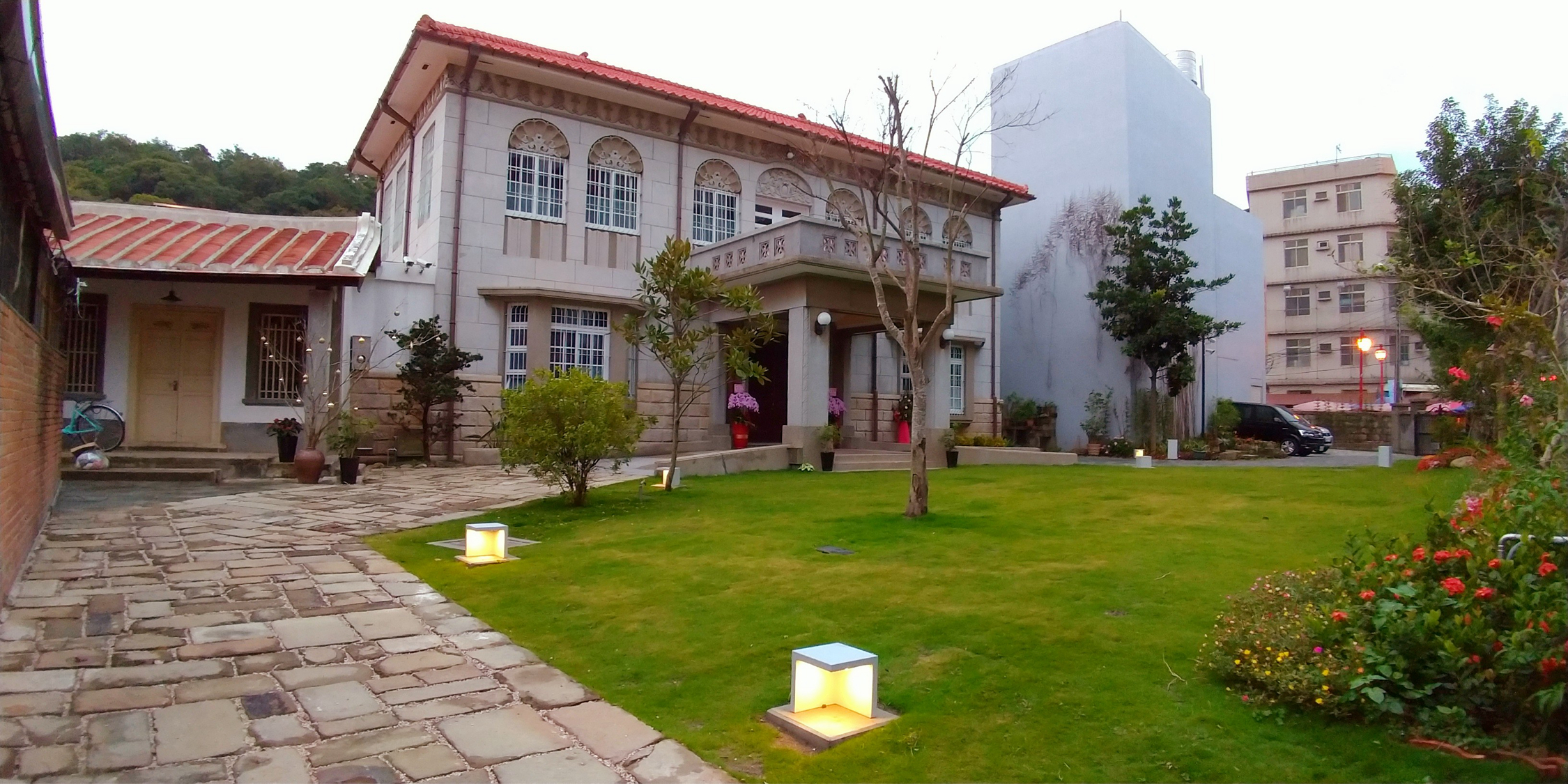
北埔姜阿新洋樓（1949年）
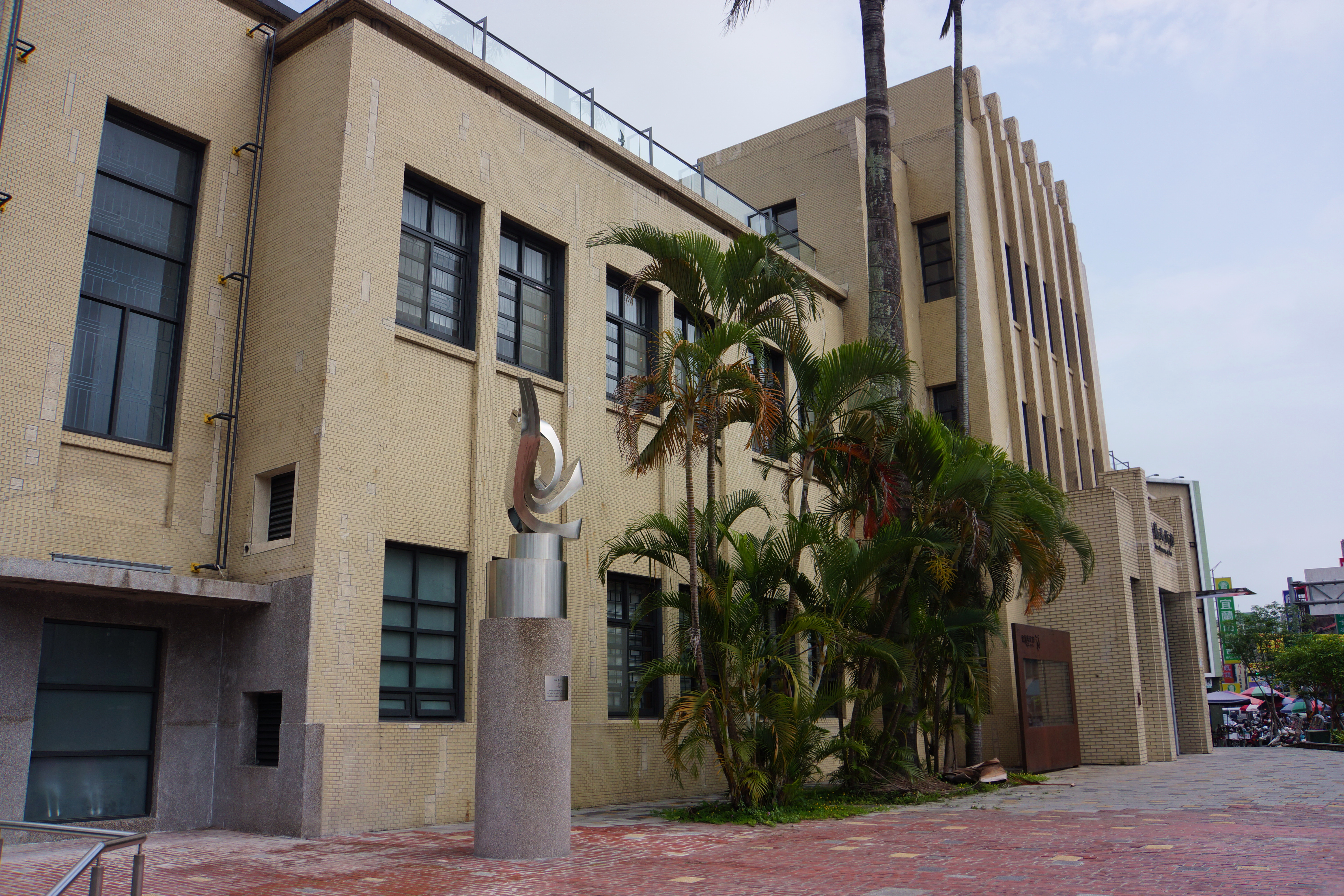
台灣銀行宜蘭分行（1949年）
全美戲院（1950年）
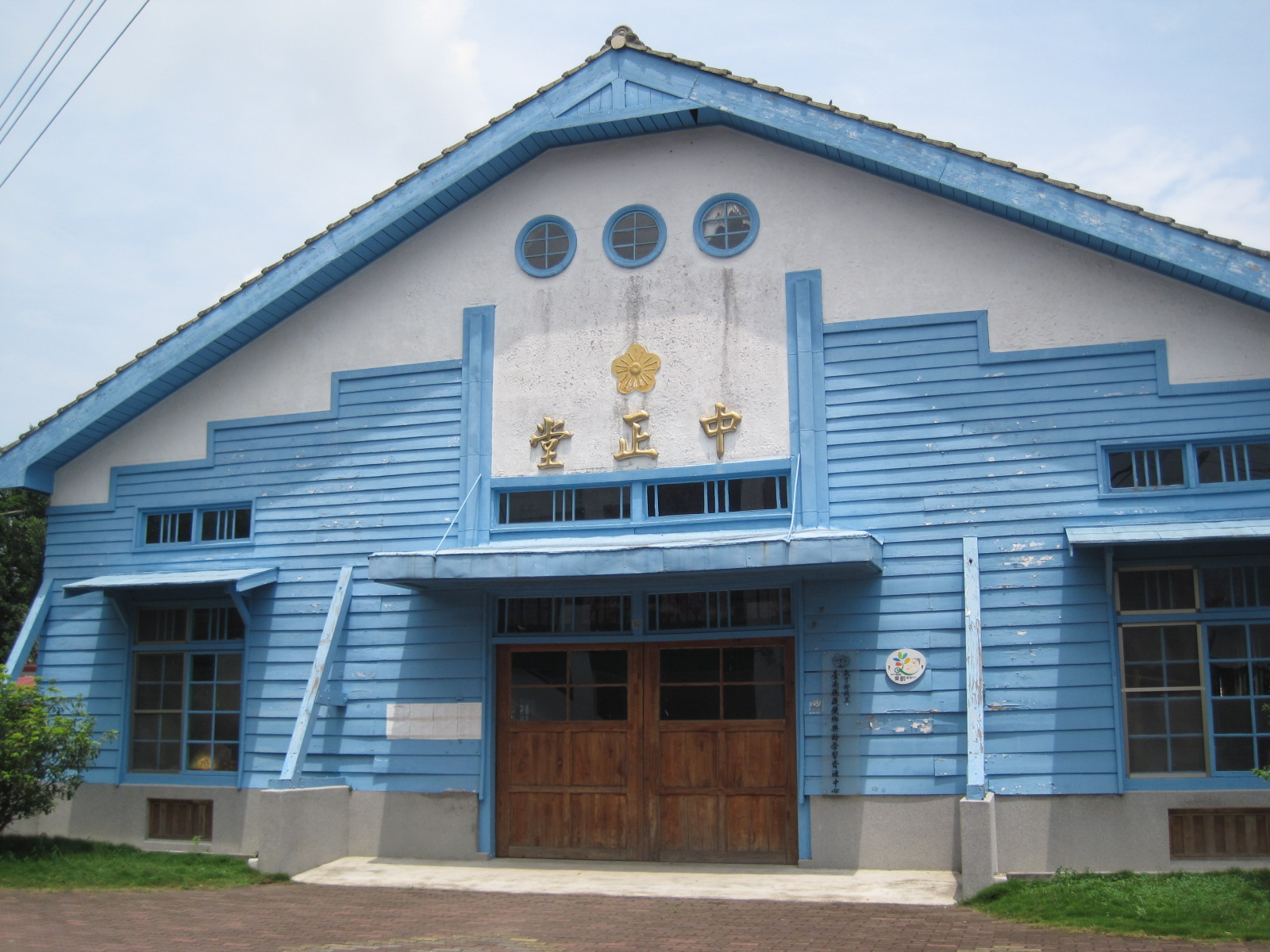
菁寮國小禮堂（1951年）
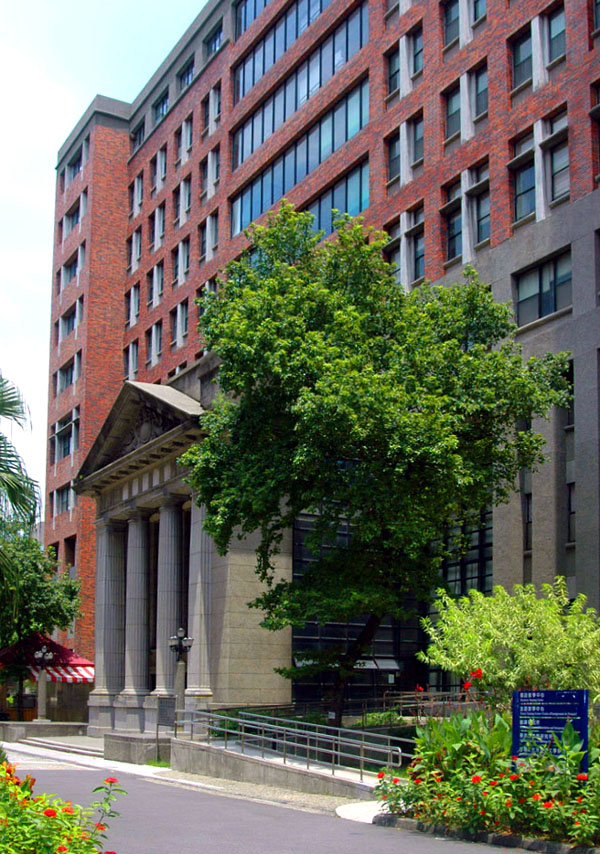
臺灣省立師範學院圖書館（1953年，陳濯設計[89]）
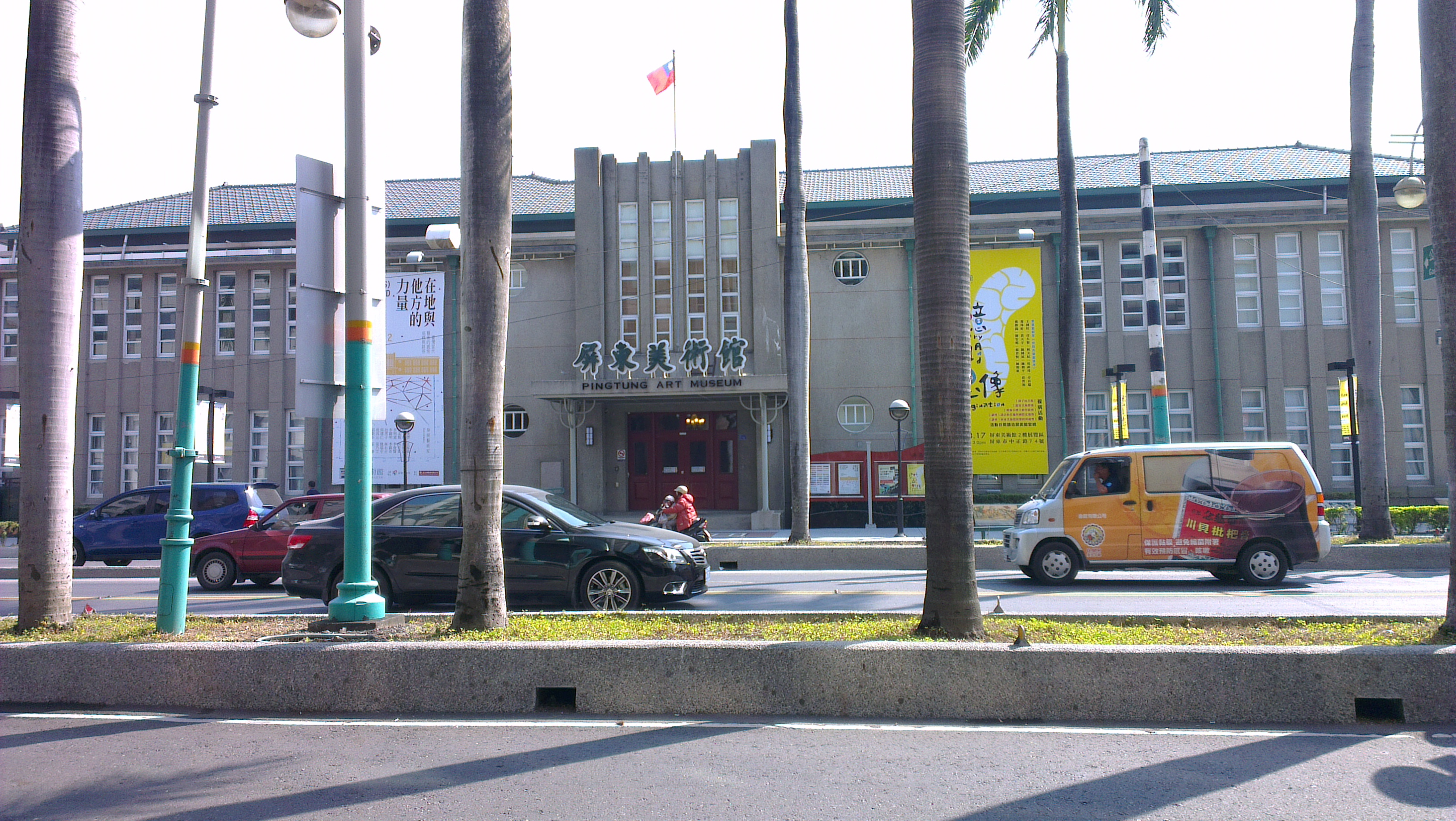
屏東市公所（1953年）
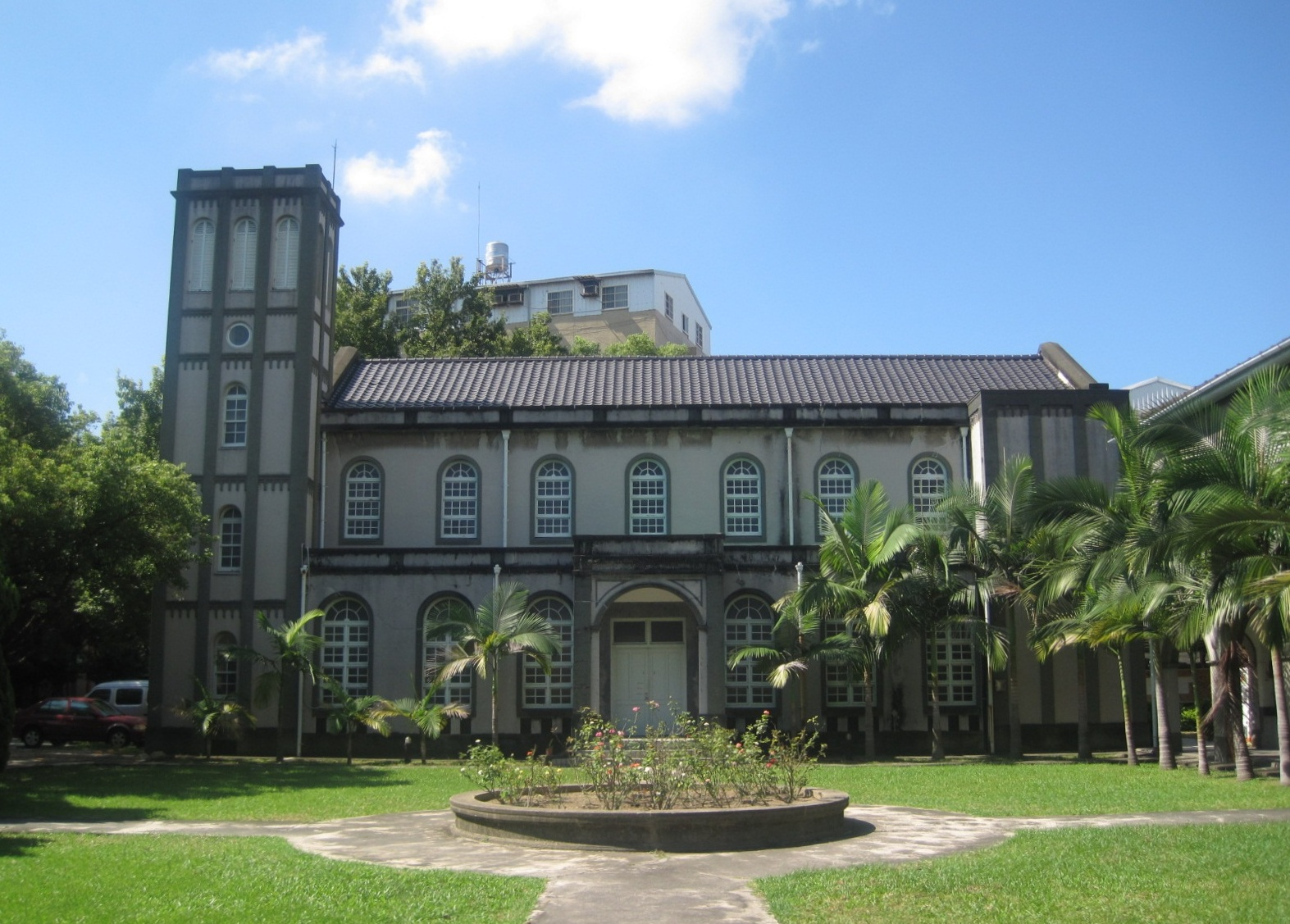
台南神學院禮拜堂（1957年）
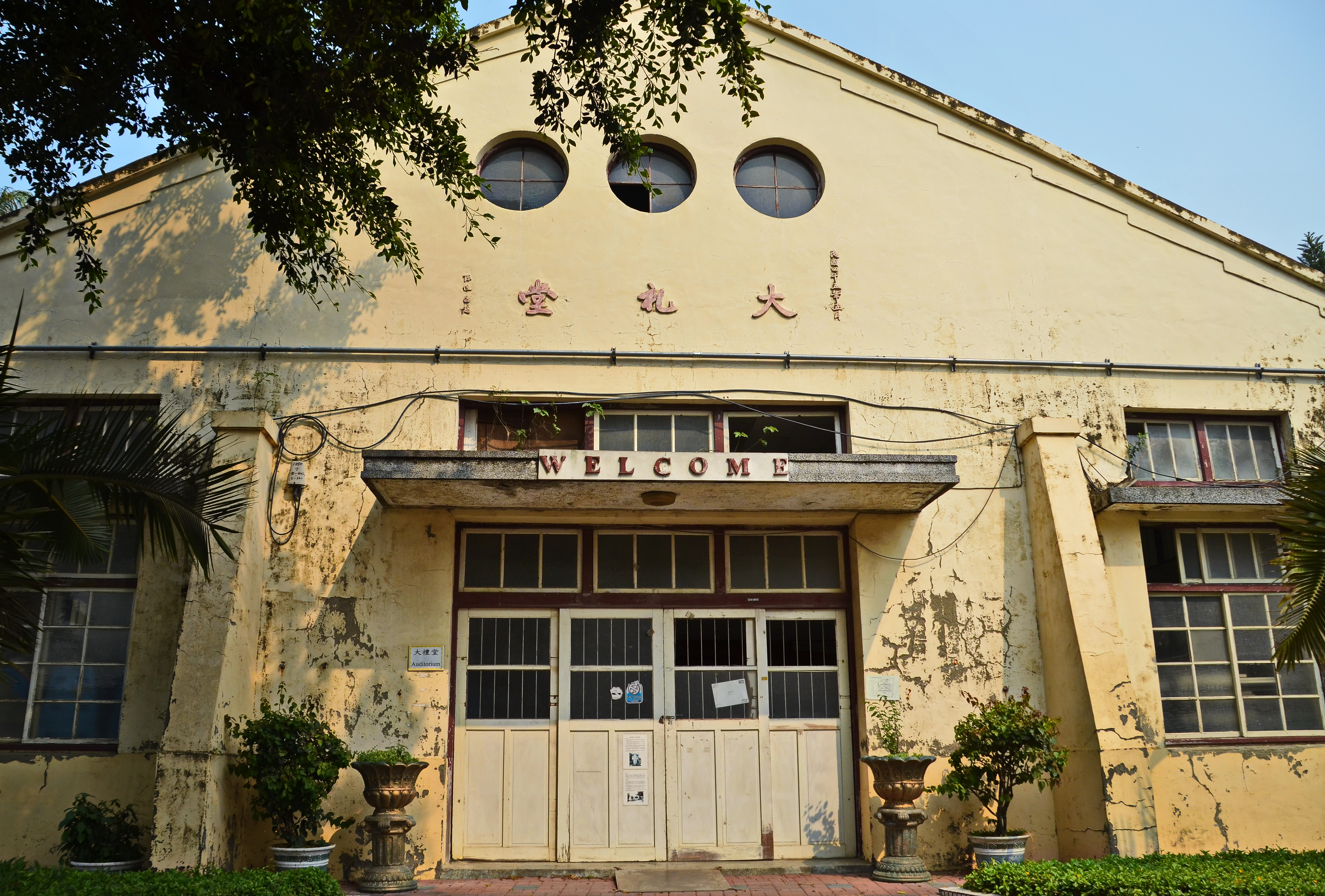
鹽水歡雅國小大禮堂（1957年）
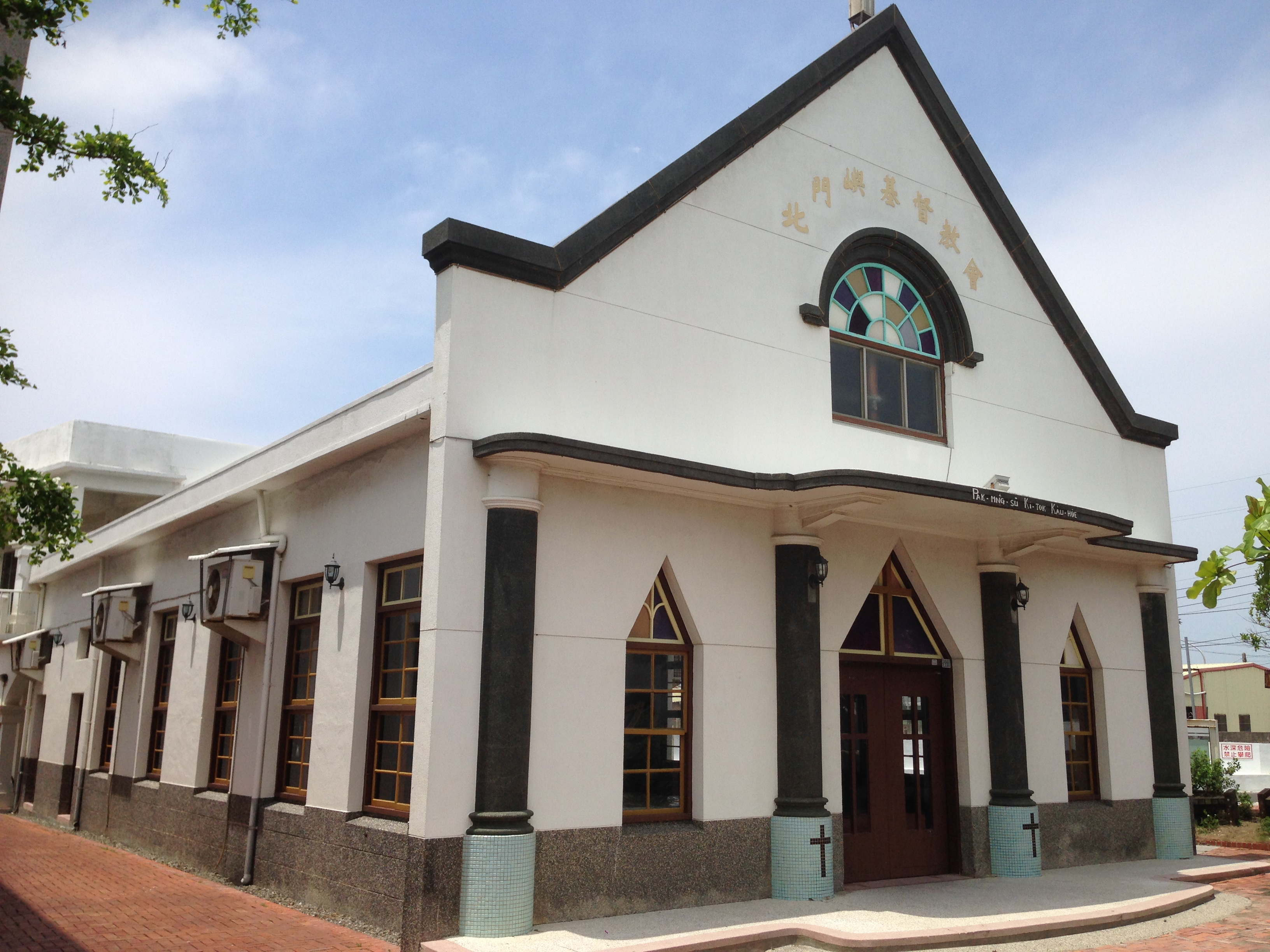
北門嶼基督教堂
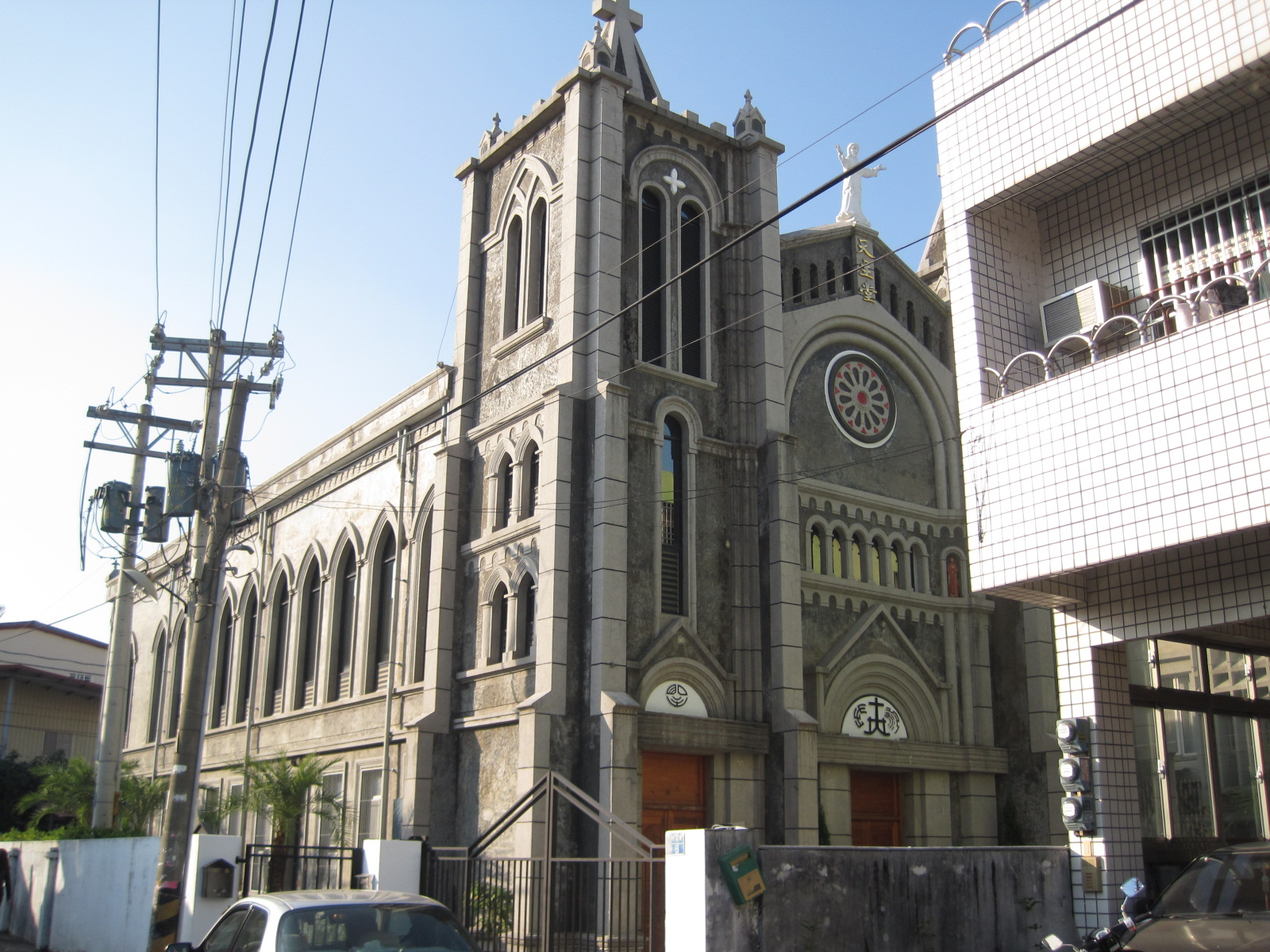
旗山聖若瑟天主堂（1959年，王朝騰承造[90]）
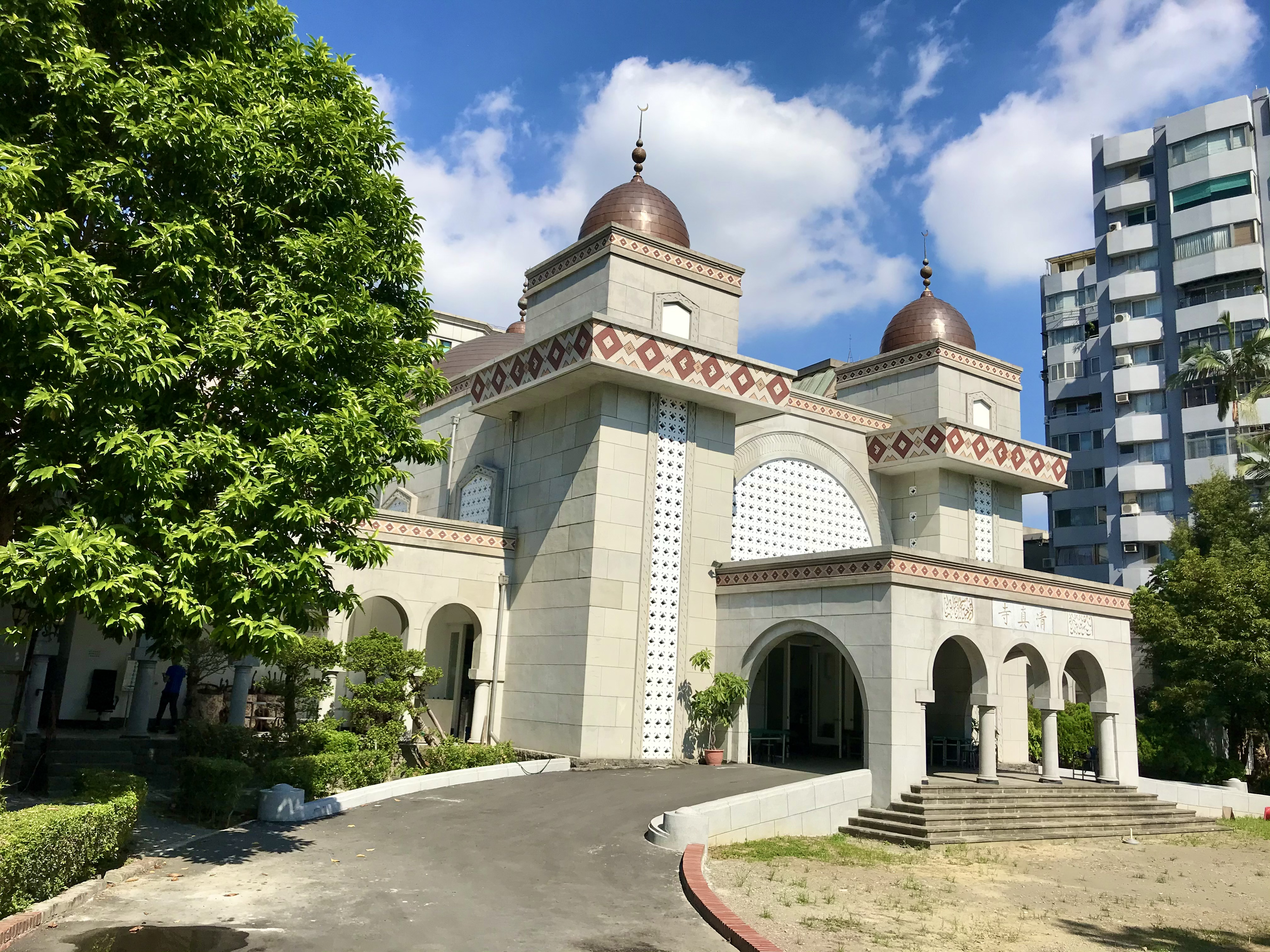
台北清真大寺（1960年，楊卓成設計）
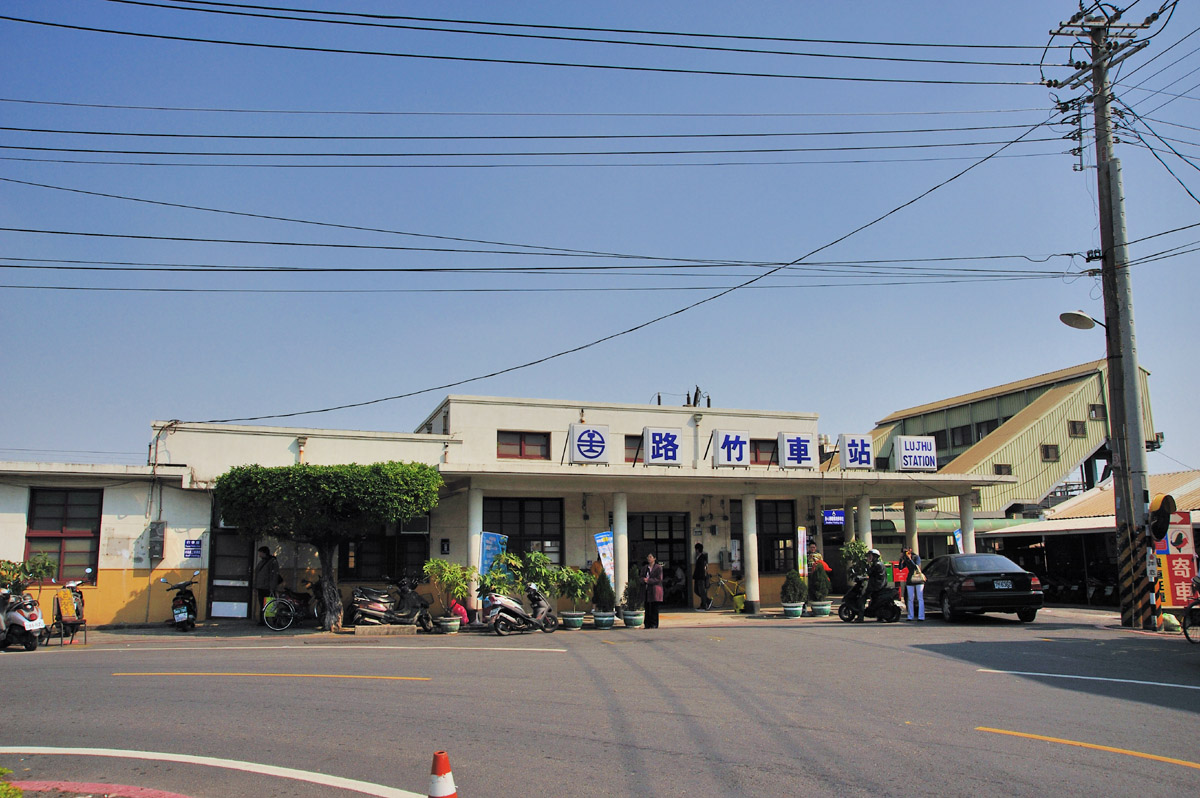
路竹車站（1966年）
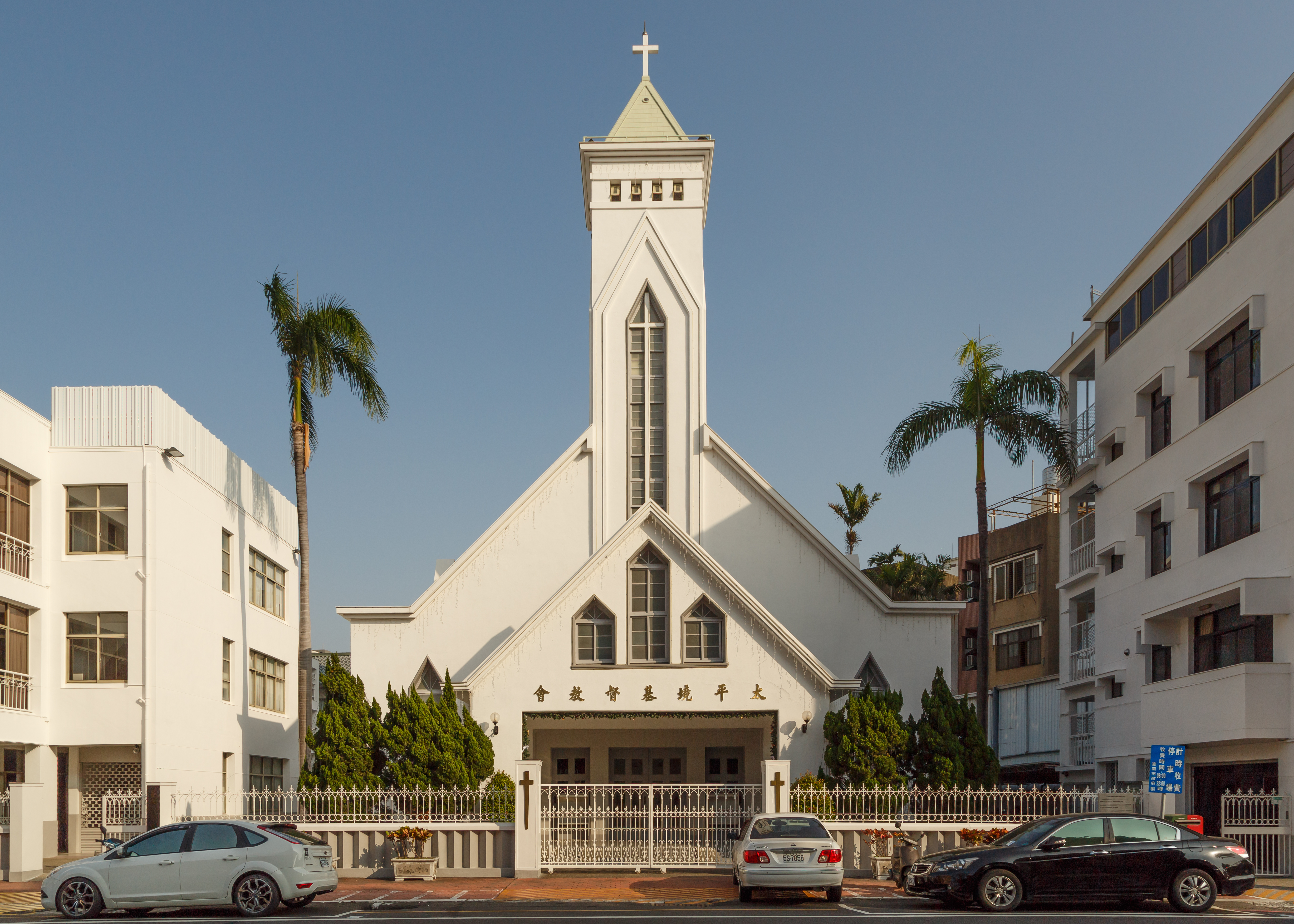
台灣基督長老教會太平境馬雅各紀念教會

### 中國宮殿式建築
「中國宮殿式建築」，基本是指“中国北方的清朝官式的宮殿建筑”。在民國成立以後，一些台湾的外省建築師以新的建築材料、技術來表達中國傳統建築形式，在形式上大都模倣紫禁城等中国大陆的宮殿外貌，以清朝官式建筑为模版进行複製。這些建築亦包含臺灣1960年代「中華文化復興運動」以來的復興式建築。此類建築在台灣尚無統一的譯名，有研究者暫將其統稱為「宮殿式建築」（Palace Architectural Style）。戰後至解嚴的40餘年間的佛教建物，皆是仿宮殿式建築，此類建築亦為戒嚴時期所規定的佛寺規格。
- 國立歷史博物館（1964，林柏年）
- 國立故宮博物院（1965，黃寶瑜）
- 文藻外語大學正氣樓（1966） [94]
- 國立國父紀念館（1972，王大閎）
- 中國文化大學大成館（盧毓駿）
- 淡江大學宮燈教室

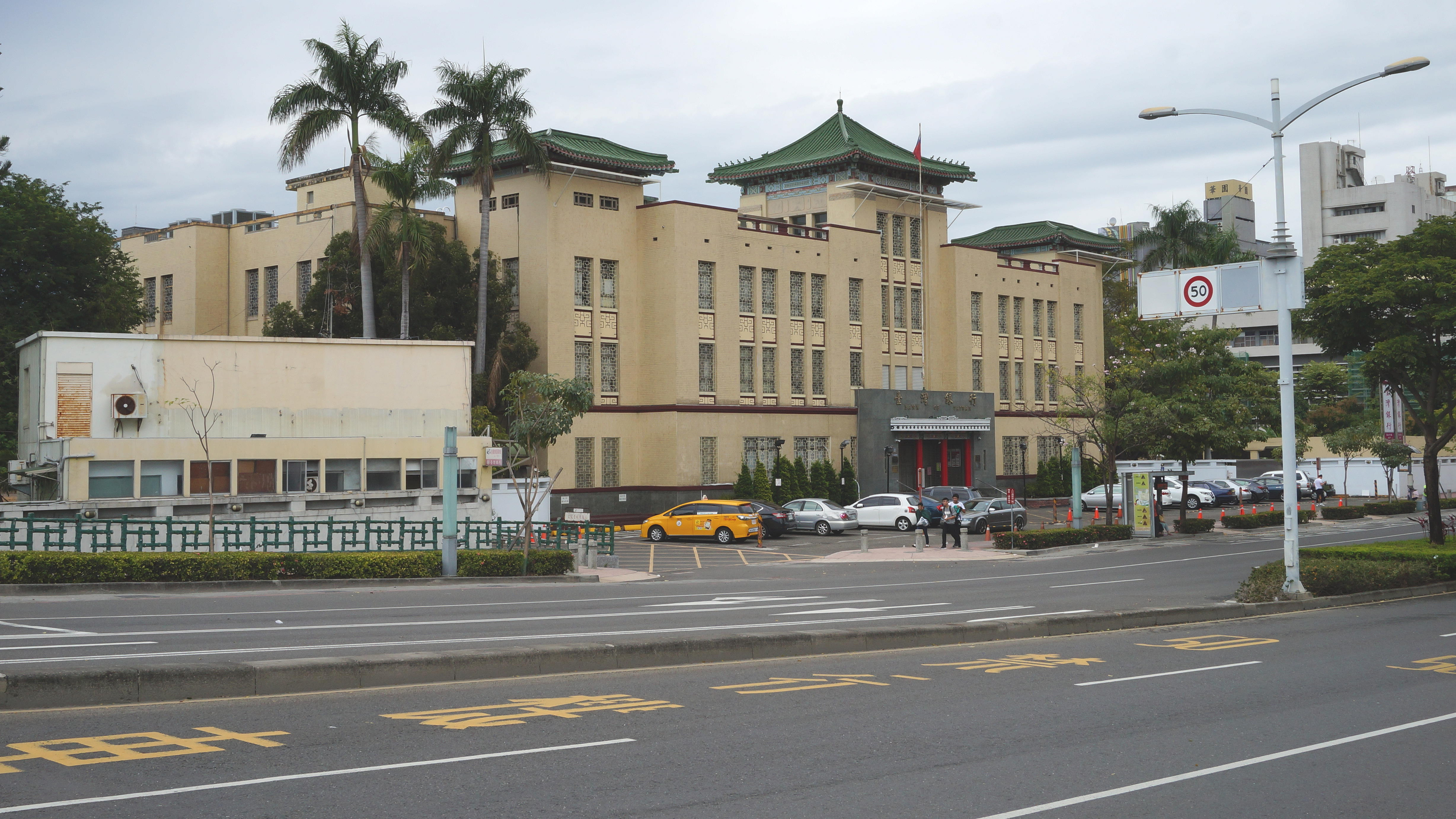
台灣銀行高雄分行（1949年，陳聿波設計[95]）
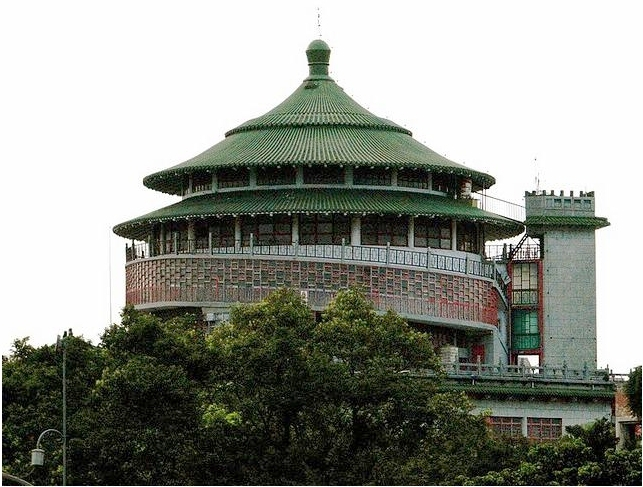
國立臺灣科學教育館（今台北南海學園，1958年，盧毓駿設計）
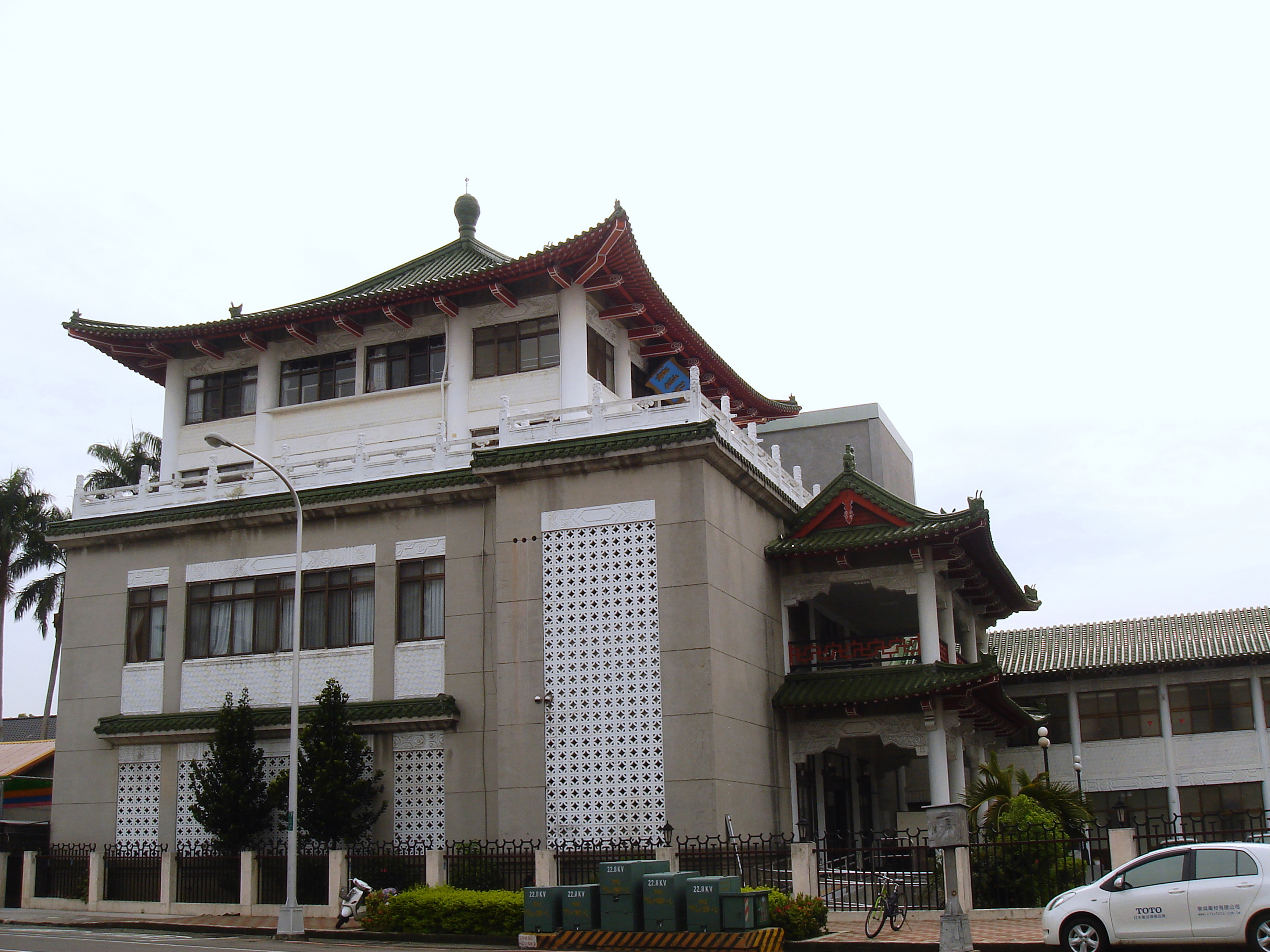
台中高農中教師會館（今台中高農實習旅館，1961年，修澤蘭設計）
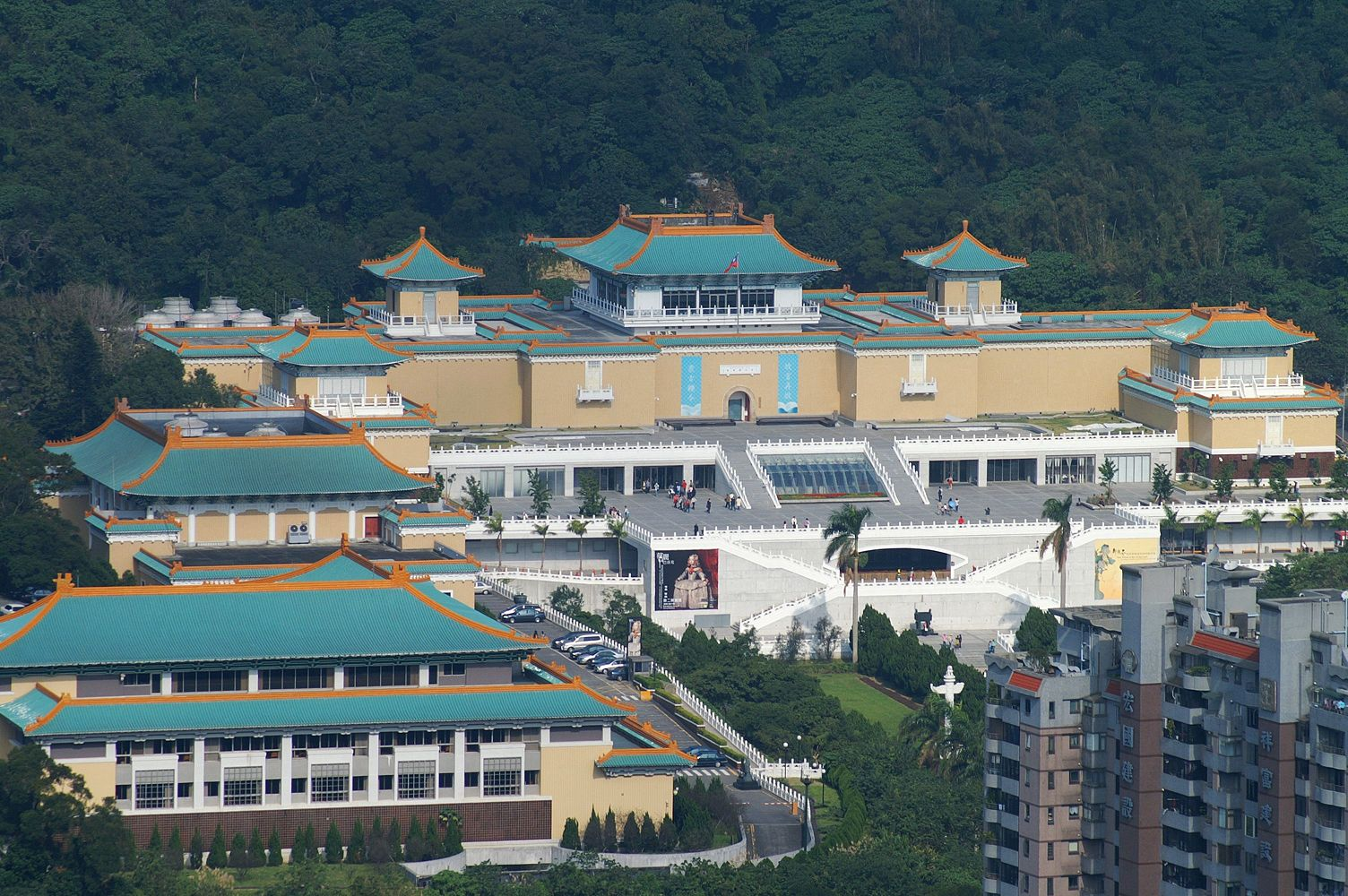
國立故宮博物院 （1965年）
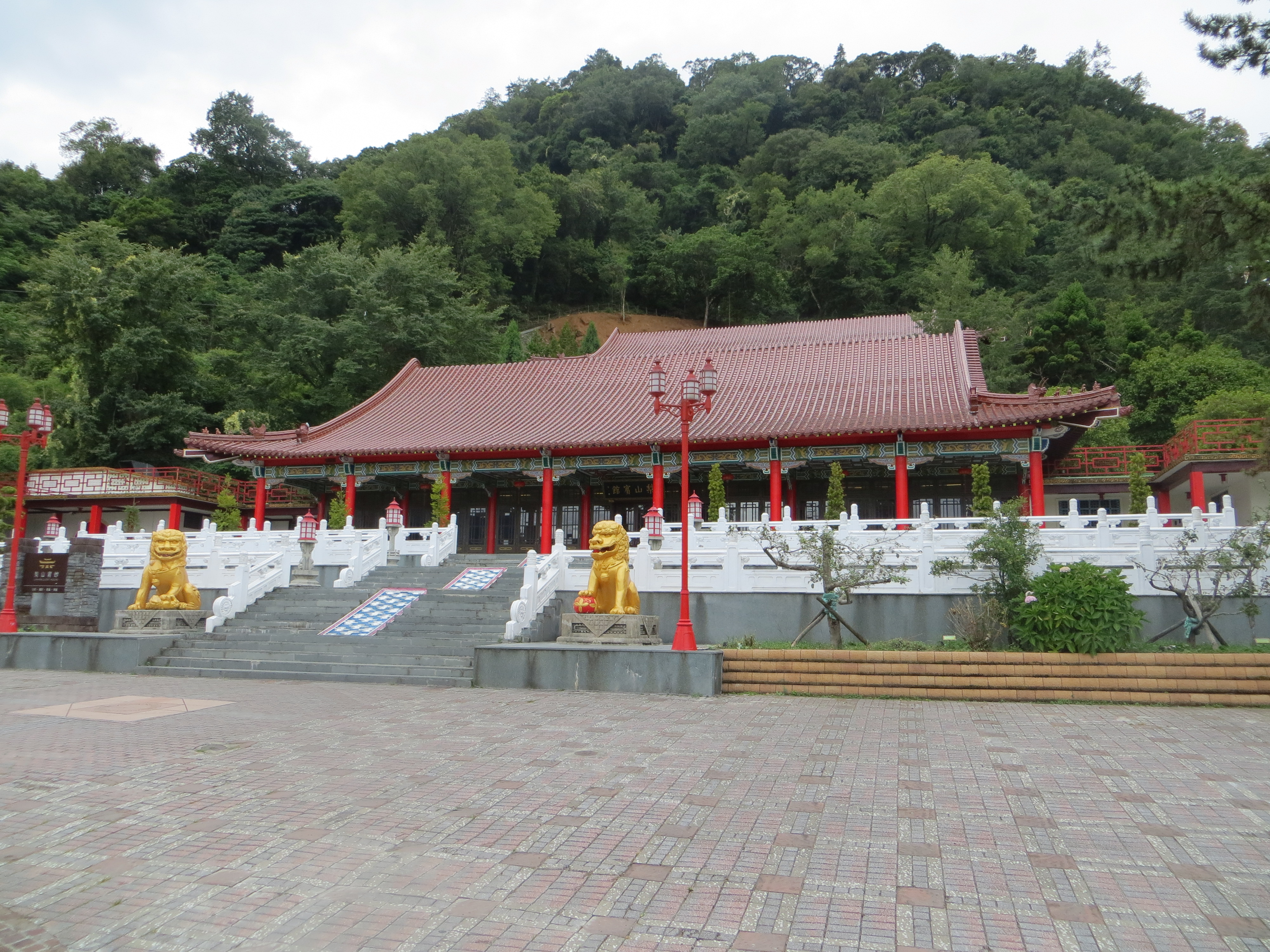
梨山賓館（1965年，楊卓成設計）
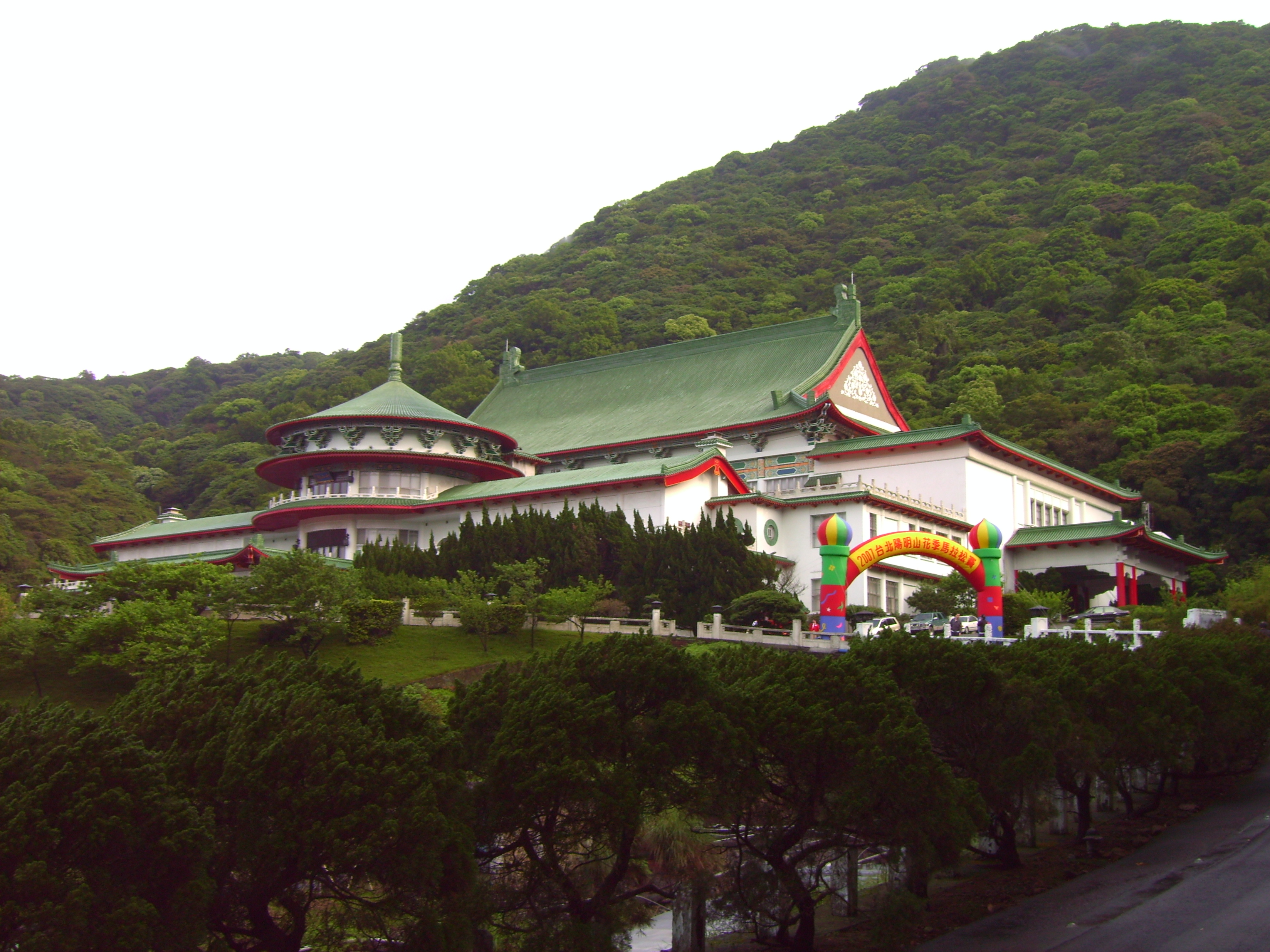
陽明山中山樓 （1966年，修澤蘭設計）
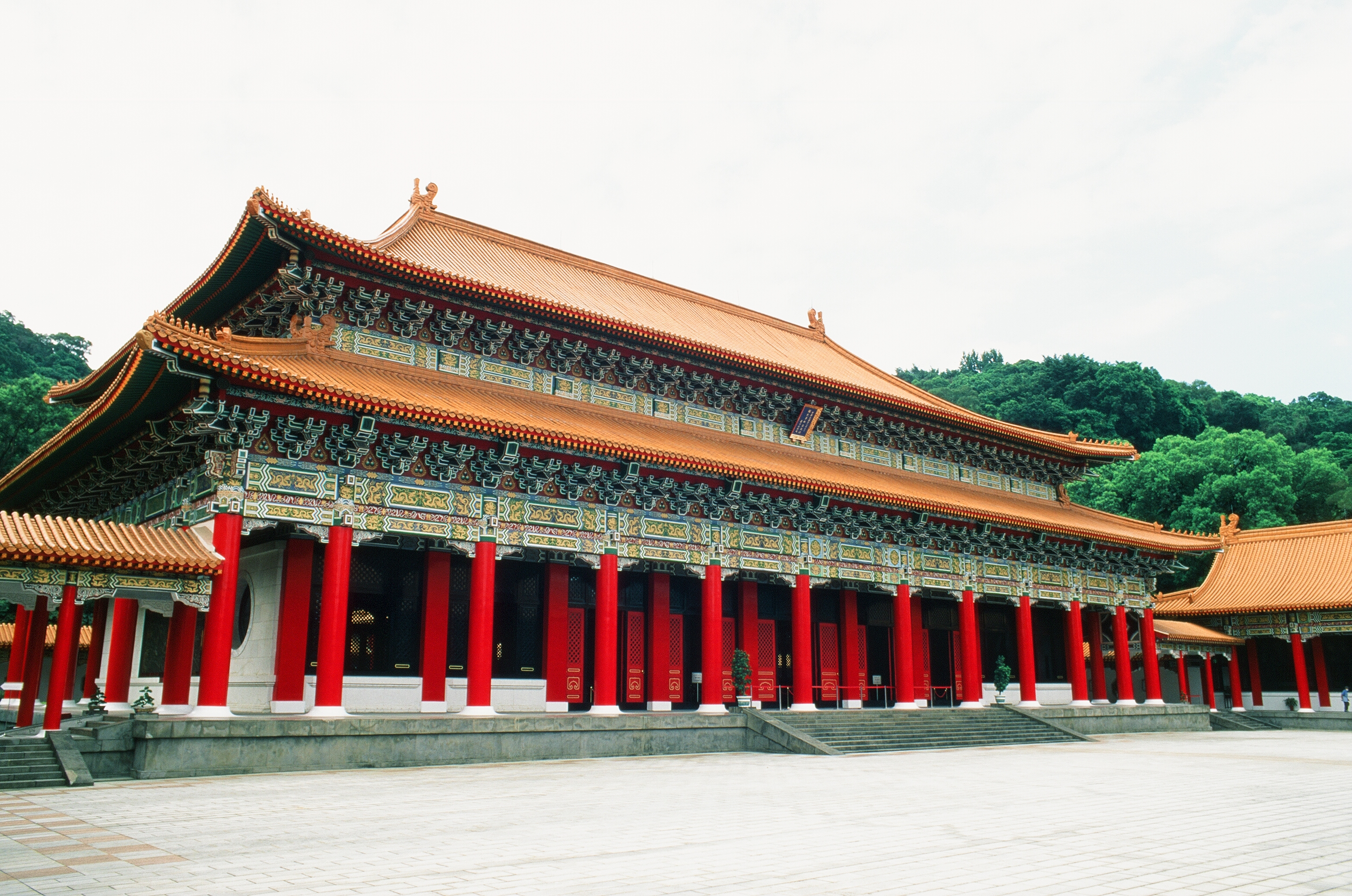
國民革命忠烈祠 （1969年，姚元中設計）
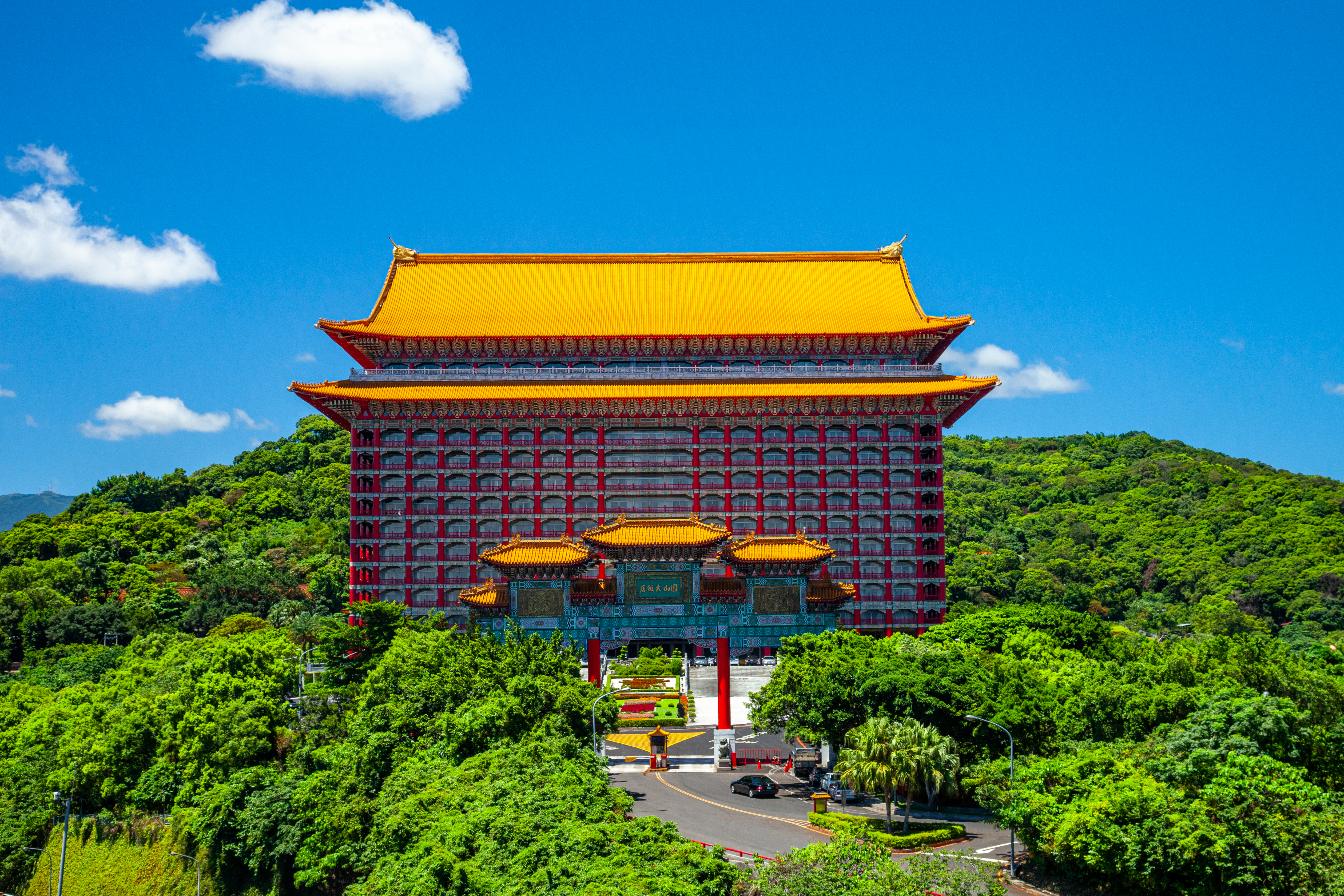
圓山飯店的設計係宮殿建築結構的延伸（1973年，楊卓成設計）
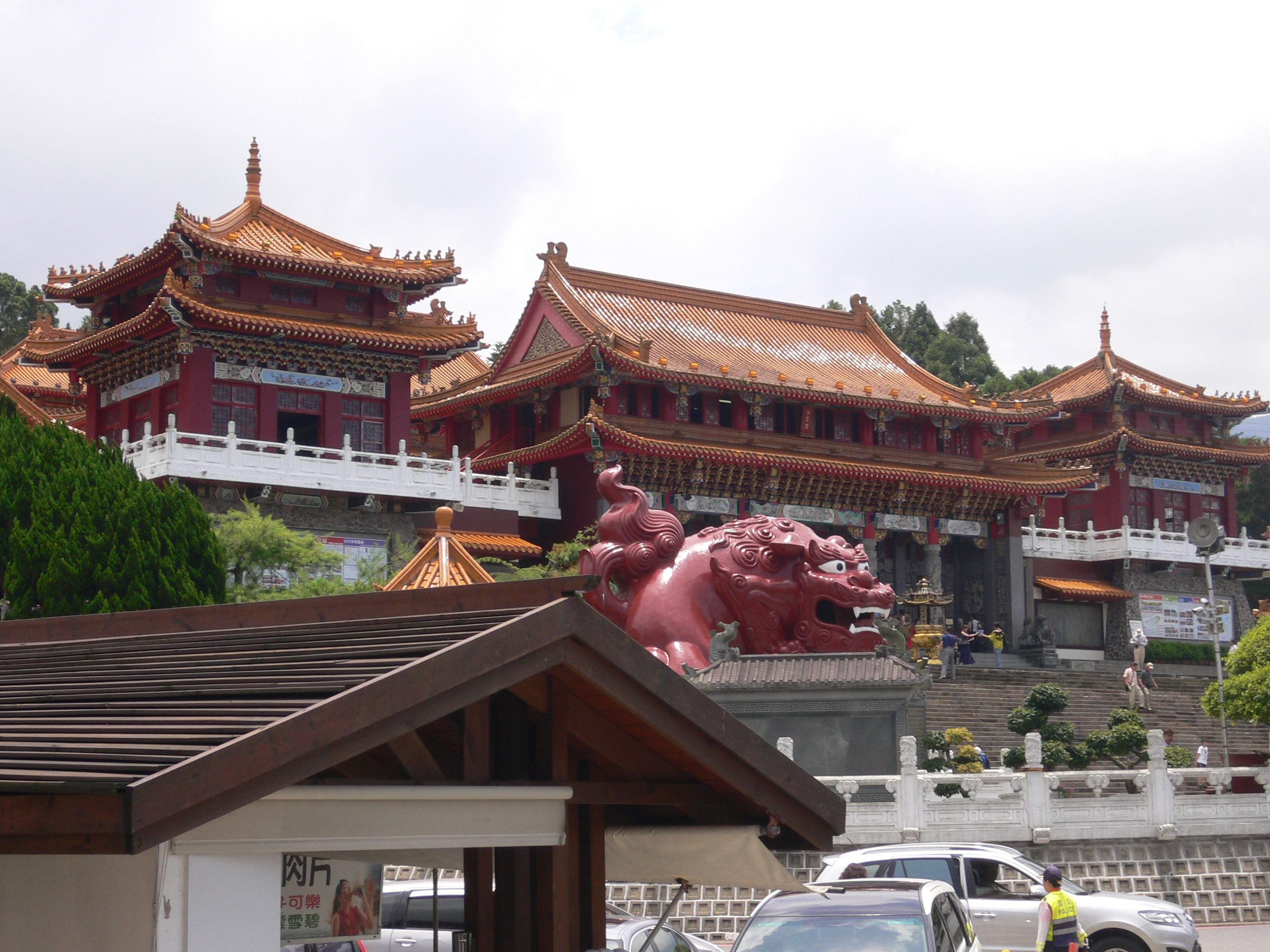
日月潭文武廟（1975年謝自南設計）
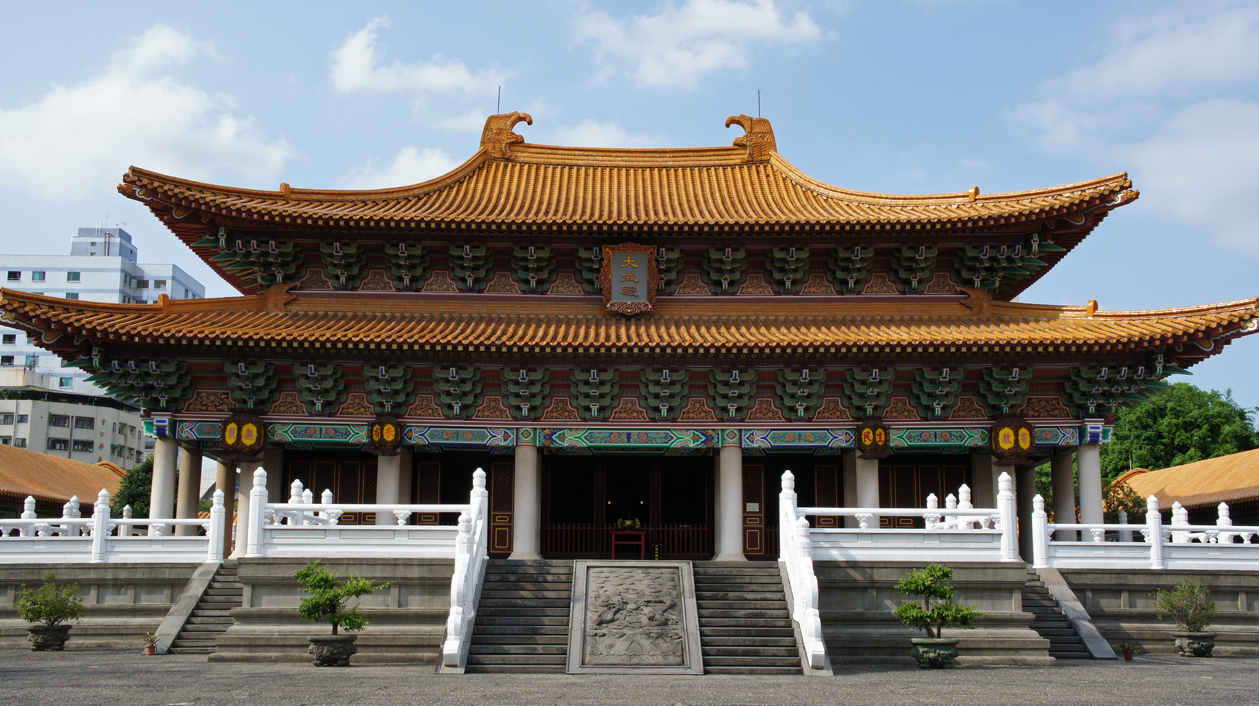
台中孔廟大成殿（1976年）
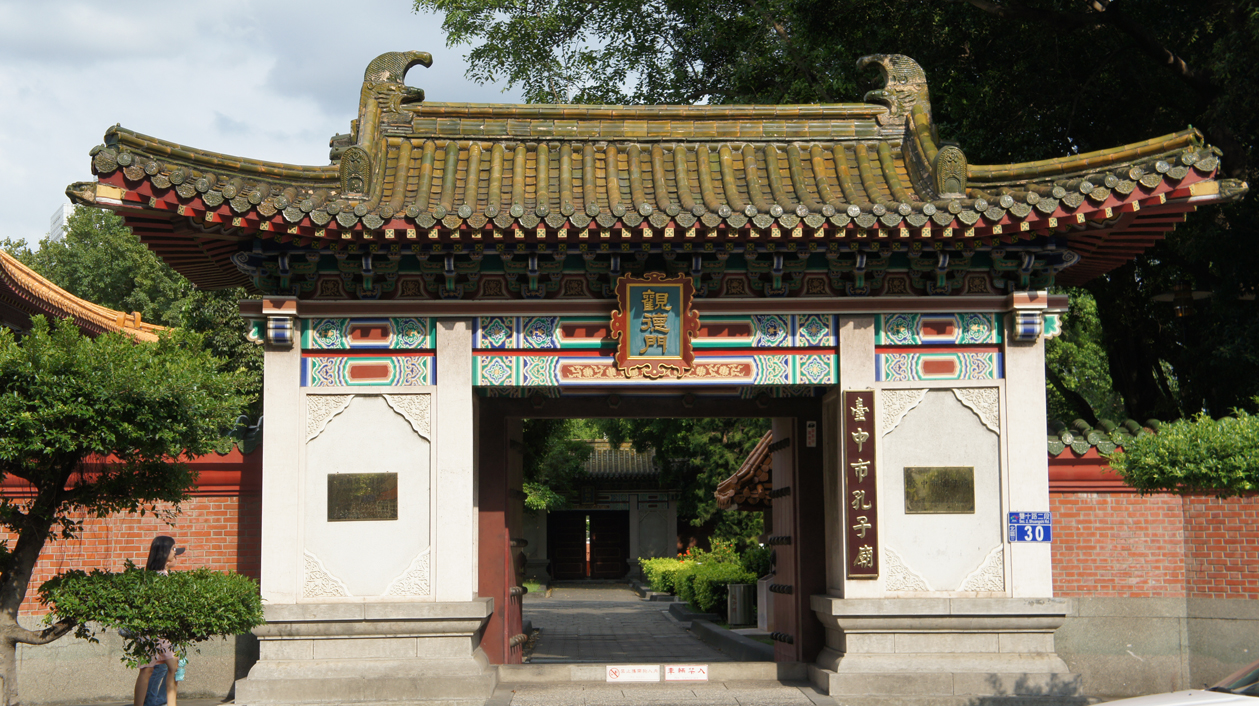
台中孔廟觀德門（1976年）
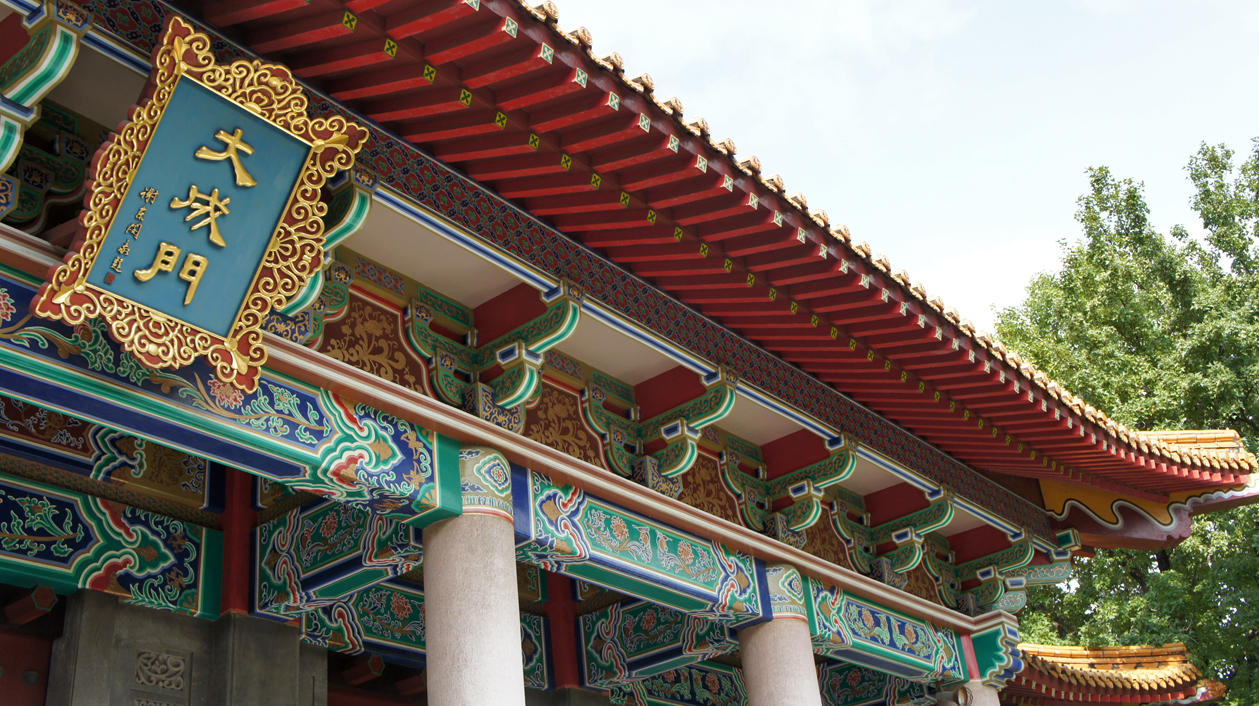
台中孔廟大成門的歇山頂 （1976年）
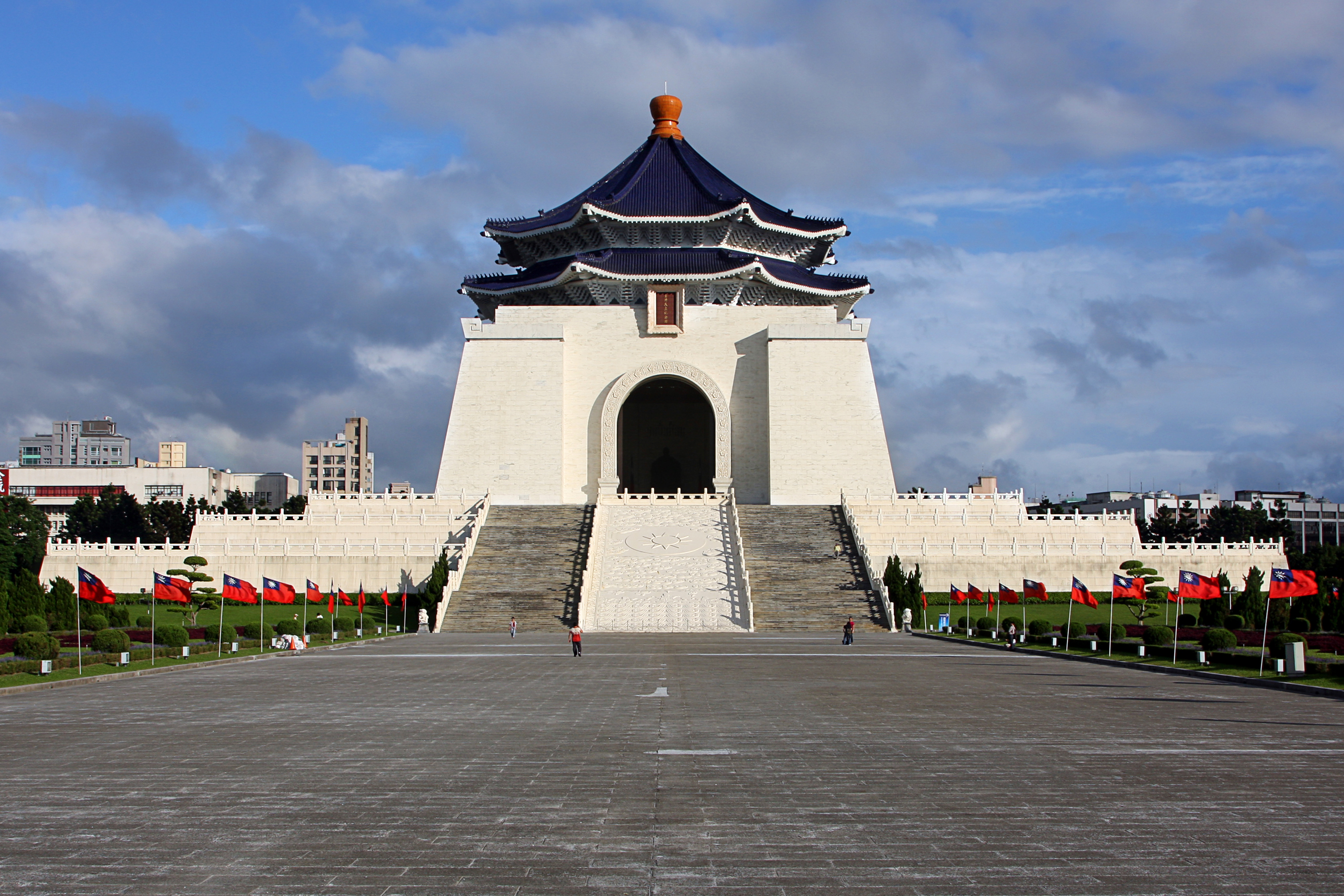
中正紀念堂（1980年，楊卓成設計）
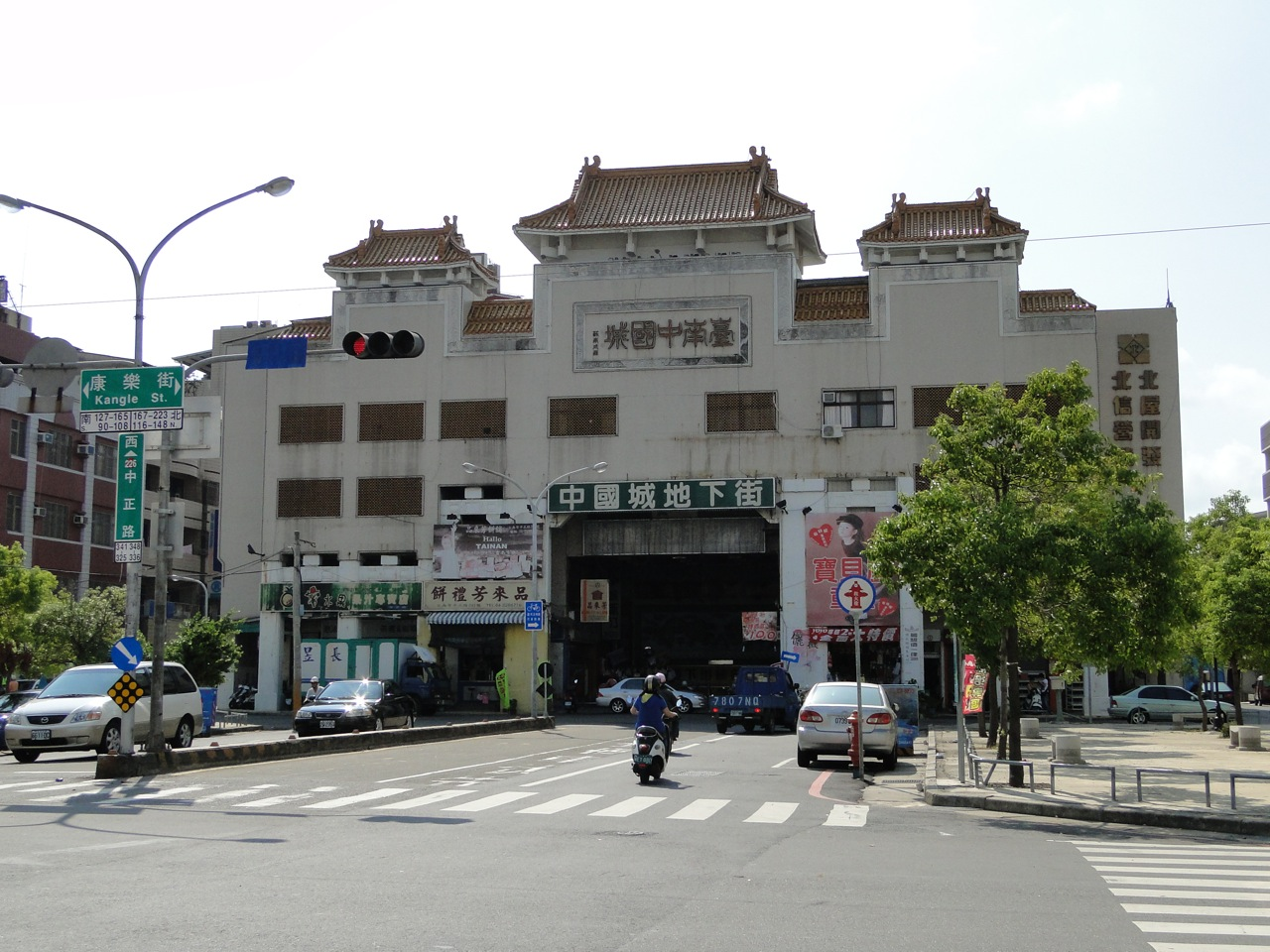
臺南中國城（1983年，李祖原設計）
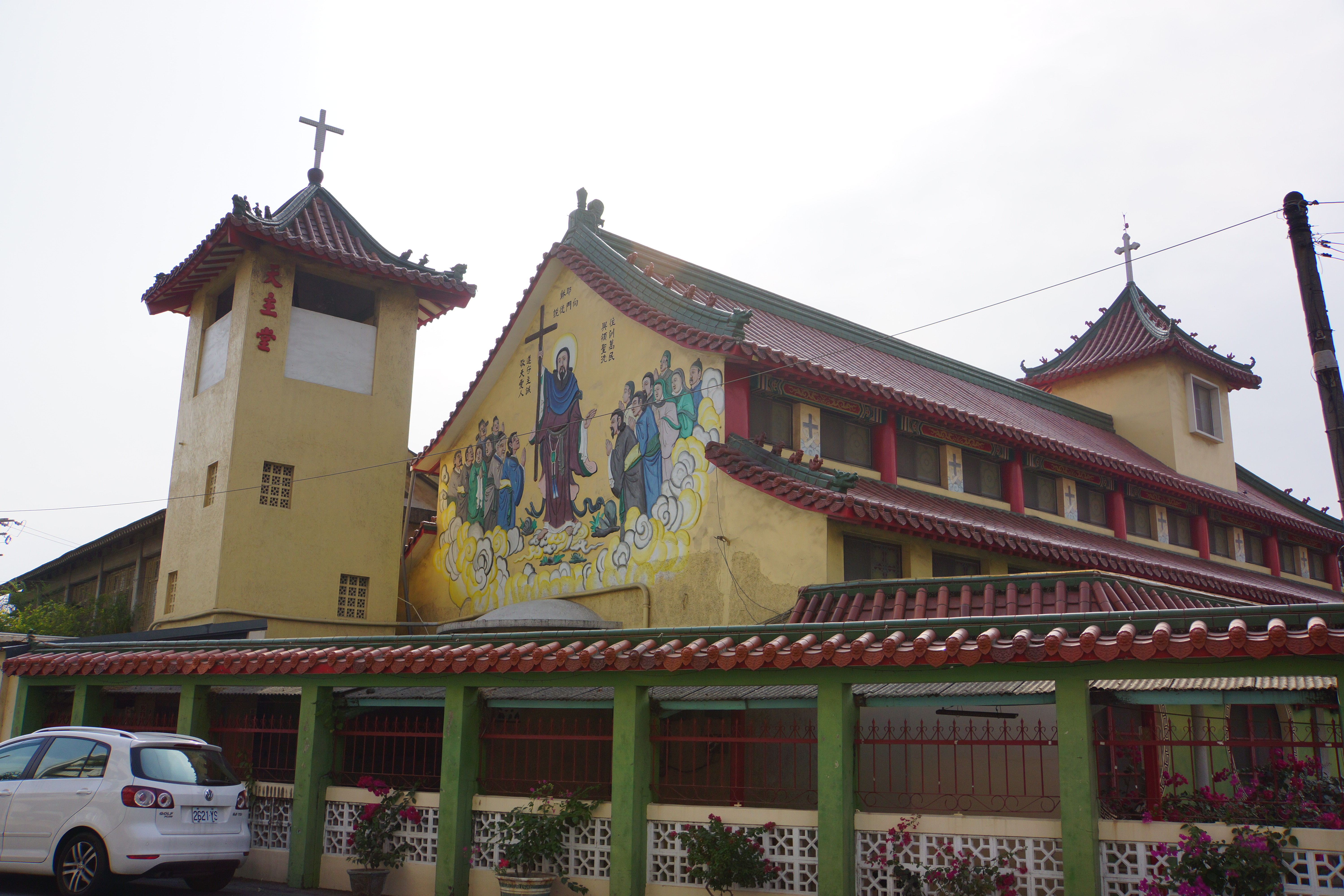
鹽水天主聖神堂（1986年，李少峰督建）
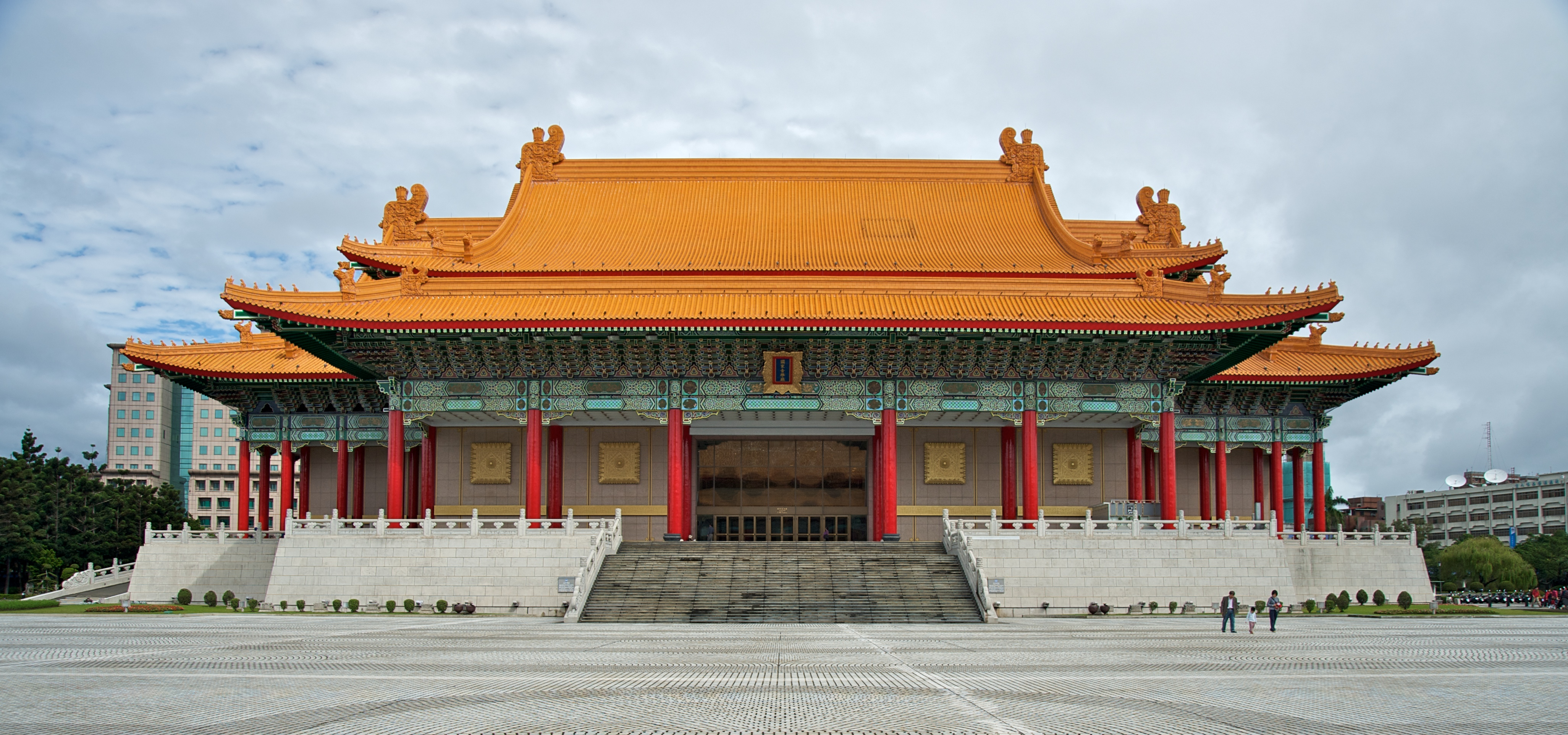
國家音樂廳 （1987年，楊卓成設計）
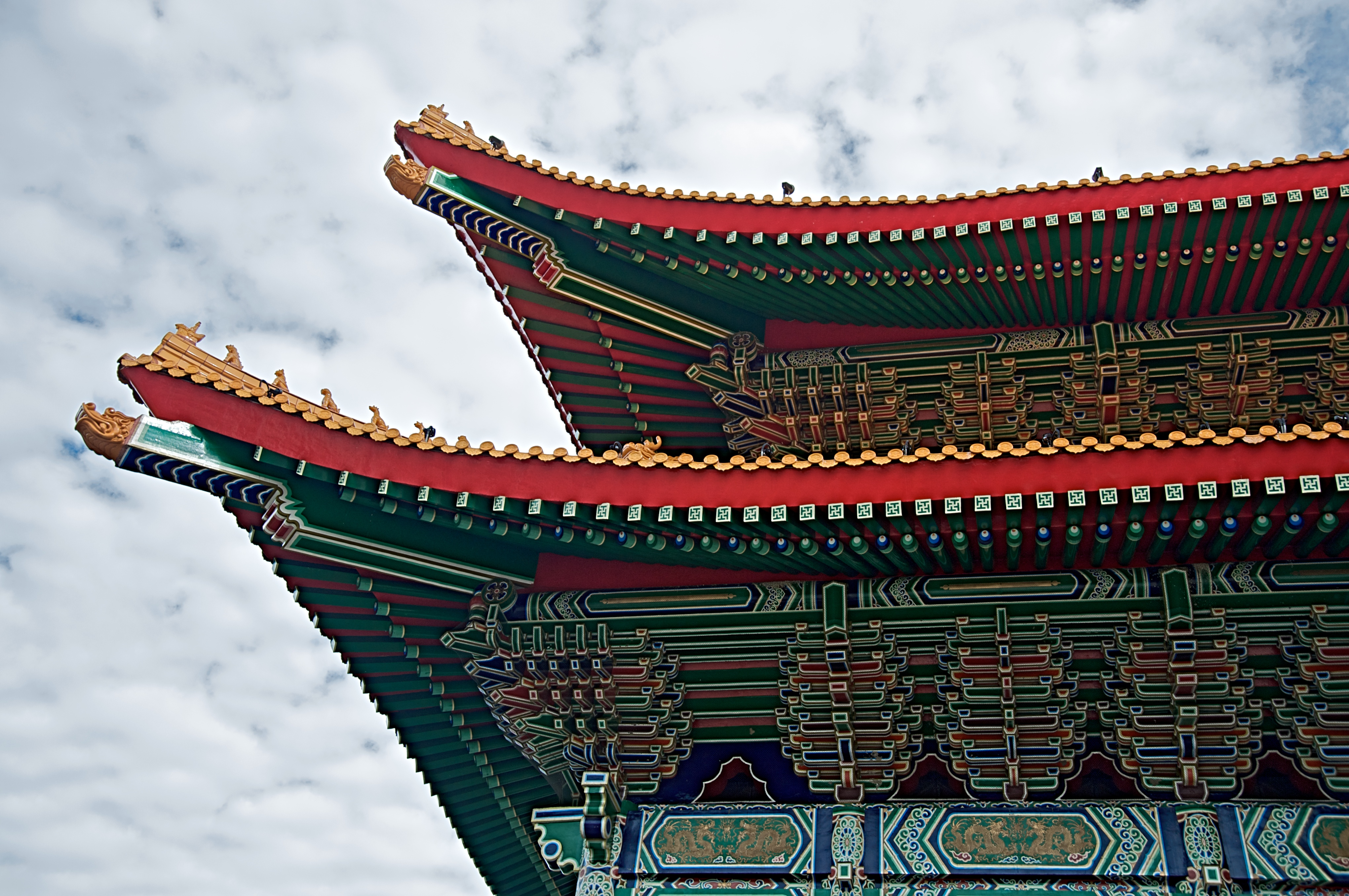
國家戲劇院斗栱（1987年，楊卓成設計）
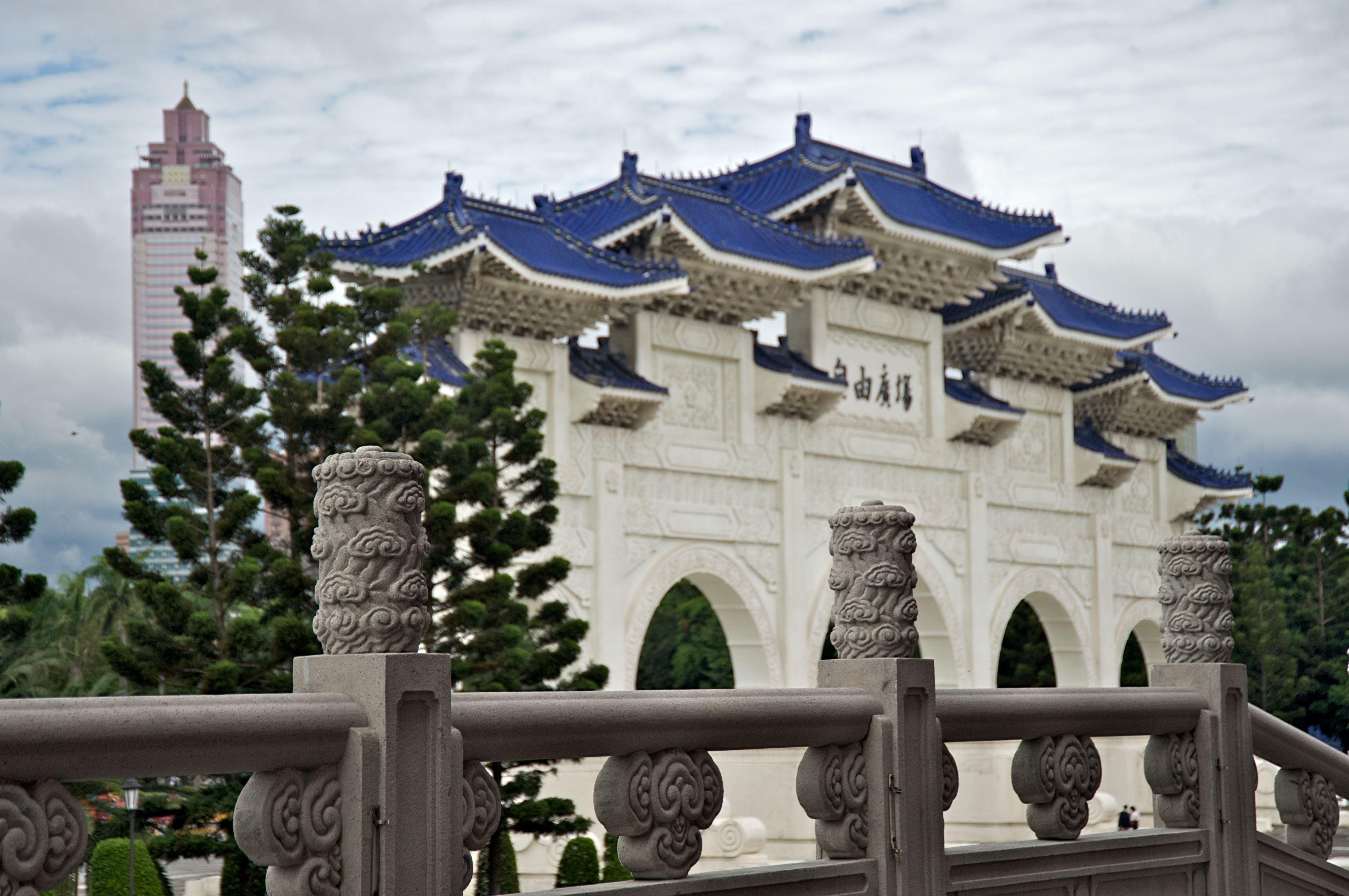
國家戲劇院欄杆（1987年，楊卓成設計）

### 現代工法的傳統建築
- 新竹南園（1985，漢寶德）

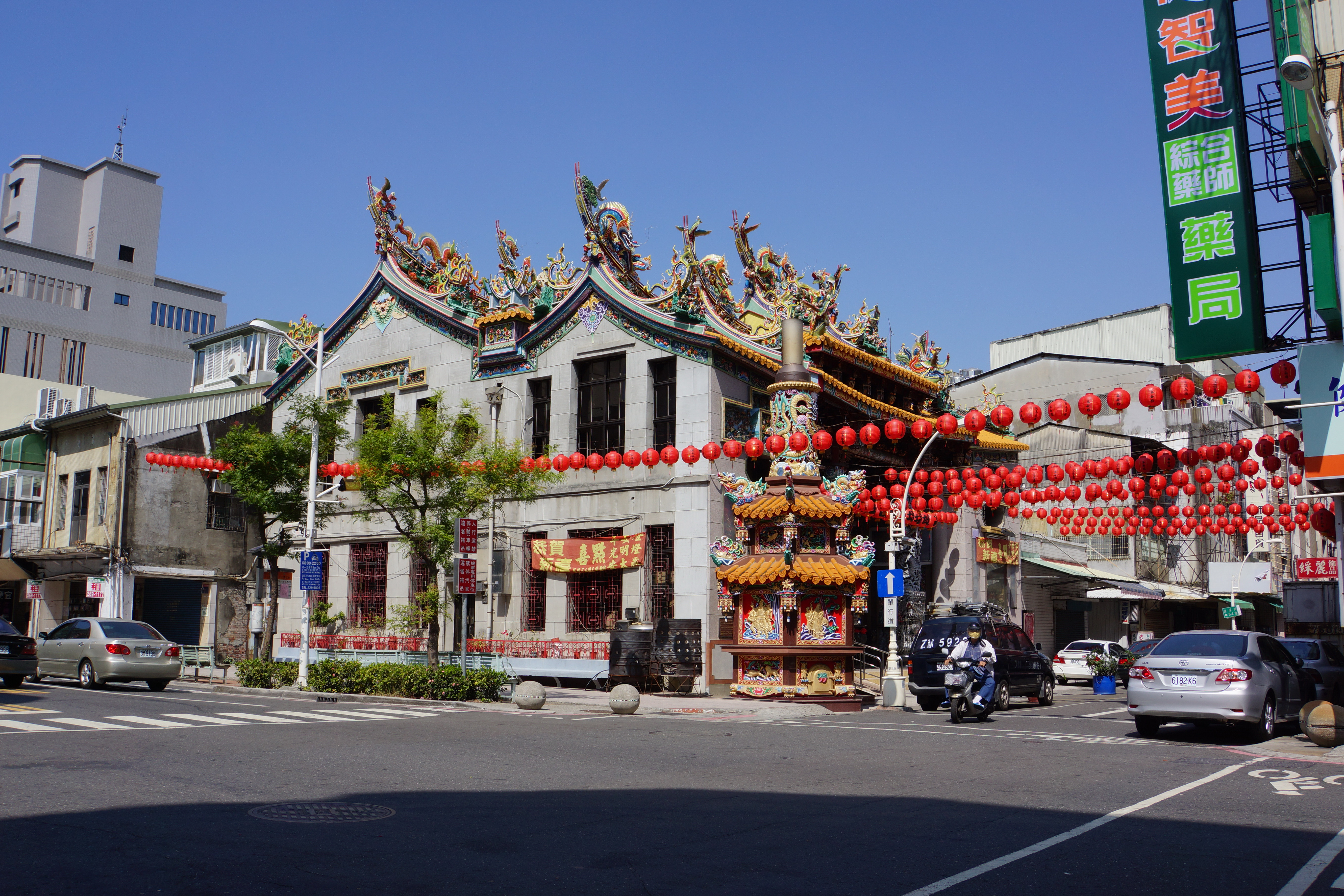
鹽埕三山國王廟（1949年，林本南建造[97]）
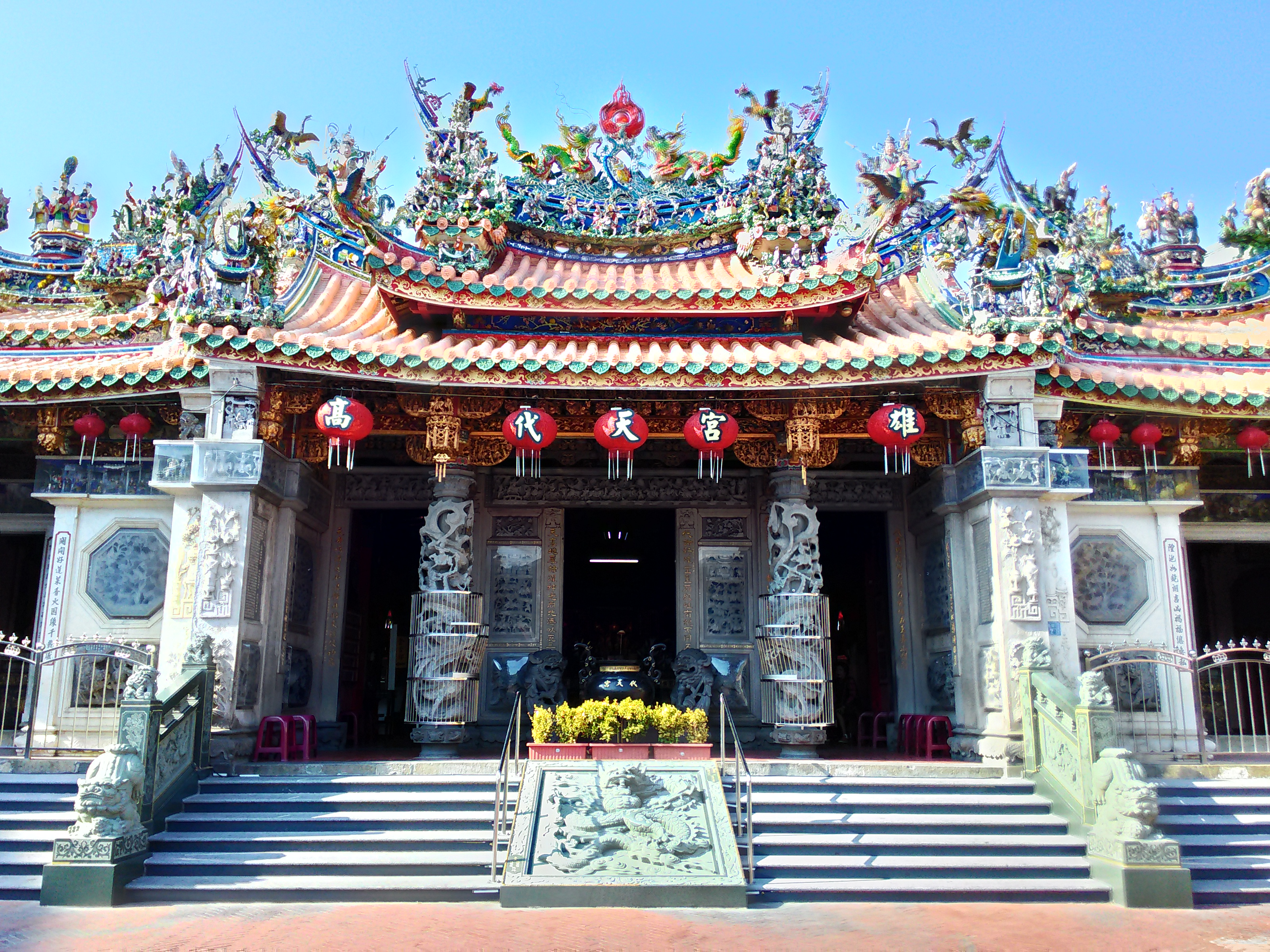
高雄代天宮（1949年）
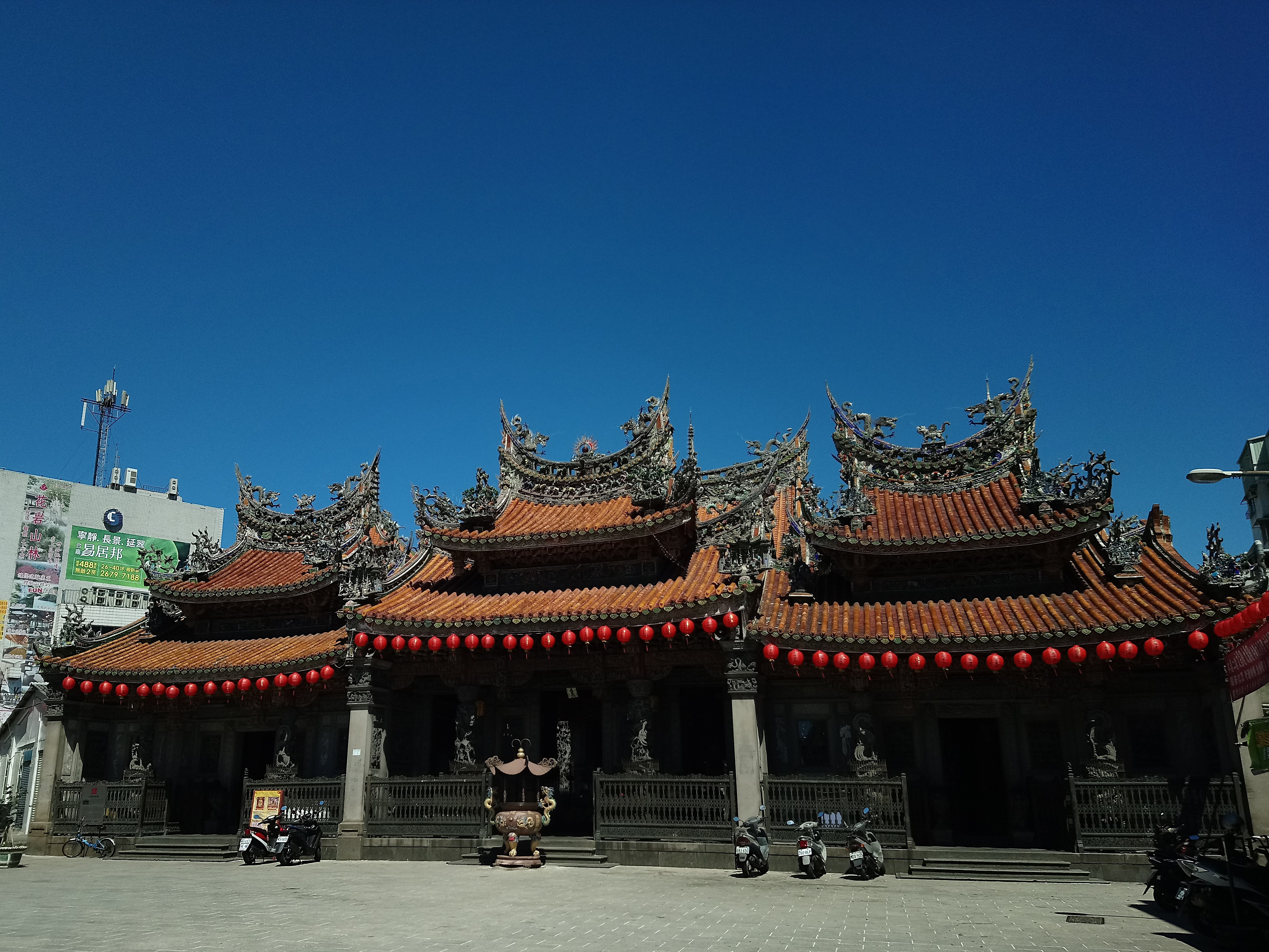
三峽長福巖（李梅樹主持整修）
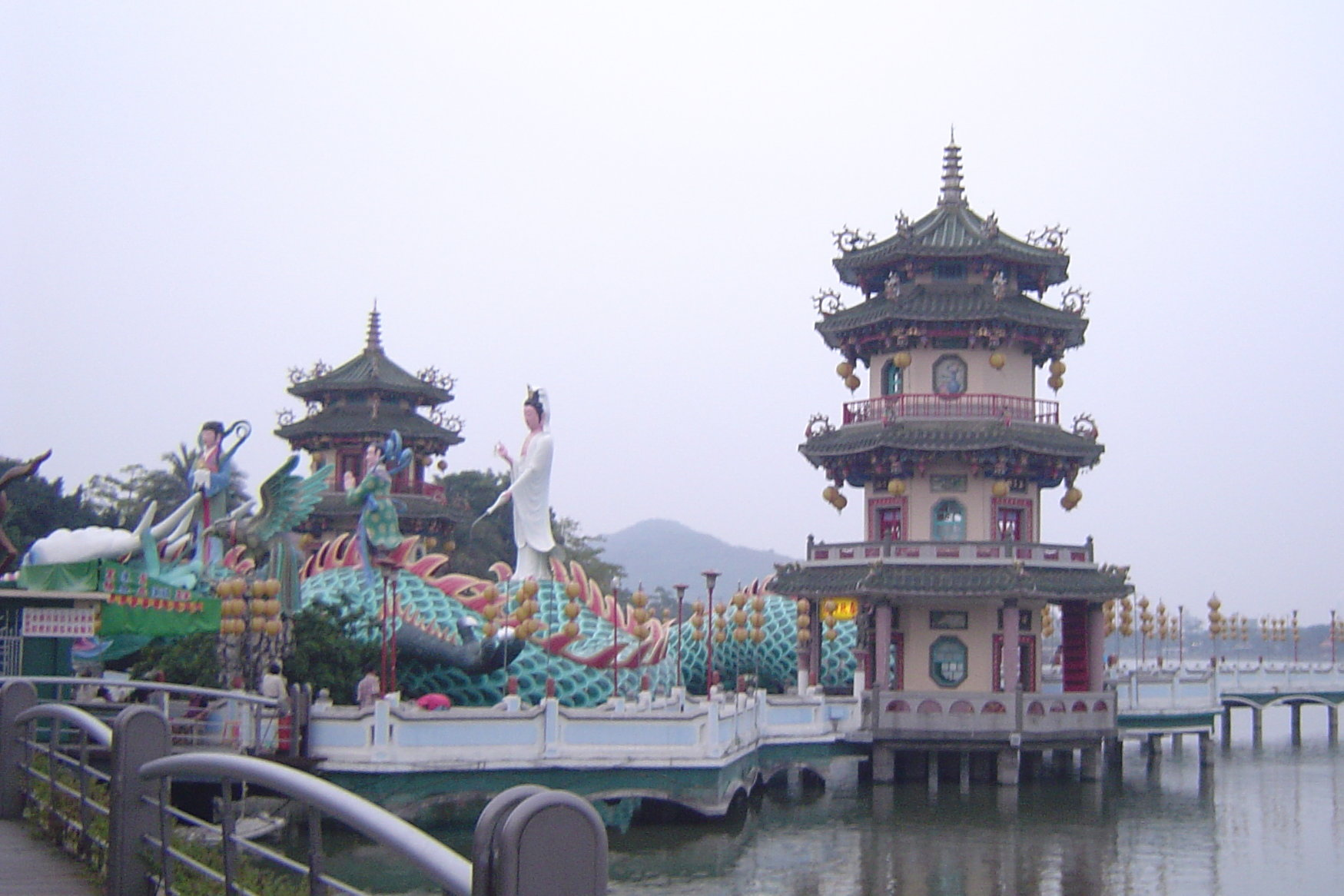
春秋閣（1953年）
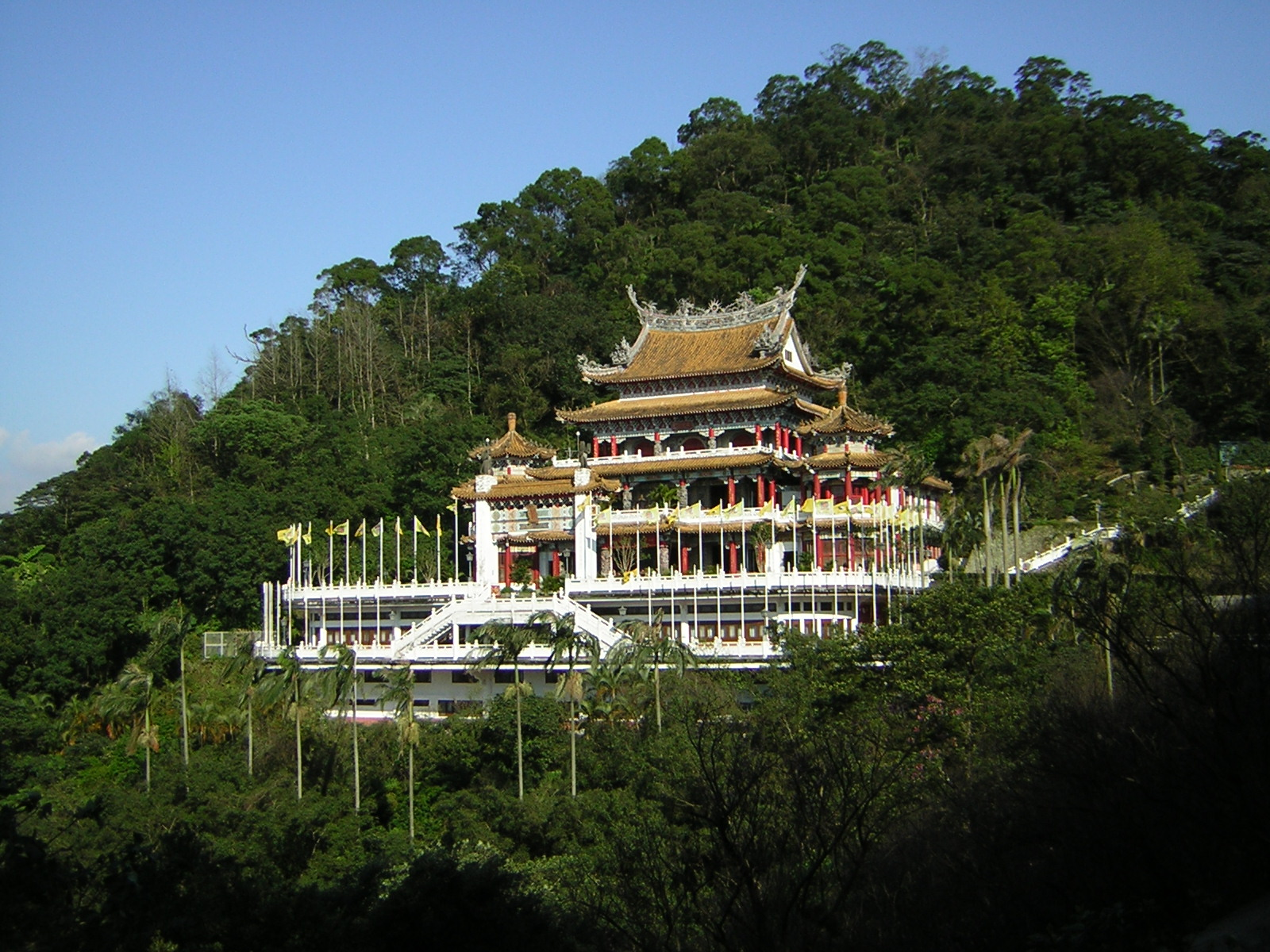
指南宮凌霄寶殿（1963年，李重耀設計）
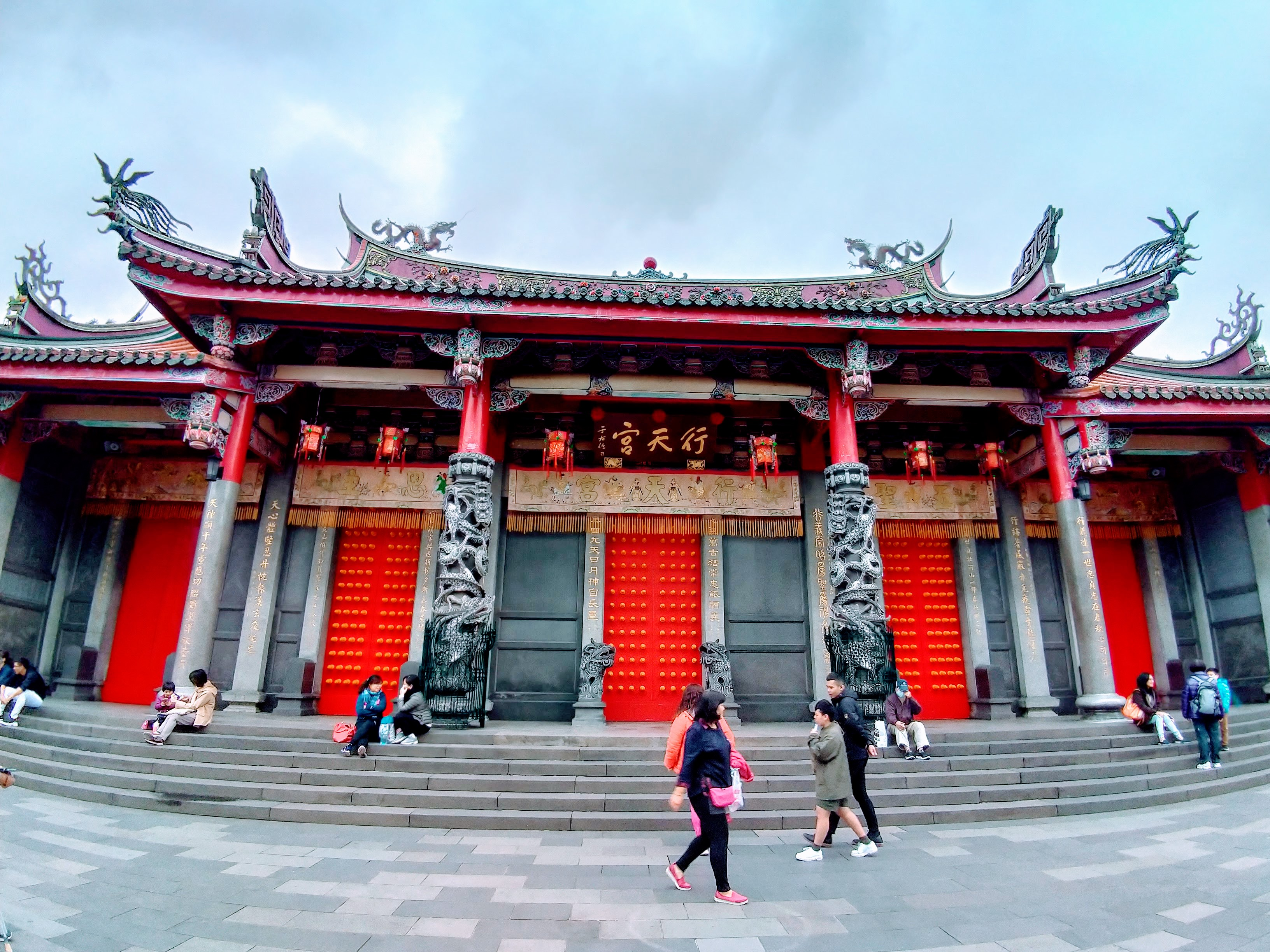
行天宮（1968年，廖石成設計）
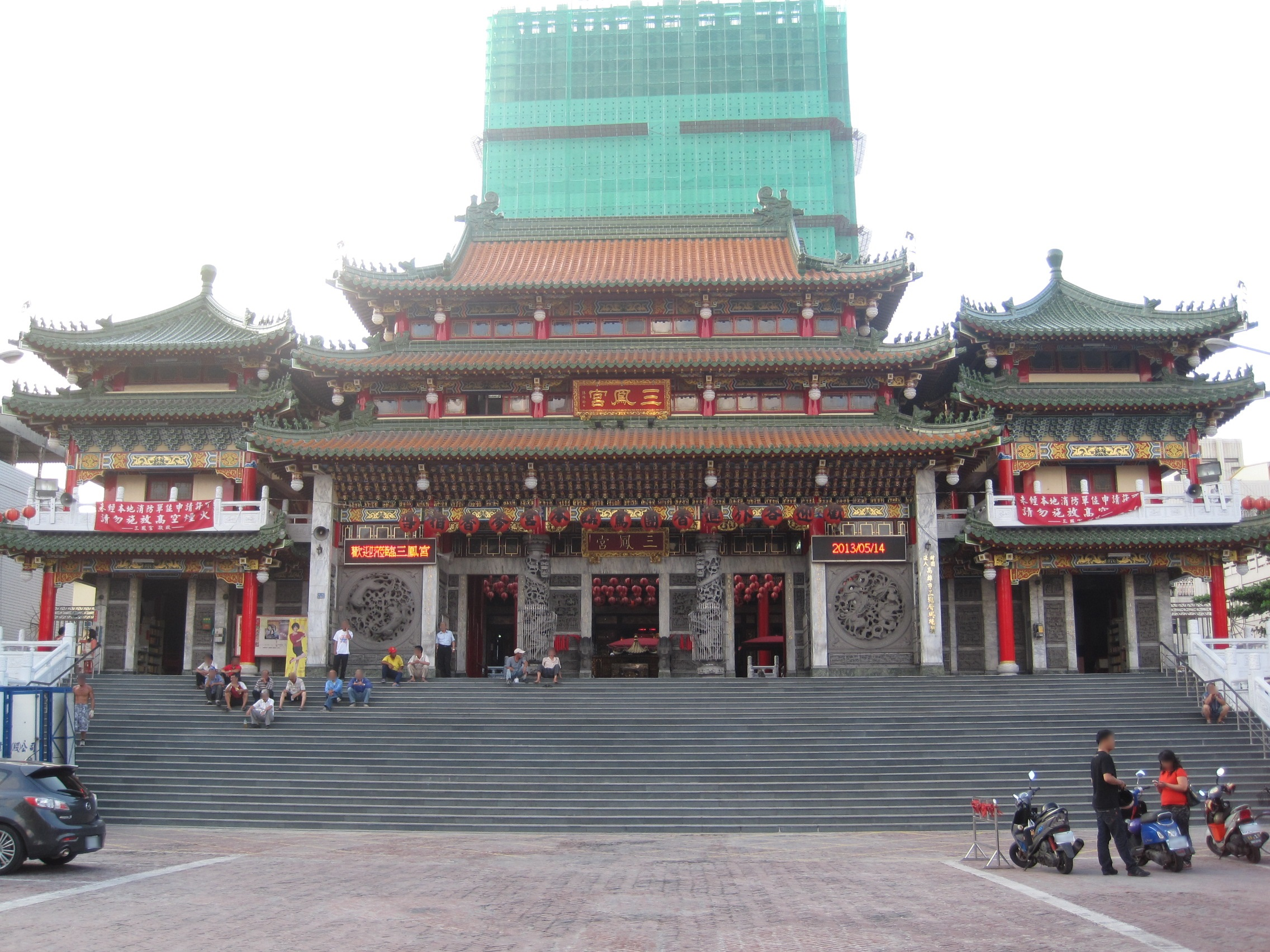
高雄三鳳宮（1971年，謝自南設計）
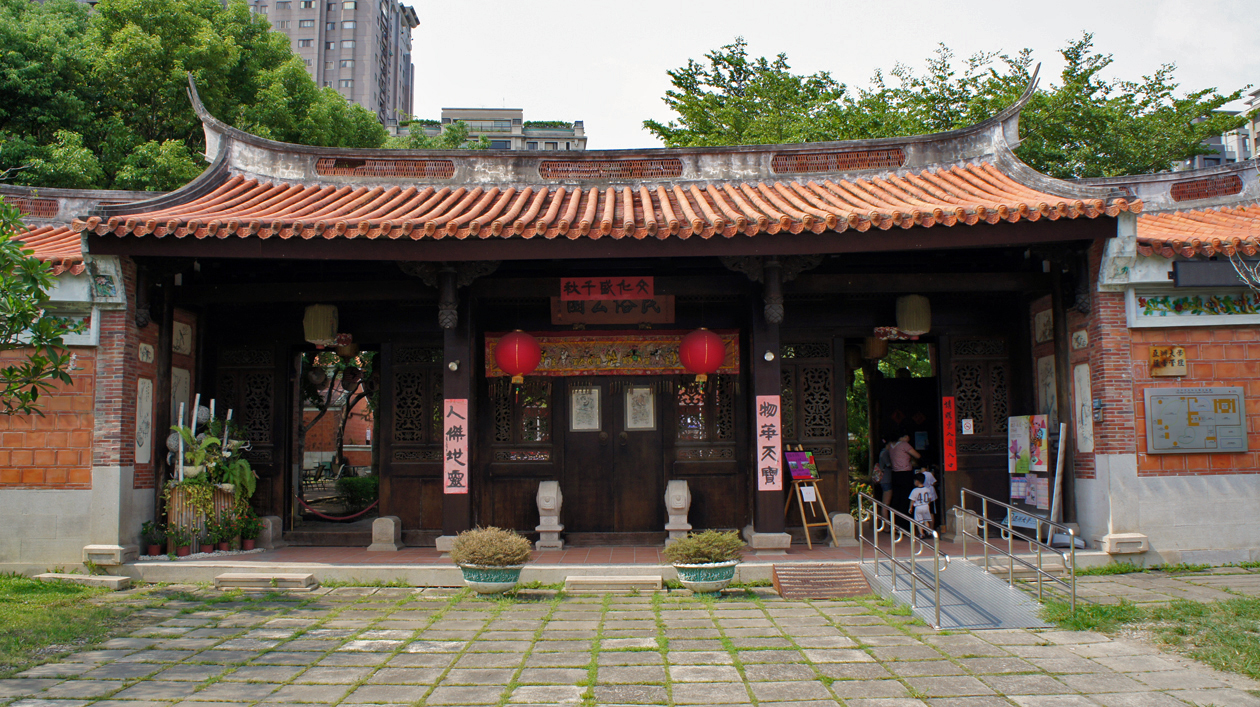
台灣民俗文物館（1990年）
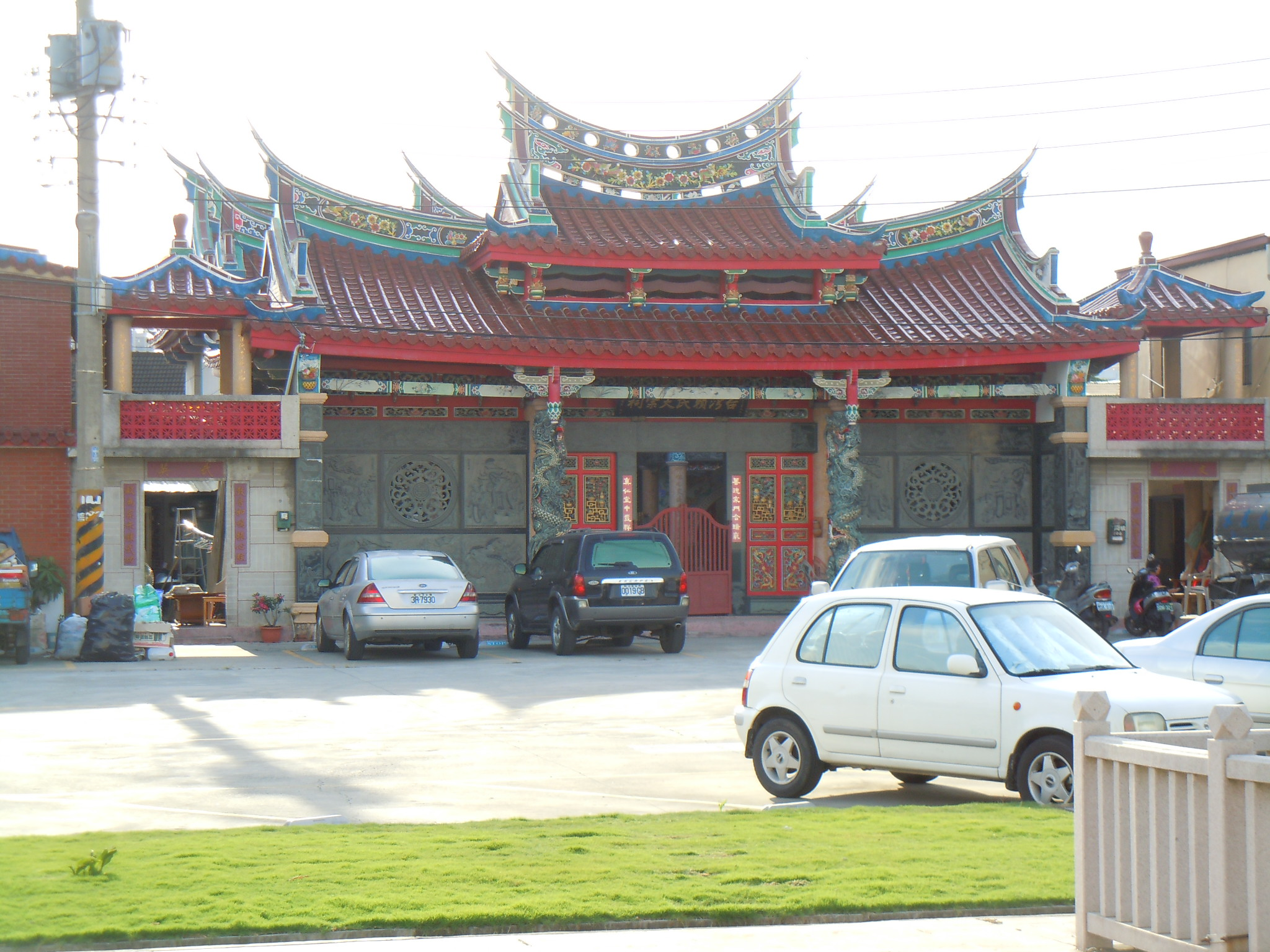
台灣賴氏大宗祠（2006年）
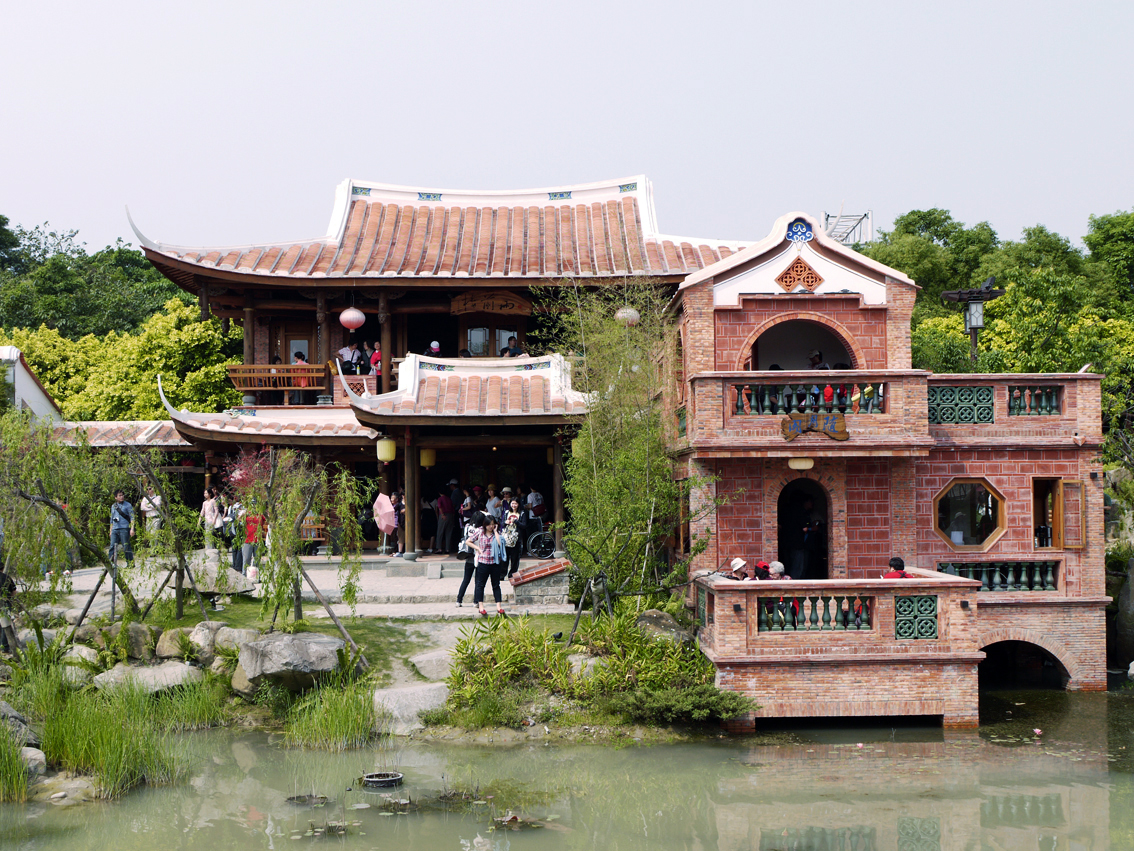
新生公園雨前樓與隨月閣庭園（2010年）
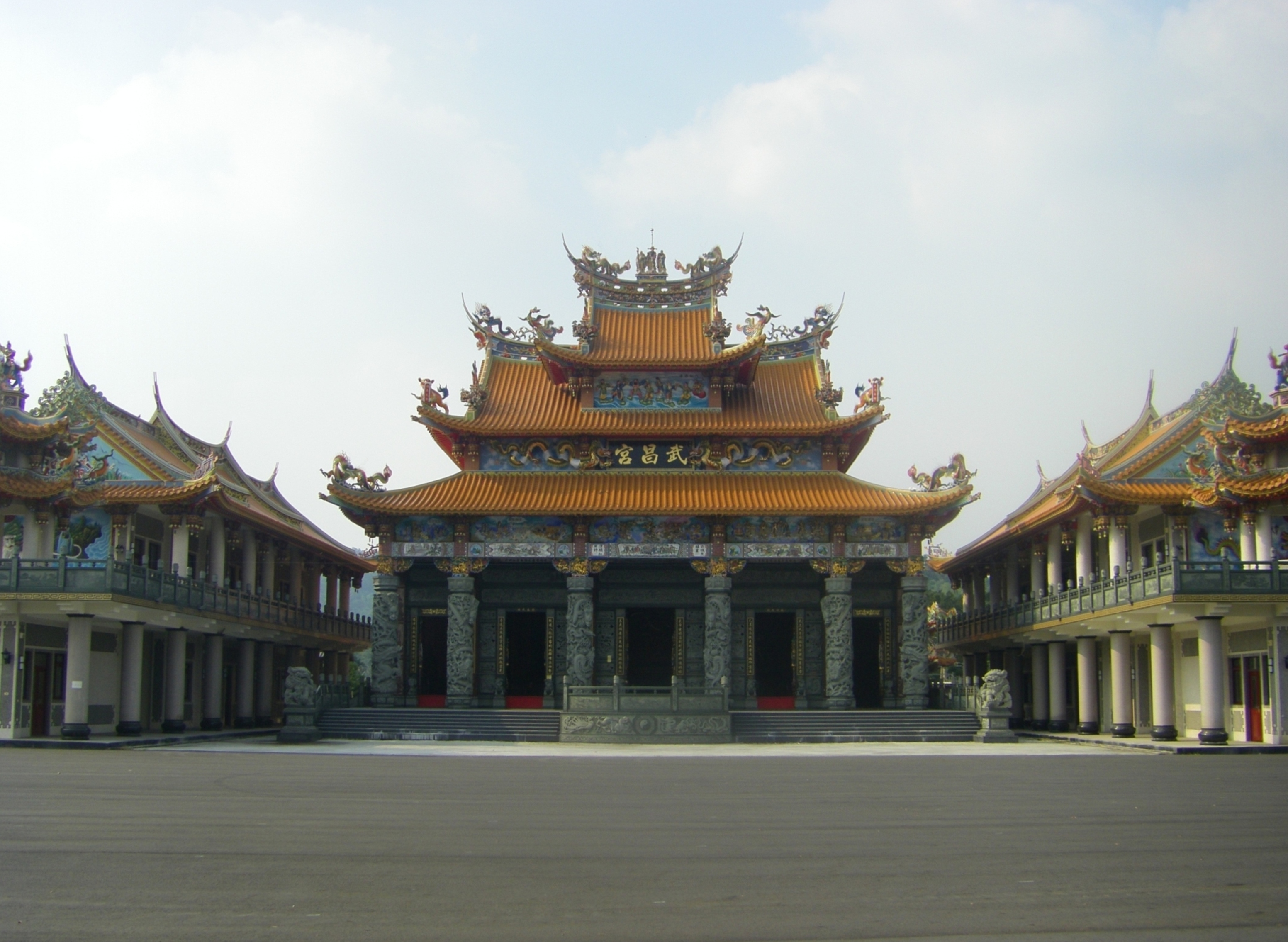
南投武昌宮（2010年）
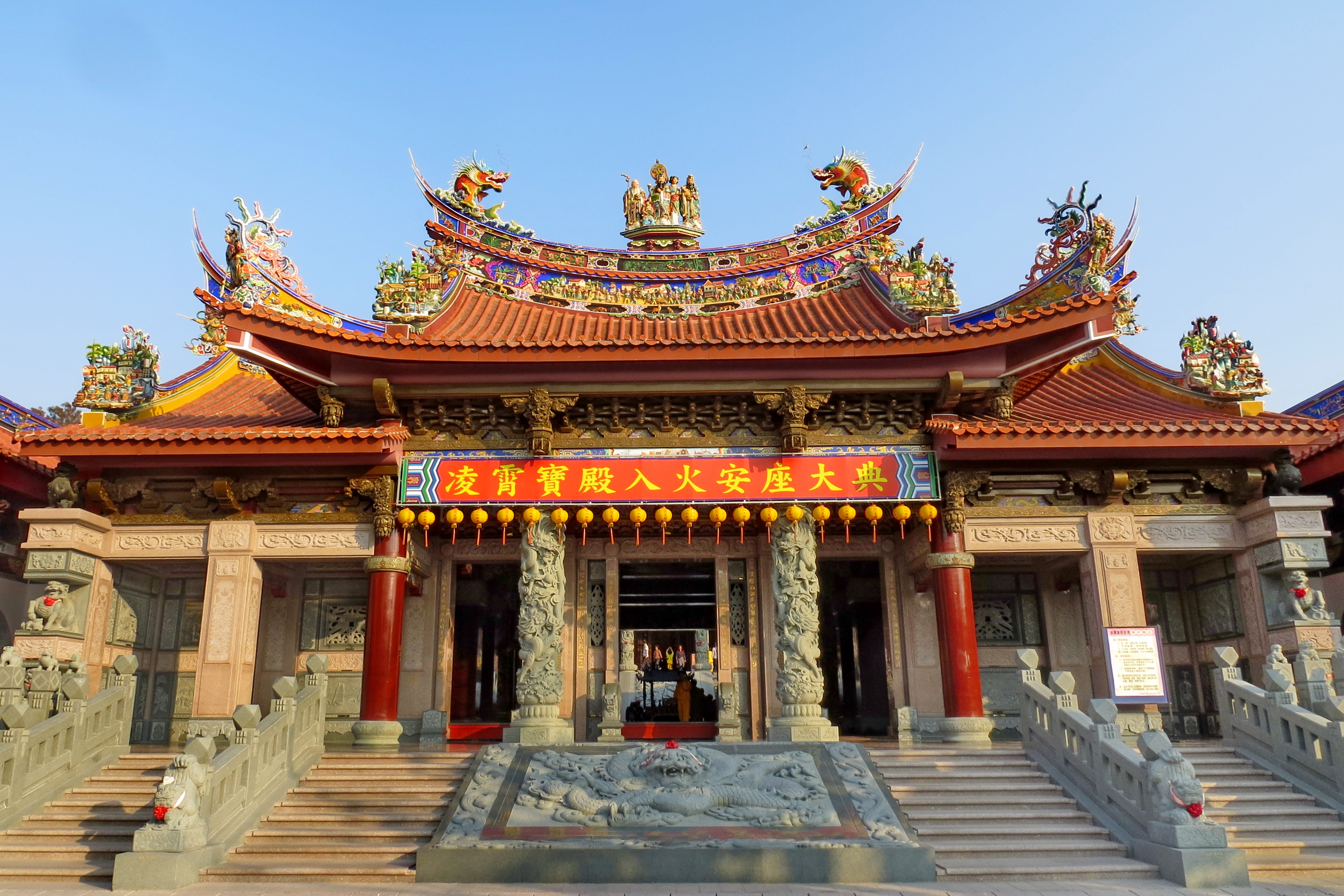
南鯤鯓代天府凌霄寶殿（2012年，陳碧潭設計）
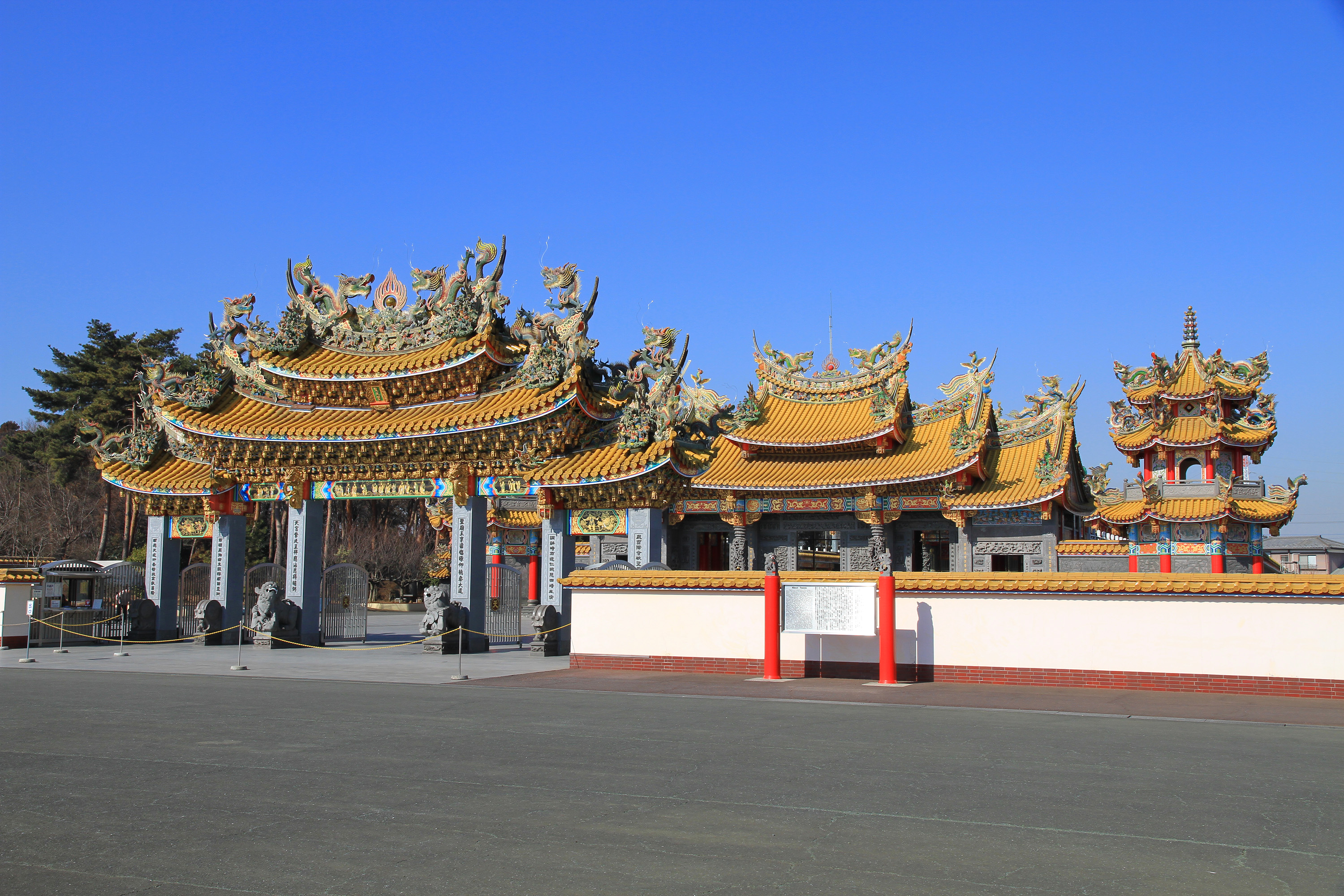
日本聖天宮(1995年)
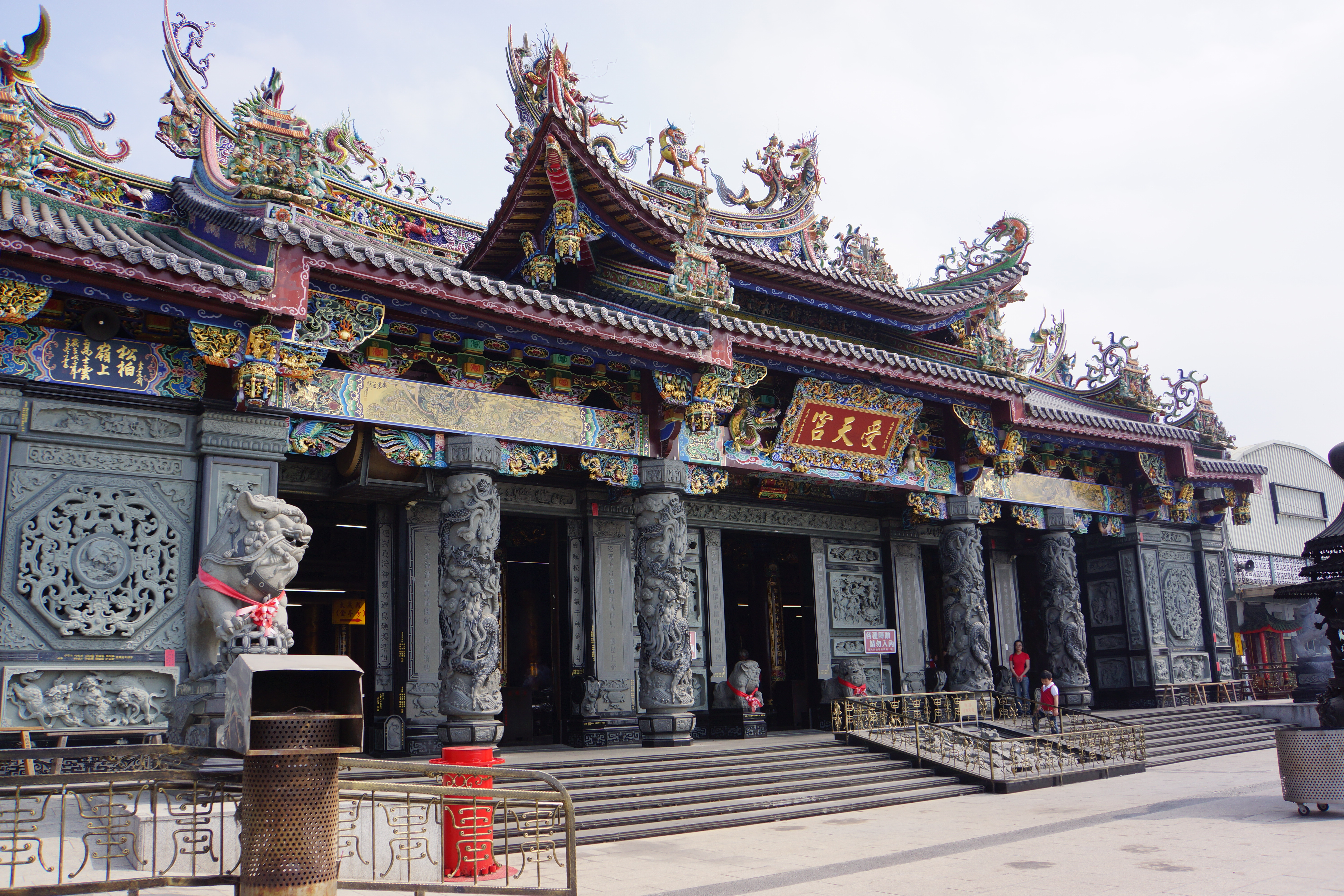
松柏嶺受天宮(2008年)
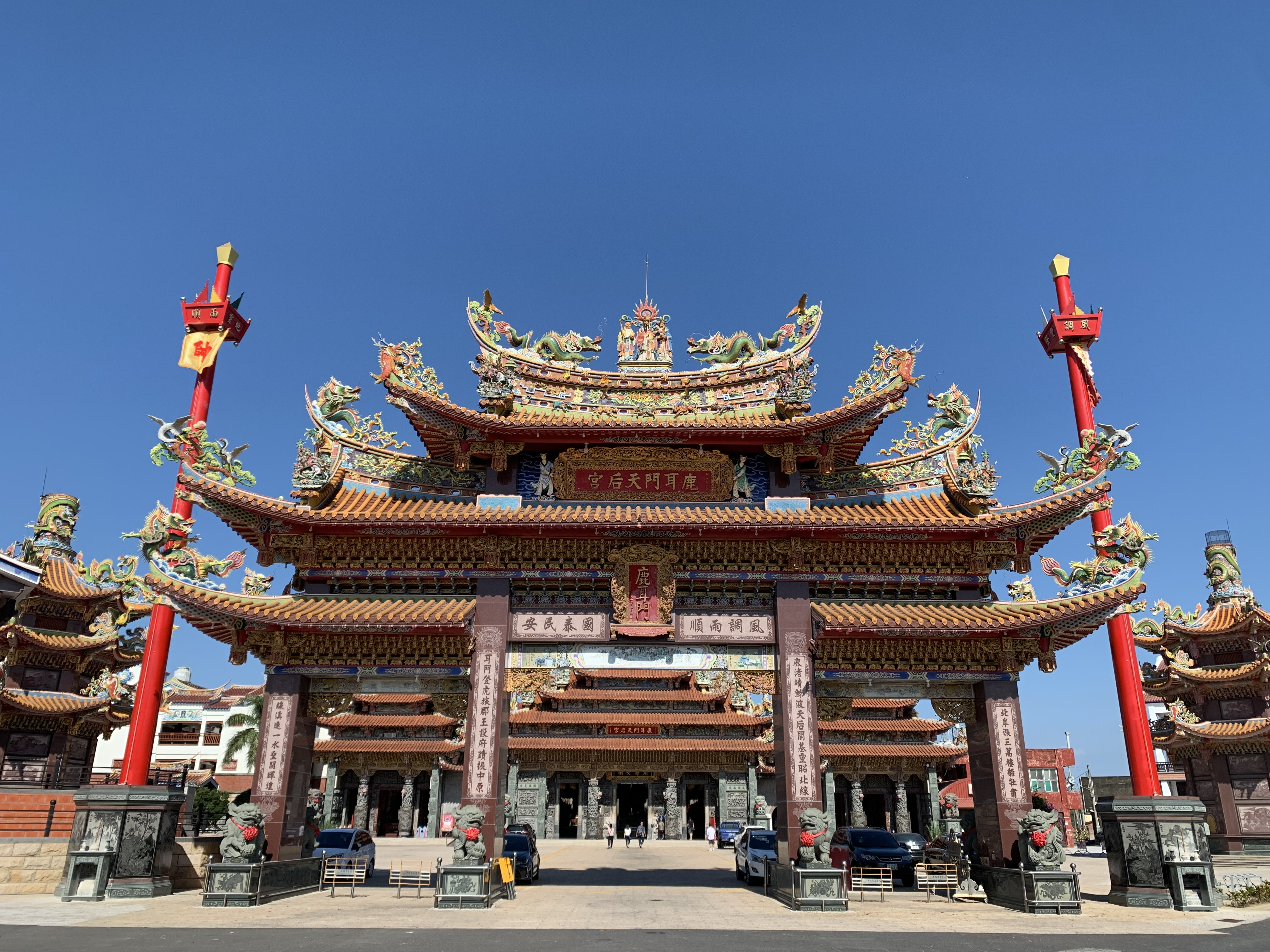
鹿耳門天后宮(1977年，陳宗乾設計)

### 1980年代前的現代建築
現代主義、後現代主義與新現代主義建築等。
- 建國南路自宅（1953，王大閎）[98]
- 台南巴哈伊中心（1957，賀陳詞）[99]
- 公東教堂（1958，達興登）
- 臺東稅捐處（1962，呂阿玉）
- 石門水庫涼亭（1965，王儀曾）[100]
- 四結長老教會（1966，劉明國）[101]
- 聖心女子大學（1967，丹下健三）
- 聖功女中克彬堂（王秀蓮）[102]
- 中山北路聖多福天主堂（Anthony Stoner）[103]
- 衛道中學聖堂（修澤蘭）[104]
- 台南電信局（金長銘）[105]
- 台南神學院頌音堂（林慶豐）[106]
- 高雄四海一家[107]
- 美軍駐清泉崗基地足跡館 [108]
- 台中南夜大舞廳（王水河）
- 中研院美國研究所（王秋華）
- 新淡水高爾夫球場俱樂部（高而潘）[103]

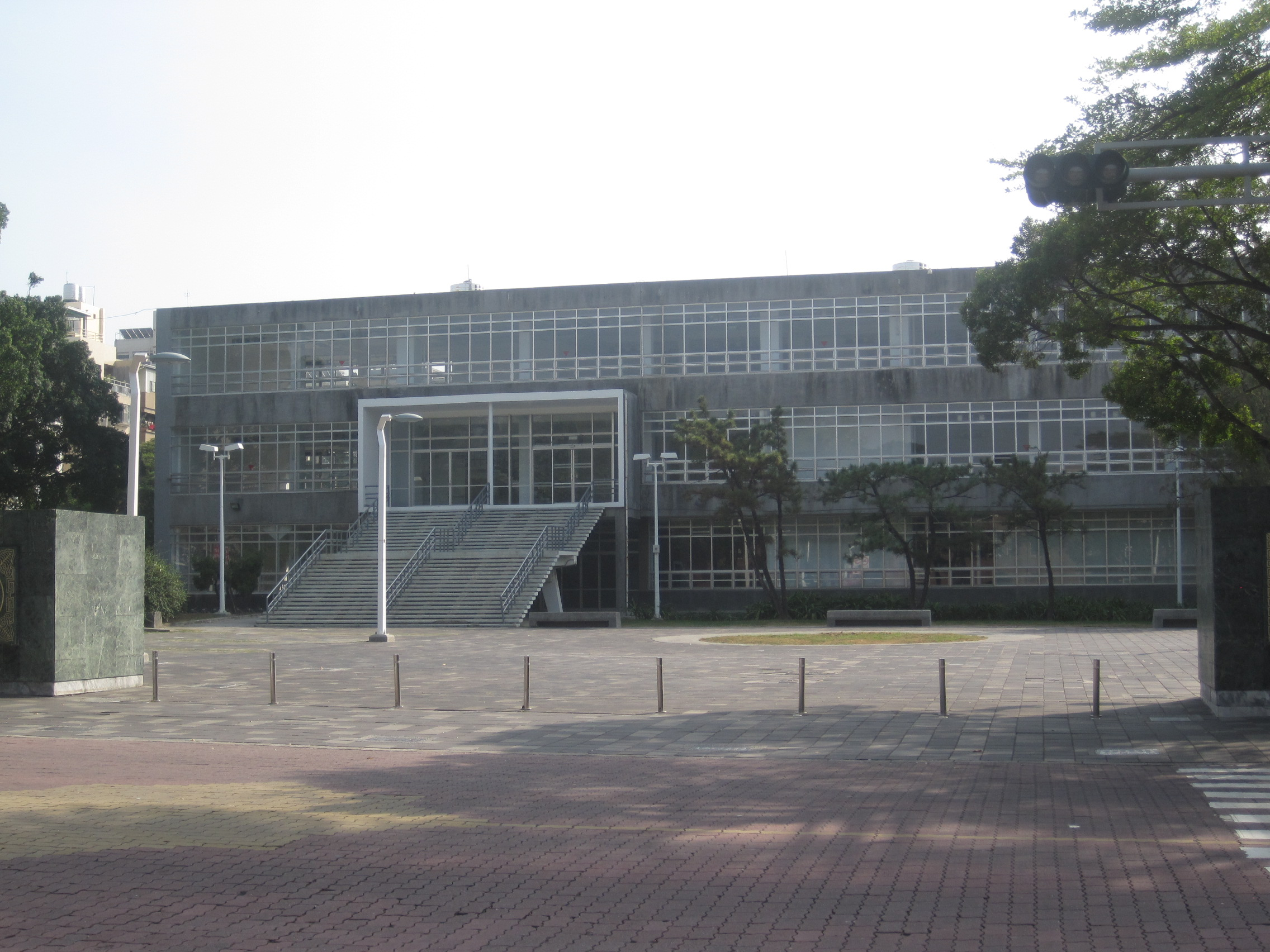
成功大學舊總圖書館（1957年，王濟昌、吳梅興設計）
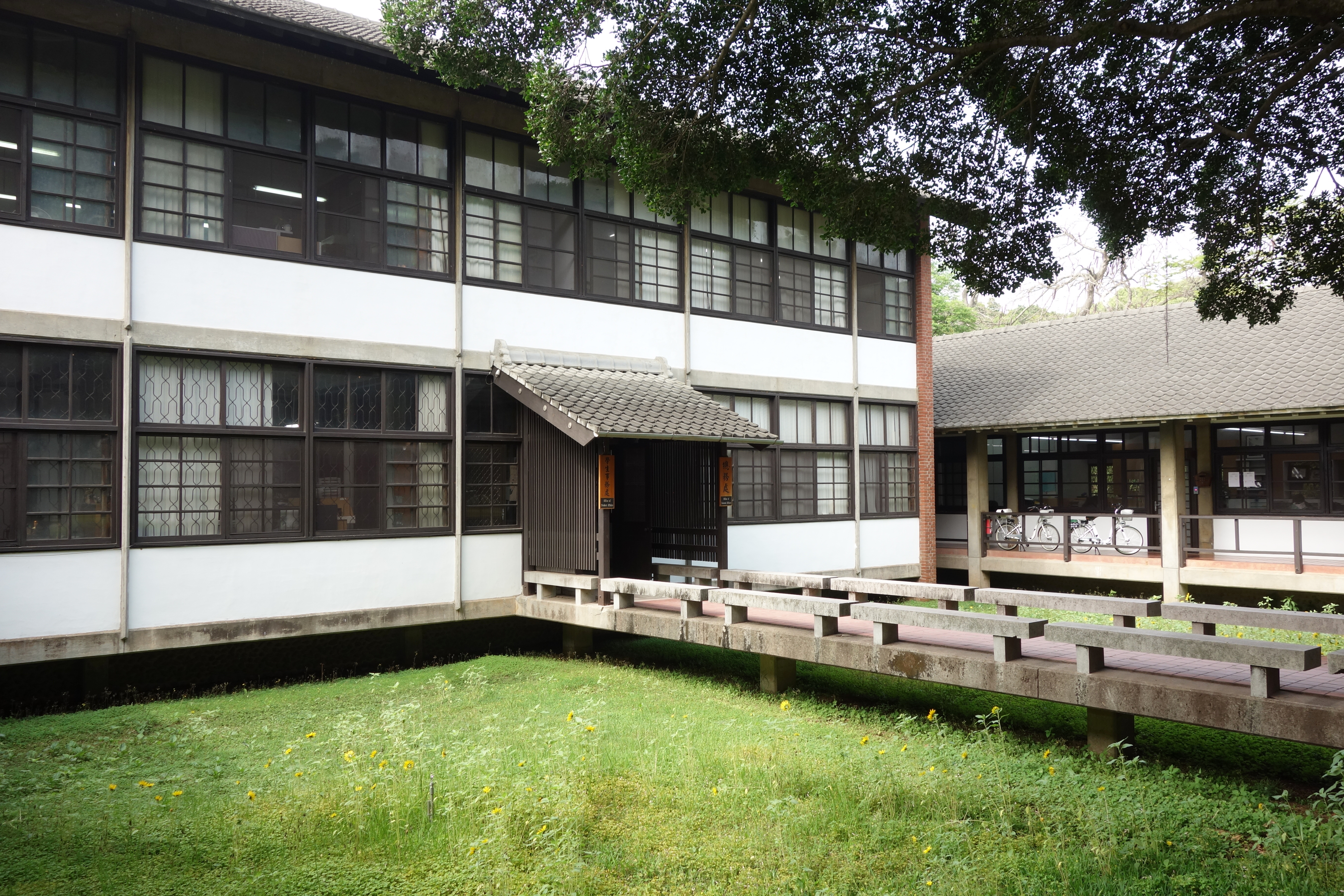
東海大學舊圖書館（1957年，陳其寬設計）
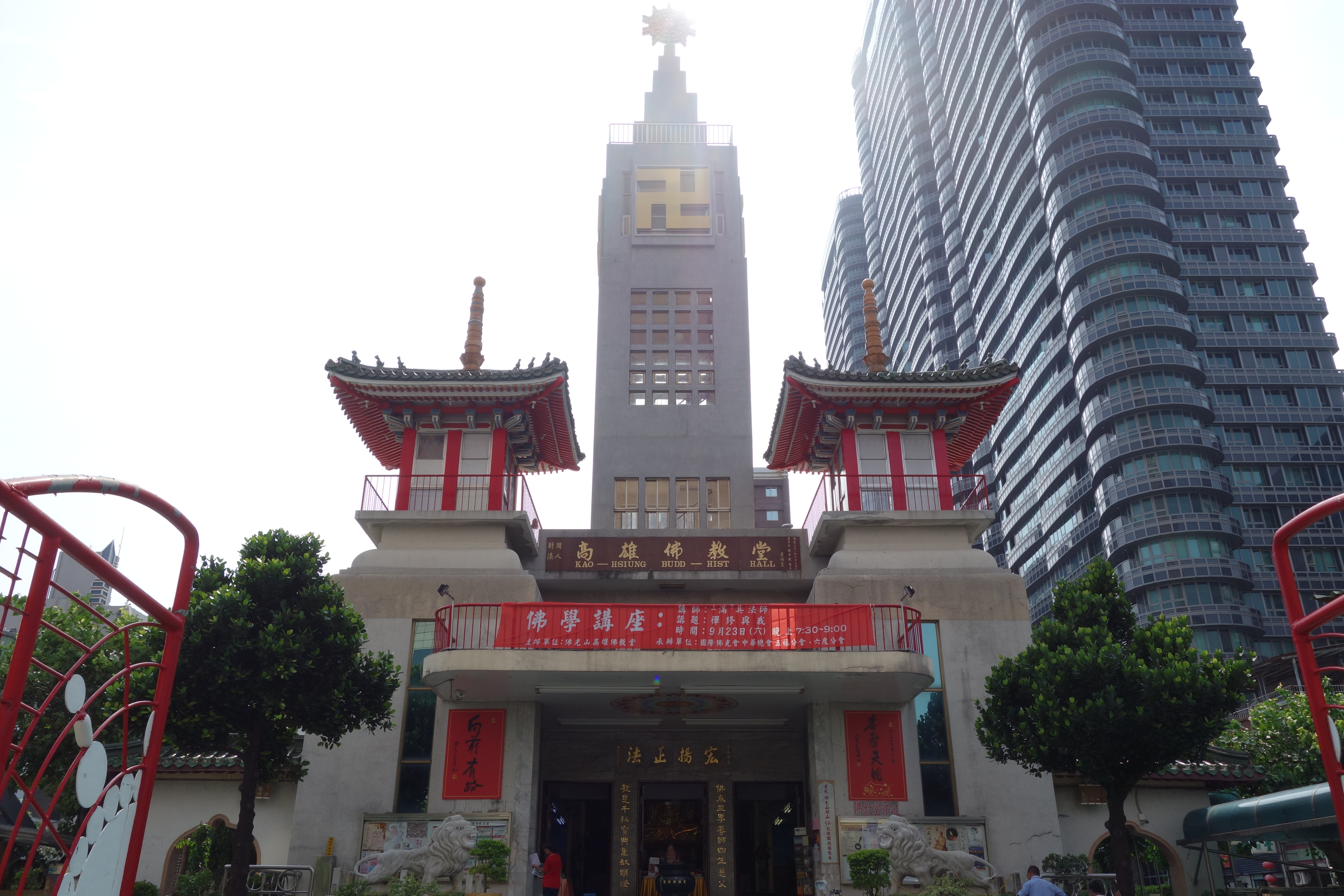
高雄佛教堂（1958年，陳仁和設計）
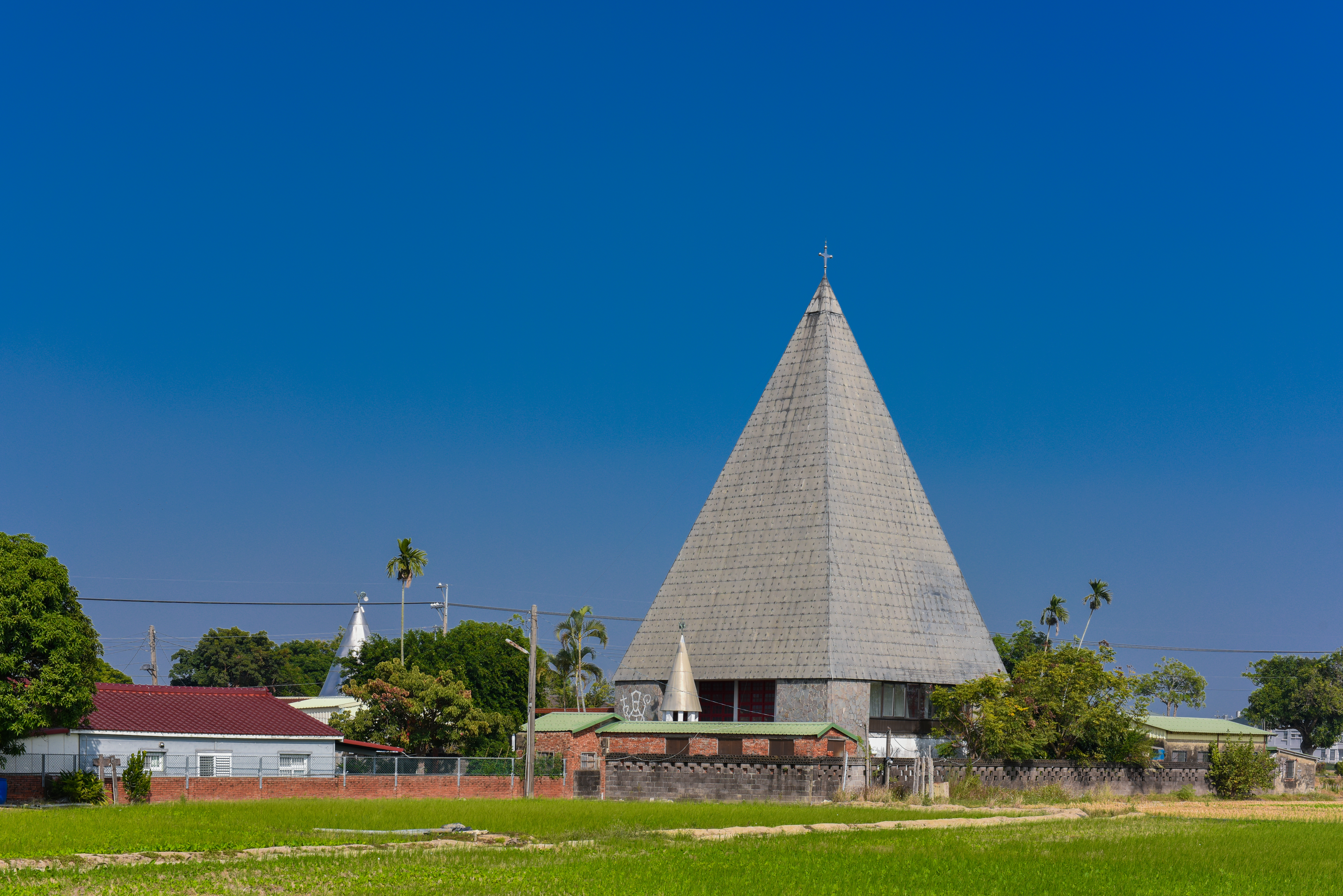
菁寮聖十字架天主堂（1960年，波姆與楊嘉慶設計[109]）
豐原車站（1960年）
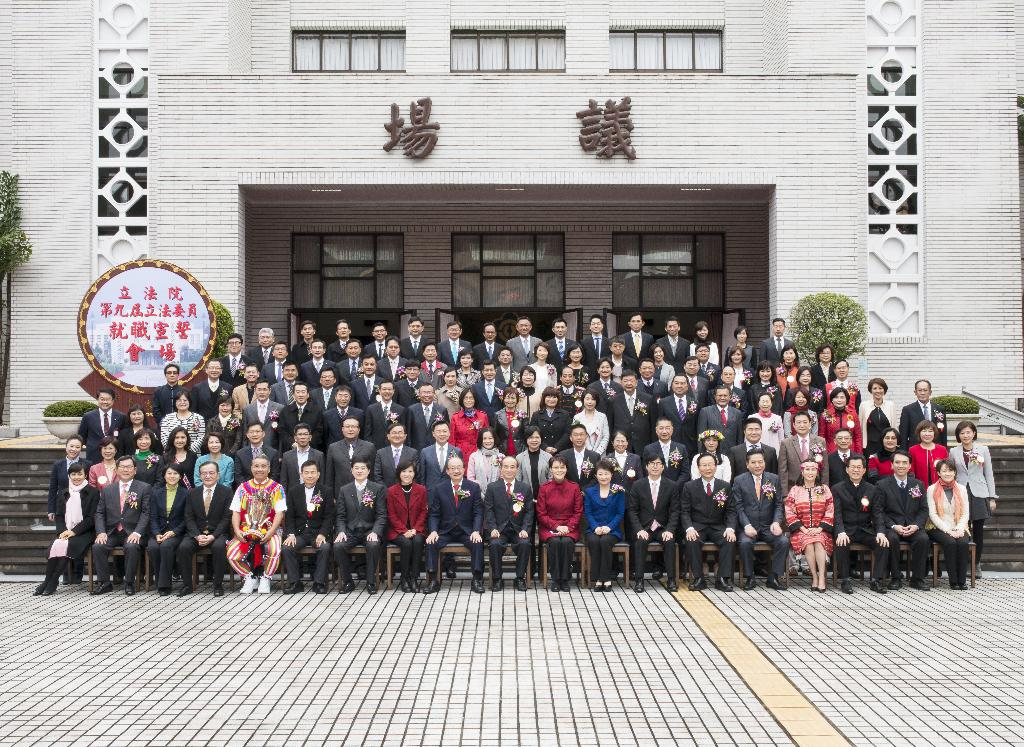
立法院議事廳（1960年，虞曰鎮設計）
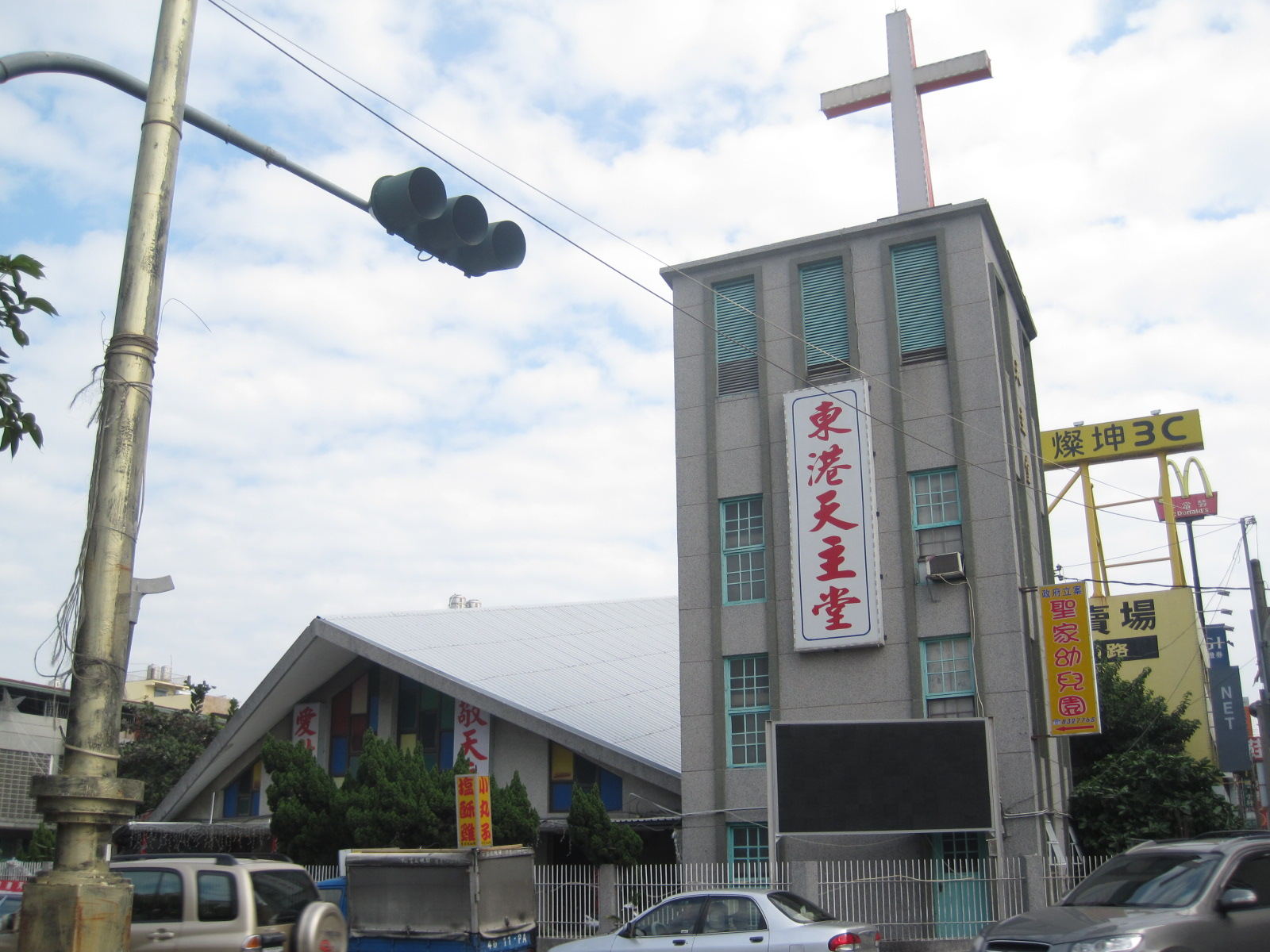
東港天主堂（1960年，陳仁和與路易士設計）
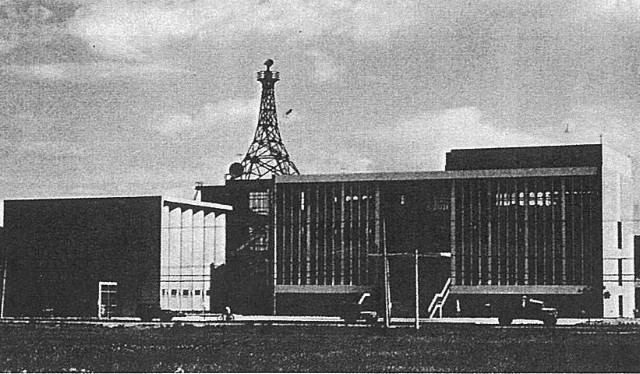
台視大樓（1962年，沈祖海所設計）
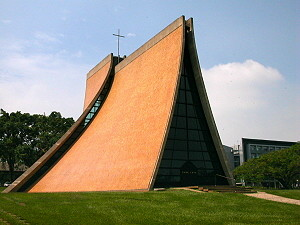
路思義教堂（1963年，陳其寬與貝聿銘設計）
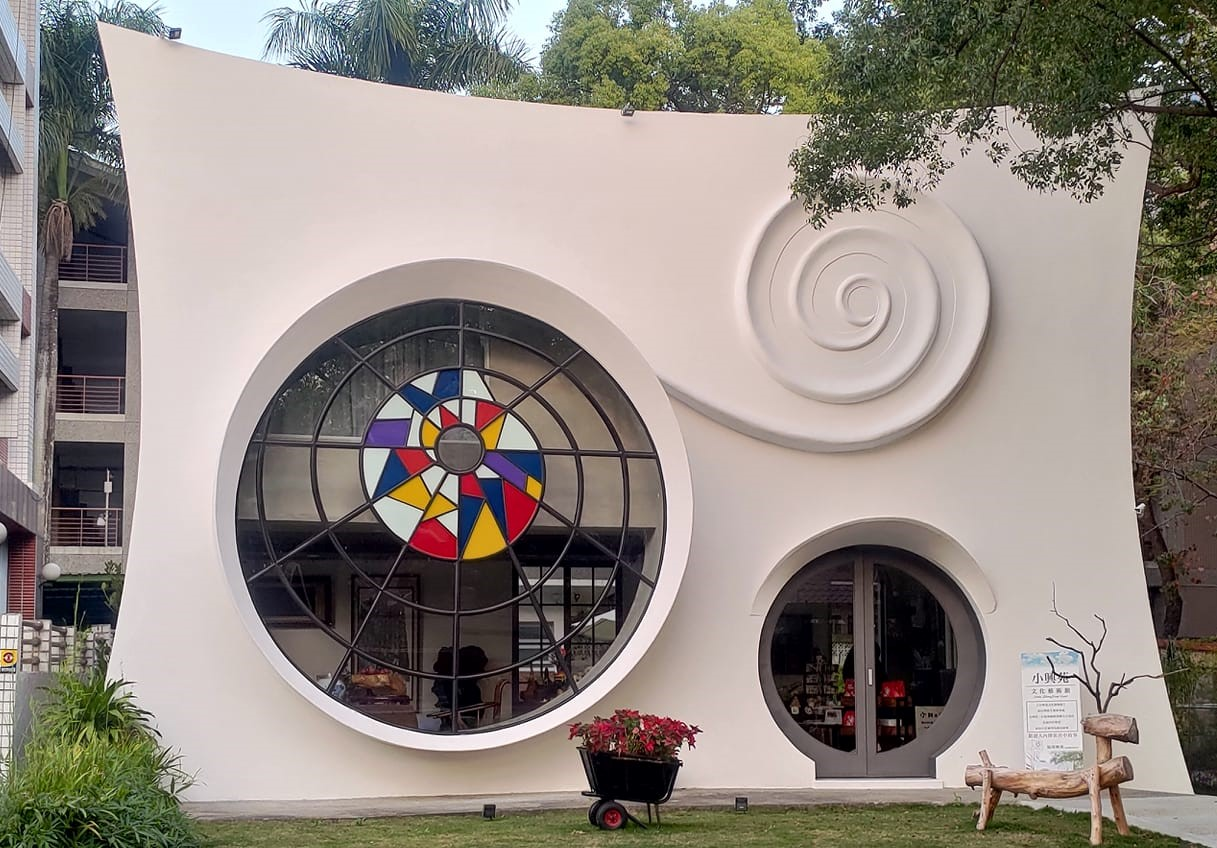
中興新村新生報辦公室（1963年，修澤蘭設計）
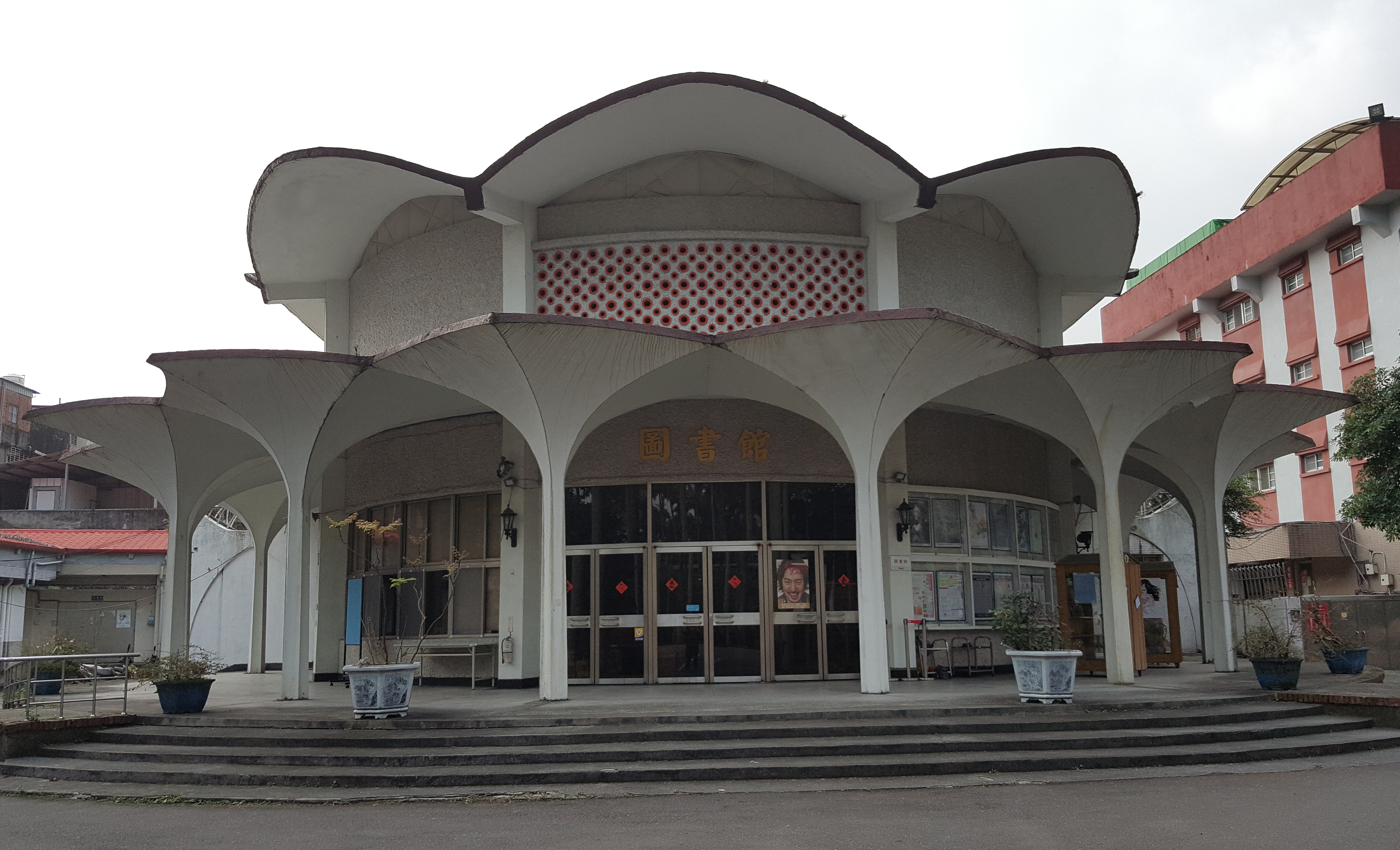
台北市景美女中圖書館（修澤蘭設計）
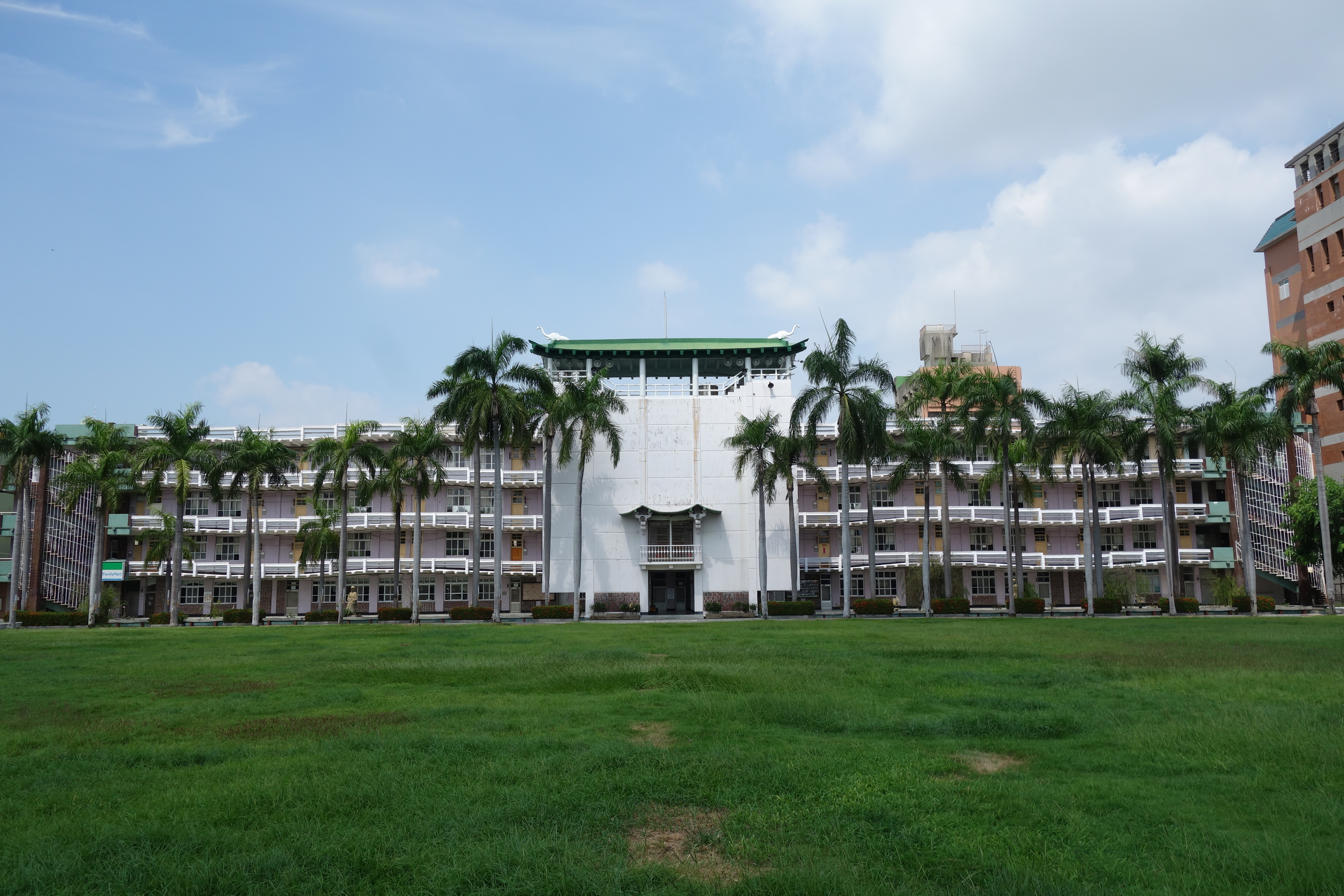
三信家商波浪大樓（1964年，陳仁和設計）
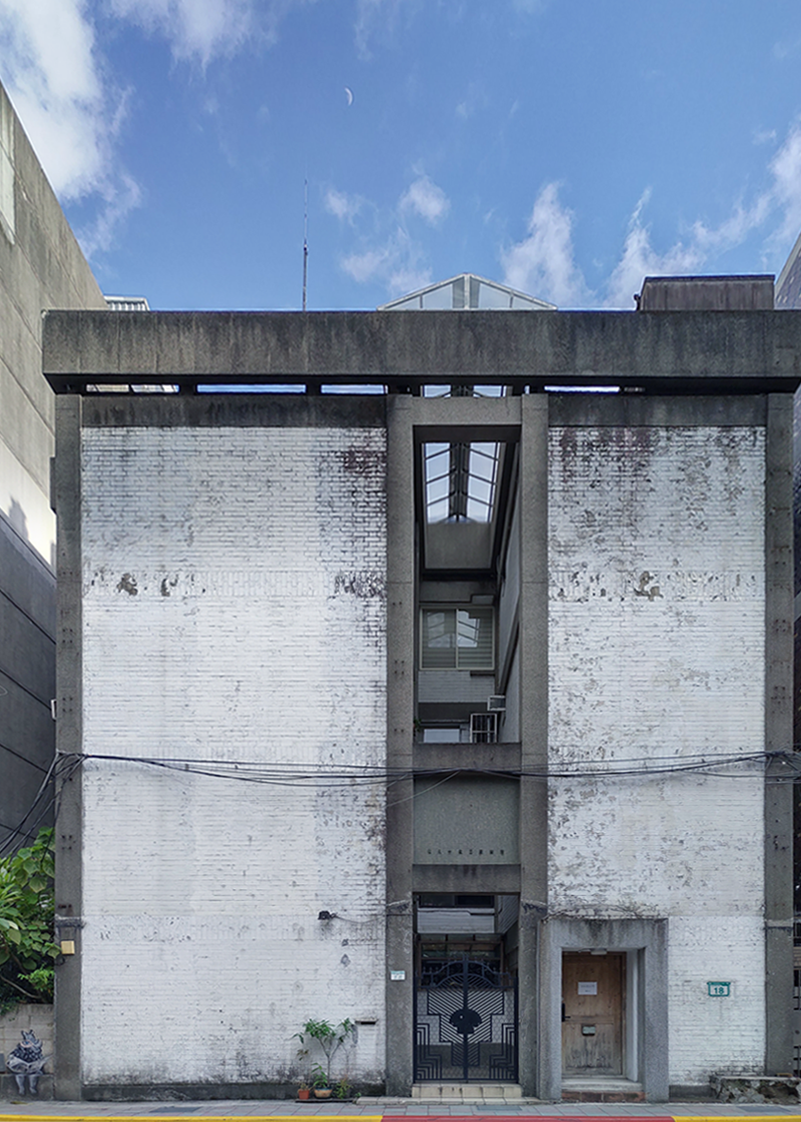
虹廬（1964年，王大閎設計）
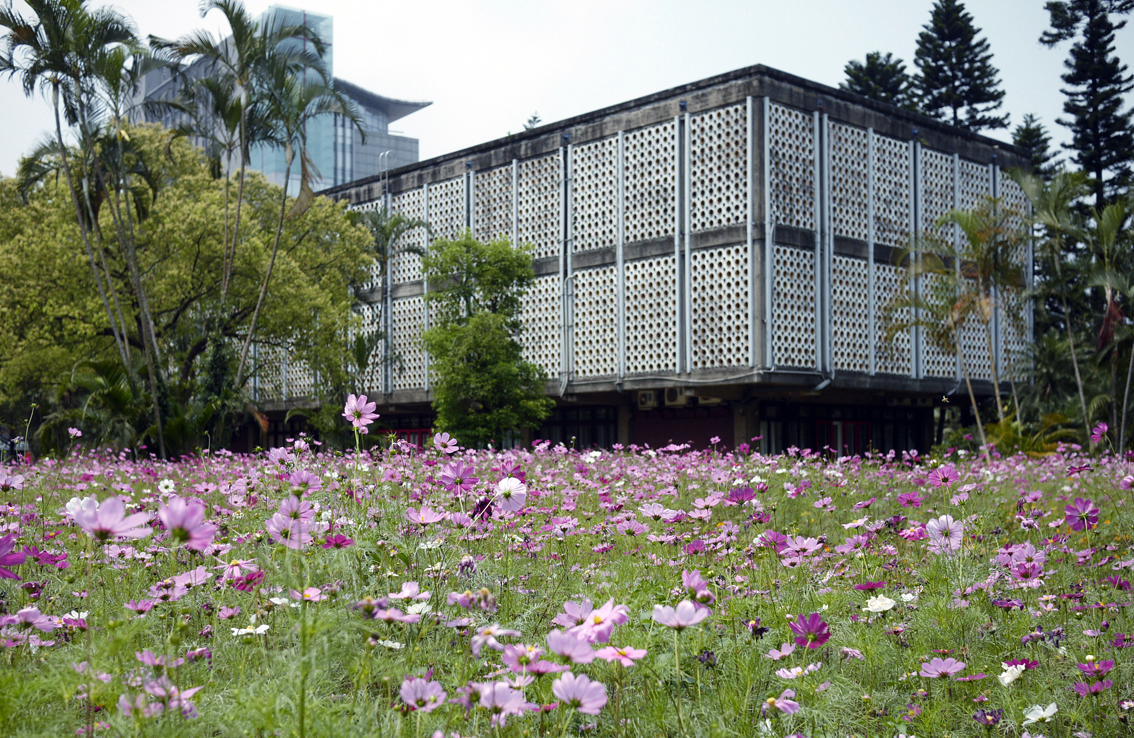
台灣大學農業陳列館（1964年，張肇康設計）
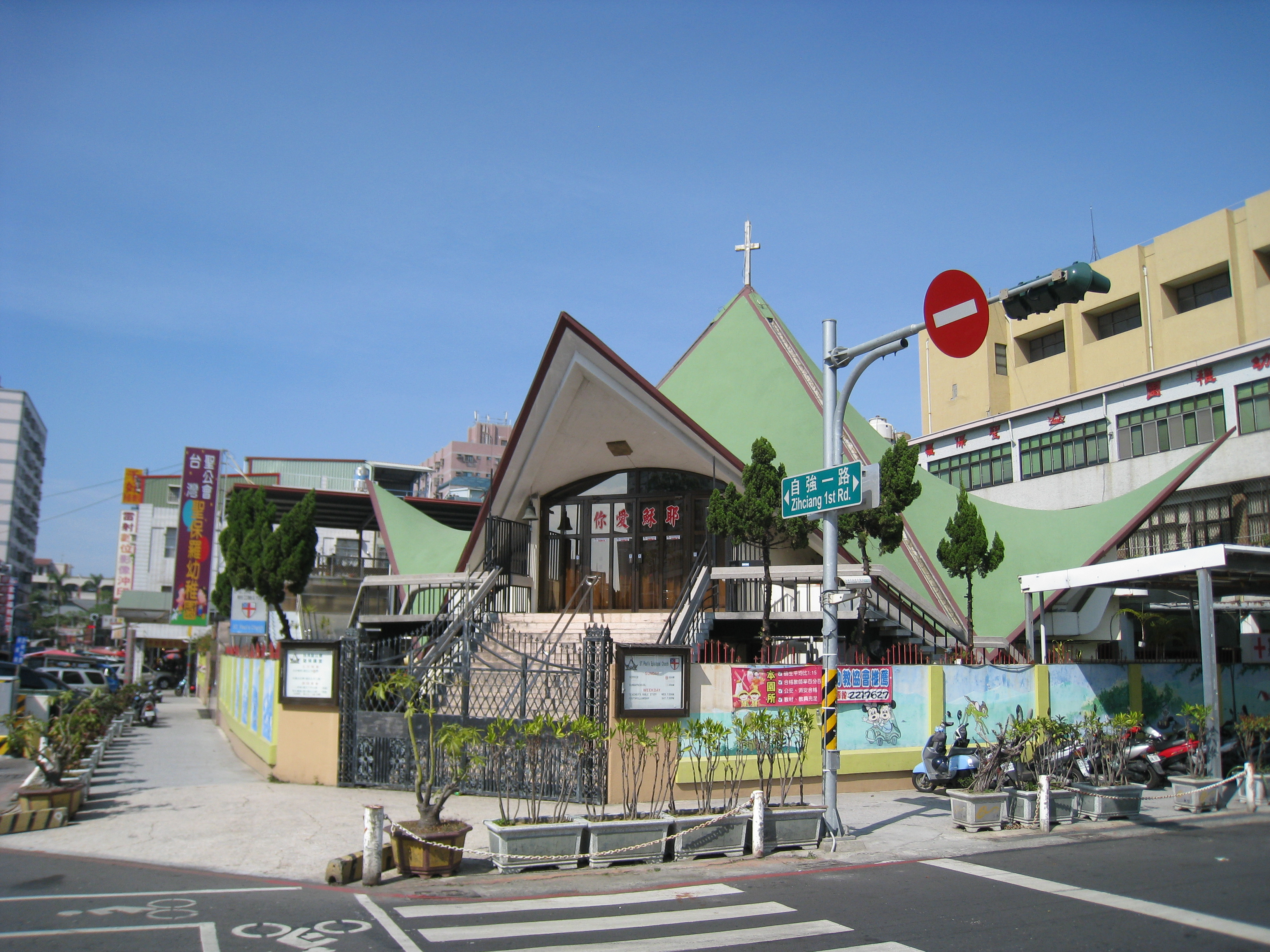
聖公會聖保羅堂（1965年，陳其寬與沈祖海設計）
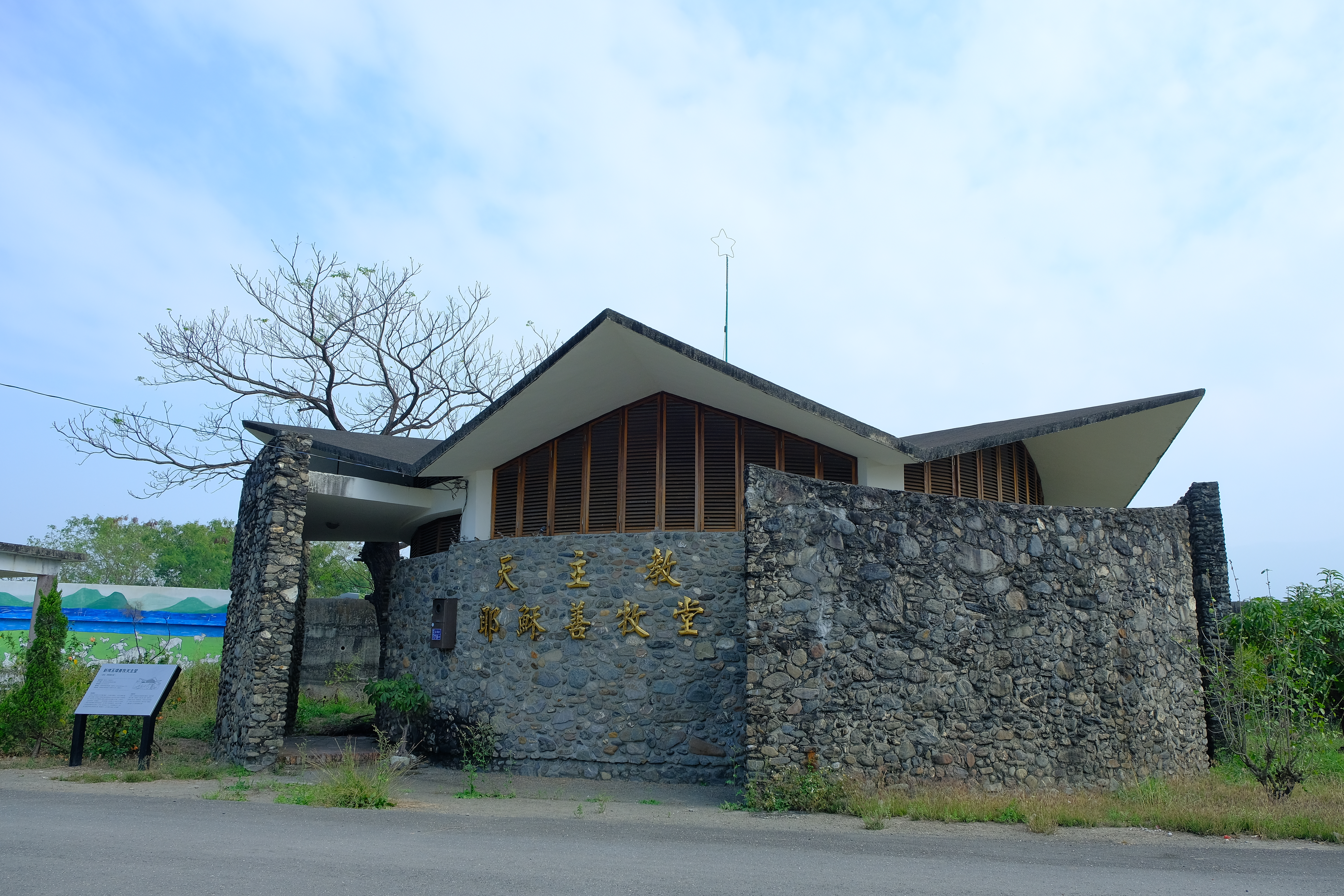
玉環天主堂（1965年）
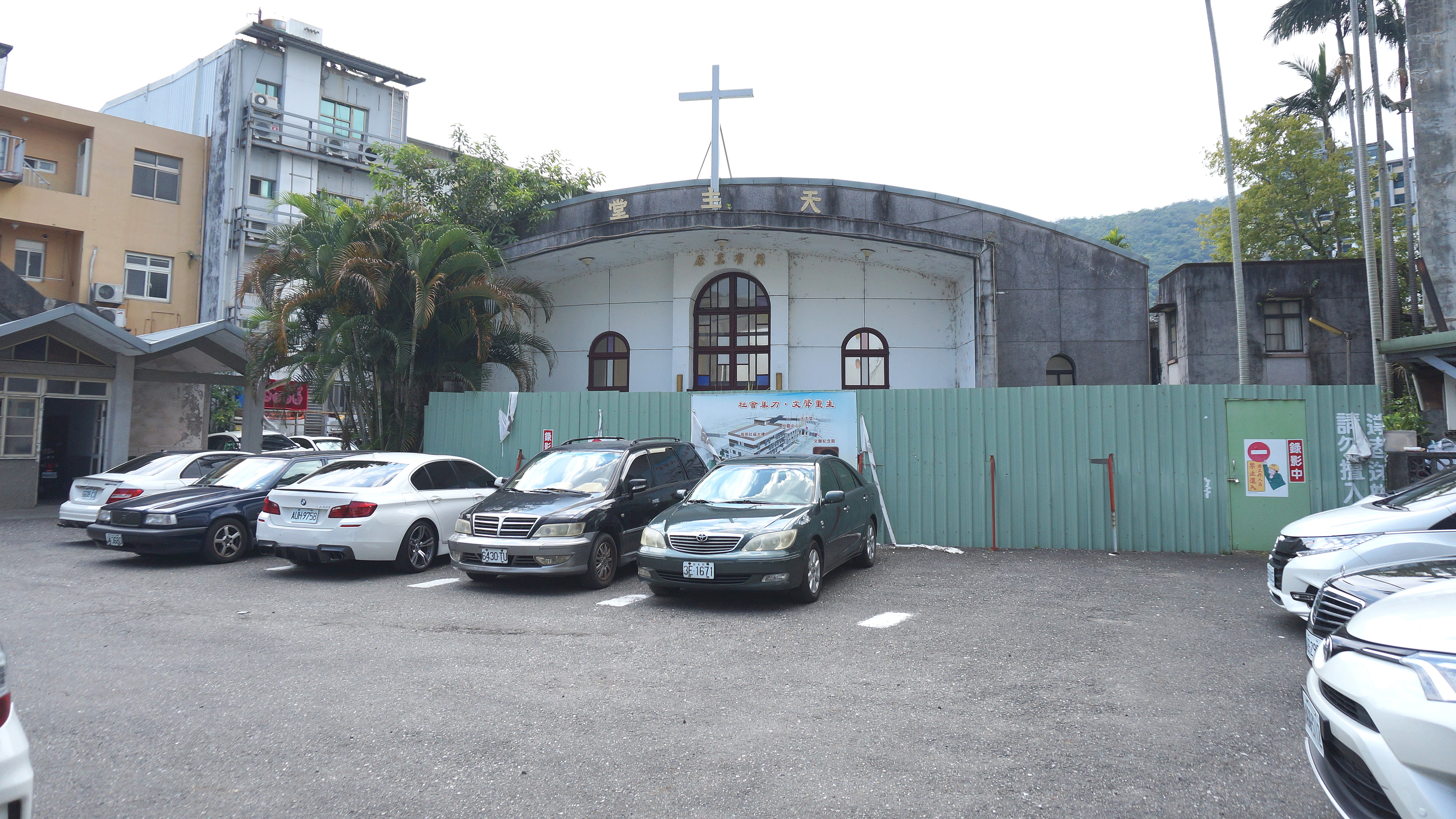
礁溪天主堂（1966年，鄭定邦設計[109]）
亞洲水泥大樓（1966年，王大閎設計）
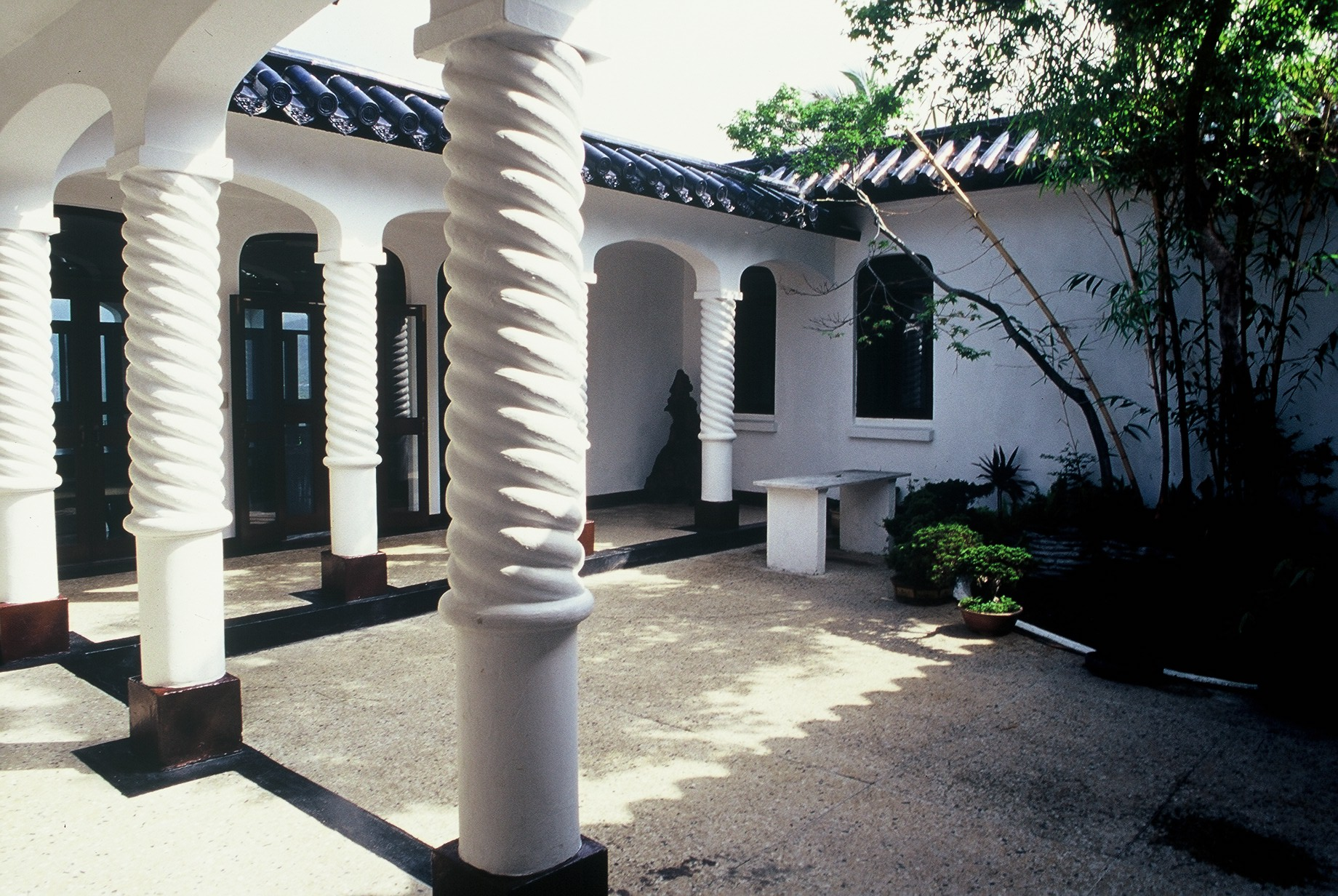
林語堂故居中庭（1966年，王大閎與林語堂設計）
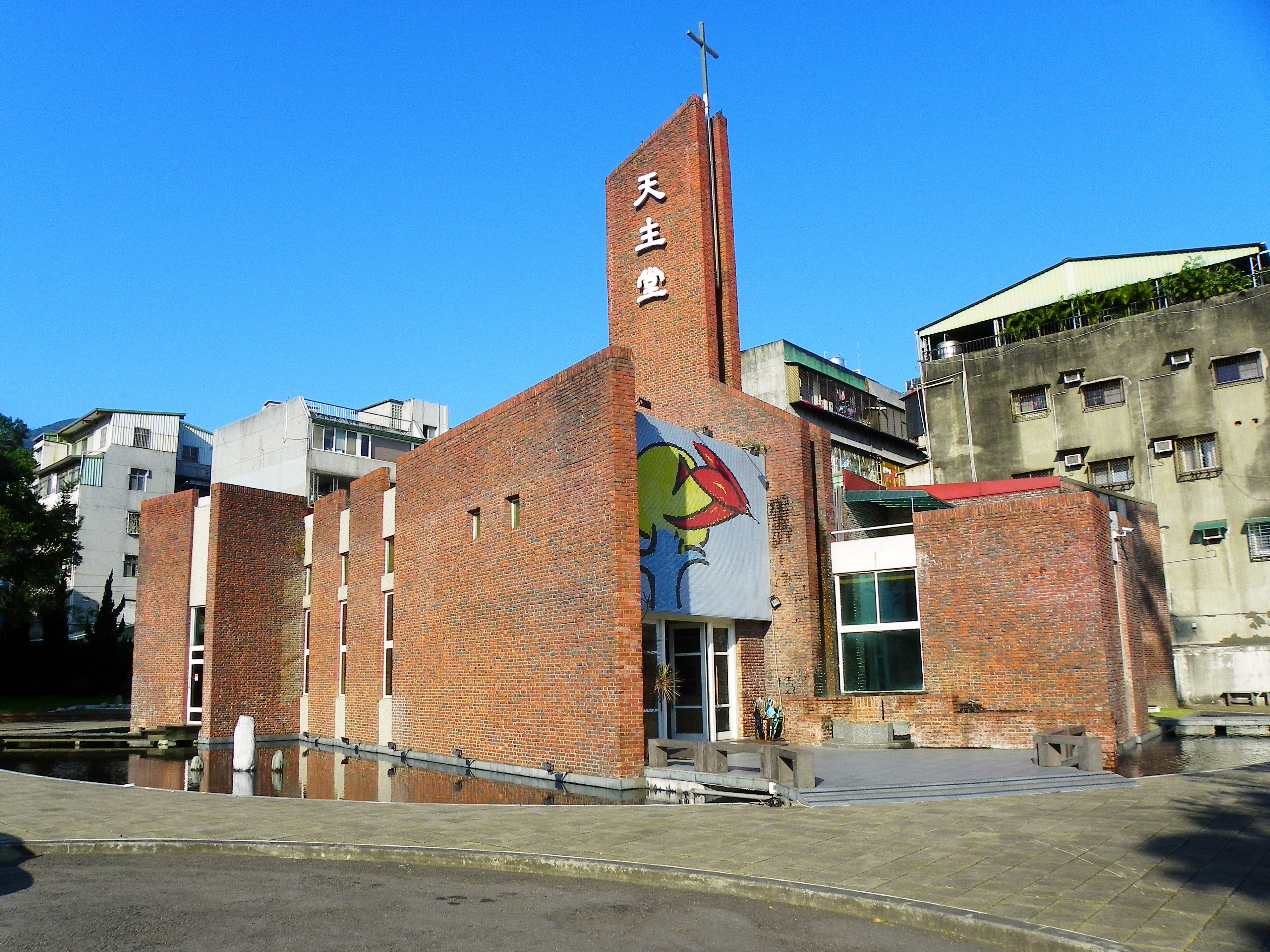
北投聖高隆邦天主堂（1967年）
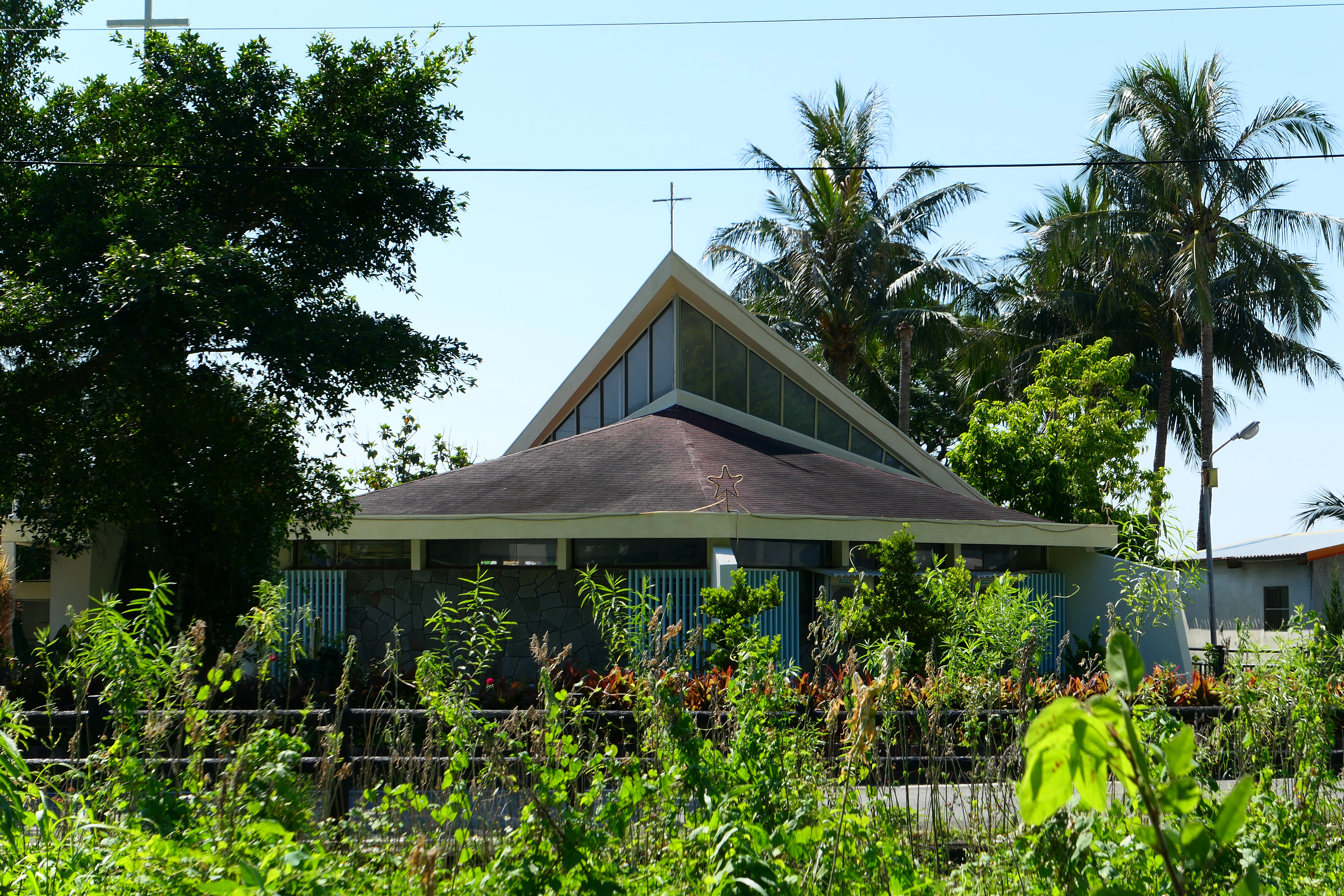
小馬天主堂（1968年，傅義設計）
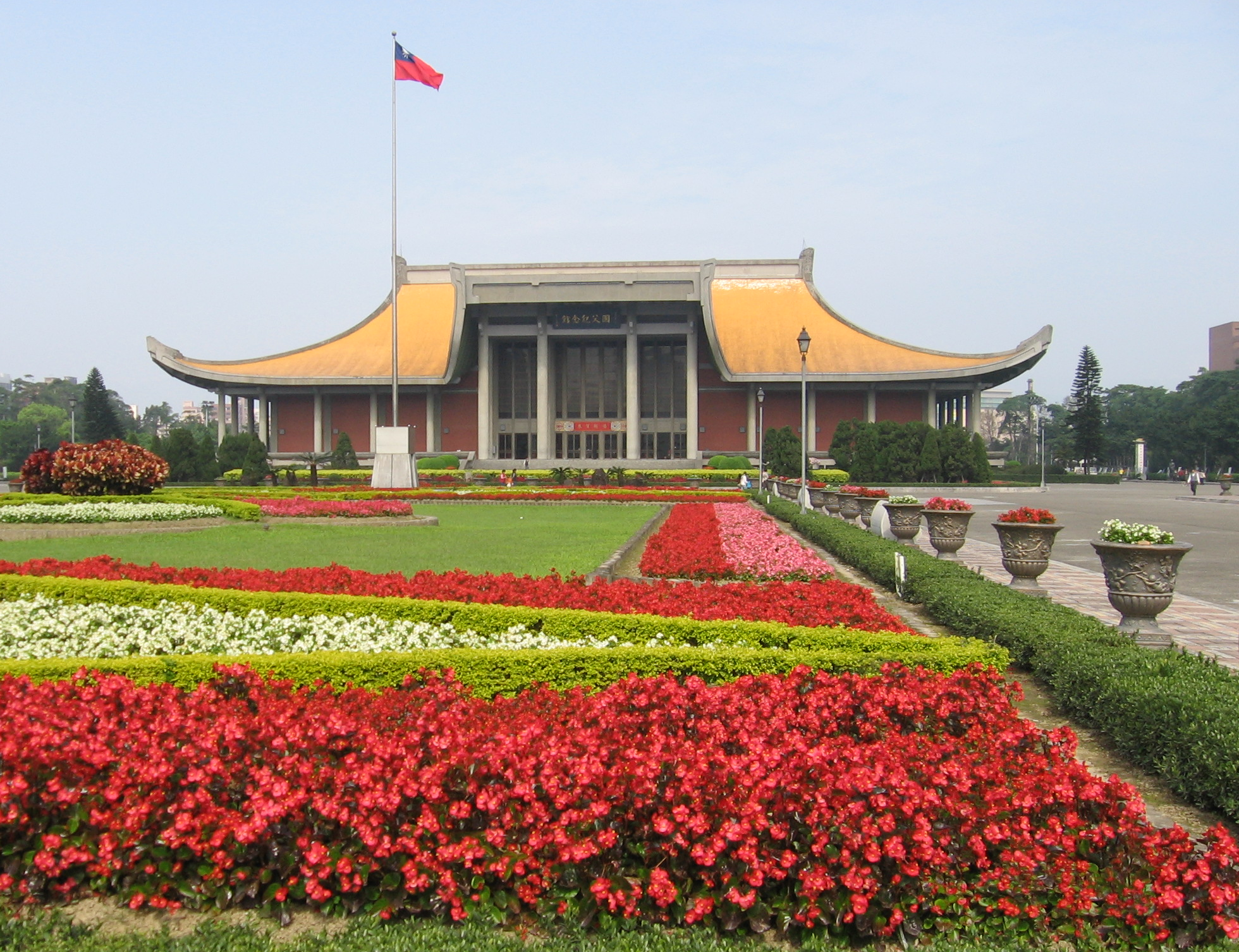
國立國父紀念館（1972年，王大閎設計）
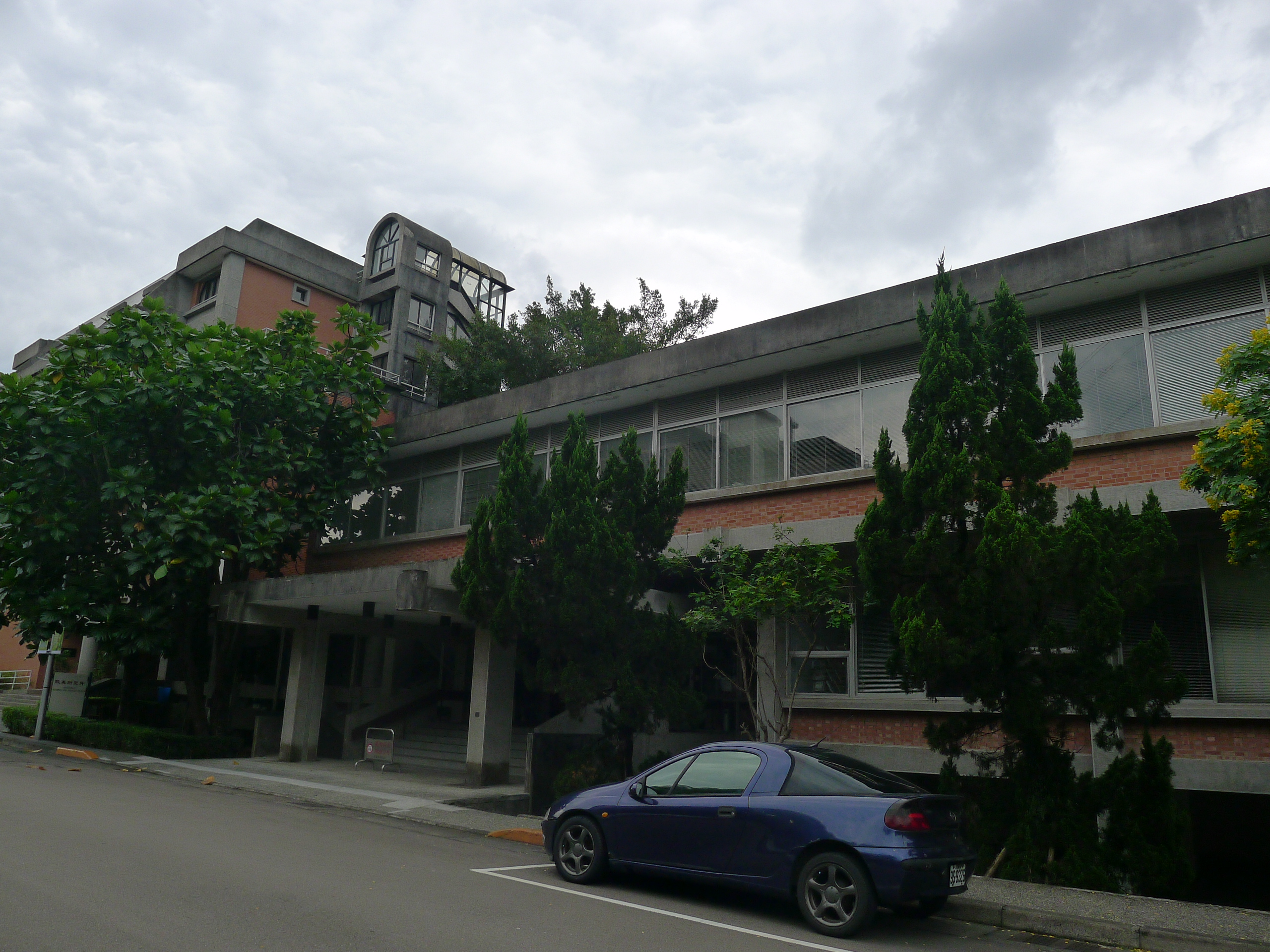
中研院美國研究中心圖書館（1972年，王秋華設計[46]）
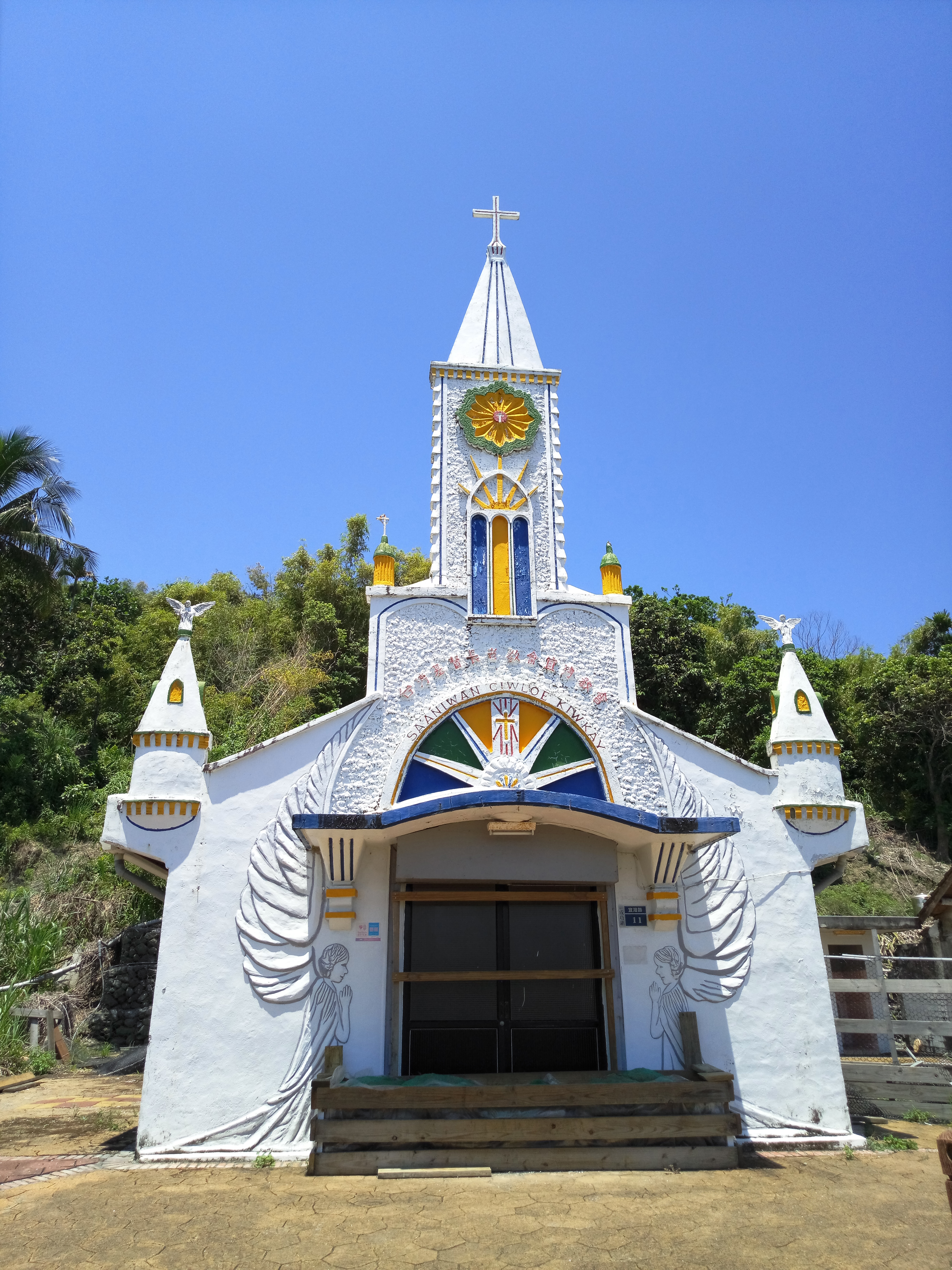
宜灣長老教會（1974年，賴明德設計）

### 1980年代以來的現代建築
1980年代以來現代建築：現代與傳統、國際化與在地化的反思。
- 澎湖青年活動中心 （1984，漢寶德）
- 宜蘭傳統藝術中心 （2002，蔡元良）
- 台北101大樓 （2004，李祖原）
- 礁溪鄉公所（2005，黃聲遠）
- 台北北投市立圖書館 （2006，九典聯合建築師事務所）
- 雲林勞工育樂活動中心 （2008，廖偉立）

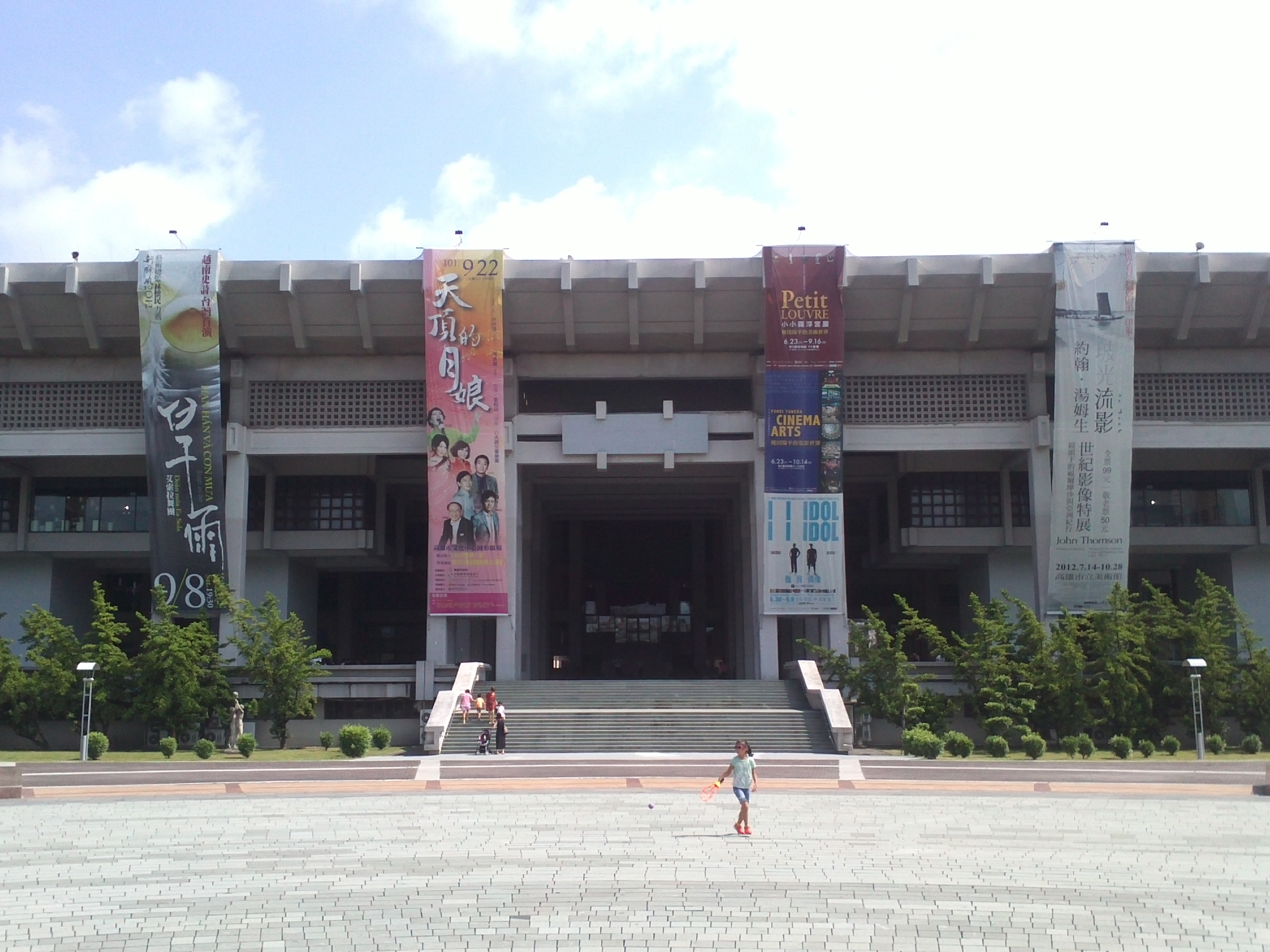
高雄市文化中心（1981年，王昭藩設計）
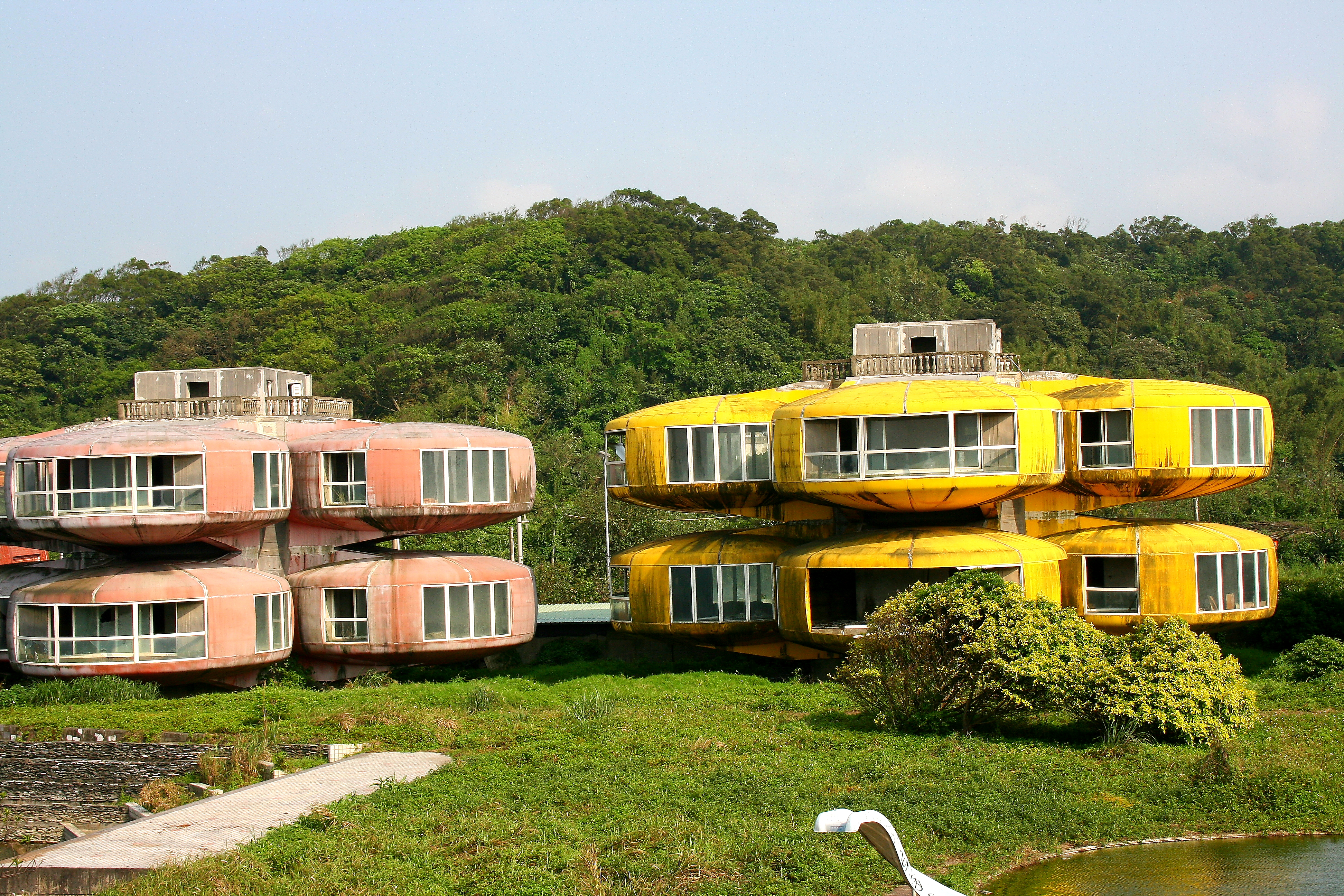
三芝飛碟屋（1981年開工，未完工）
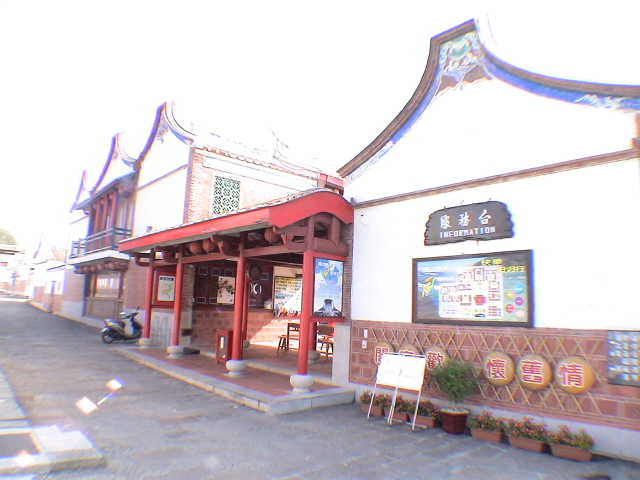
救國團墾丁青年活動中心（1983年，漢寶德設計）
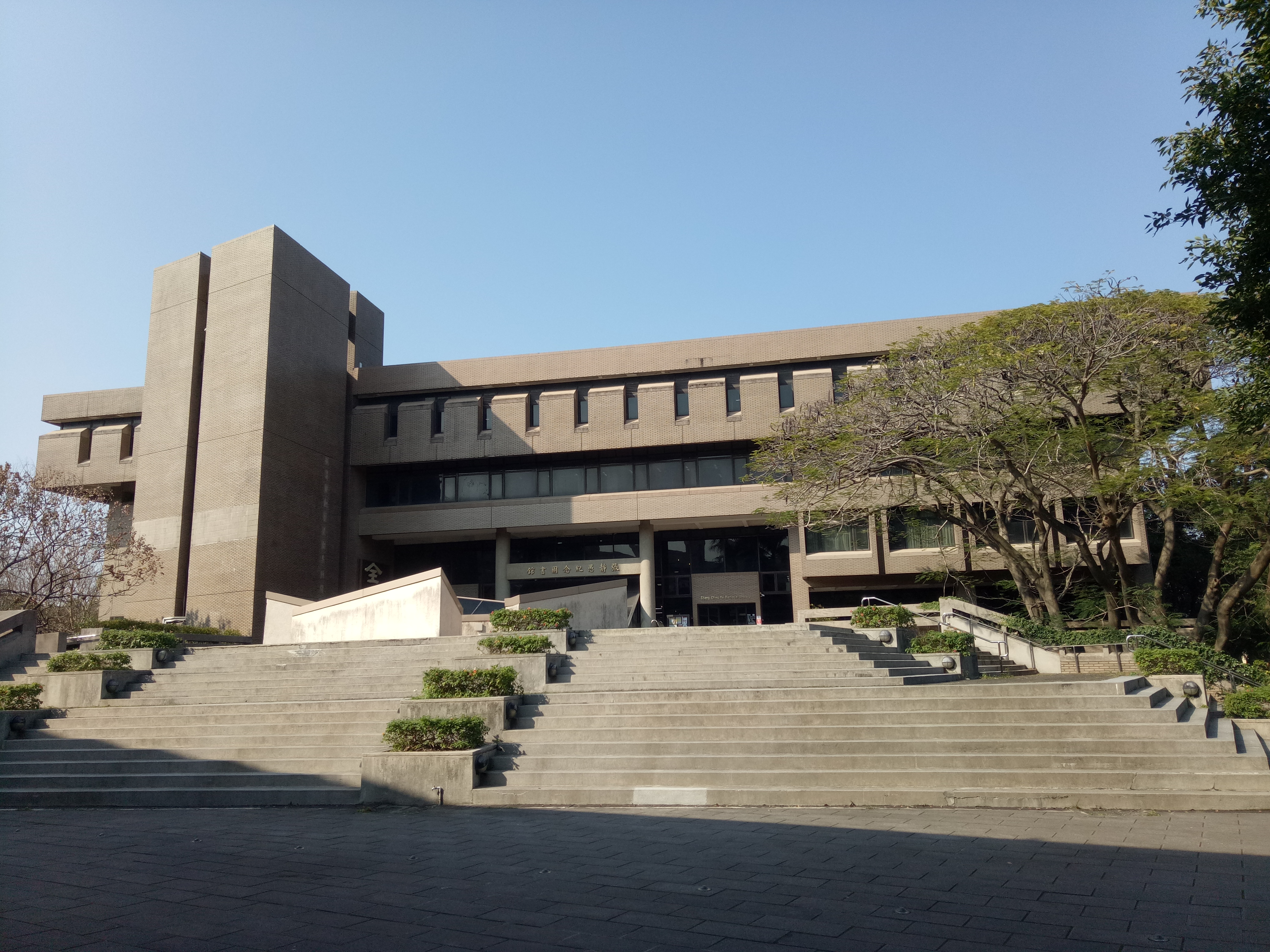
中原大學張靜愚紀念圖書館（1985年，潘冀與王秋華設計）
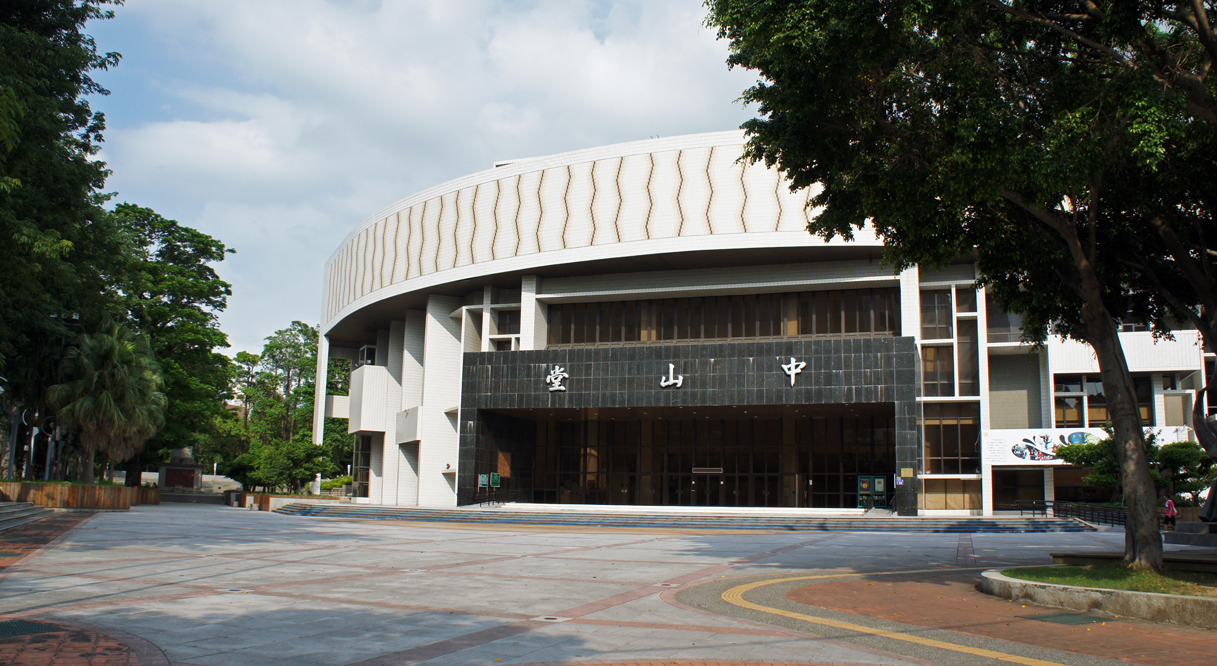
台中中山堂（1989年）
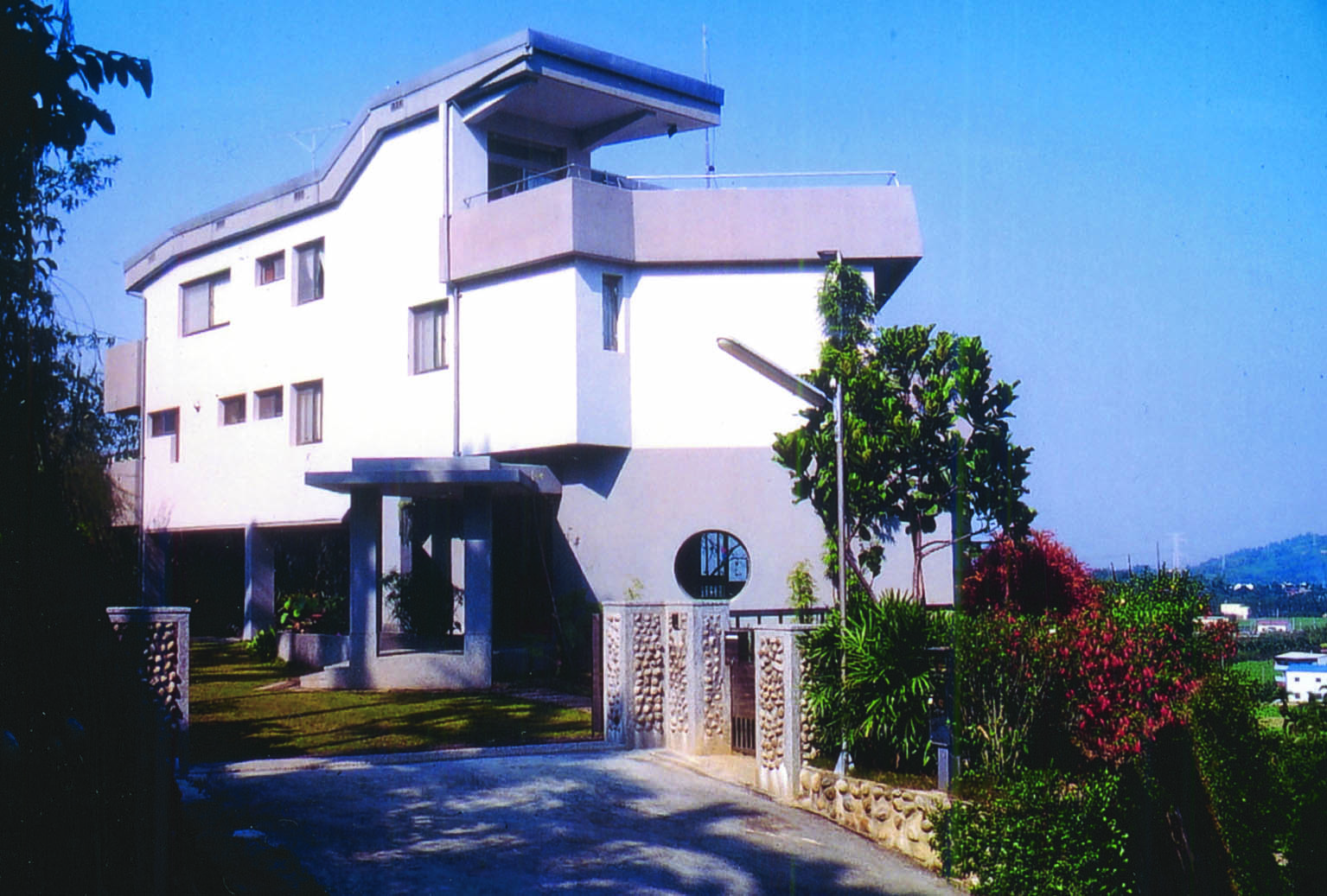
南埔林宅（1997年，李承寬設計）
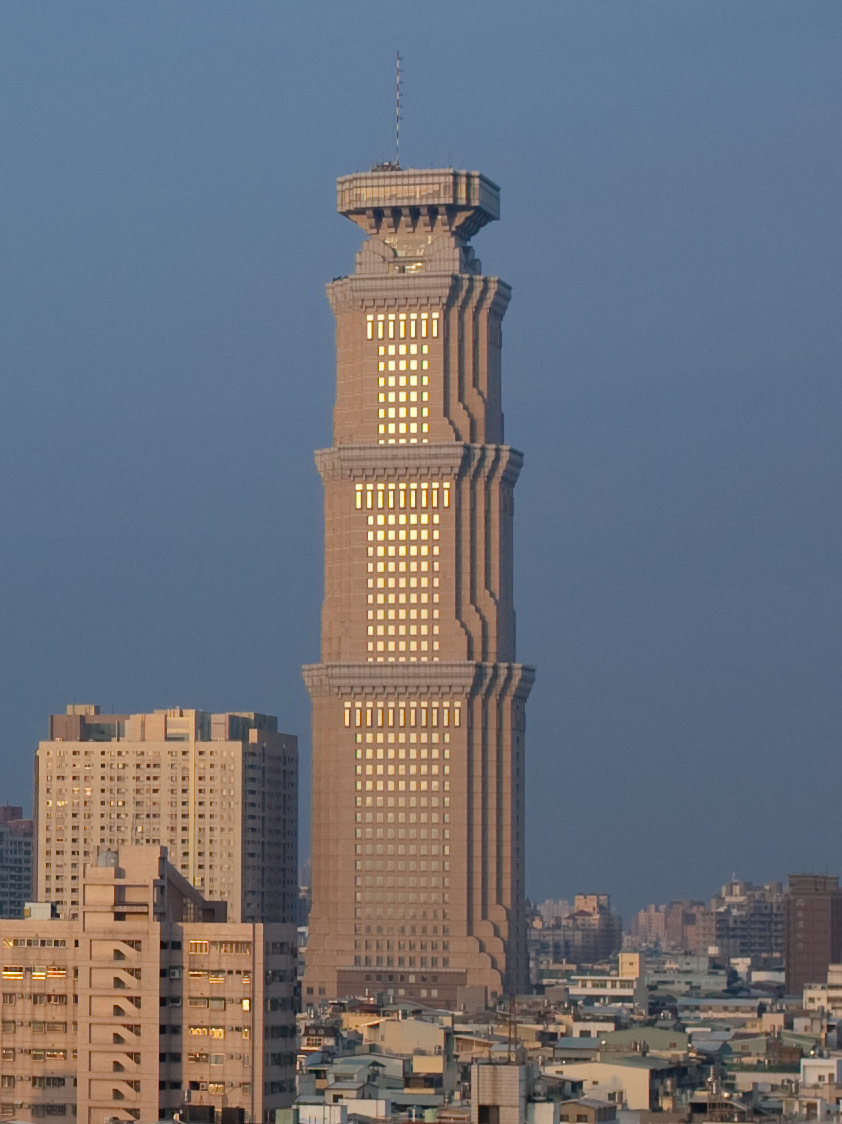
長谷世貿聯合國大樓（1992年，李祖原與王重平設計）
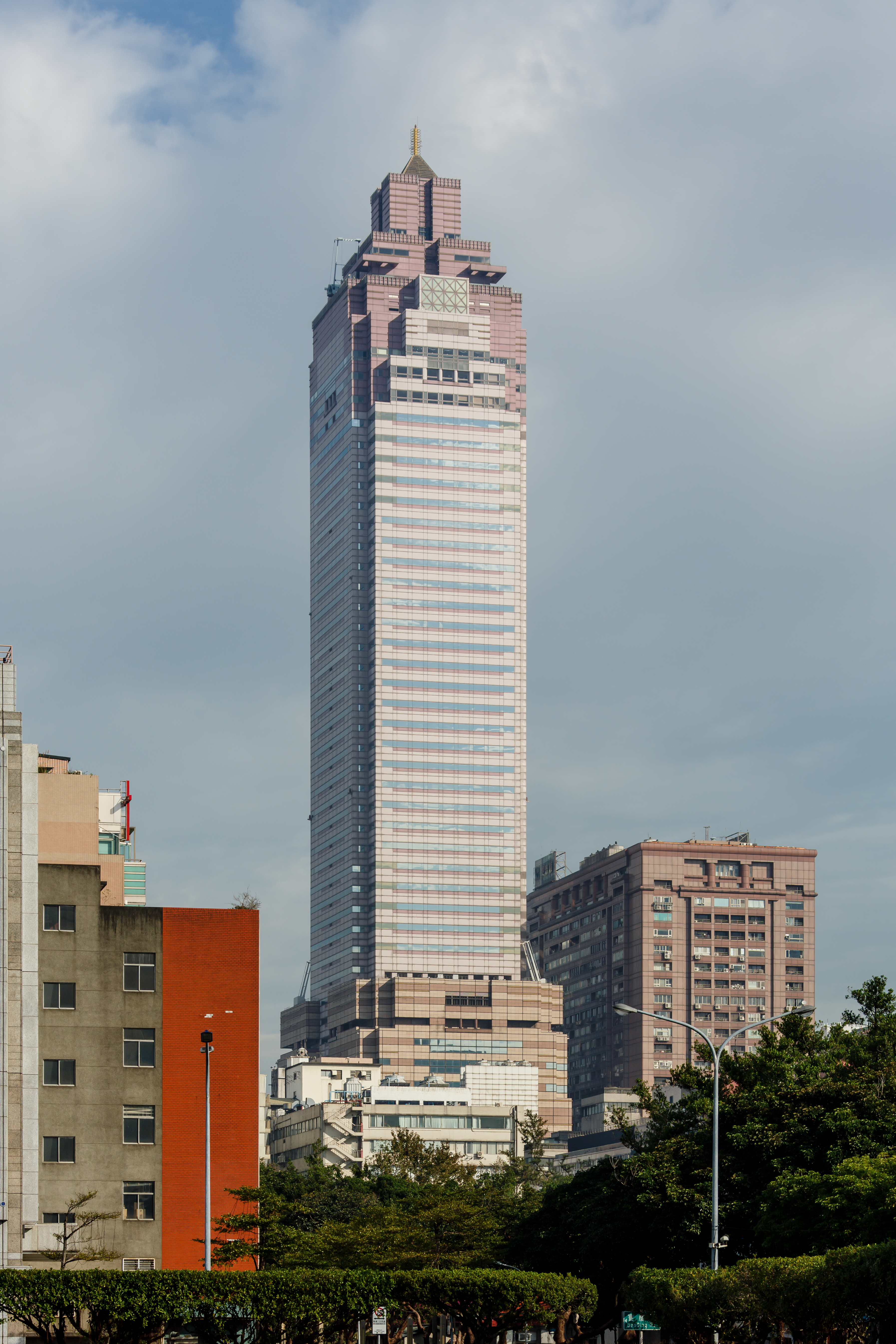
新光人壽保險摩天大樓（1993年，郭茂林設計）
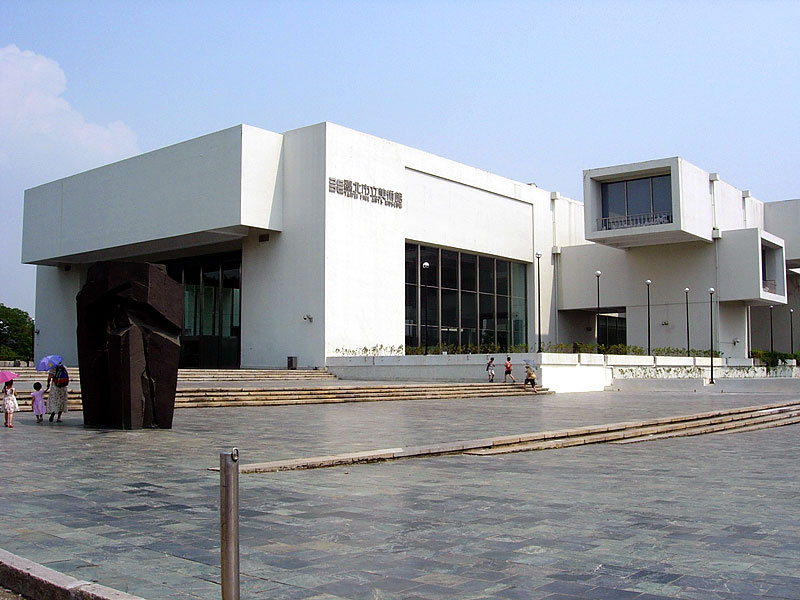
台北市立美術館（1999年，高而潘設計）
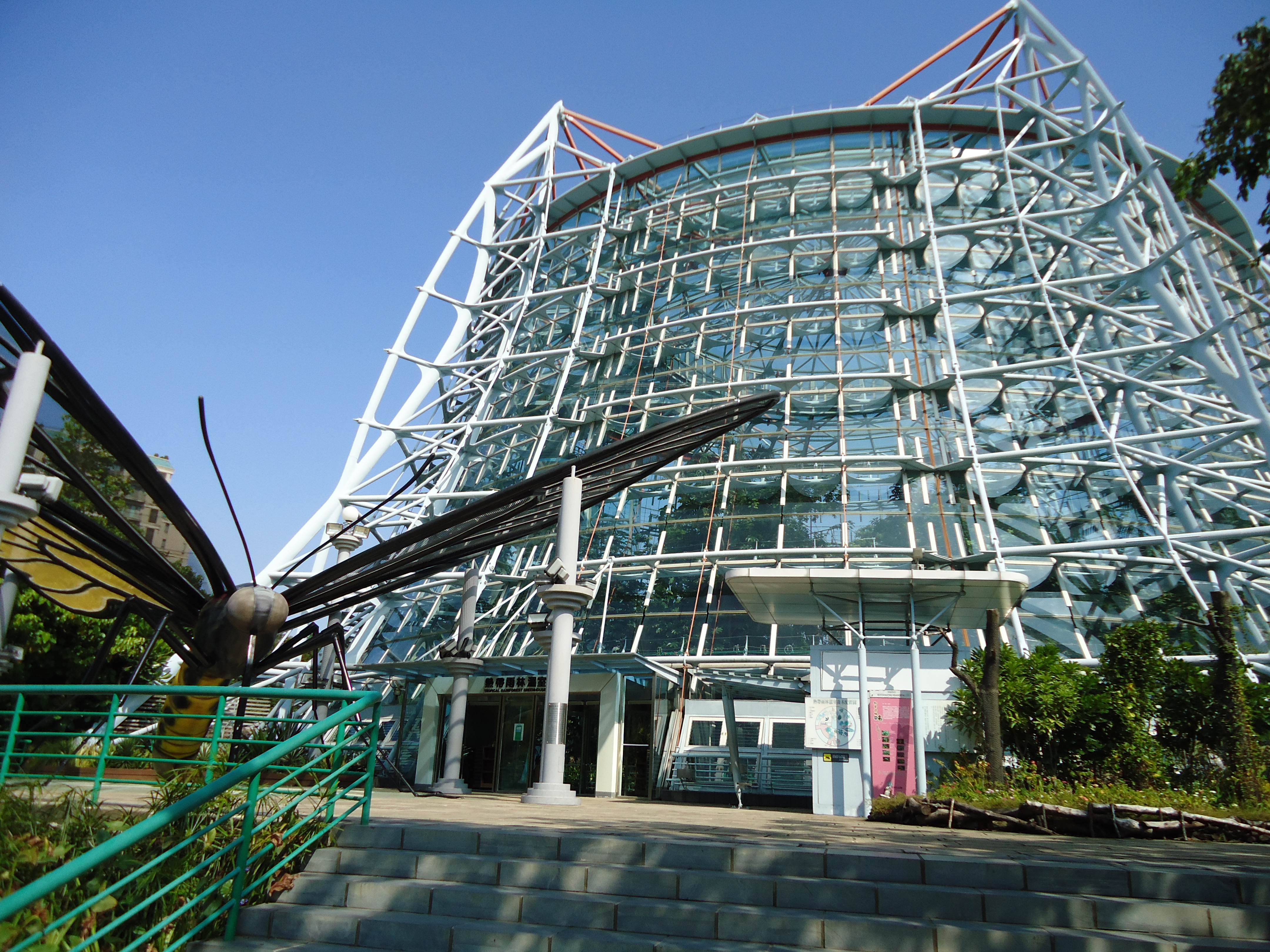
台中國立自然科學博物館植物園（1999年）
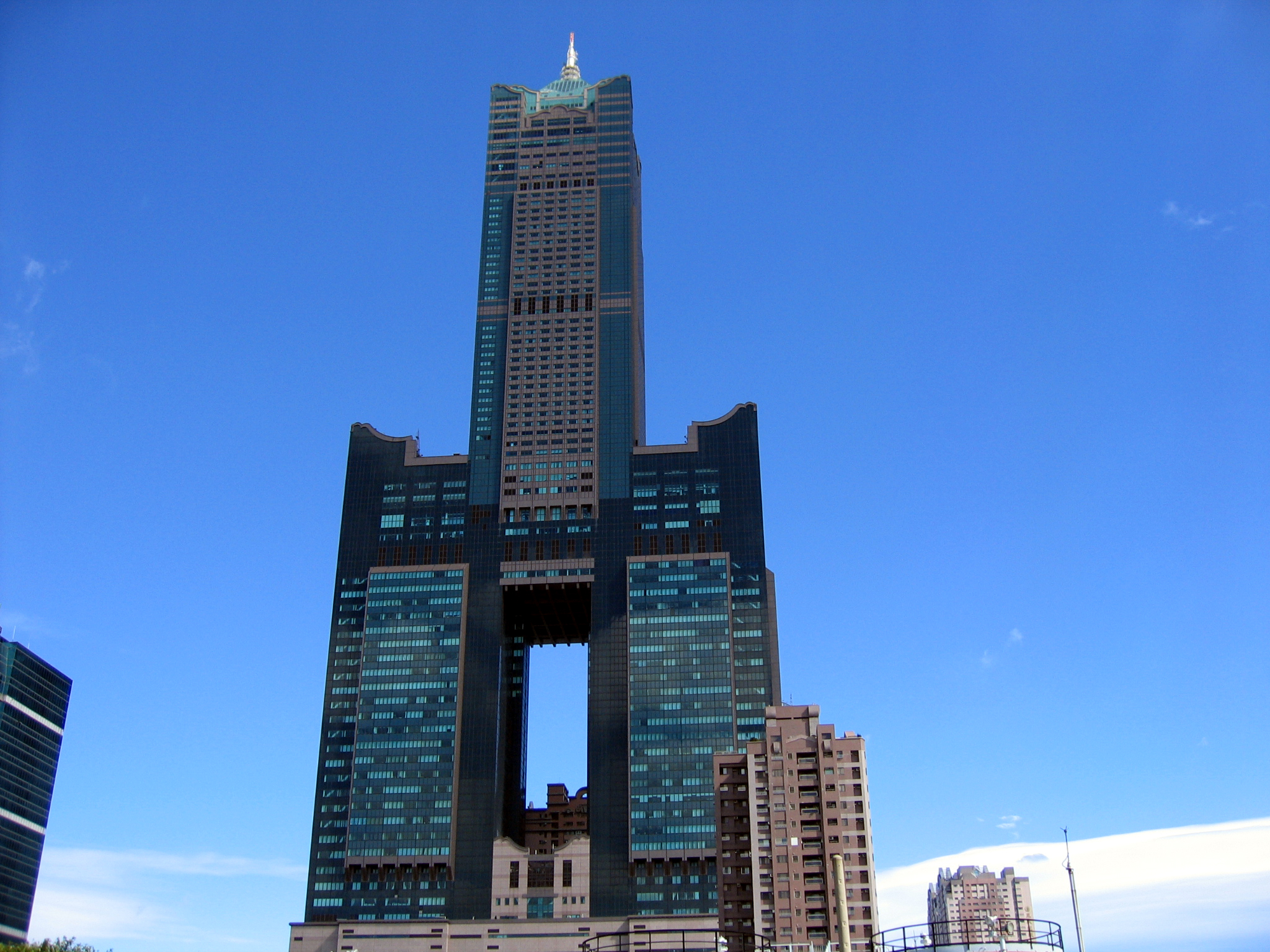
高雄85大樓（1999年，李祖原設計）
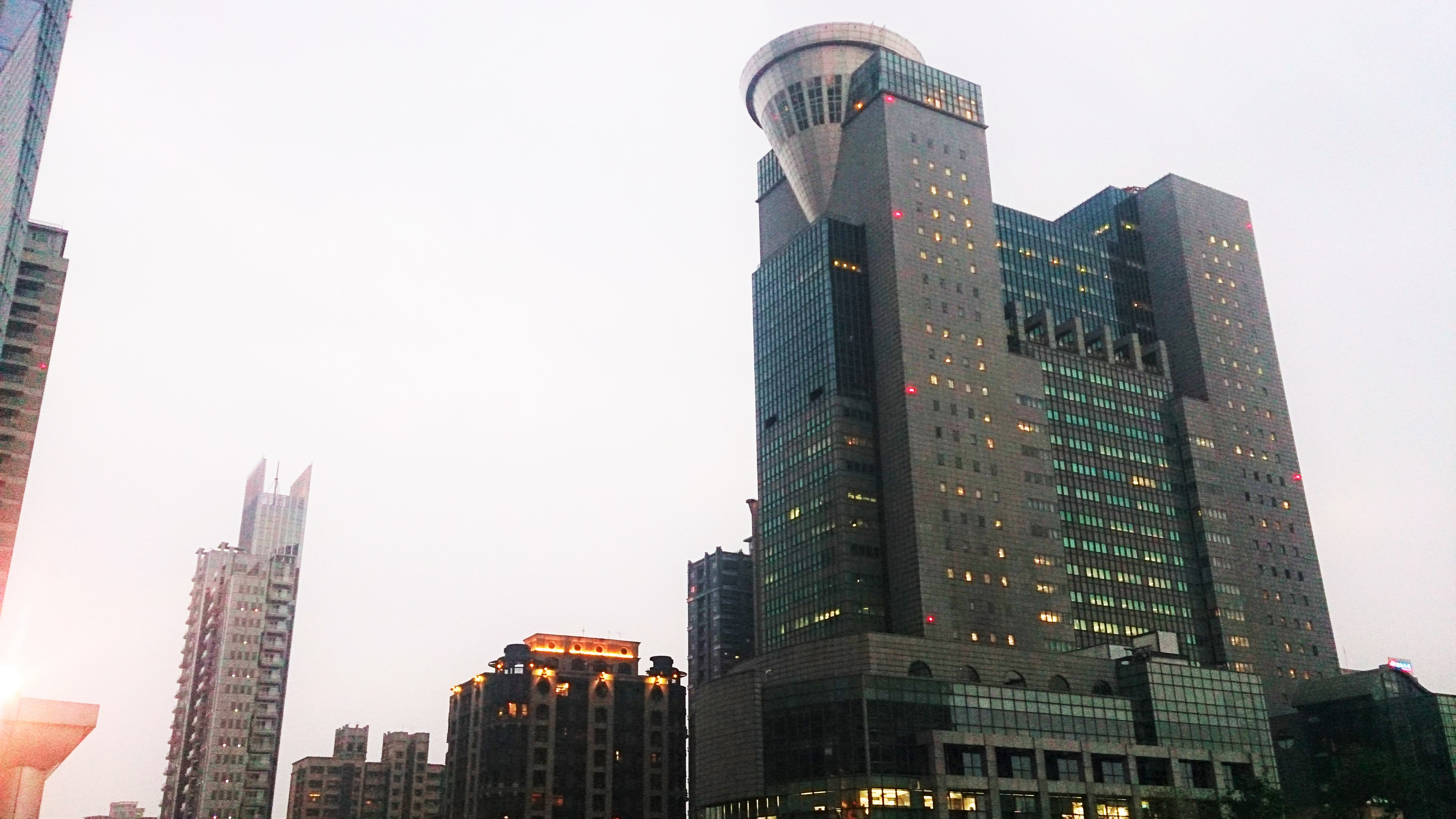
新北市政府大樓（2003年）
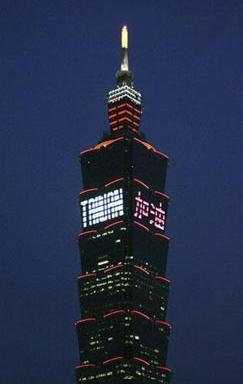
台北101（2004年，李祖原設計）
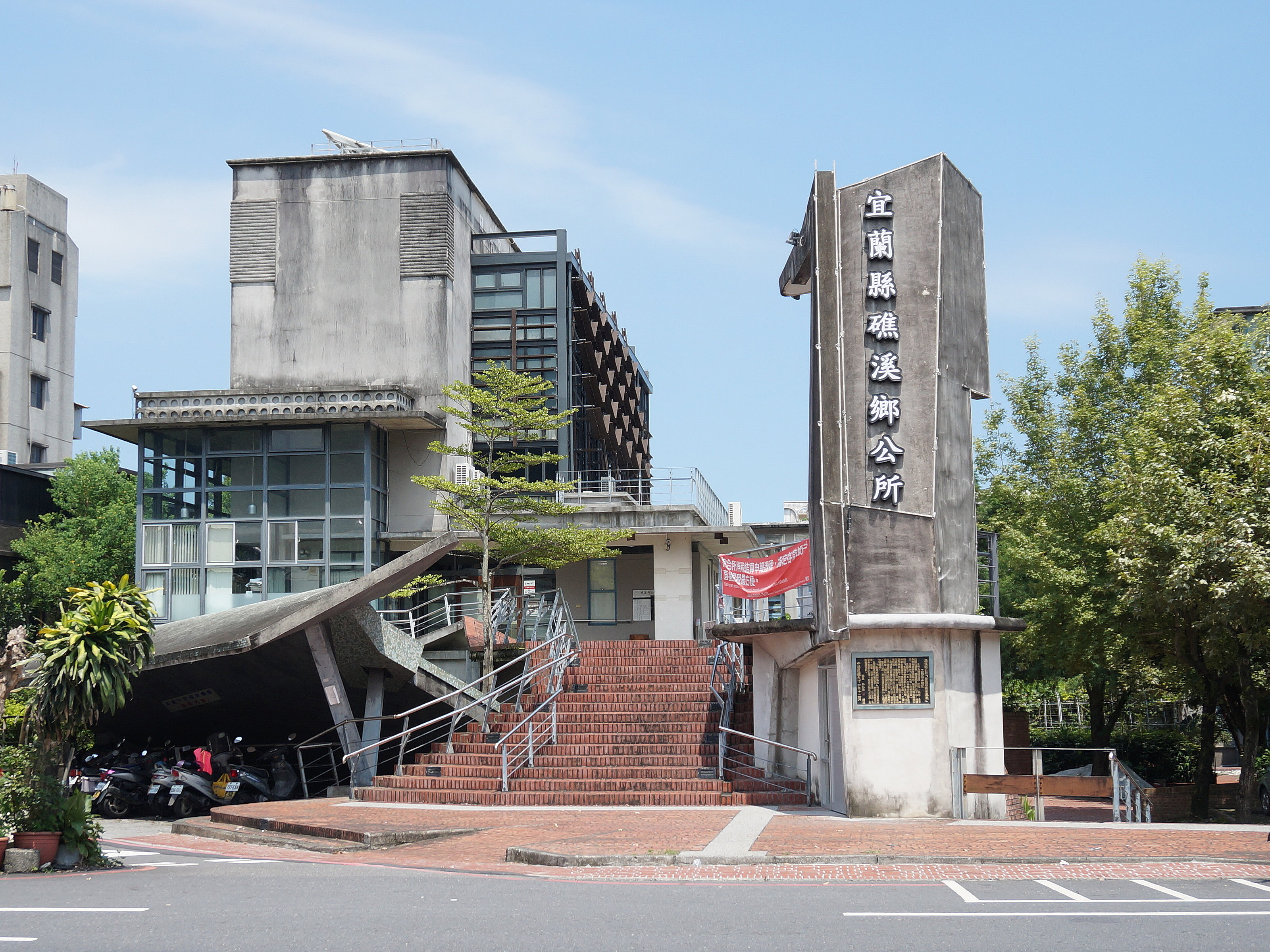
礁溪鄉公所（2005年，黃聲遠設計）
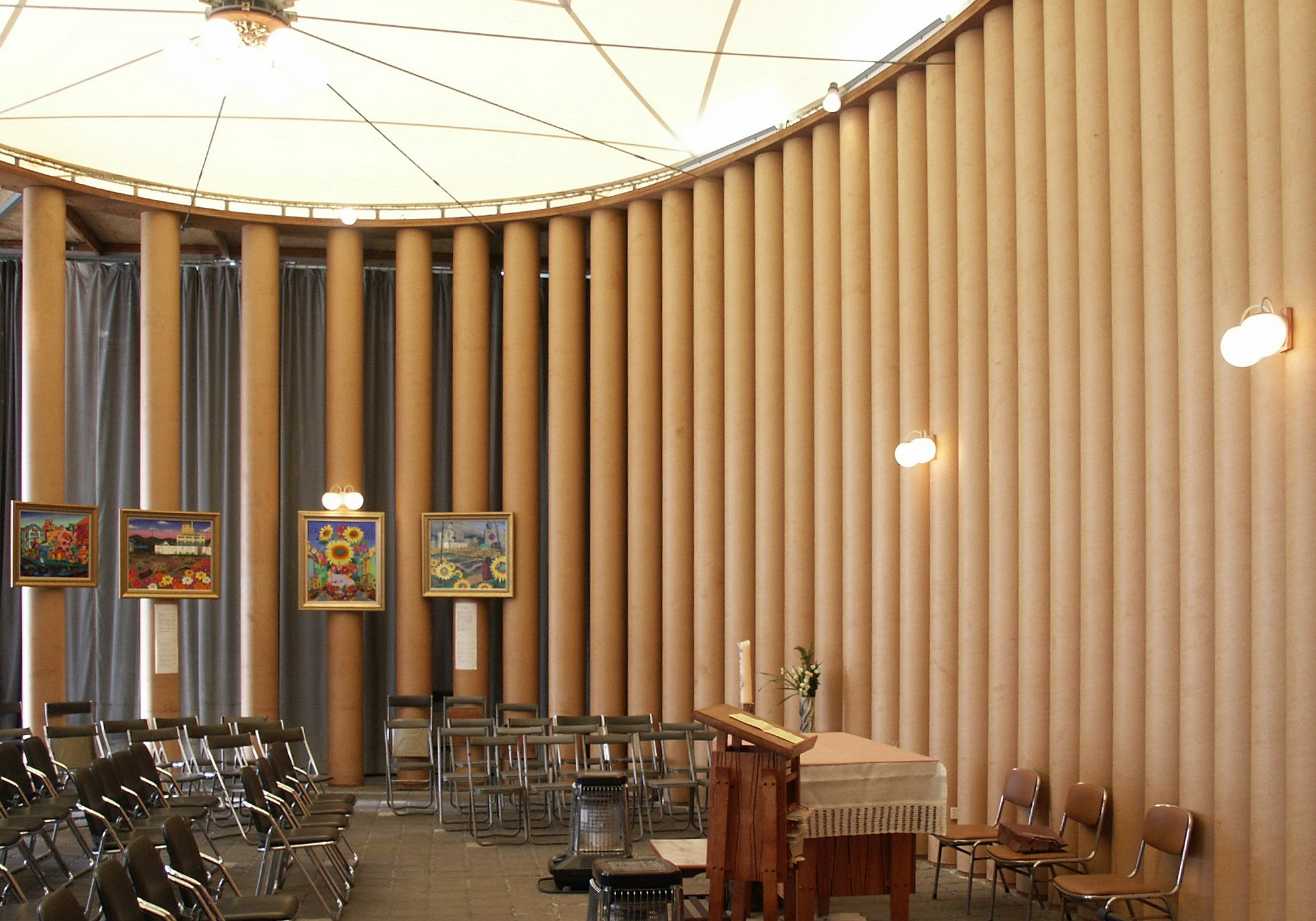
鷹取Paper Dome紙教堂（2006年重建，坂茂設計）
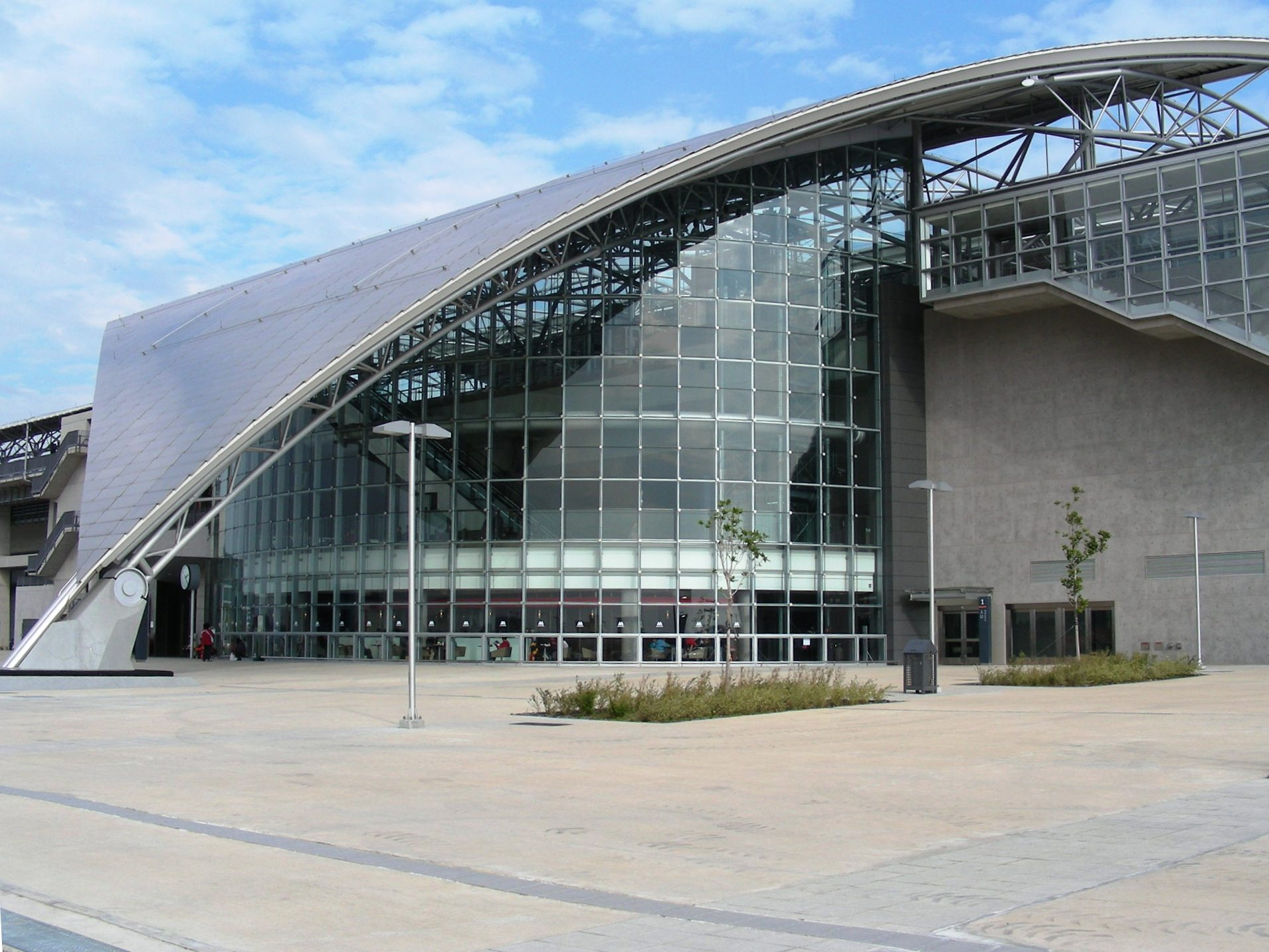
高鐵新竹站（2006年，姚仁喜設計）
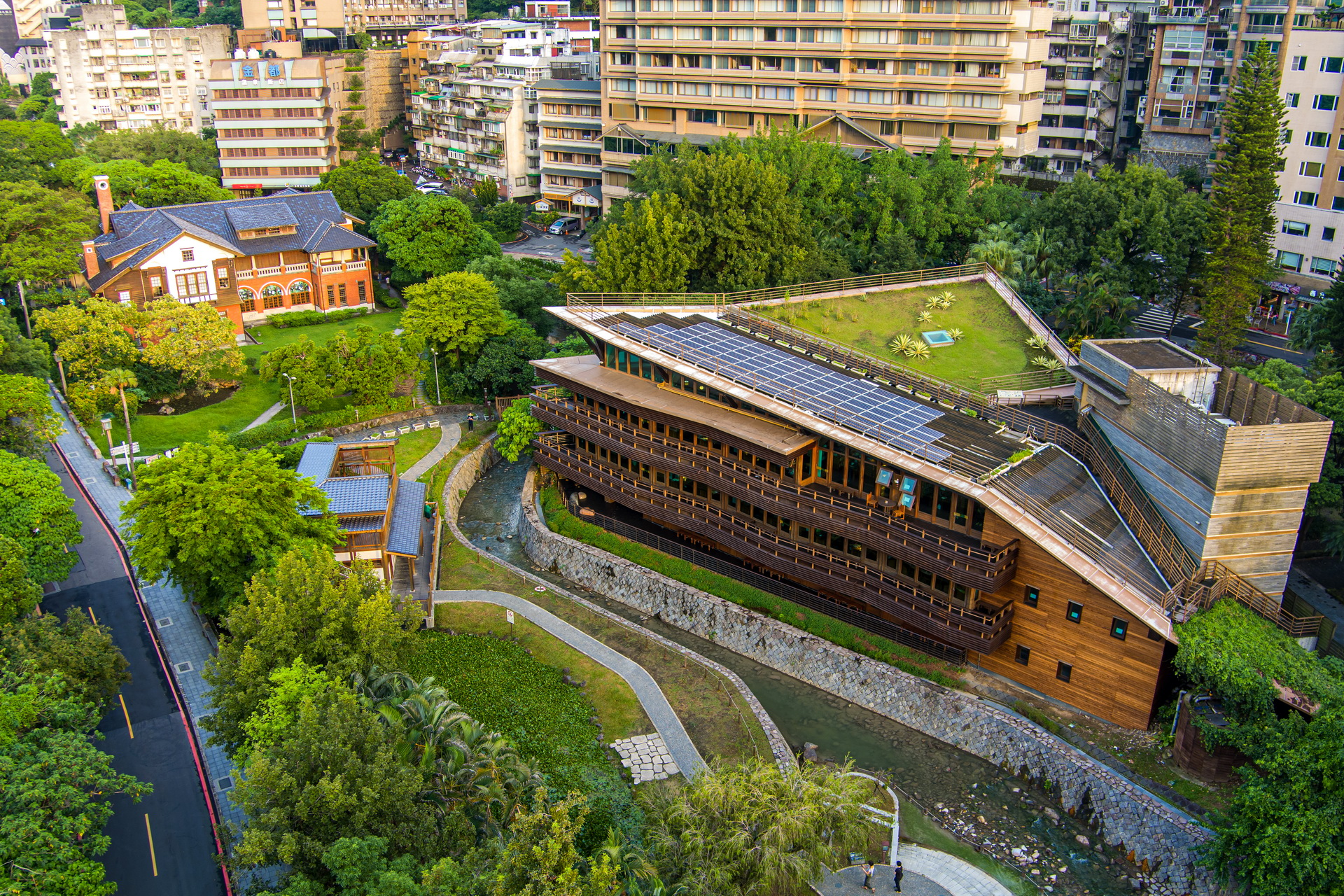
臺北市立圖書館北投分館（2006年，九典建築師事務所設計）
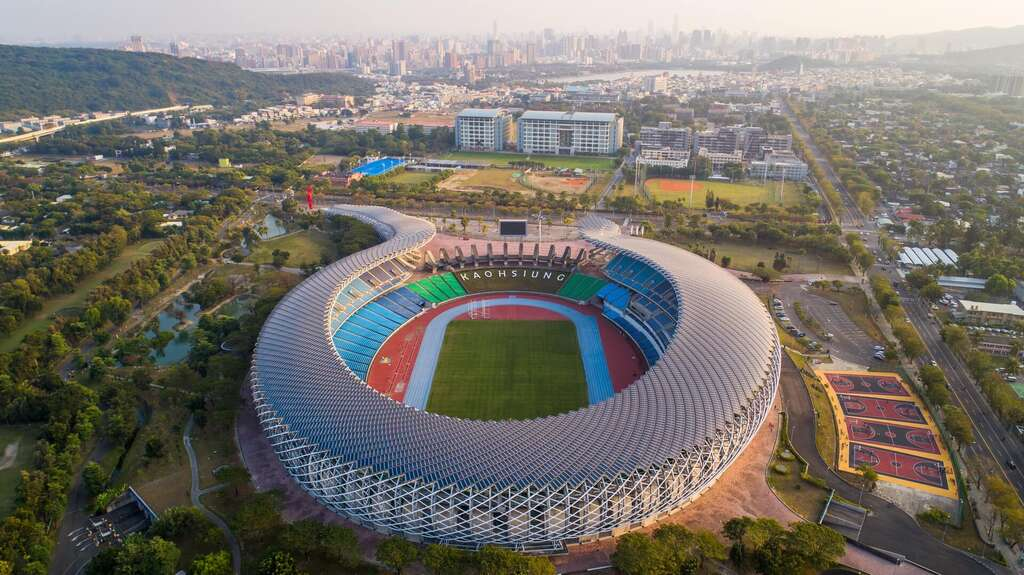
國家體育場（2009年，伊東豊雄與劉培森設計）

### 2010年代以來的現代建築
2010年代以來，台灣人的整體審美得到飛越性的提升，1980年代那種只講實用主義、不講美感的現代建築迅速消亡，取而代之的是各種富有設計感的現代建築。
- 宜蘭蘭陽博物館 （2010，姚仁喜）
- 台中國家歌劇院 （2014，伊東豊雄）

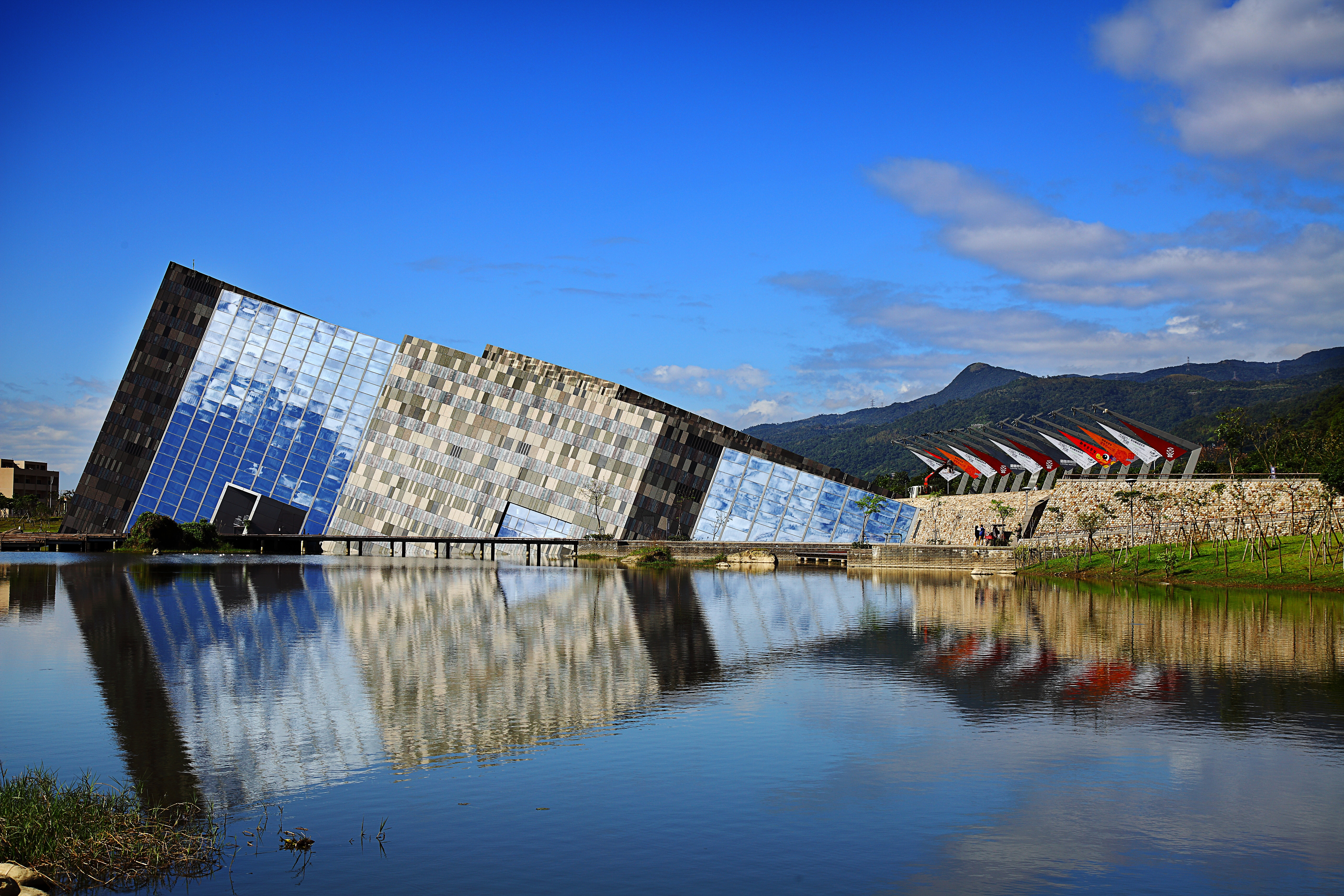
宜蘭蘭陽博物館（2010年，姚仁喜設計）
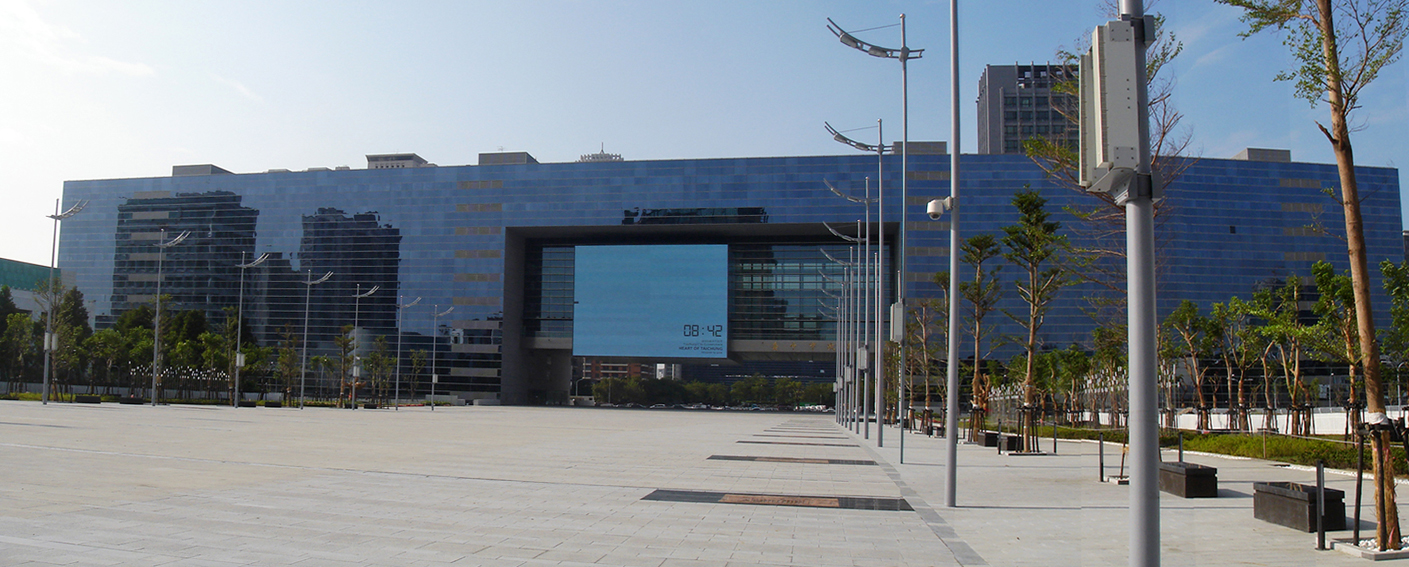
臺灣大道市政大樓（2010年）
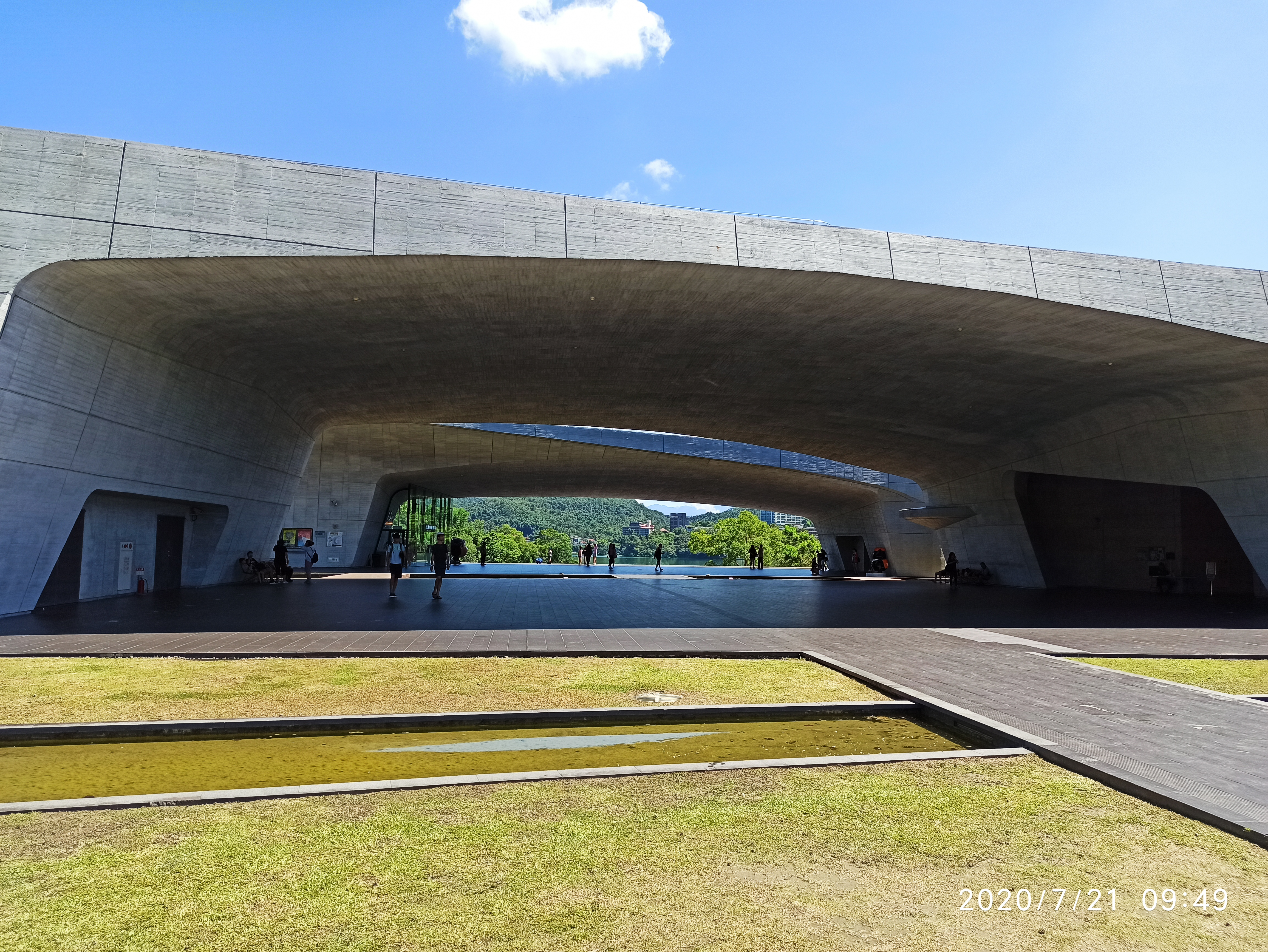
向山行政暨遊客中心（2010年。團紀彥設計）
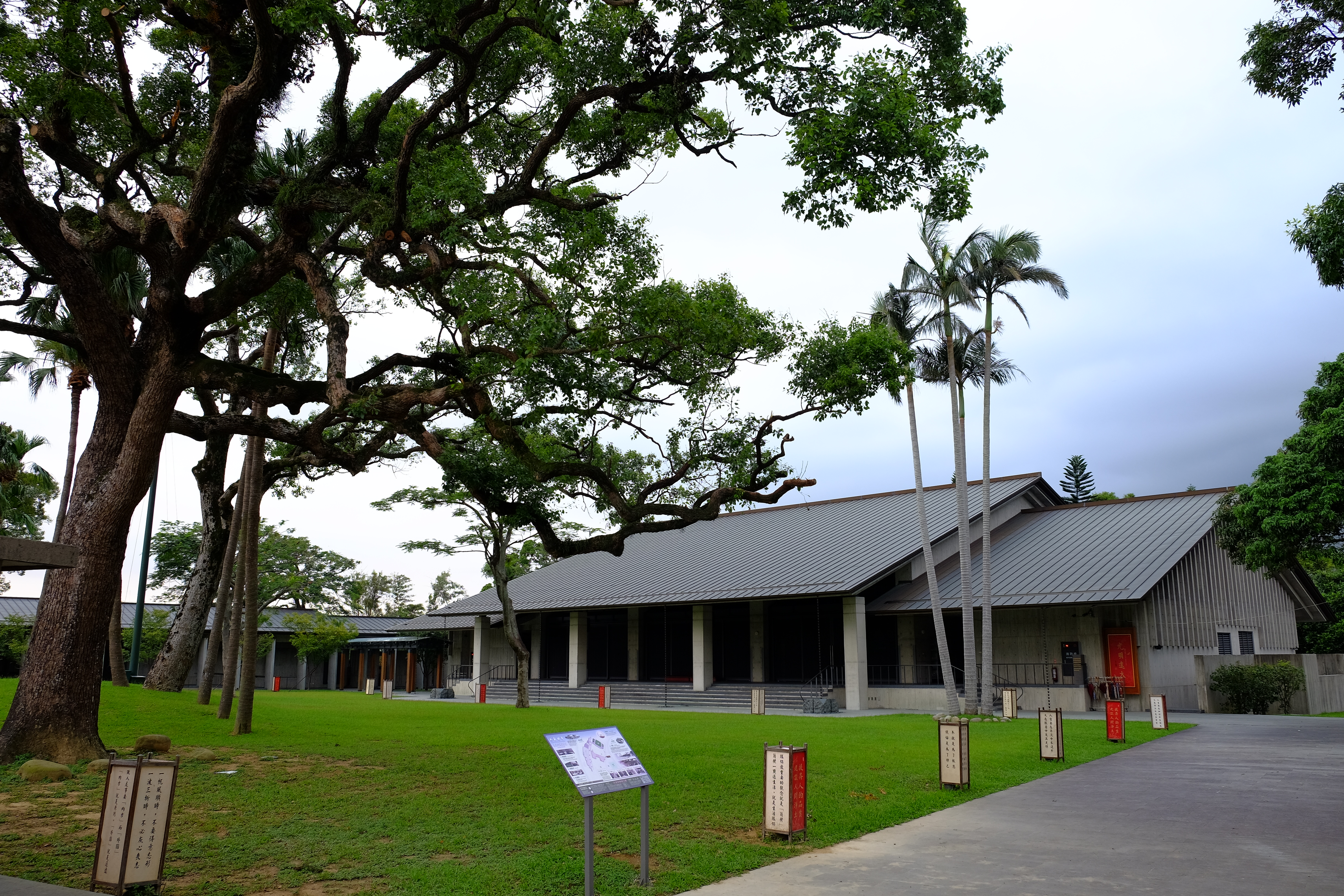
大溪齋明寺增建（2010年，孫德鴻設計）
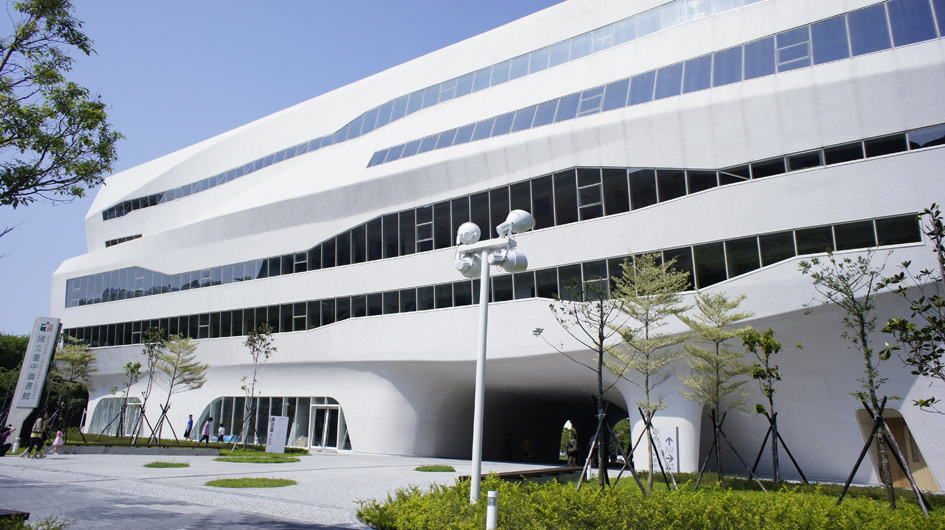
台中國立公共資訊圖書館（2012年，潘冀聯合建築師事務所設計）
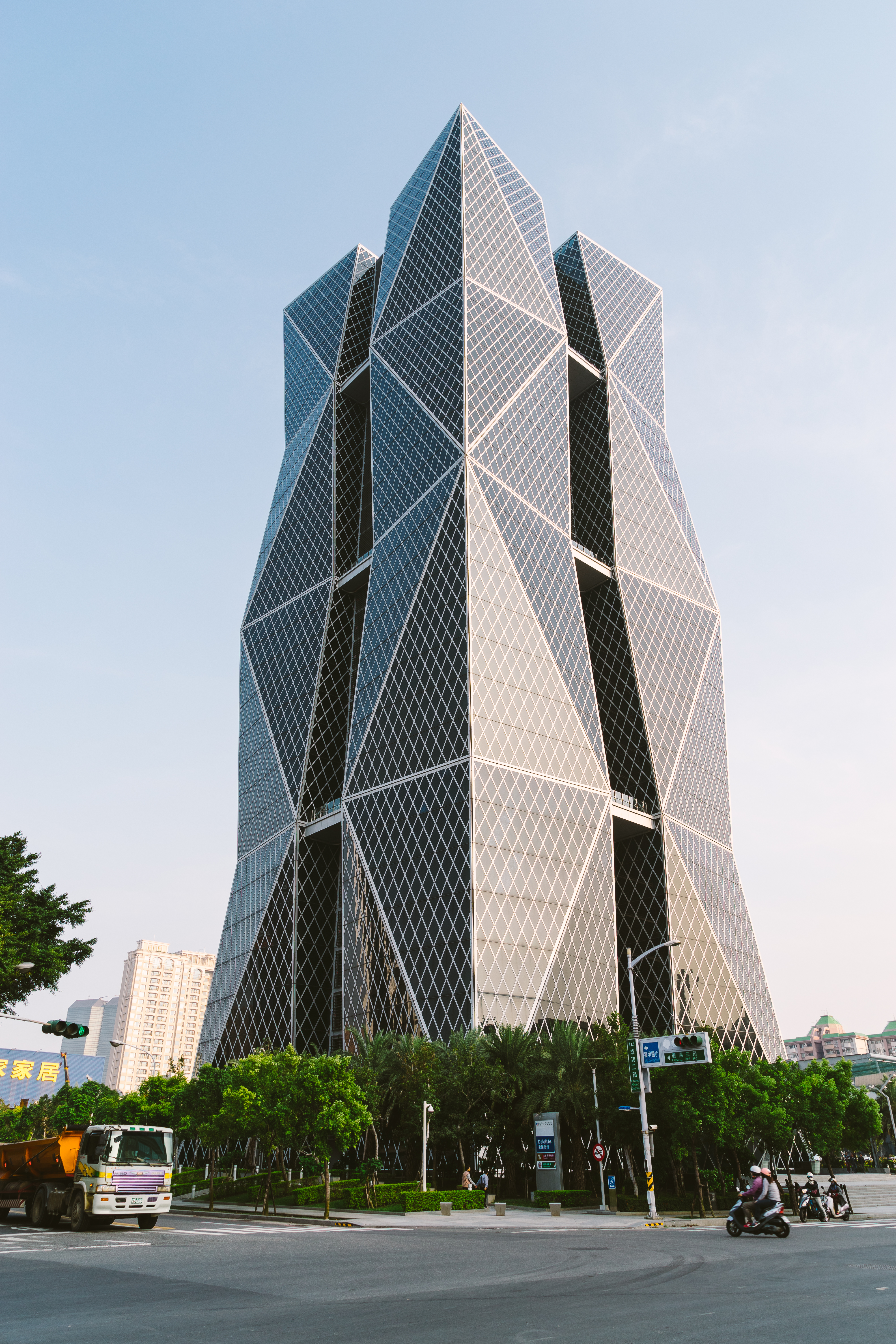
中鋼集團總部大樓（2012年，姚仁喜設計）
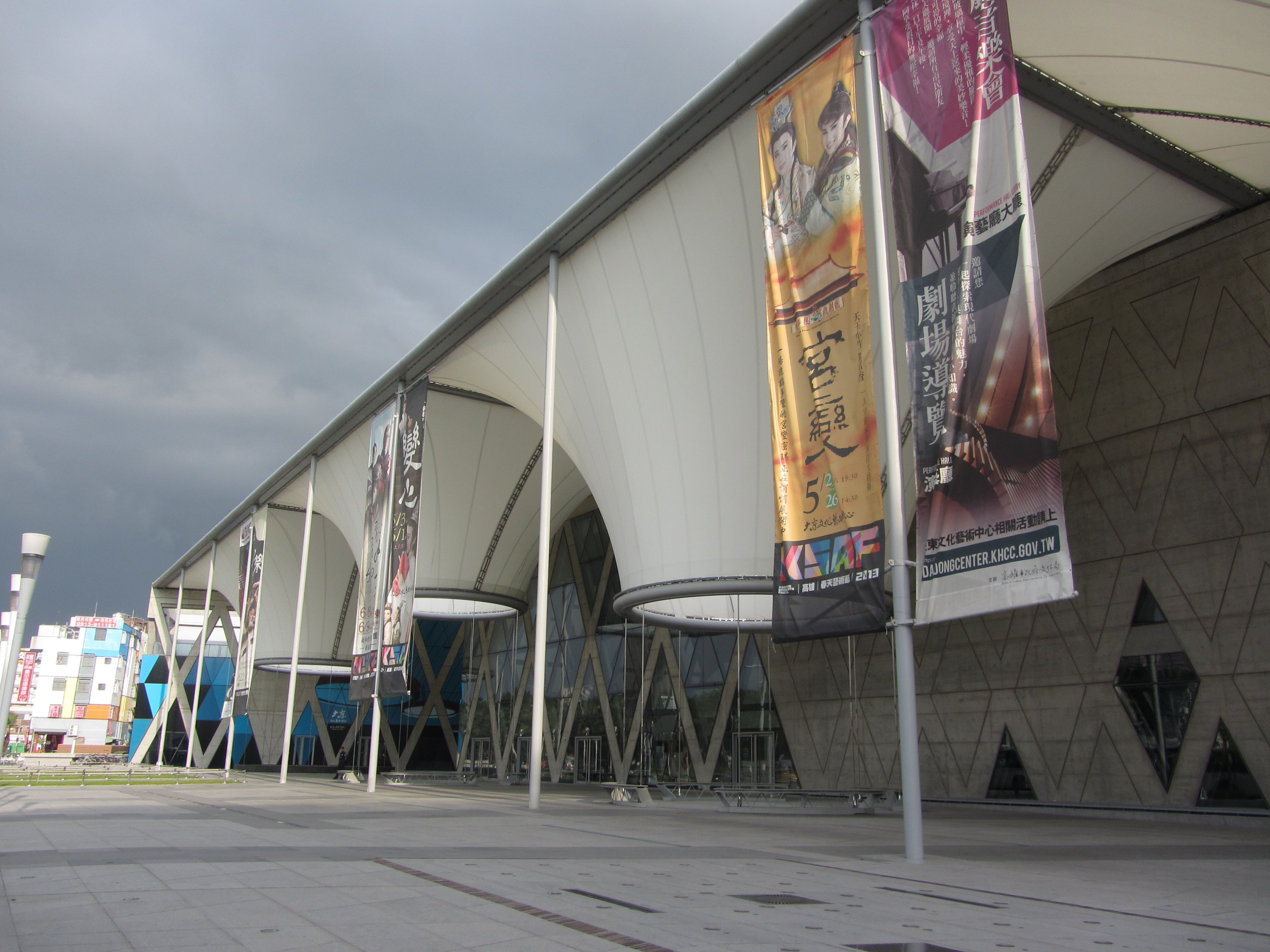
大東文化藝術中心（2012年，張瑪龍、陳玉霖與de Architekten Cie設計）
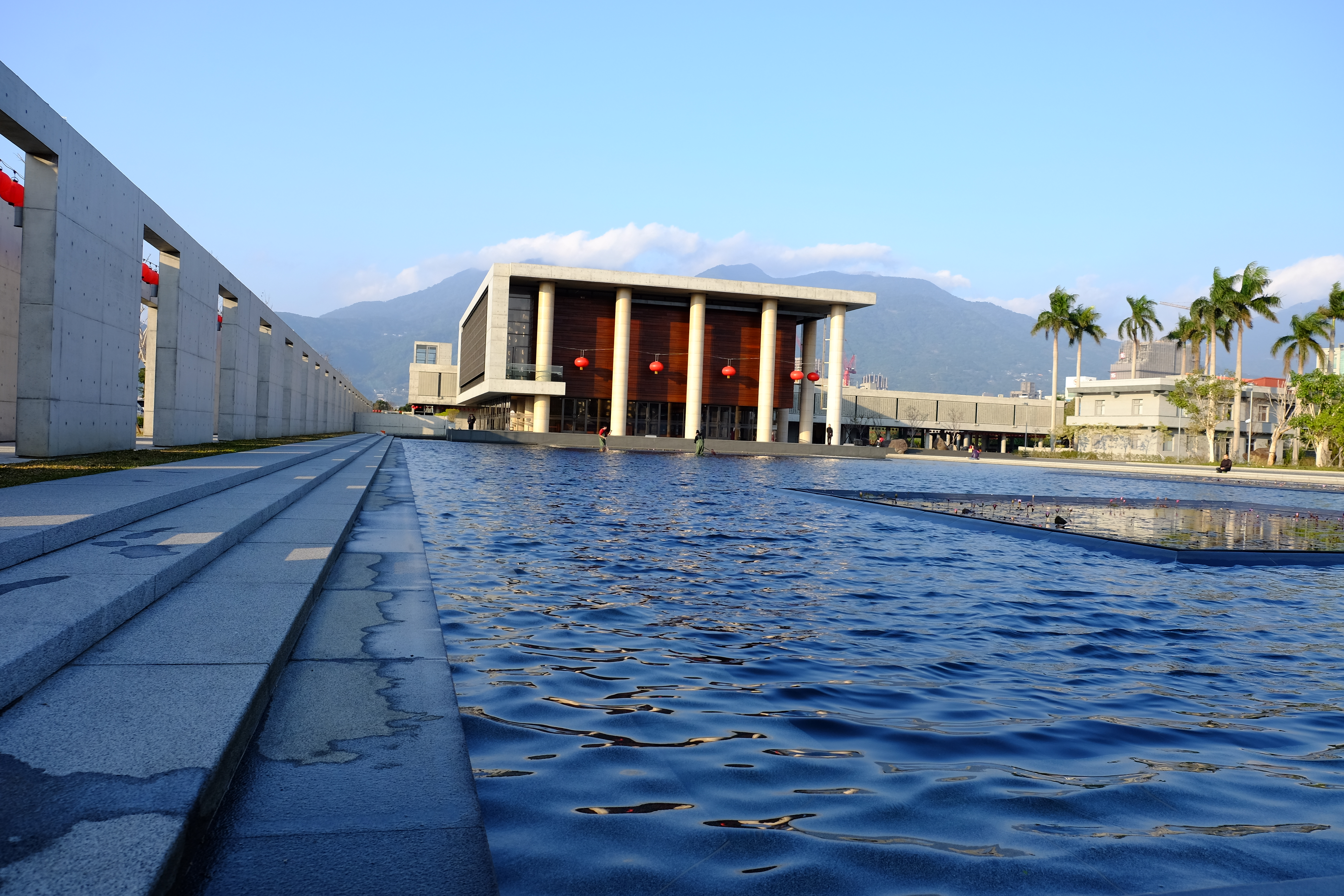
法鼓山農禪寺水月道場（2012年，姚仁喜設計）
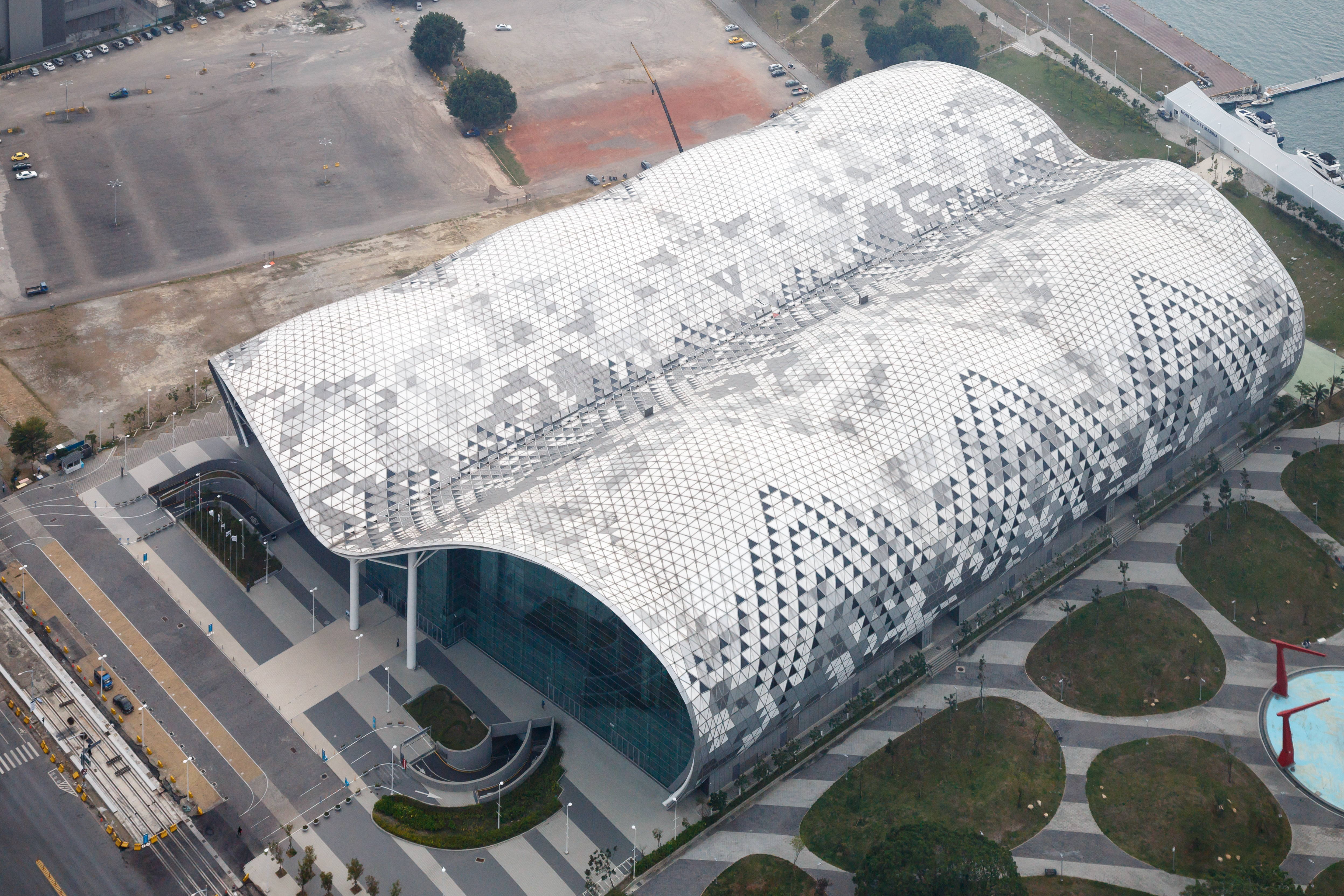
高雄展覽館（2013年，COX建築師事務所與劉培森設計）
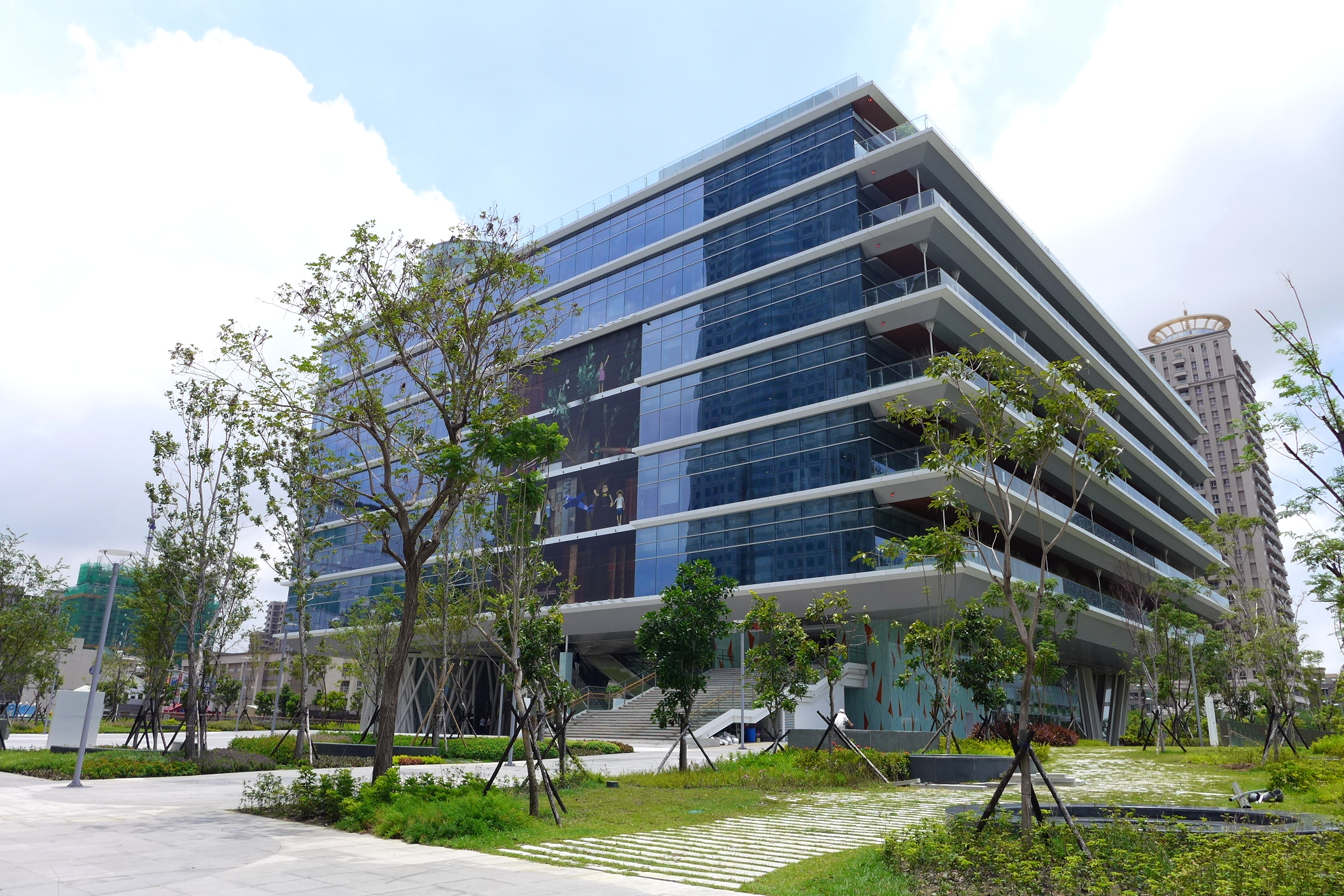
高雄市立圖書館總館（2014年，劉培森設計）
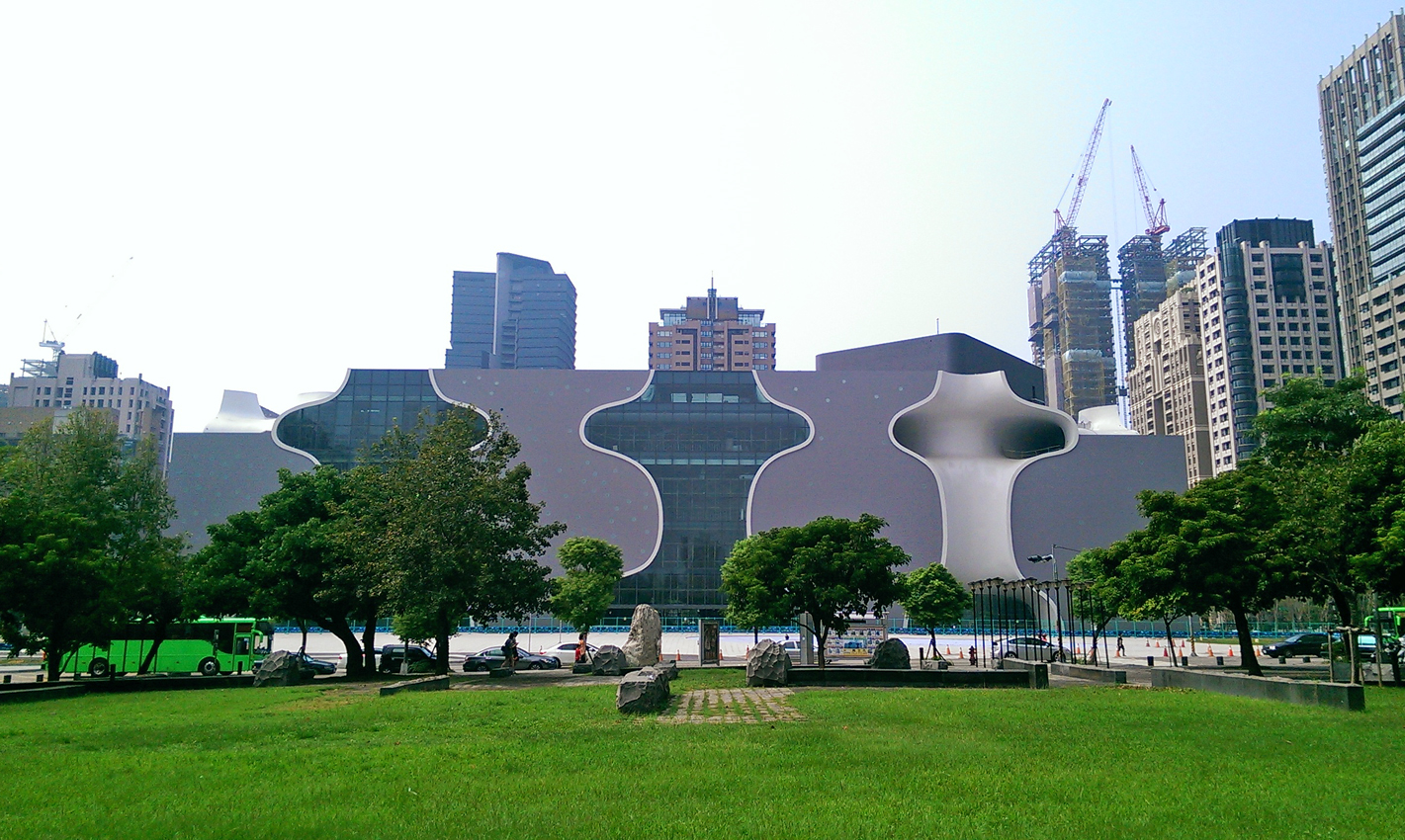
臺中國家歌劇院（2015年，伊東豊雄設計）
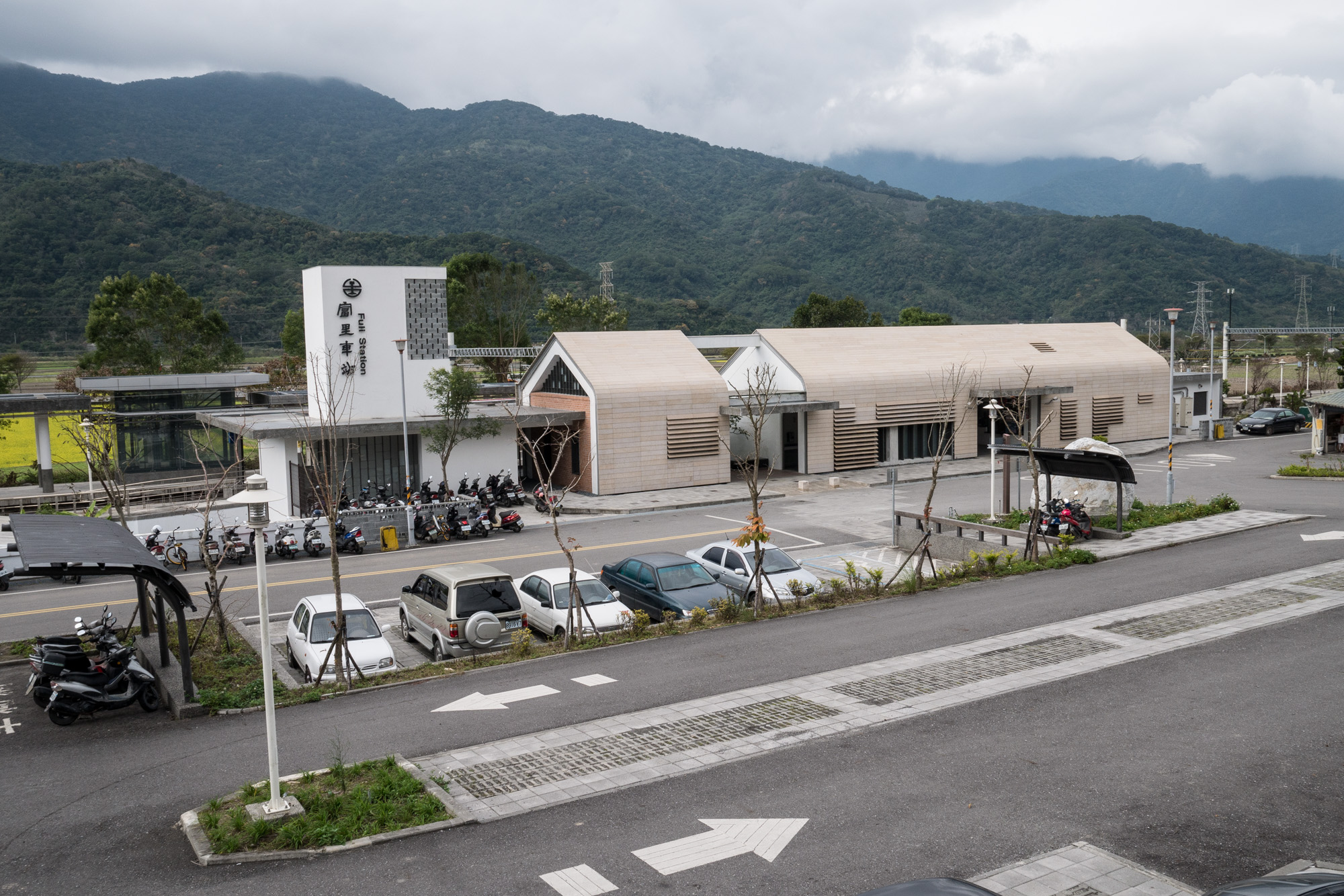
富里車站（2016年）
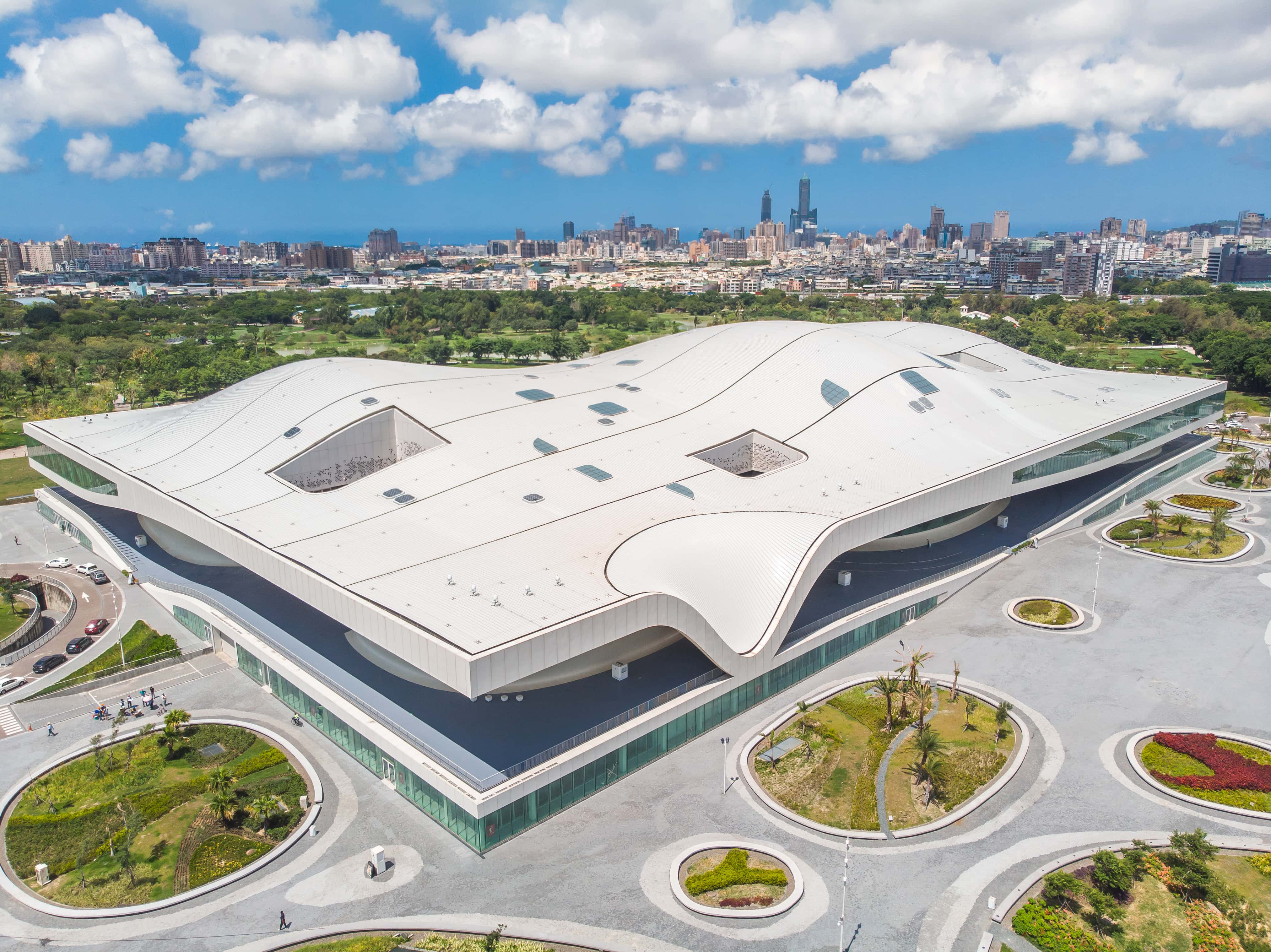
衛武營國家藝術文化中心（2017年，法蘭馨·侯班設計）
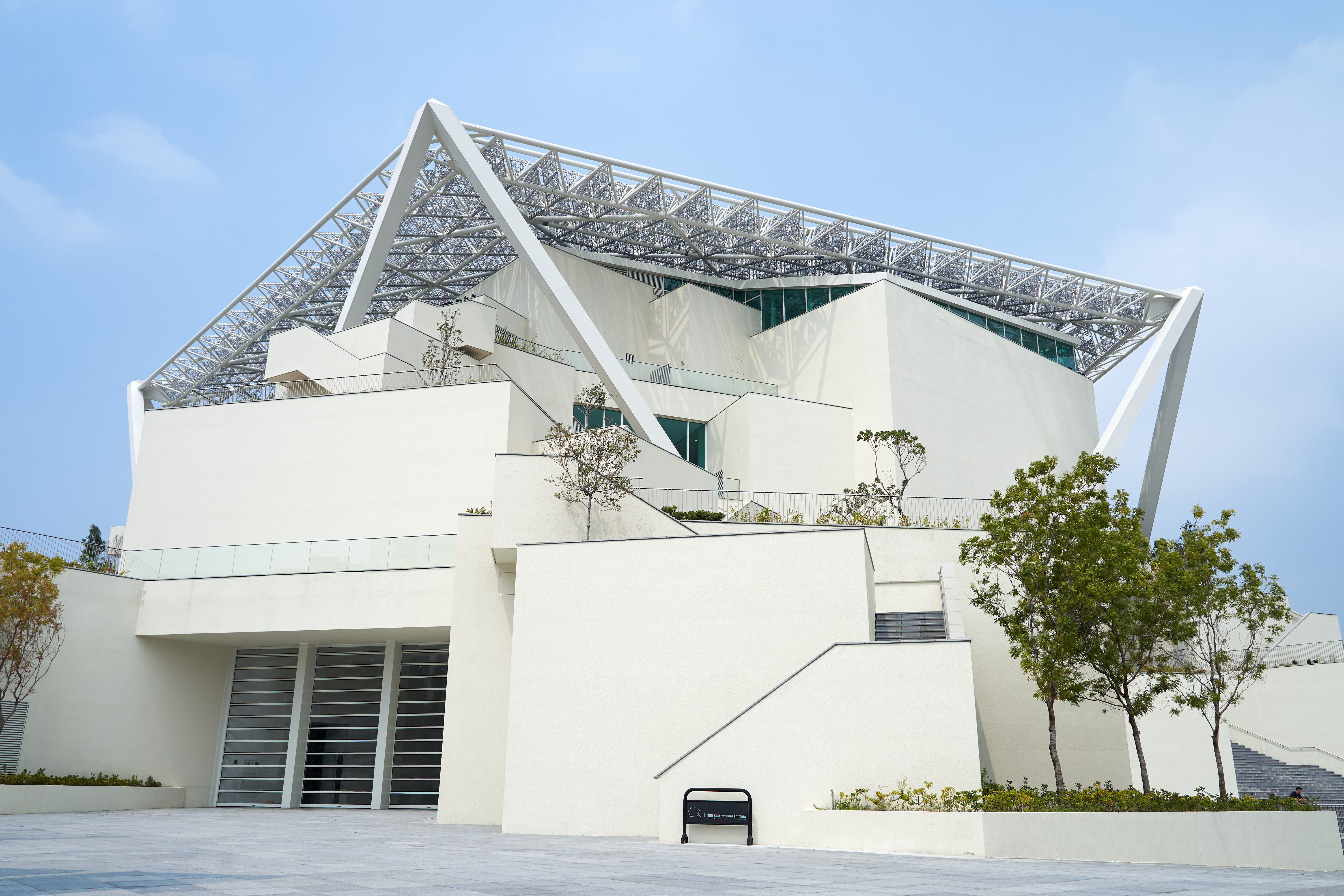
臺南市美術館（2018年）
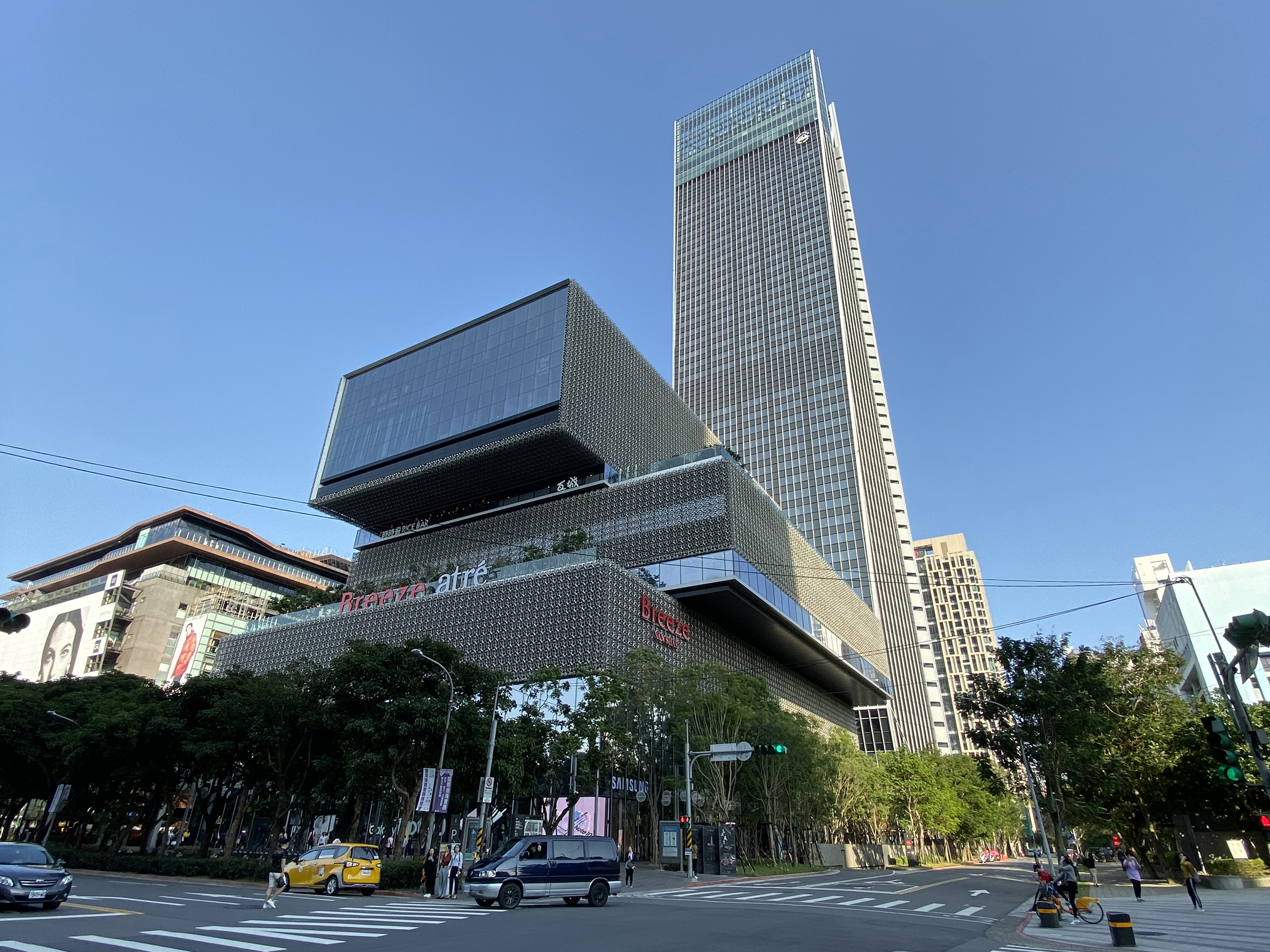
南山廣場（2018年）
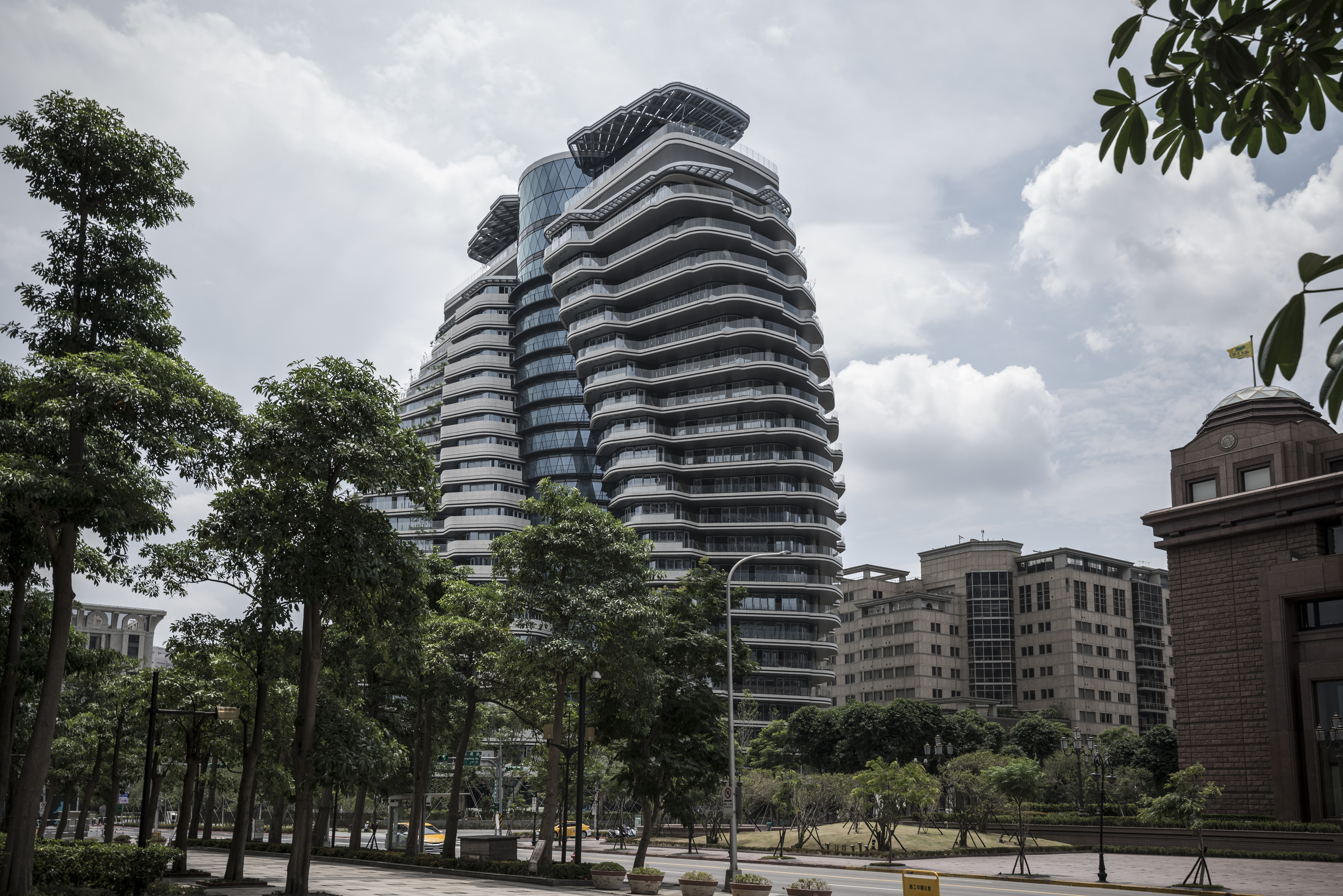
陶朱隱園（2019年）

### 2020年代建築

#### 現代建築

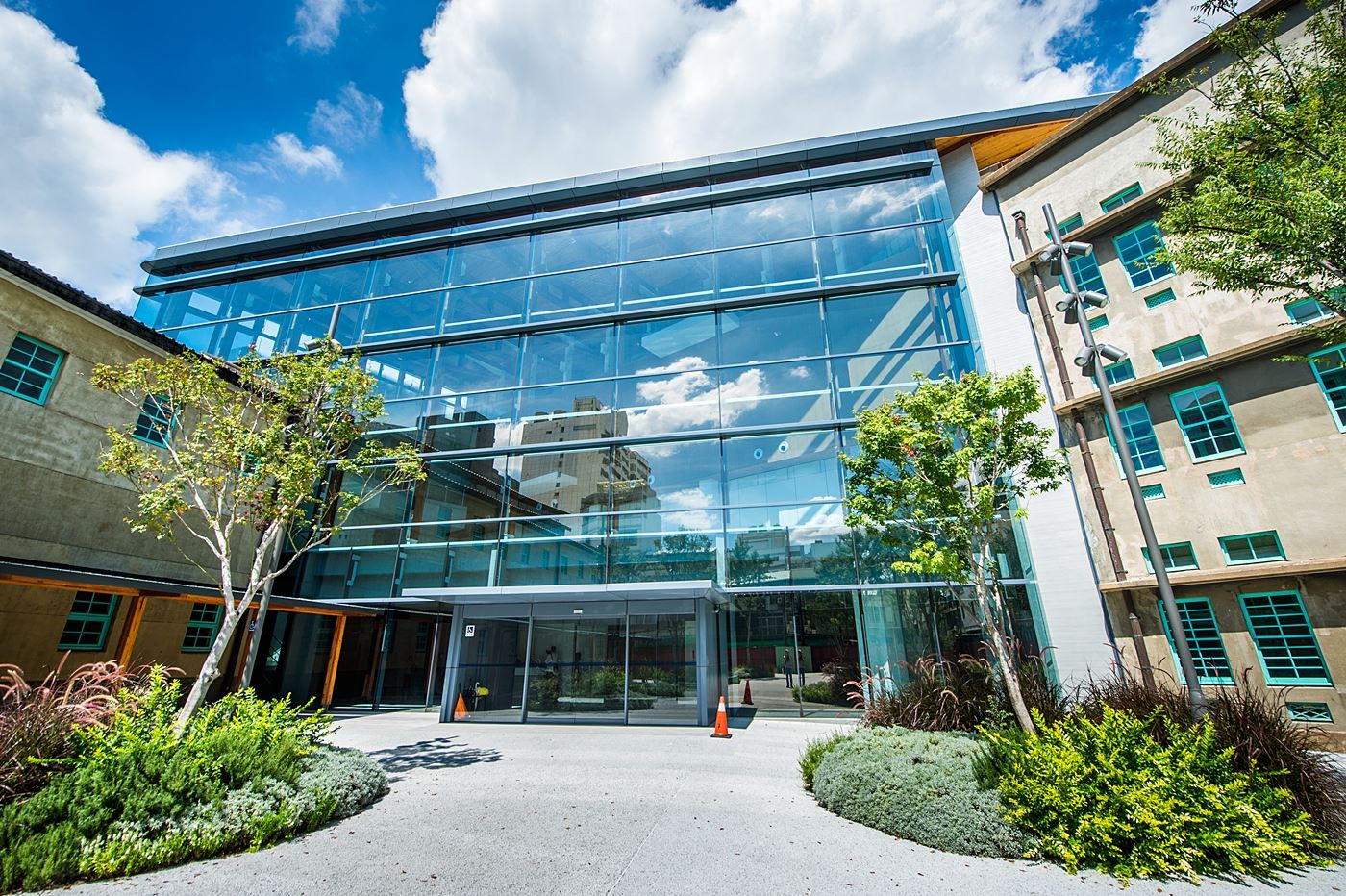
嘉義市立美術館增改建工程（2020年，黃明威與王銘顯設計）
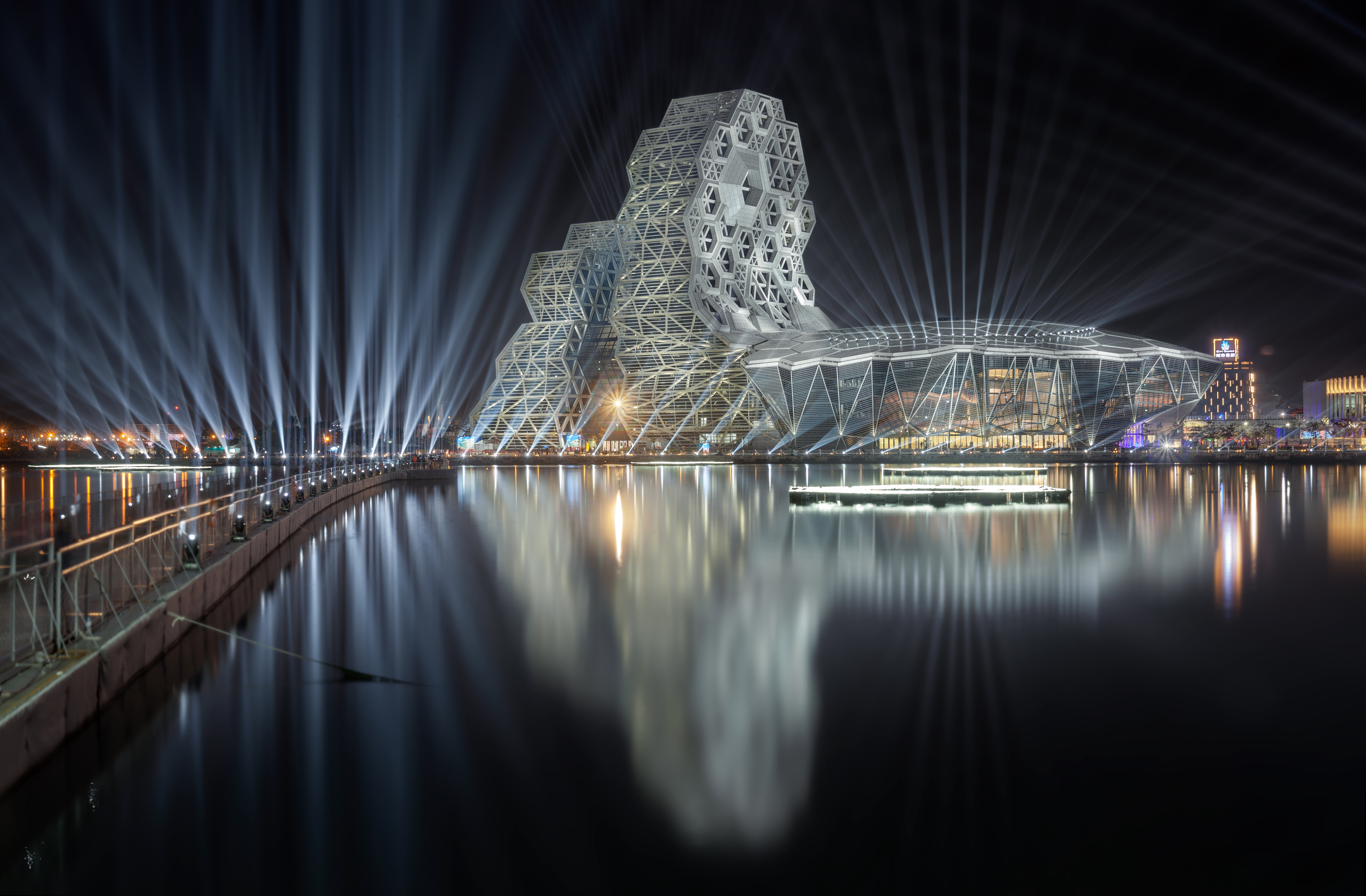
高雄流行音樂中心（2021年）
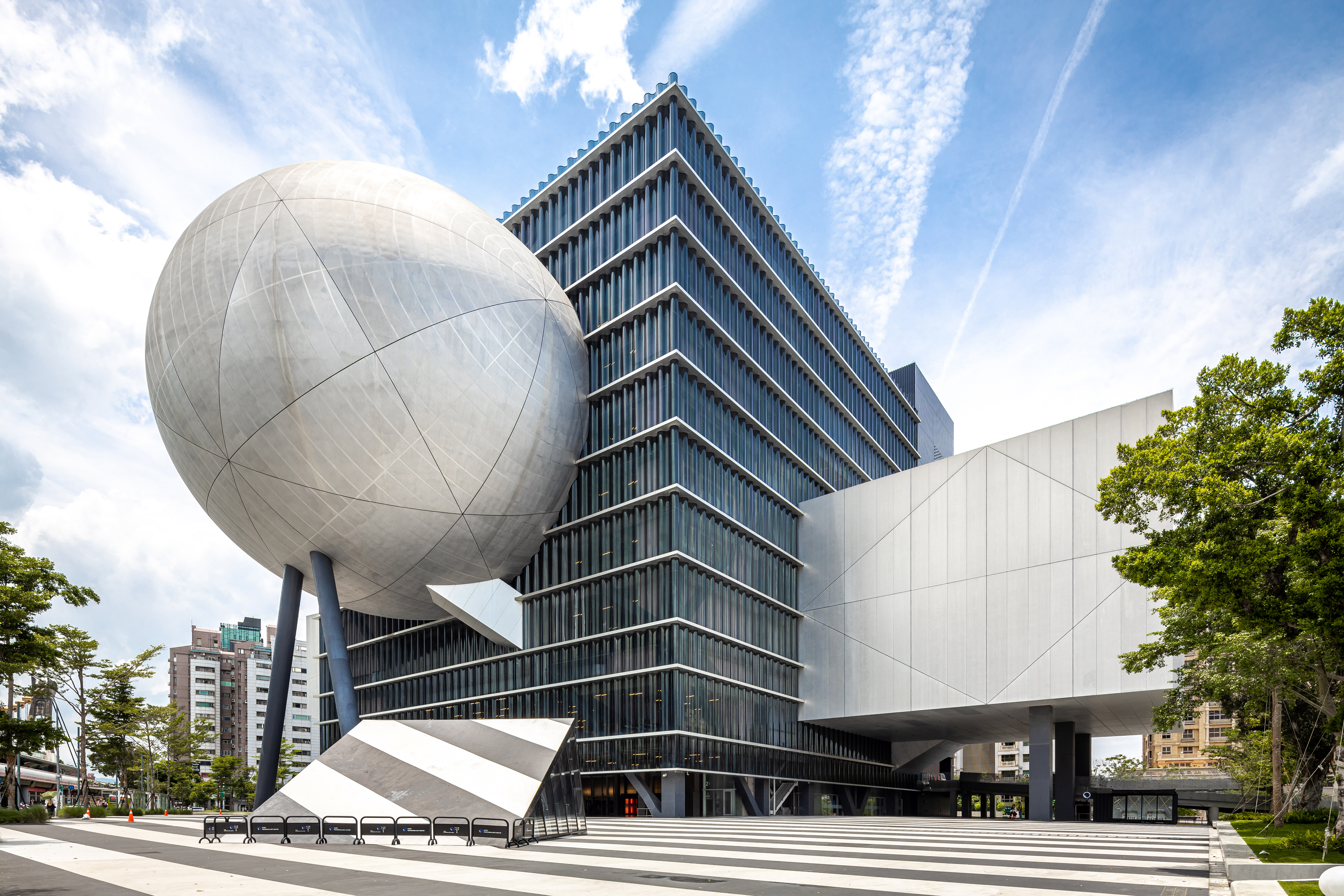
臺北表演藝術中心（2021年）
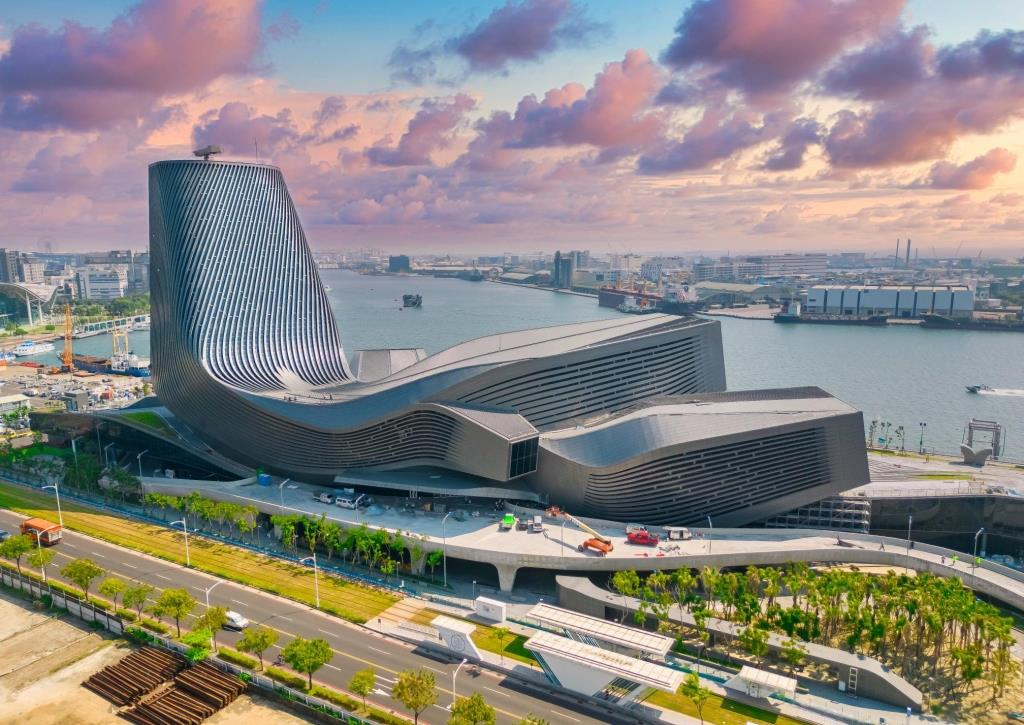
高雄港旅運中心（2023年）

#### 台式廟宇裝飾

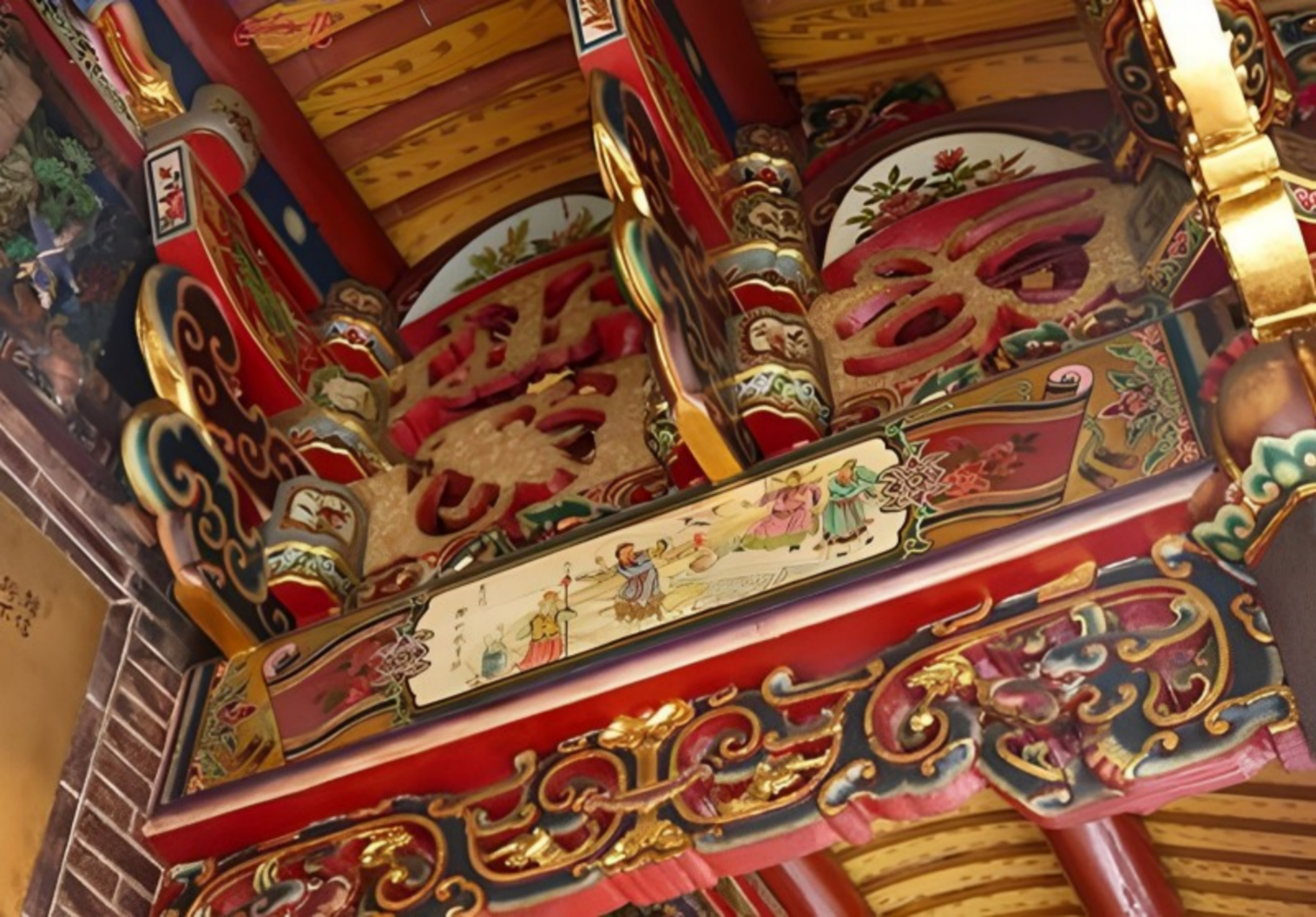
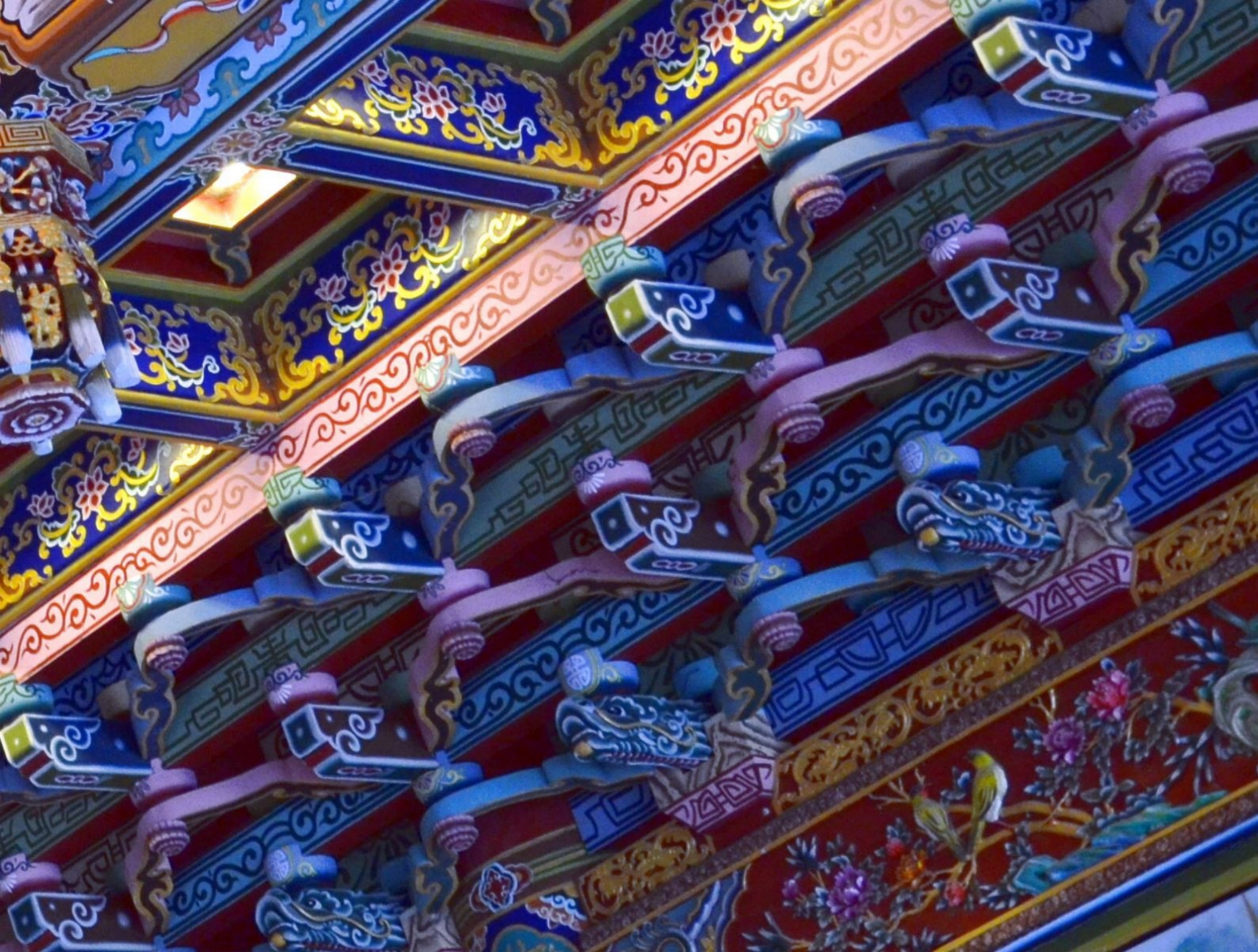
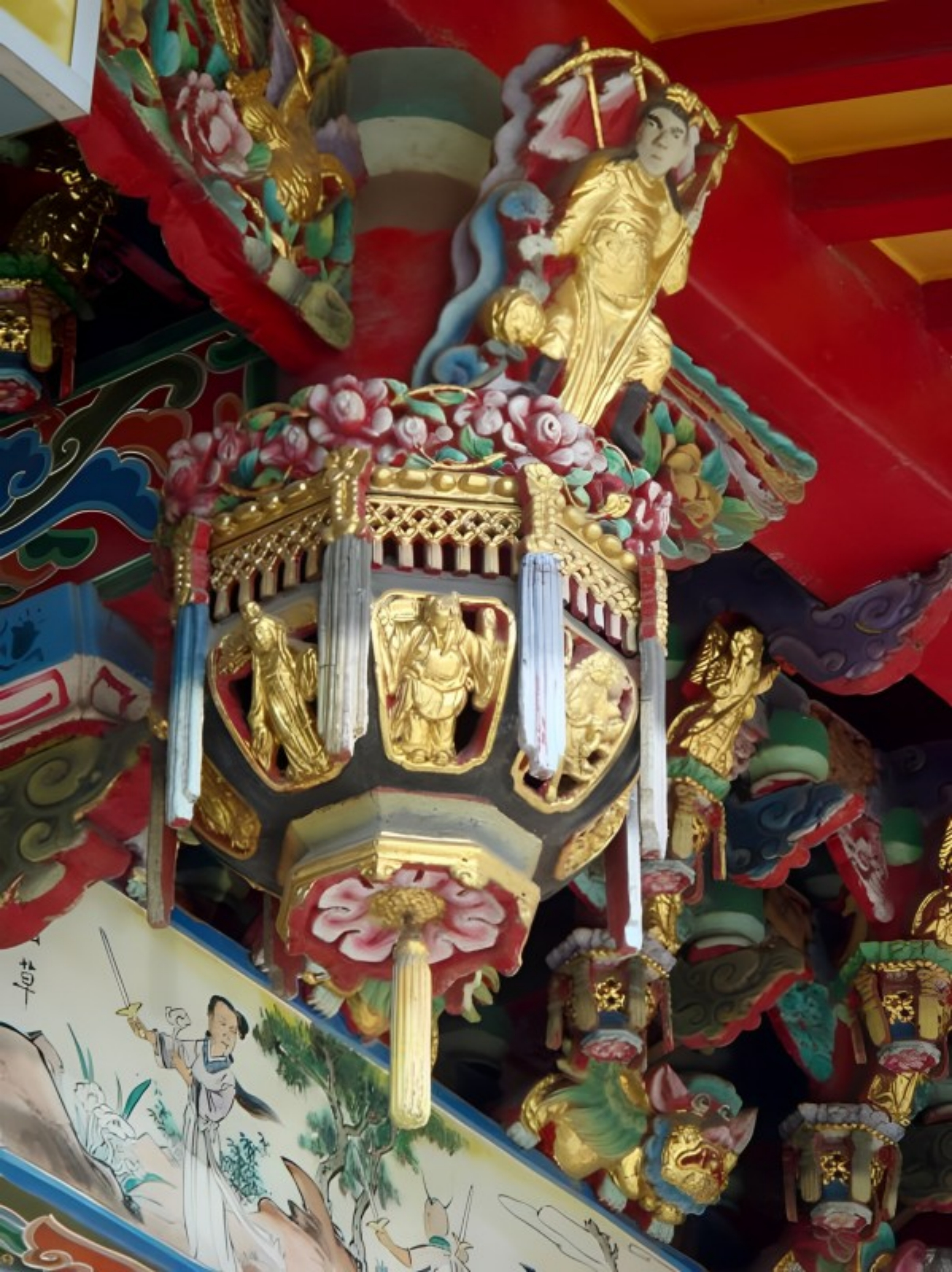
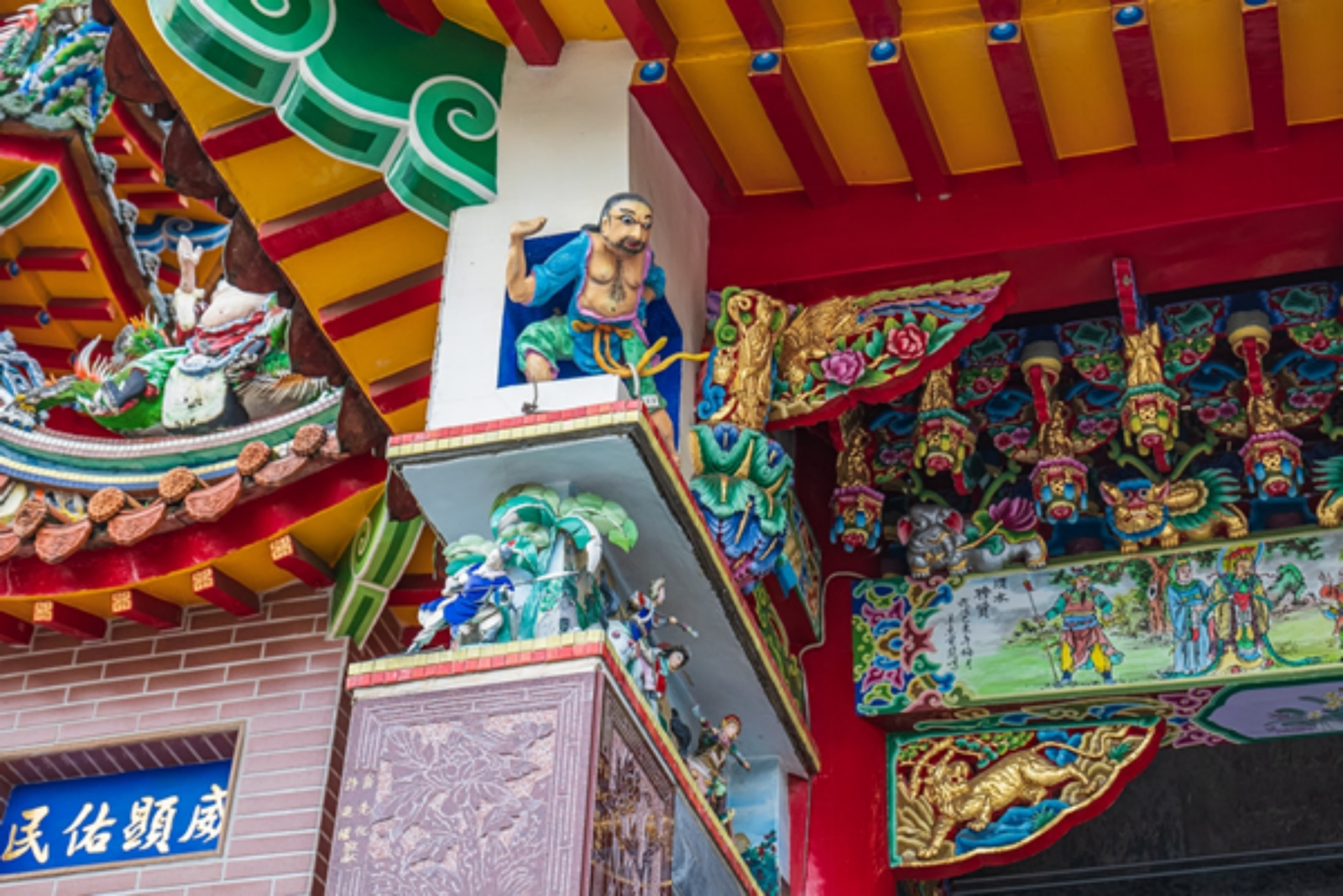
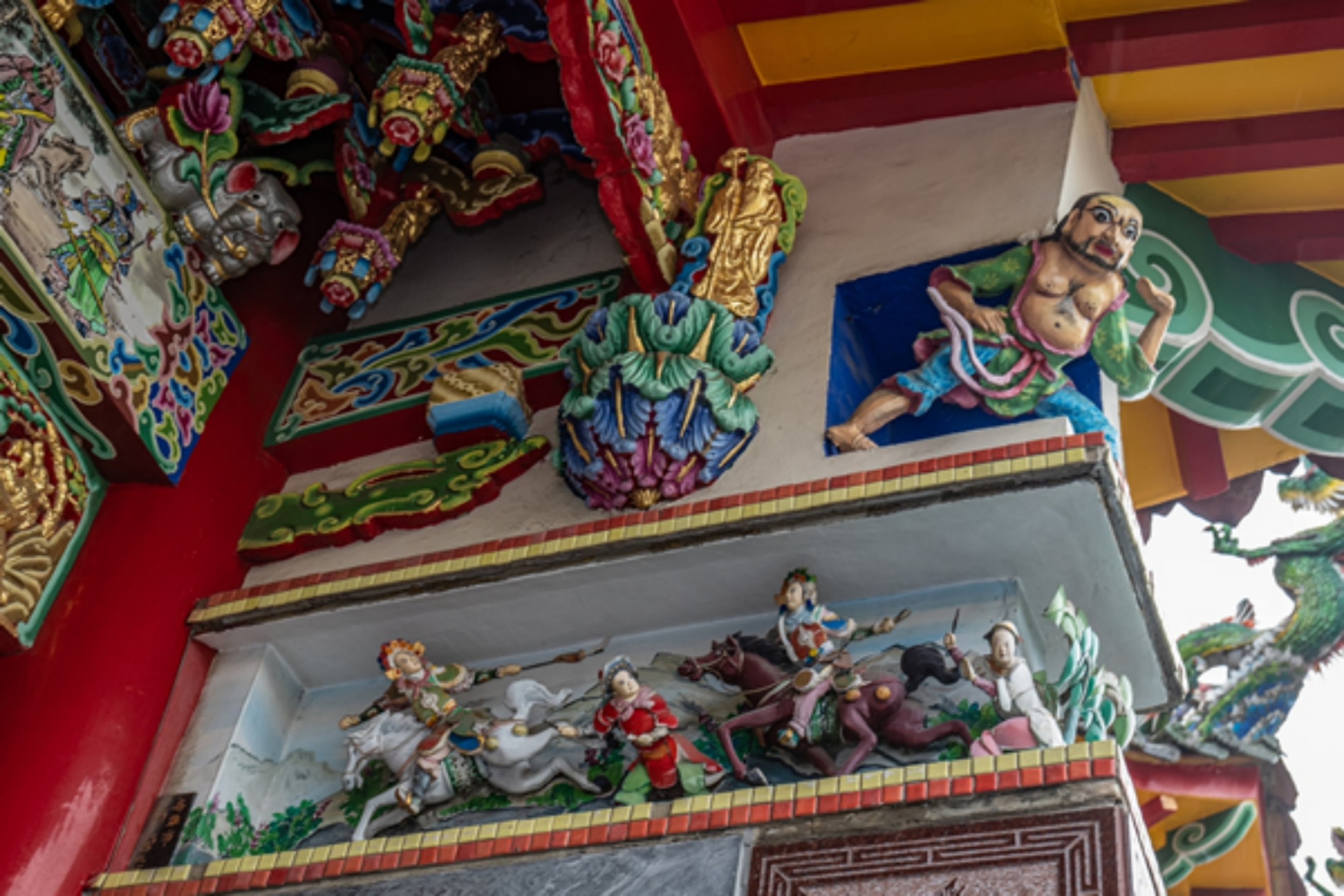
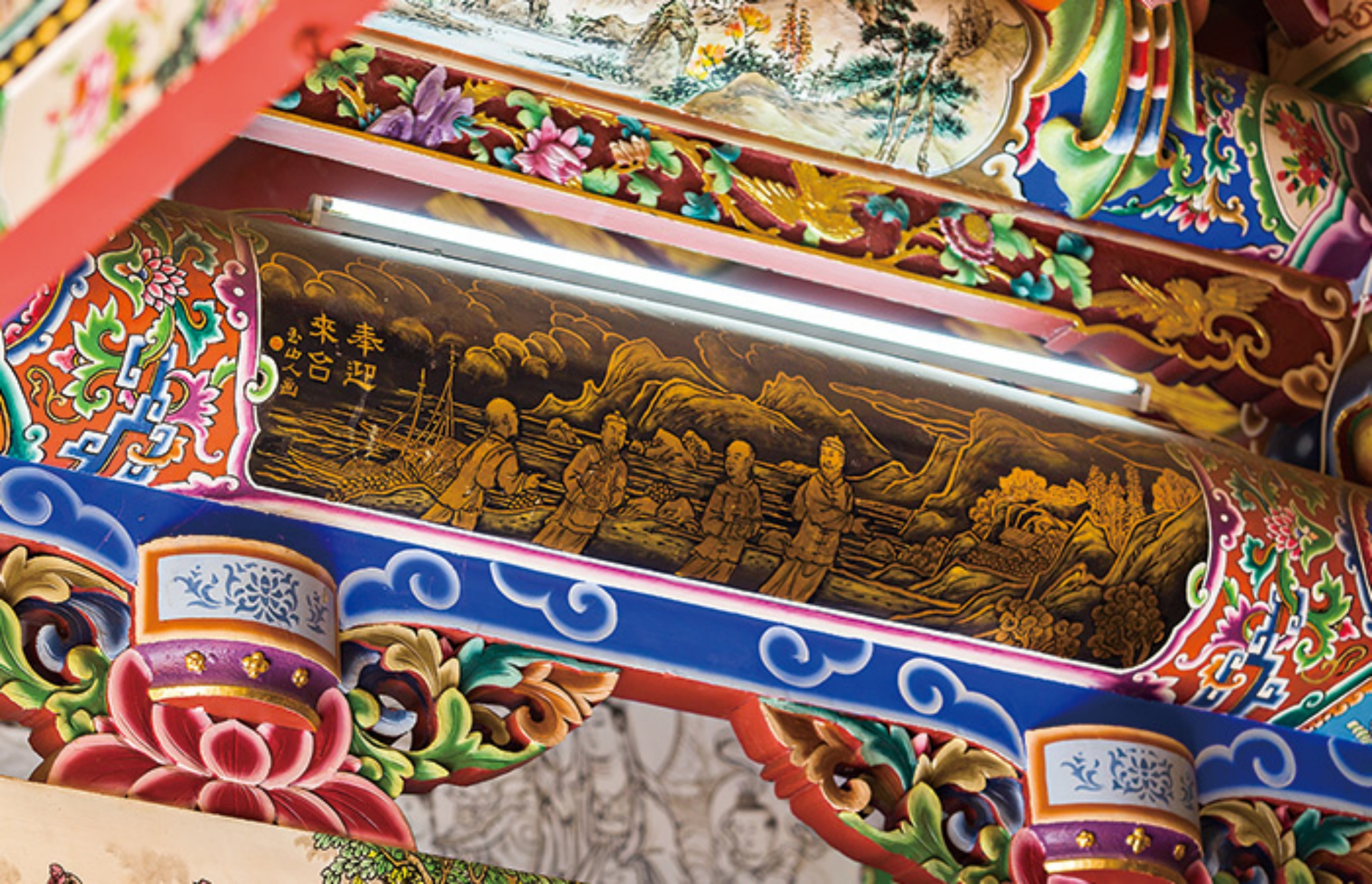
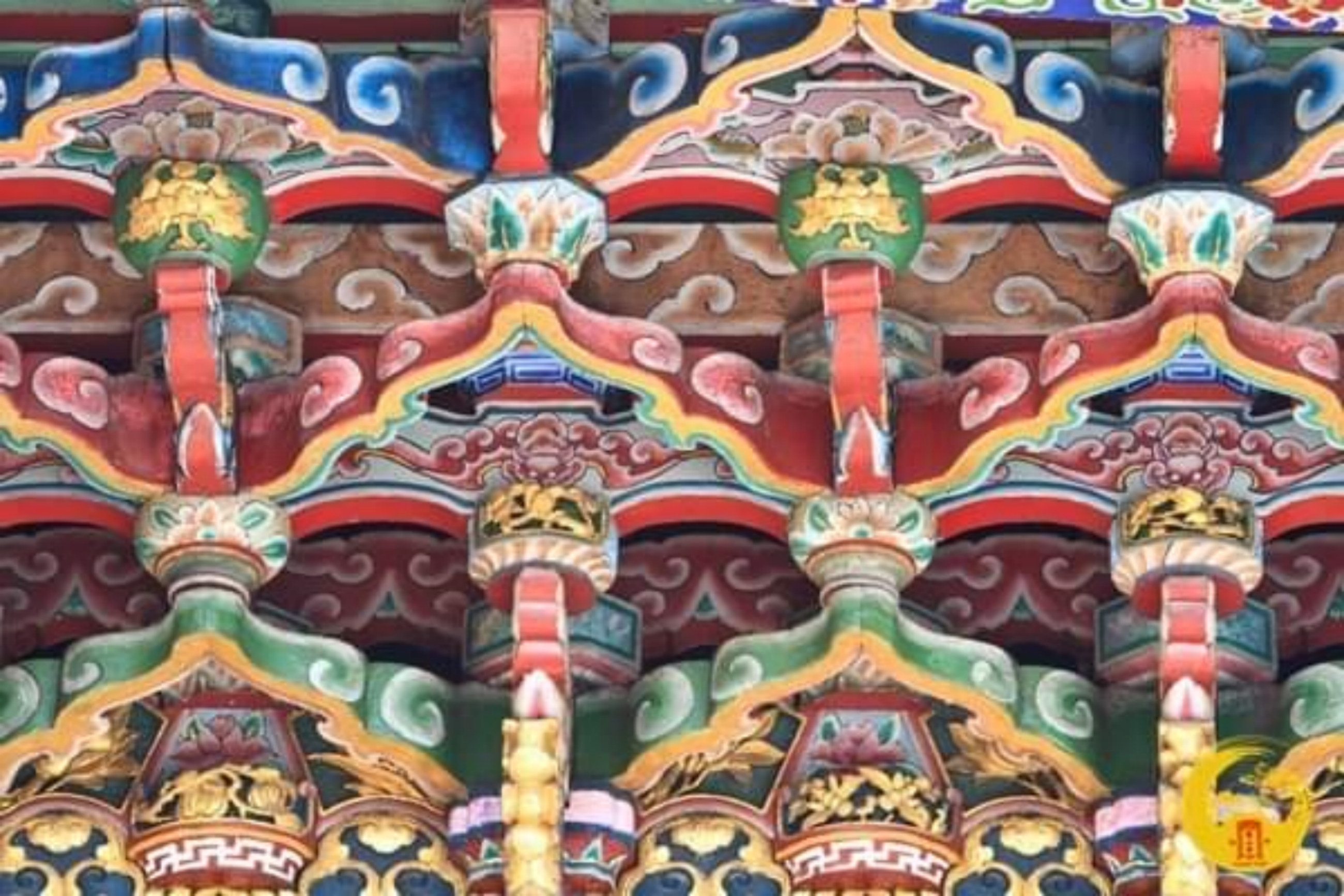
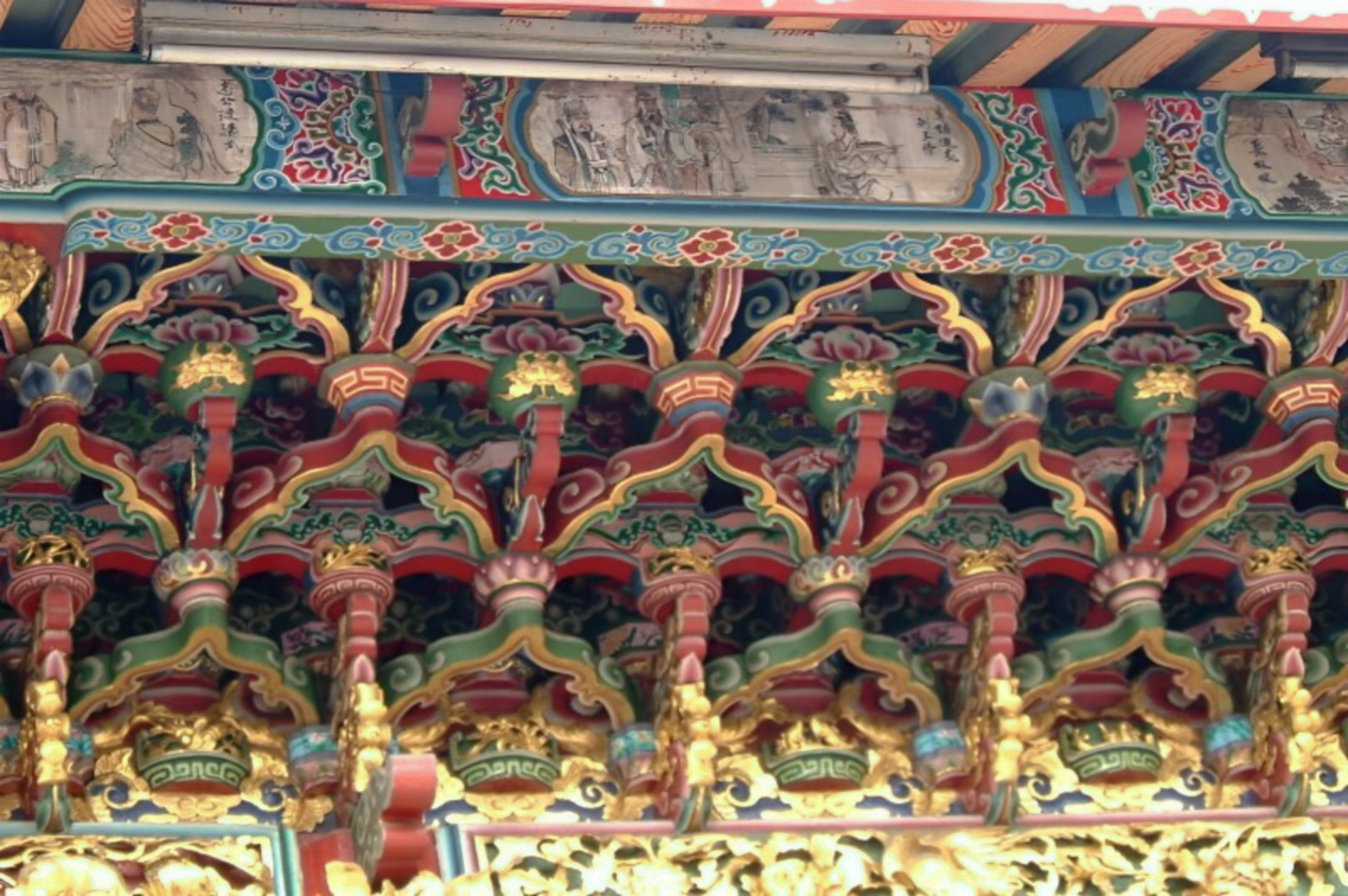
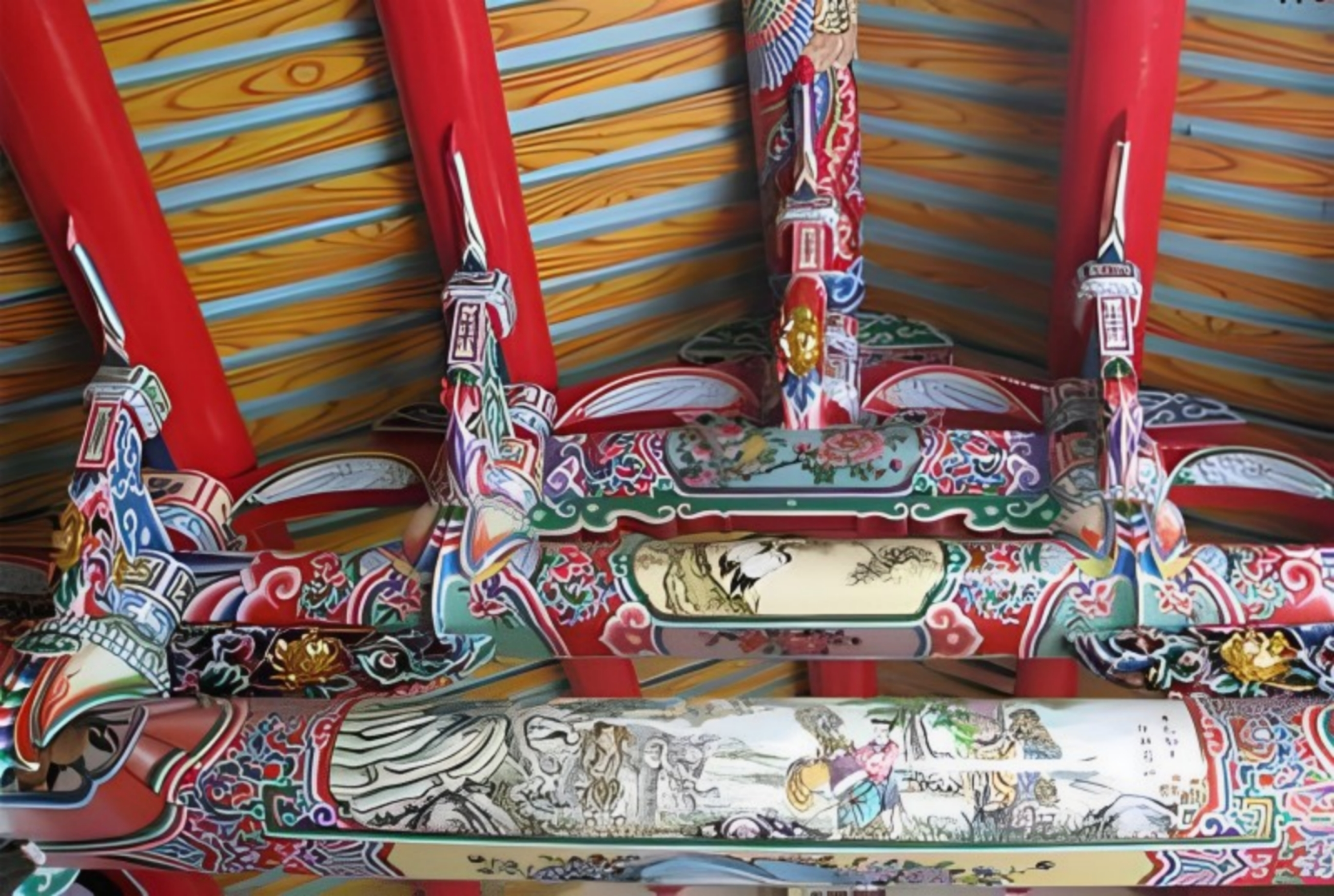
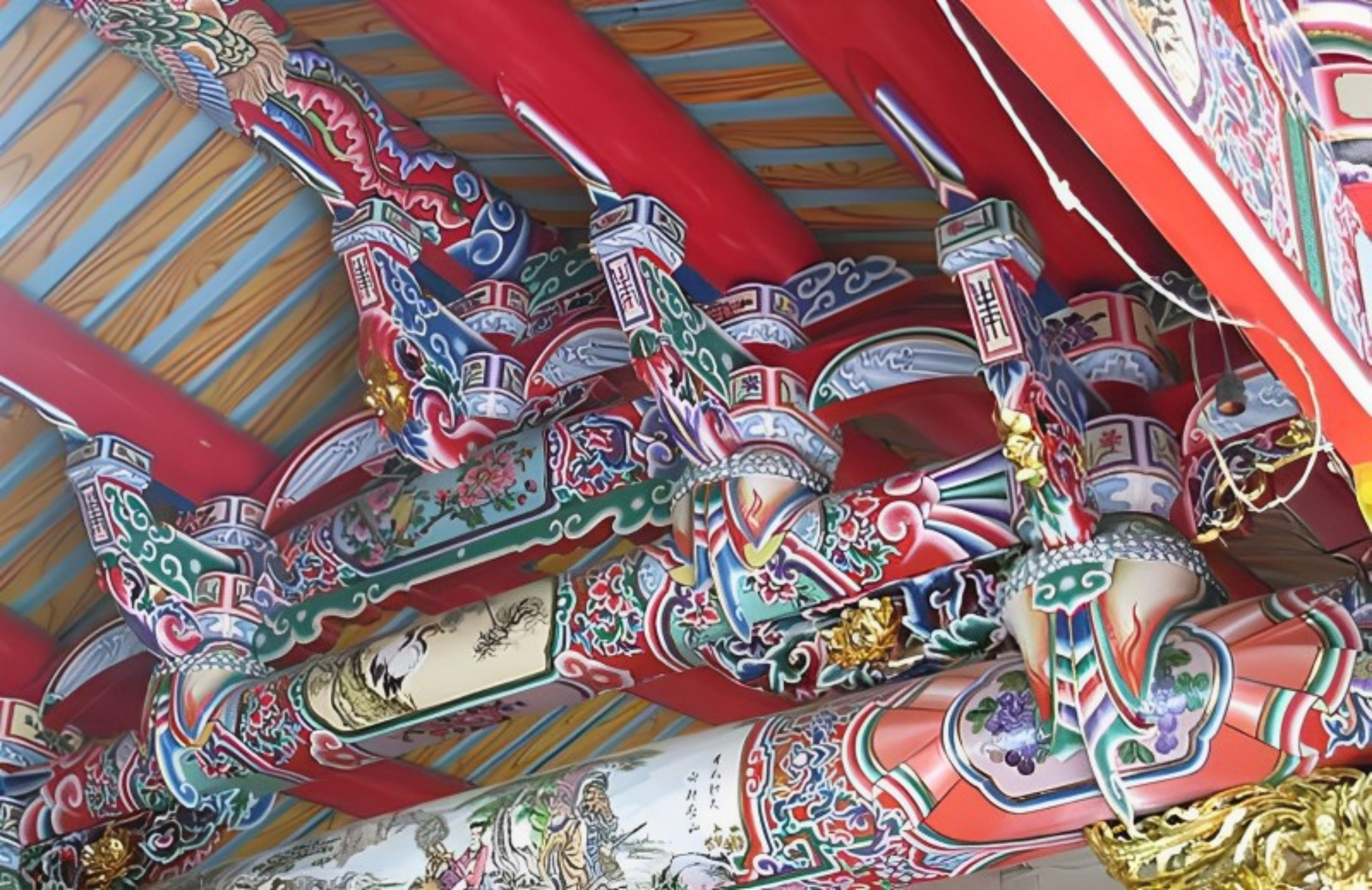
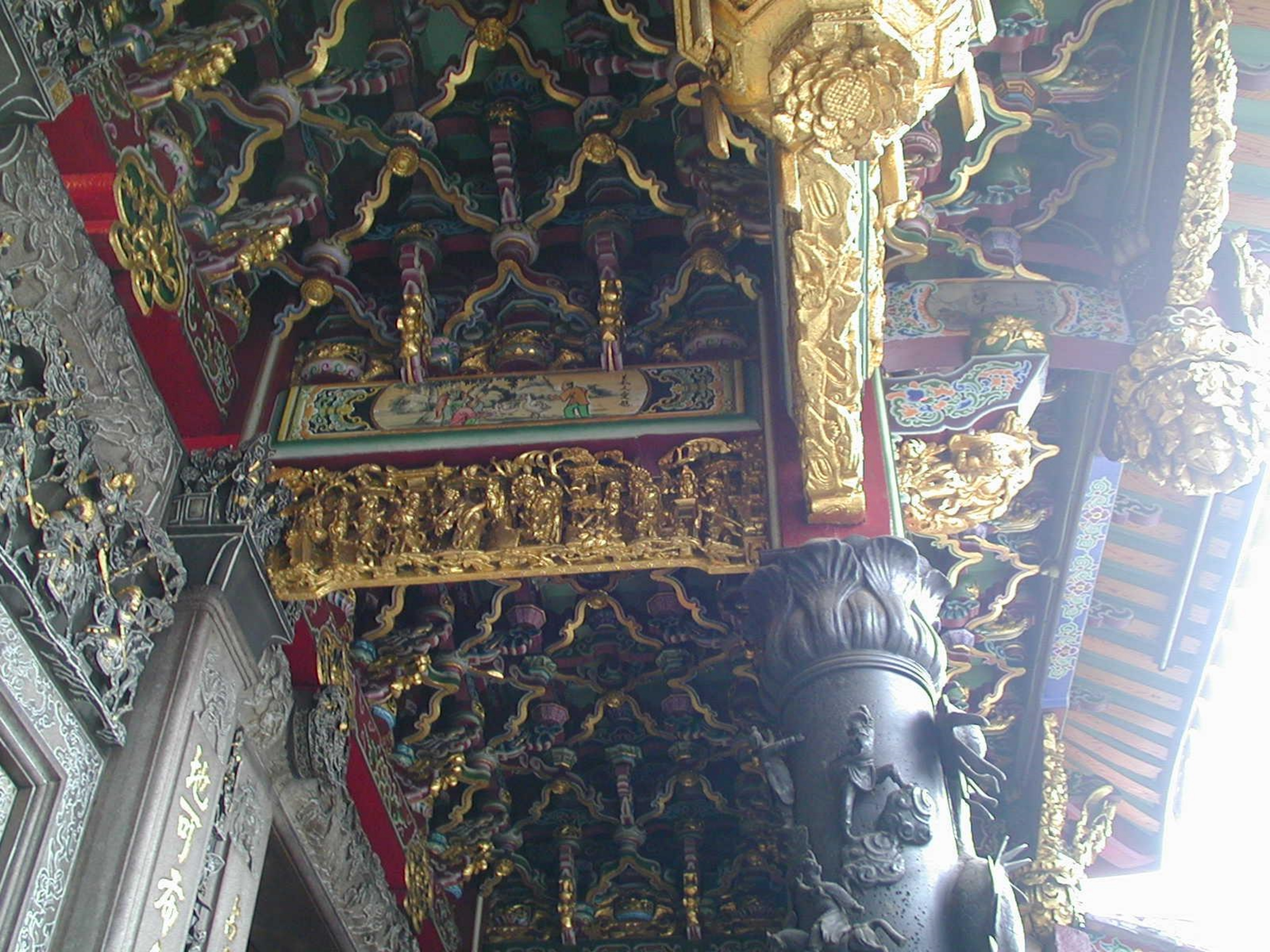
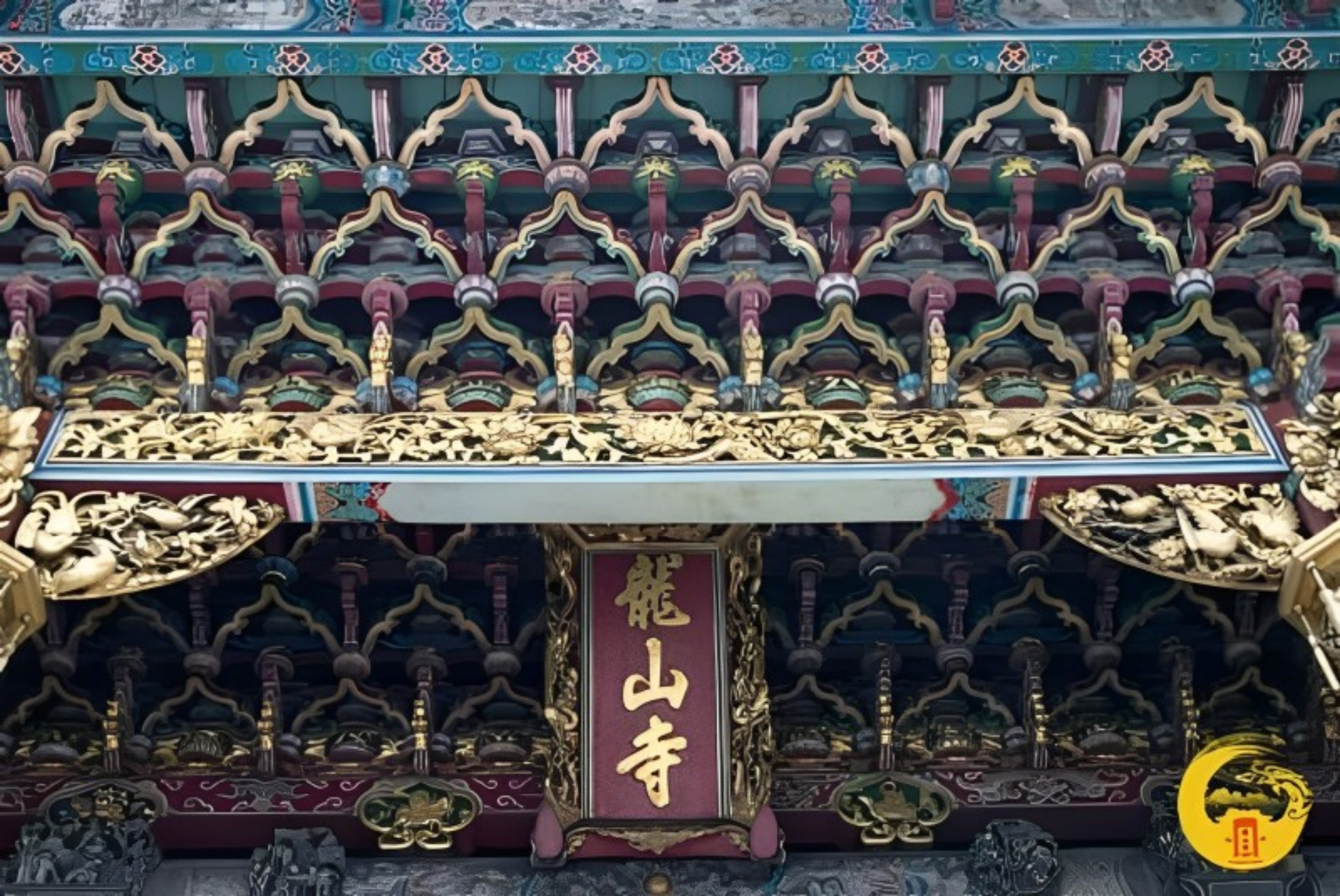
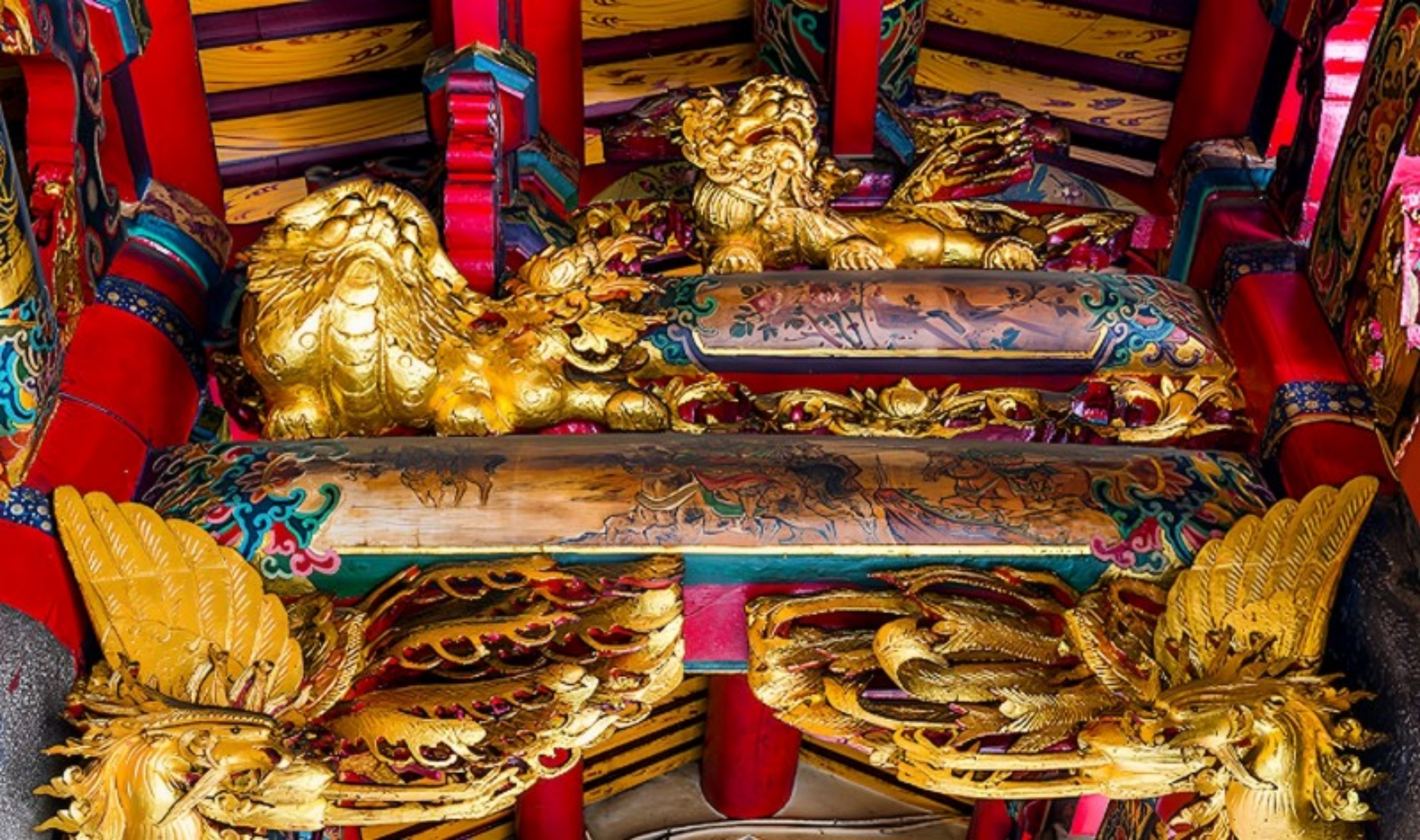
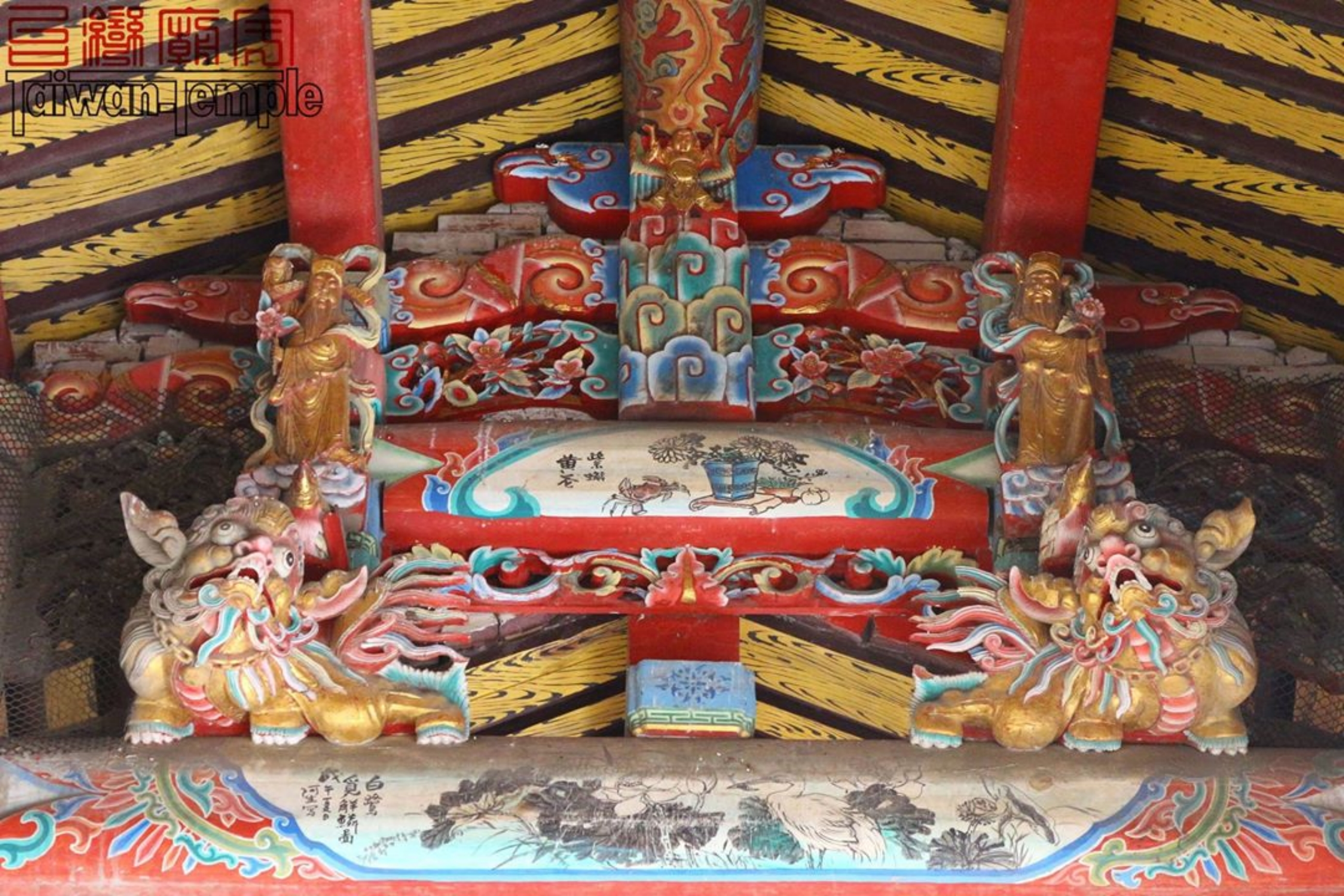
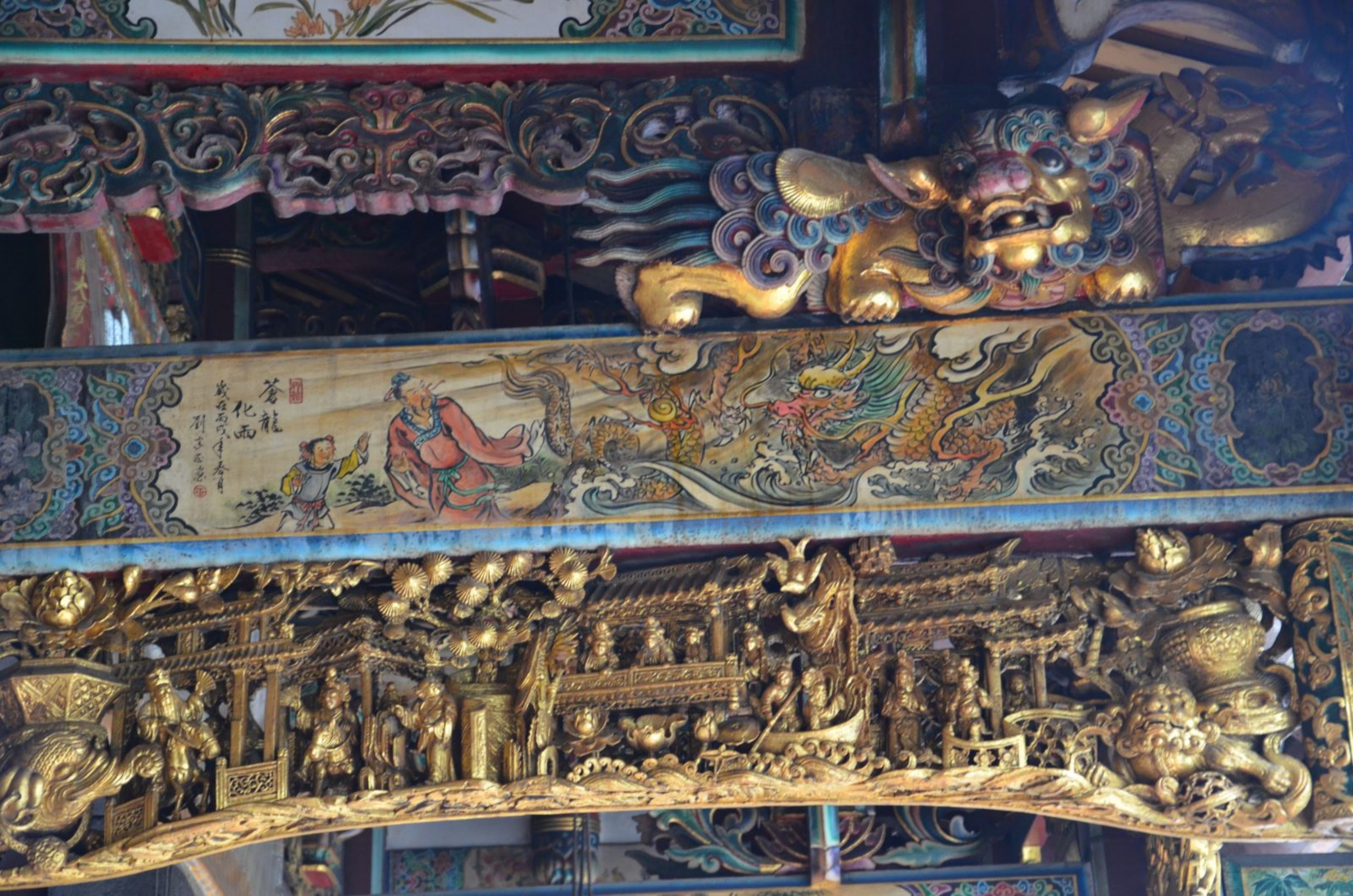
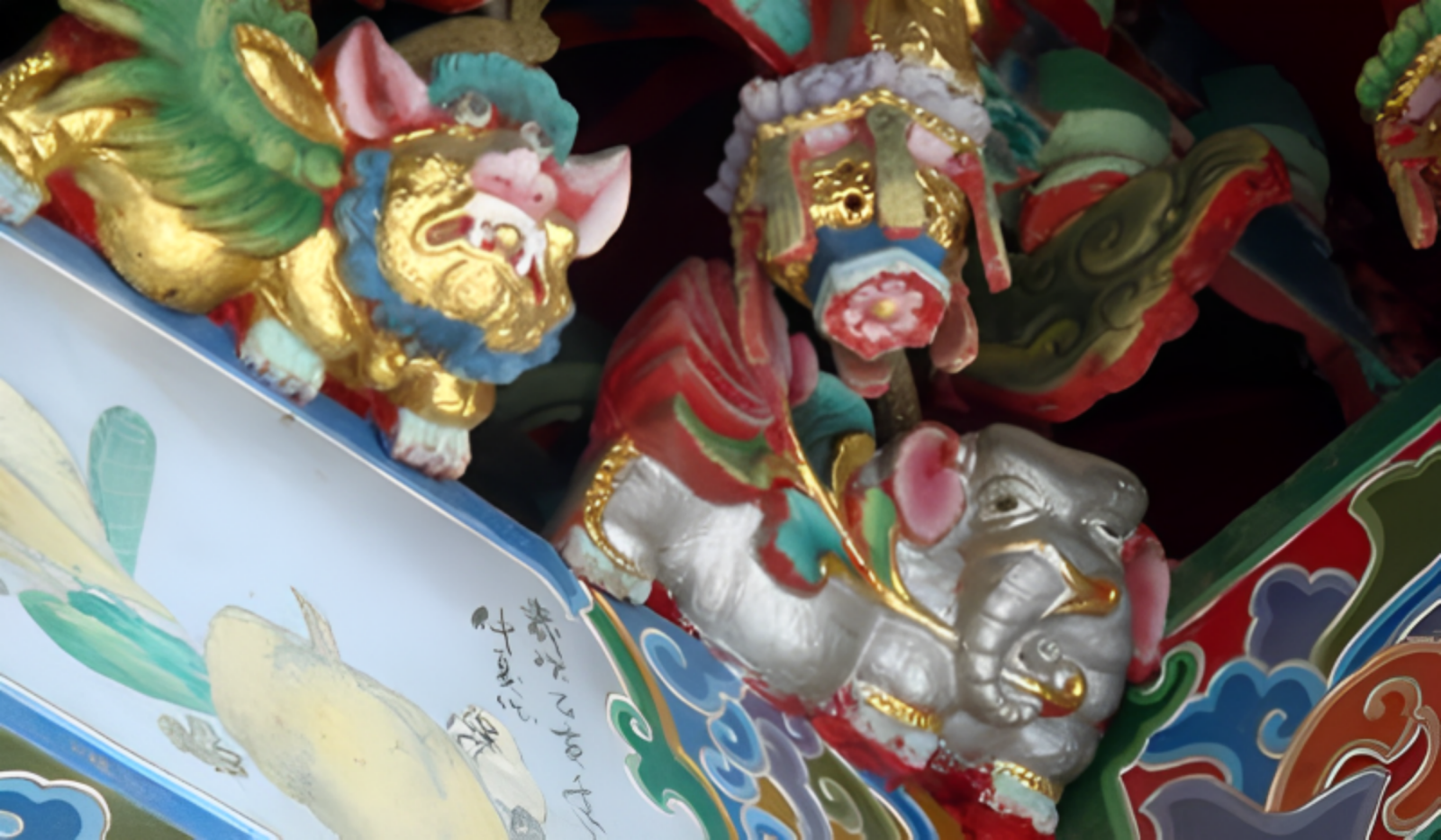
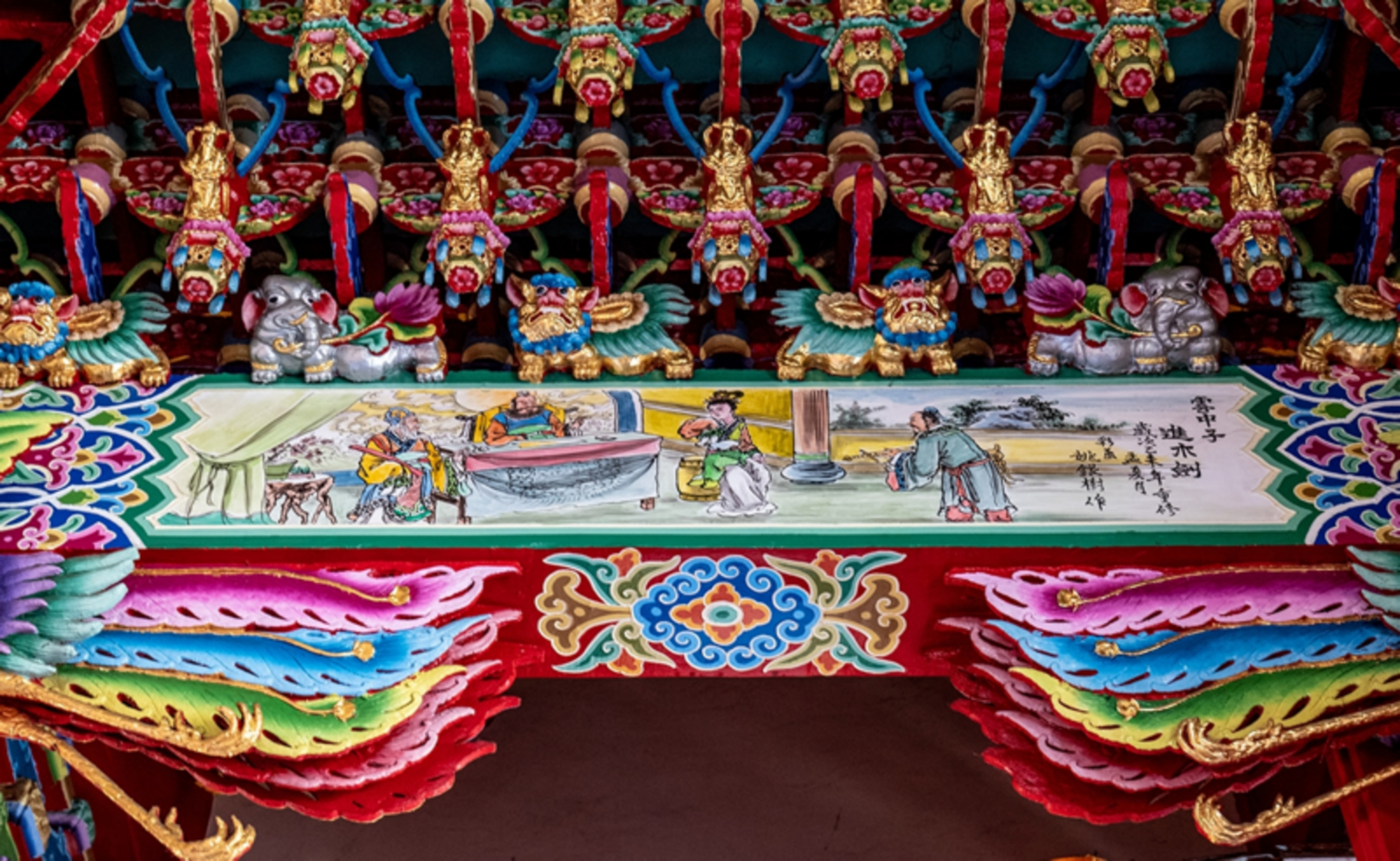
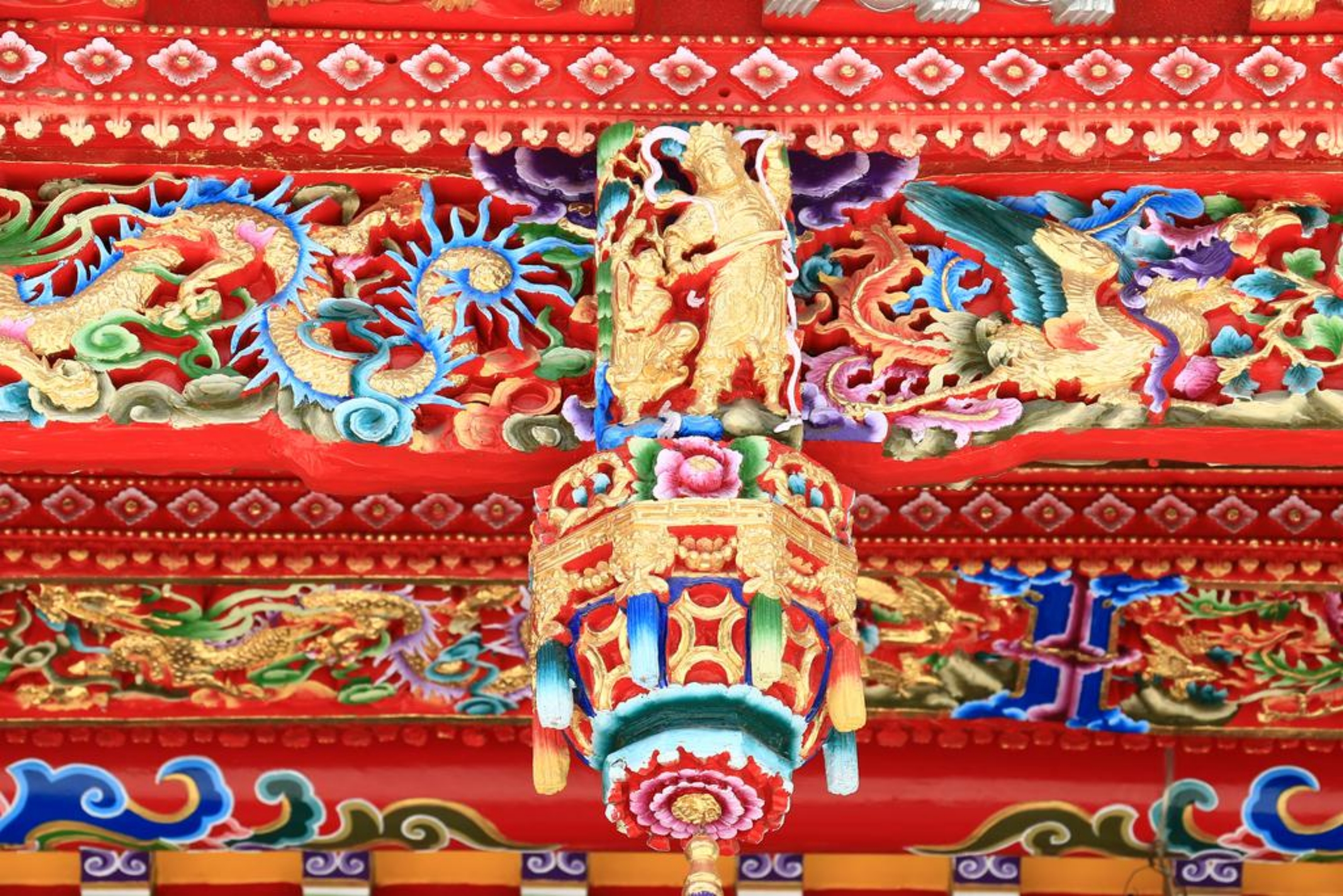
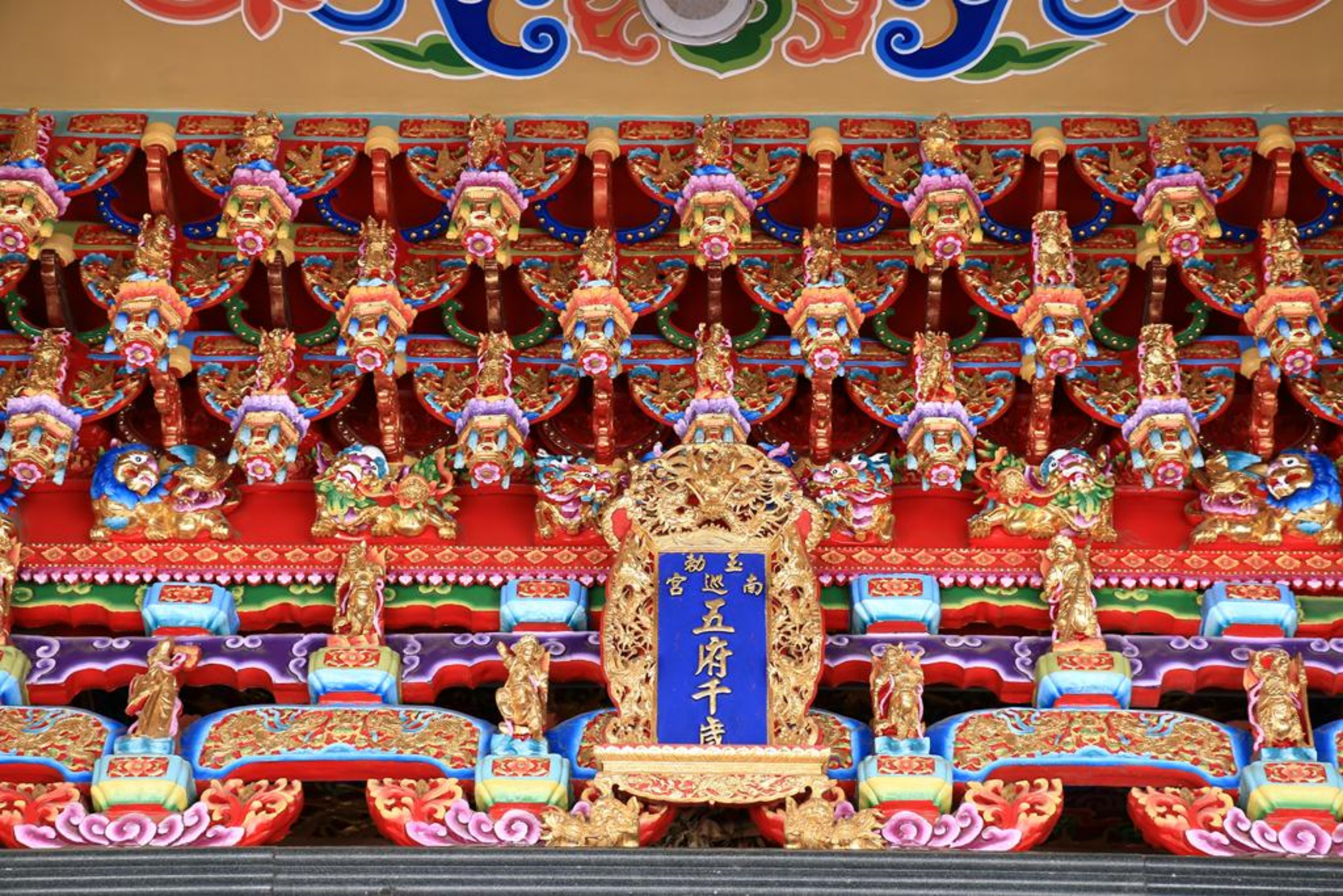

2020年代開始，隨著台灣經濟的迅猛發展，湧現了一大批專業的古跡修復師，這些師傅在台灣的各大公廟、傳統建築中不斷修復之前的裝飾，並且加入了大量現代的技術。台灣的廟宇裝飾基本傳承自中國，但也加入了大量日本江戶時代的技術，兩者結合下讓台灣的裝飾藝術水準更上一層樓。台灣的廟宇修復師傅也經常去中國和日本傳授修復技術，增加各國民間的友好交流。

#### 台式瓷磚紋樣
2020年代開始，台灣本土的瓷磚文化開始被發掘出來。台灣的瓷磚花紋是葡萄牙、荷蘭和中國的混合，呈現中西結合的風貌。台灣的瓷磚不僅在廁所、浴室中大量使用，還能在建築物外墻、屋頂、地板、天花板中使用，並且能和台式或中式的傳統彫刻融合，呈現出在別的國家沒有的設計。

## 相關事項
- 臺灣建築獎
- 臺灣的建築
- 臺灣古蹟列表
- 臺灣歷史建築百景
- 台灣名園
- 台灣文化
- 三合院
- 店屋
- 不見天街
- WikiProject:傳統百科全書條目/台灣古建築圖解事典

### 書目
- 張省卿著，《德式都市規劃經日本殖民政府對台北城官廳及中區之影響》，2008年，臺北：輔仁大學出版社。
- 張省卿著，〈台灣總督府廳舍（1912-1919）﹕中央級與地方級官署建築之探 討〉，《輔仁歷史學報》，第17期，台北：輔仁大學歷史學系，2006年11月，頁285-353。Nov. 2006, Chang, Sheng-Ching. 「Administrative buildings of the Taiwan governor's office, 1912-1919: a study of central and local administrative architecture」, 「Fu Jen Historical Journal」, no. 17, Taipei, Department of History of Fu Jen University, pp. 285-353.
- 張省卿著，〈以日治官廳台灣總督府（1912-1919）中軸布置論東西建築交流〉，《輔仁歷史學 報》，第19期，台北：輔仁大學歷史學系，2007年7月，頁163-220。July 2007, Chang, Sheng-Ching. „Exchange between Eastern and Western architecture from the perspective of the central axis alignment with the example of the administrative buildings of Taiwan’s governor’s office「, 「Fu Jen Historical Journal」, no.19; Taipei, Department and Graduate Institute of History of Fu Jen University, pp. 163-220.

- 李乾朗. . 臺北: 玉山社出版公司. 2005.
- 李乾朗. . 臺北: 玉山社. 2001.
- 李乾朗. . 臺北: 雄獅圖書公司. 1979.
- 李乾朗等. . 臺北市: 遠流. 2003.
- 沈祉杏. . 臺北市: 田園城市文化. 民91.
- 凌宗魁著，鄭培哲繪. . 新北市: 遠足文化. 2016.
- 徐明松. . 台北縣: 木馬文化. 2008.
- 張省卿. . 台北: 輔仁大學出版社. 2008年.
- 張省卿，〈台灣總督府廳舍（1912-1919）﹕中央級與地方級官署建築之探 討〉，《輔仁歷史學報》，第17期，台北：輔仁大學歷史學系，2006年11月，頁285-353。Nov. 2006, Chang, Sheng-Ching. 「Administrative buildings of the Taiwan governor's office, 1912-1919: a study of central and local administrative architecture」, 「Fu Jen Historical Journal」, no. 17, Taipei, Department of History of Fu Jen University, pp. 285-353.
- 張省卿，〈以日治官廳台灣總督府（1912-1919）中軸佈置論東西建築交流〉，《輔仁歷史學 報》，第19期，台北：輔仁大學歷史學系，2007年7月，頁163-220。July 2007, Chang, Sheng-Ching. „Exchange between Eastern and Western architecture from the perspective of the central axis alignment with the example of the administrative buildings of Taiwan’s governor’s office“, “Fu Jen Historical Journal”, no.19; Taipei, Department and Graduate Institute of History of Fu Jen University, pp. 163-220.
- 郭肇立. . 臺北市: 國立臺灣博物館. 2015.
- 傅朝卿. . 台北: 大地地理. 2000.
- 傅朝卿. . 臺北市: 五南. 2013.
- 黃士娟. . 臺北市: 臺北藝術大學. 2012.
- 黃武達. . 新北市: 臺灣都市史研究室，都市及建築法治研究室. 2015.
- 黃蘭翔. . 臺北市: 南天. 2013.
- 藤島亥治郎. . 台北: 原民文化. 2000.
- 藤島亥治郎. . 台北: 台原出版社. 1993.
- 藤森照信.  第13刷. 東京: 岩波書店. 2005年 （日语）.
- Meyer, Ulf. Architekturführer Taiwan. Berlin: DOM Publishers, 2012.
- Meyer, Ulf. Architectural Guide Taiwan. Berlin: DOM Publishers, 2012.
- http://www.fu-chaoching.idv.tw/main.htm （页面存档备份，存于）
- https://archlee.tian.yam.com/posts?page=1%5B%5D
- http://www.e-tribe.org.tw/kungdavane/DesktopDefault.aspx?tabId=100 （页面存档备份，存于）
- https://web.archive.org/web/20170425121410/http://www.dmtip.gov.tw/Aborigines/Article.aspx?CategoryID=3&ClassID=10&TypeID=24&SubTypeID=0&RaceID=1
- https://web.archive.org/web/20170425122405/http://www.dmtip.gov.tw/Aborigines/Article.aspx?CategoryID=3&ClassID=10&TypeID=24&SubTypeID=2&RaceID=12